# Liste de miséricordes de France

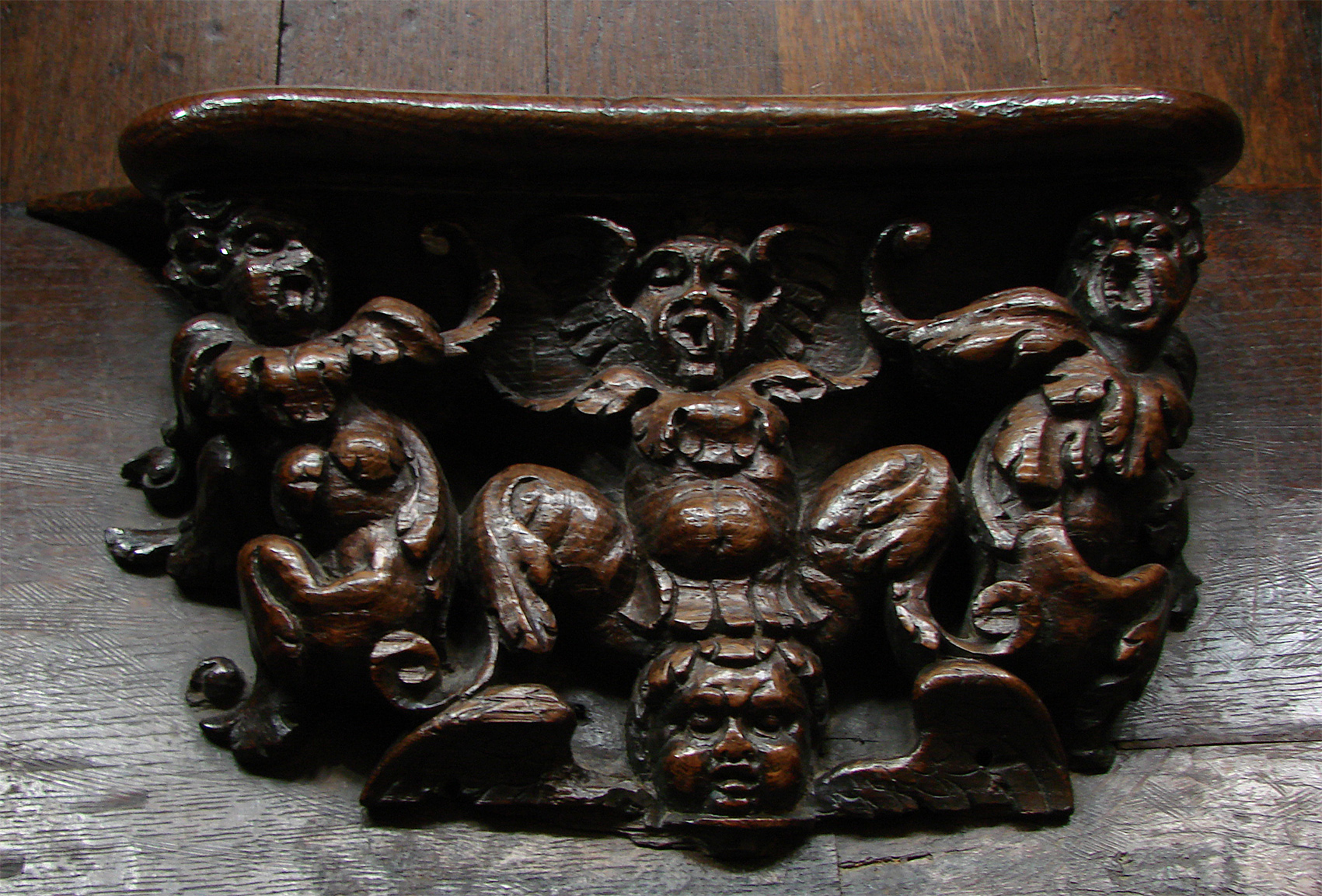
Une miséricorde de la cathédrale Sainte-Marie d'Auch (Gers).

La miséricorde est une petite console fixée à la partie inférieure du siège rabattable d'une stalle. Elle permet au clerc ou au moine qui participe à l'office divin de prendre appui sur elle lorsqu'il se tient debout et que son siège est relevé. Les stalles sont normalement situées dans le chœur de certaines églises.
Cet article liste les églises de France où il existe (ou a existé) des miséricordes, ainsi que les autres lieux (musées, collections publiques…) où ces objets sont conservés.
Les nombres entre parenthèses indiquent le nombre de miséricordes présentes dans l'édifice.
- Haut – A
- B
- C
- D
- E
- F
- G
- H
- I
- J
- K
- L
- M
- N
- O
- P
- Q
- R
- S
- T
- U
- V
- W
- X
- Y
- Z

## A

### Ain01

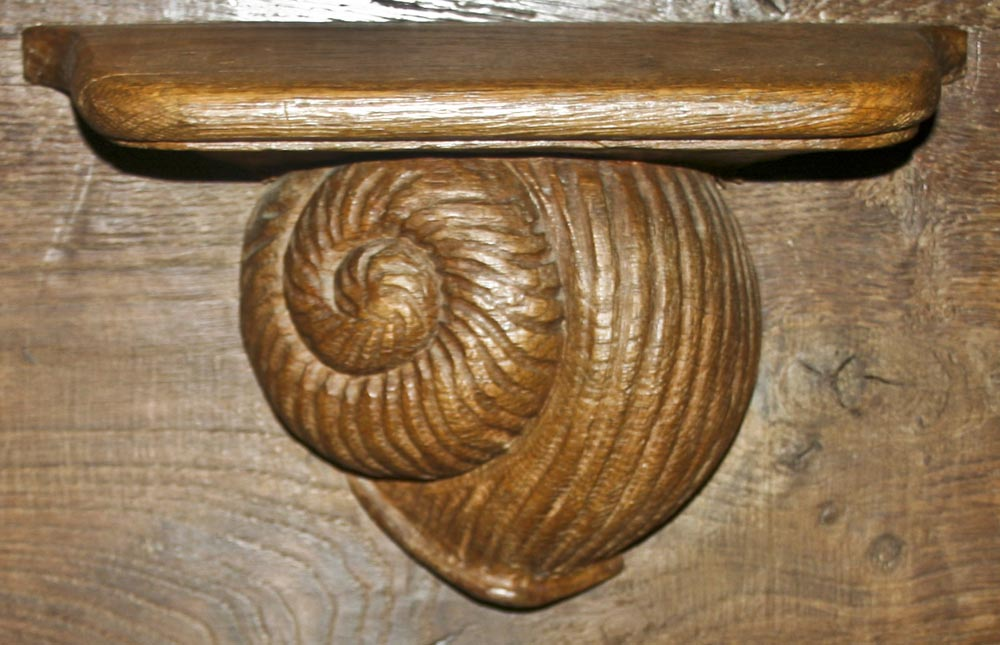
Ambronay.

- Ambronay église (40) Ambronay. : visages monstrueux, coquille d'escargot.
- Bourg-en-Bresse collégiale Notre-Dame (42) : visages d'hommes, de femmes, nombreuses têtes de bouffons et une miséricorde avec feuille d'acanthe stylisée.
- Bourg-en-Bresse église de Brou (104) :
  - Dans le chœur (76) : série d'enfants et d'angelots jouant avec des animaux fantastiques. Nombreux personnages en train de boire, d'autres endormis ou en méditation. Quelques-uns, tenant des phylactères ou des écus. Deux médaillons (couple) et un enfant corrigé par un homme.
  - Dans le nord du transept (28) : ensemble de deux stalles à deux rangs, en provenance de l'ancienne église Saint-Pierre de Brou, aux miséricordes représentant essentiellement des portraits d'hommes et de femmes, parfois grotesques.
- Coligny église Saint-Martin (28).
- Meximieux église Saint-Appolinaire (22 + 2) : visages d'hommes portant bérets, casques, turbans ou couronnes et une tête de mort datée de 1846. À noter, deux « fausses miséricordes » à médaillons et rinceaux (dont une gravée "Bontems 1847") sculptées en position relevée, au milieu des stalles, sur les panneaux habillant les piliers du chœur.
- Pérouges église Sainte-Marie-Madeleine : visage féminin et motifs floraux.

### Aisne02
- Aubenton église Notre-Dame (14)

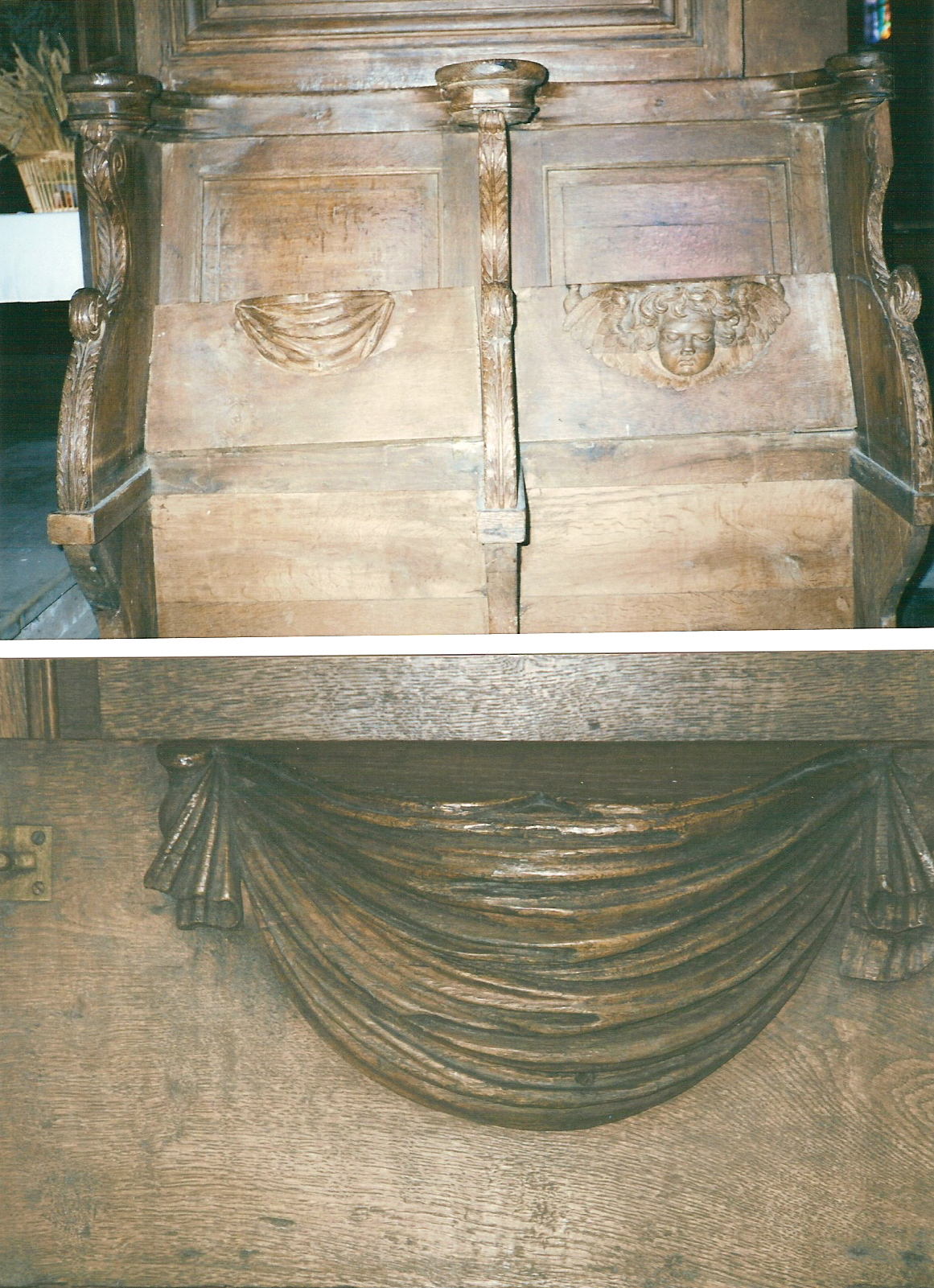
Villers-Cotterêts.

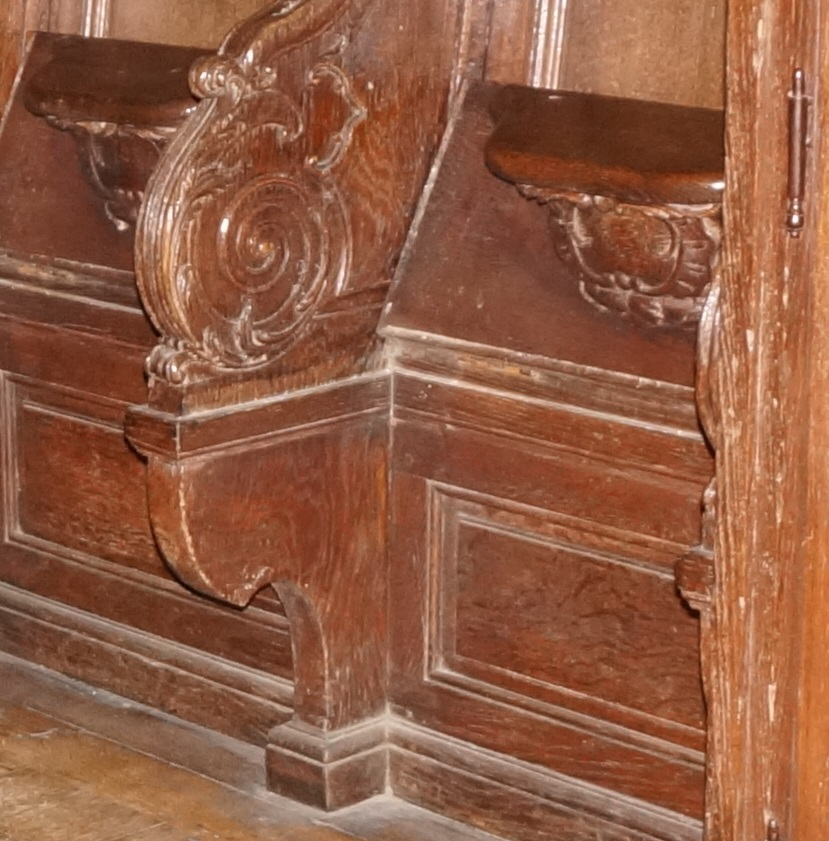
Cathédrale de Laon.

- Coucy-le-Château-Auffrique : modèle simplissime.
- Chézy-en-Orxois église Saint-Denis (10 dont 2 brisées) : visages de femme, d'anges et d'hommes "végétaux". Drapé à rapprocher de ceux du bourg voisin de Villers-Cotterêts,
- Essômes-sur-Marne abbatiale Saint-Ferréol (38) : animaux fantastiques (vouivres/dragon/griffon), têtes d'anges, visages de clercs, de guerriers, de femmes casquées ou échevelées. Scénettes, angelots ou enfants, ours et cheval.
- Laon cathédrale : deux modèles de miséricordes de style classique de feuilles d'acanthe et de médaillon entouré de rinceaux.
- Oulchy-le-Château église (10) : motifs végétaux (lierre/chêne/vigne) souvent mêlés ou issus de bouches humaines, visages aux grandes oreilles parfois mutilés.
- Saint-Quentin basilique Saint-Quentin : dans la chapelle Notre-Dame -La-Bonne, deux stalles aux miséricordes insignifiantes refaites de façon moderne, mais dont une assise est équipée d'un astucieux système de verrouillage en position relevée.
- Soissons cathédrale Saint-Gervais-et-Saint-Protais (81) : enfants luttant, visages humains, personnages lisant, têtes d'anges et de lion, scènes de vie quotidienne.
- Villers-Cotterêts (6): drapé et tête d'ange.

### Allier03
- Gannat église Sainte-Croix (14).
- Moulins musée (10 stalles privées de leurs miséricordes).
- Saint-Pourçain-sur-Sioule église Sainte-Croix (39) : feuillages, animaux fabuleux ou monstrueux, personnages divers dont certains exhibitionnistes, mutilés par pudibonderie. Nombreuses miséricordes disparues.

### Alpes-de-Haute-Provence04
- Moustiers-Sainte-Marie église Notre-Dame-de-l'Assomption : masques grimaçants, corniches à volutes et palmettes.

Église Notre-Dame-de-l'Assomption de Moustiers-Sainte-Marie
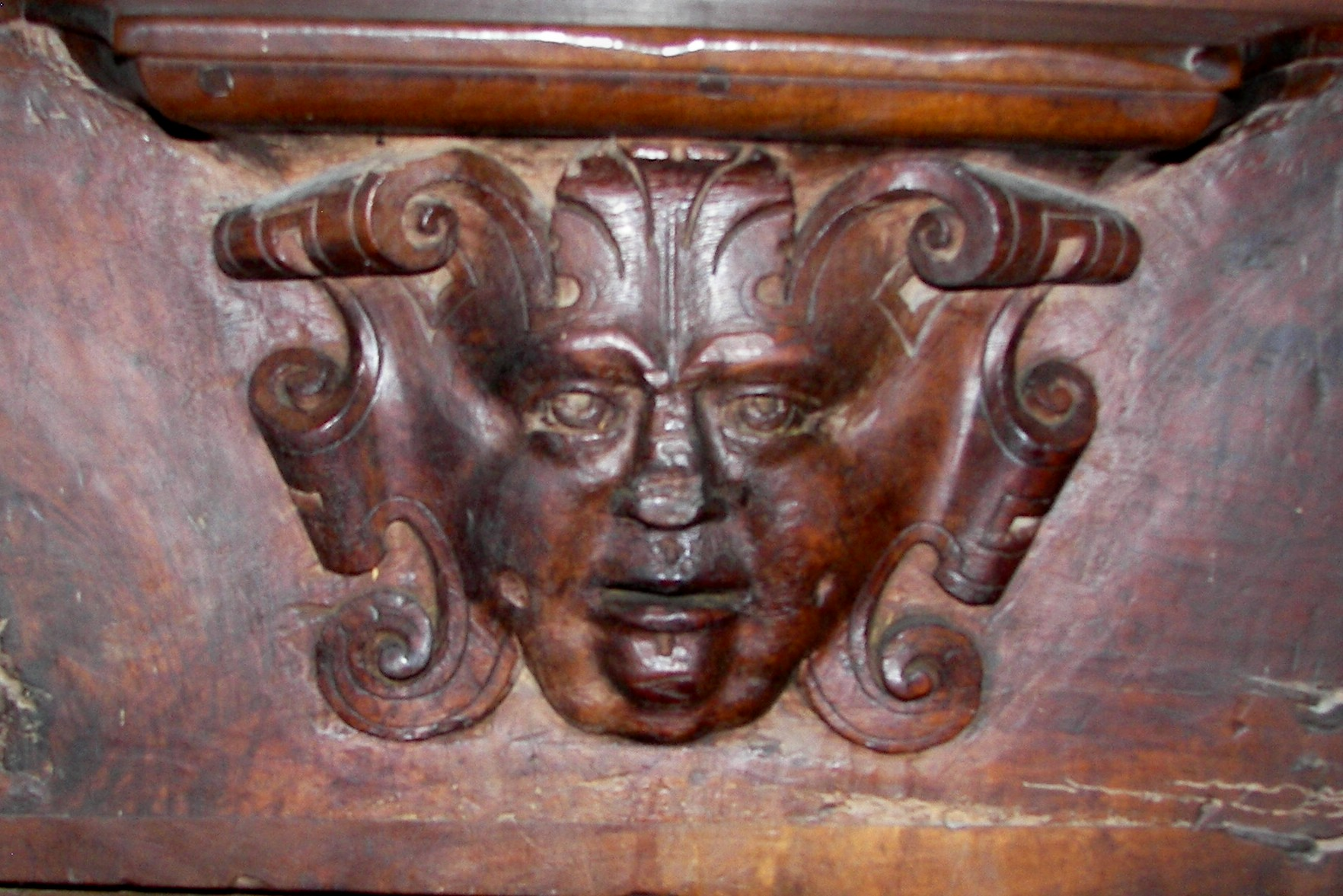
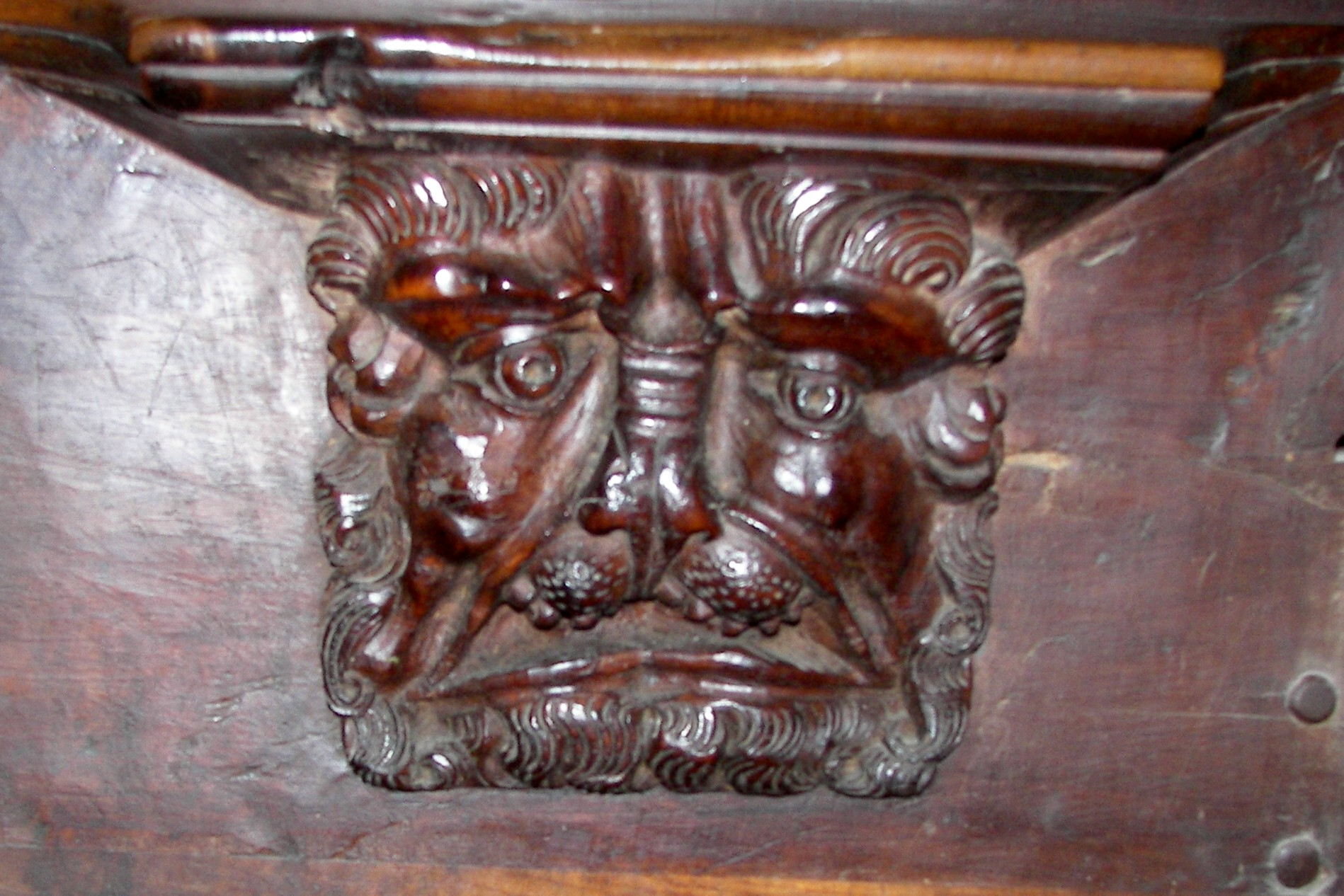
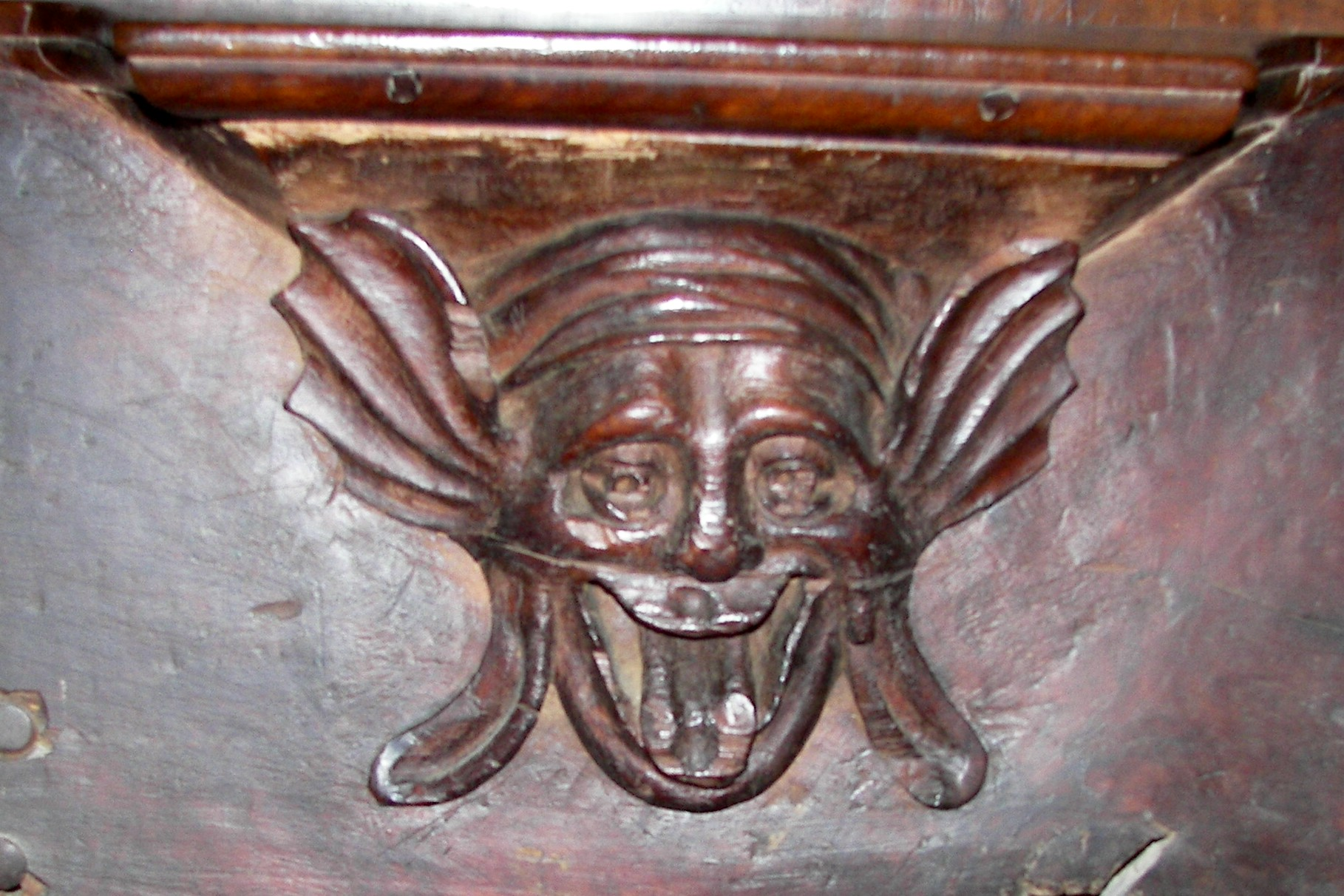
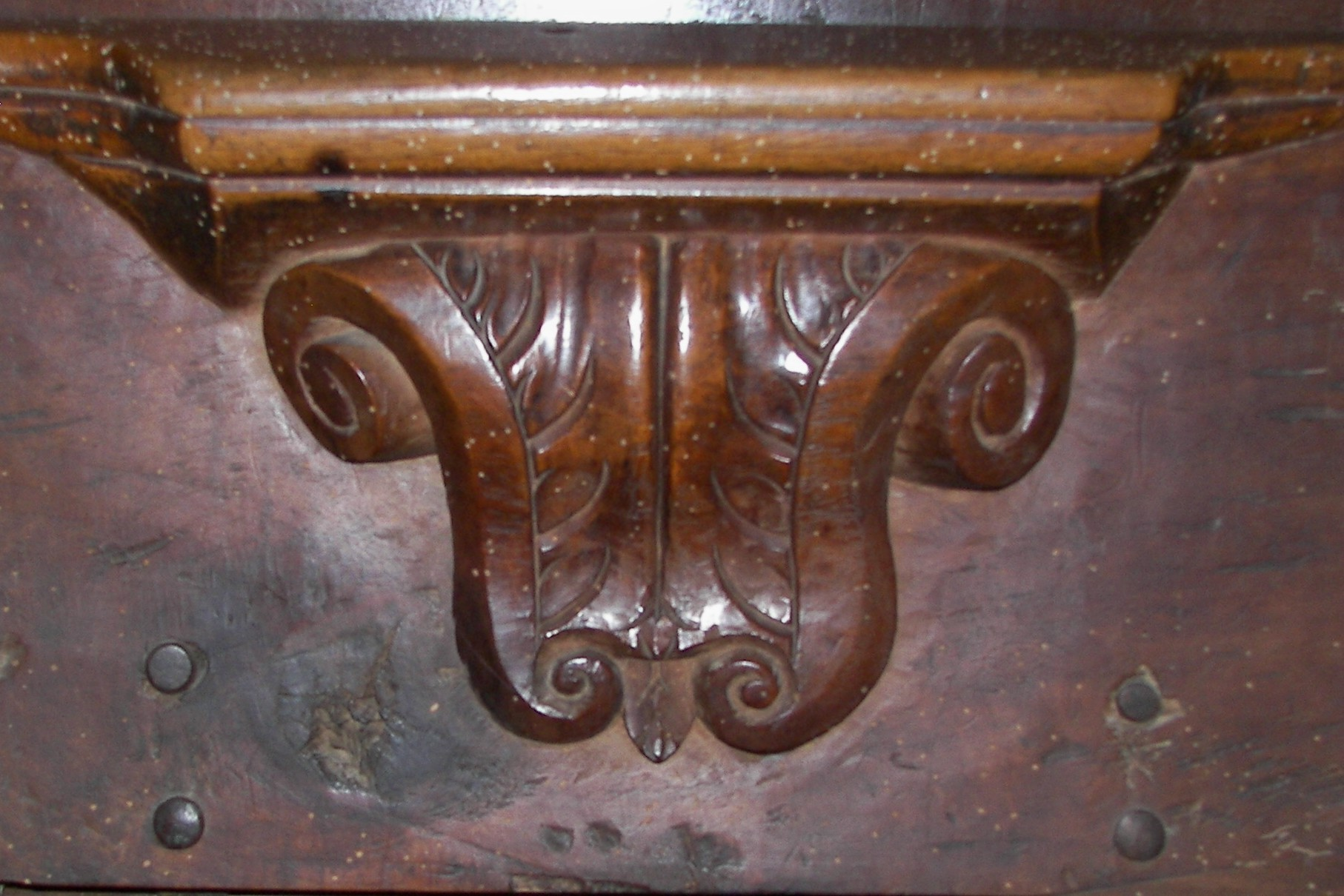

- Senez ancienne cathédrale Notre-Dame-de-l'Assomption (54 miséricordes).

### Alpes-Maritimes06
- Nice musée du Vieux-Logis (7).
- Saint-Paul-de-Vence collégiale de la Conversion-de-Saint-Paul (30) : visages grotesques (tête d'homme tirant la langue), ange, tête de lion, masques fantastiques.
- Vence cathédrale de la Nativité-de-Marie (38) : bouffons, guerrier, sirène, feuillages, fleurs, animaux (poisson, rapace, dromadaire, chien, chauve-souris, sanglier), visages d'hommes verts et faces grimaçantes, personnage exposant son derrière.

### Ardèche07
- Viviers (cathédrale Saint-Vincent) (48) : généralement entourés de feuillages naturels ou stylisés, de volutes, d'ailes ou de drapés en guirlandes, divers masques grotesques ou fantastiques, visages, têtes d'anges, fruits, animaux domestiques. À noter, les parcloses des stalles en torses de femmes, nus et plantureux.

### Ardennes08
- Givet église Notre-Dame : simple console tournée.
- Grandpré église Saint-Médard (42).
- Monthermé : abbatiale Saint-Rémi de Laval-Dieu (13 miséricordes du début du XVIIIe siècle) : bel ensemble de miséricordes ornées de bouquets en corbeilles, feuillages, rubans et fleurs de lys, encadrées de singuliers motifs géométriques.
- Mouzon église abbatiale Notre-Dame : feuilles d'acanthe.
- Seuil église Notre-Dame (4).
- Solre-le-Château église Saint-Pierre : motifs baroques.

### Ariège09
- Foix abbatiale Saint-Volusien (26) + (1) siège curial dans une chapelle au sud de la nef : corbeilles et guirlandes garnies de fruits et de fleurs, cornes d'abondance, plusieurs angelots terrassant un serpent, visages humains entourés de feuillages, moine lisant. Somptueux accotoirs représentant en pied, des monstres animaux ou humains pourvus d'ailes.

Abbatiale Saint Volusien de Foix
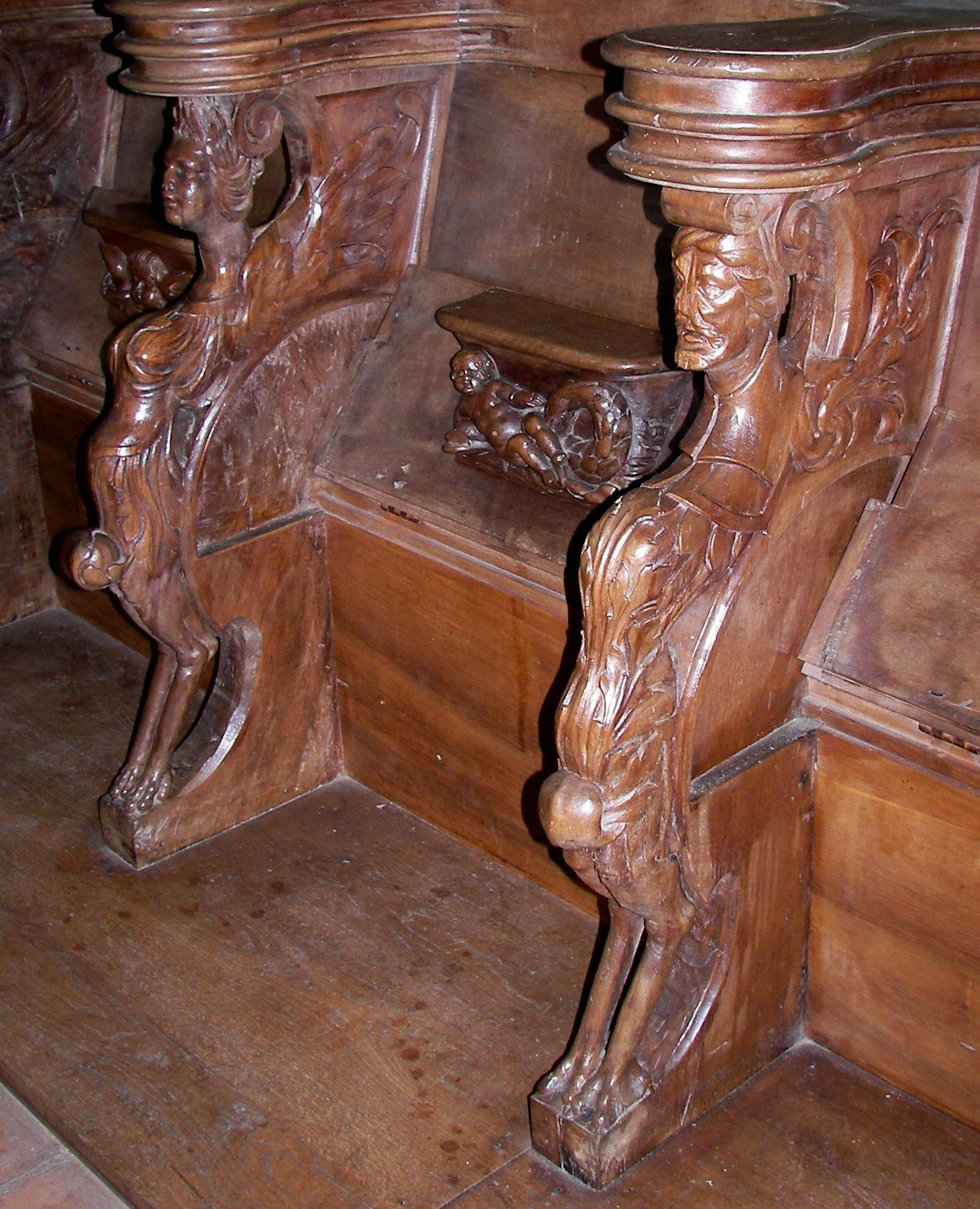
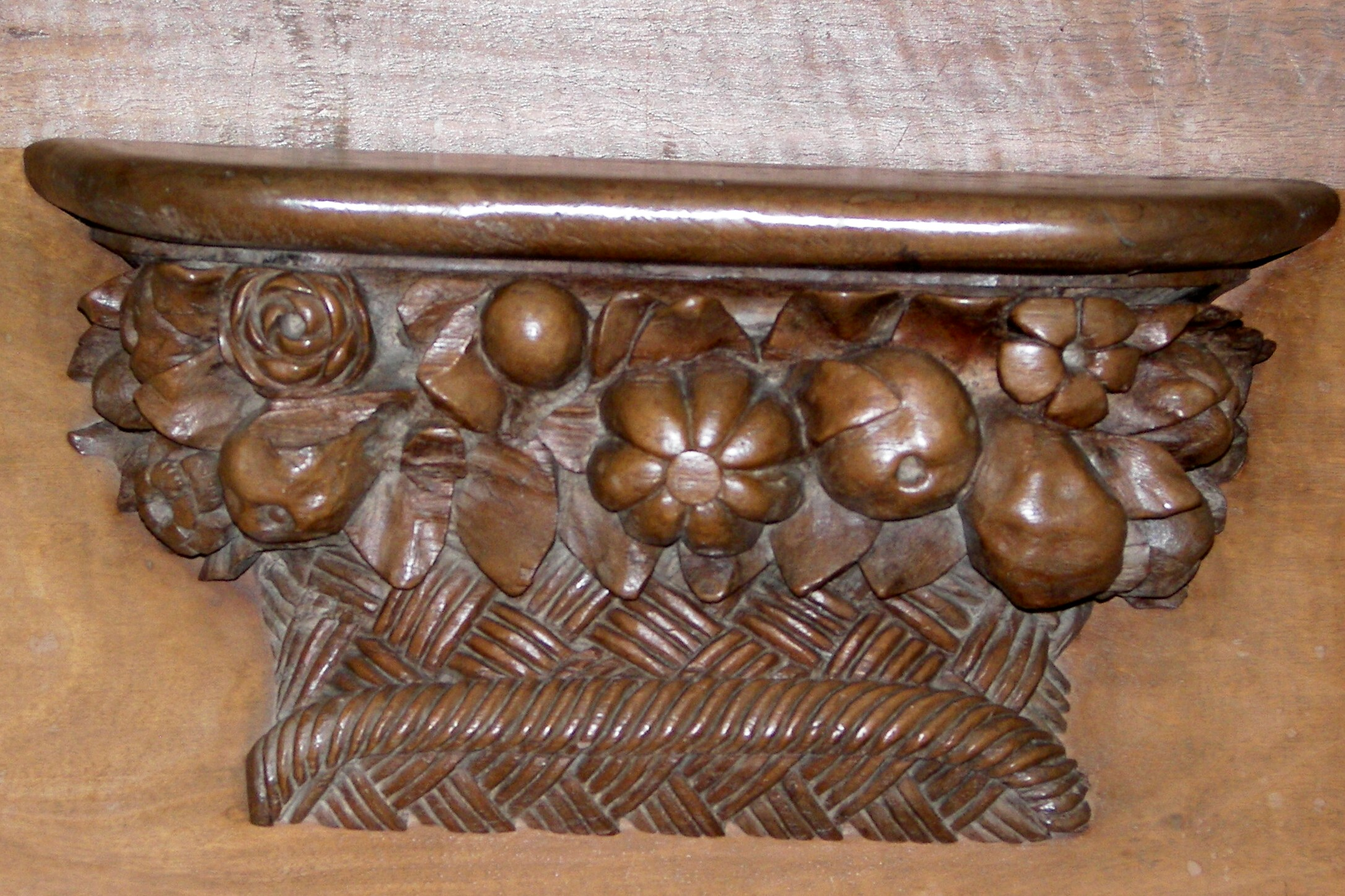
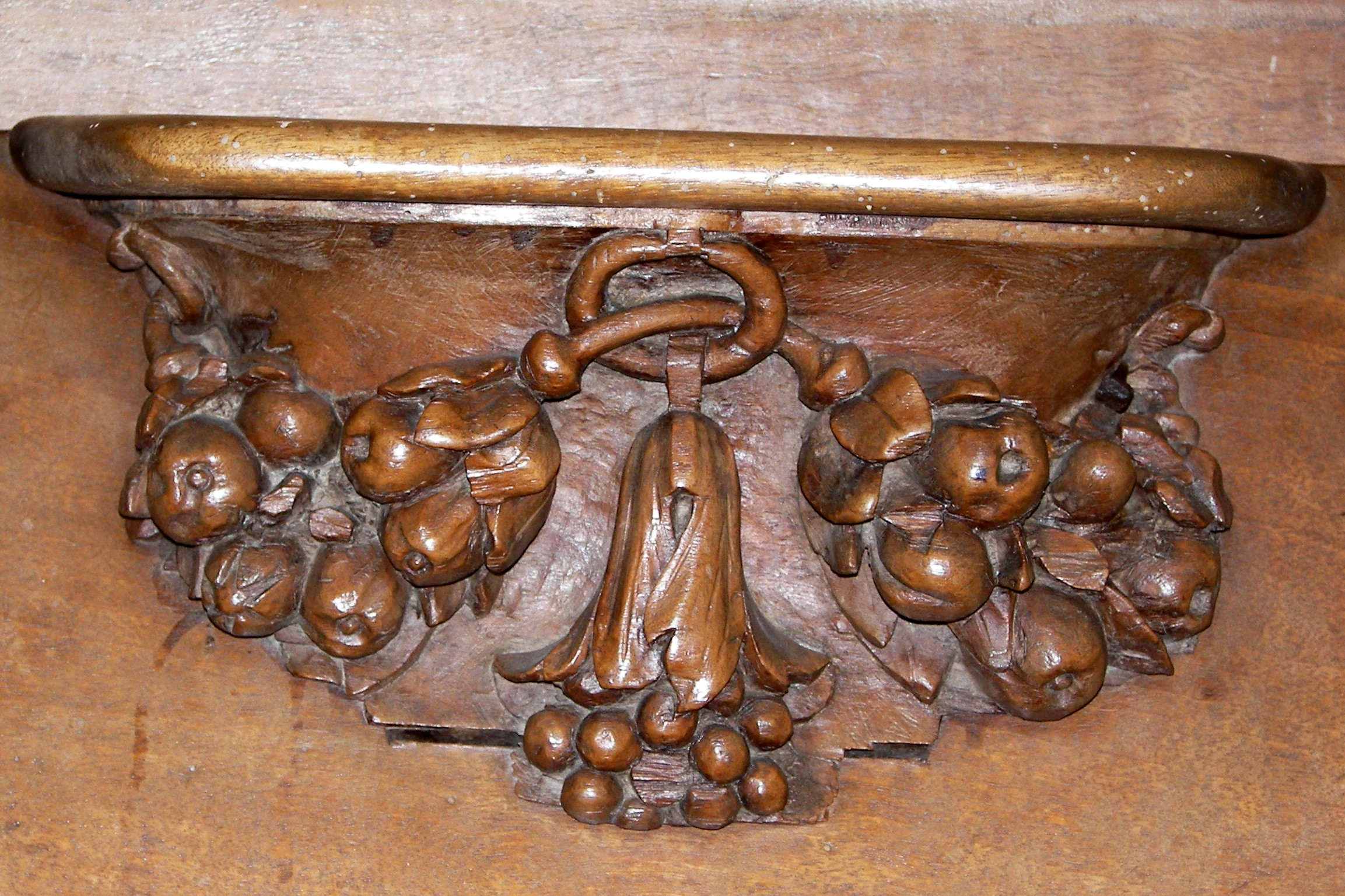

- Saint-Lizier cathédrale Saint-Lizier (49).
- Saint-Lizier chapelle de l'hôpital (Notre-Dame-du-Siège) (21).

### Aube10
- Marolles-lès-Bailly église (12).

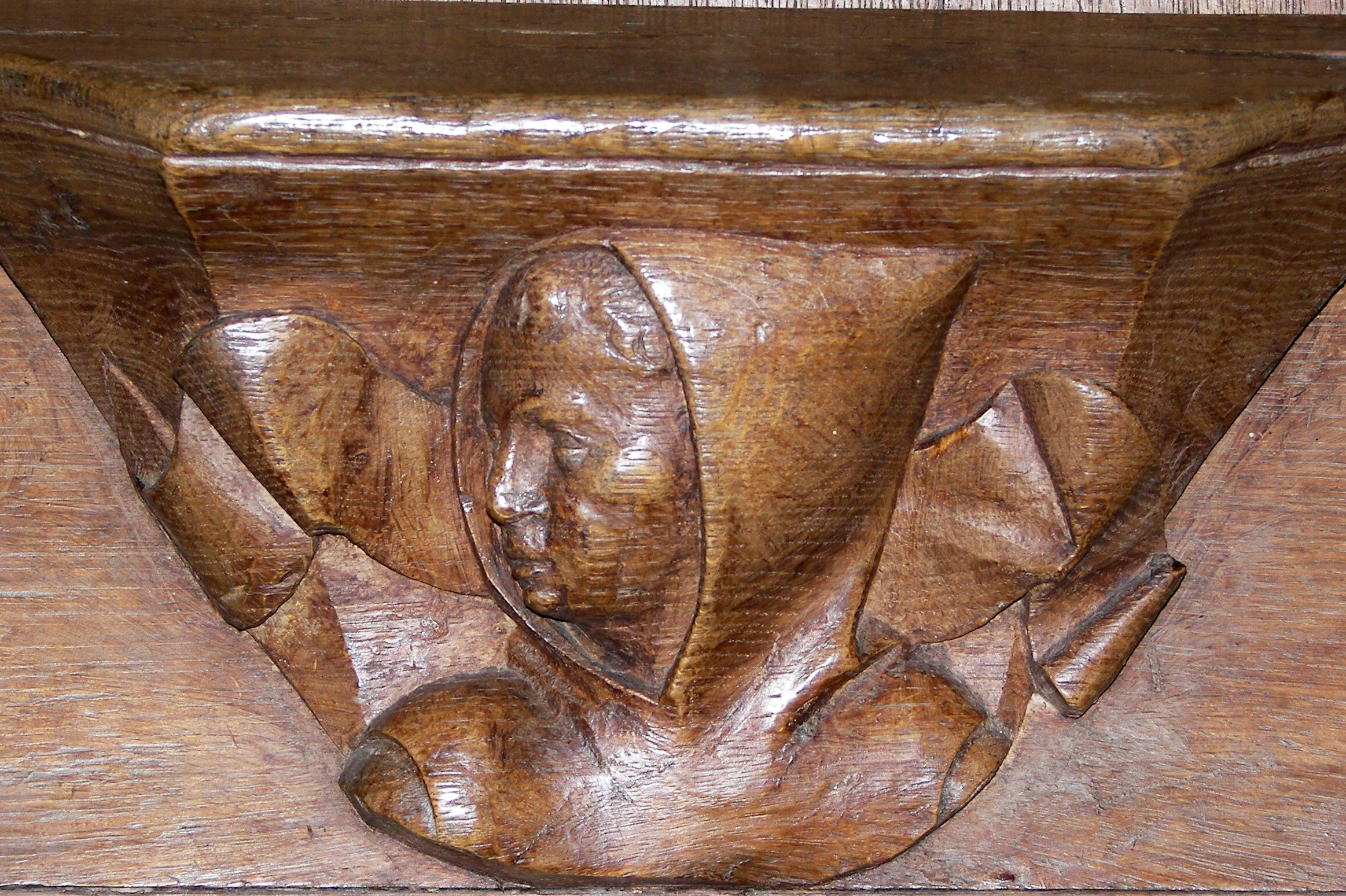
Église Sainte-Marie de Pont-Sainte-Marie.

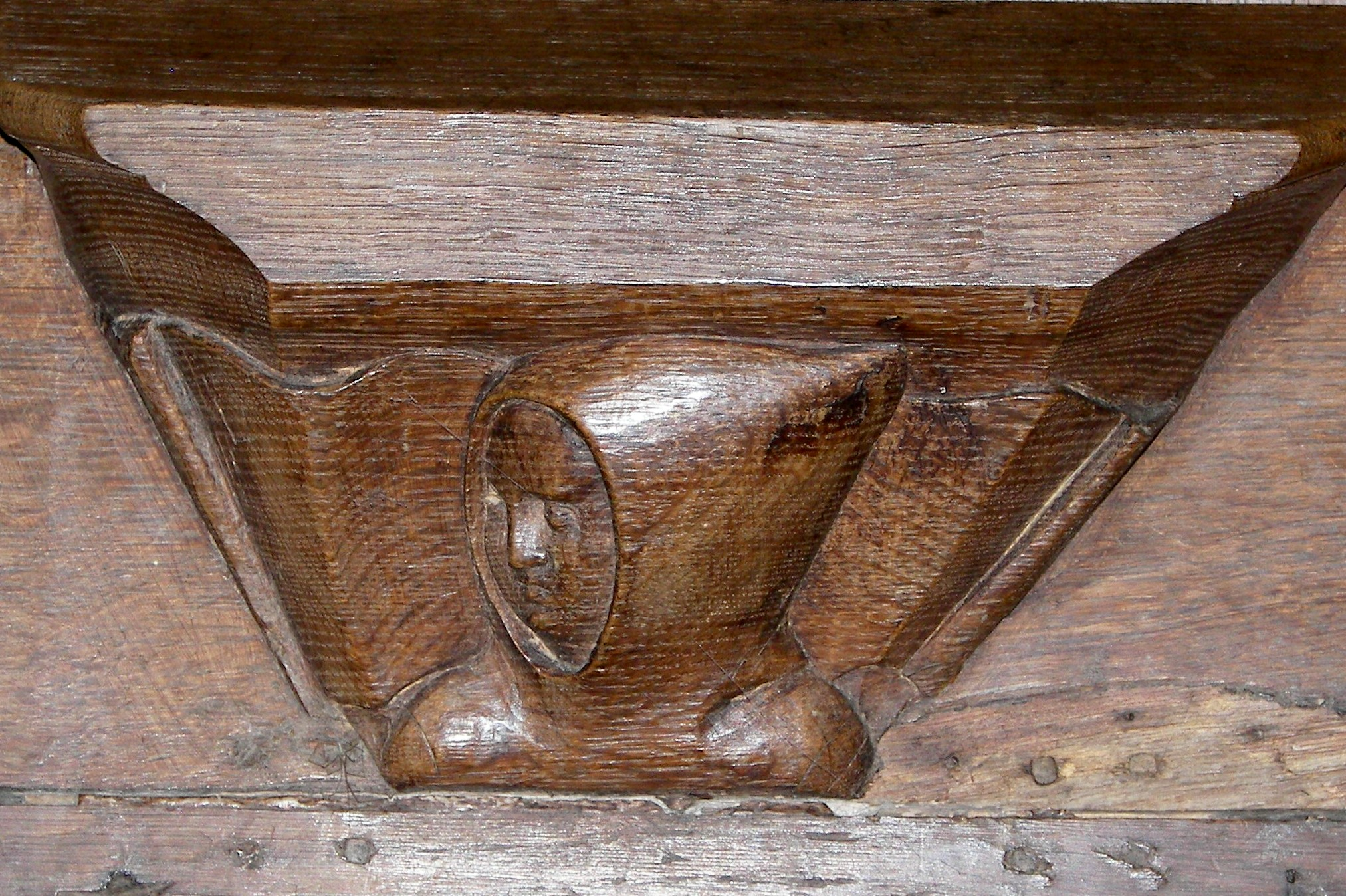
Pont-Sainte-Marie.

- Messon église (6) : modèle unique à feuilles d'acanthe. Les parcloses et les accotoirs des stalles sont remarquables pour leur ornementation.
- Pont-Sainte-Marie église Sainte-Marie (14 figuratives + 2 x 3 classiques dans le haut du chœur) : masque, personnages encapuchonnés, enfants, êtres fantastiques et salamandre.
- Les Riceys église Saint-Pierre-ès-Liens de Ricey-Bas.
- Troyes église Saint-Urbain (10) : simple modèle "en vase".
- Troyes église Sainte-Madeleine (23) : classiques en palmes ou feuilles d'acanthe.
- Troyes église Saint-Martin-ès-Vignes (26) : motifs végétaux, feuilles d'acanthe.
- Troyes cathédrale Saint-Pierre-Saint-Paul (89 dont 6 dans une chapelle du chevet) : alternance de motifs décoratifs baroques (rinceaux, coquilles, fleurs imaginaires) et de visages humains entourés de décors exubérants, femmes aux parures luxueuses (colliers, diadèmes et couronnes) et hommes grimaçants ou aux barbes et chevelures "en feu".
- Troyes église Saint-Rémi (14 + cathèdre) : feuillages, écussons.
- Troyes église Saint-Nizier (6) : modèle unique « cannelé ».
- Troyes musée (1) : sainte Geneviève au rouet.
- Villemaur-sur-Vanne collégiale de l'Assomption-de-la-Vierge (24) : modèle unique simplement bilobé.

### Aude11
- Montréal église (50).
- Narbonne collégiale Saint-Paul (19).
- Saint-Papoul abbaye (27) : têtes humaines aux coiffures originales (mitre, casques, bonnets etc.), anges, végétaux stylisés, animaux fantastiques.

### Aveyron12
- Conques église Sainte-Foy (30) : deux ensembles distincts de stalles aux miséricordes de styles différents meublent le chœur. Au fond, des sculptures naïves de personnages divers (sirènes, guerriers, masques monstrueux) et d'animaux. Près du transept, des œuvres de qualité plus affirmée montrant visages, coquilles, personnages grimaçants et bouffons dansant. À noter, une belle représentation d'un moine tenté par le diable et d'un atelier de sculpteur-imagier.
- Decazeville : têtes de monstres mi-hommes mi-bêtes, lion et boucs
- Entraygues-sur-Truyère : église (8) têtes d'animaux (canard, bœuf, lion, bouc, rapace), deux visages (un homme tirant la langue et une femme) et un félin menaçant.
- Espalion église : grappe de raisin, pensée (libre ?), palme datée de 1889, deux ornées de décorations militaires et dédicacées (Louis Brévier archiprêtre et Don de M. Jh. Poulenq).
- Mur-de-Barrez : église Saint-Thomas-de-Canterbury : petites miséricordes à motifs géométriques.

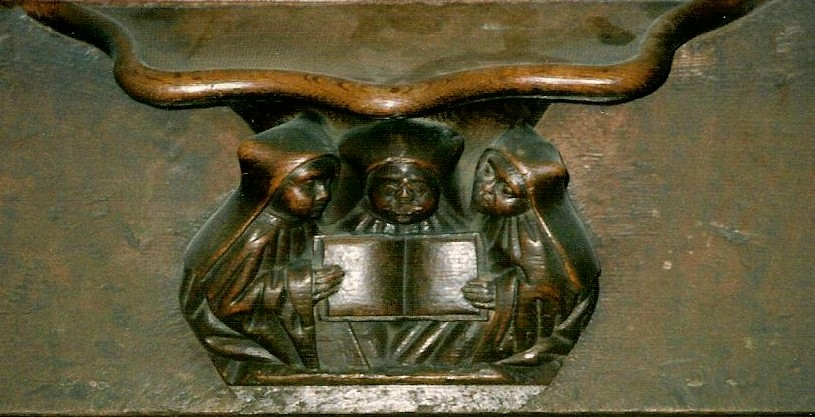
Miséricordes
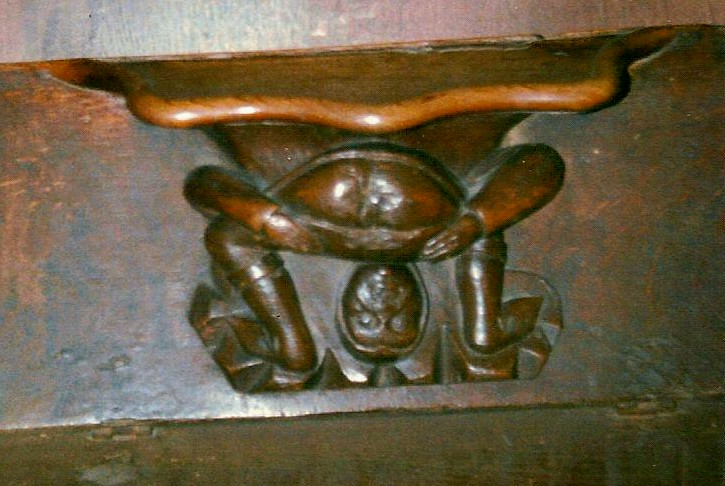
du chœur
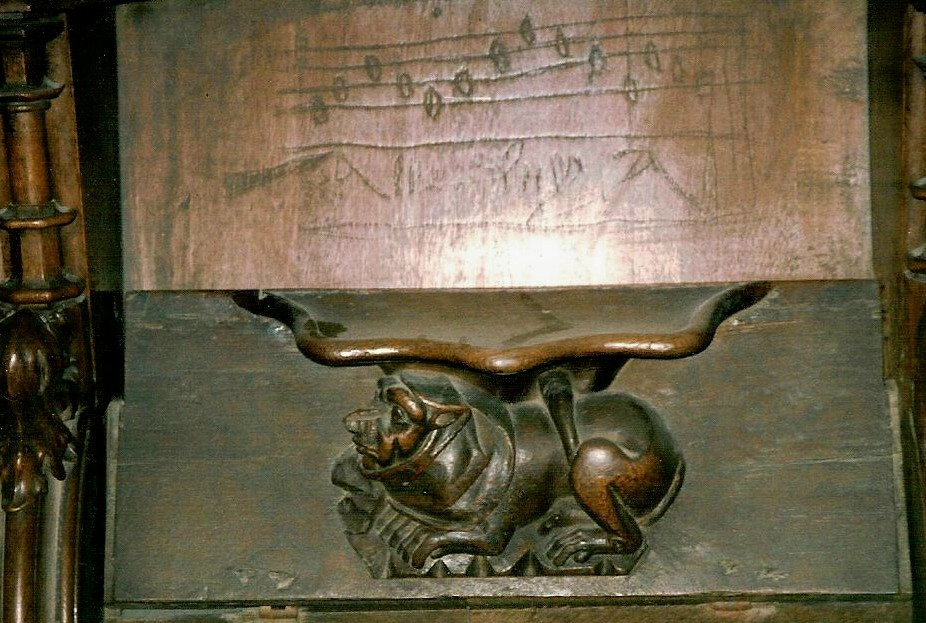
de la
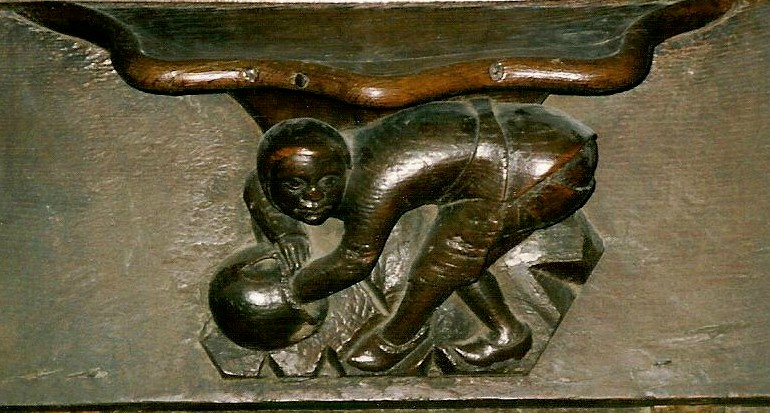
cathédrale
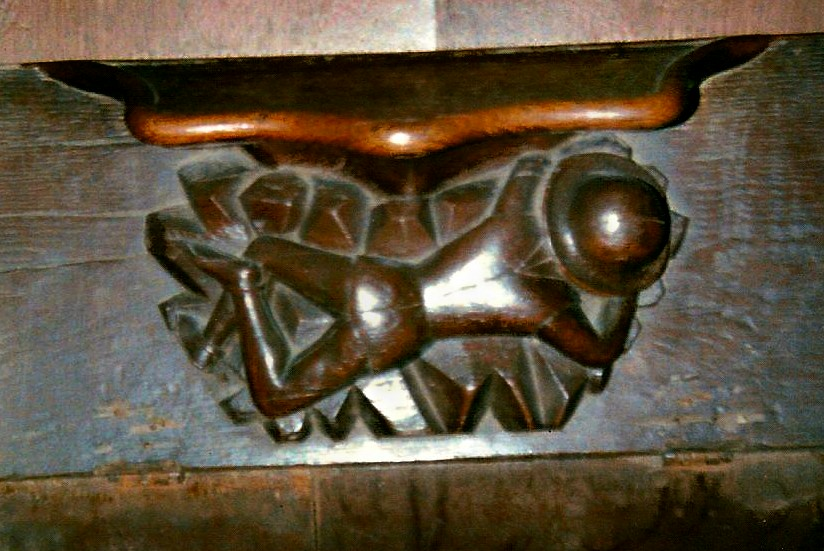
de Rodez.
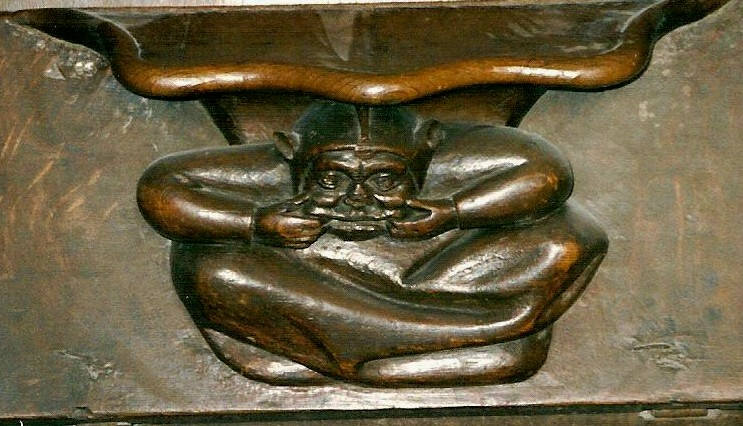
Miséricordes situées au fond
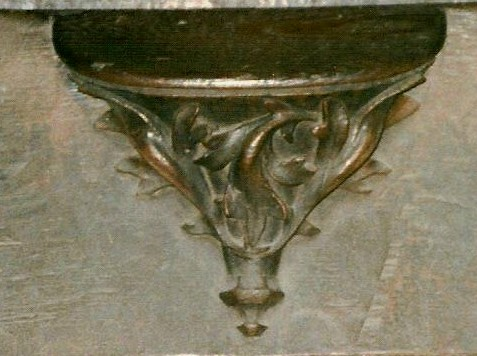
de la cathédrale de Rodez.

- Rodez (cathédrale Notre-Dame) (64 miséricordes du XVe siècle + 47 miséricordes des sièges inférieurs, plus tardives) : divers personnages dont un exhibant son derrière, paysan en activité ou endormi, sanglier, chien rongeant un os, deux têtes de femmes aux coiffures originales, sirène se peignant devant un miroir, cœur enflammé percé d'une flèche + petite série de miséricordes située au fond de la nef (grotesque et végétaux).
- Saint-Geniez-d'Olt chapelle des Augustins : restent trois miséricordes ornées de rosaces et motif végétal.
- Salles-Curan église Saint-Gérand (31).
- Villefranche-de-Rouergue chapelle des Pénitent-Noirs (42) ; miséricordes provenant de l'abbaye de Loc-Dieu : représentation exclusive de feuillages.

Chapelle des Pénitents Noirs de Villefranche-de-Rouergue
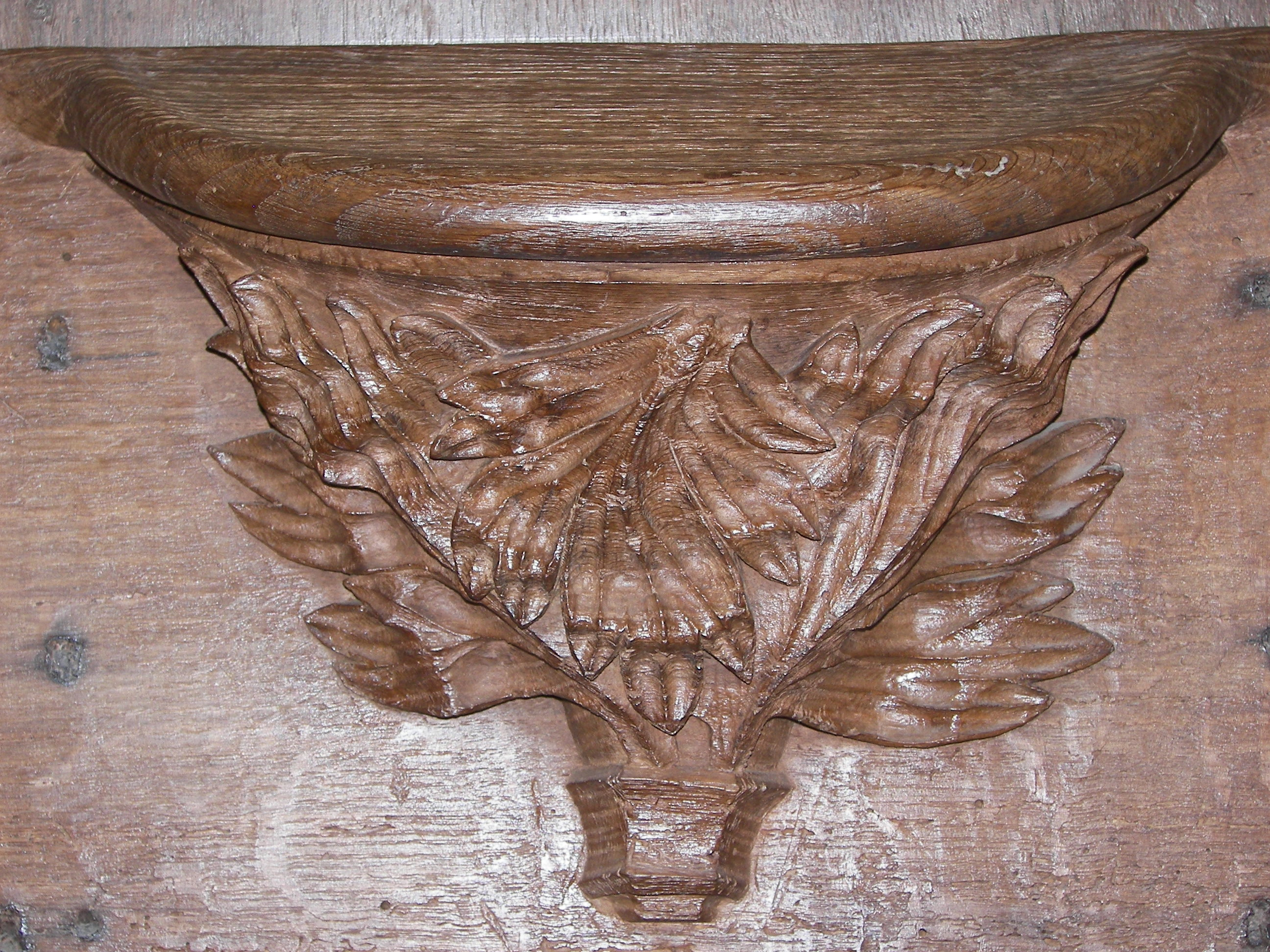
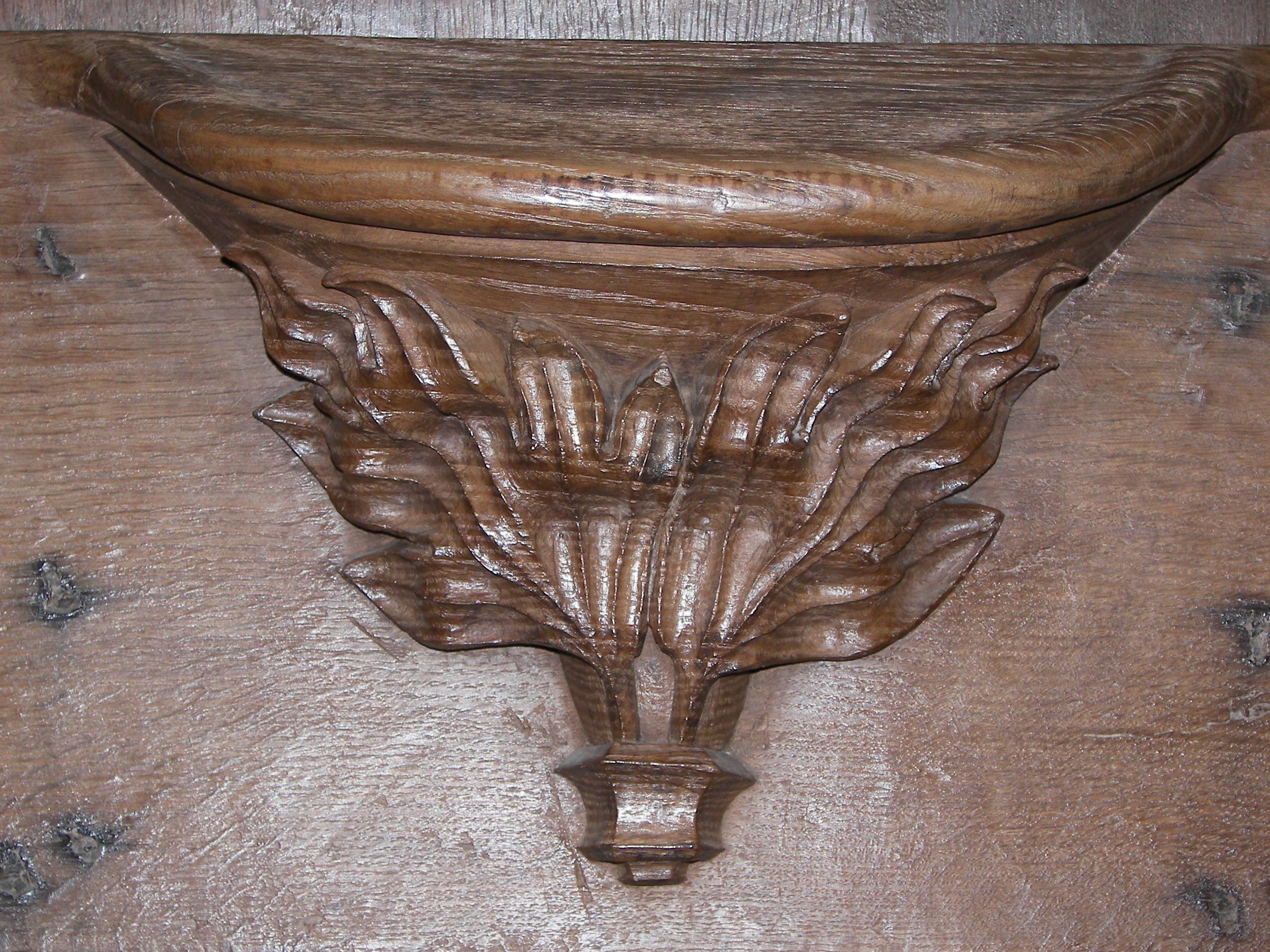
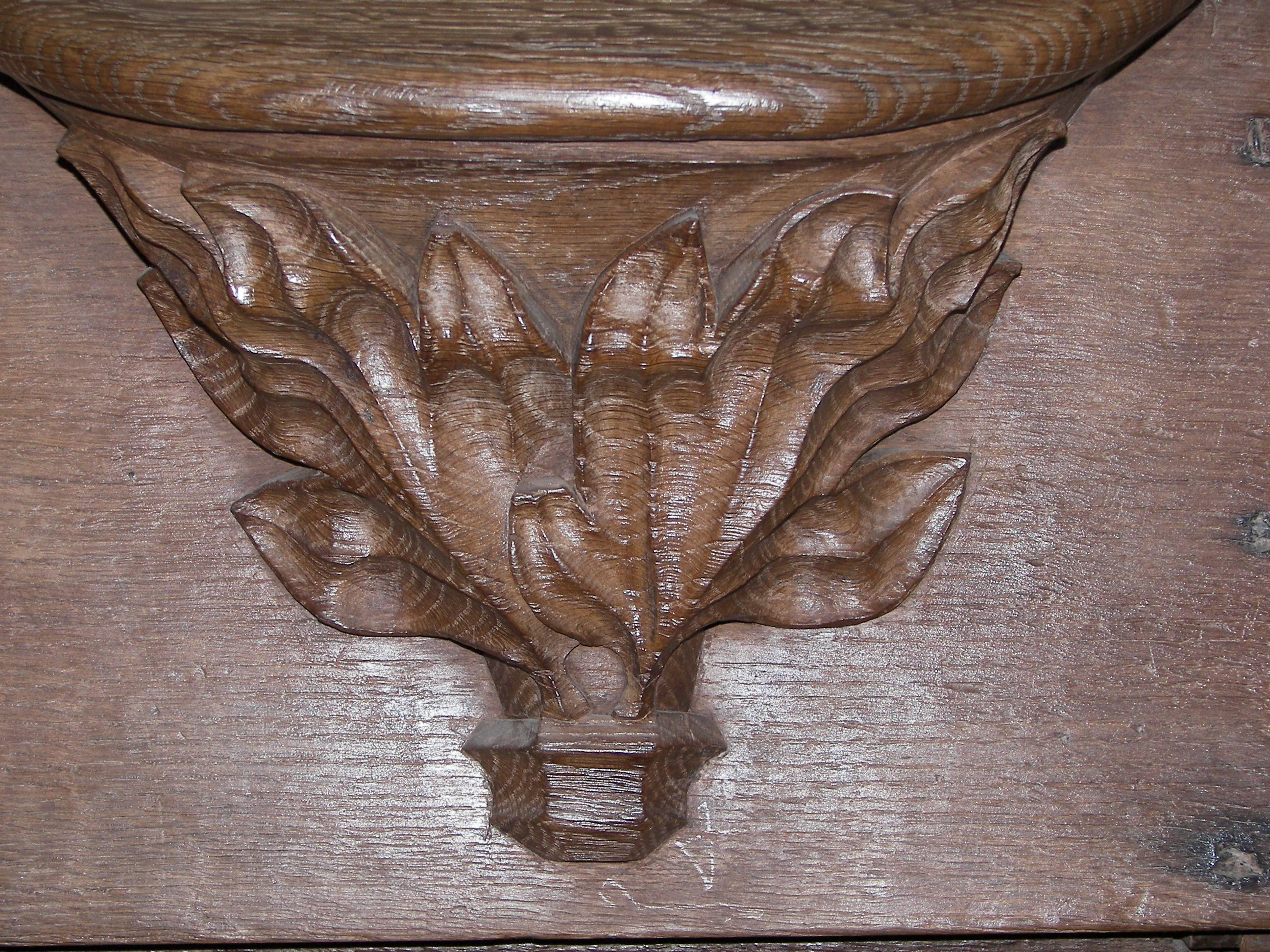
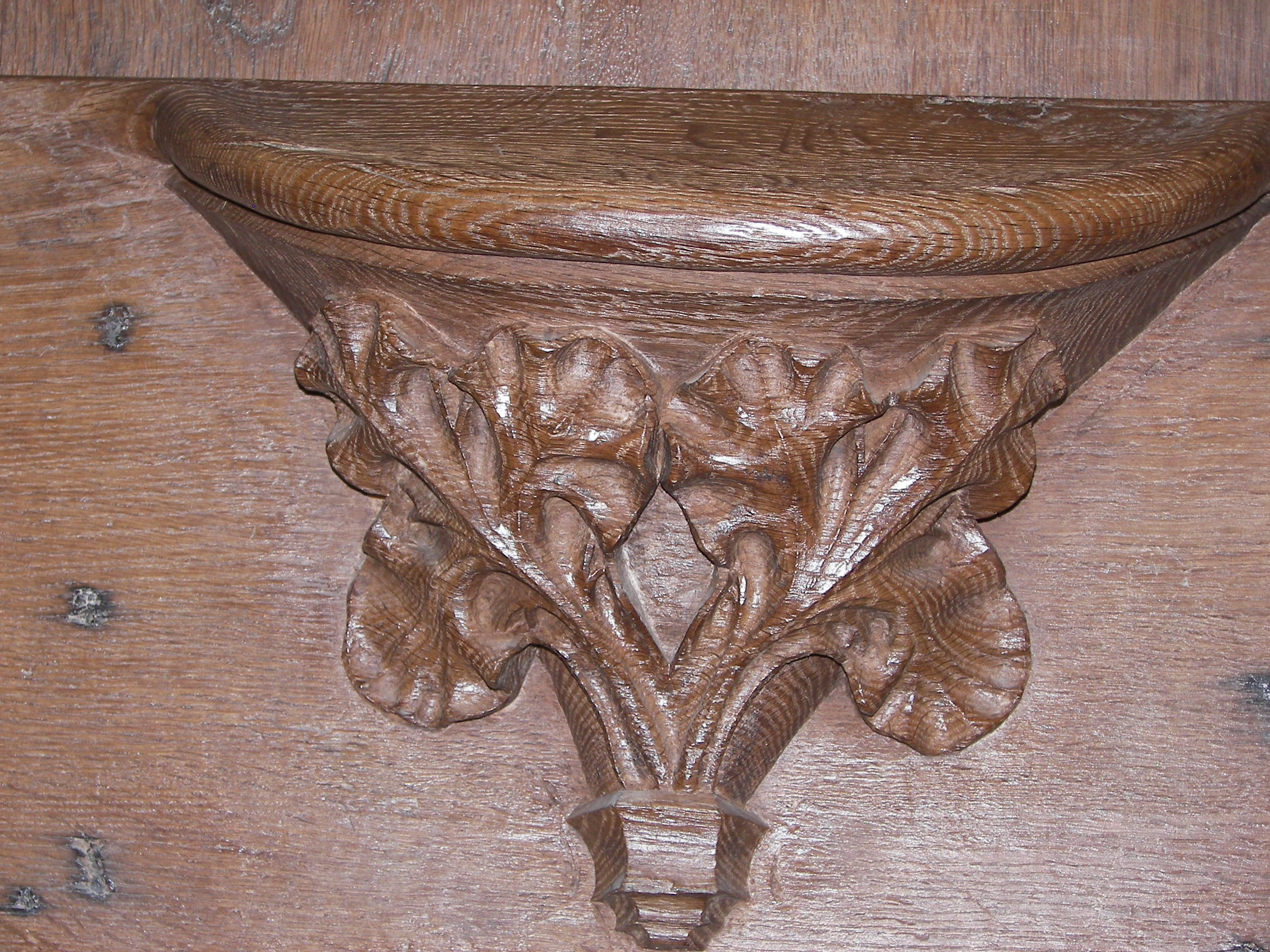

- Villefranche-de-Rouergue ancienne chartreuse Saint-Sauveur (38).
- Villefranche-de-Rouergue collégiale Notre-Dame (62) : en alternance avec des sculptures de feuilles d'acanthe, nombreuses représentations de monstres (homme escargot/femme dragon), d'êtres fantastiques (sirène/griffon), d'animaux (serpent/chouette/chien et chat chassant/lions/lapins/canards) et scènes caricaturales ou de la vie quotidienne (sirène se peignant et singes « souffle au cul »+ paysan endormi, couple devant une écuelle et femme au bain).

## B

### Bas-Rhin67
- Andlau église Saint-Pierre-et-Saint-Paul (14) : deux ensembles de stalles. Au fond de la nef, feuilles d'acanthe. Dans le chœur : motifs de végétaux stylisés. À noter, une miséricorde du modèle de celles de l'église voisine de Benfeld.
- Benfeld église (16) : sous une assise bilobée, motif décoratif triangulaire rehaussé d'un décor en bas-relief sculpté en dessous du siège.
- Marmoutier église abbatiale Saint-Étienne : visages d'angelots.
- Sélestat église Saint-Georges (16) : modèle unique à thème végétal.
- Walbourg : (20).

### Bouches-du-Rhône13
- Marseille musée du Vieux Marseille.

## C

### Calvados14
- Bayeux : cathédrale Notre-Dame (49 miséricordes) : entre des accotoirs représentant des êtres fantastiques ailés (genre griffons), des visages d'anges parfois très expressifs (criant, chantant, soufflant).

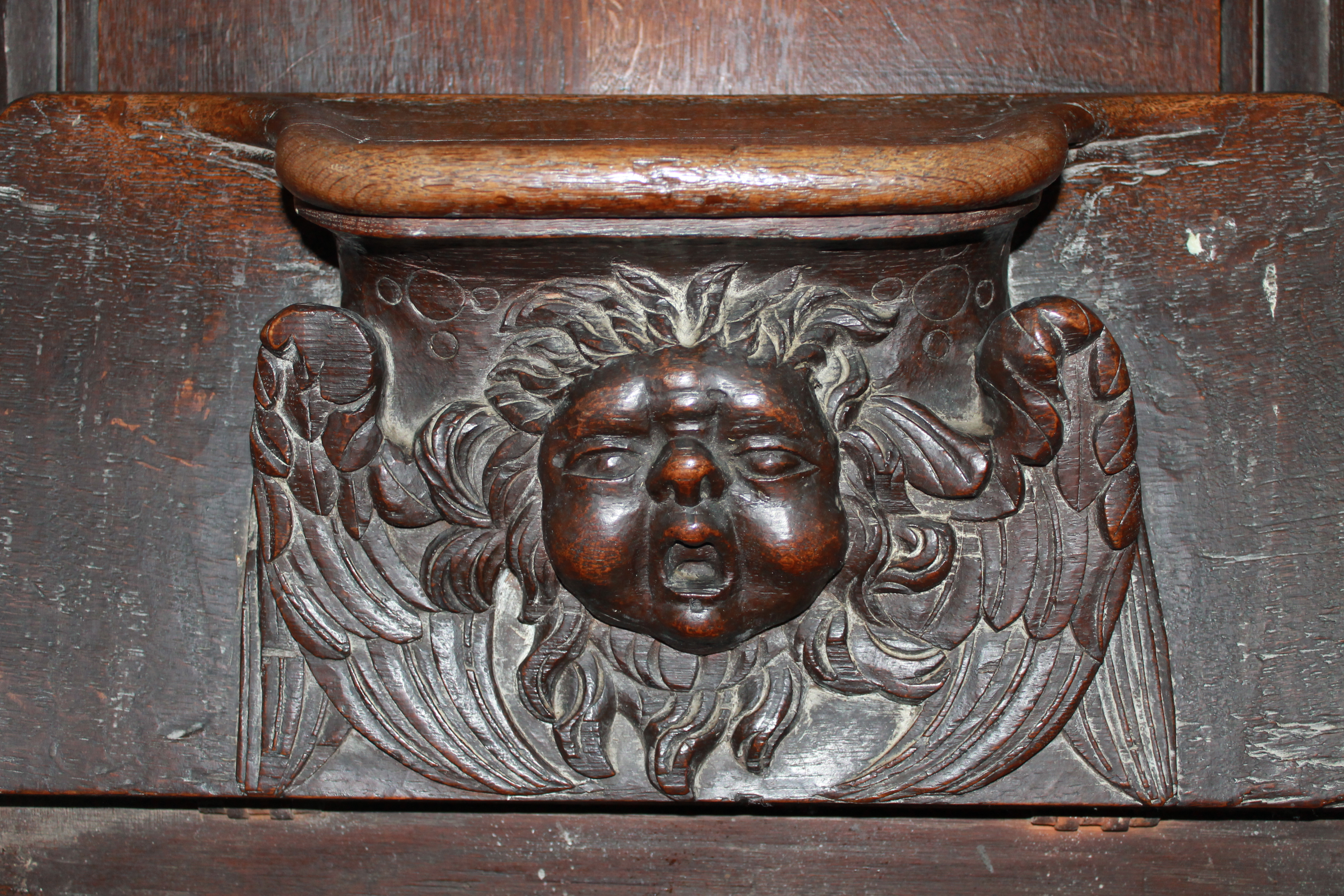
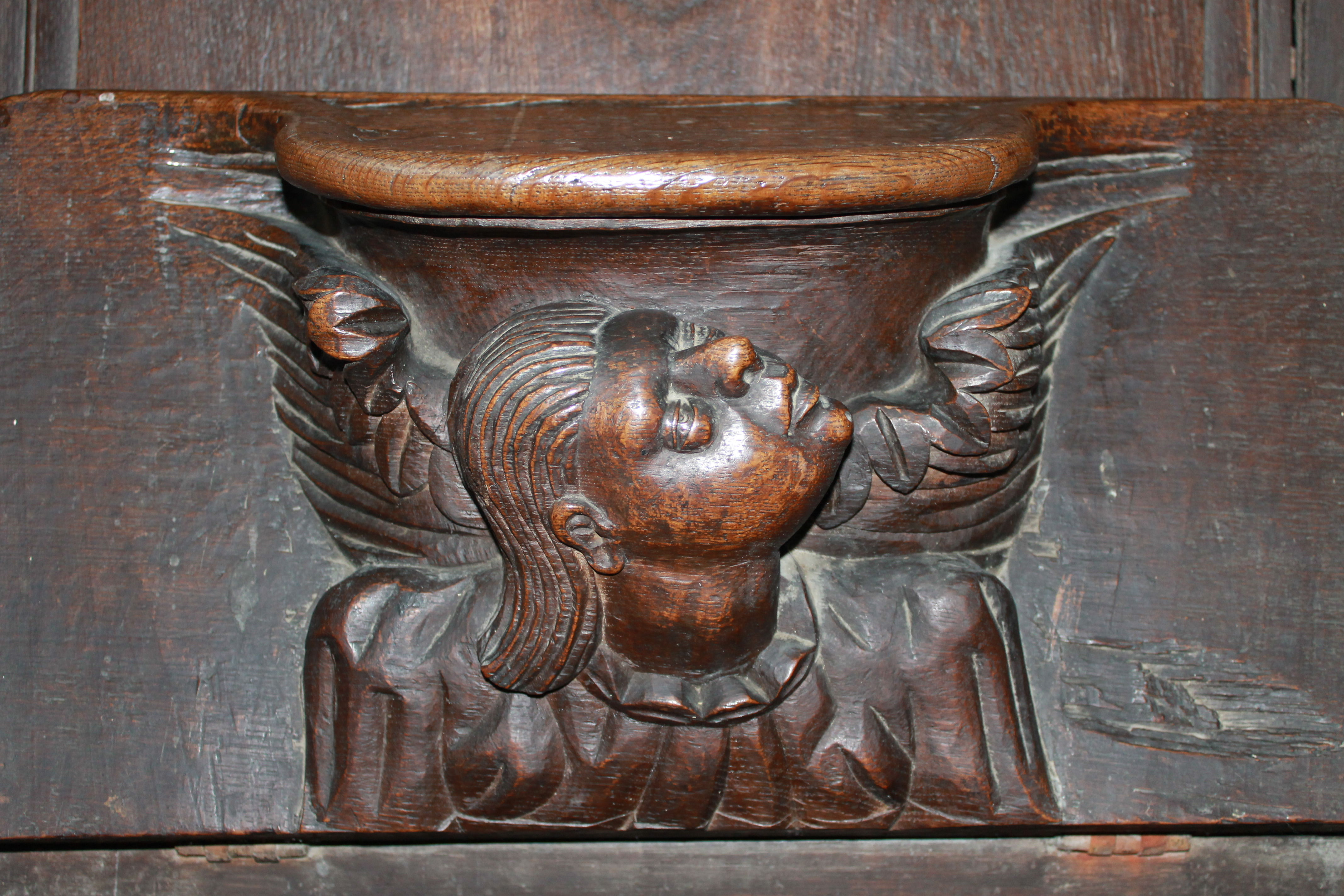
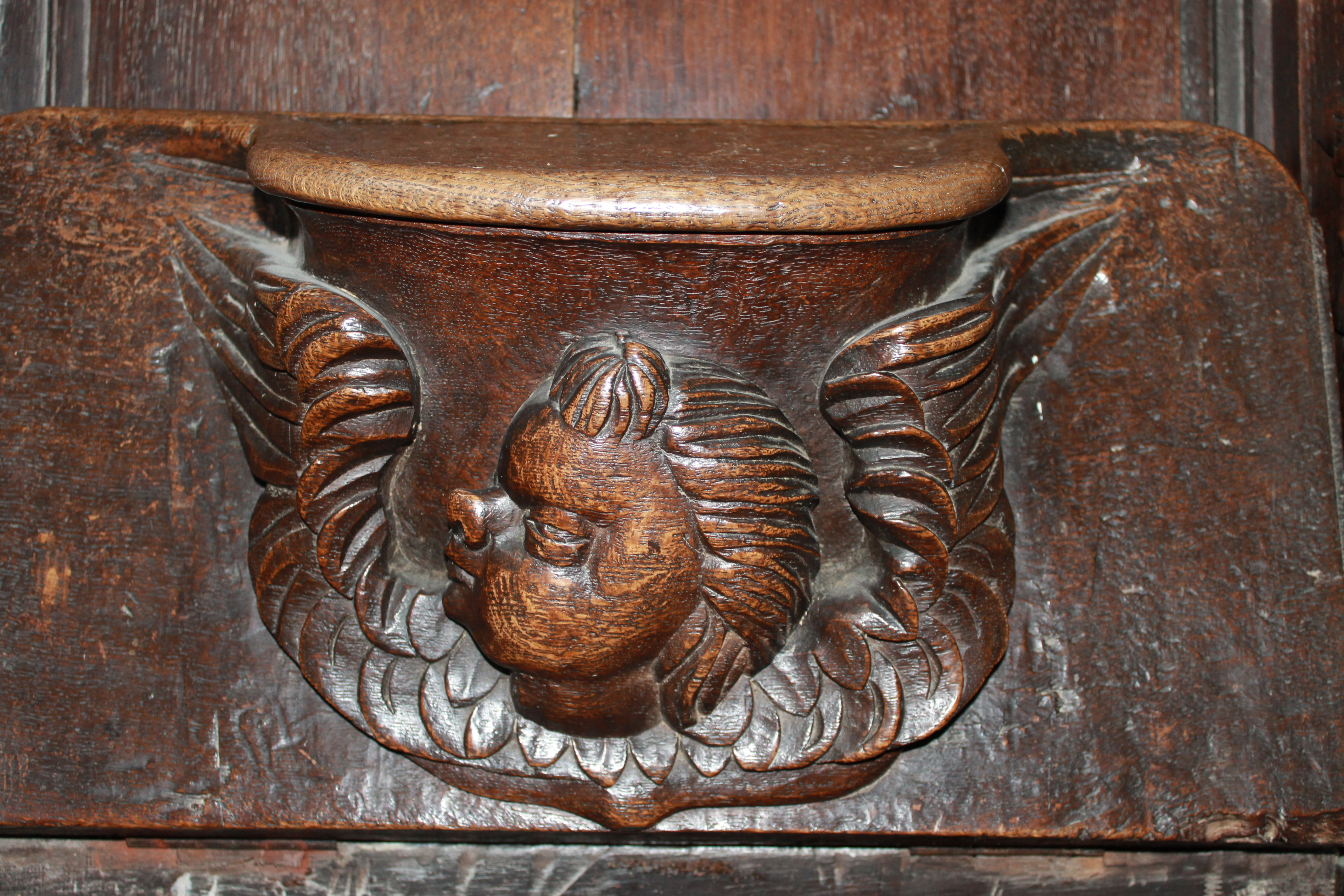
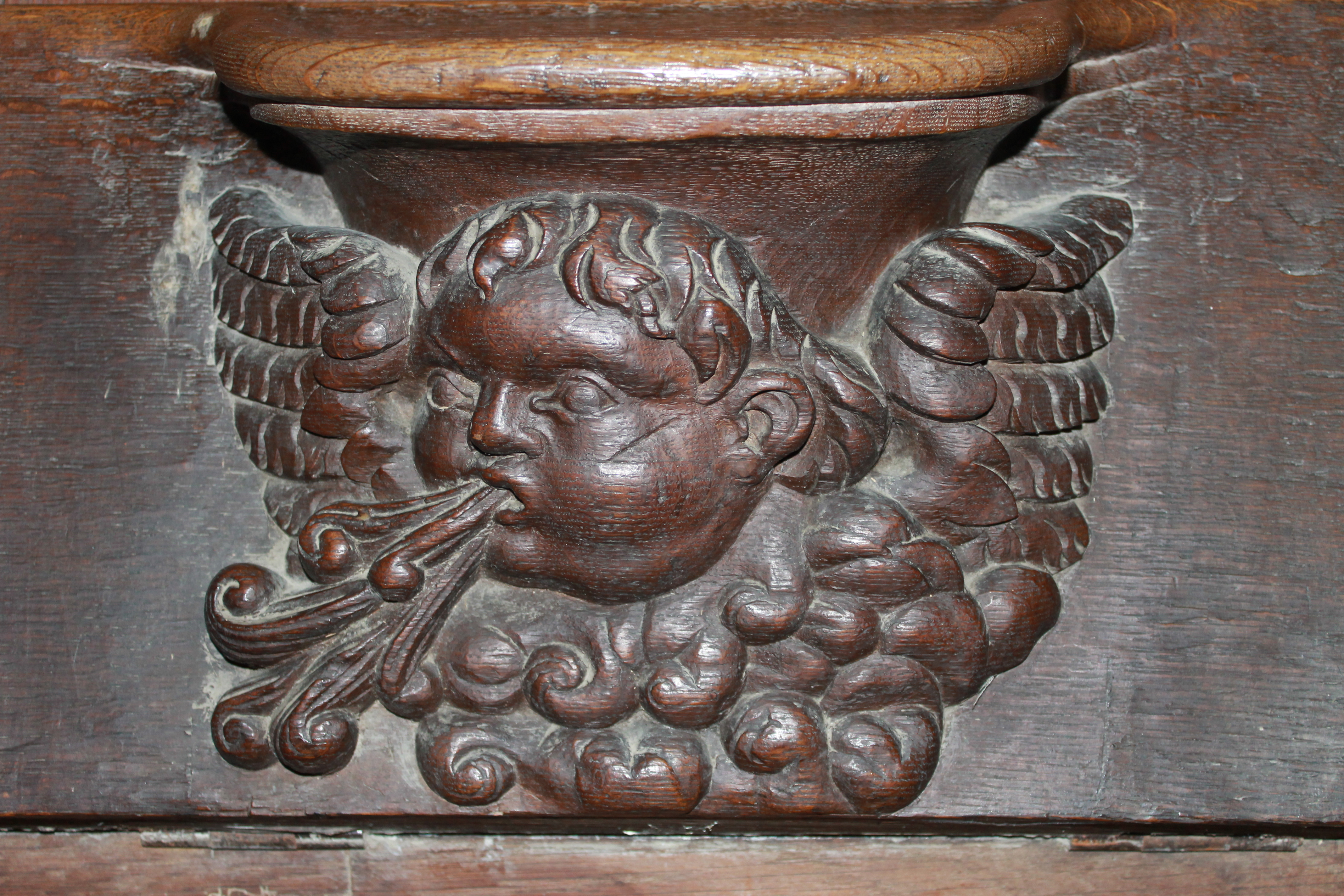
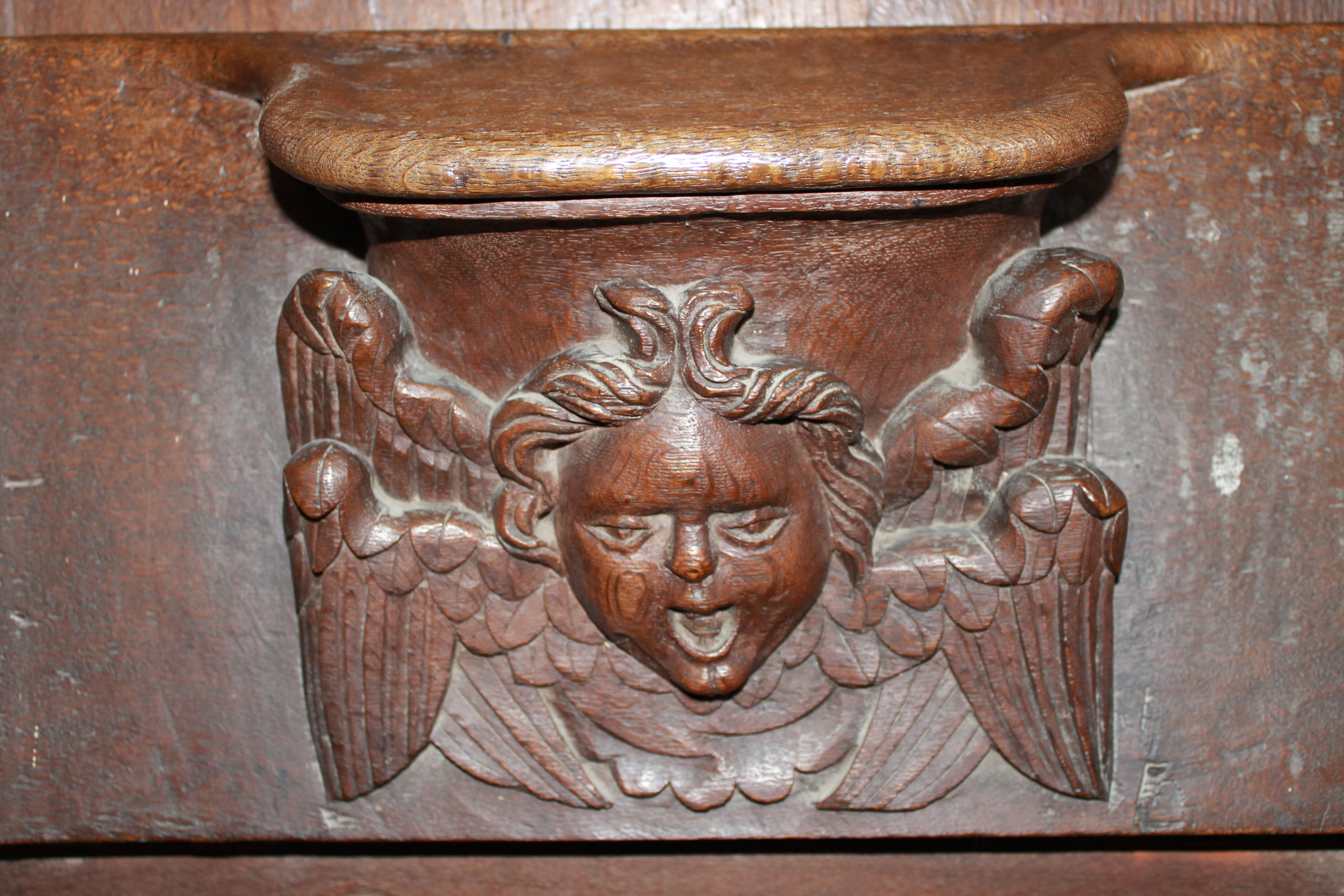
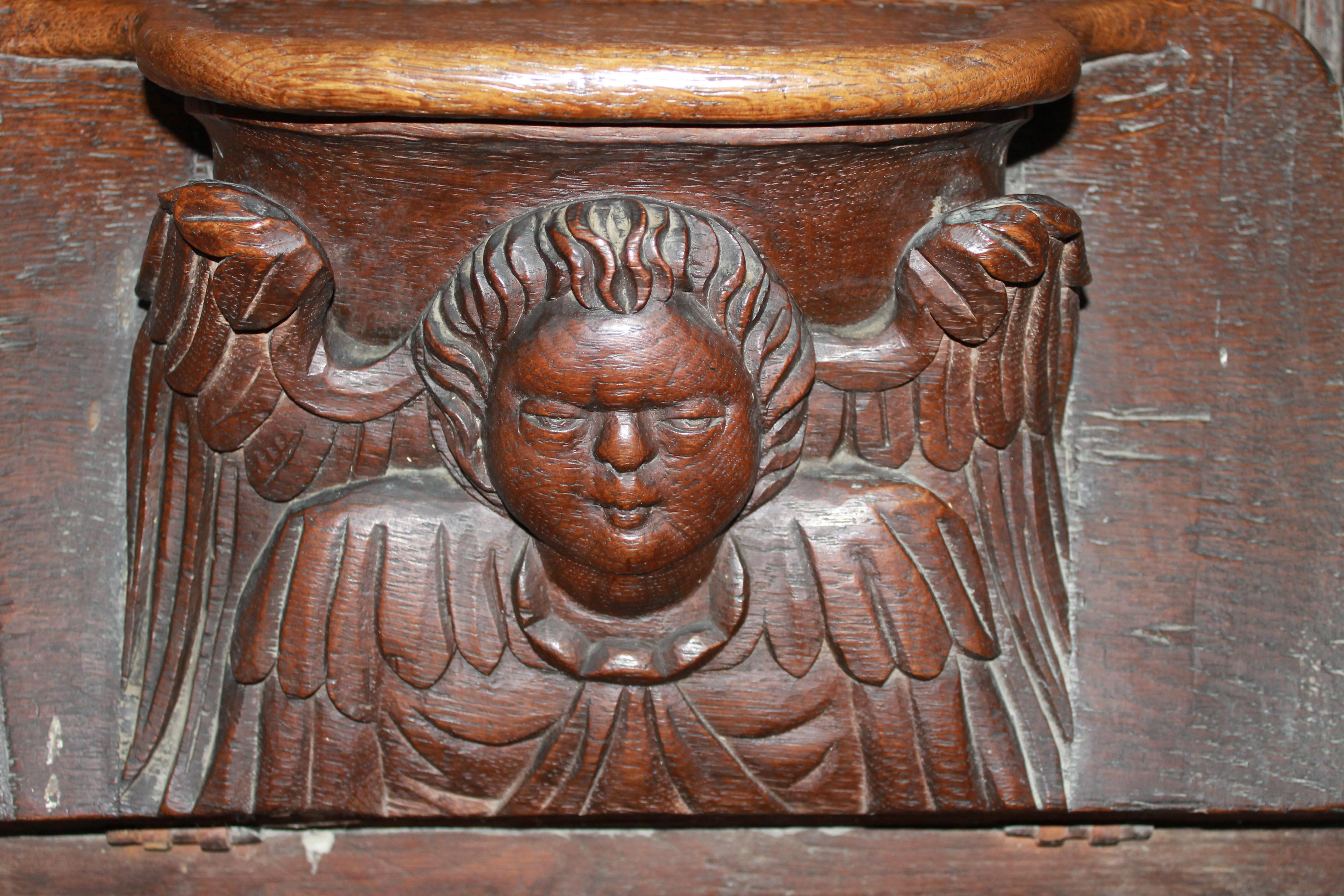
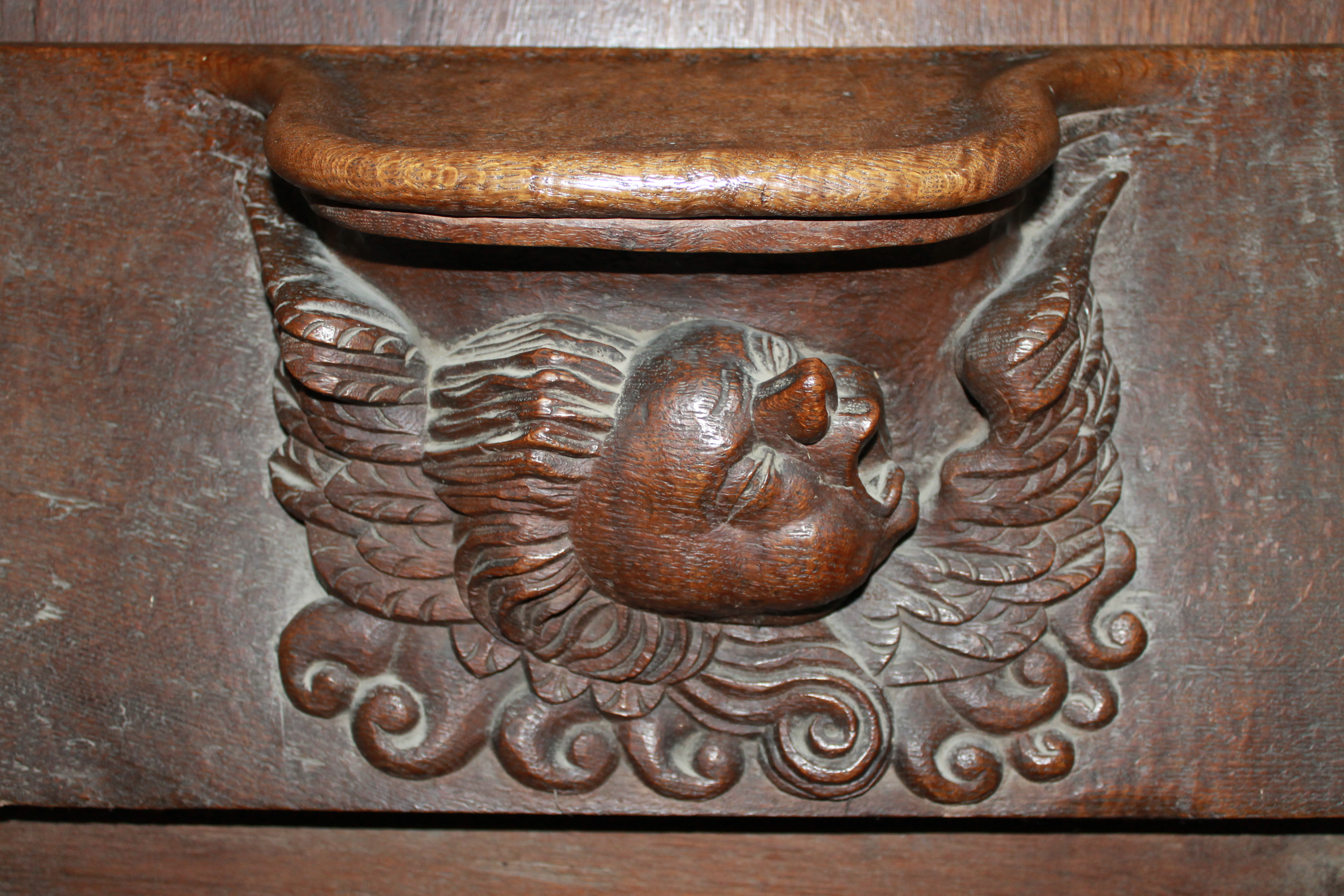

- Beaumont-en-Auge : église Saint-Sauveur.
- Caen : église Saint-Michel de Vaucelles.
- Caen : église Saint-Étienne (abbaye aux Hommes)  (96 miséricordes).

En plus des illustrations ci-dessous : animaux fantastiques, anges musiciens, Bachus, Neptune, Cupidon et sphinx.

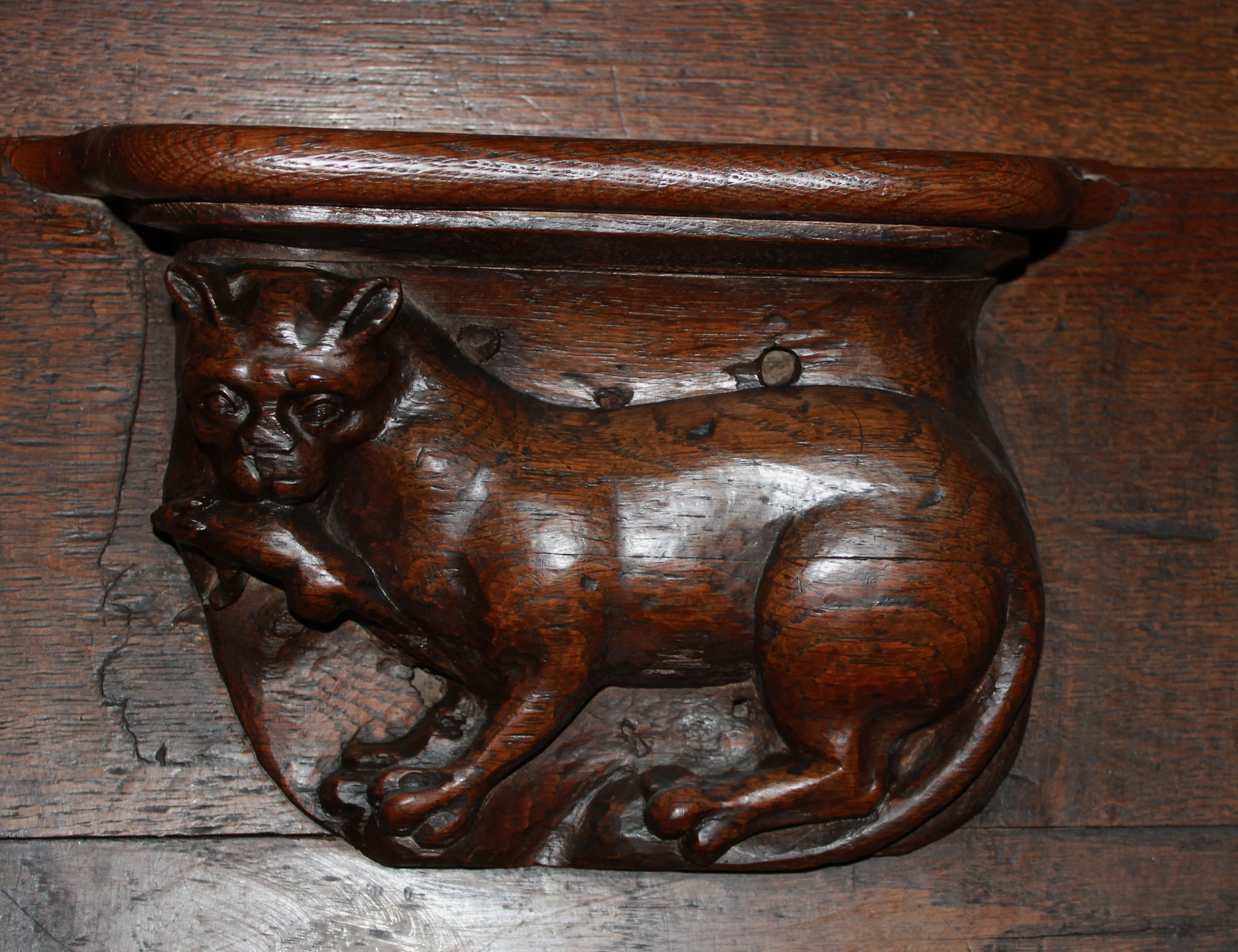
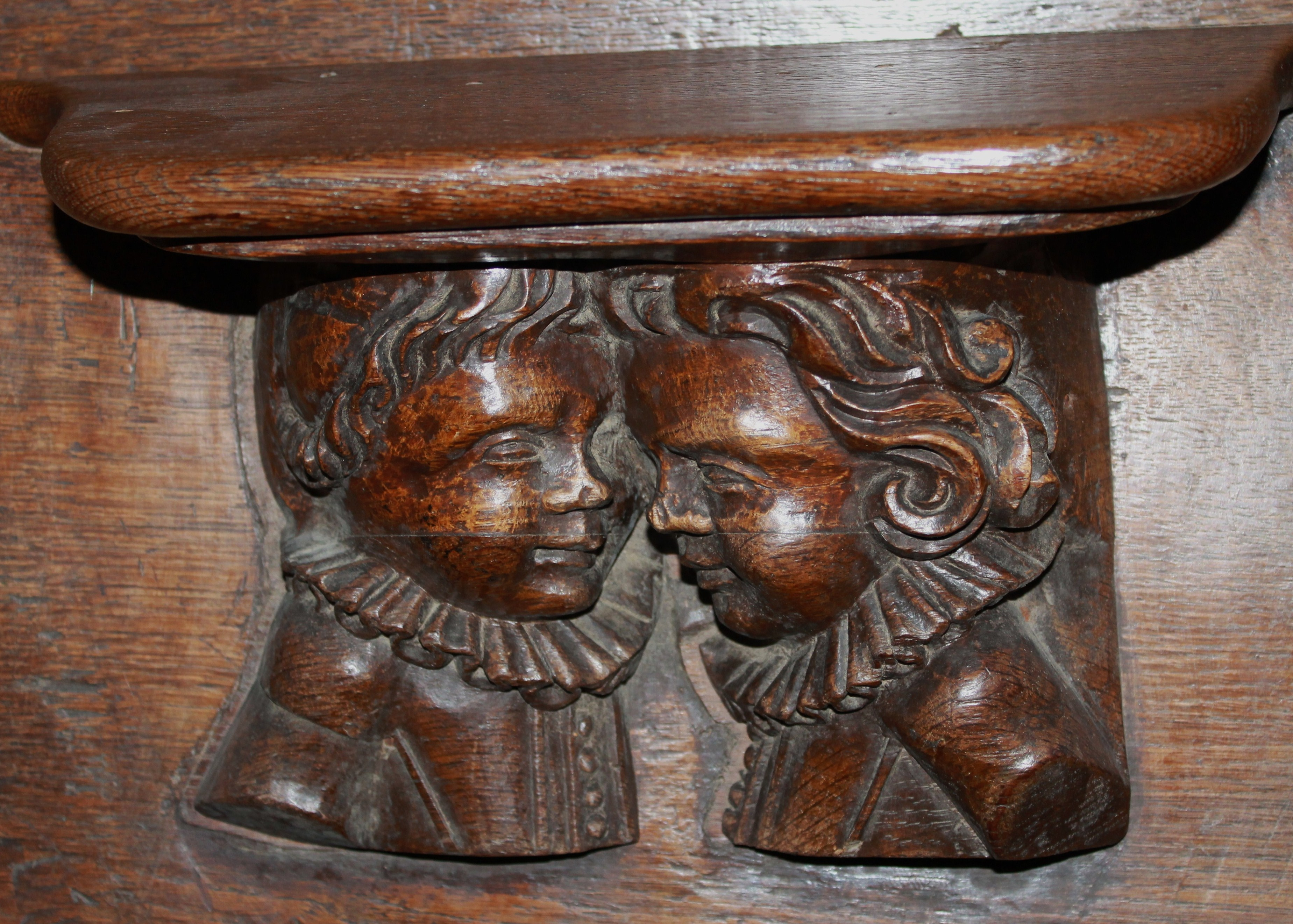
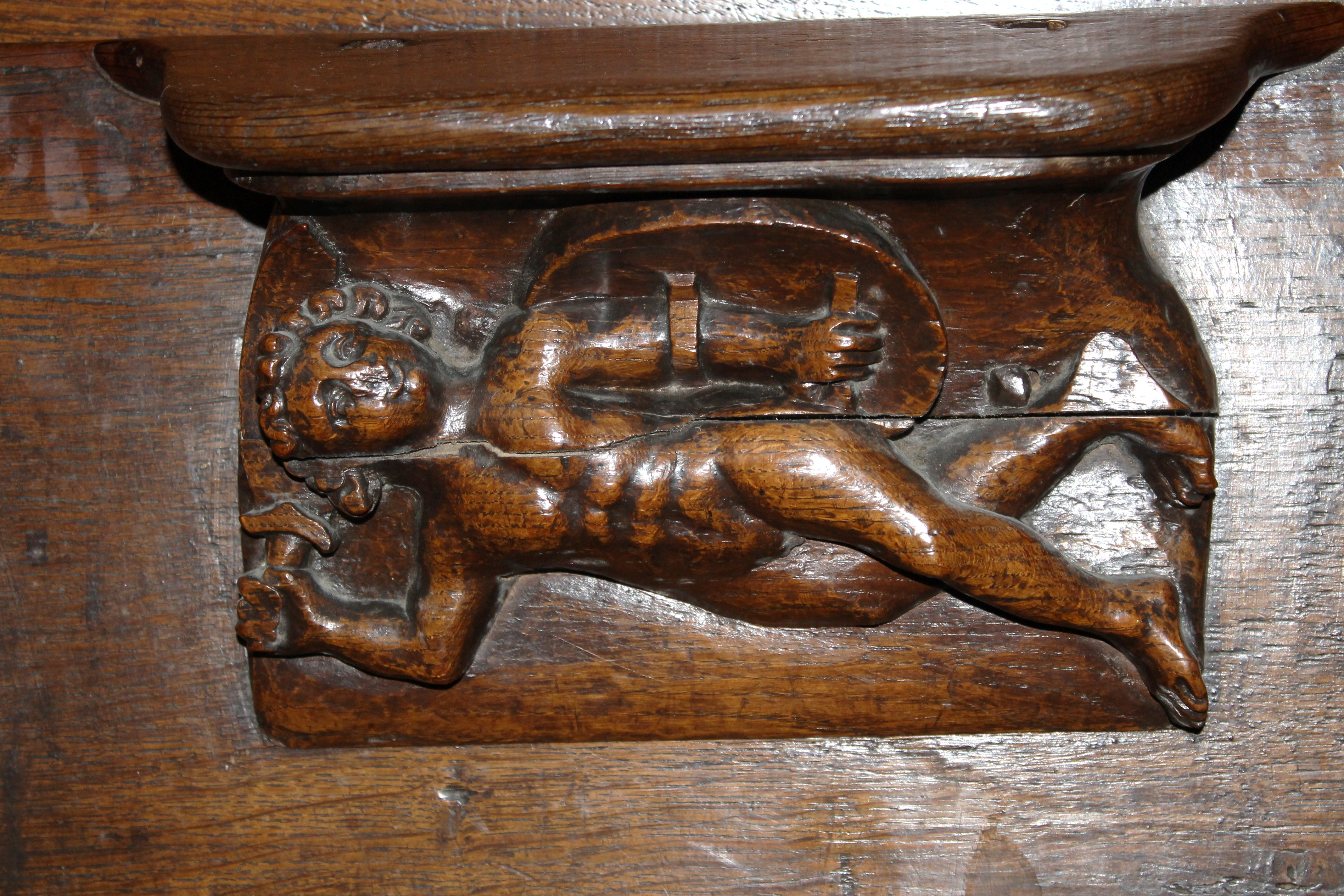
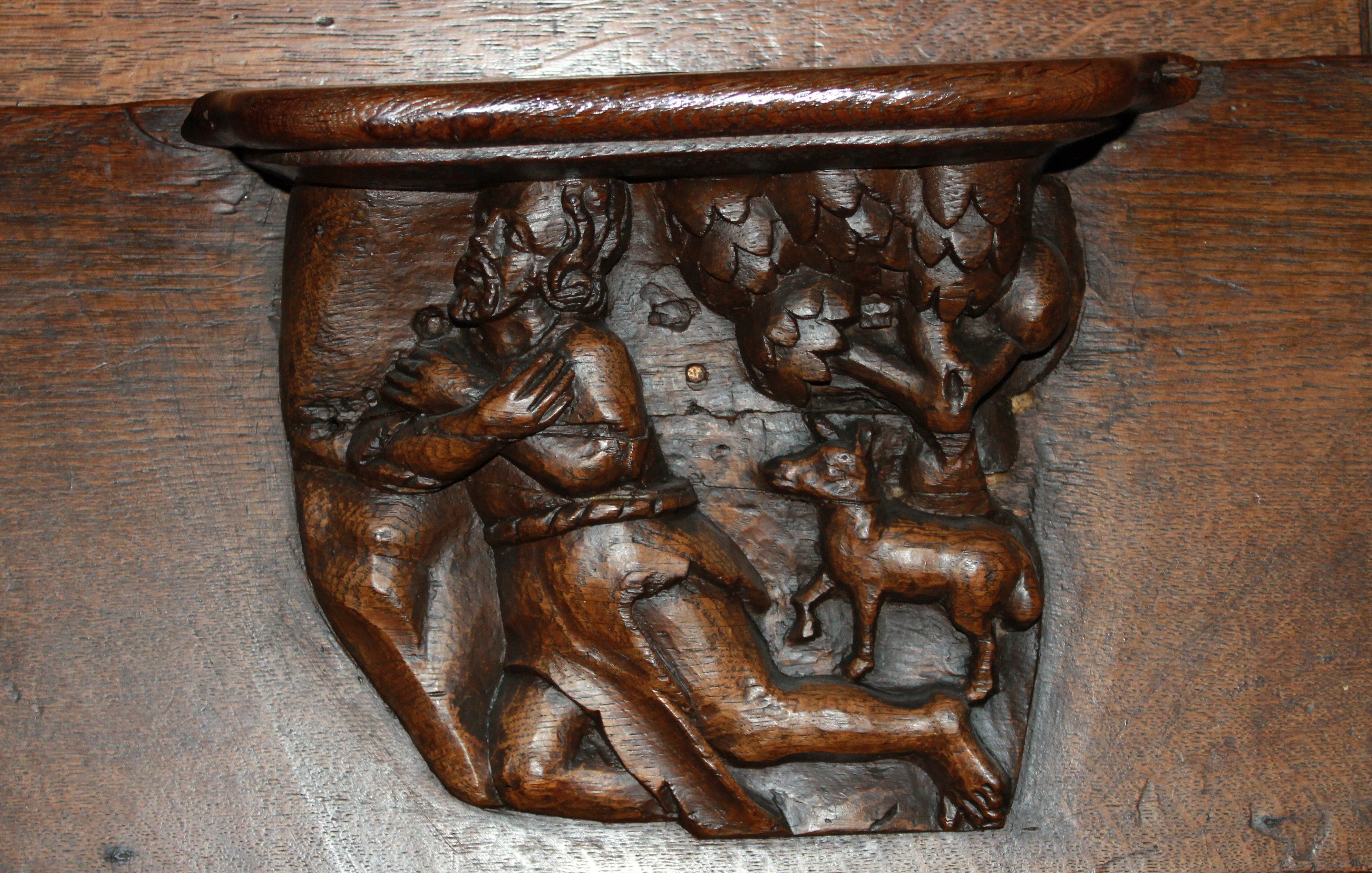
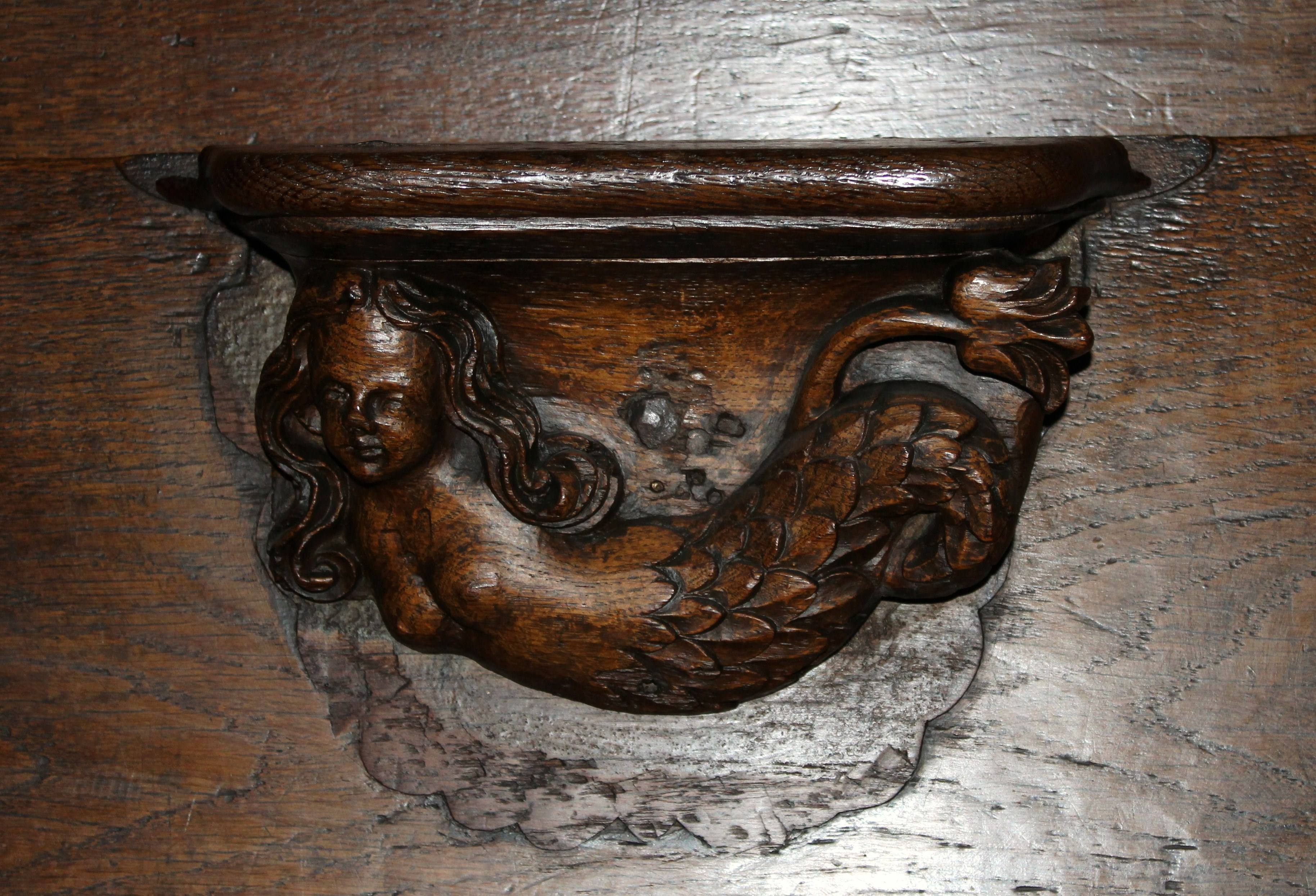
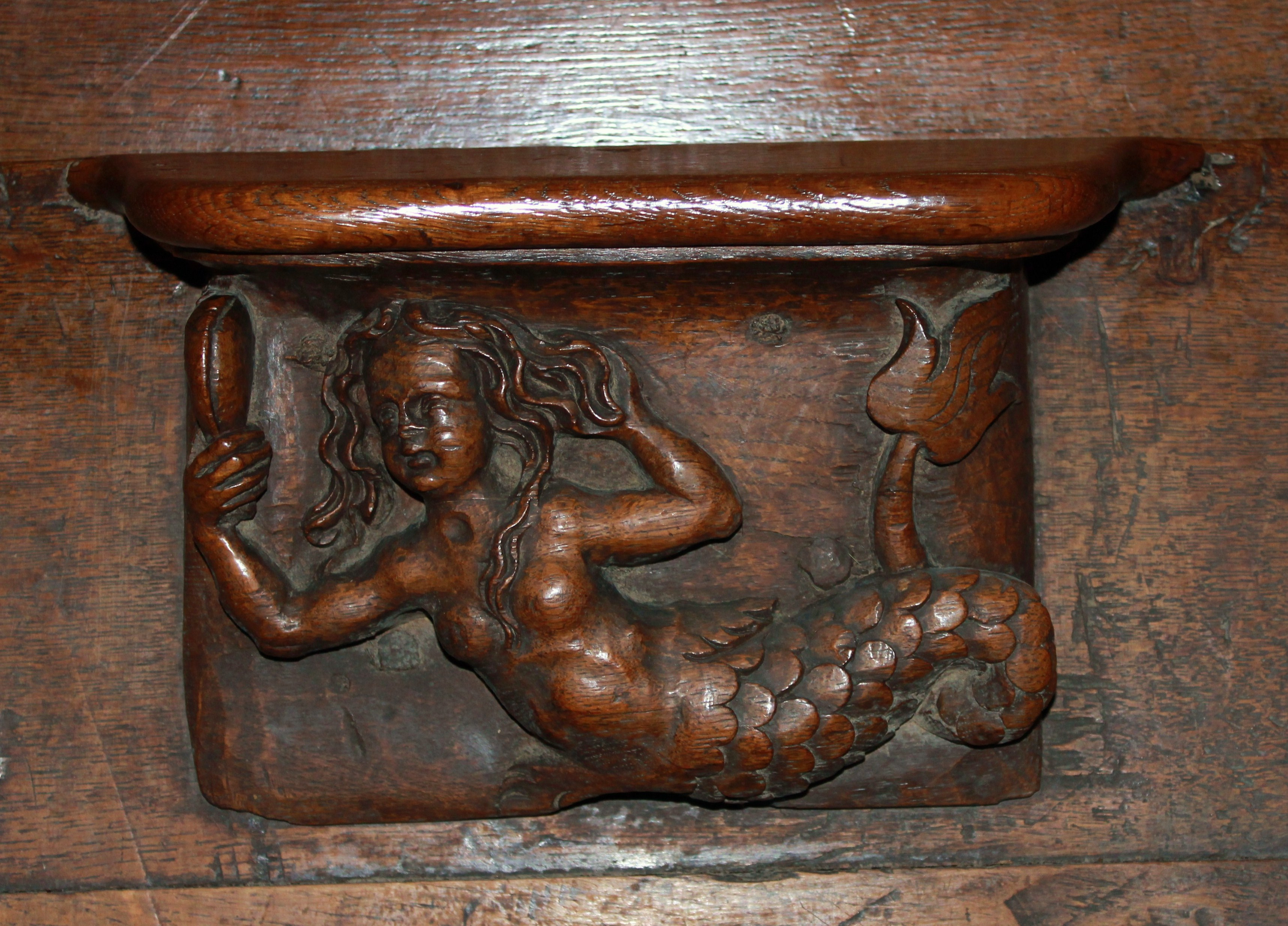
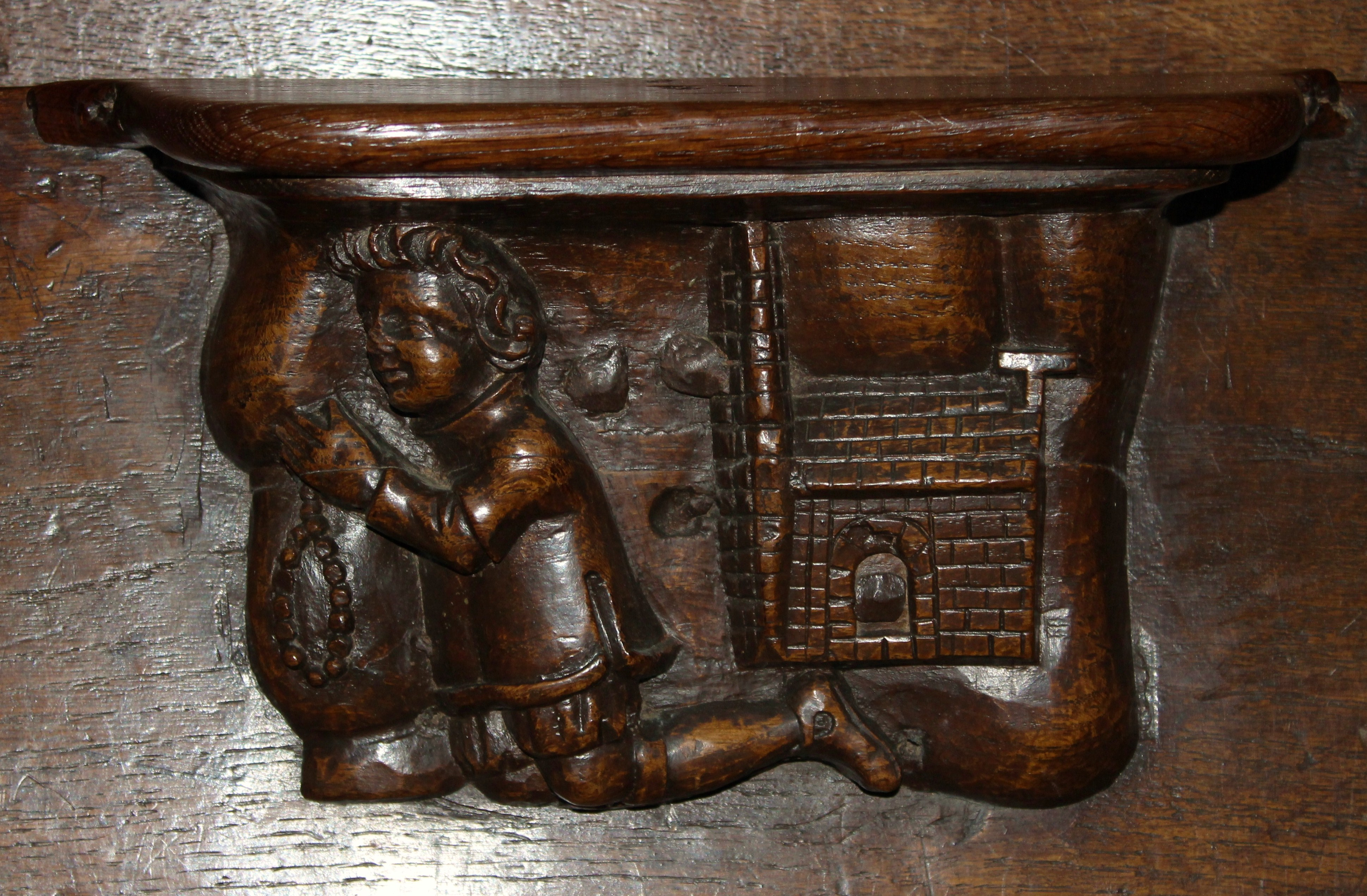

- Caen : église Saint-Pierre : siège épiscopal à miséricorde représentant un homme accroupi malheureusement défiguré.

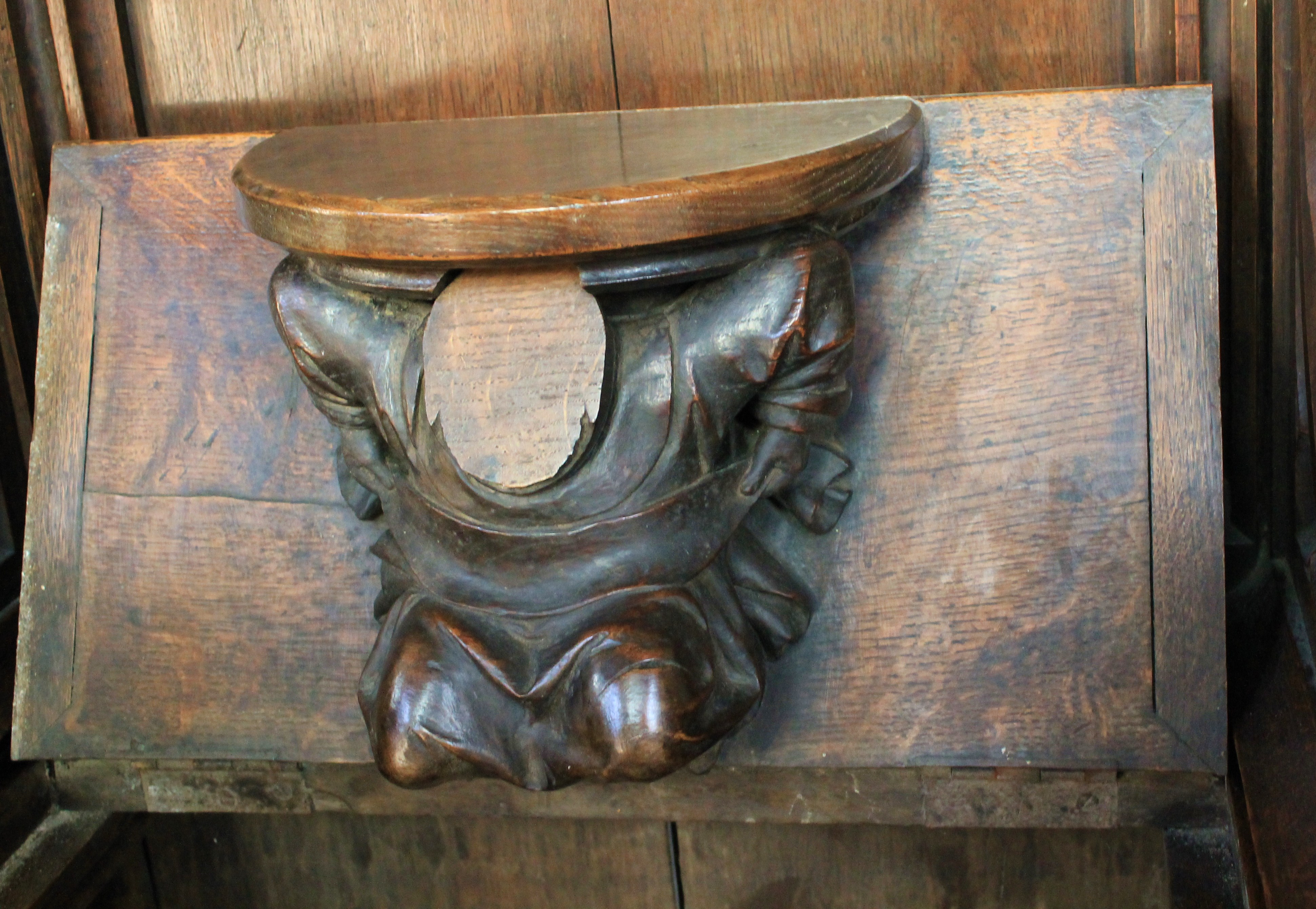
Église Saint-Pierre de Caen.
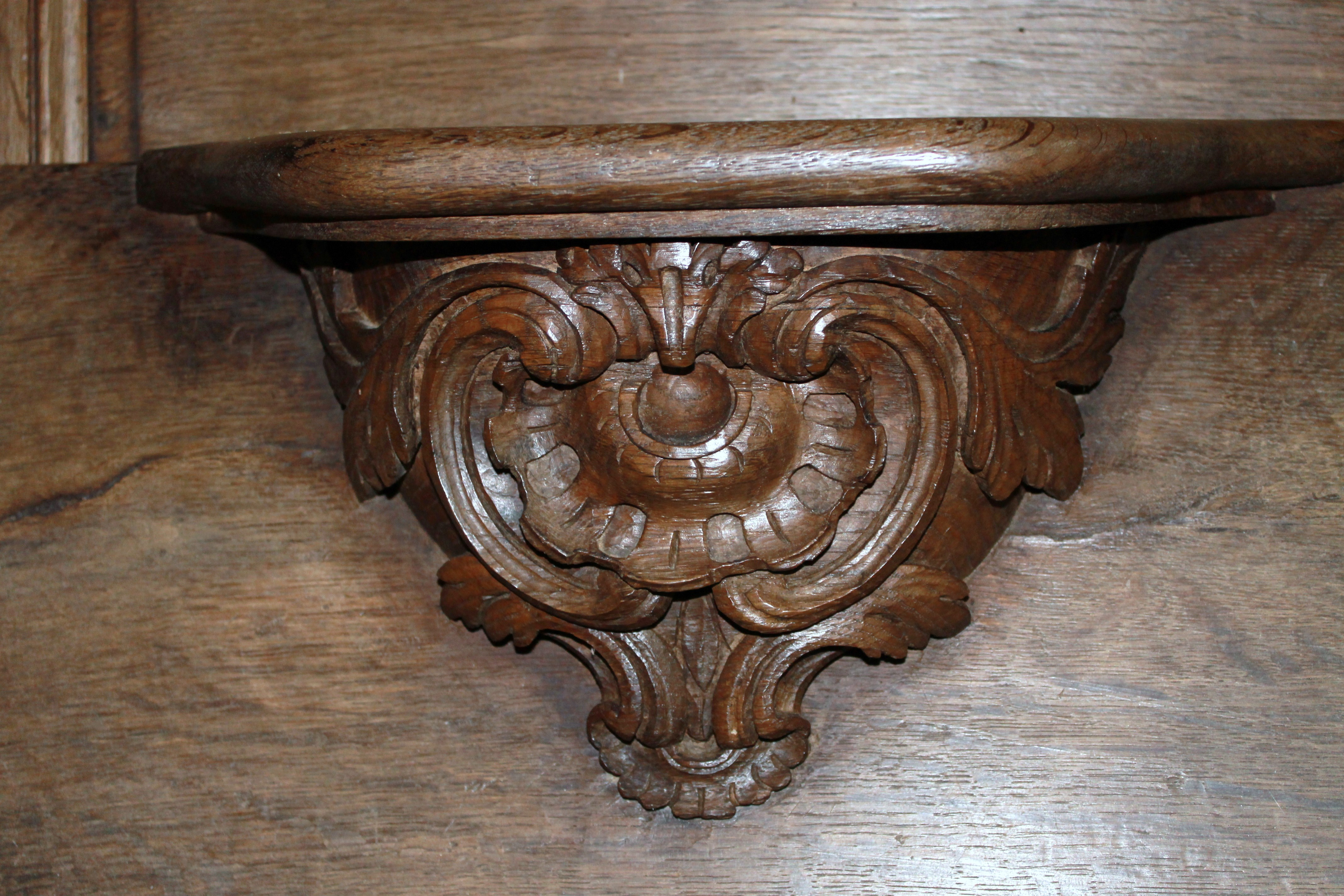
Église Saint-Médard-et-Saint-Gildard de Crépon.

- Colleville-Montgomery : église Saint-Vigor : motif à doubles volutes.
- Crépon : église Saint-Médard-et-Saint-Gildard : modèle baroque avec coquilles, rinceaux, palmettes et volutes.
- Douvres-la-Délivrande : basilique Notre-Dame-de-la-Délivrande (34 miséricordes).

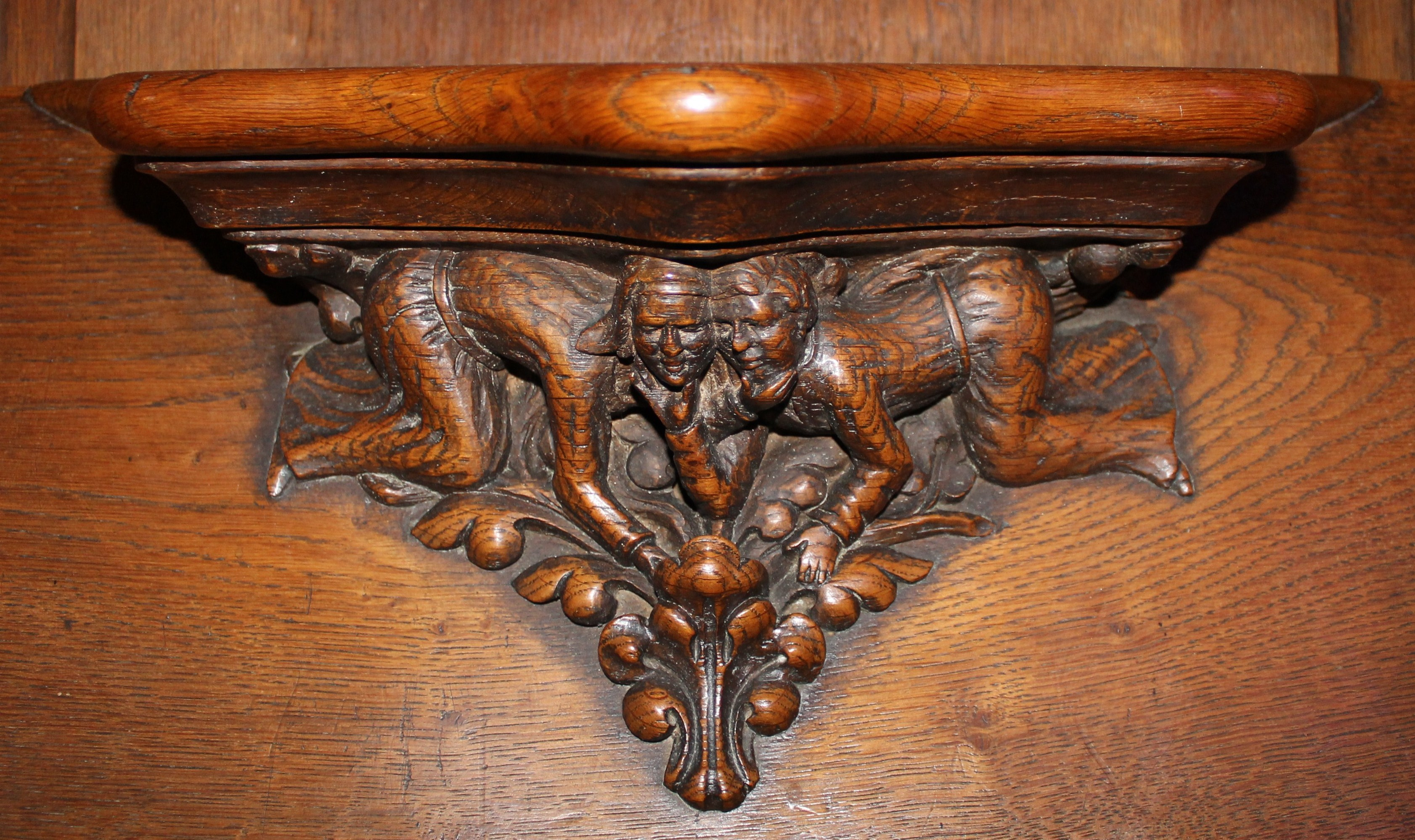
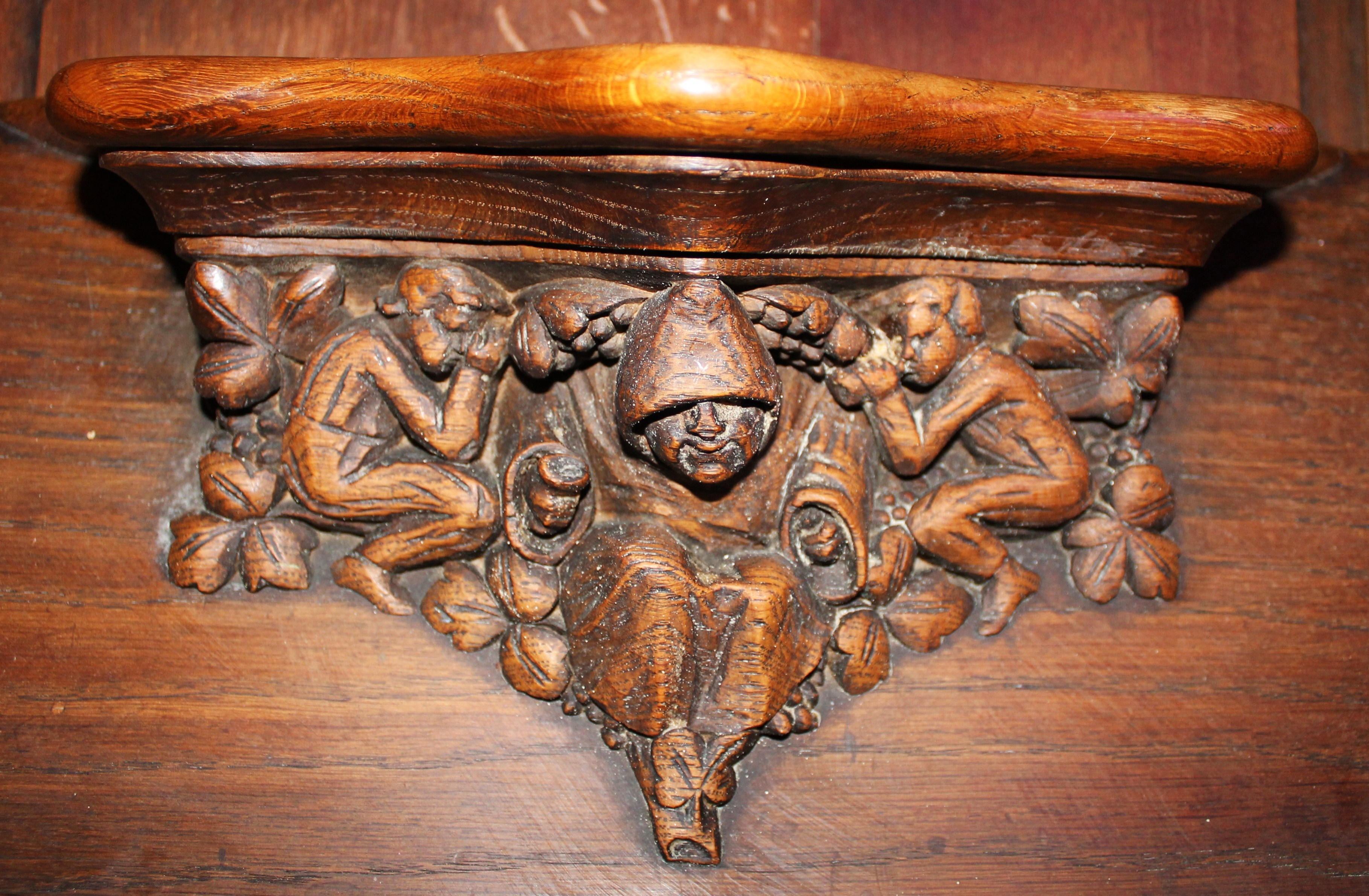
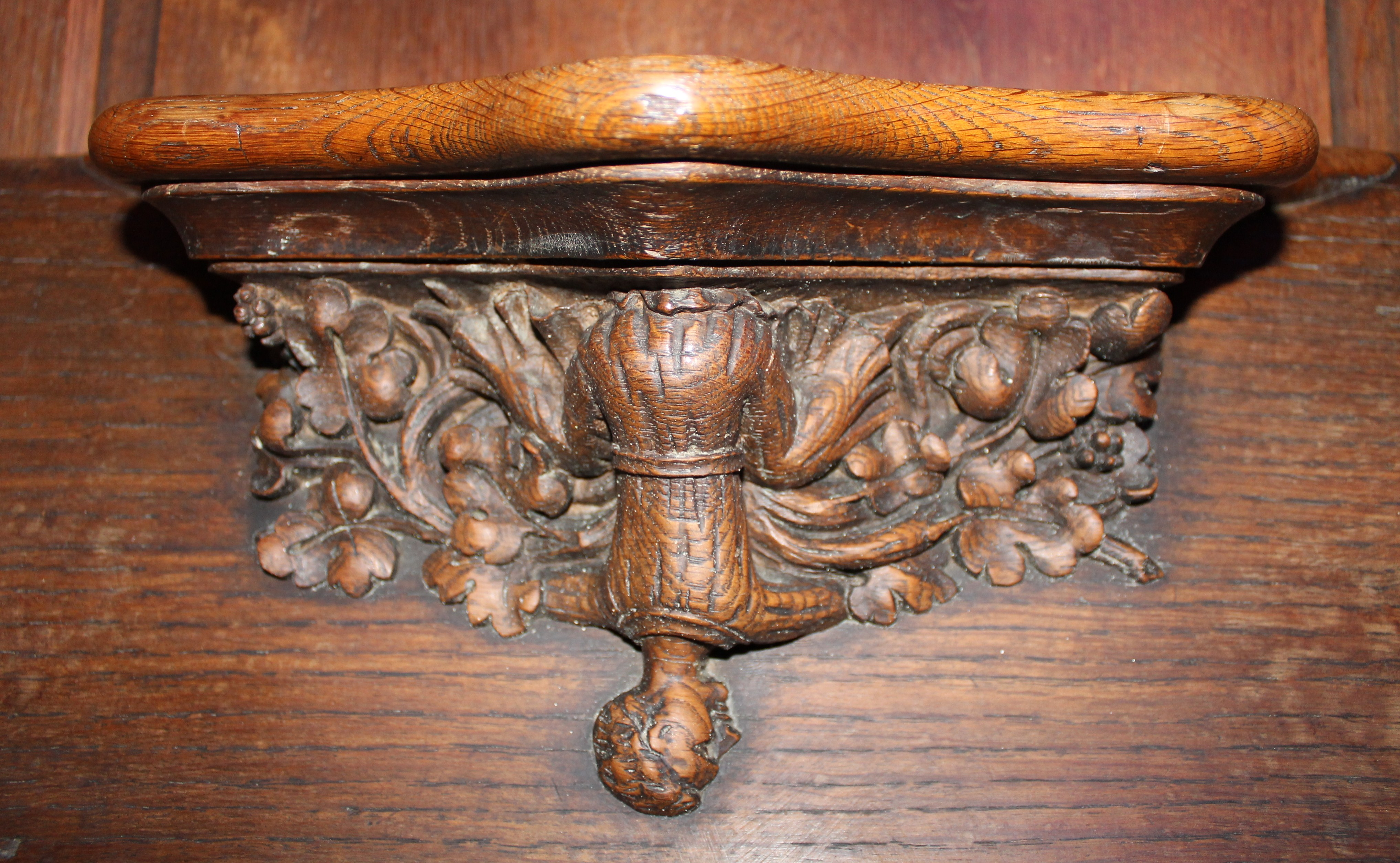
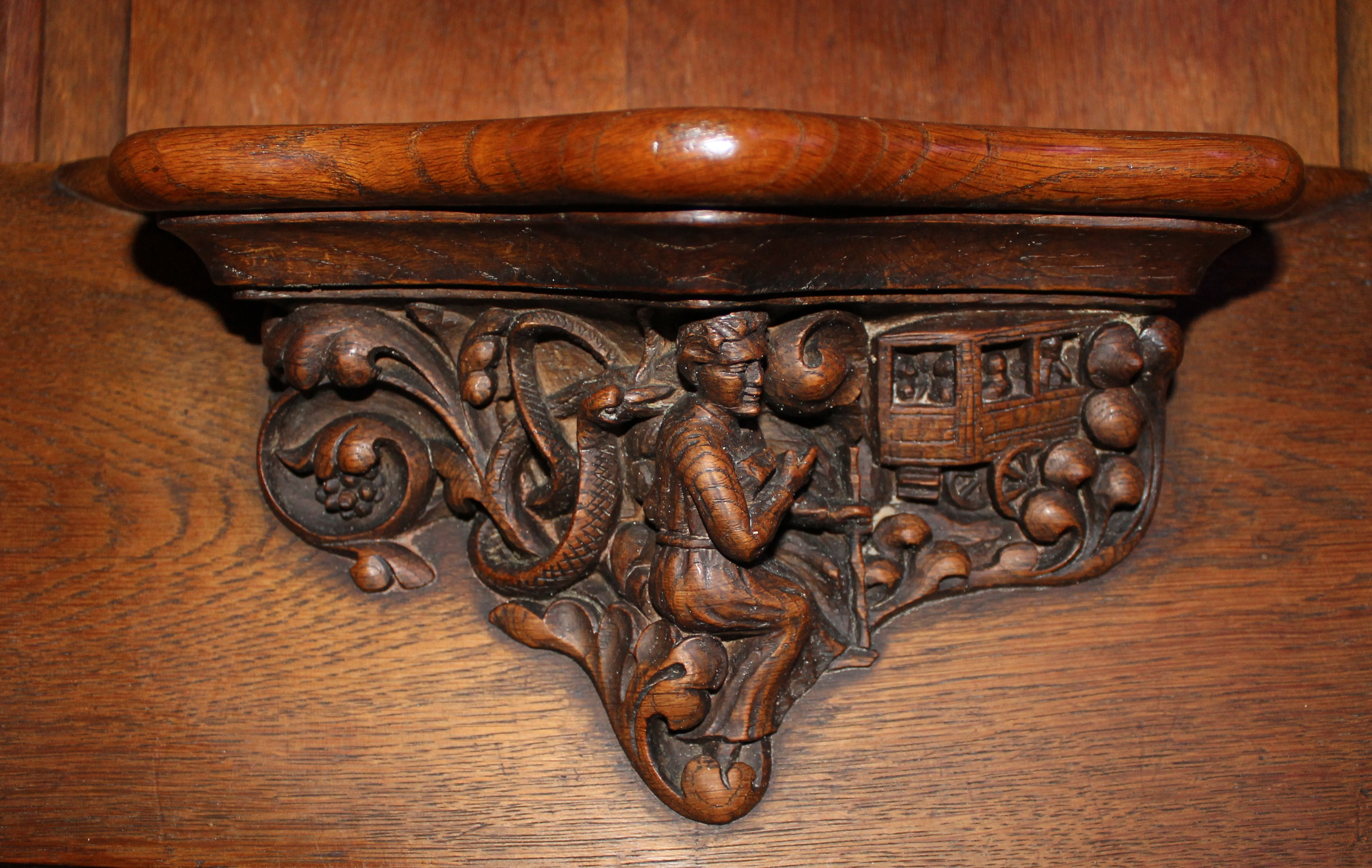
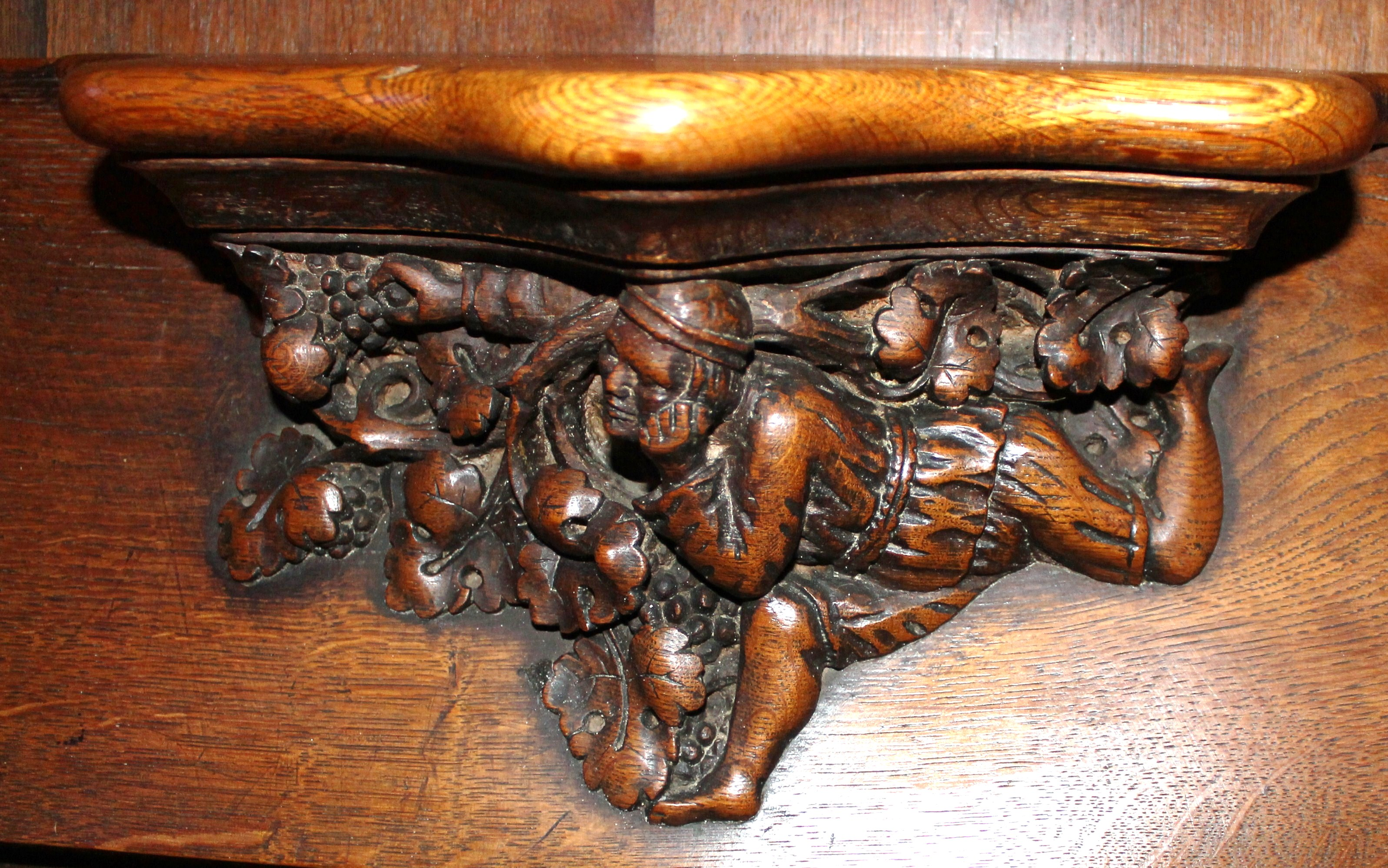
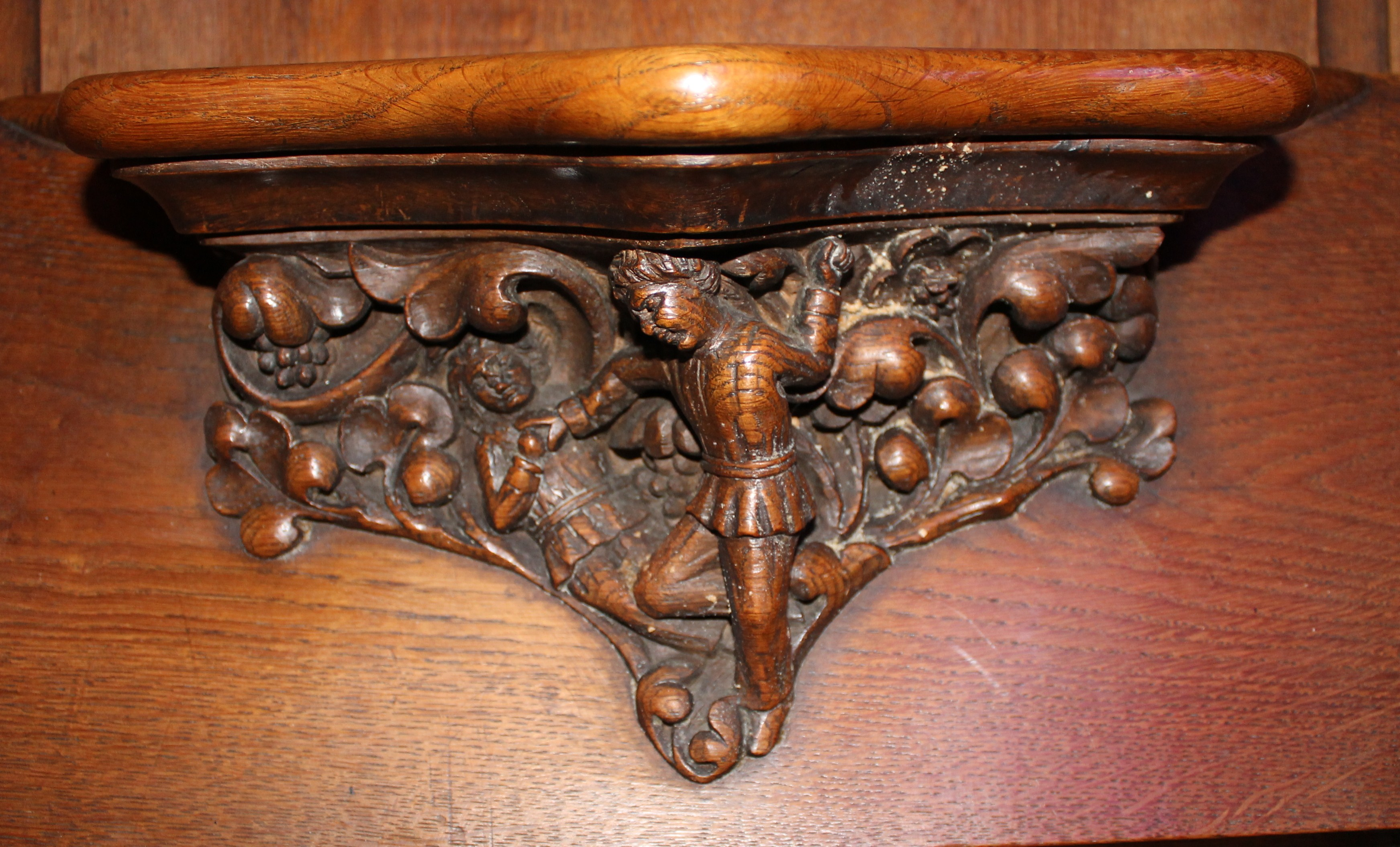

- Ellon : église Saint-Pierre, 5 miséricordes sont sculptées de visages.

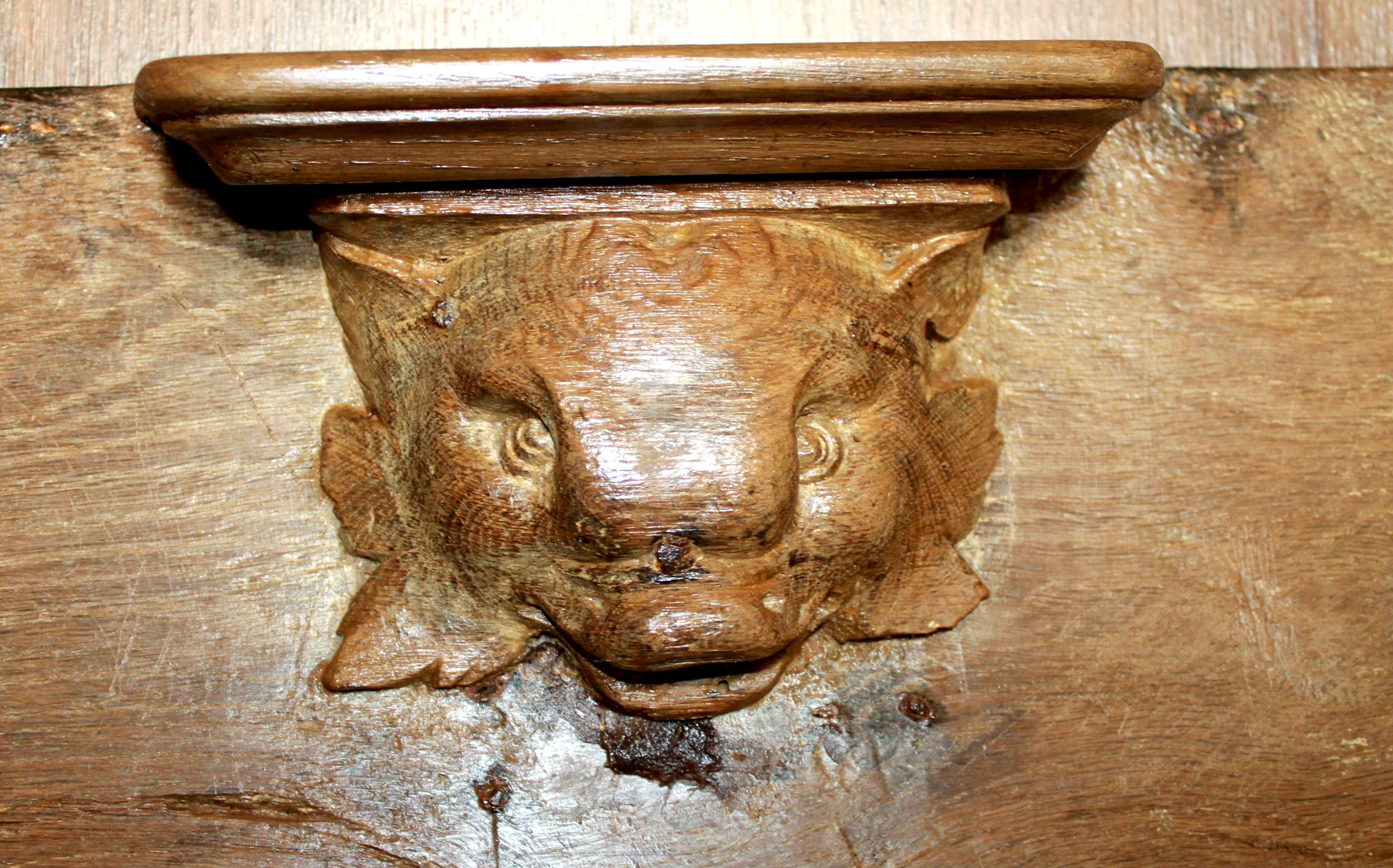
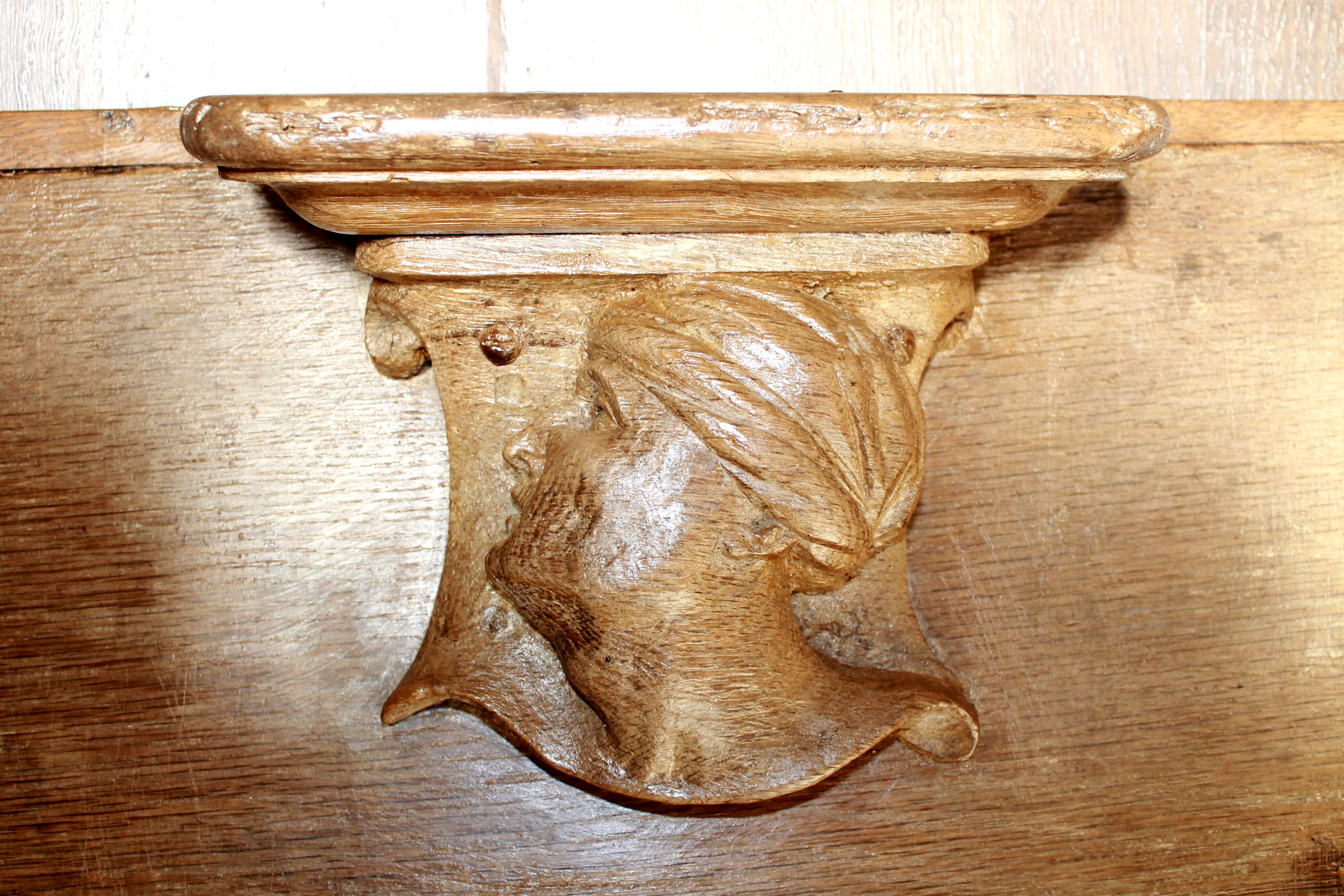
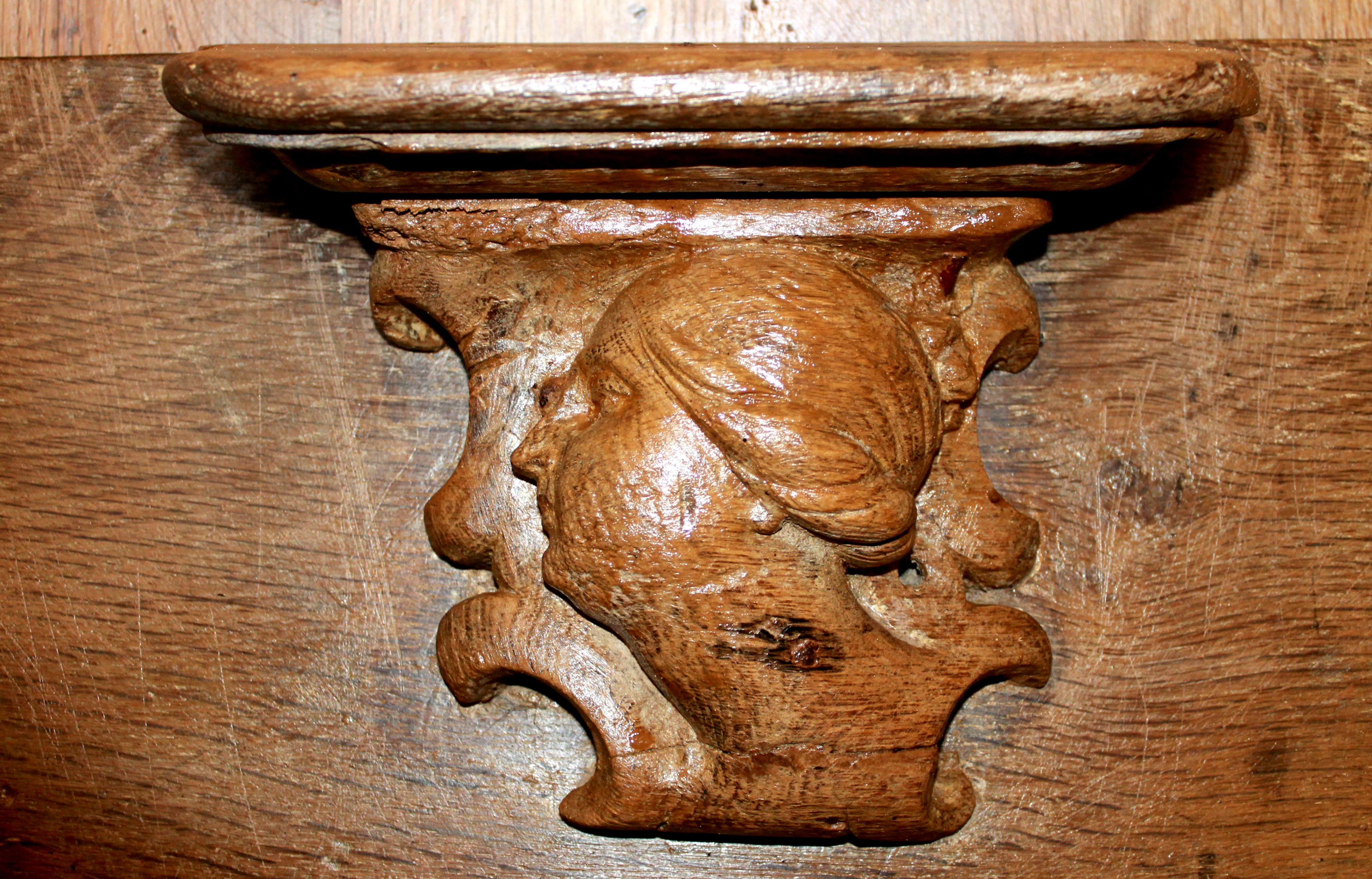
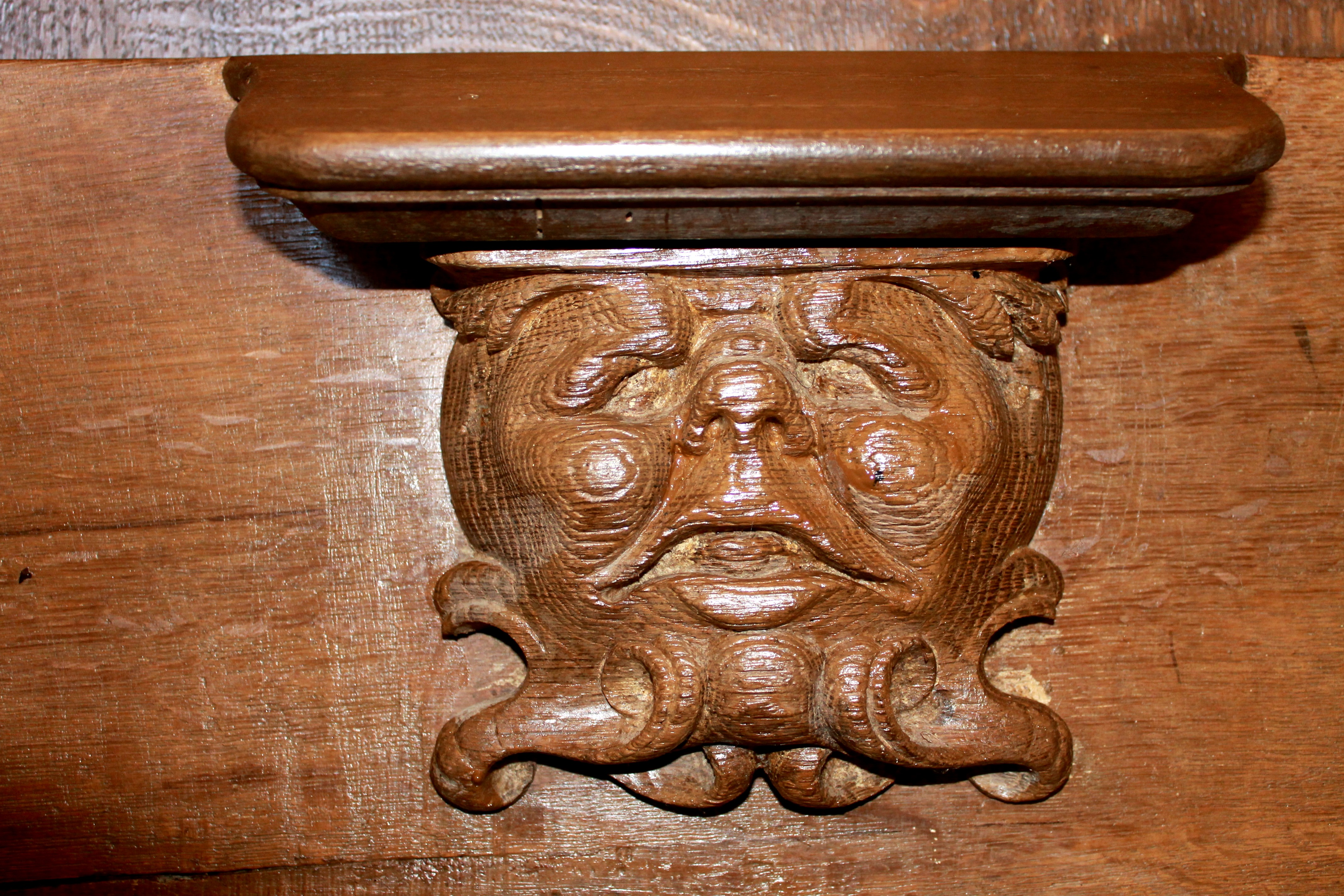
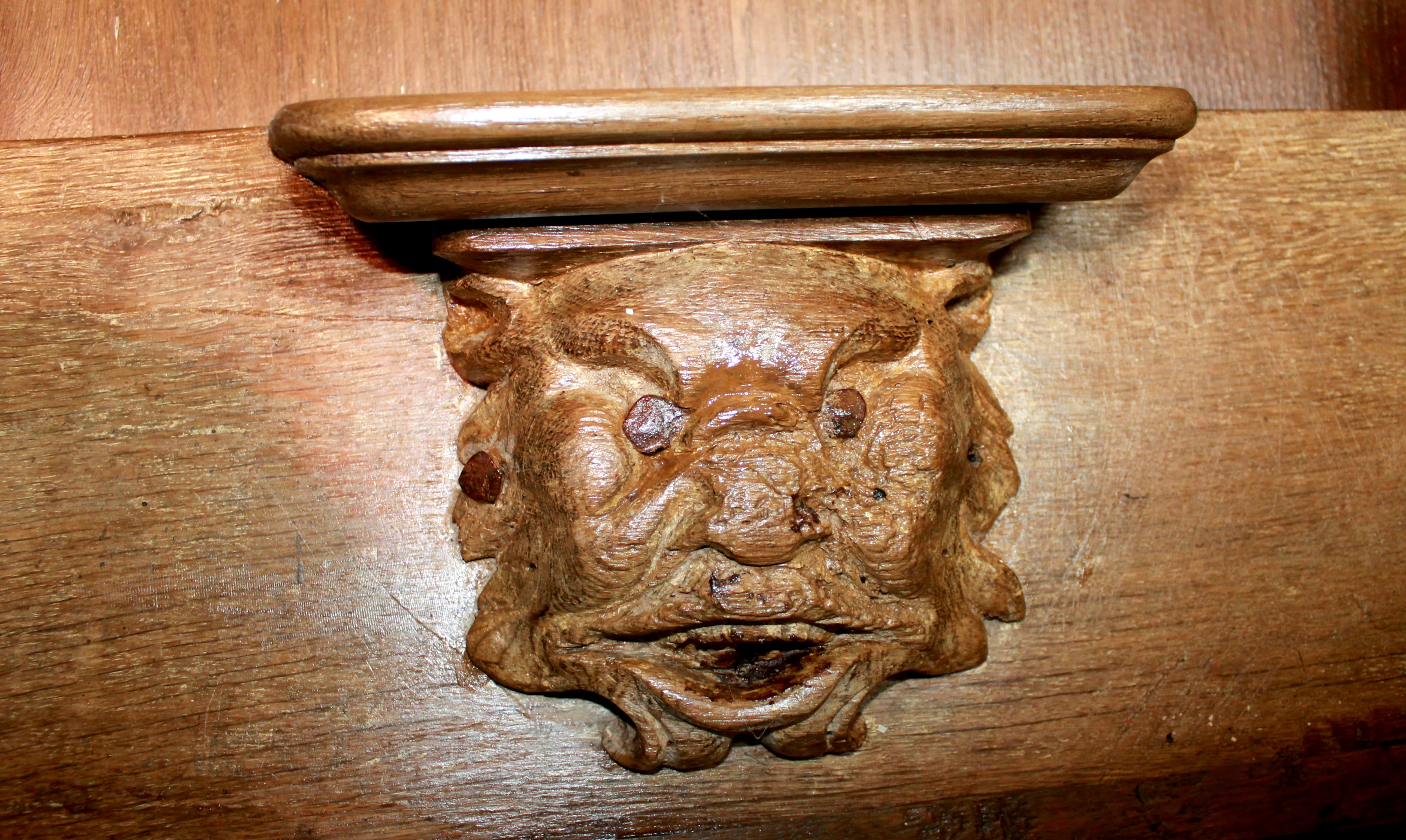

- Hermanville-sur-Mer : église Saint-Pierre : feuillage stylisé.
- Honfleur : église Sainte-Catherine : deux modèles très simples le long de la nef + stalles et chaise curiale près du chœur aux miséricordes ornées de médaillon, rinceaux et feuilles stylisées.
- Écrammeville : église Notre-Dame.
- Juaye-Mondaye : abbaye Saint-Martin : modèle unique de feuilles d'acanthe.
- Lisieux : cathédrale Saint-Pierre (62) : nombreuses représentations de têtes animales (moutons, chiens, renards ou loups ?), quelques têtes enfantines, visage couronné et celui d'un homme barbu.
- Lisieux : église Saint-Jacques : 28 stalles avec miséricordes sculptées avec beaucoup de fantaisie provenant de l'abbaye du Val-Richer.
- Orbec : église : visages fantastiques ou monstrueux, feuillages, chauve-souris, oiseau, vieillard portant une bourse (l'avarice ?), animaux fantastiques.
- Saint-Pierre-sur-Dives : 42 miséricordes d'une qualité extraordinaire. À noter, la rare représentation d'une scène du Nouveau Testament : sainte Véronique montrant un linge imprimé du visage de Jésus Christ.

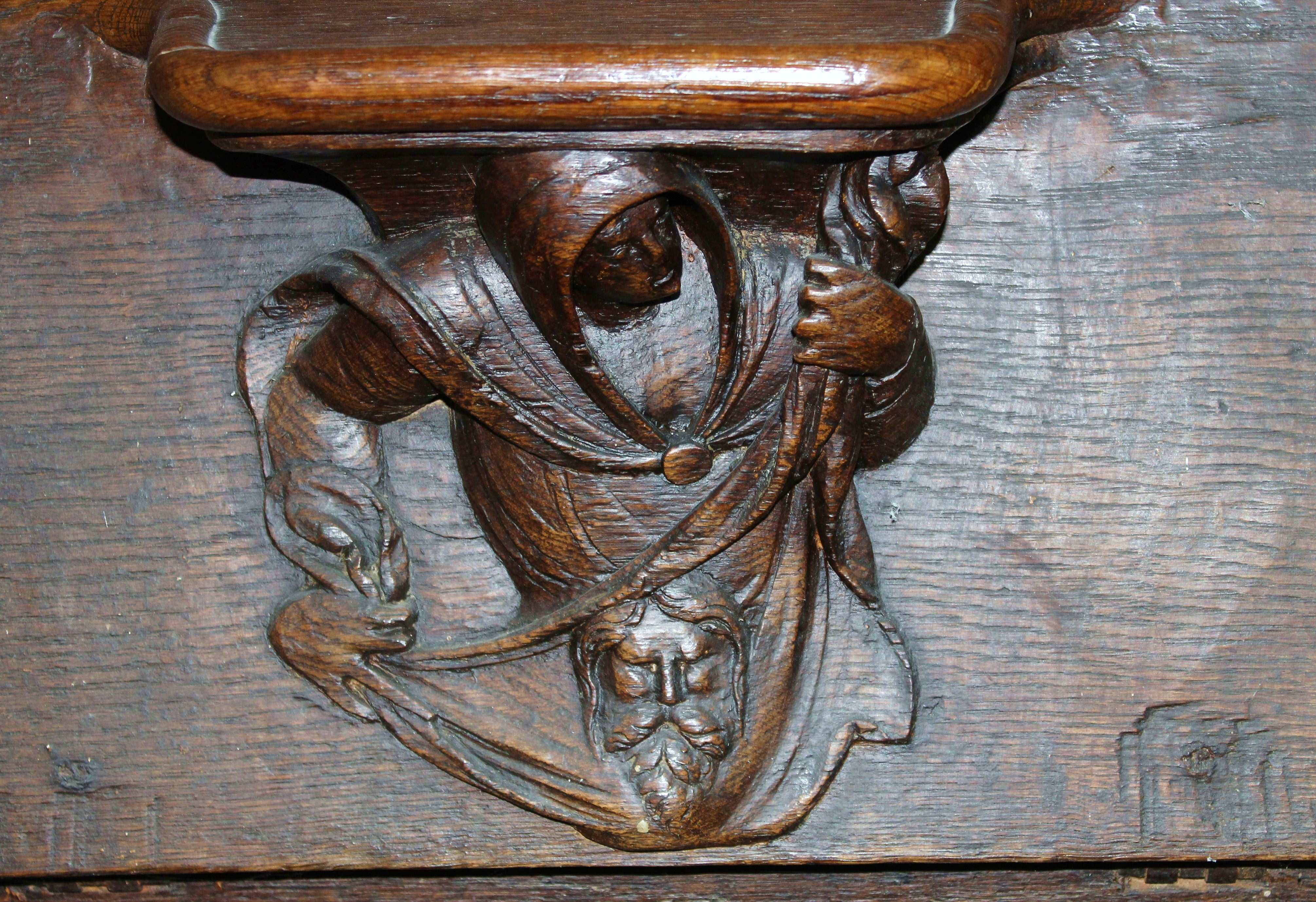
Sainte Véronique et le visage du Christ.
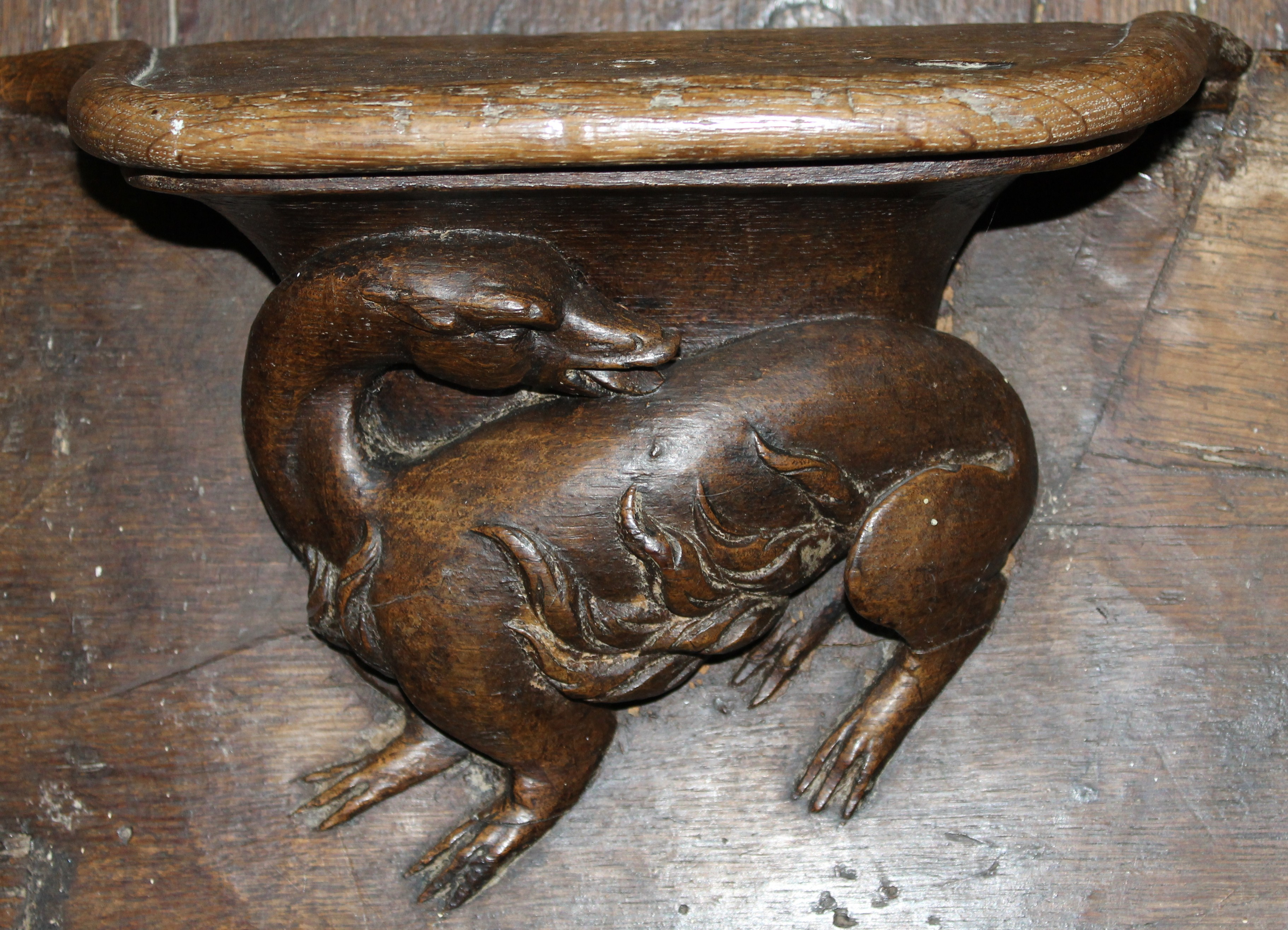
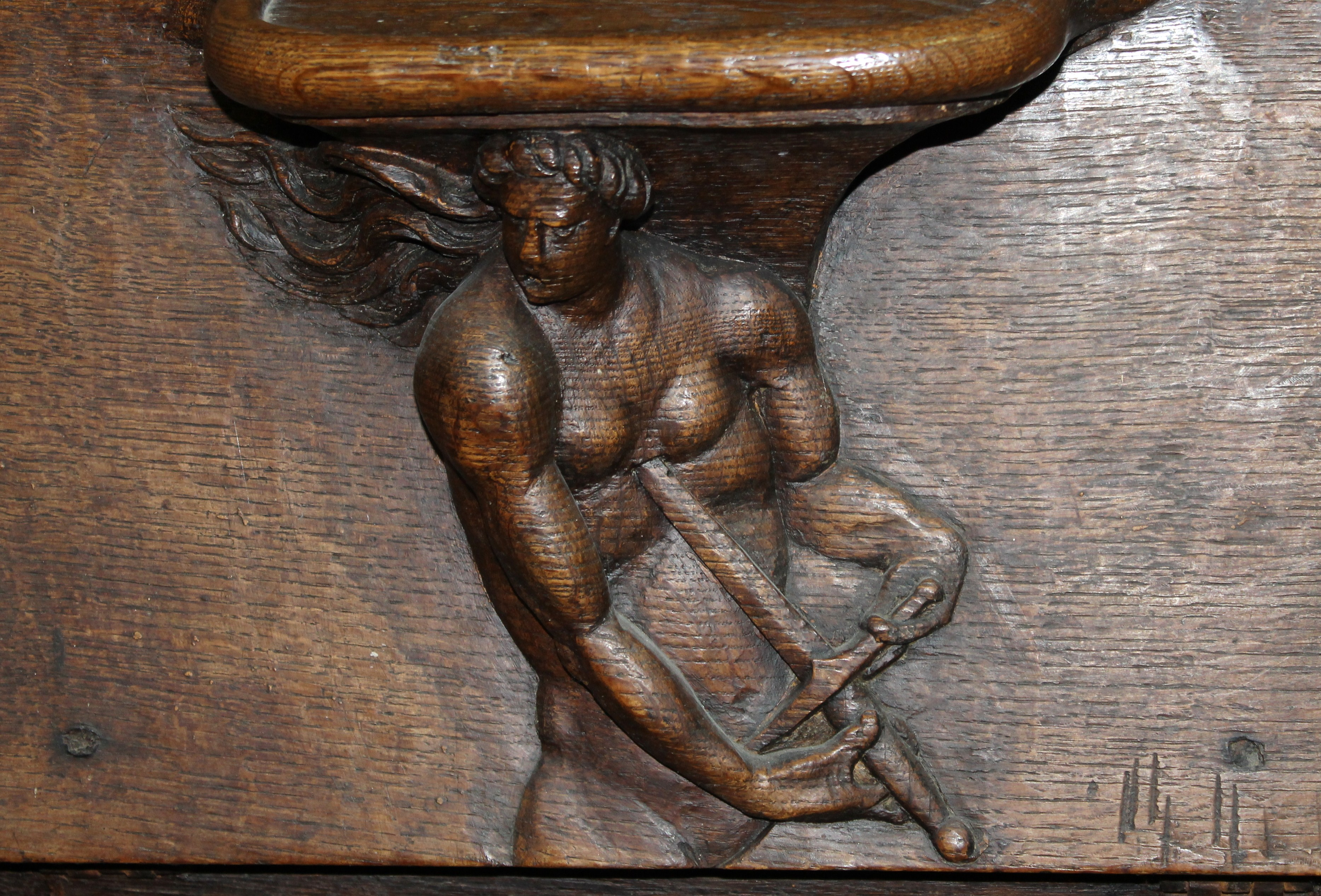
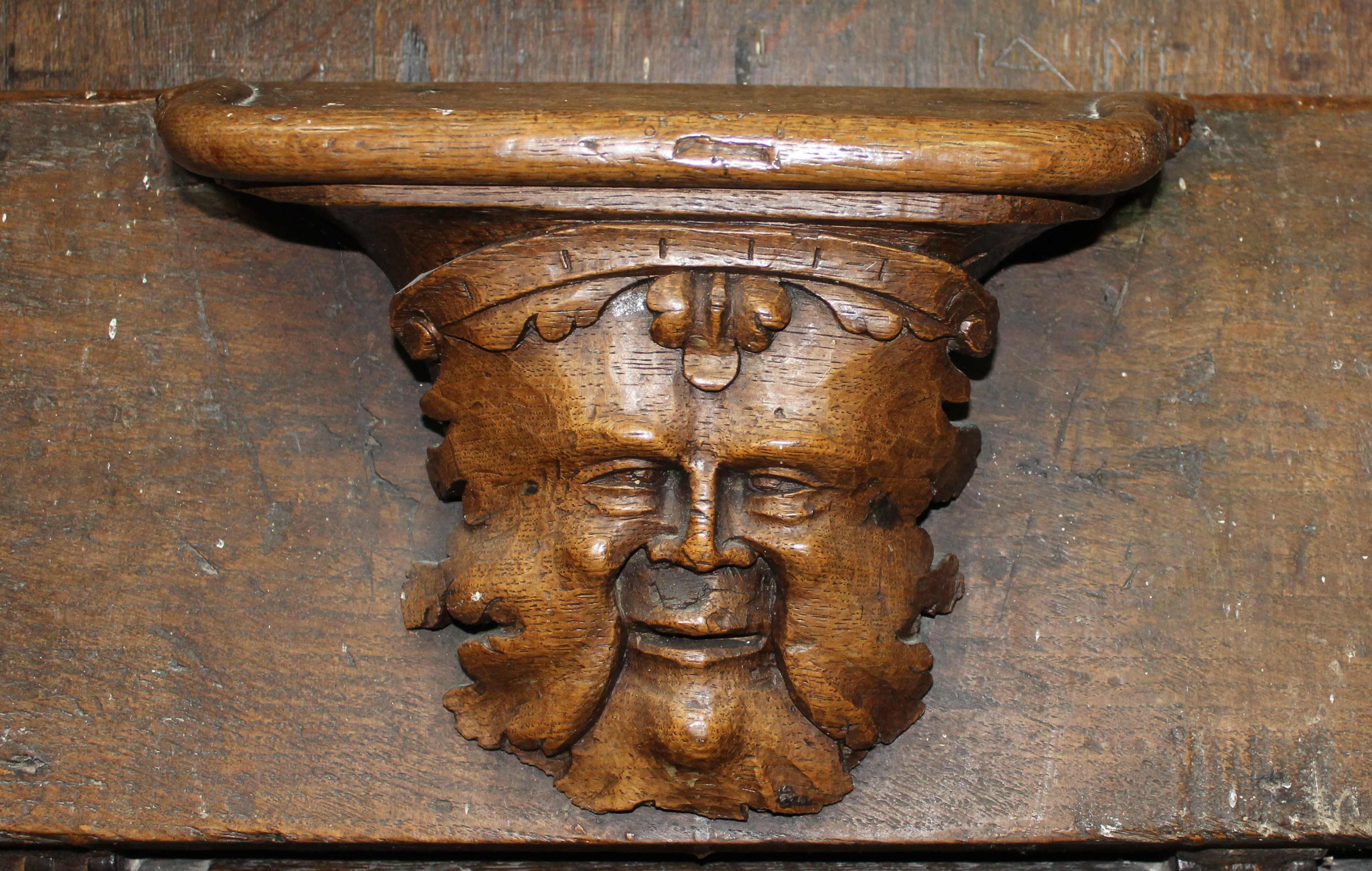
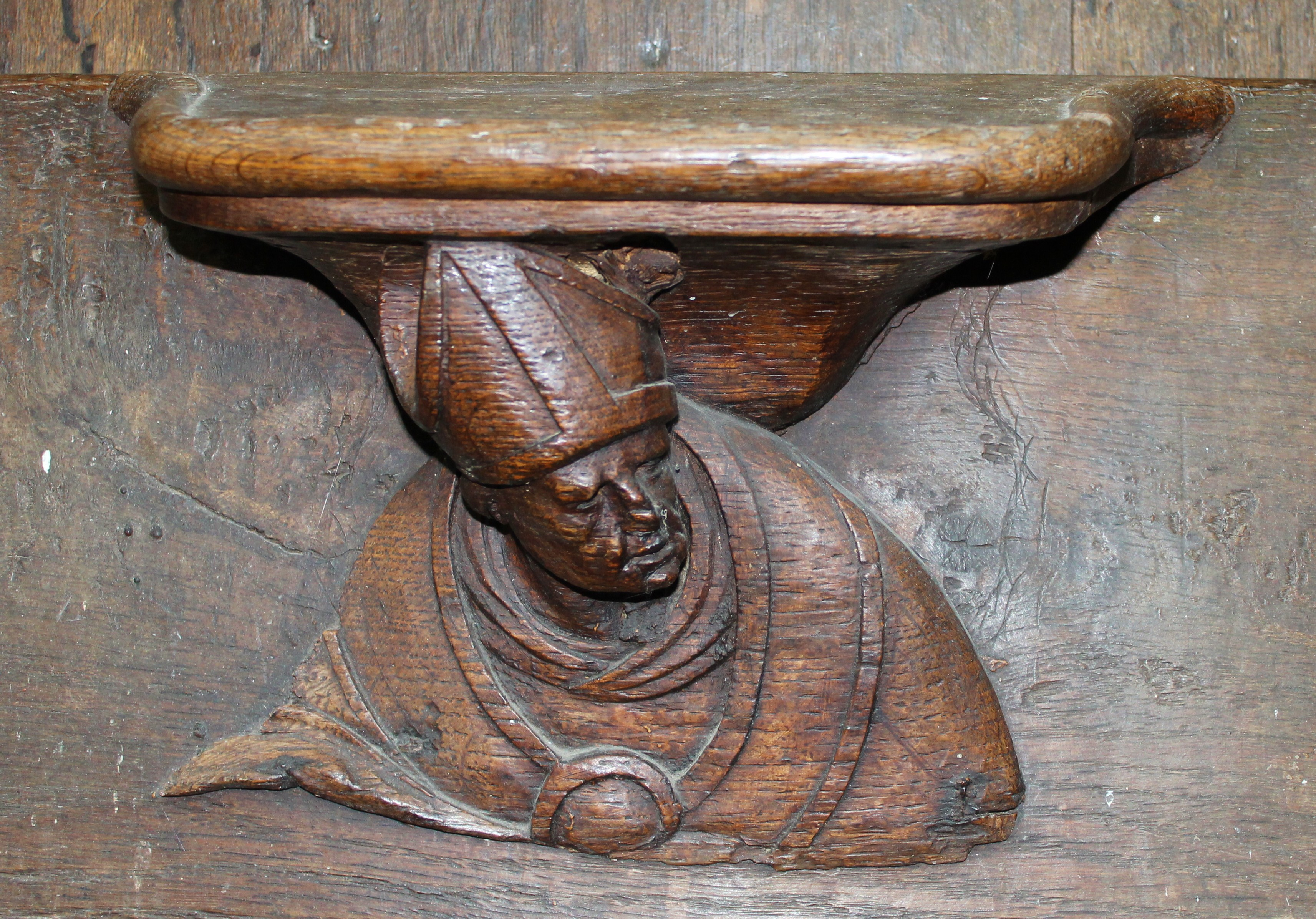
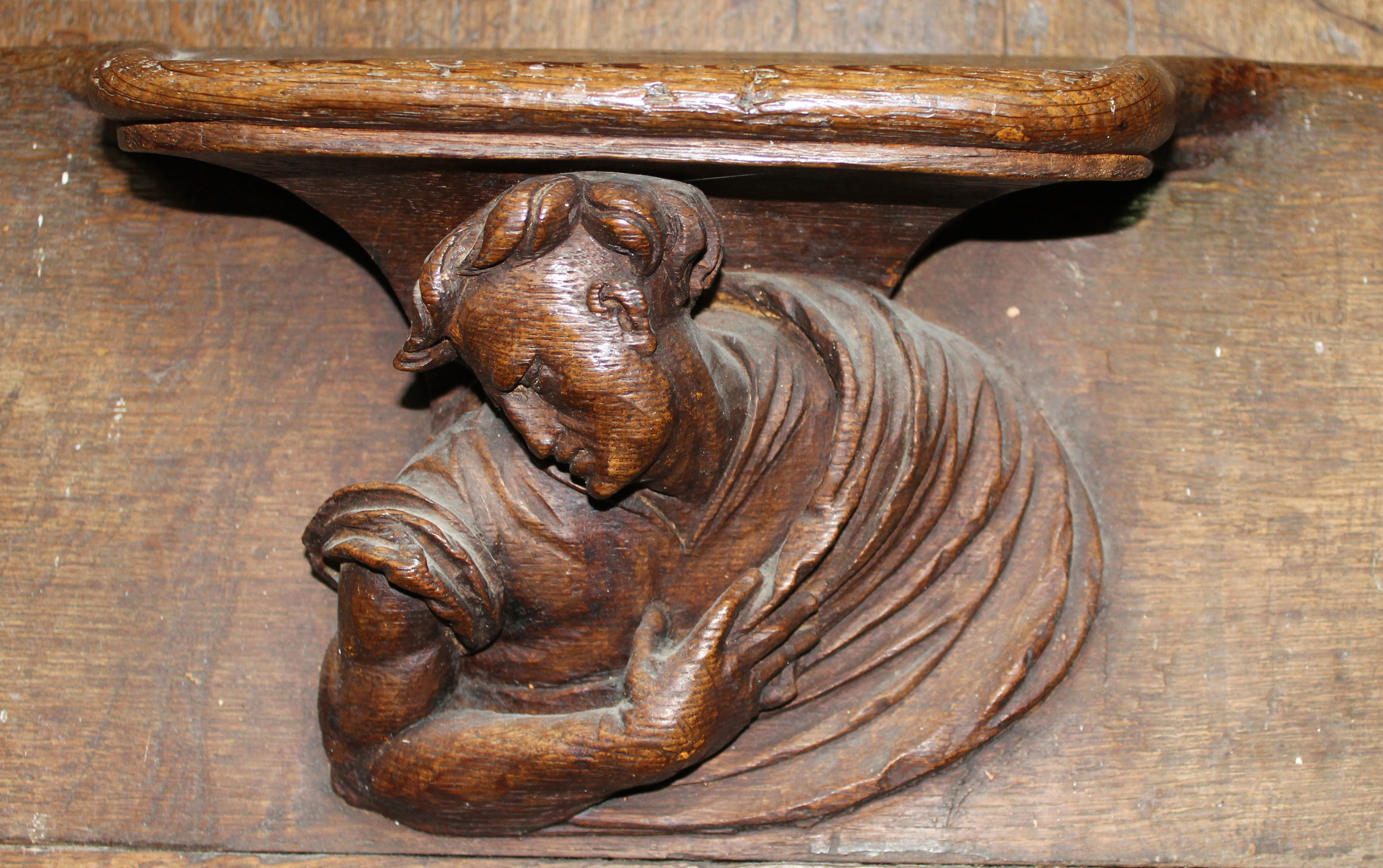
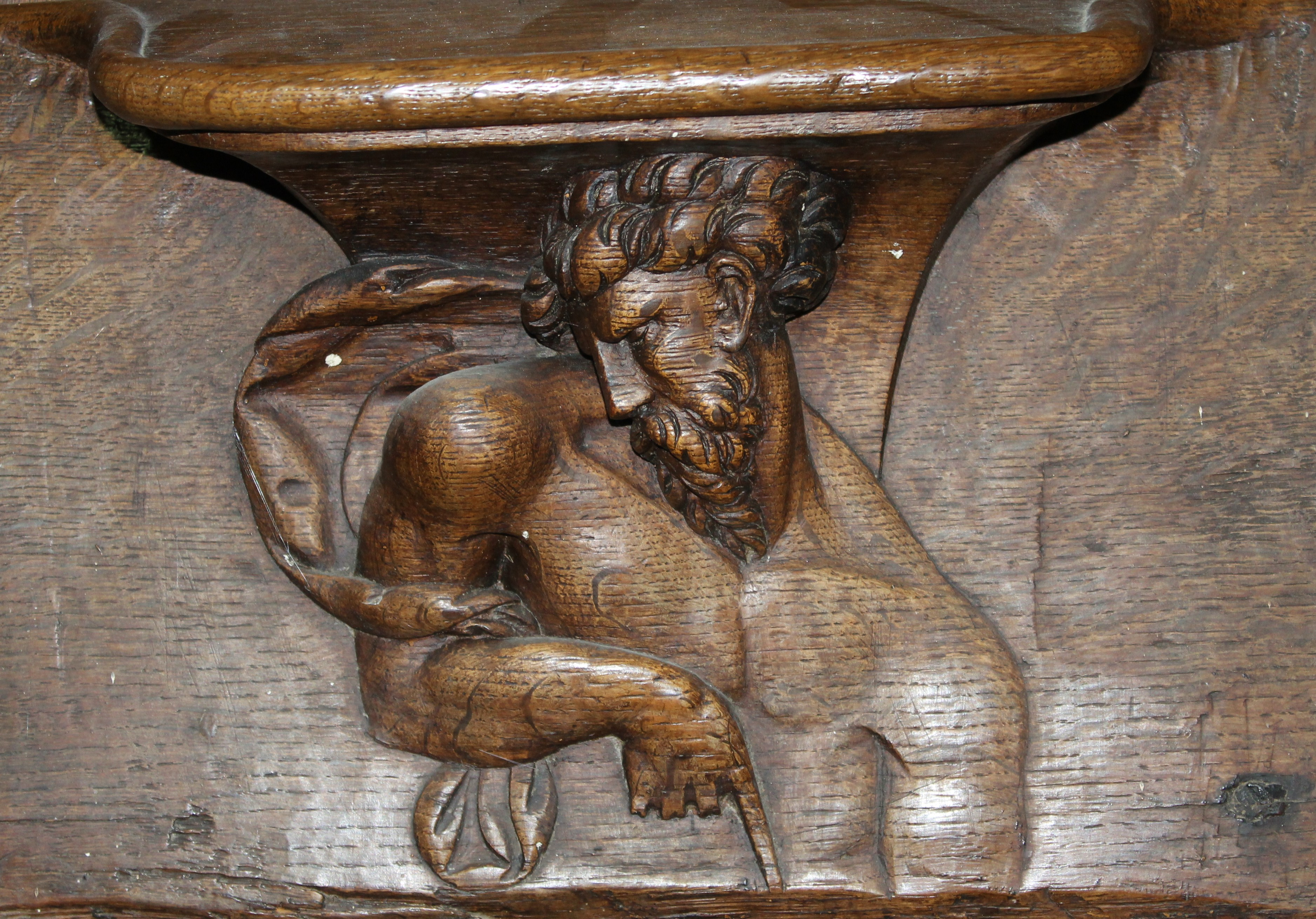

- Saint-Rémy : église : 26 miséricordes avec des décors floraux dont une qui est signée et datée 1893.

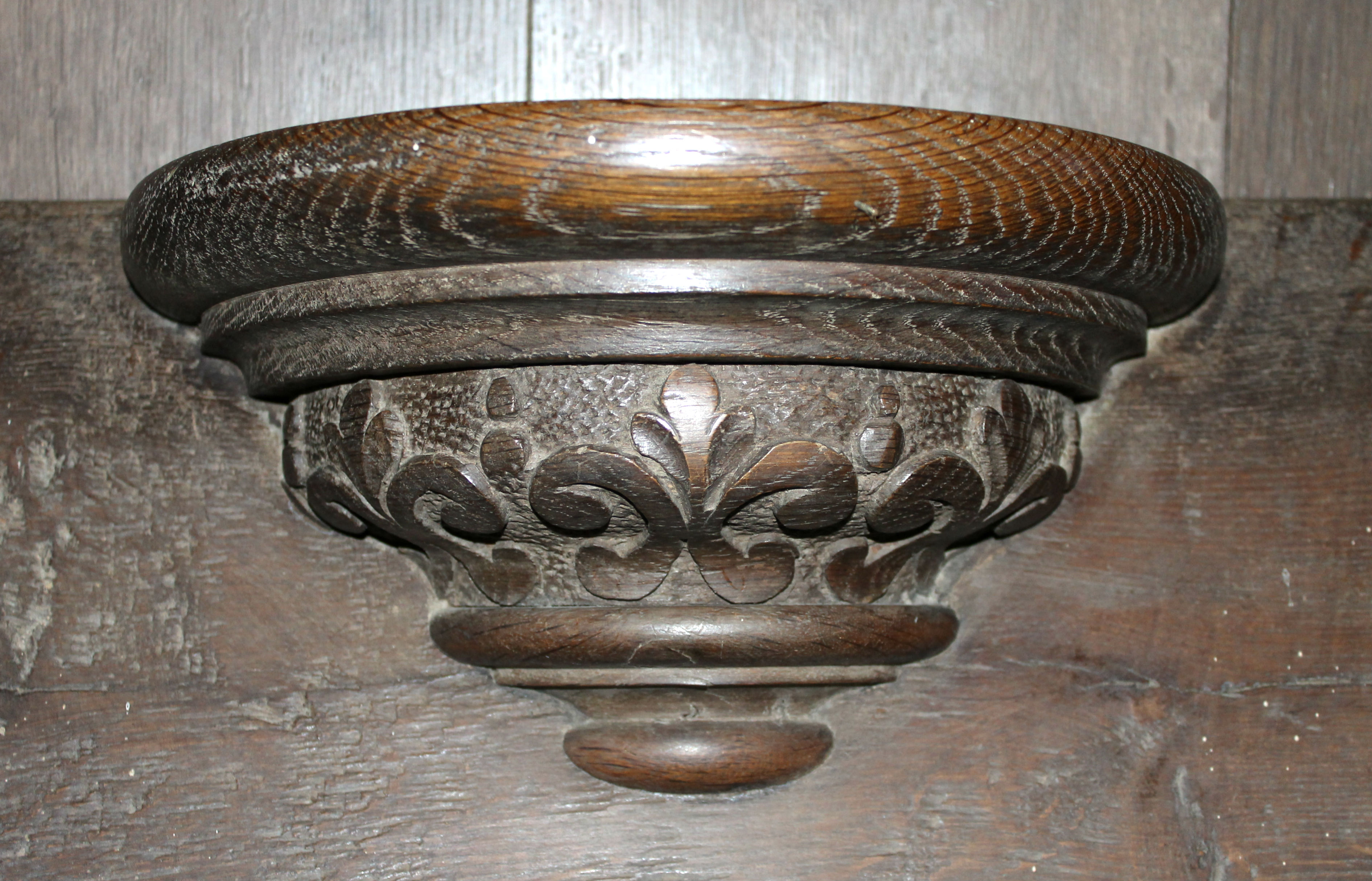
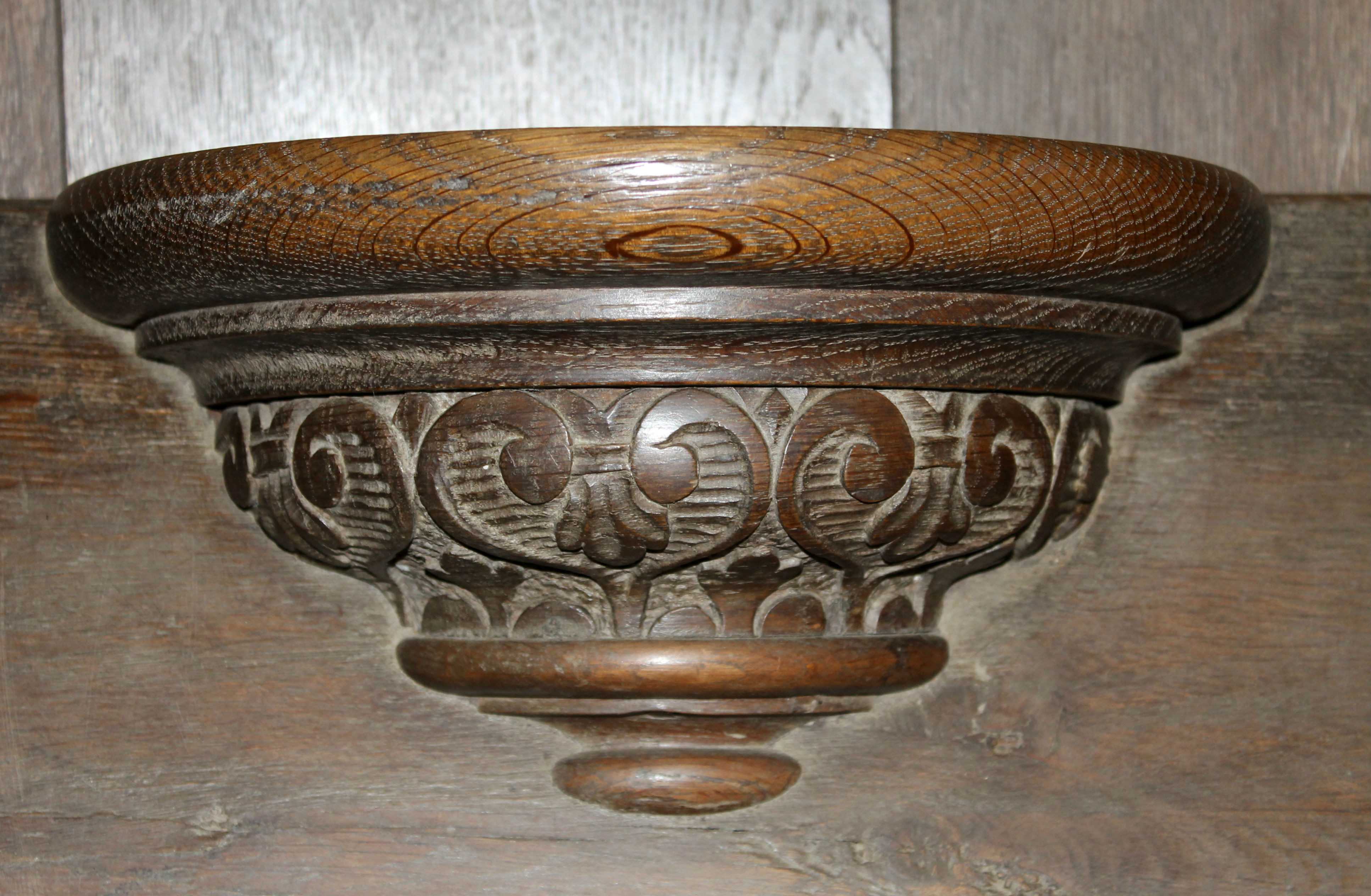
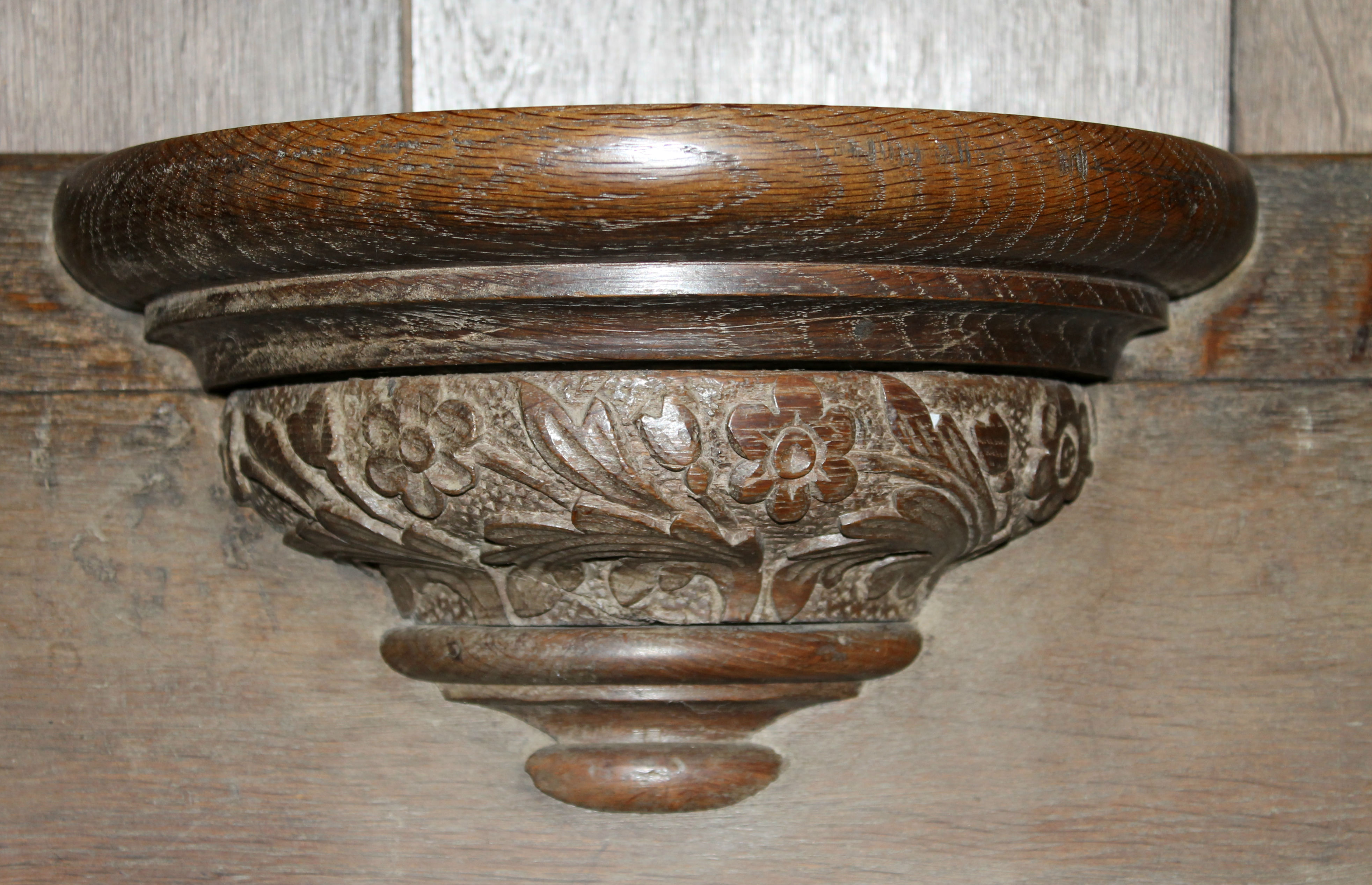
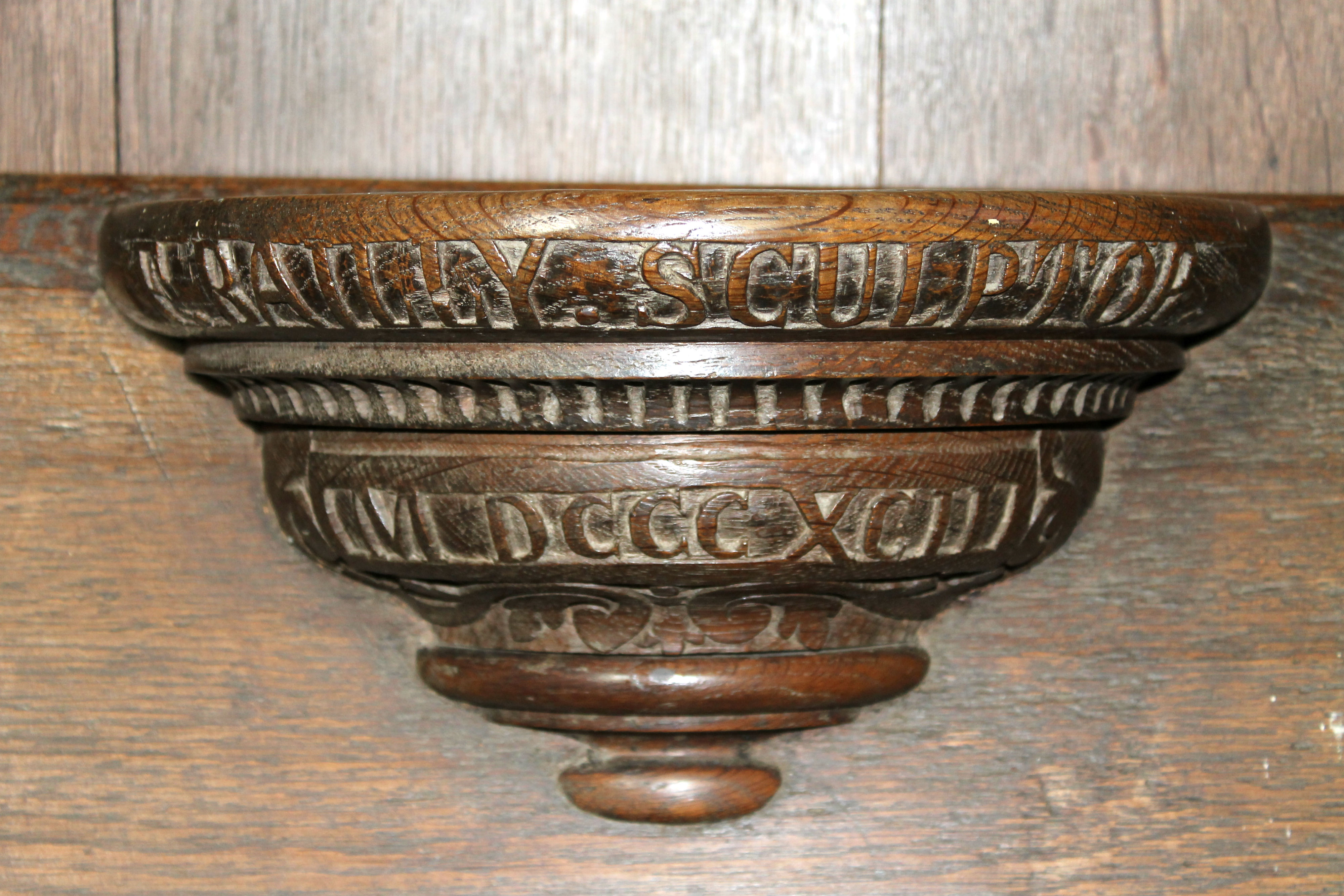

- Saint-Sever : église Notre-Dame (32) : les stalles sont achetées à l'abbaye de la Lucerne au XVIIIe siècle et complétées par huit nouvelles. À la suite du réaménagement du chœur de l'abbatiale, après la Seconde Guerre mondiale, elles sont enlevées. Les vingt-quatre stalles d'origine sont mises en dépôt à l'abbaye de la Lucerne où elles sont restaurées et réinstallées dans l'église de l'abbaye.
- Trungy : église Saint-Vigor.
- Villers-sur-Mer : église Saint-Martin (20 miséricordes) : bouquets de fruits, dragons, visages d'enfants à ailes de chauves-souris, têtes d'hommes « végétaux ».

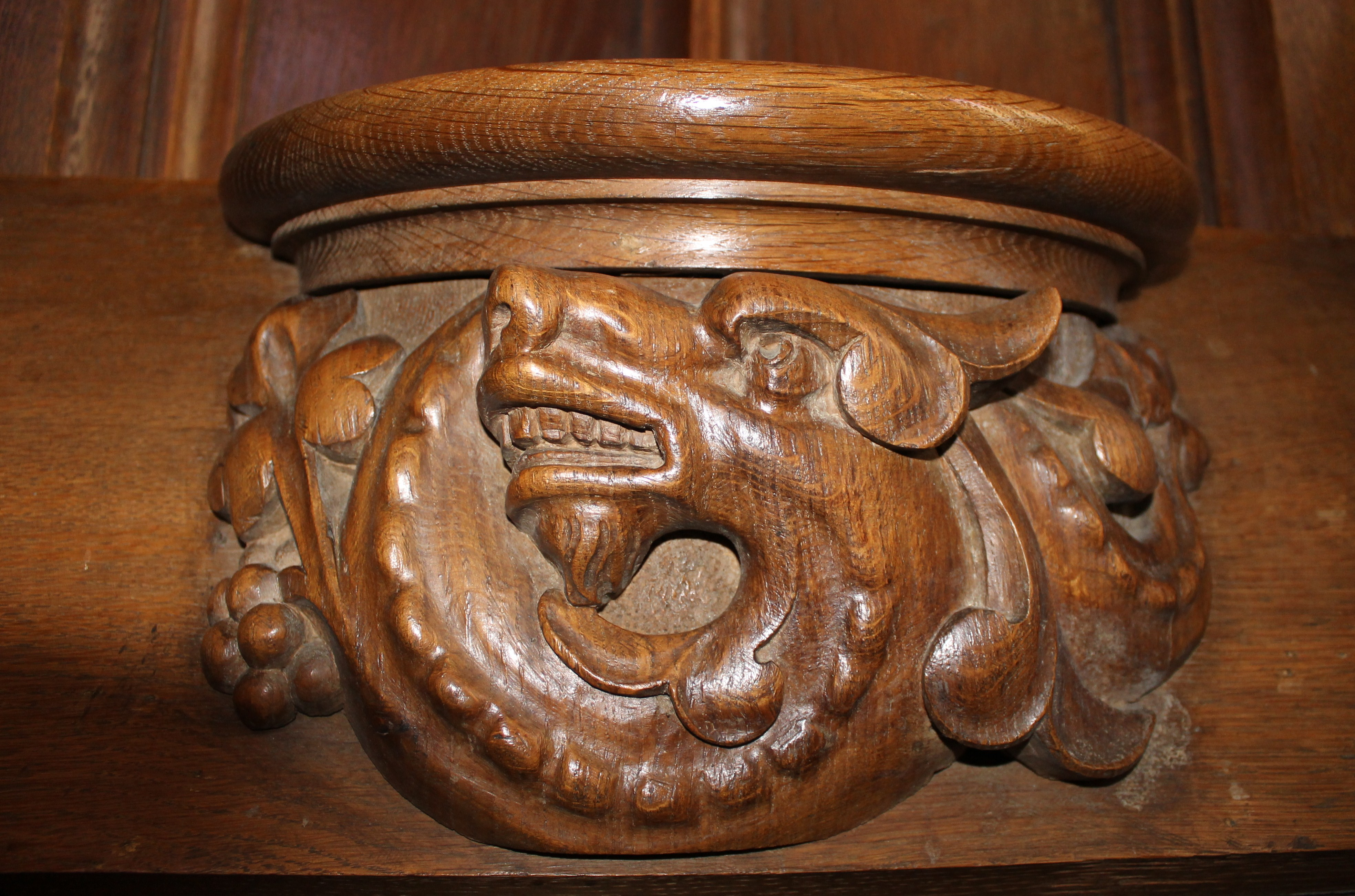
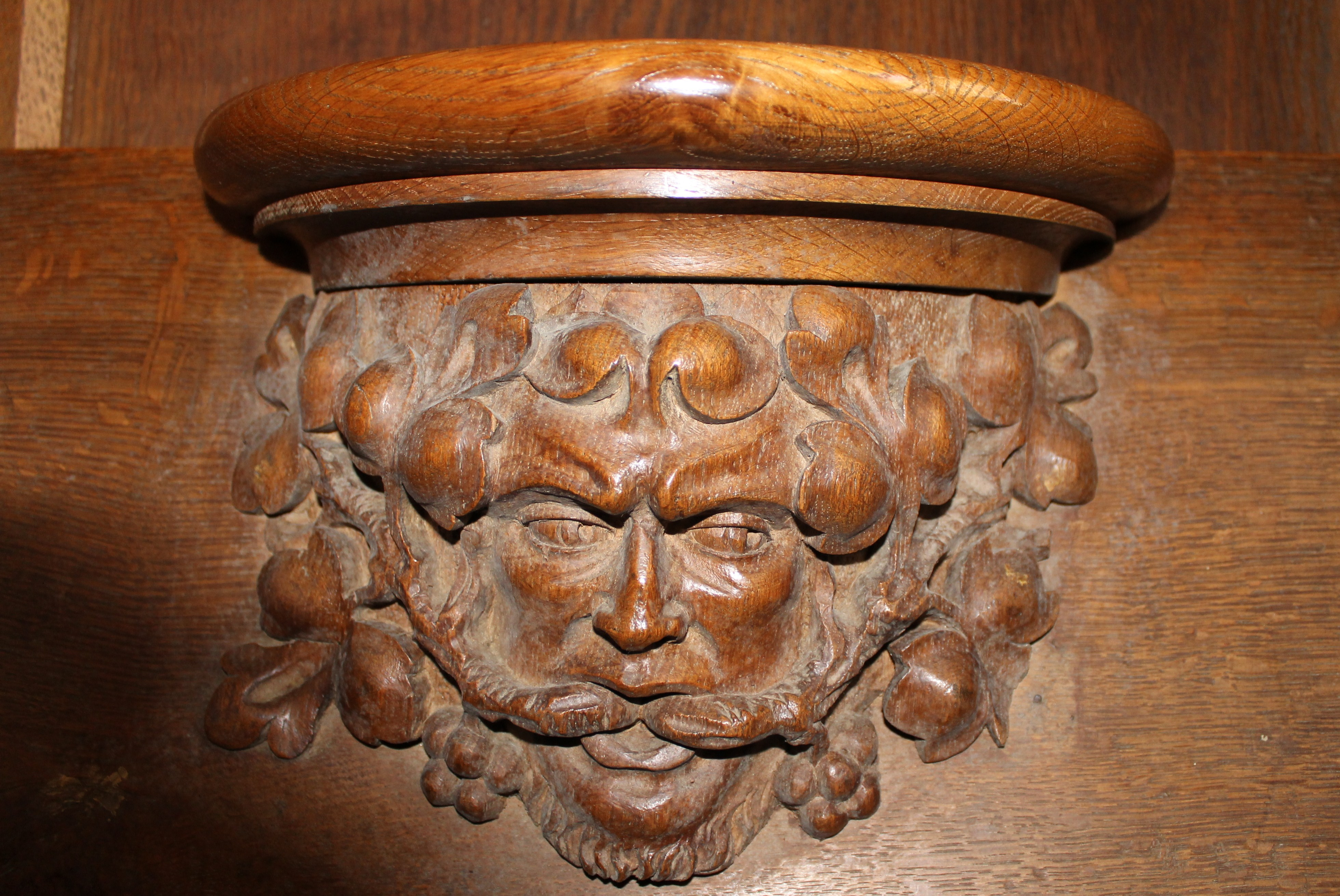
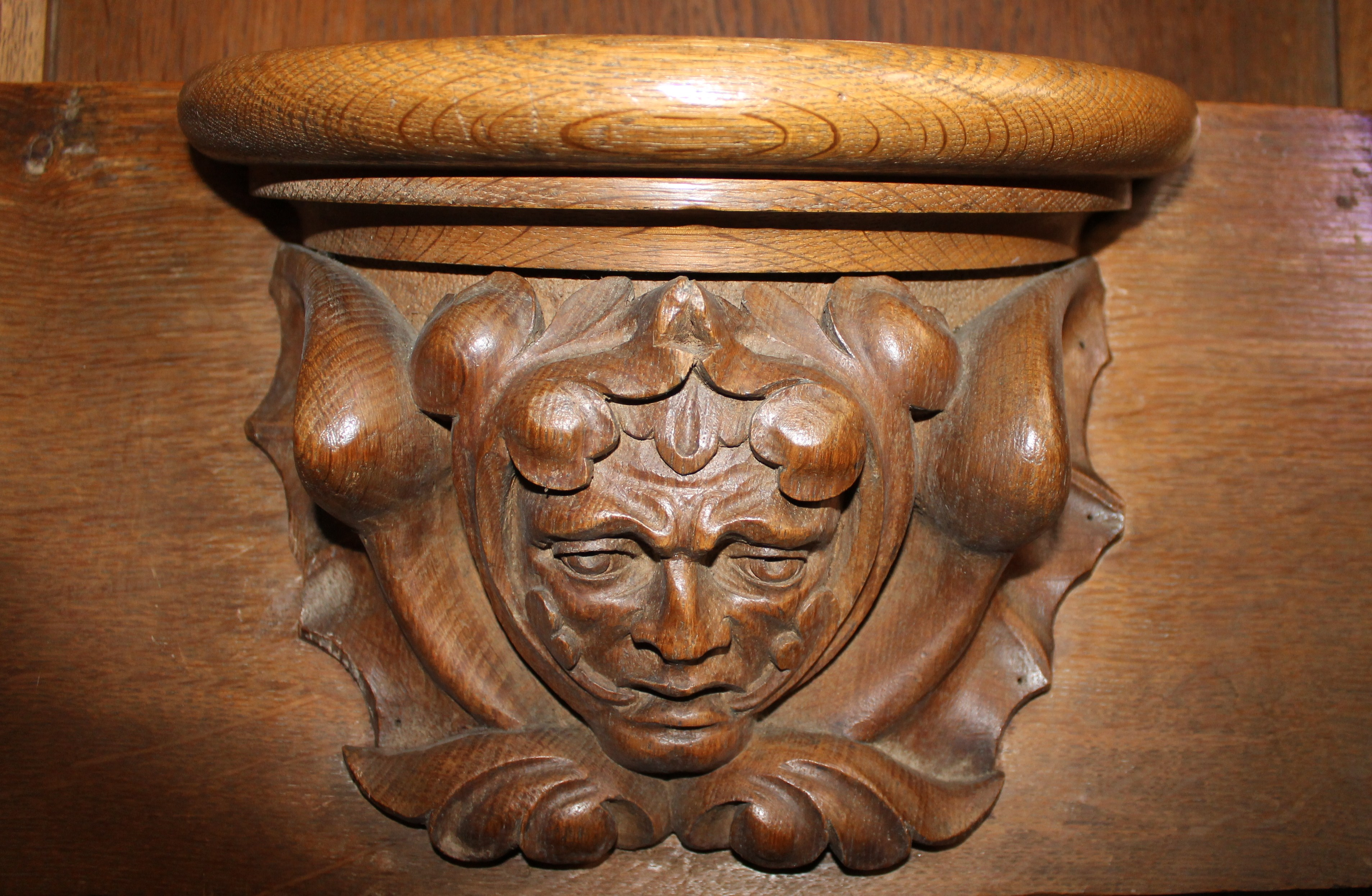
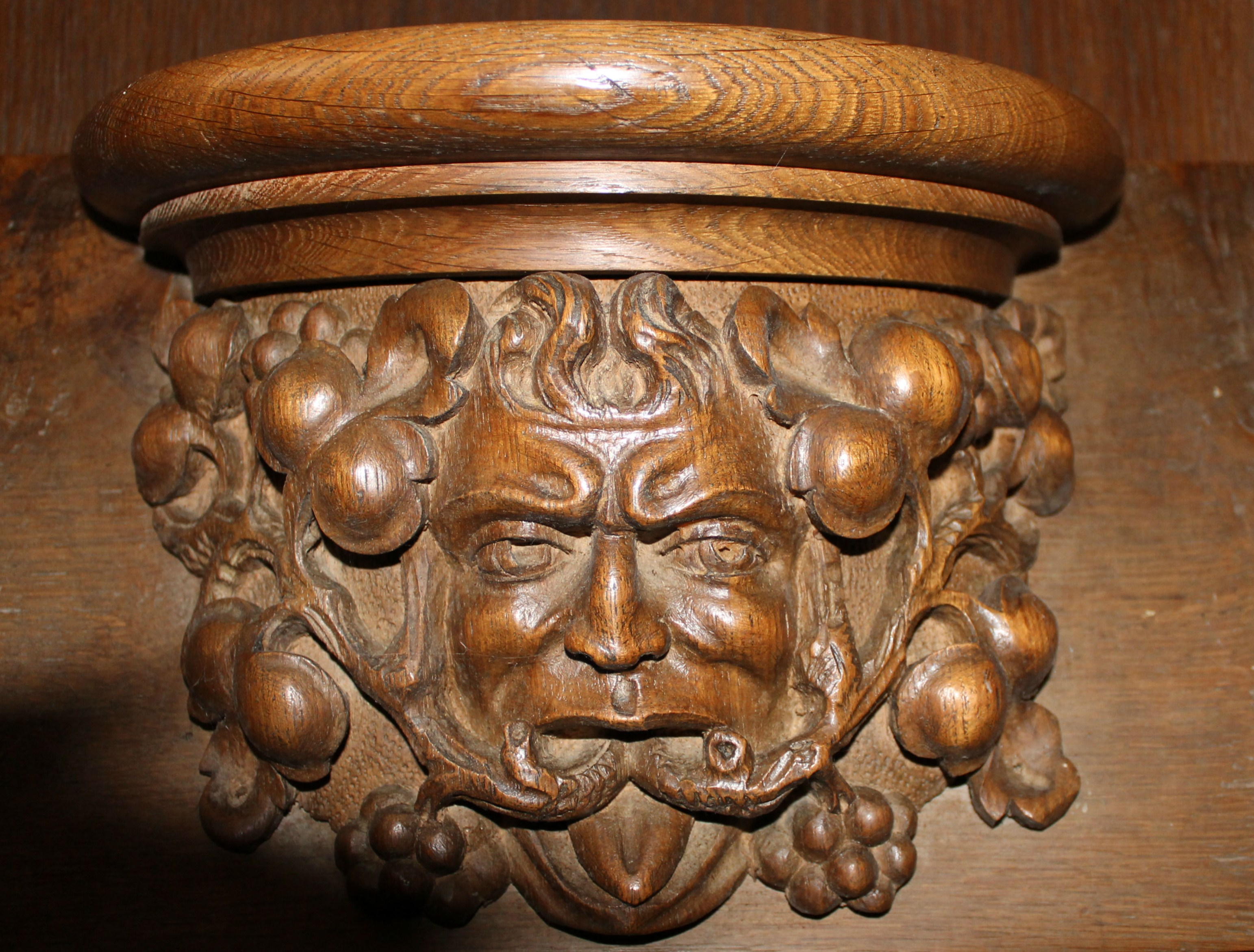
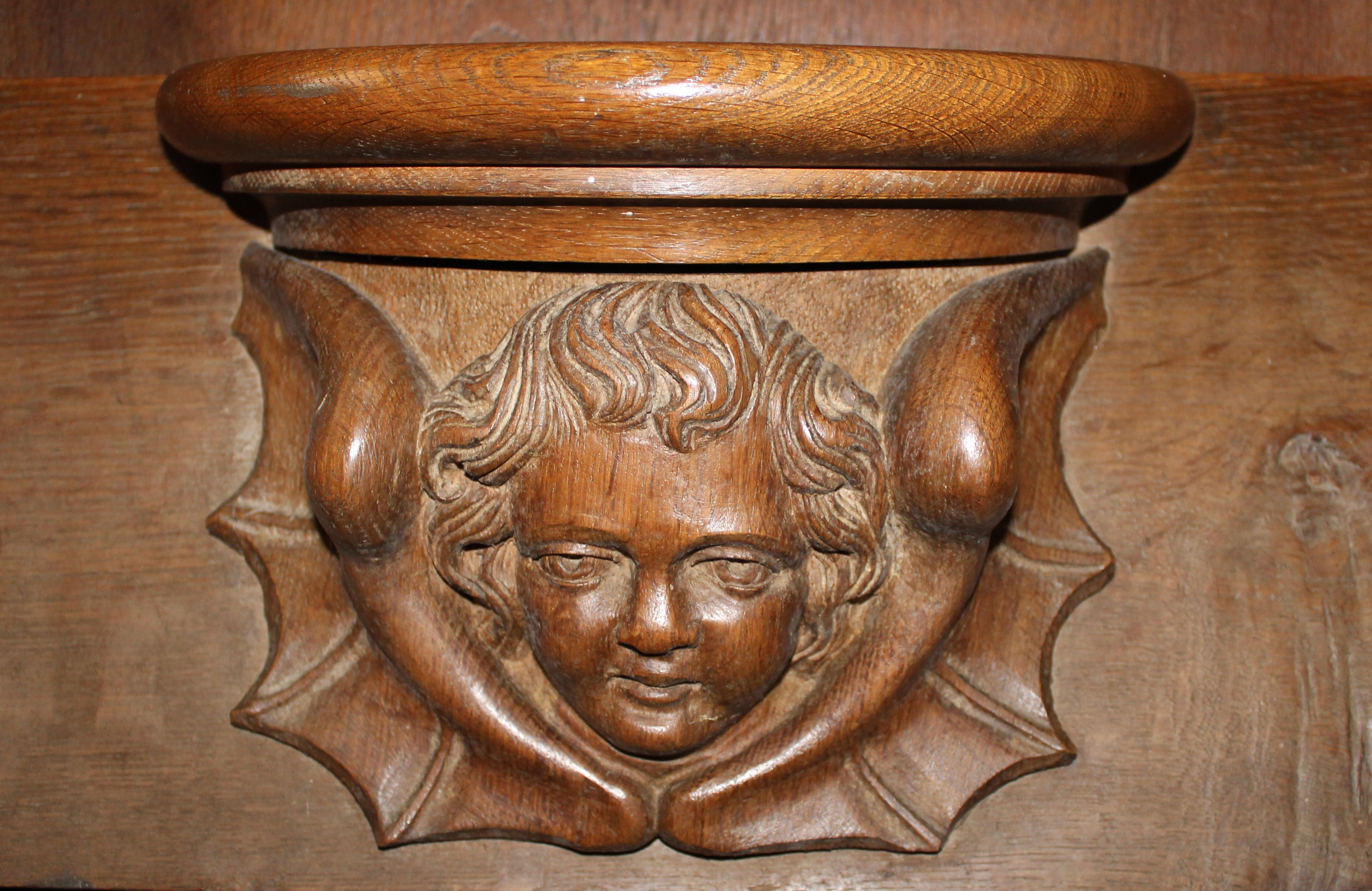
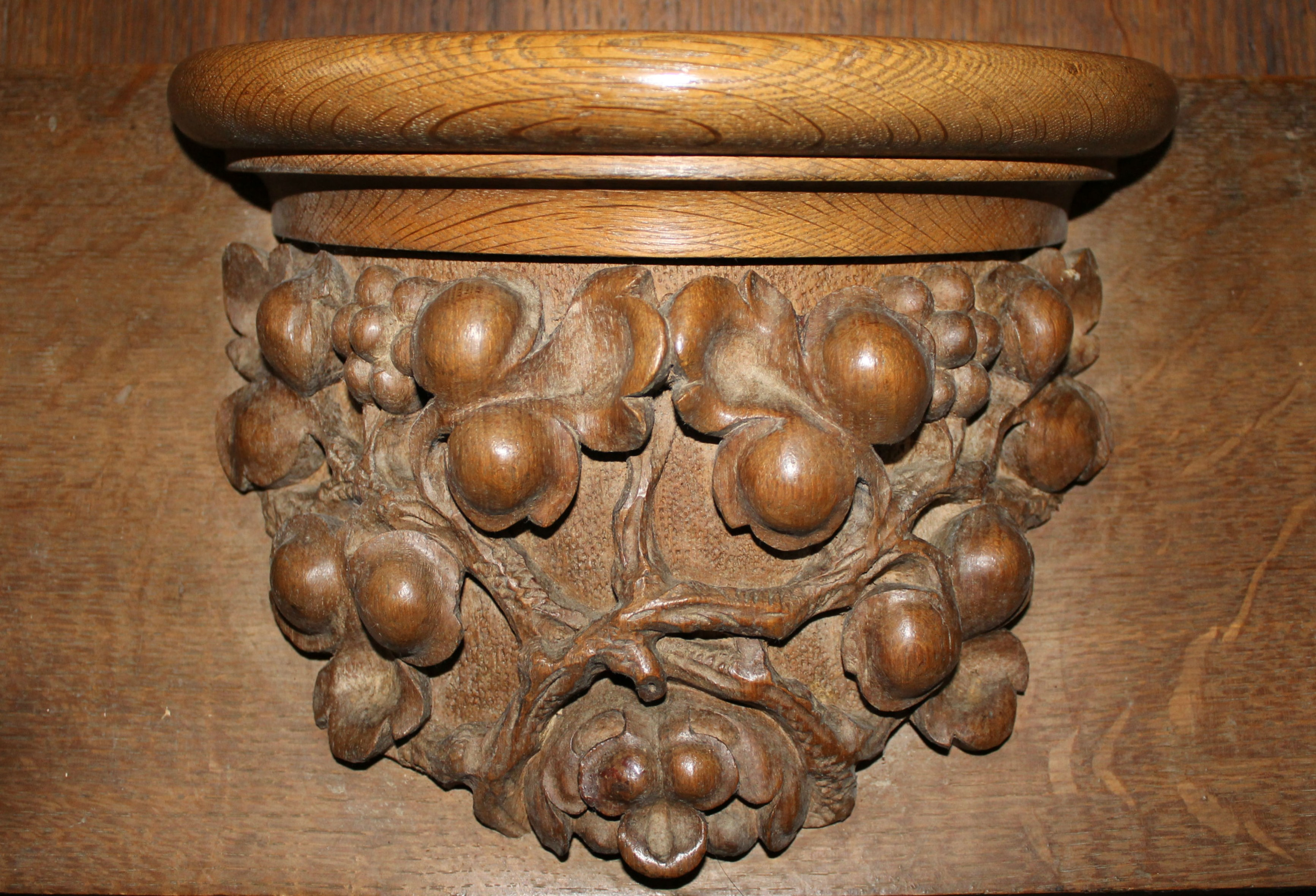
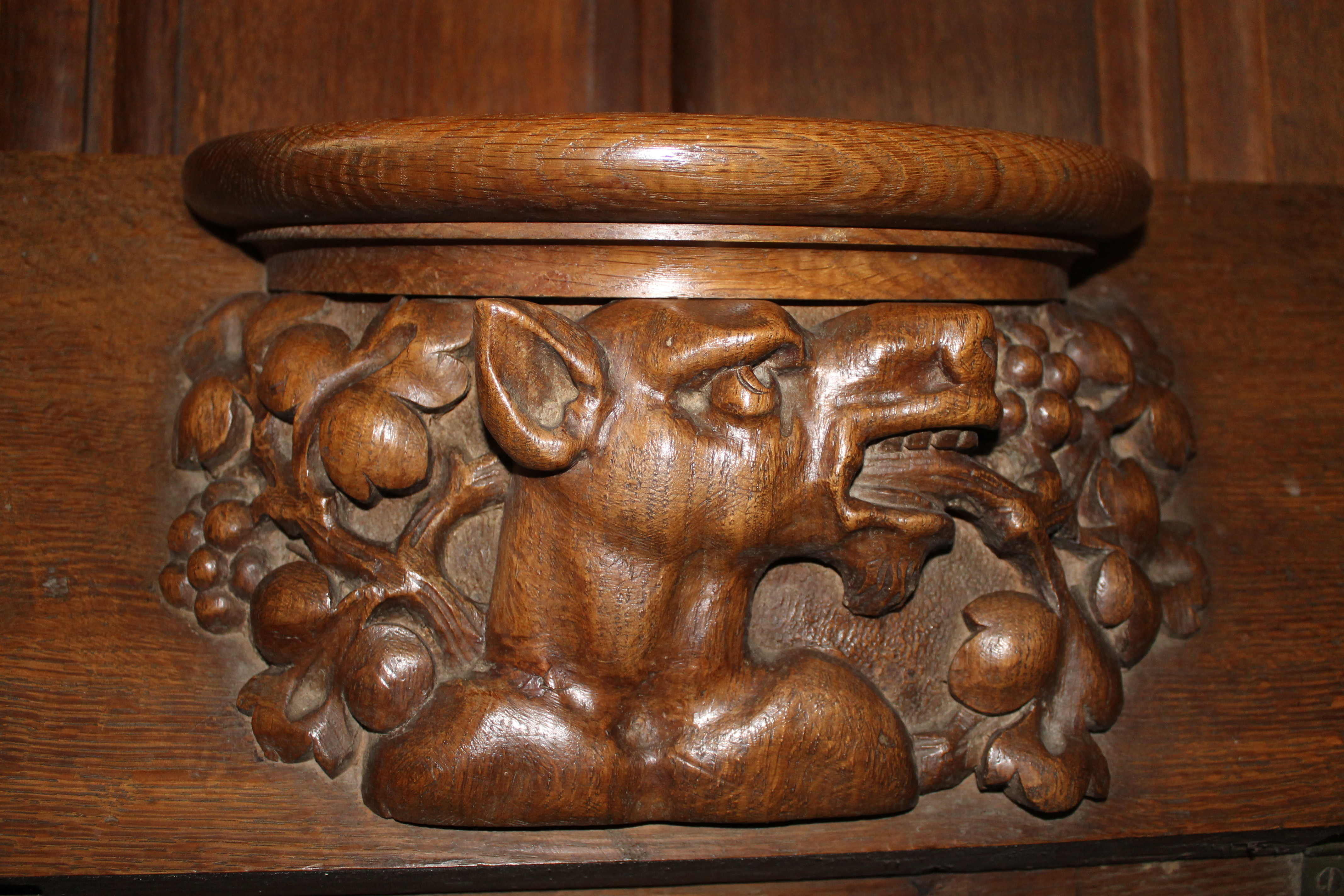

### Cantal15
- Allanche église Saint-Jean (28).
- Aurillac église Notre-Dame-aux-Neiges (9) : feuilles stylisées.
- Chaudes-Aigues église Saint-Martin-et-Saint-Blaise (20) : divers visages humains dont un portant bésicles, personnages nus se contorsionnant.
- Fontanges église Saint-Vincent : décors baroques cannelés, coquilles, acanthes,
- Mandailles-Saint-Julien. rosace et volutes.
- Maurs église abbatiale Saint-Sulpice ou Saint-Césaire (15) : Au sein d'un chœur décoré de statues grandeur nature, des stalles de 1588 aux miséricordes d'une grande beauté représentant coquilles, armoiries, animaux et personnages fantastiques et bustes humains.

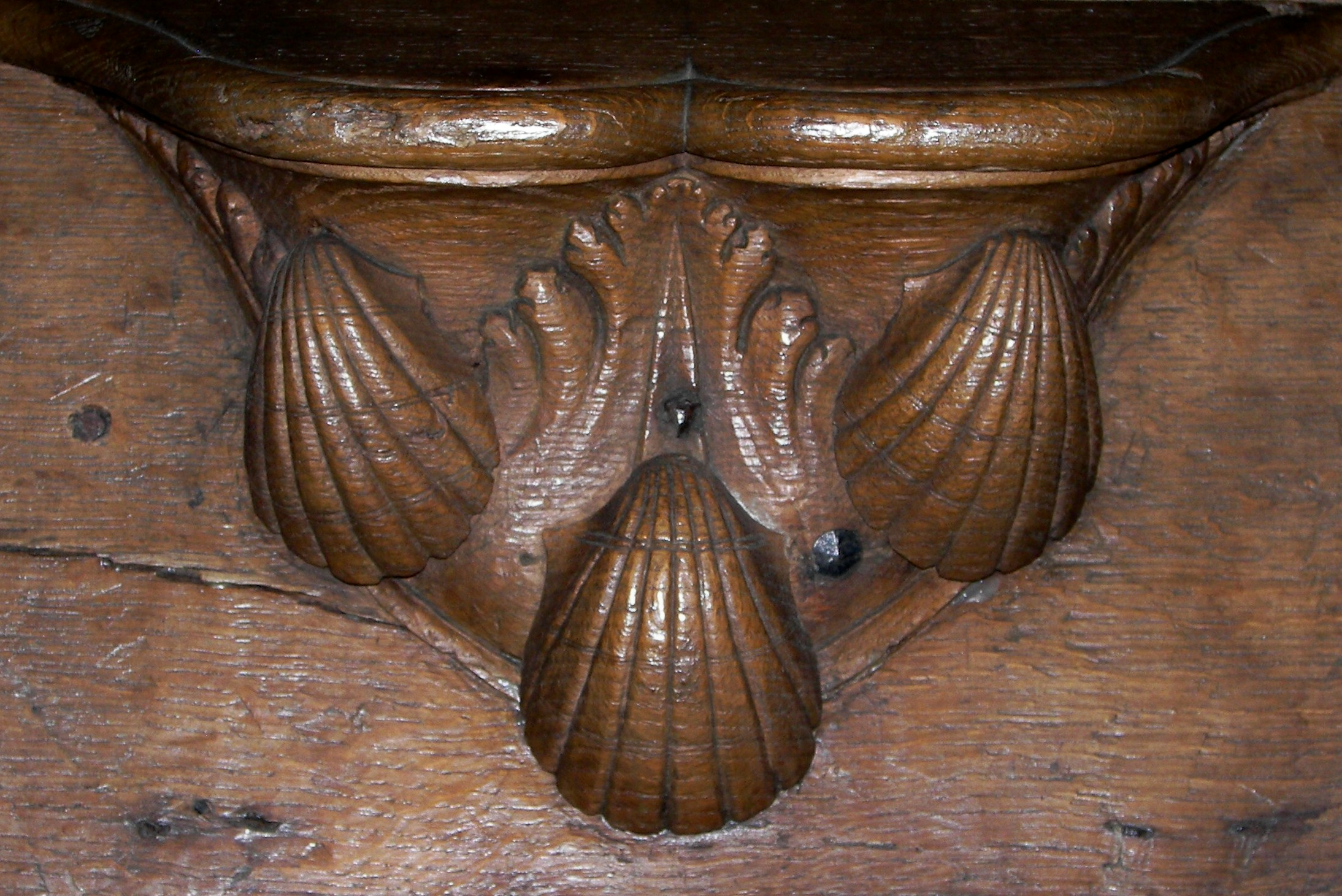
Église.
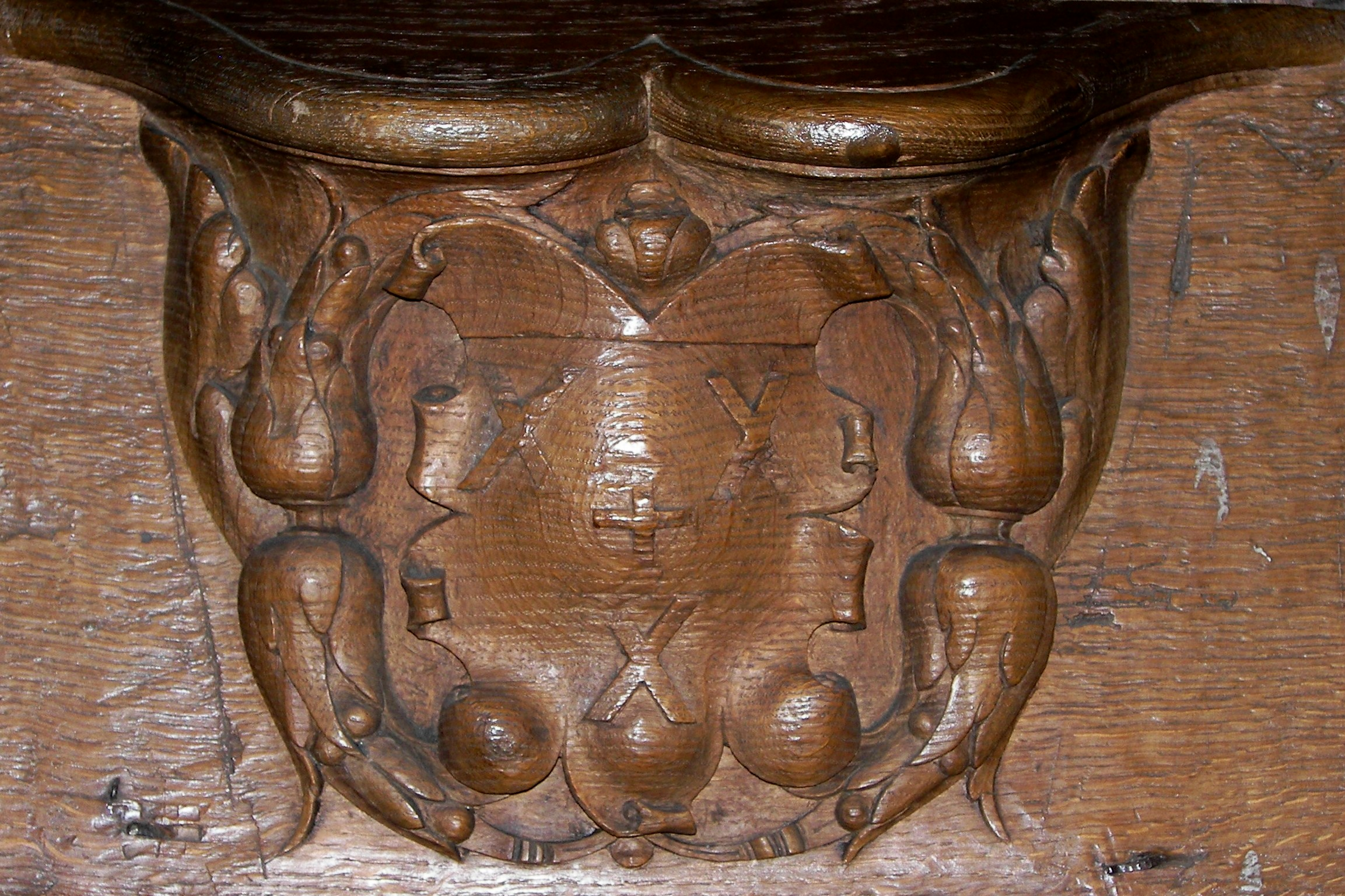
Saint Sulpice ou
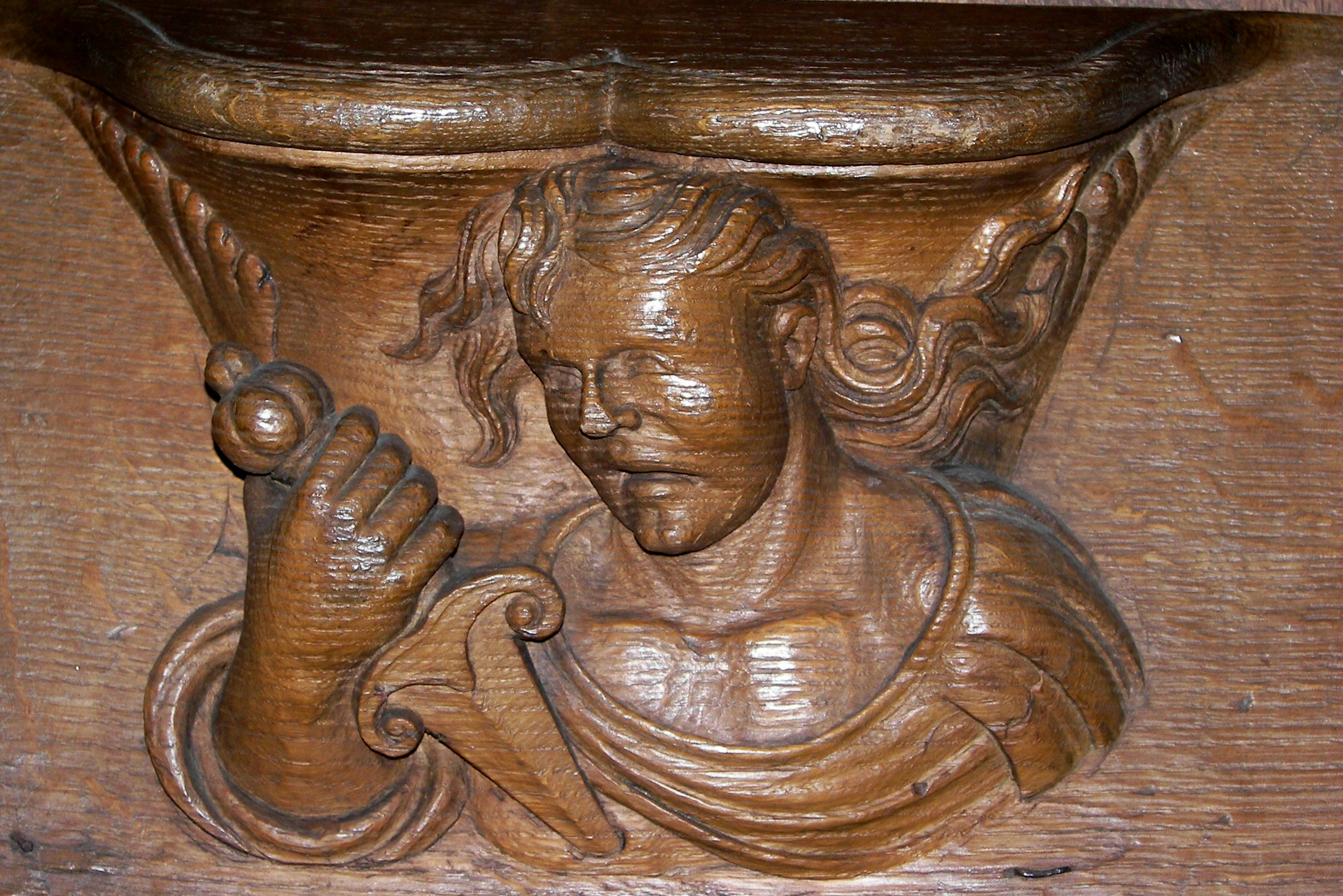
saint Césaire
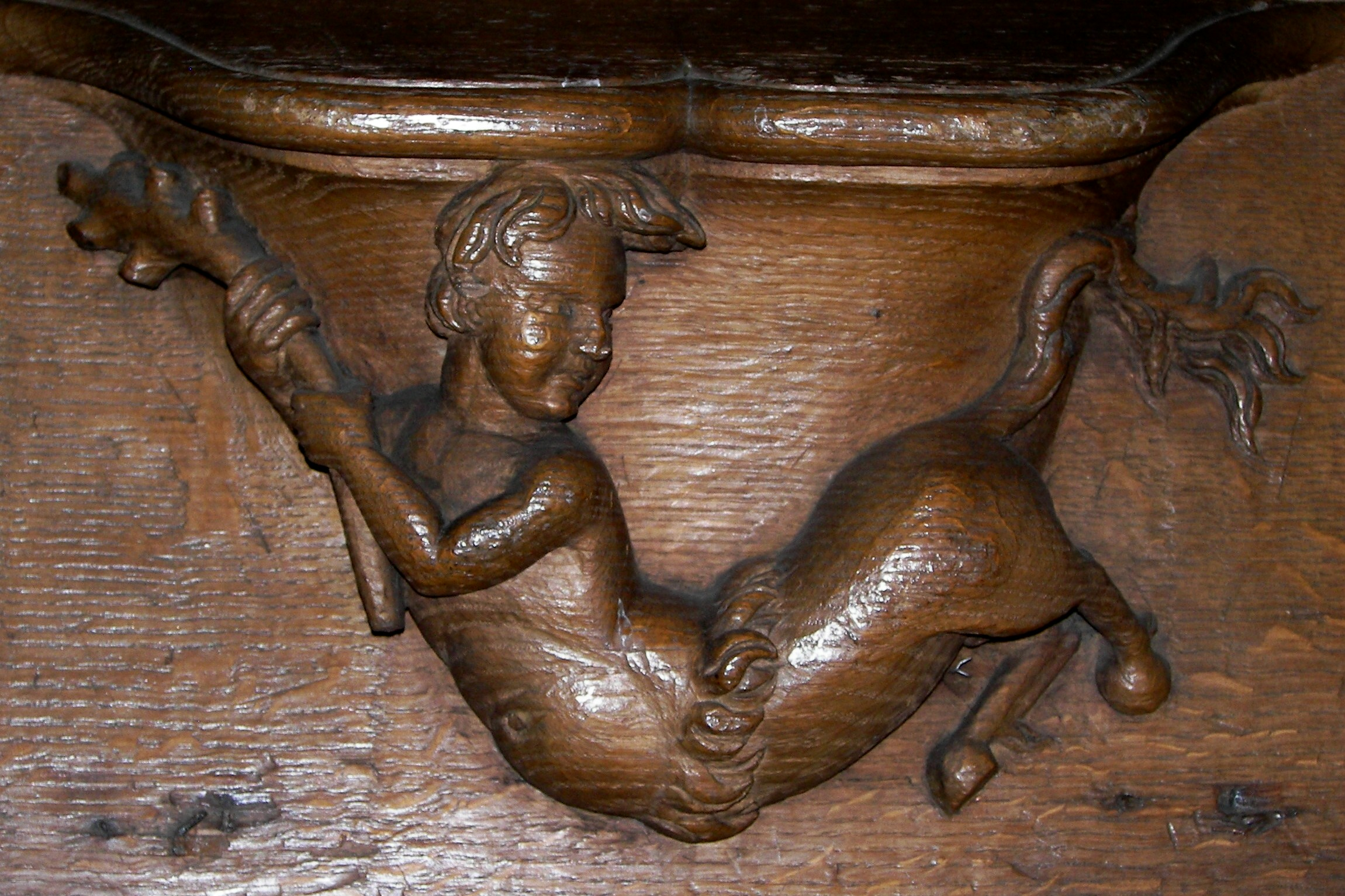
de Maurs.

- Murat église : décors végétaux et masques.
- Saint-Cernin église Saint-Saturnin (14) : série de personnages (moine lisant, orateur, femme mettant sa culotte, musiciens, etc.) vouivre ou wyverne, provenant, comme celles de Saint-Illide et Saint-Chamant, de l'ancienne collégiale détruite en 1793.
- Saint-Chamant église (7) : ornées de personnages et à l'assise trilobée, de la même provenance que celles de Saint-Cernin.
- Saint-Flour cathédrale Saint-Pierre : animaux (chameau, chien, mouton ou chèvre).
- Saint-Illide: miséricordes du XVe siècle provenant de l'ancienne abbaye de Saint-Chamant, représentant des êtres fantastiques et des scènes de la vie quotidienne.
- Salers église Saint-Paul : visage, lion, coquille et acanthe.
- Villedieu église Notre-Dame-de-la-Nativité (38) : motifs de feuillages.

### Charente16
- Bassac abbatiale Saint-Étienne : (40) nombreux visages d'anges et d'humains, quelques animaux (sangliers, canards, coq, chien) et motifs floraux.

### Charente-Maritime17
- Saint-Jean-d'Angély : église Saint-Jean-Baptiste (6) : feuillages stylisés.
- Saintes : basilique Saint-Eutrope : unique modèle cannelé pour le chœur ; simple pour la chapelle nord.
- Saintes : cathédrale Saint-Pierre (1) : siège épiscopal.

### Cher18
- Aubigny-sur-Nère église Saint-Martin : têtes d'anges et motif en écailles de trois tailles différentes.
- Bourges chapelle du palais Jacques-Cœur (2).
- Le Châtelet abbatiale de Puyferrand : stalles qui proviendraient du prieuré d'Orsan ; miséricordes en ébauches de têtes ou œuvres primitives.
- Châteauneuf-sur-Cher basilique Notre-Dame des Enfants : feuillages stylisés.
- Chezal-Benoît église (54).
- Concressault église.
- Ivoy-le-Pré église Saint-Aignan.
- Lignières église (16).
- Massay église Saint-Martin (22).
- Villeneuve-sur-Cher basilique Notre-Dame-des-Enfants : feuillages, fleurs et fruits stylisés.

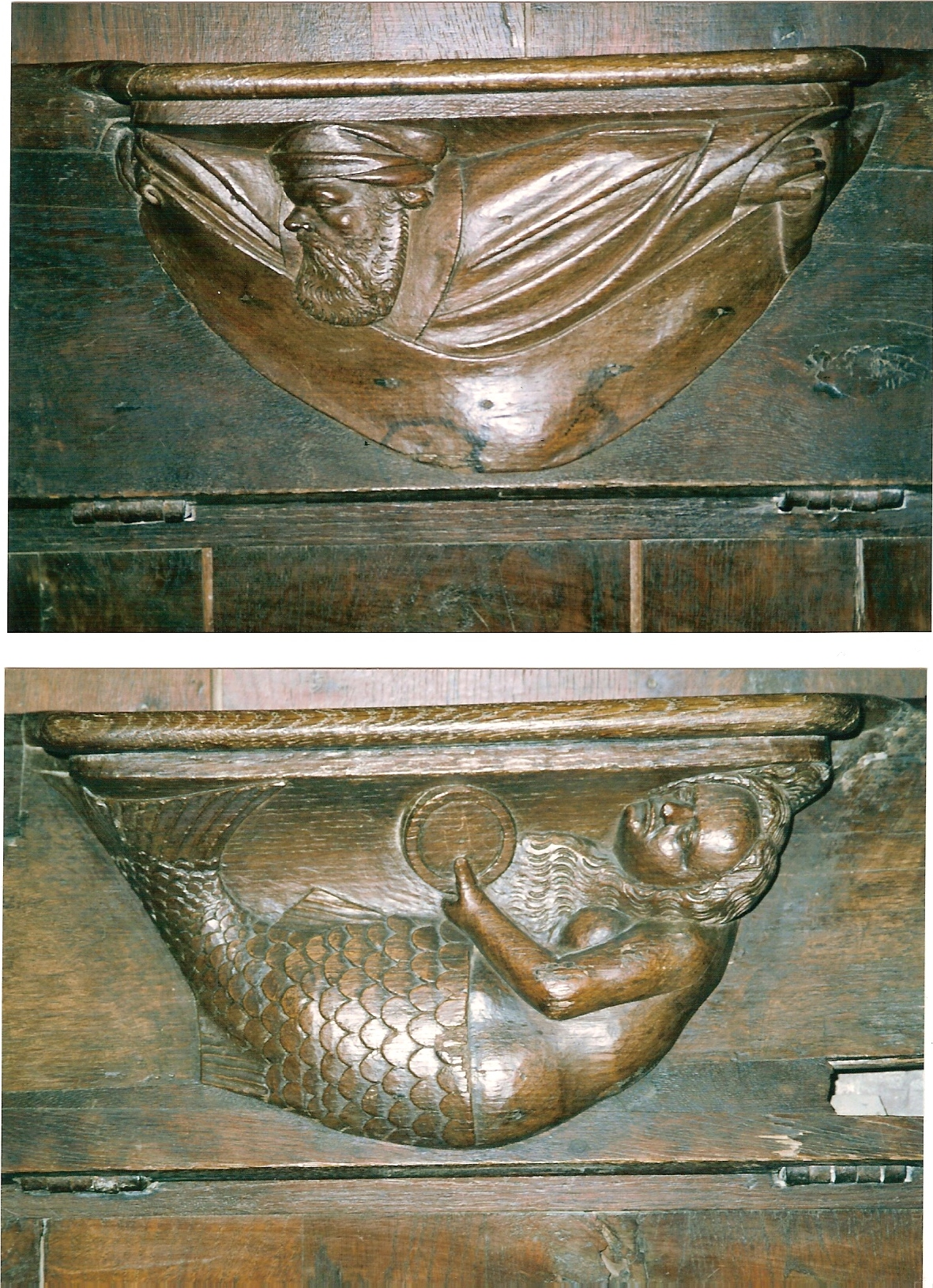
Chapelle du palais Jacques-Cœur de Bourges : miséricordes des stalles personnelles.
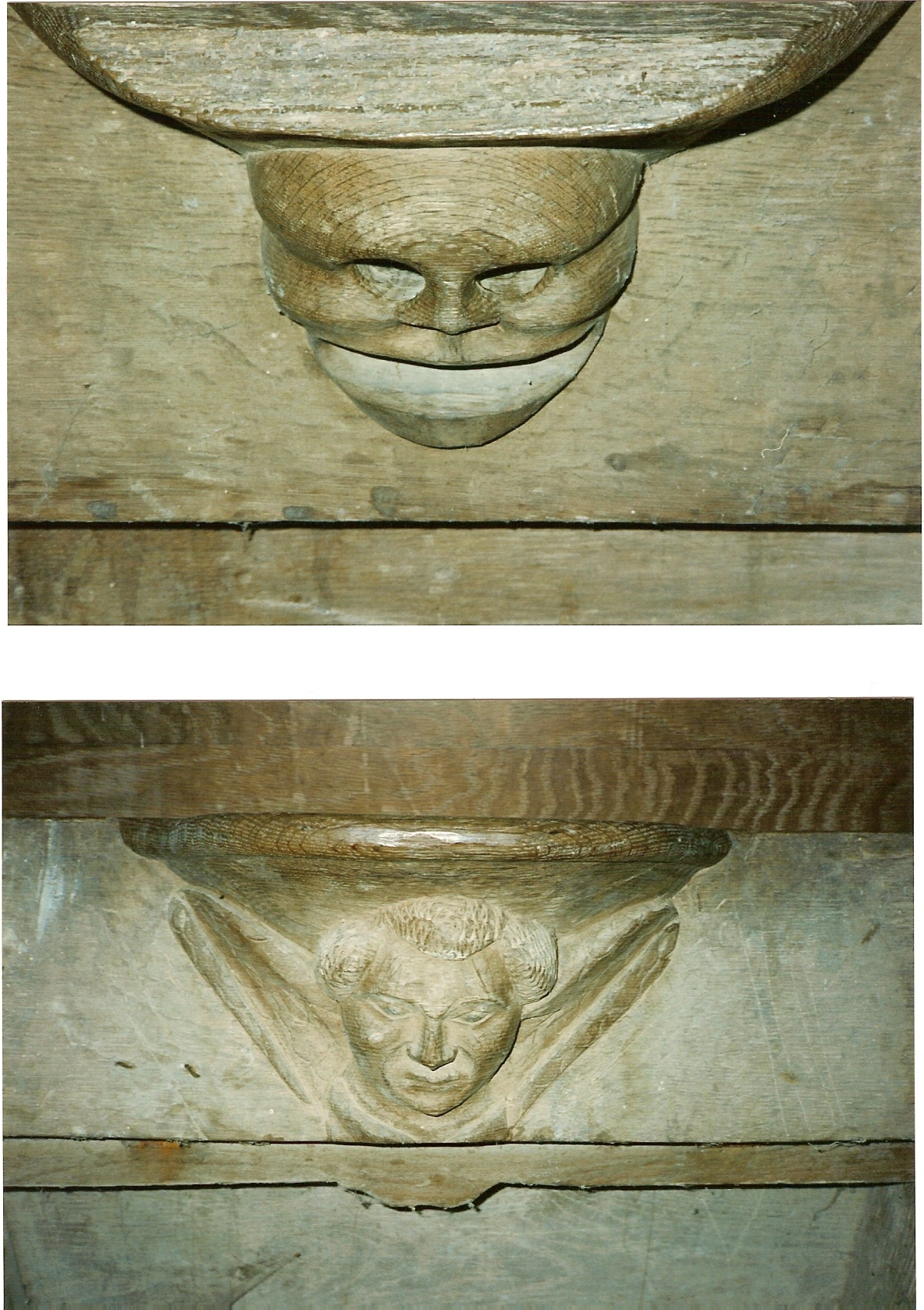
Le Châtelet (abbatiale de Puyferrand).

### Corrèze19
- Argentat église Saint-Pierre (5) : visages montrant une indiscutable ressemblance avec certains d'Aubazine (copies ou stalles provenant du monastère féminin voisin en ruine de Coyroux ?).

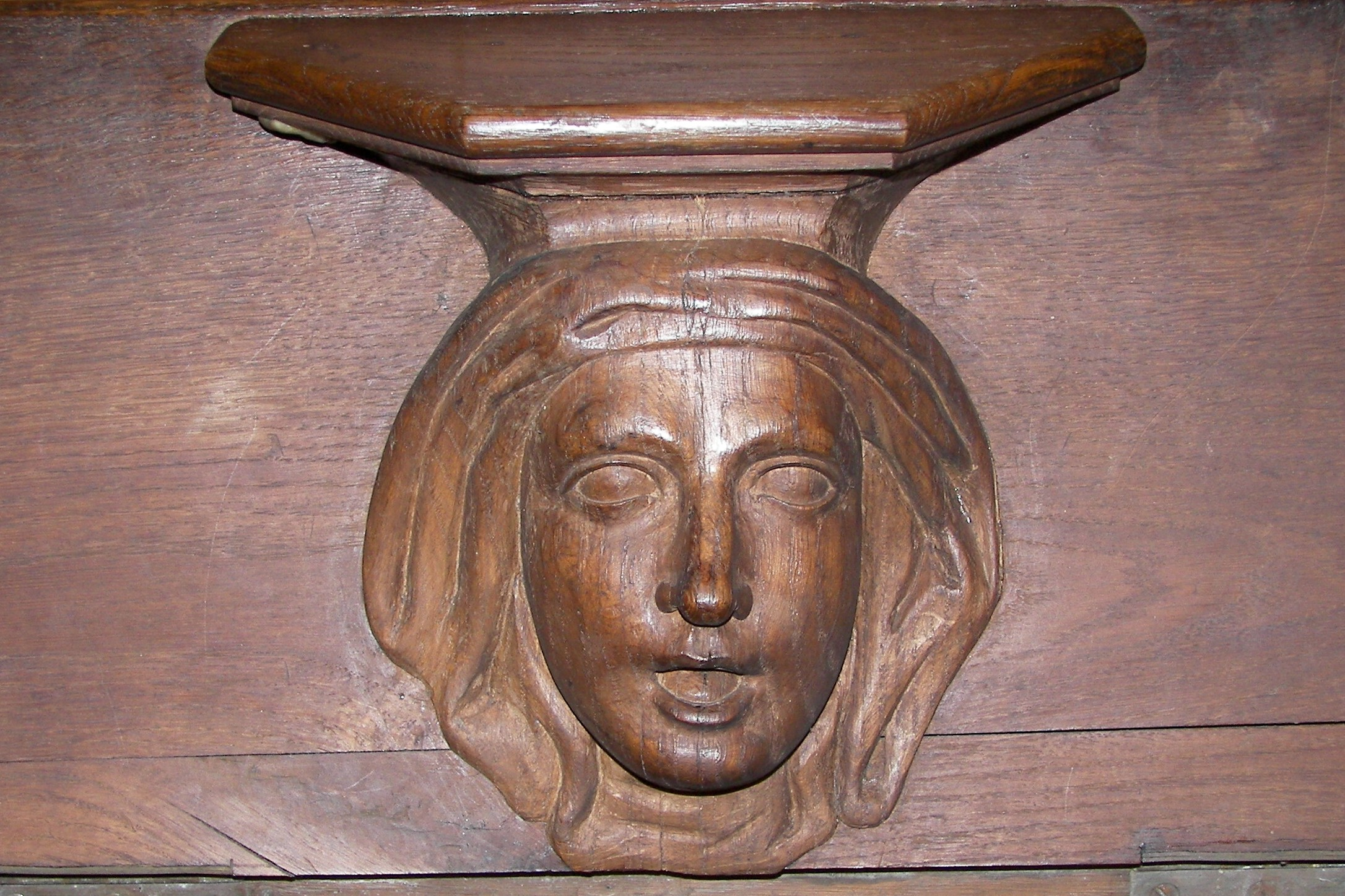
Église
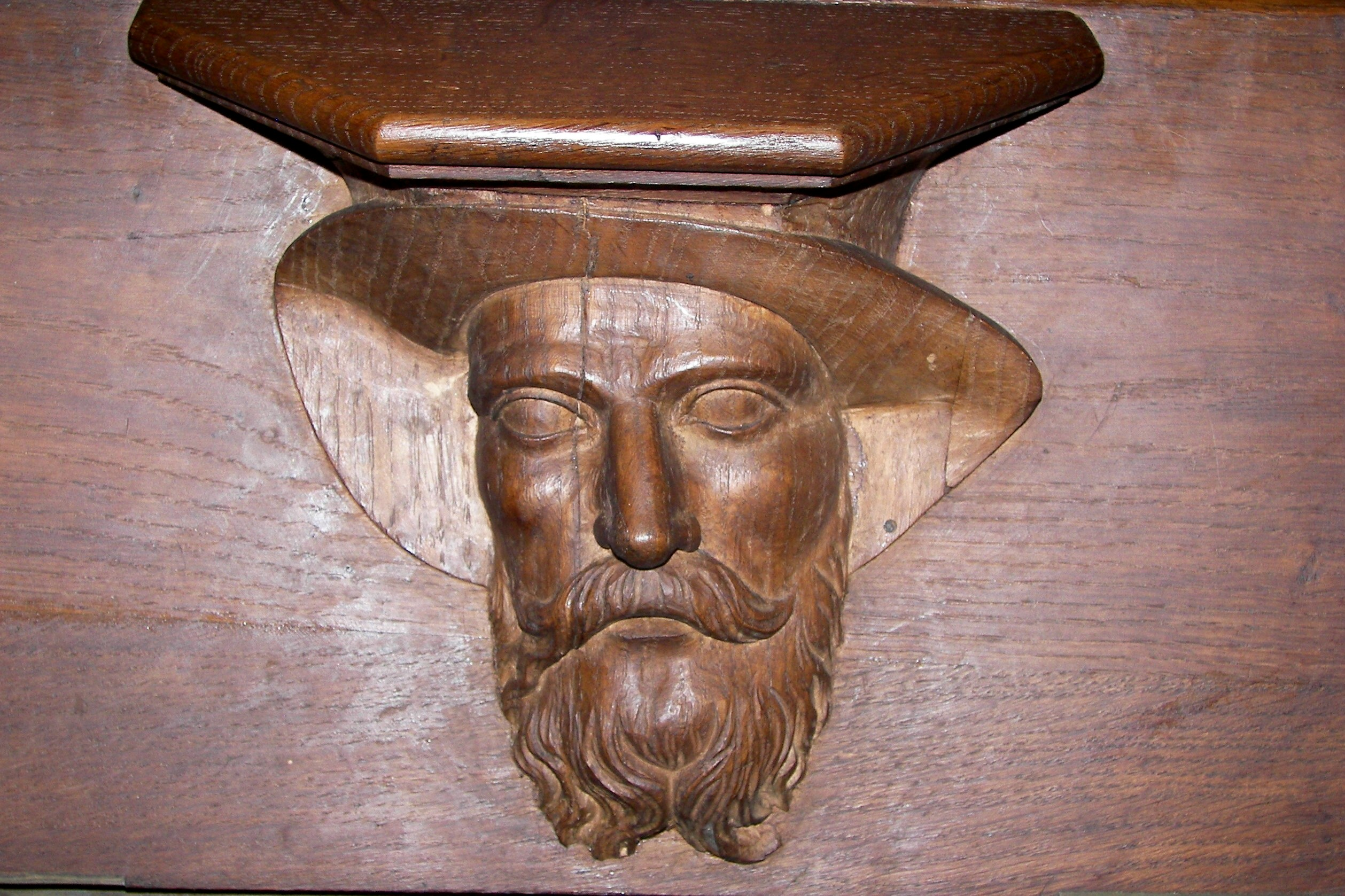
Saint-
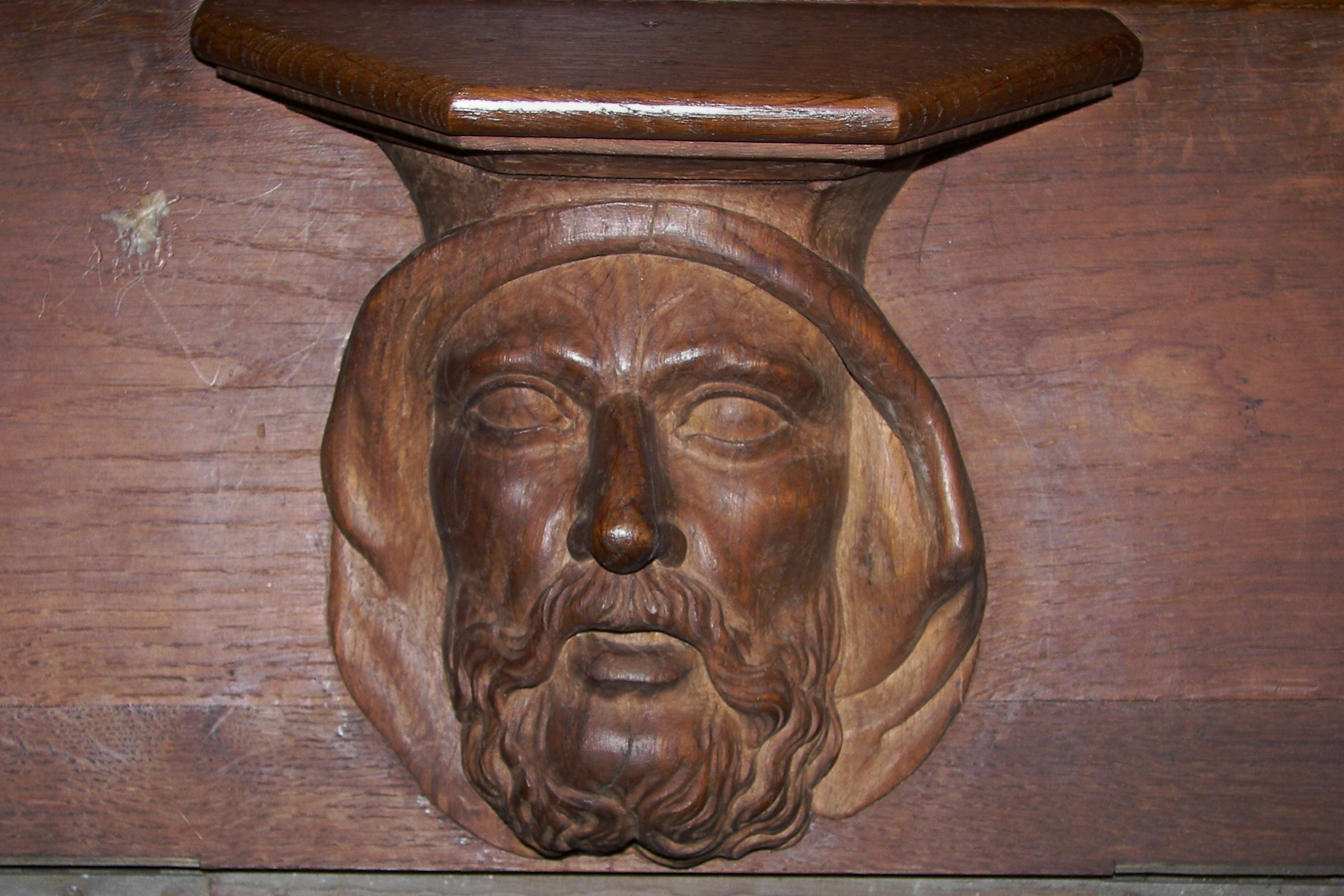
Pierre
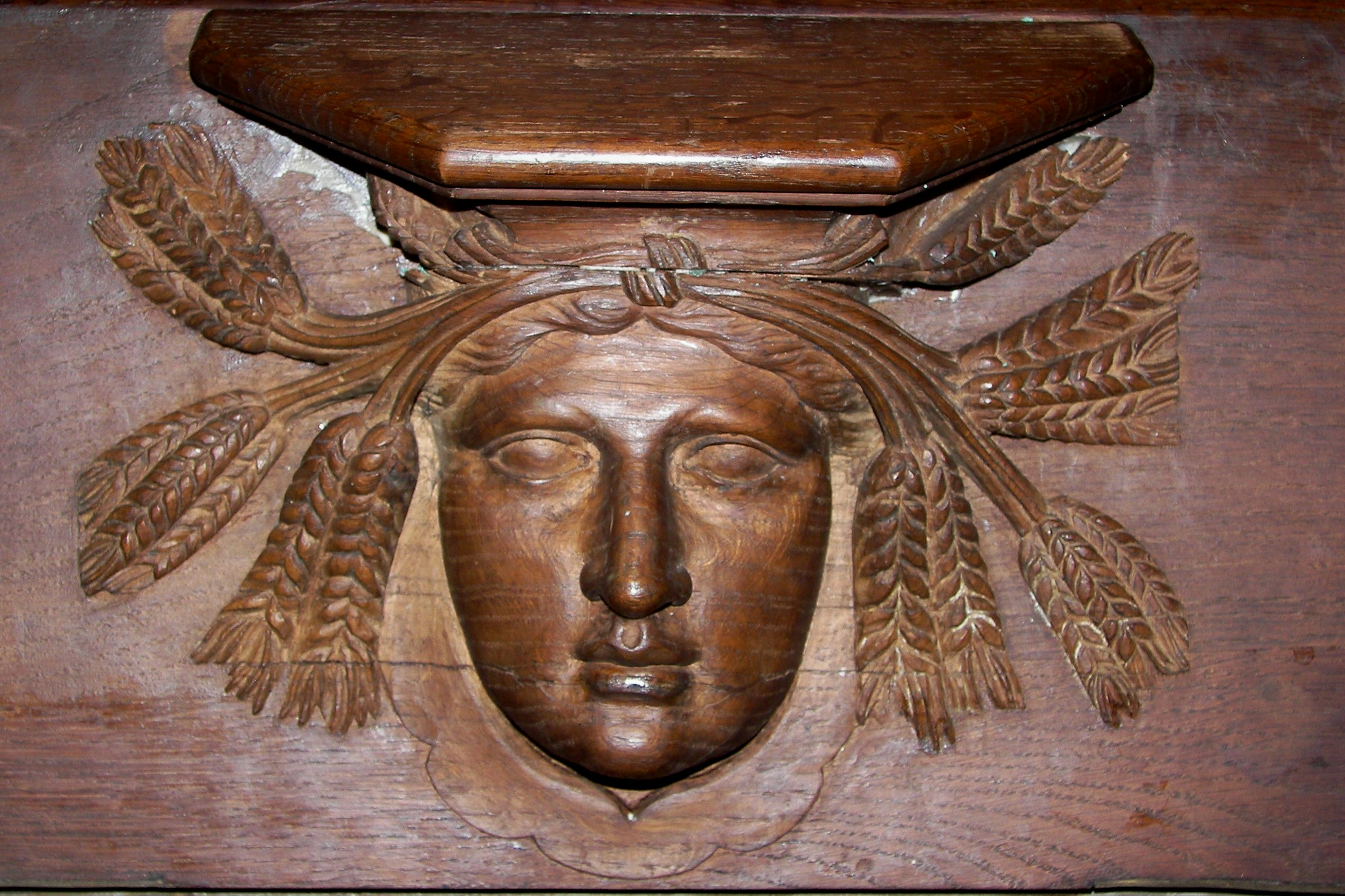
à
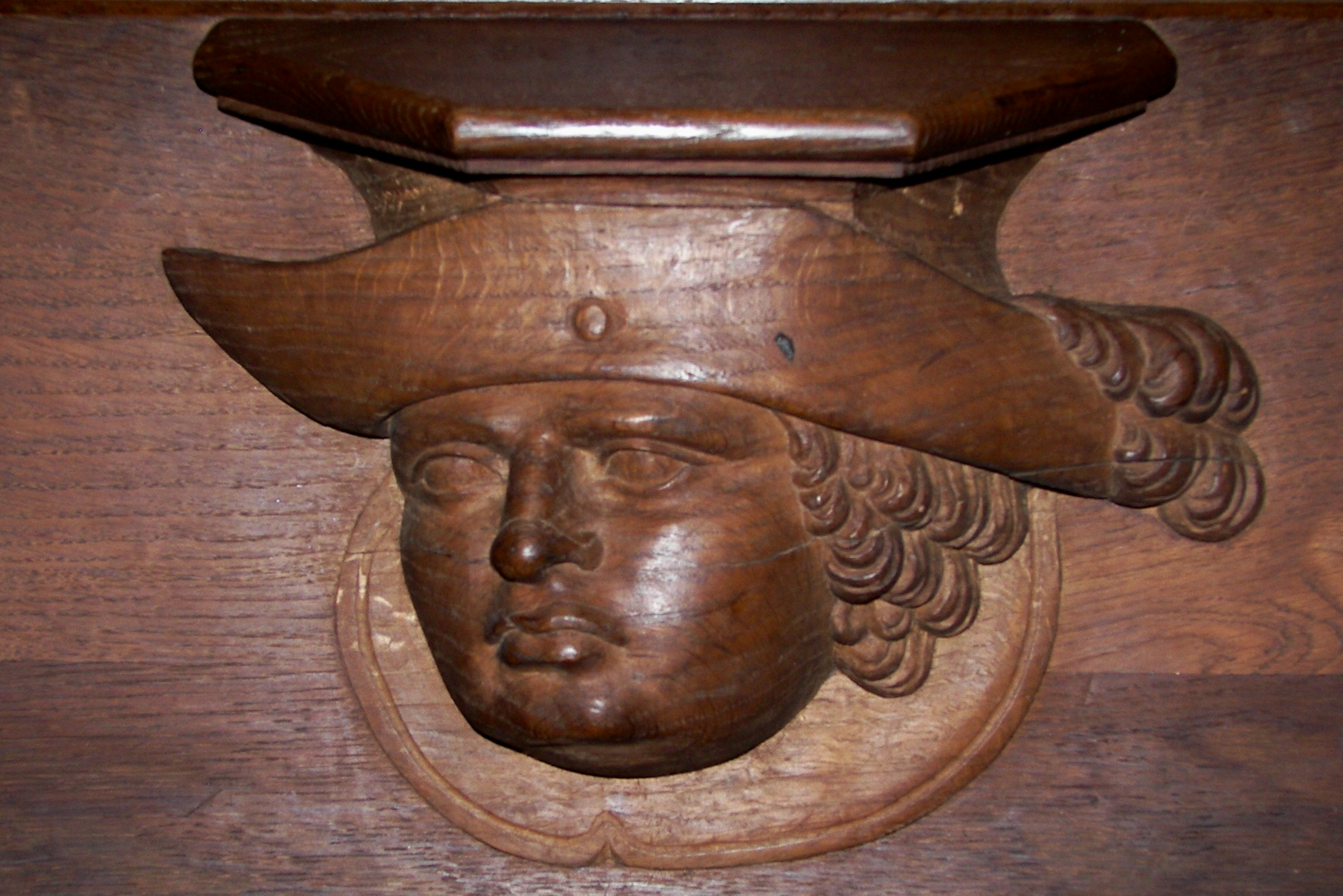
Argentat.

- Aubazine église de la Nativité-de-Notre-Dame : (50) splendide ensemble de visages (hommes et femmes aux coiffures variées, maures, moine, anges, masques monstrueux ou grotesques), quelques animaux (bœuf, lion, rapace et phénix), Cérès et Bacchus.

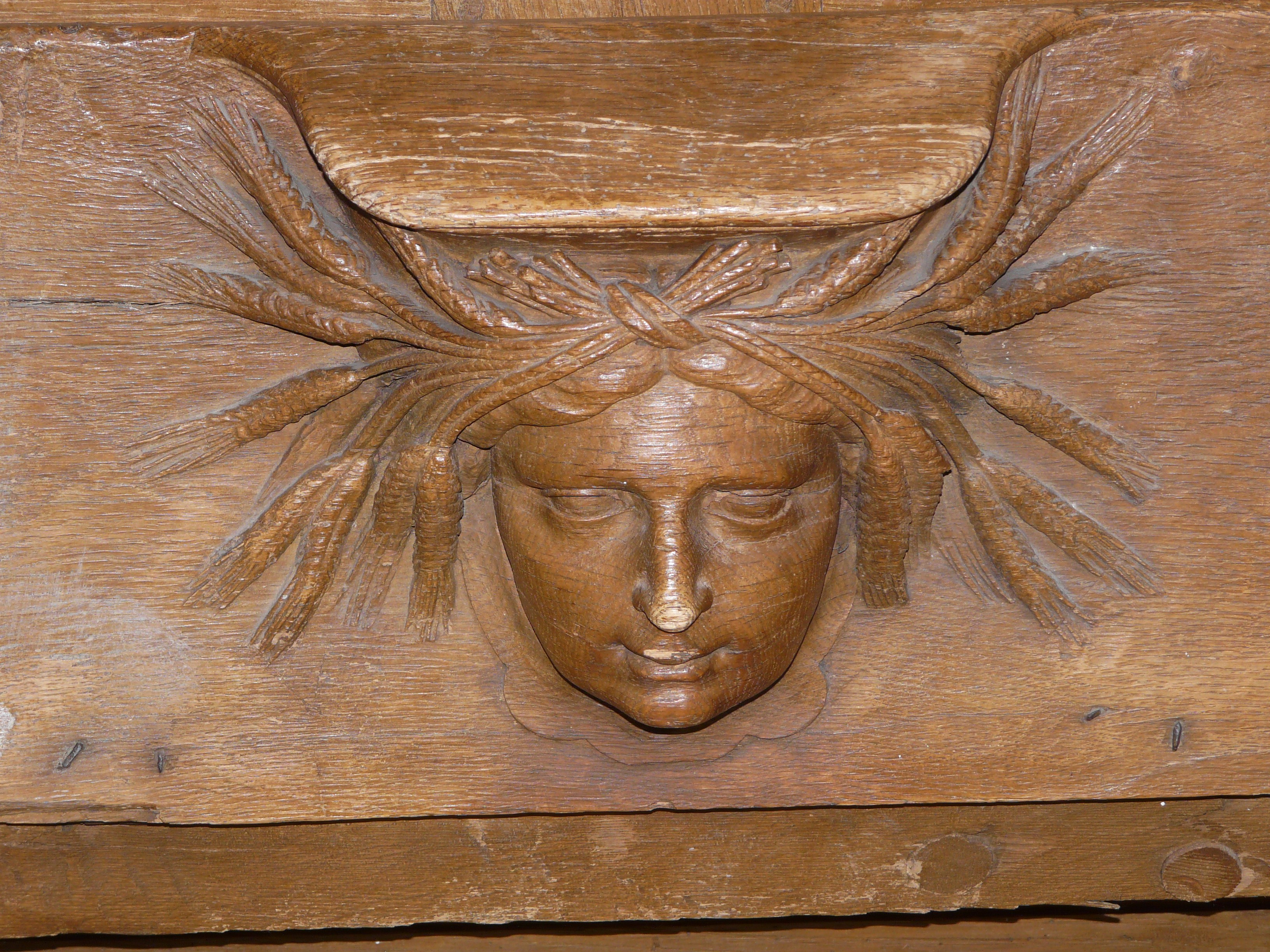
Miséricordes de
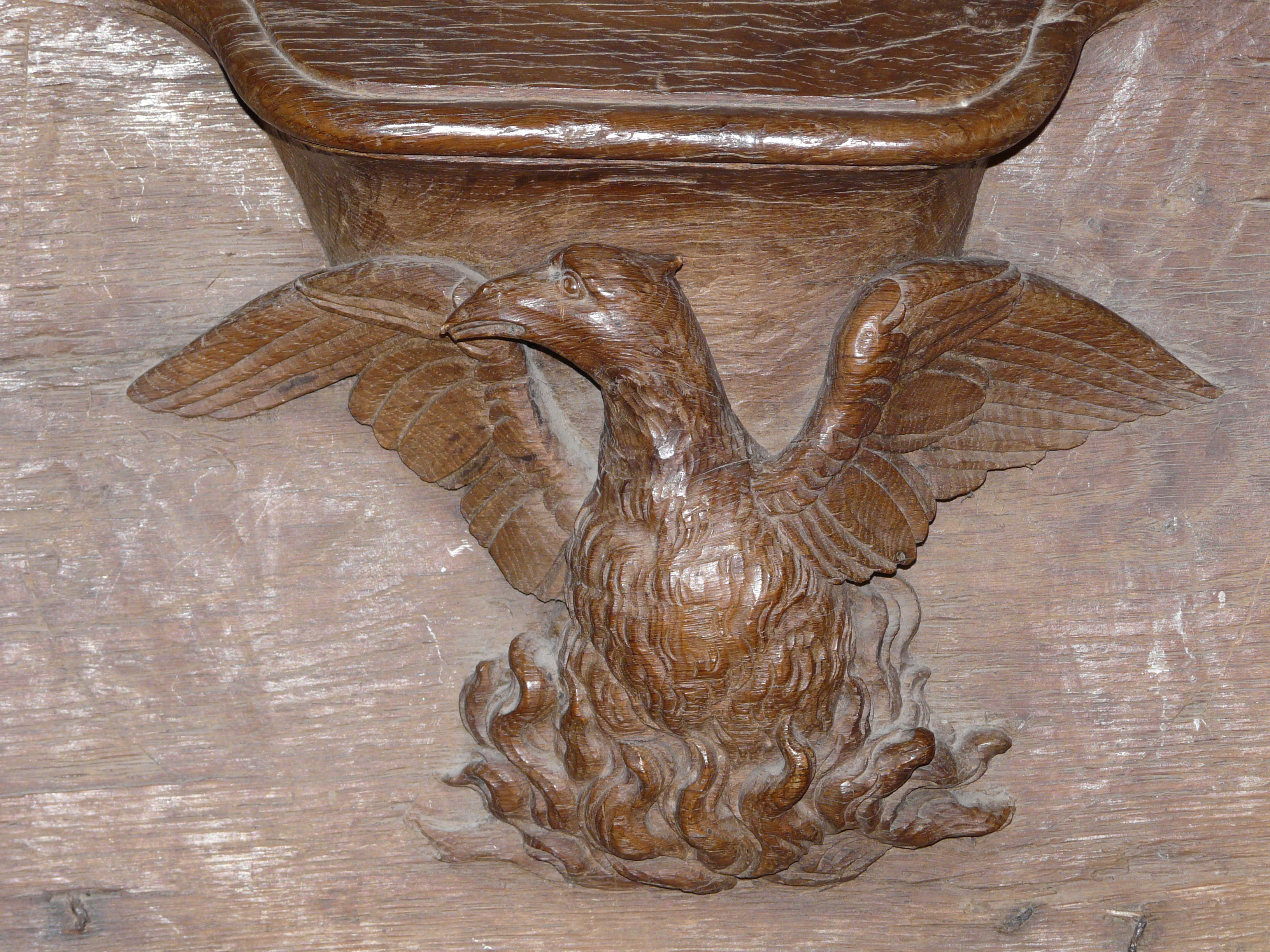
l'église abbatiale
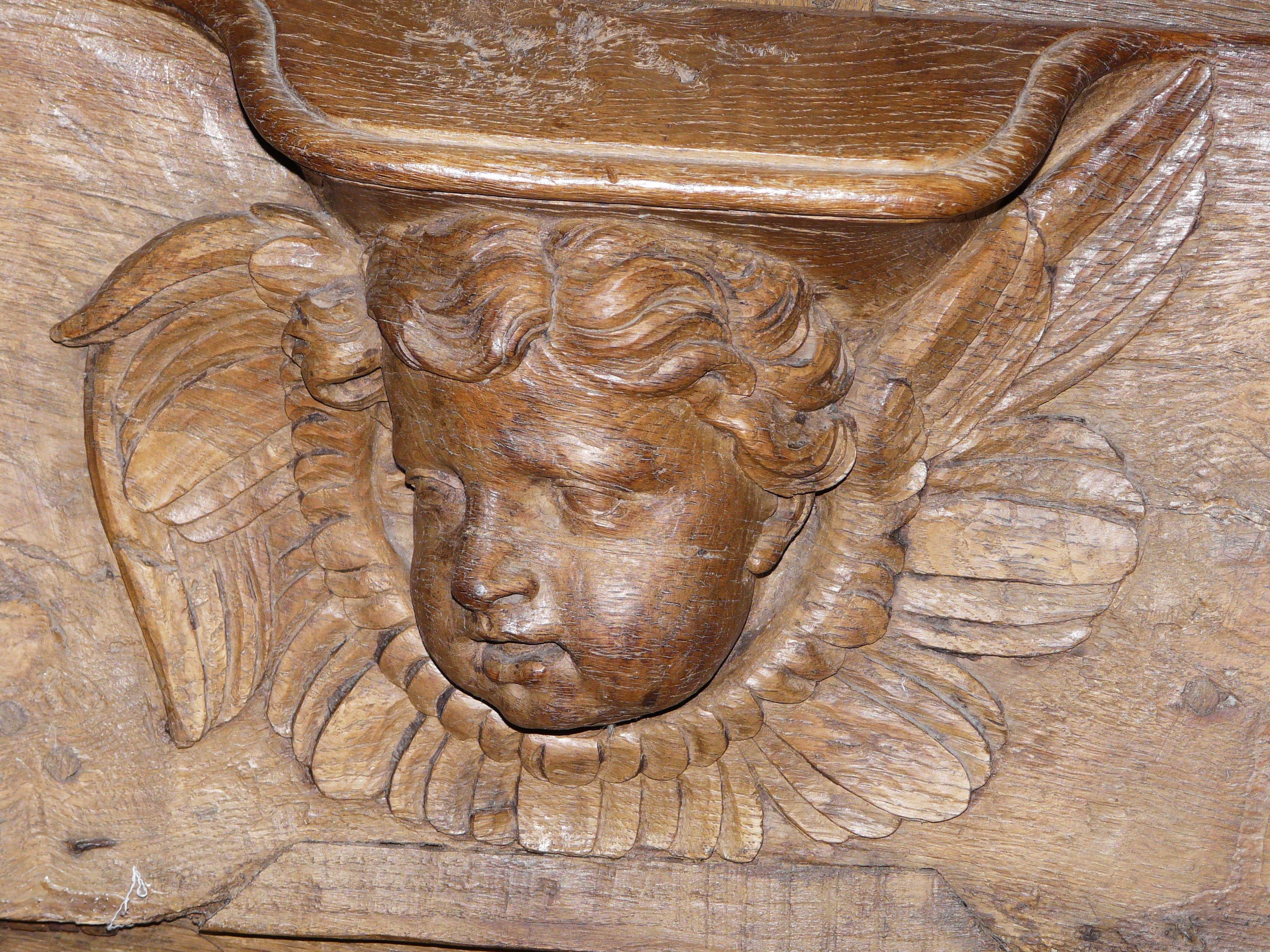
à
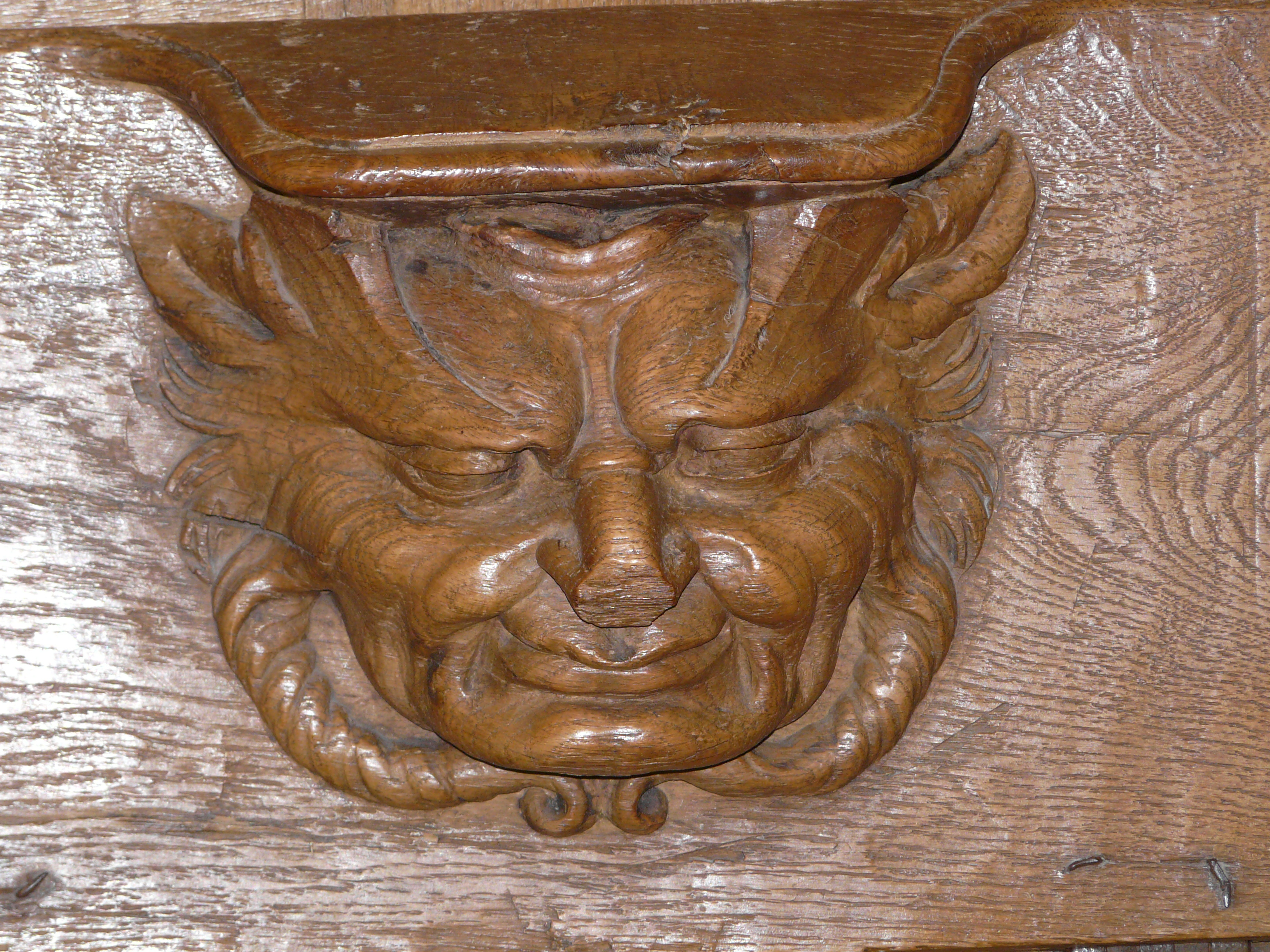
Aubazines.

- Beaulieu-sur-Dordogne abbatiale Saint-Pierre : majorité de motifs végétaux stylisés (palmettes, acanthes, feuilles de chêne), vases garnis de branches et de fruits, masque hurlant et quelques visages d'hommes et de femmes.

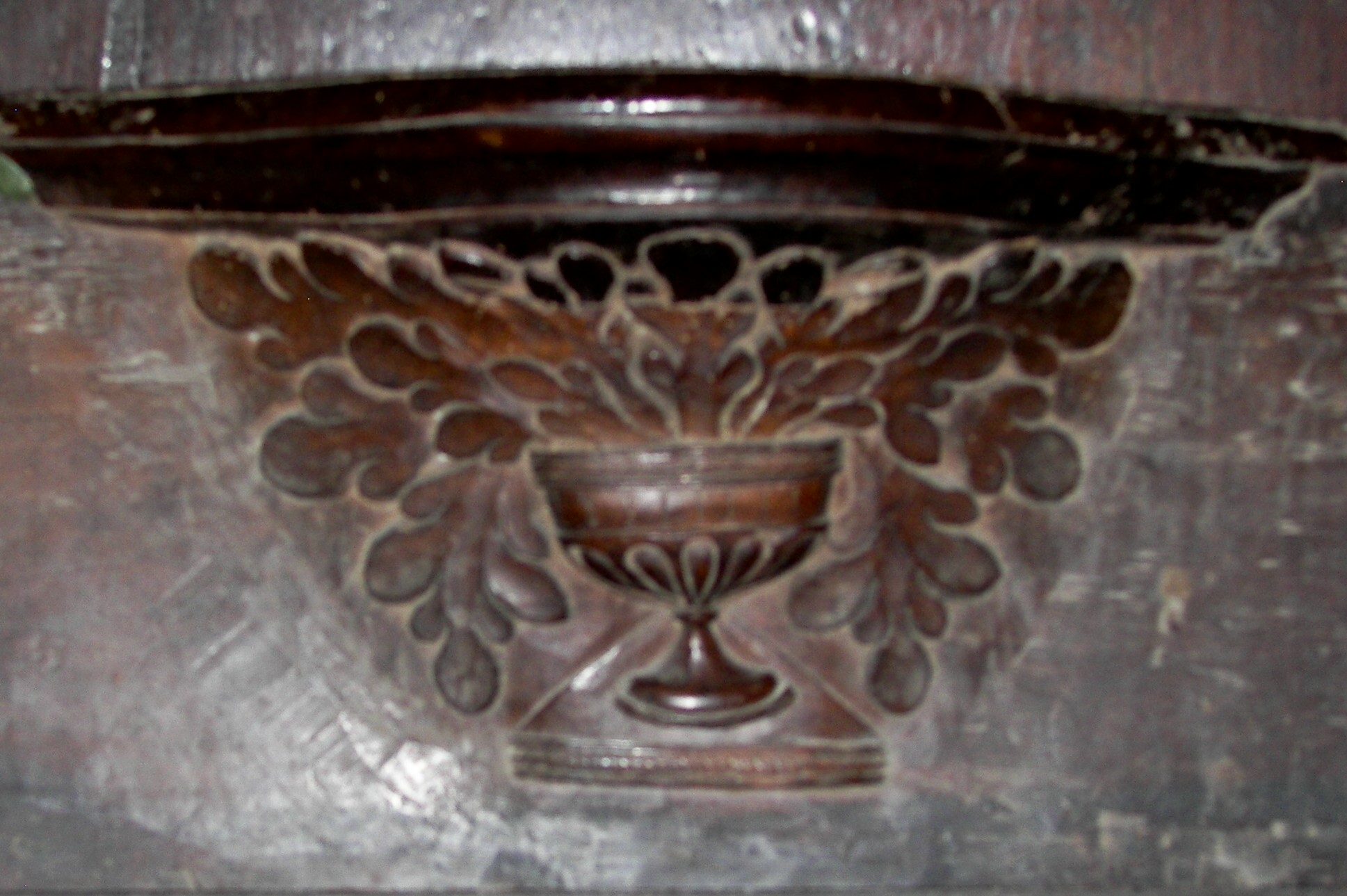
Abbatiale
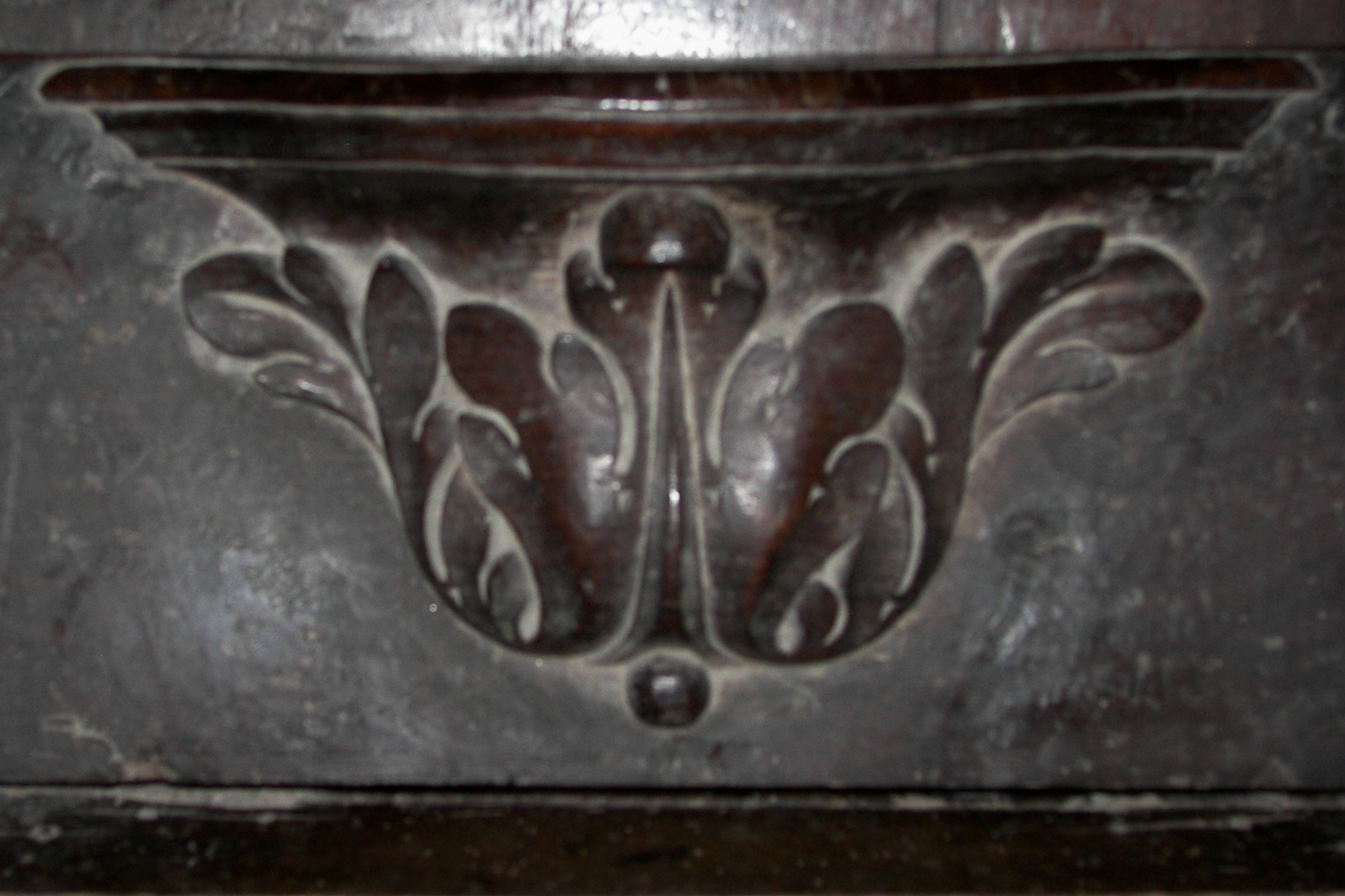
Saint-Pierre
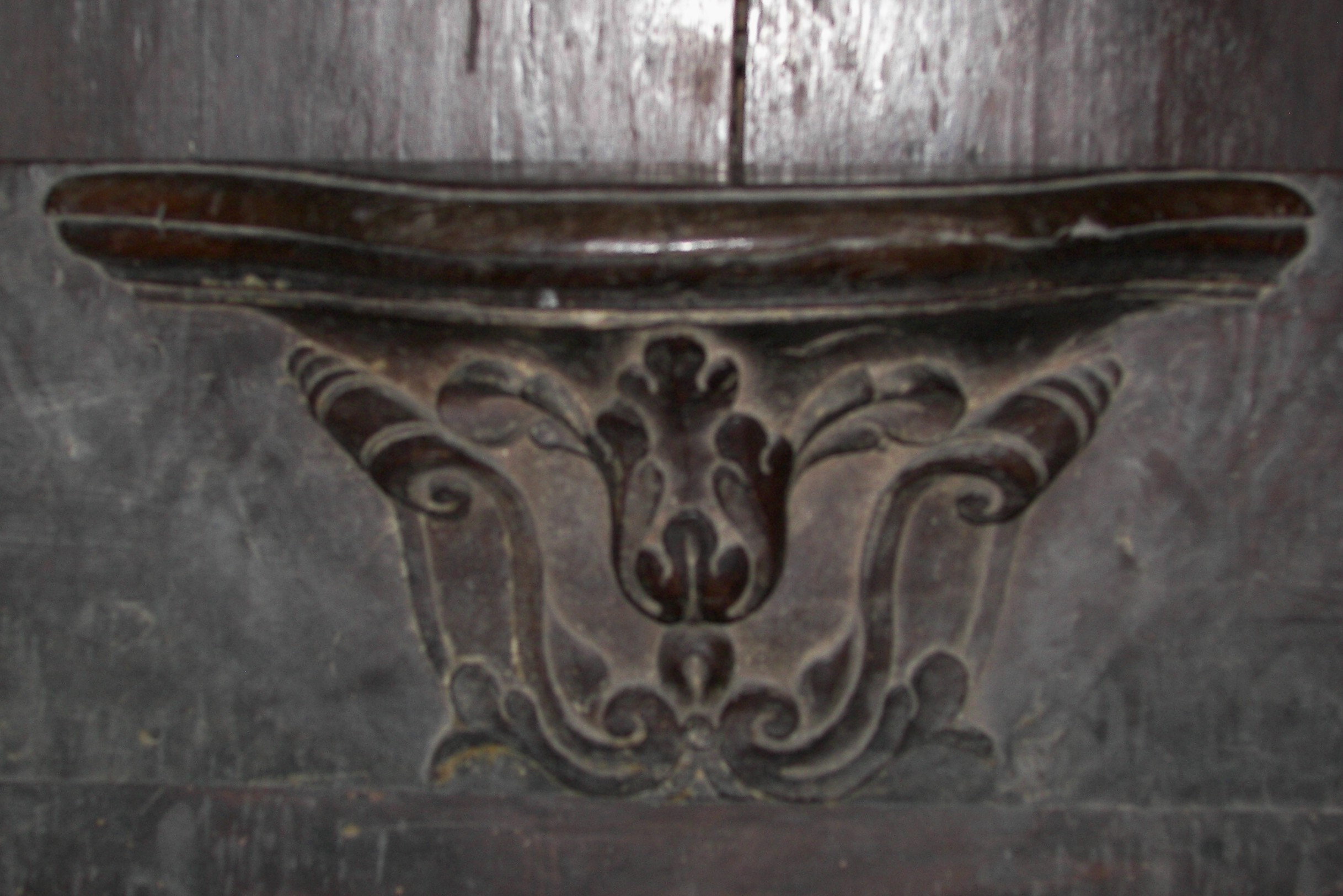
de Beaulieu-
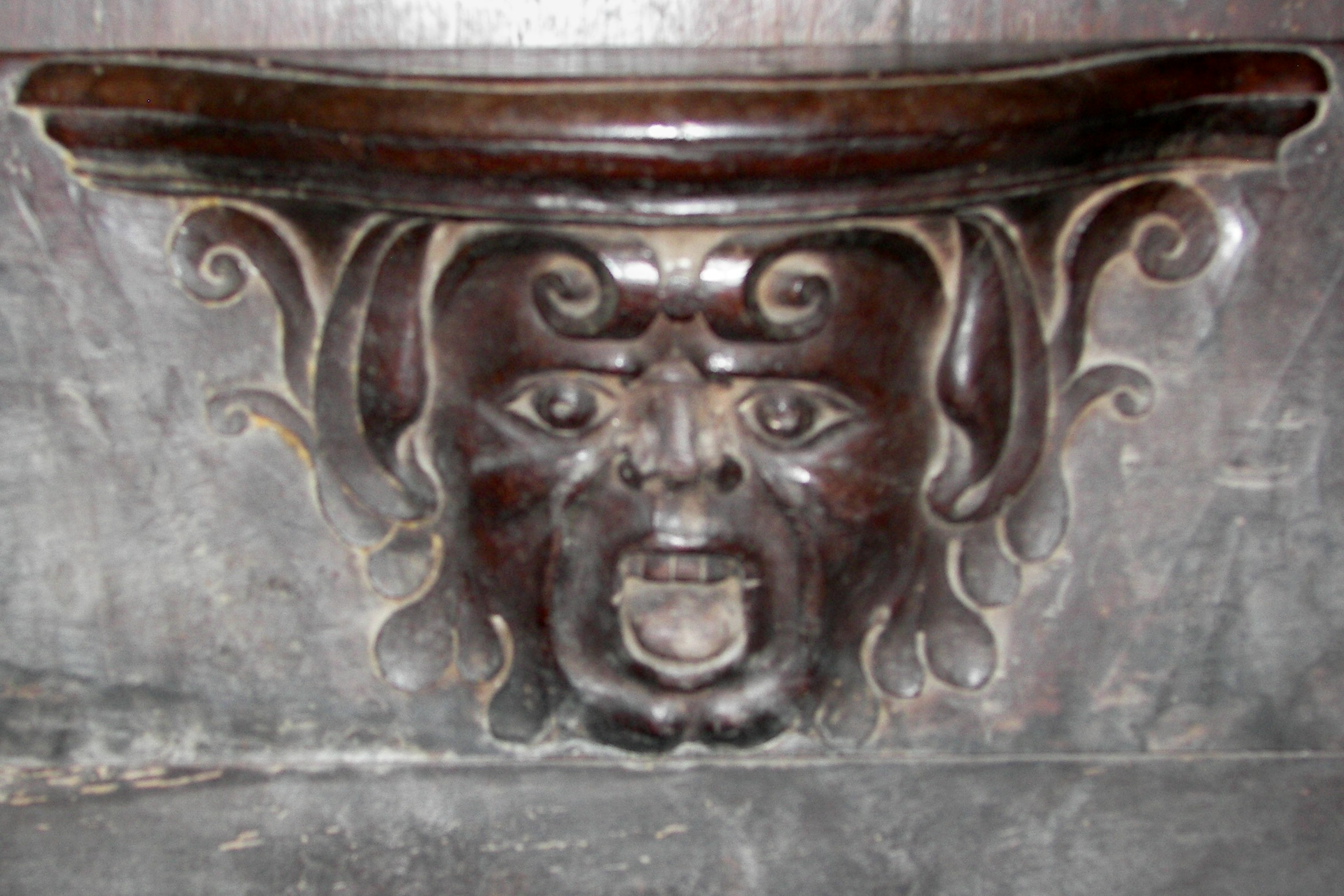
sur-
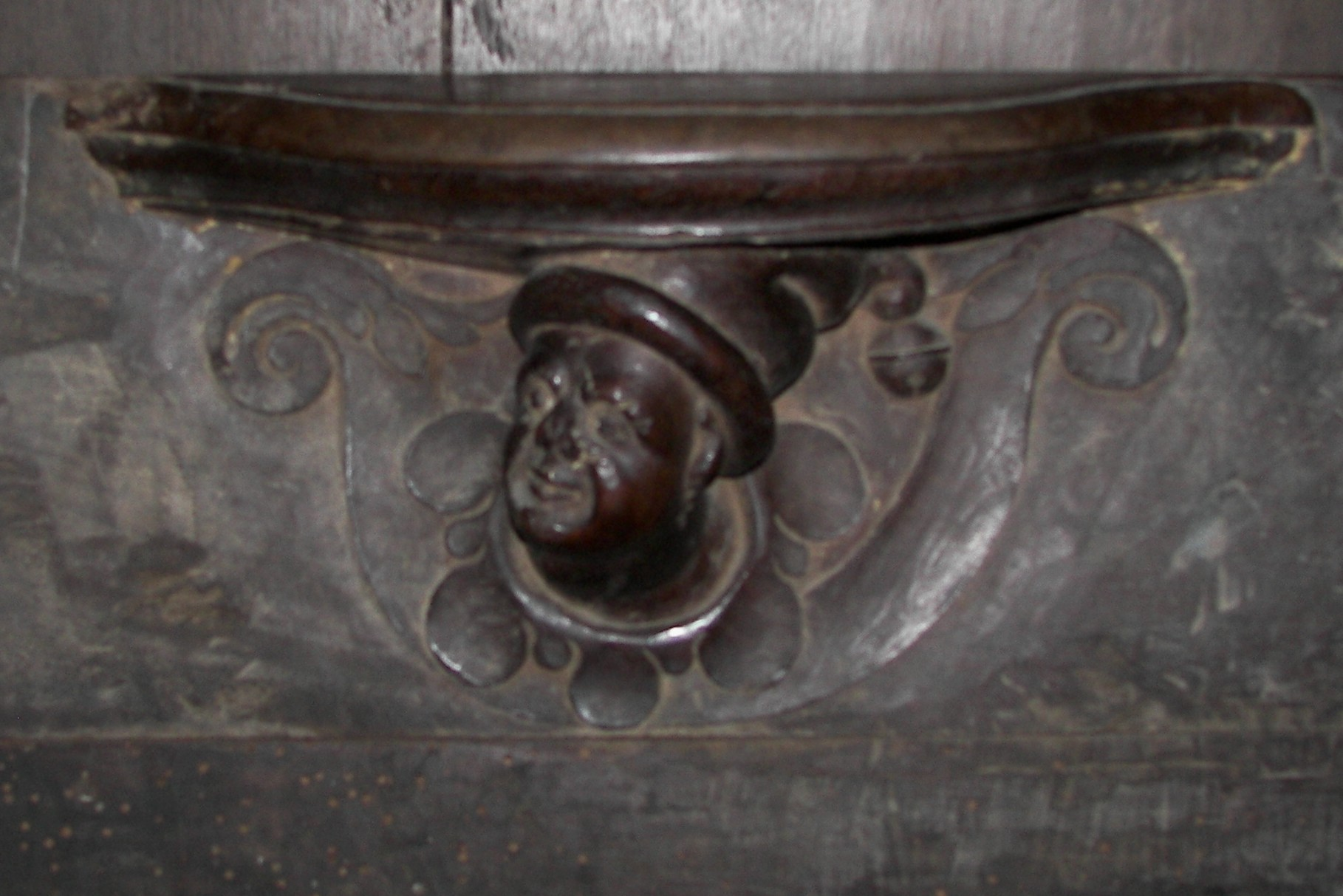
Dordogne.

### Corse-du-Sud2A
- Bonifacio église Saint-Dominique : miséricordes d'un modèle simple.
- Porto-Vecchio chapelle Sainte-Croix (siège de la confrérie éponyme) : stalles de 2002 pourvues de sièges relevables donnant accès à un astucieux coffret « vide-poche ».

### Côte-d'Or21
- Auxonne église Notre-Dame (12) : mascarons grotesques, monstrueux et grimaçants.
- Bard-le-Régulier église Saint-Jean-l'Évangéliste (34 du XIVe siècle) : motifs floraux naïfs dits de l'école bourguignonne, ayant probablement inspiré ceux de Saint-Andoche de Saulieu.
- Beaune église Notre-Dame : rocailles.
- Châtillon-sur-Seine église Saint-Jean (28).
- Châtillon-sur-Seine église Saint-Vorles : consoles simples légèrement tournées et historiées.
- Dijon cathédrale Saint-Bénigne (60) : divers motifs baroques avec rinceaux, médaillons, coquilles et guirlandes.

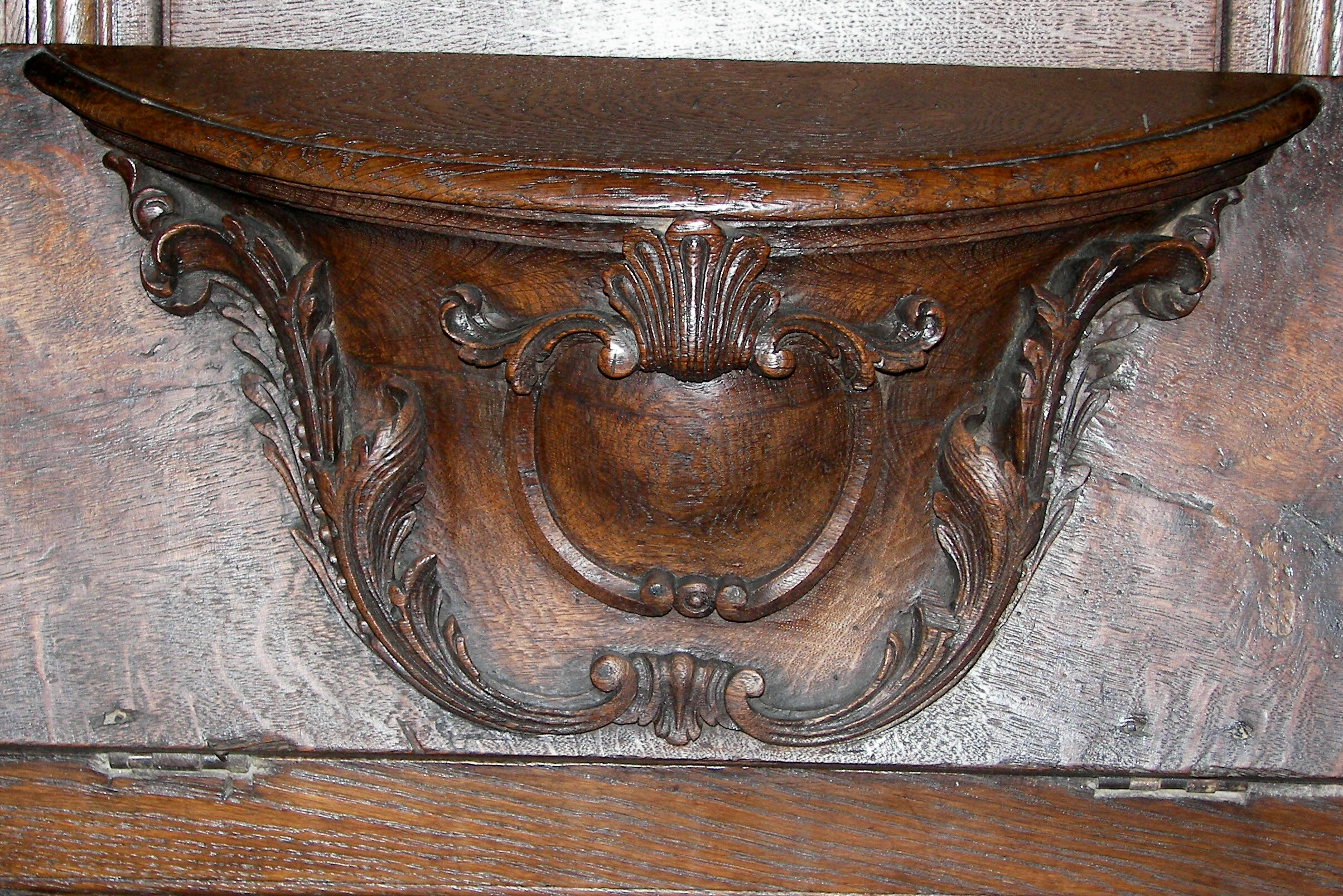
Miséricordes
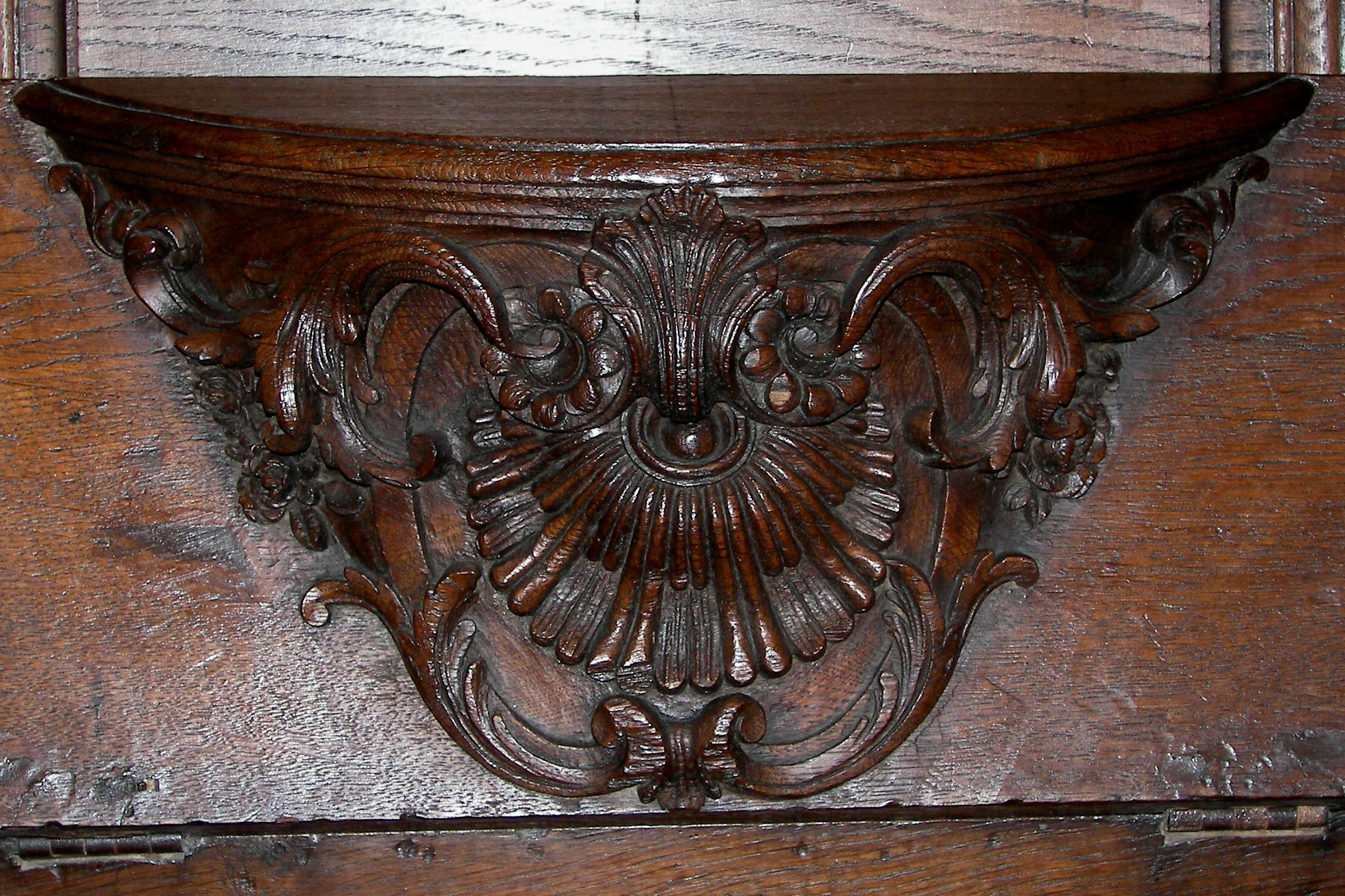
de la cathédrale
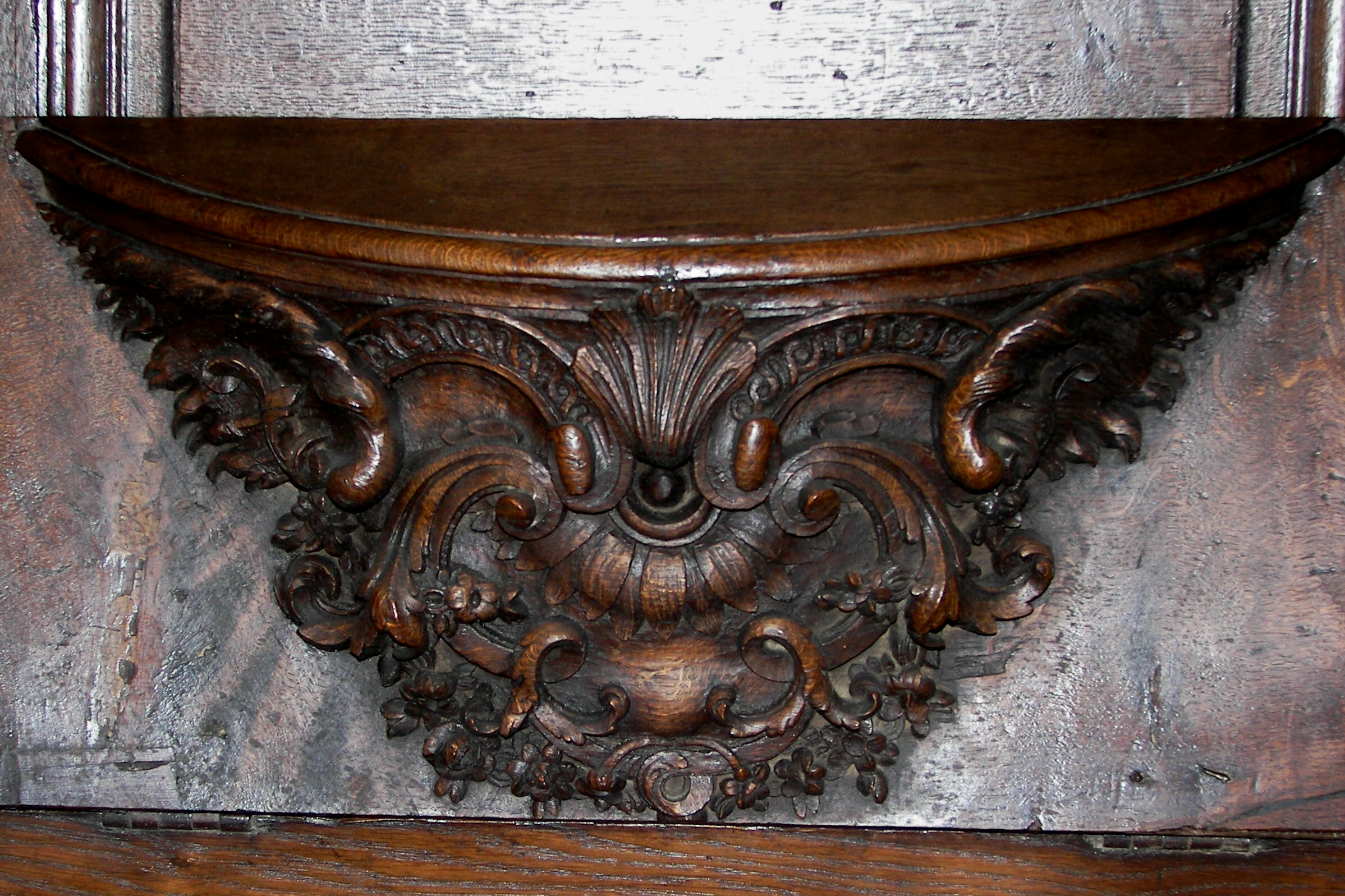
Saint-Bénigne
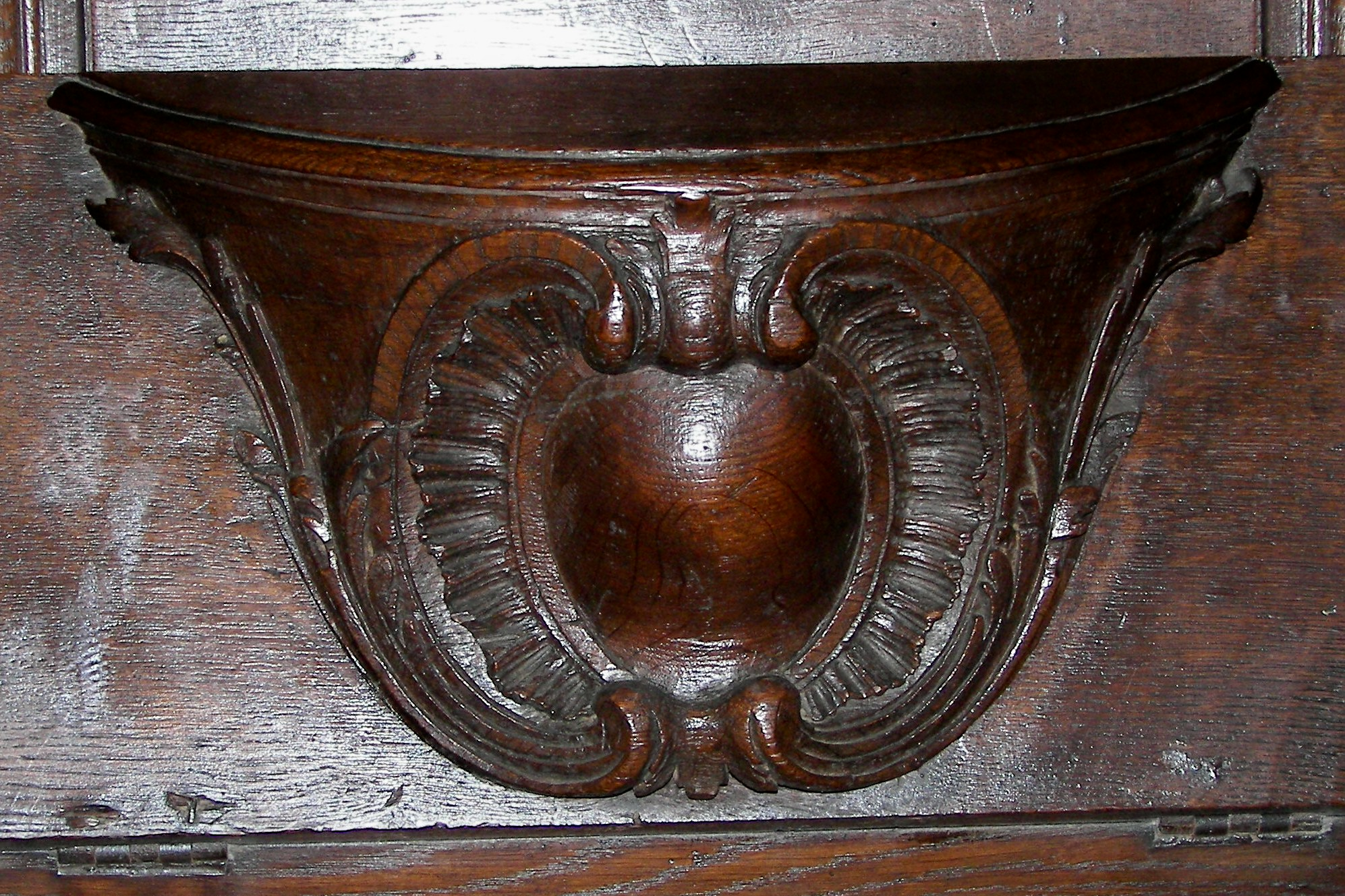
de Dijon.

- Dijon église Saint-Michel : deux types de motifs classiques : cannelé et feuilles d'acanthe stylisées.
- Flavigny-sur-Ozerain église Saint-Genest (24) : deux lions portant un écu, grappe de raisin, poisson, cœur, sirène, visages grimaçants, musiciens, bouffon, ange, végétaux stylisés, homme se déchaussant et autre exposant son postérieur.
- Grancey-le-Château-Neuvelle château (32).
- Rouvres-en-Plaine collégiale Saint-Jean-Baptiste (20) : majorité de visages ornés de larges accessoires symboliques (ailes d'oiseaux ou de chauves-souris, cornes d'abondance, rameaux fleuris, gerbes de blé ou guirlandes), faciès monstrueux et corbeilles garnies de fruits. À noter, la sculpture à entrelacs des dossiers et des parcloses. Dans le chœur, vaste cathèdre triple aux miséricordes reprenant les mêmes décors que ceux des stalles.

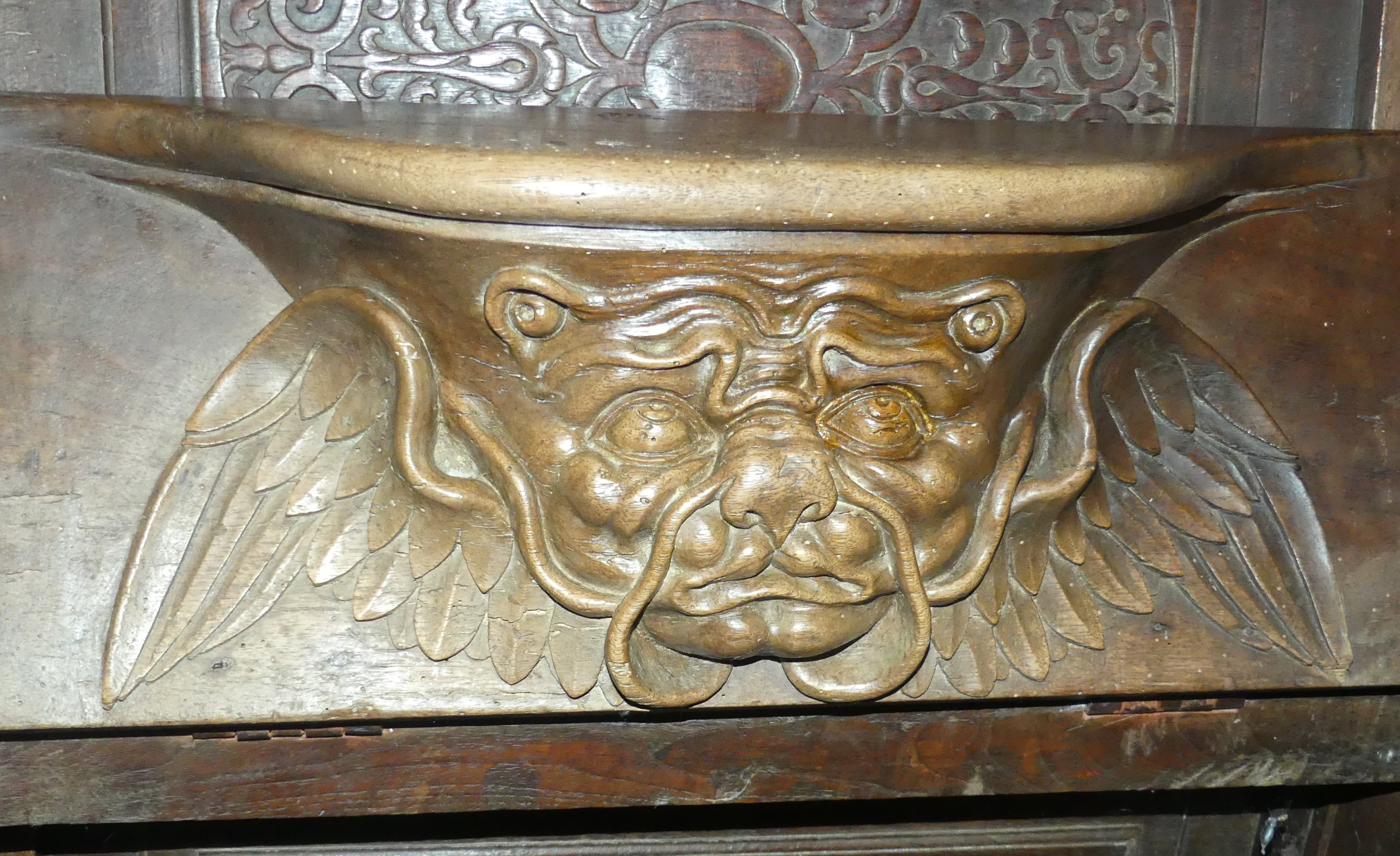
Église de Rouvres-en-Plaine.
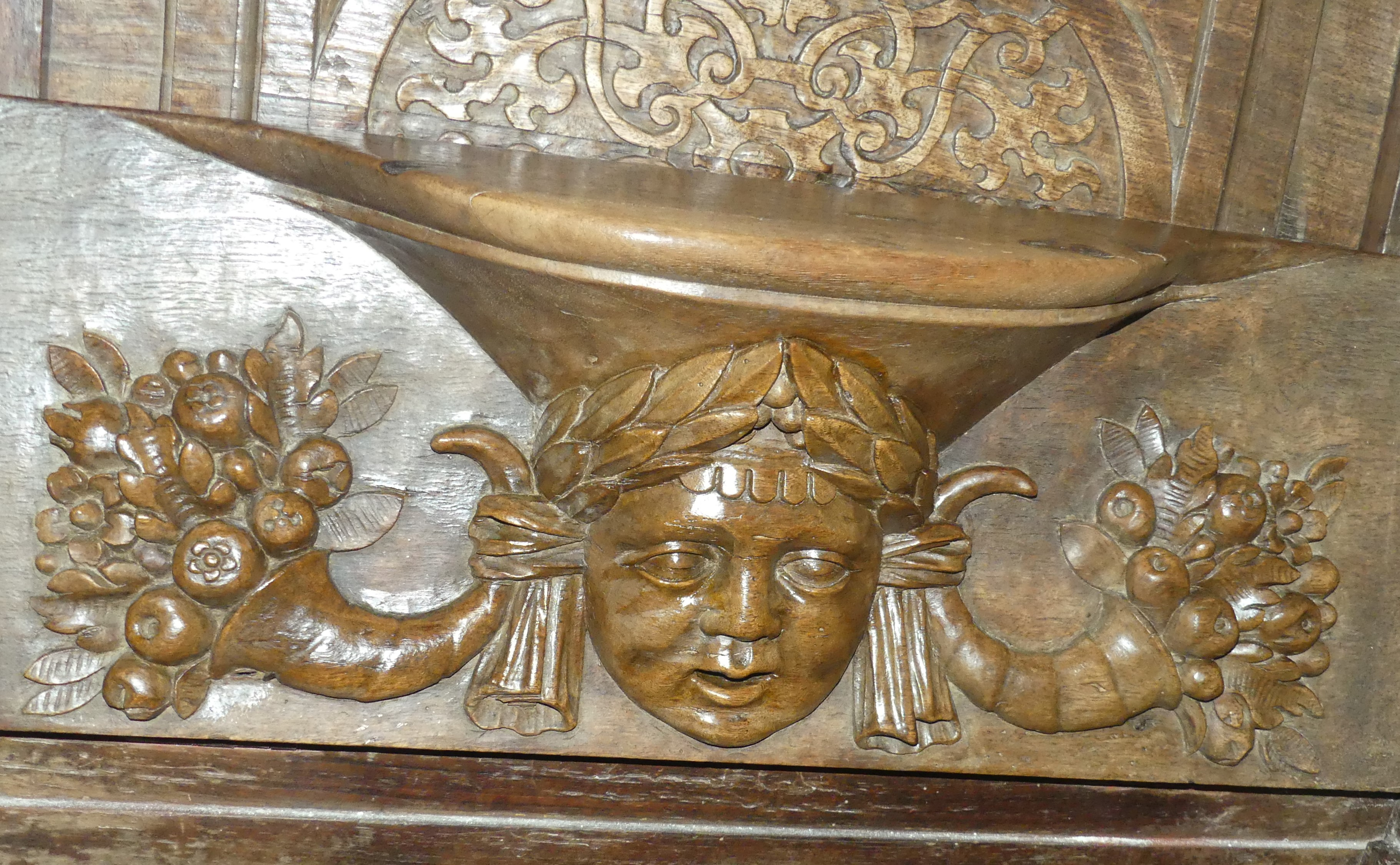
Église de Rouvres-en-Plaine, miséricorde S1.
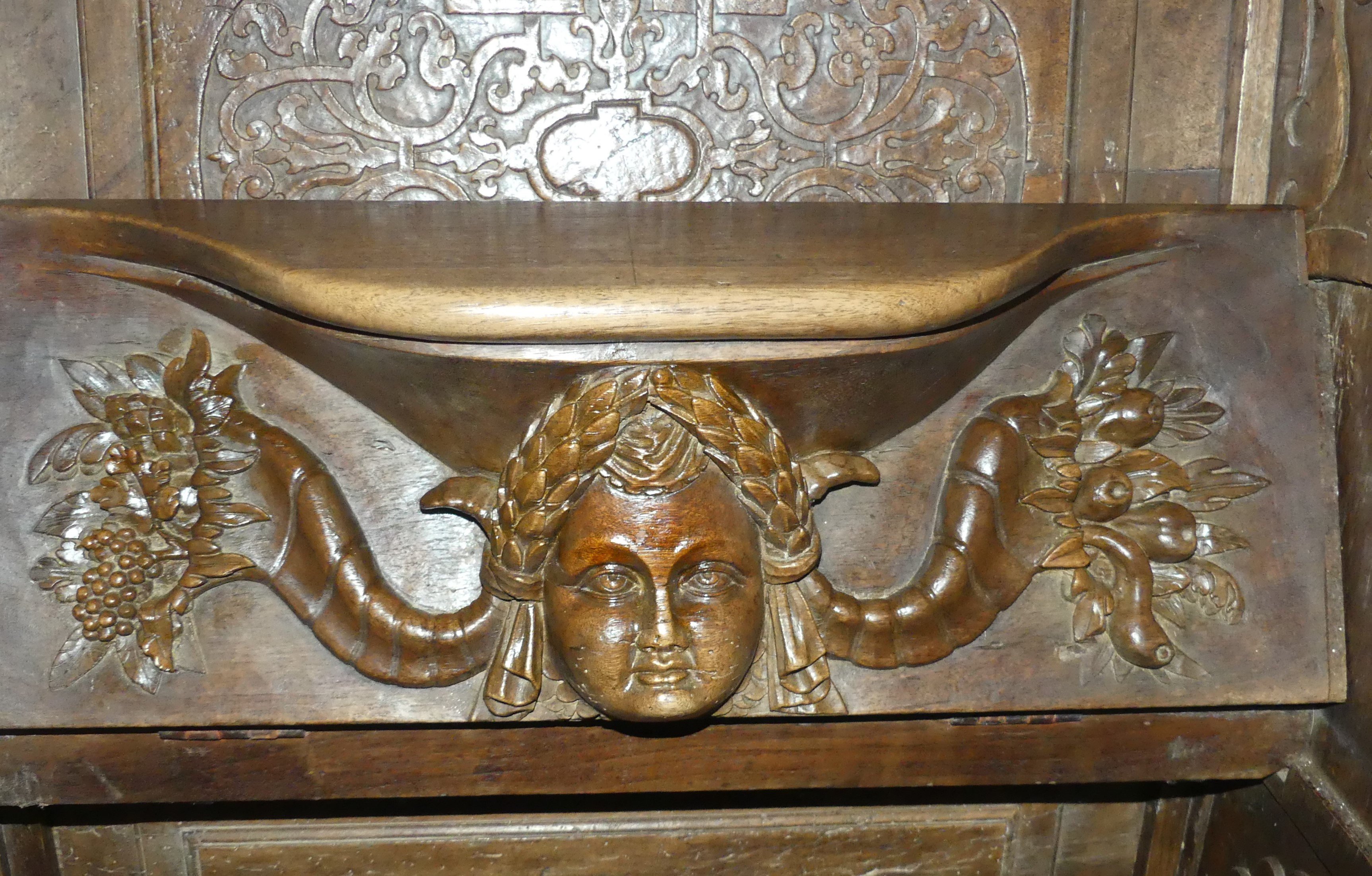
Église de Rouvres-en-Plaine, miséricorde 2N.

- Saint-Jean-de-Losne église (10) : médaillons, coquilles, vases, volutes et pinceaux baroques.
- Saint-Seine-l'Abbaye : feuillage, balance, coq et dragon.
- Saulieu église Saint-Andoche (56) : petits motifs naïfs de fleurs, plantes, oiseaux et visages à la facture apparentée à celle des miséricordes de l'église de Bard-le-Régulier.
- Semur-en-Auxois collégiale Notre-Dame (40) : décoration baroque variée (médaillons, coquilles, rinceaux etc.).
- Vitteaux (œuvres d'amateurs ou primitives) : têtes d'hommes, sirène.

### Côtes-d'Armor22

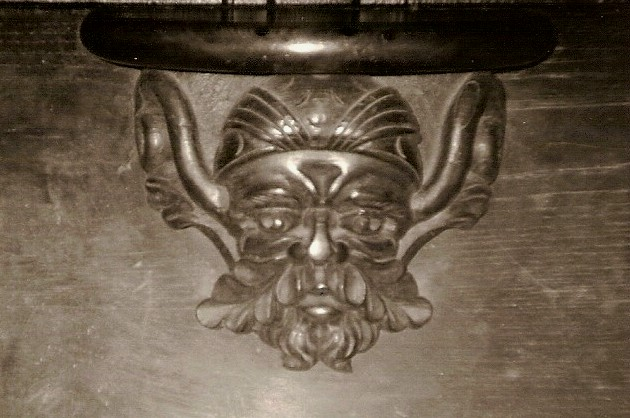
Église Saint-Jacques de Perros-Guirec.

- Dinan église Saint-Malo (12) : feuilles d'acanthe et bourgeons.
- Matignon église : thèmes végétaux (chêne et gland, feuilles de vigne et raisin).
- Mûr-de-Bretagne : décors de rinceaux baroques. Spectaculaires dossiers des stalles retraçant la vie de saint Jean-Baptiste.
- Tréguier cathédrale Saint-Tugdual (46) dont 4 qualifiées dans les guides de  scènes acrobatiques. En fait, véritables représentations d'auto-fellations, mutilées par pudibonderie + homme déféquant + entrelacs.
- Perros-Guirec église Saint-Jacques (6) : visages d'hommes fantastiques.
- Pleslin église Saint-Pierre (8) : motifs végétaux.

### Creuse23
- Auzances église Saint-Jacques-le-Majeur : motifs floraux.
- Boussac château (2), collection privée : têtes ailées (anges ?), XVIIIe siècle.
- Chambon-sur-Voueize église Sainte-Valérie (46).
- Chénérailles église Saint-Barthélémy.
- Moutier-d'Ahun abbaye : splendide ensemble de 26 stalles du XVIIe siècle décorées de motifs floraux (guirlandes/bouquets), de visages et d'oiseaux.

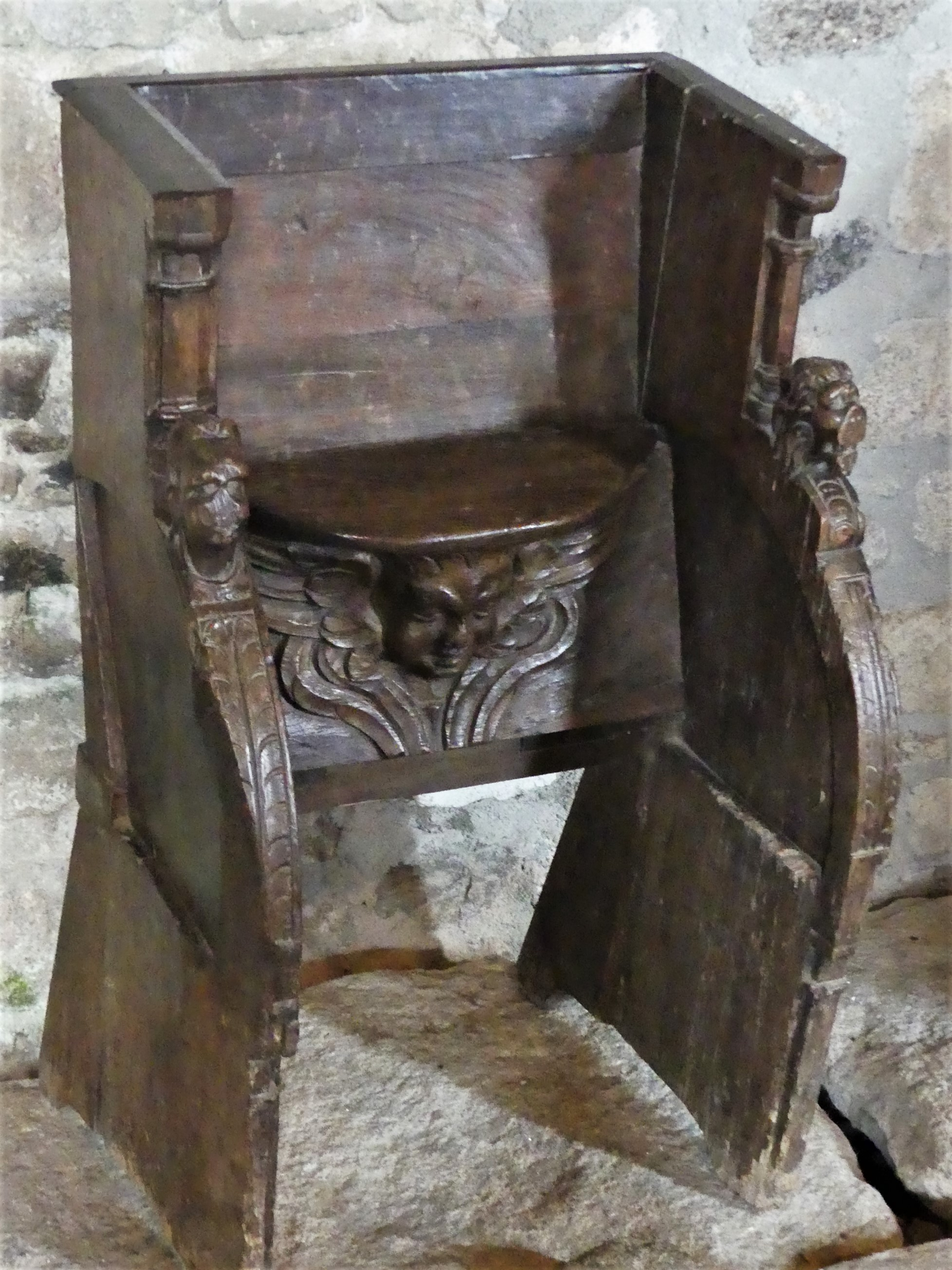
Château de Boussac.
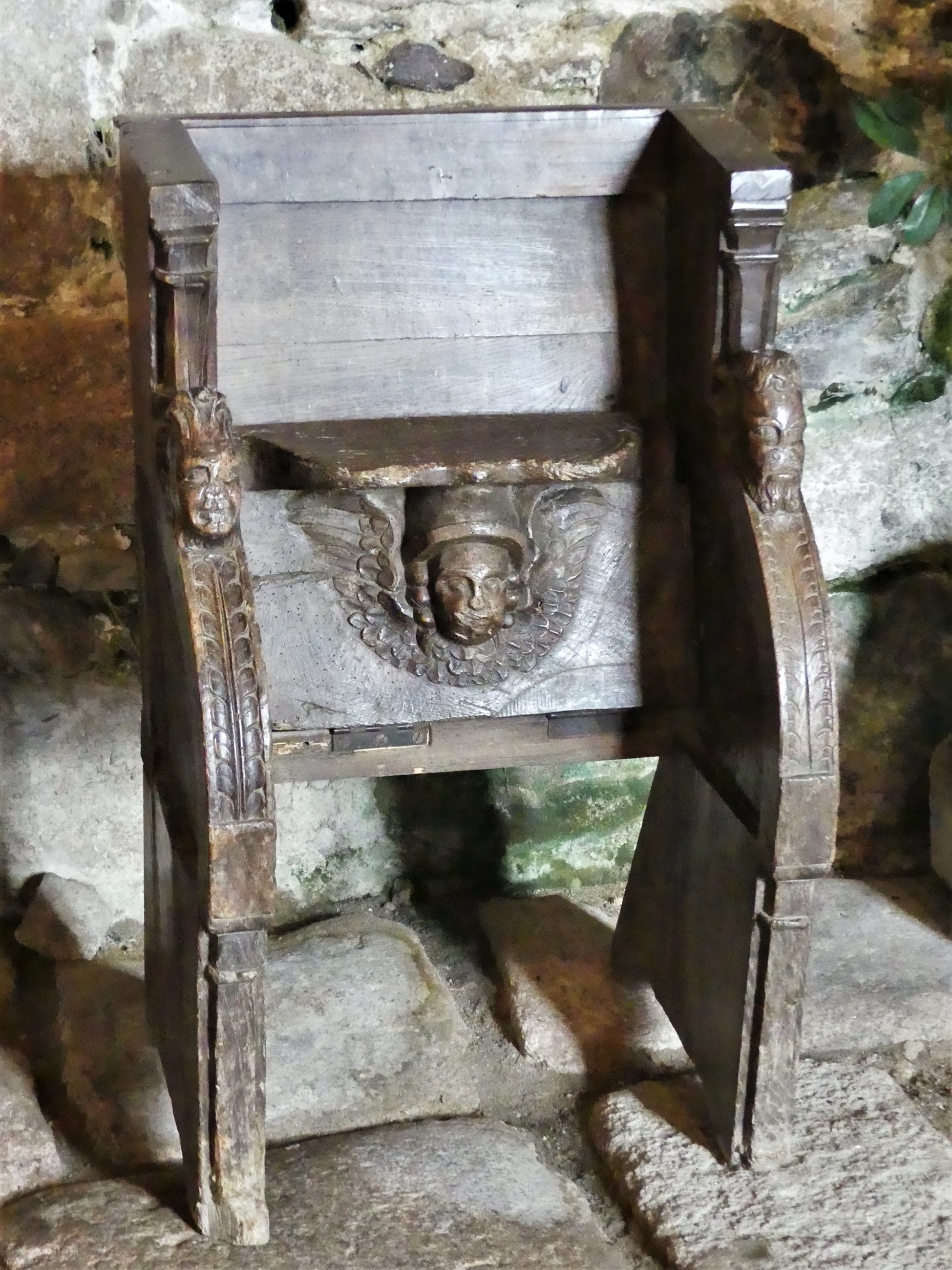
Château de Boussac.
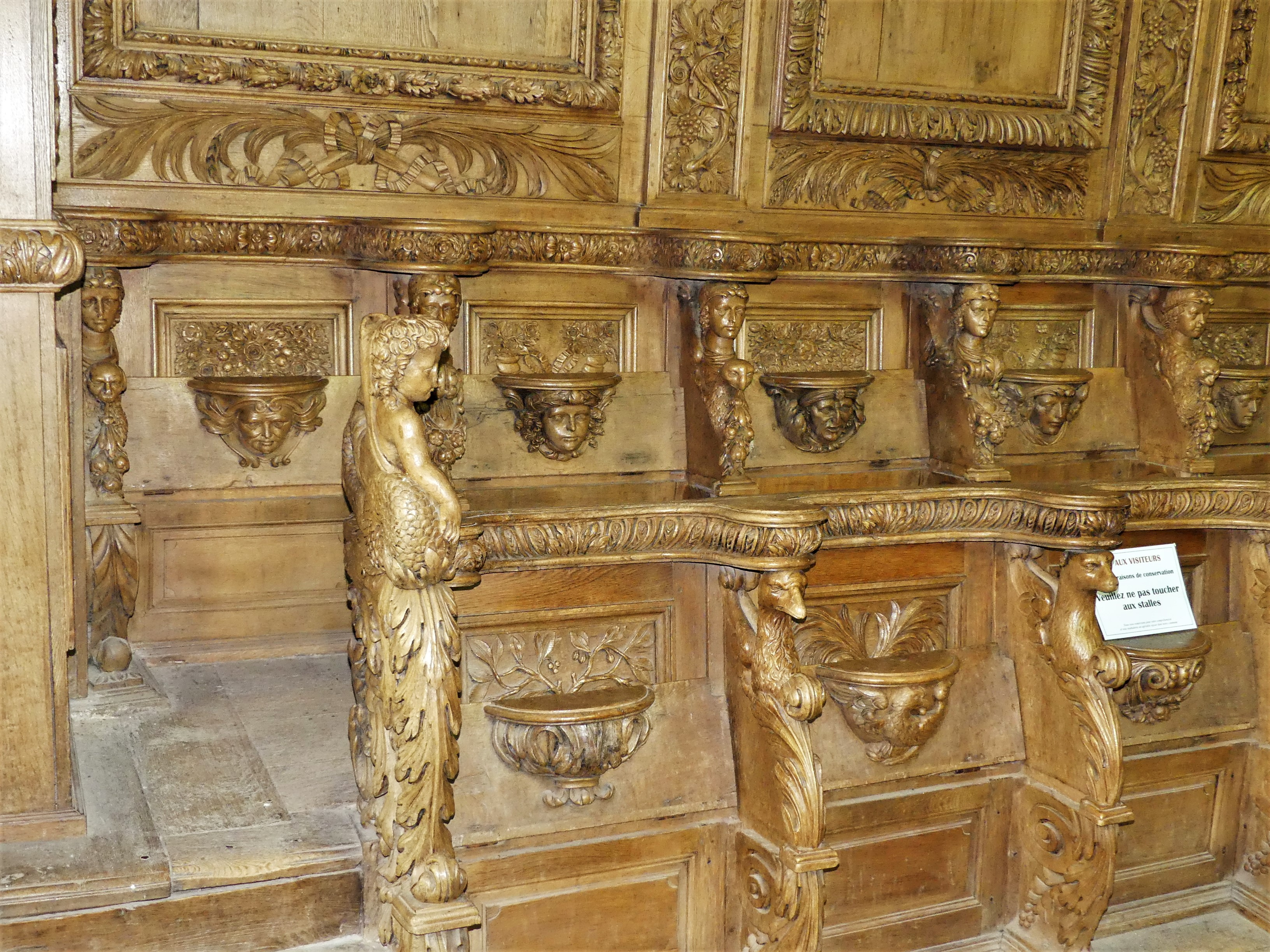
Moutier-d'Ahun.
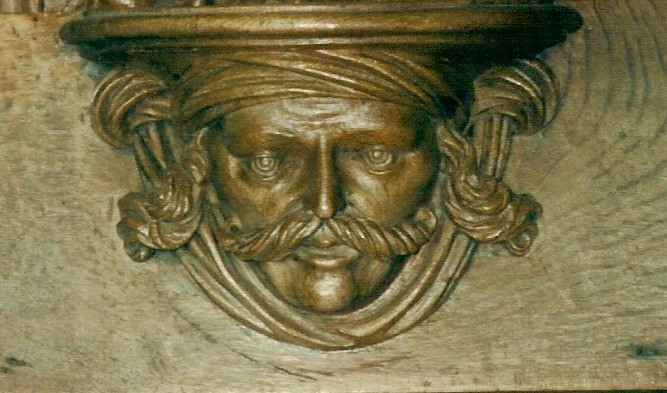
Moutier-d'Ahun.
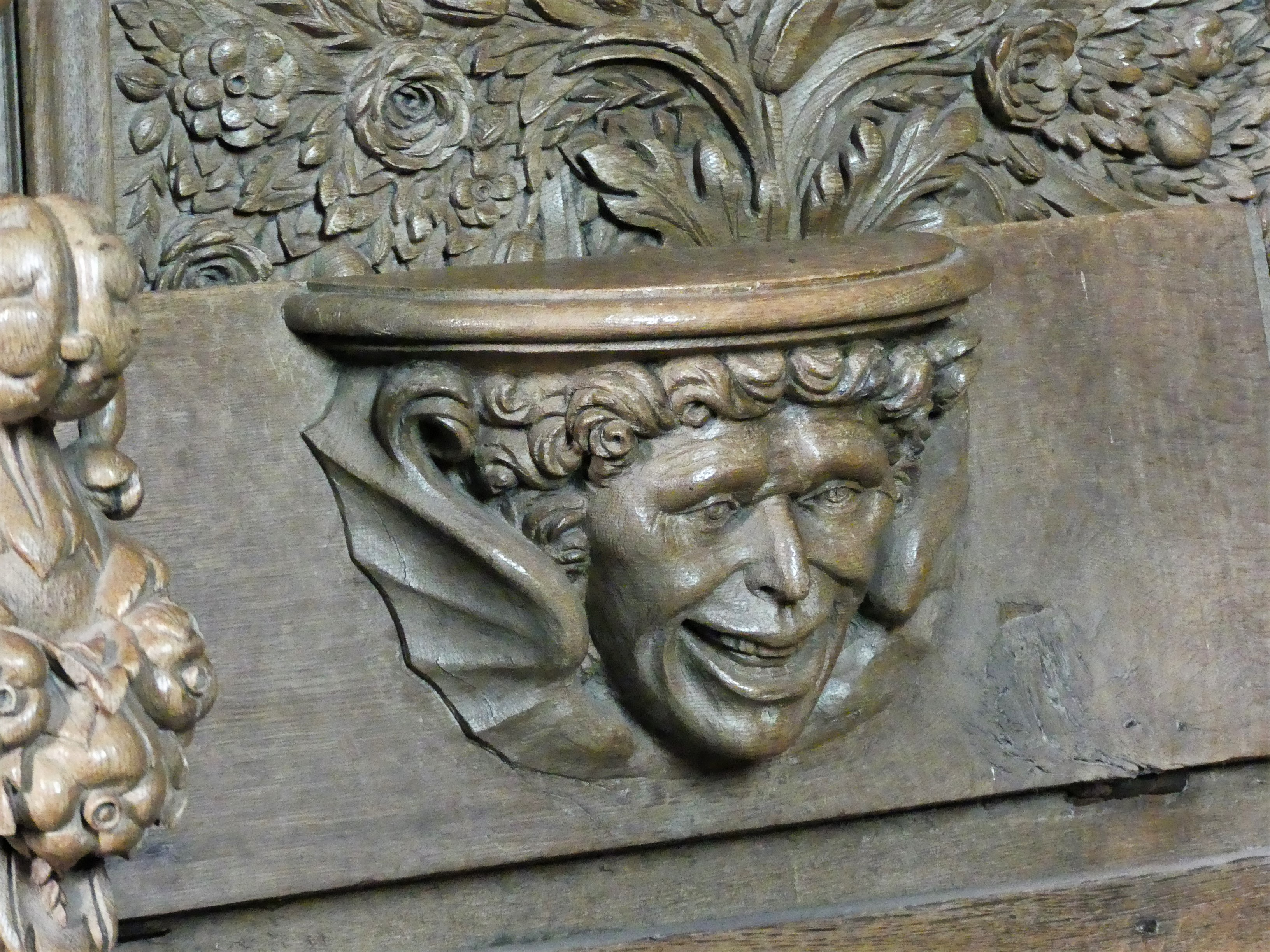
Moutier-d'Ahun.
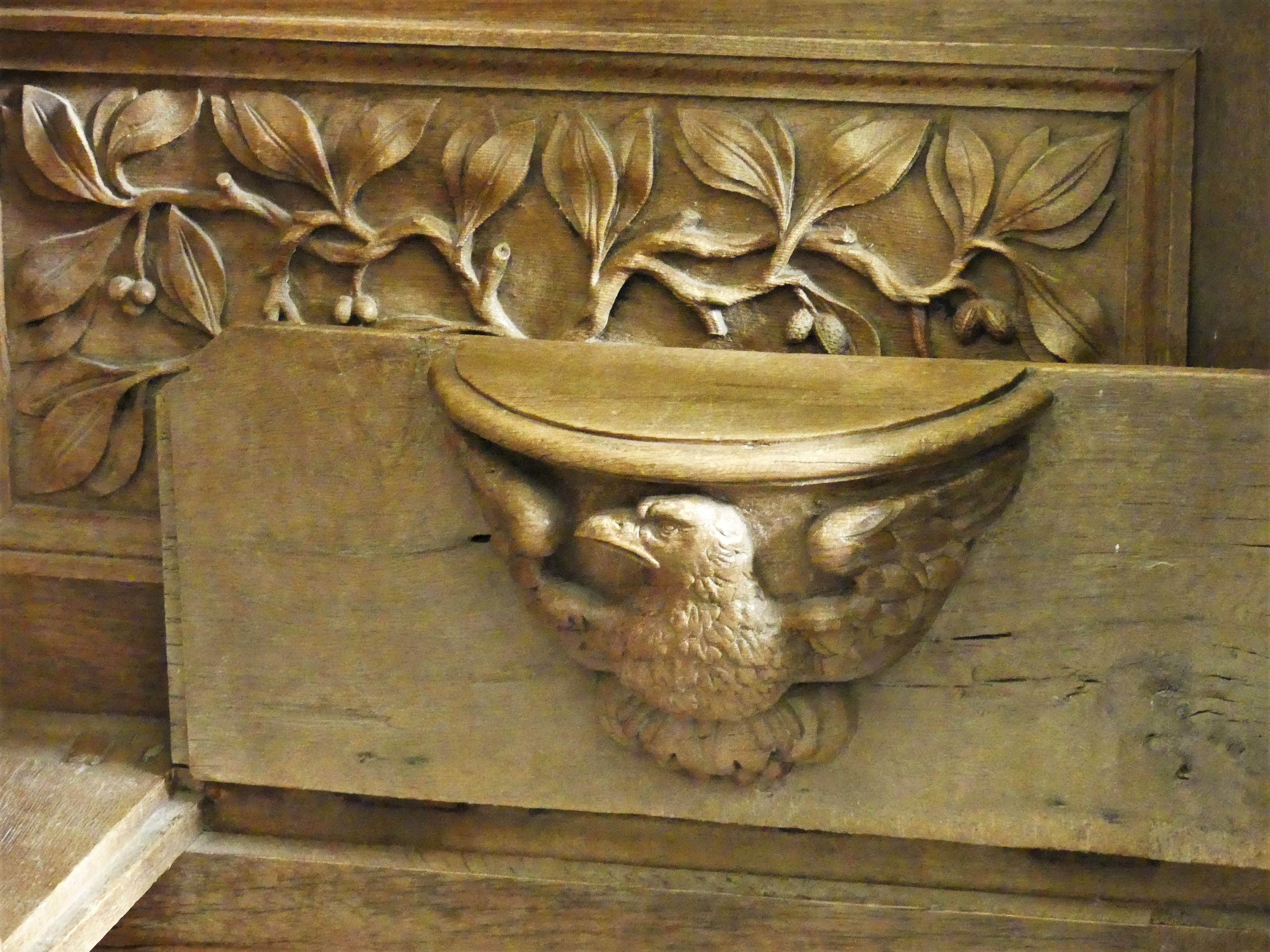
Moutier-d'Ahun.

## D

### Deux-Sèvres79
- Bressuire église Notre-Dame : anges, bouffon, singe, chats, oiseaux, feuillages et deux hommes chausses baissées.
- Celles-sur-Belle église Notre-Dame (12) : classiques à feuilles d'acanthe.
- Oiron collégiale Saint-Maurice (18) : chien, chauve-souris, bouffon avec sa marotte, volatile et personnage fantastique s'extrayant de coquillages, visages, feuillages stylisés et un fantastique "oiseau-reptile".
- Parthenay église Saint-Laurent : visages humains, animaux sauvages (lion, lézard, aigle, escargot) et domestiques (bœuf, mouton), raisins.
- Saint-Jouin-de-Marnes église abbatiale (47) : têtes d'anges, visages entourés de feuillages, bouquets et acanthes, masques grotesques et cœurs "en flamme".
- Saint-Maixent-l'École église abbatiale (55) : têtes humaines aux coiffures exubérantes constituées de végétaux, bouquets, feuilles d'acanthe, chat et oiseaux, dont un emportant un serpent.

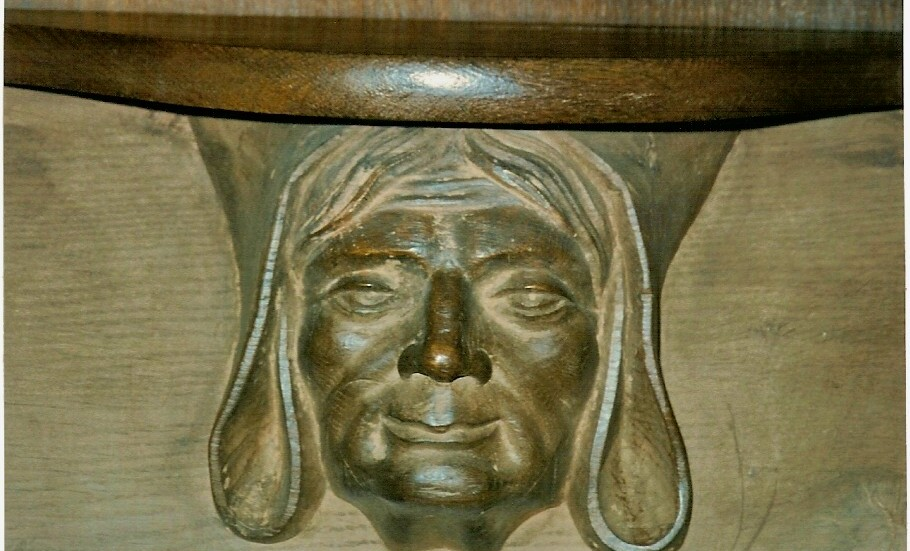
Église de Parthenay.
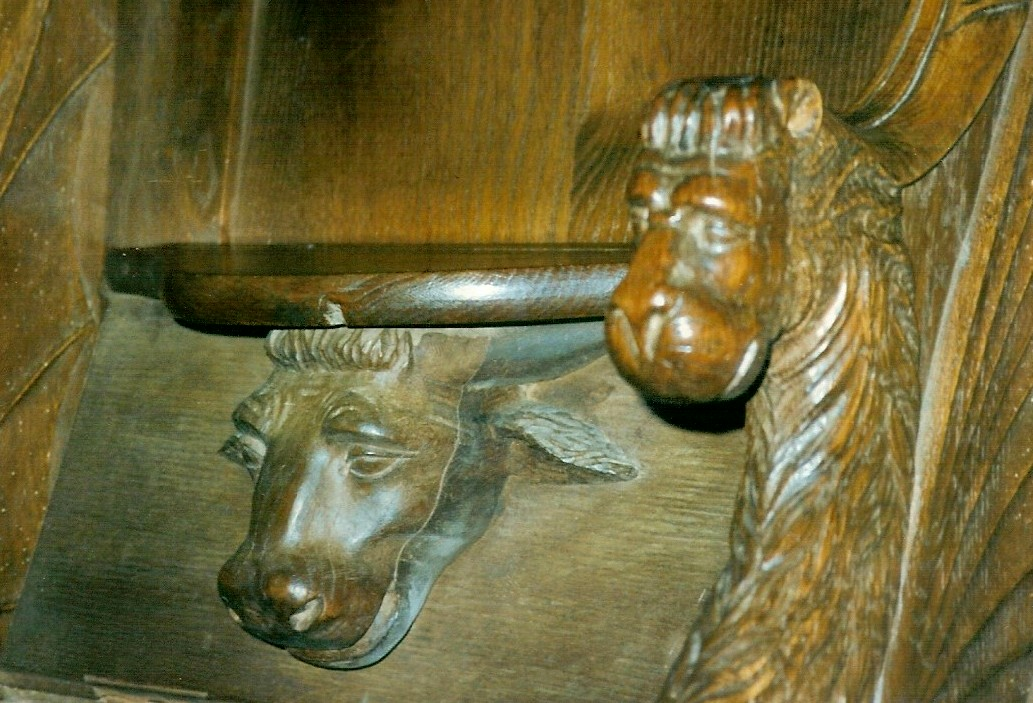
Église de Parthenay.

### Dordogne24
- Chancelade abbaye Notre-Dame (50) : rinceaux, guirlandes feuillages, attributs épiscopaux.

Abbaye Notre-Dame de Chancelade
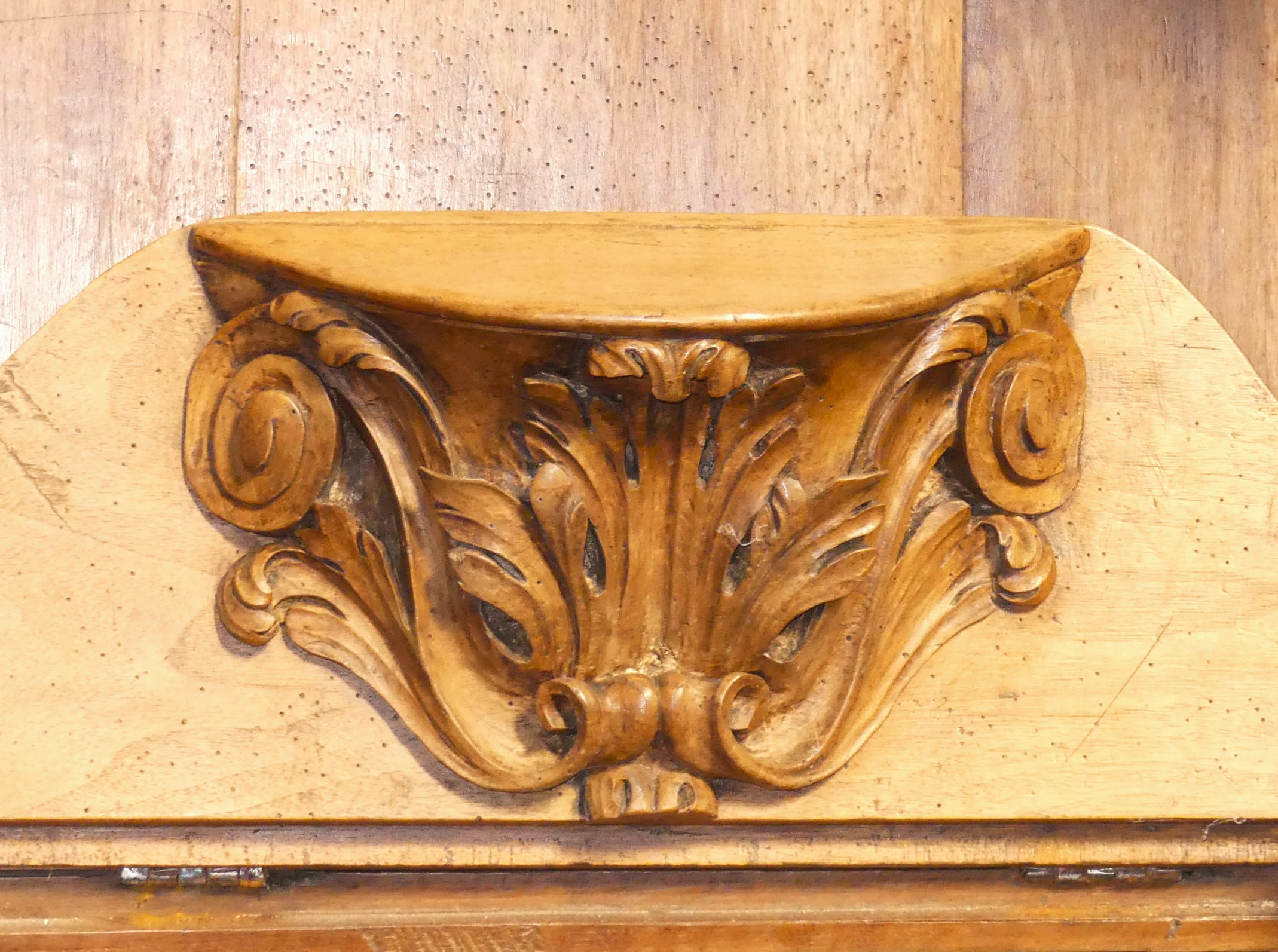
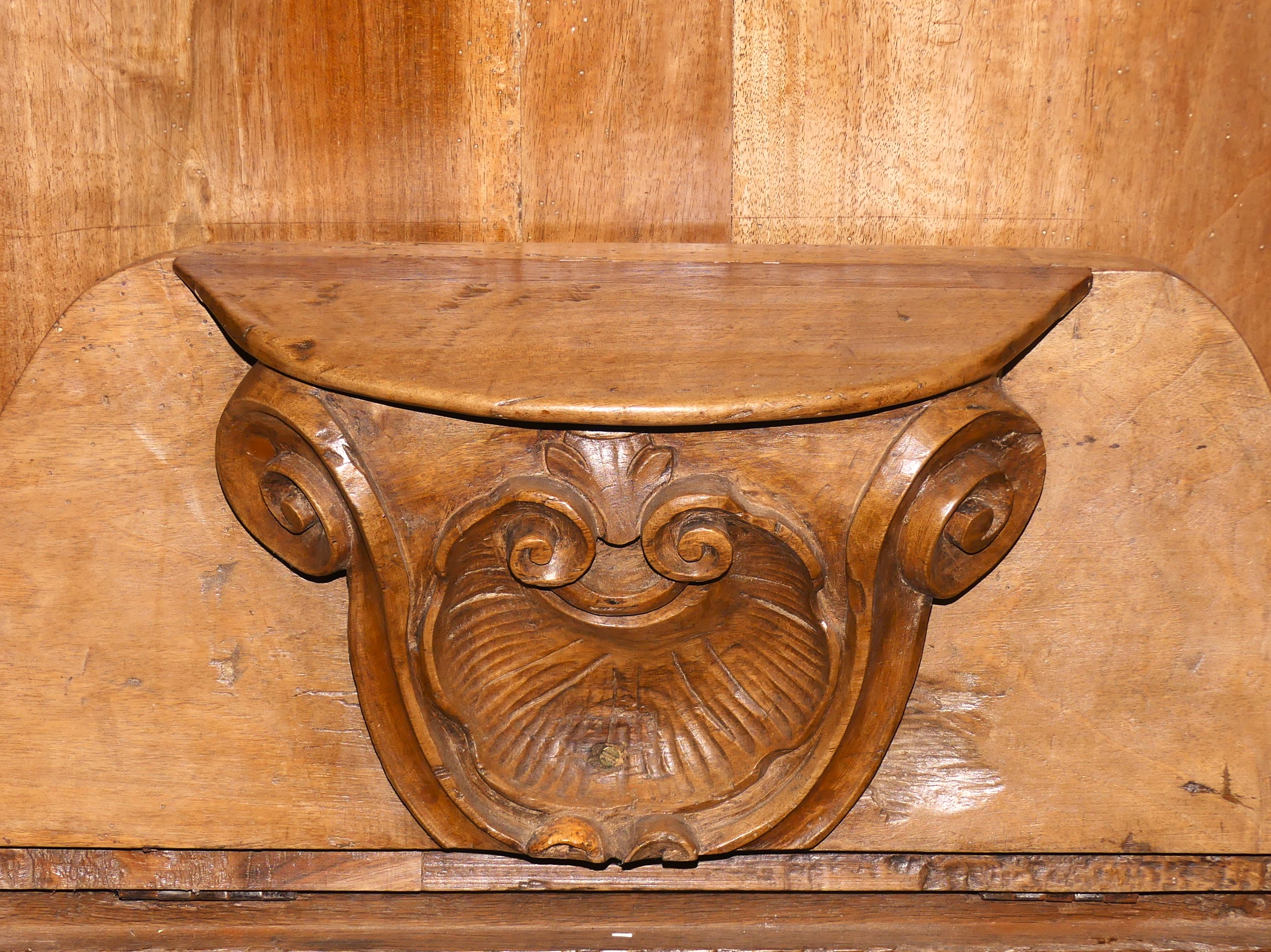
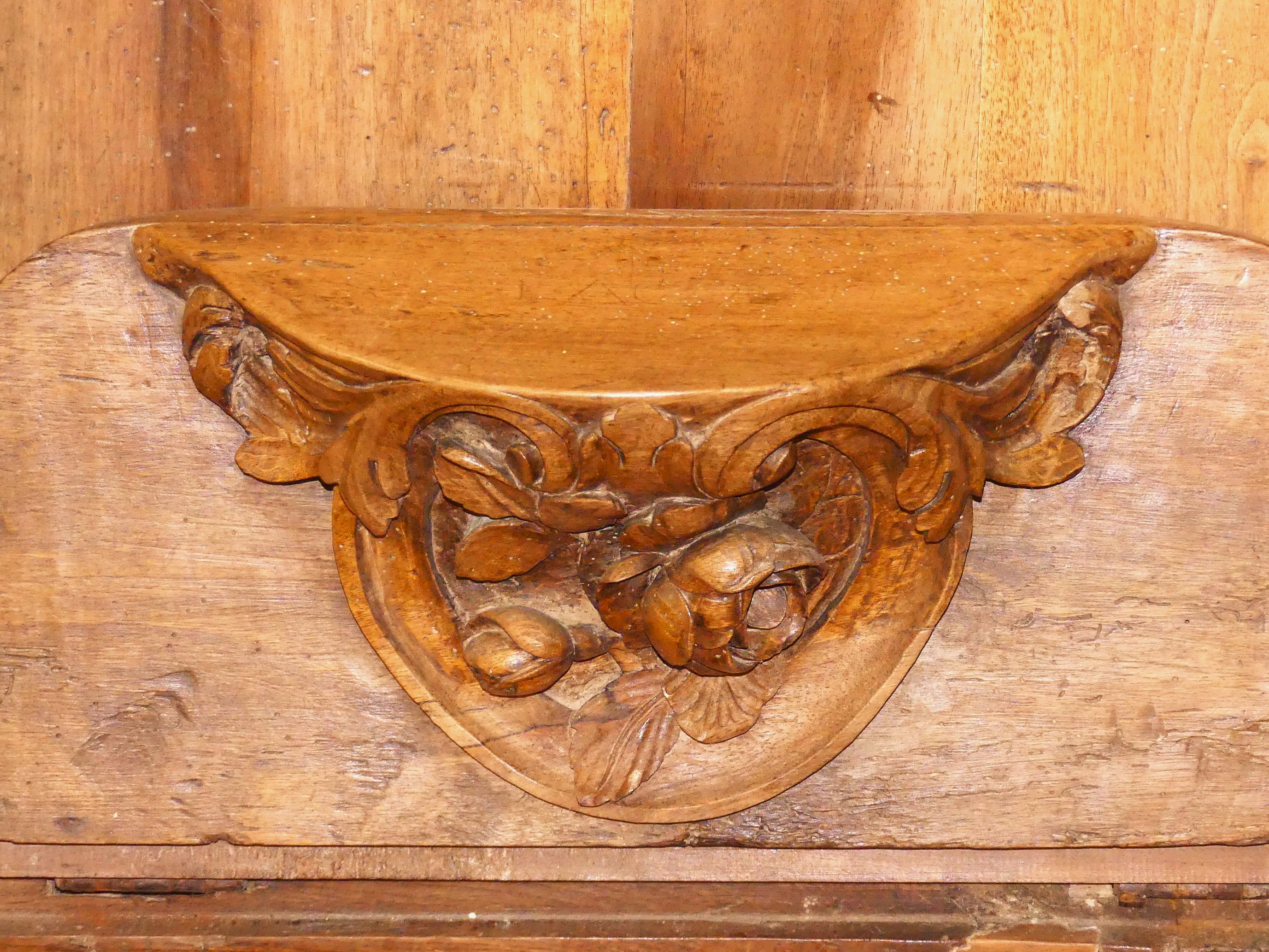
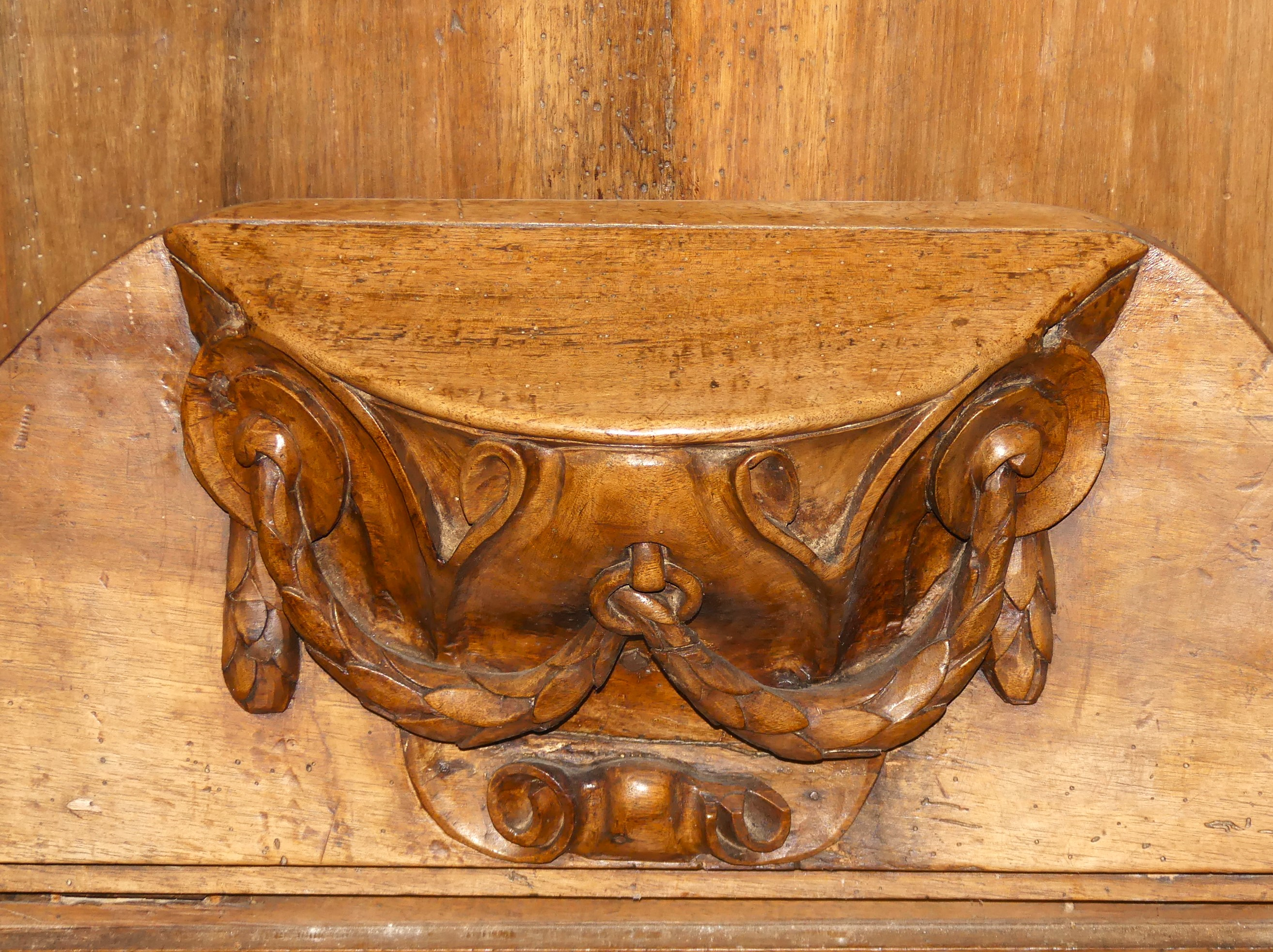
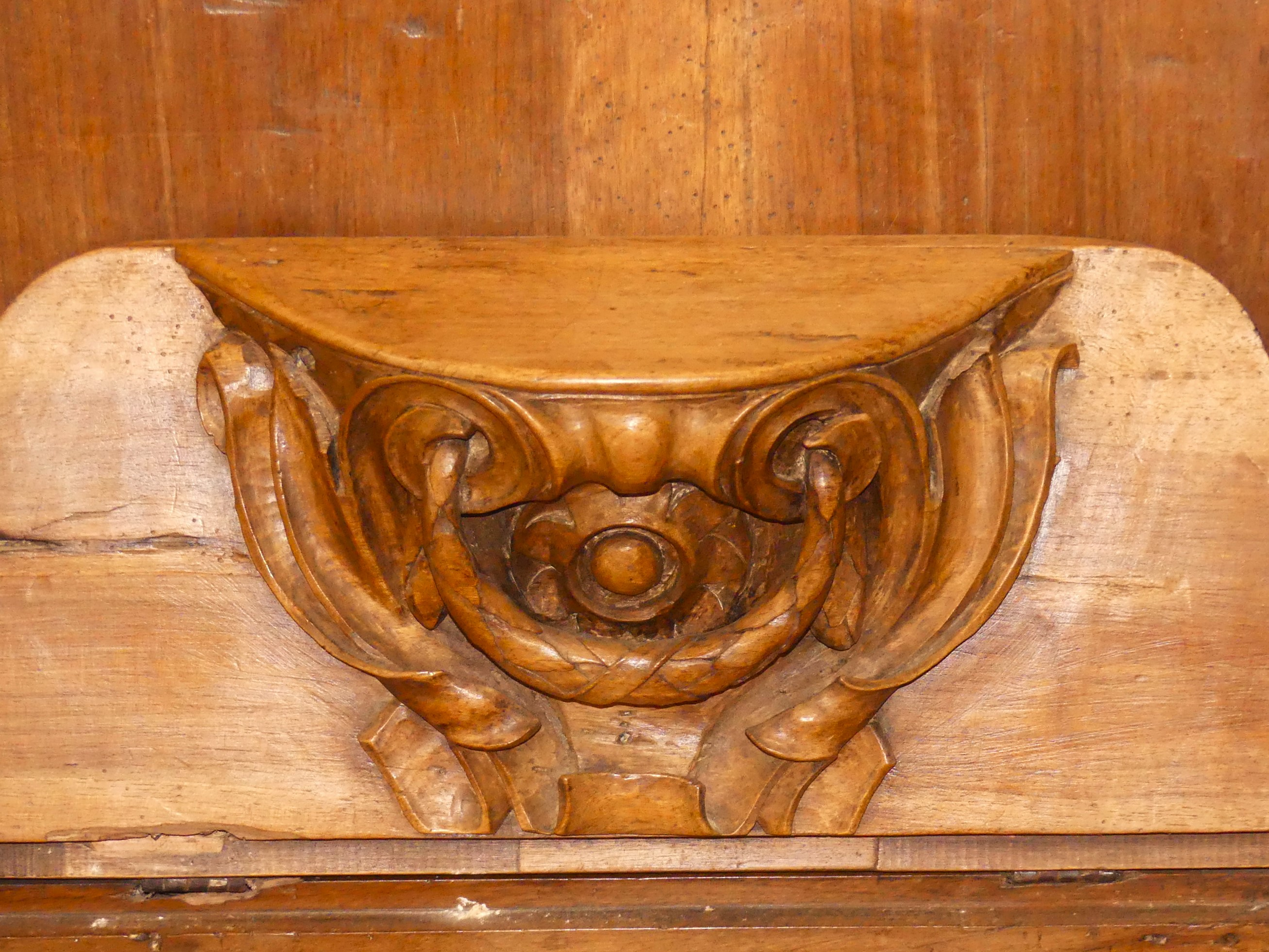
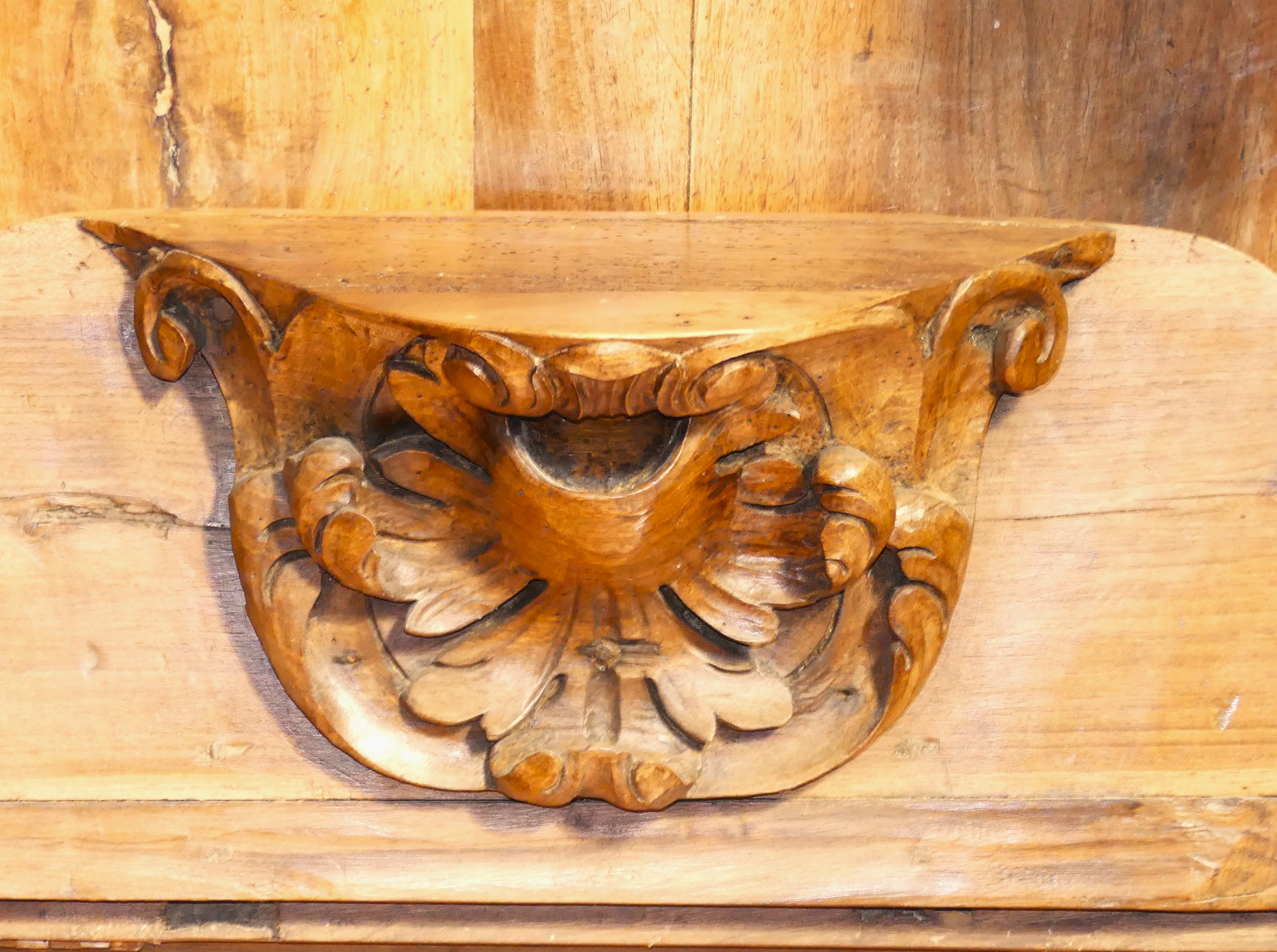
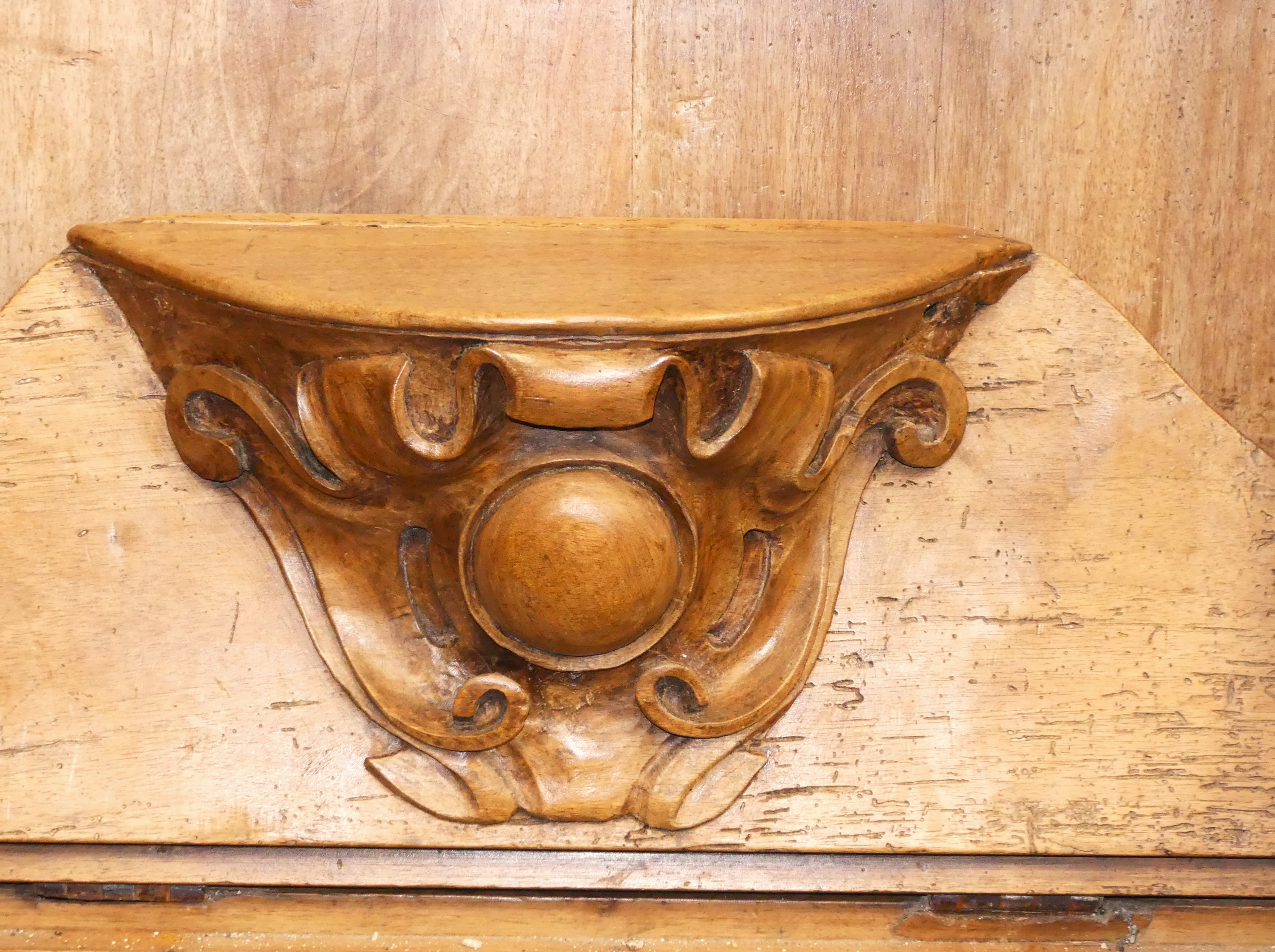

- Monpazier église Saint-Dominique (35) : masques grotesques, fleurs de lys, feuillages et roses.
- Périgueux cathédrale Saint-Front : visages sur fond de végétaux.
- Saint-Astier têtes diverses : anges, lions, etc.
- Saint-Avit-Senieur église abbatiale : ensemble de cinq stalles peintes aux miséricordes de forme géométrique.
- Sarlat-la-Canéda église Saint-Sauveur-et-Saint-Sacerdos : visages d'hommes et de femmes sur fond de feuillages stylisés, masques fantastiques ornés de drapés et de rinceaux [1], têtes de lions.

Église Saint-Sauveur-et-Saint-Sacerdos de Sarlat
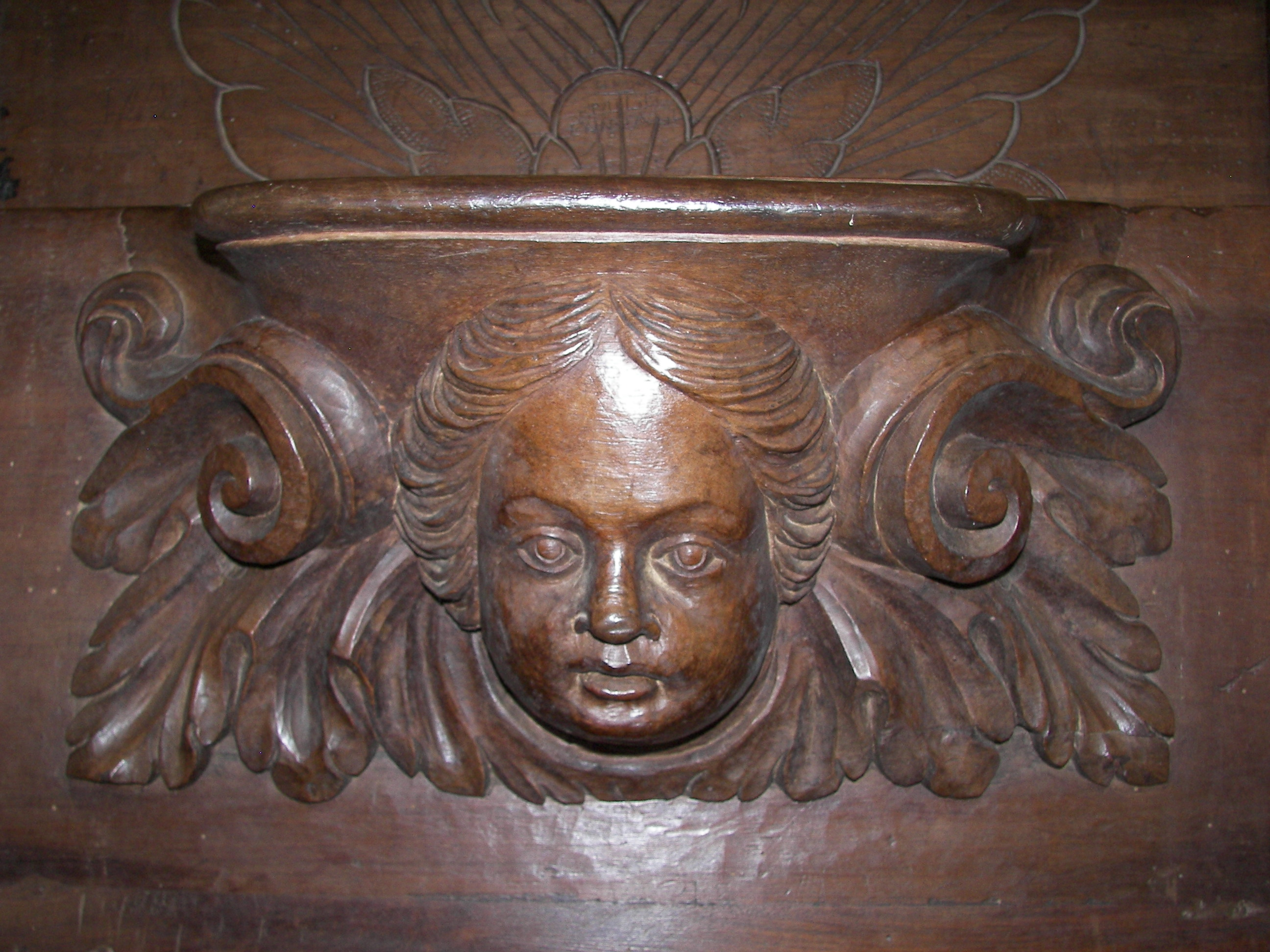
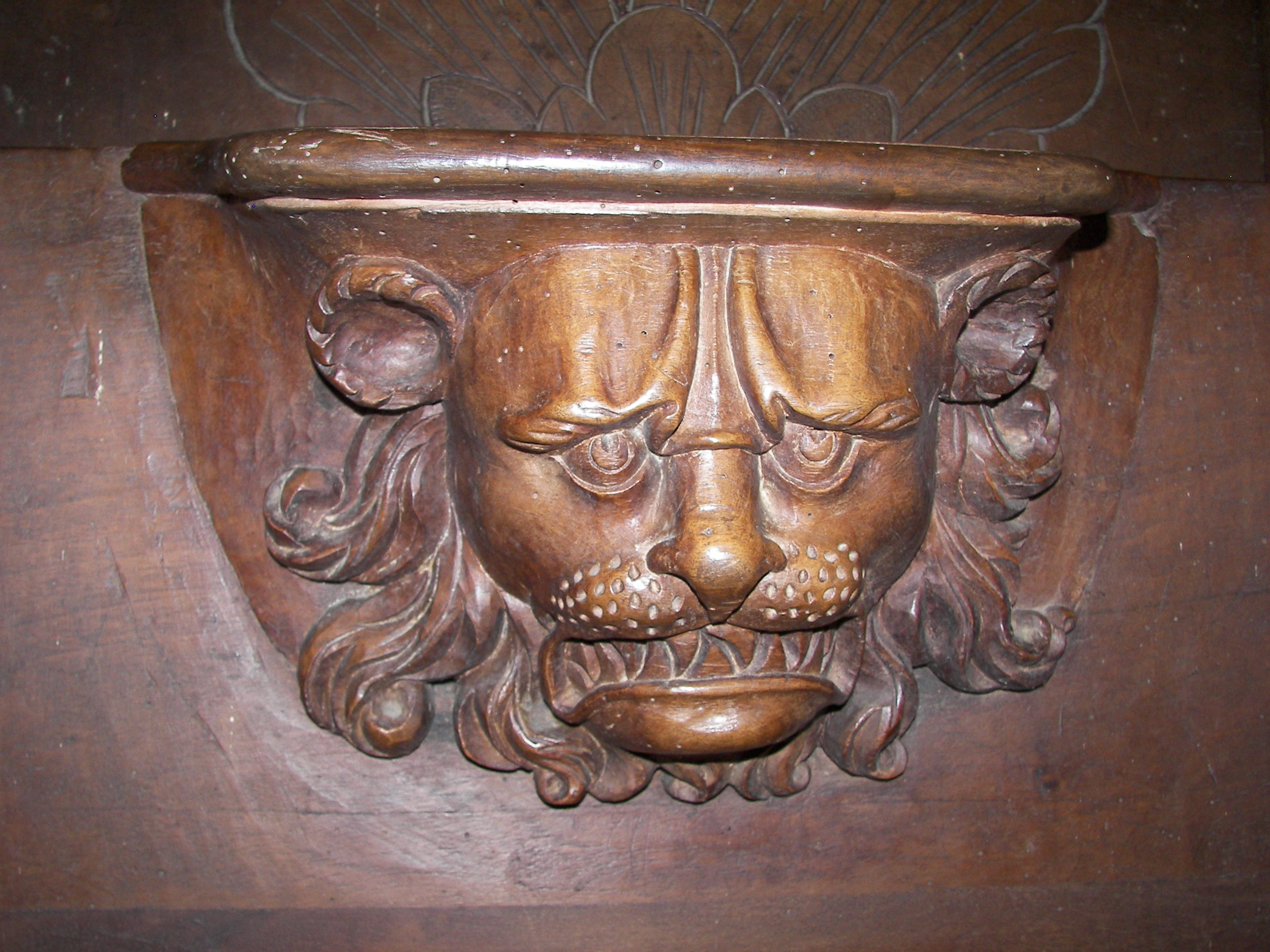
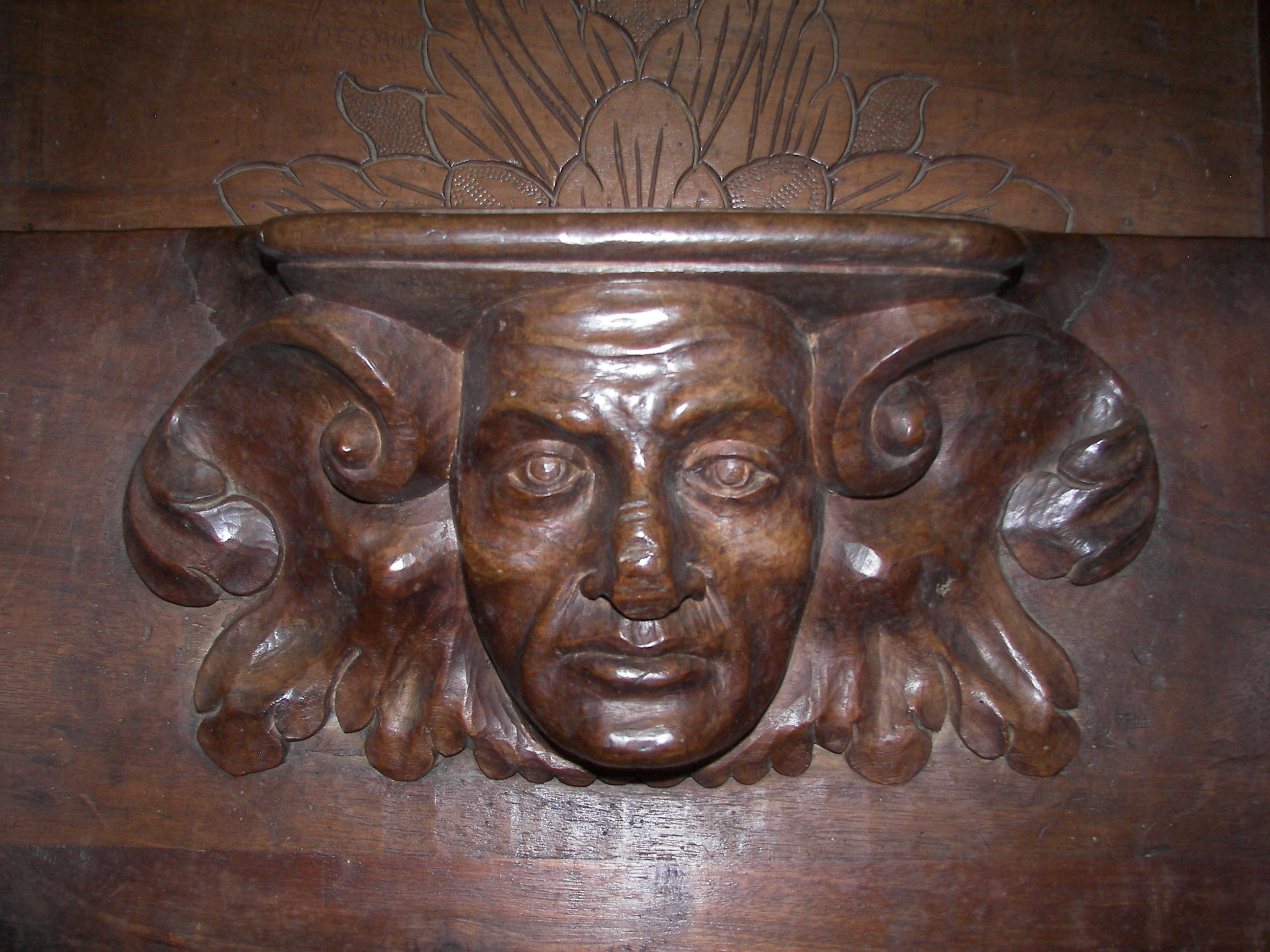
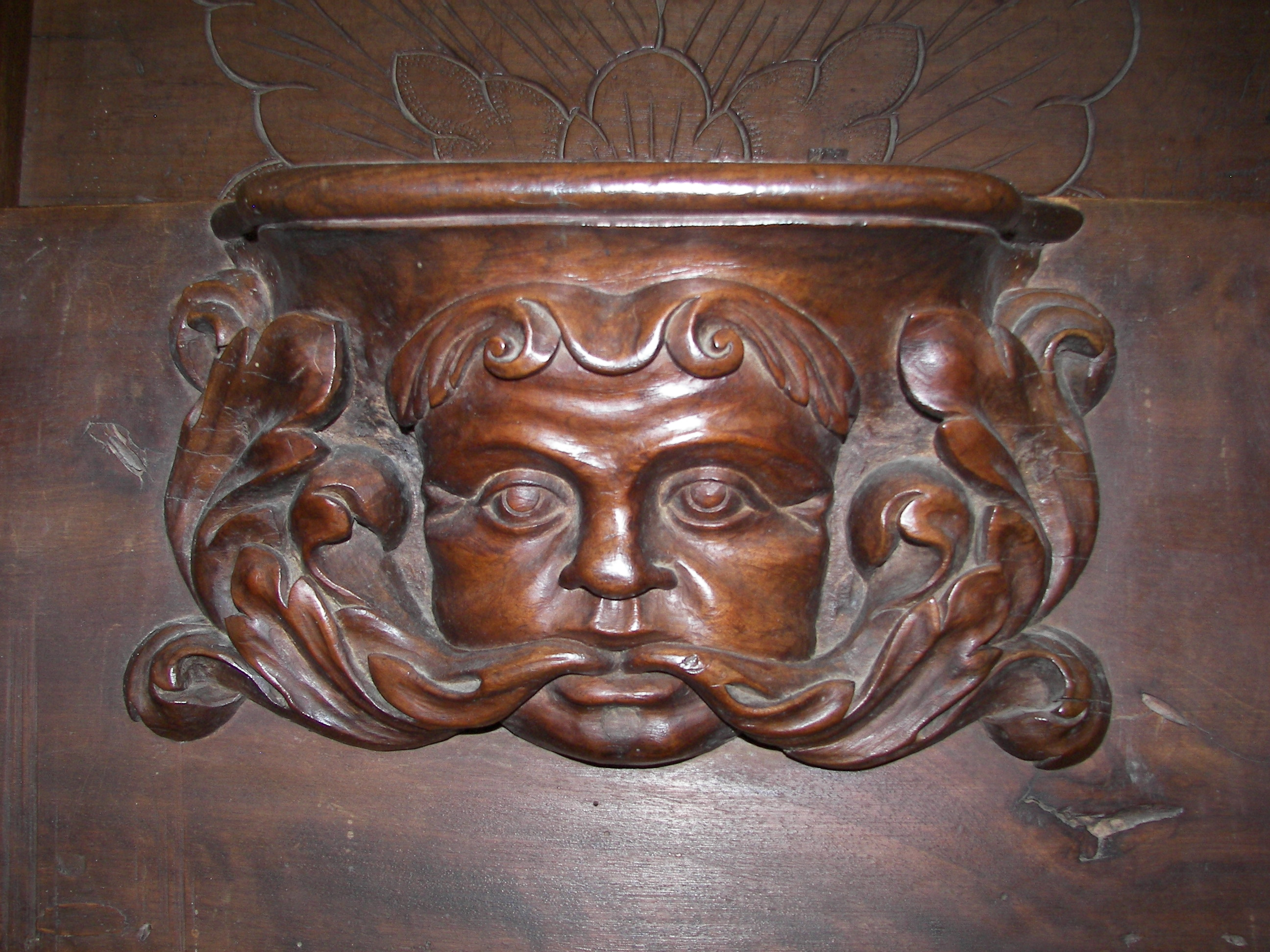
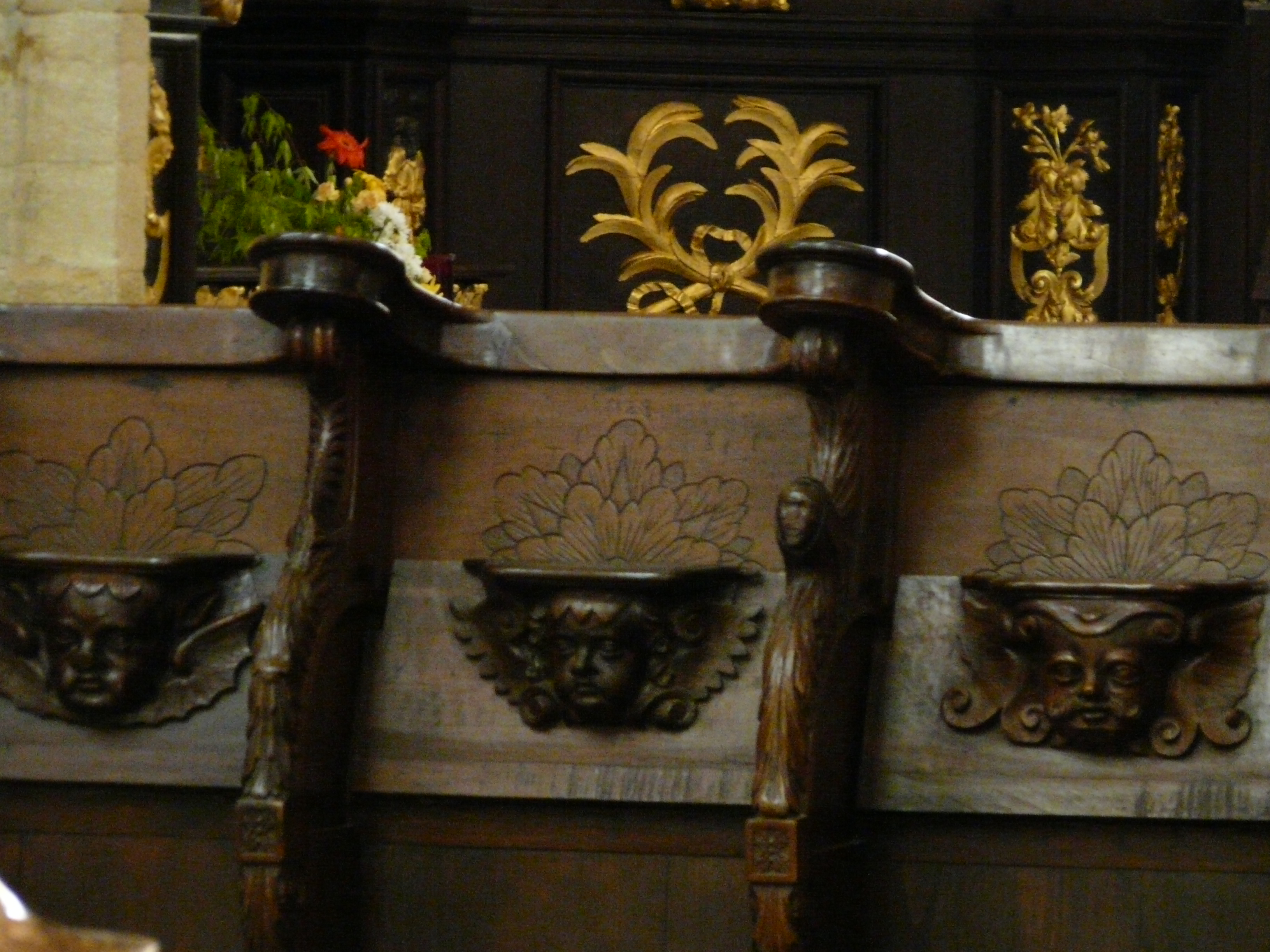
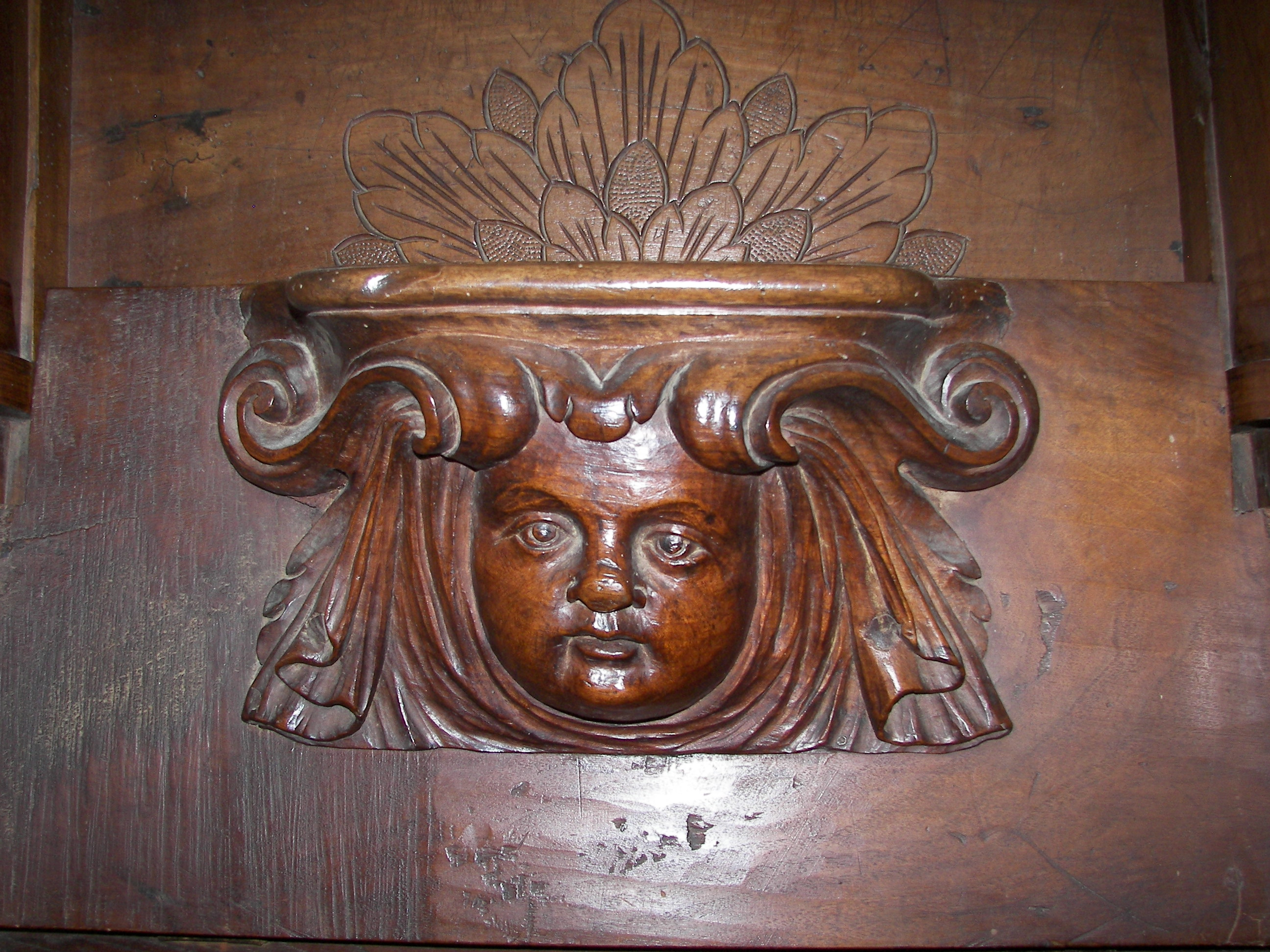
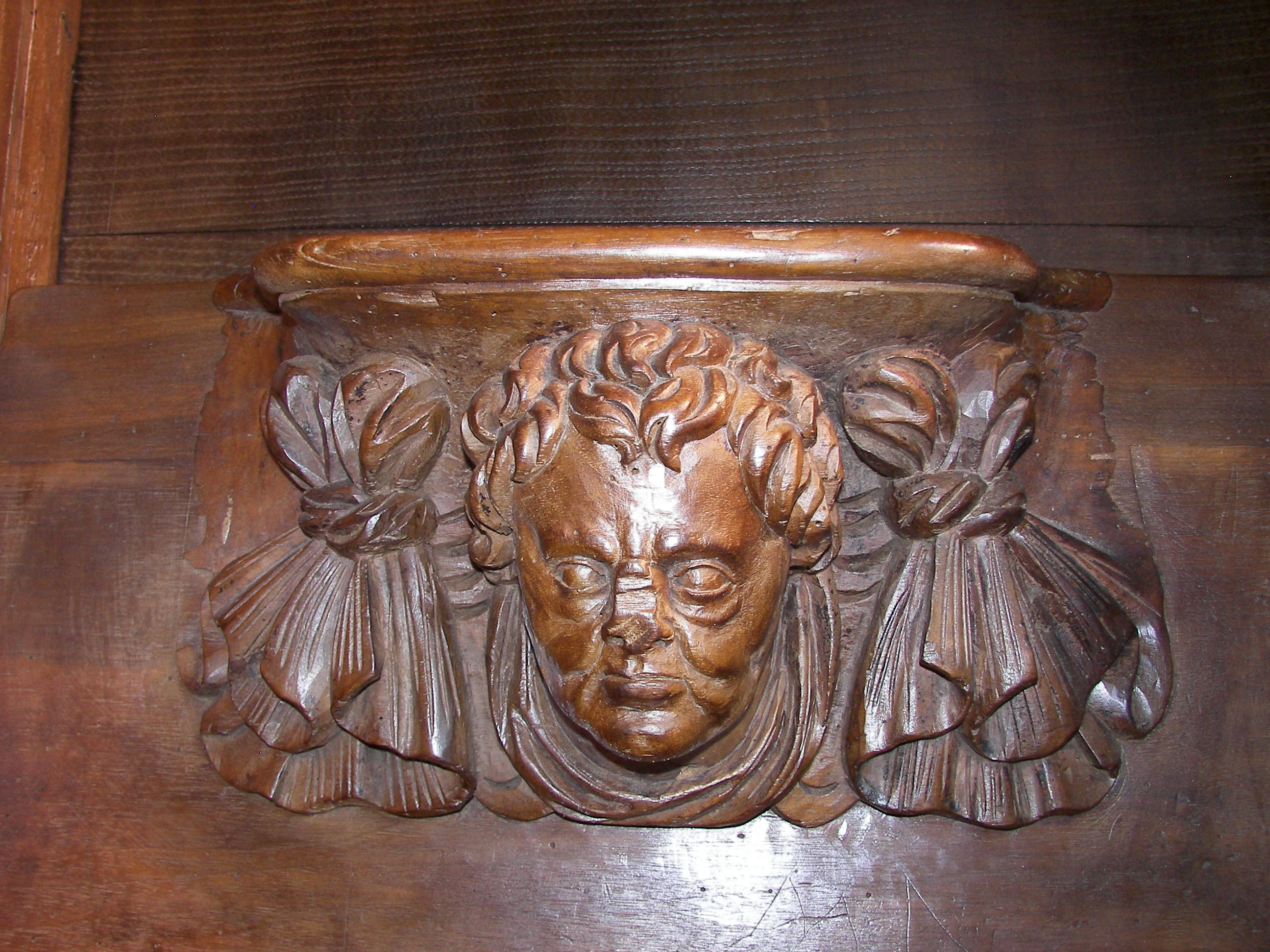
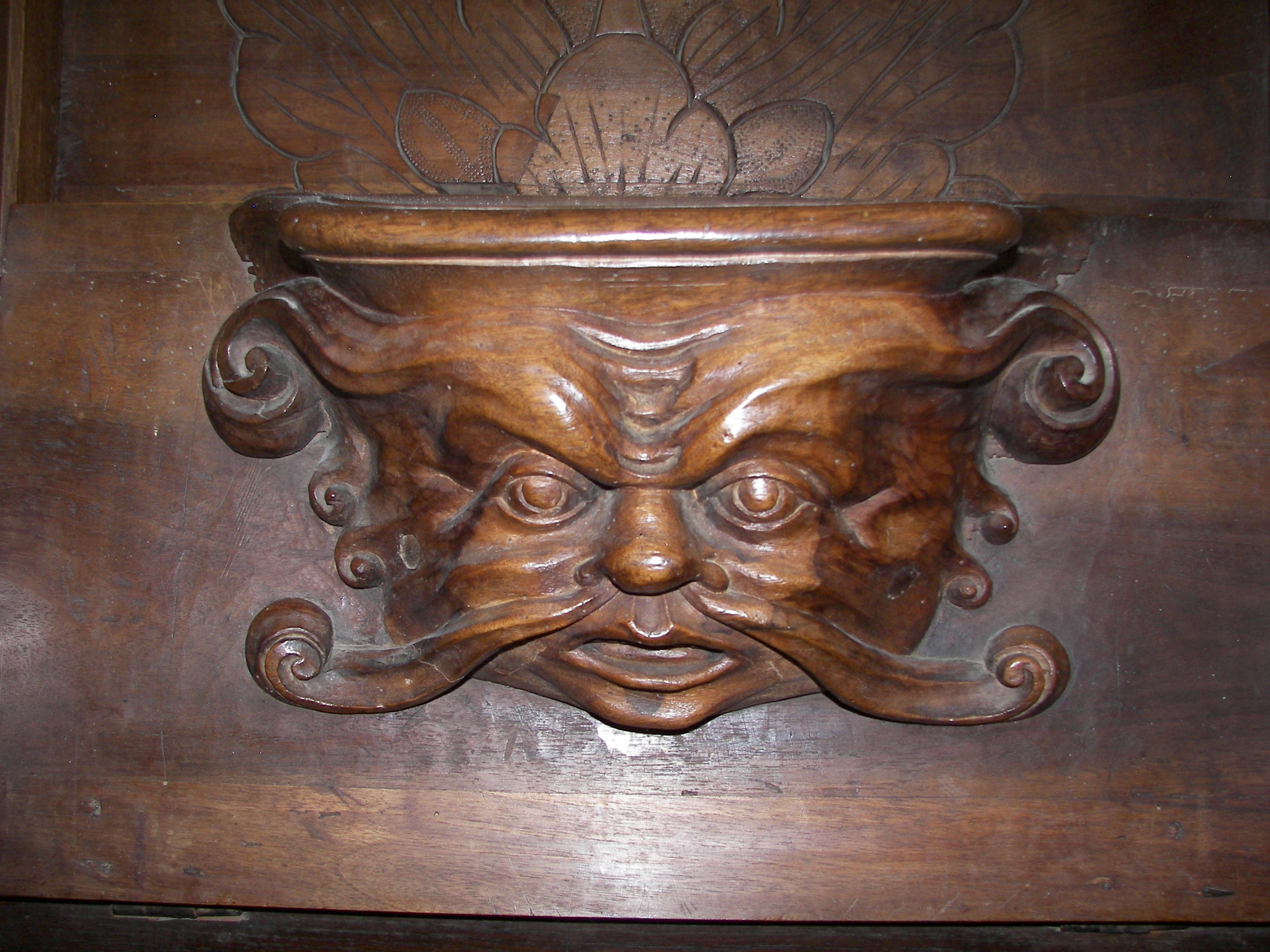
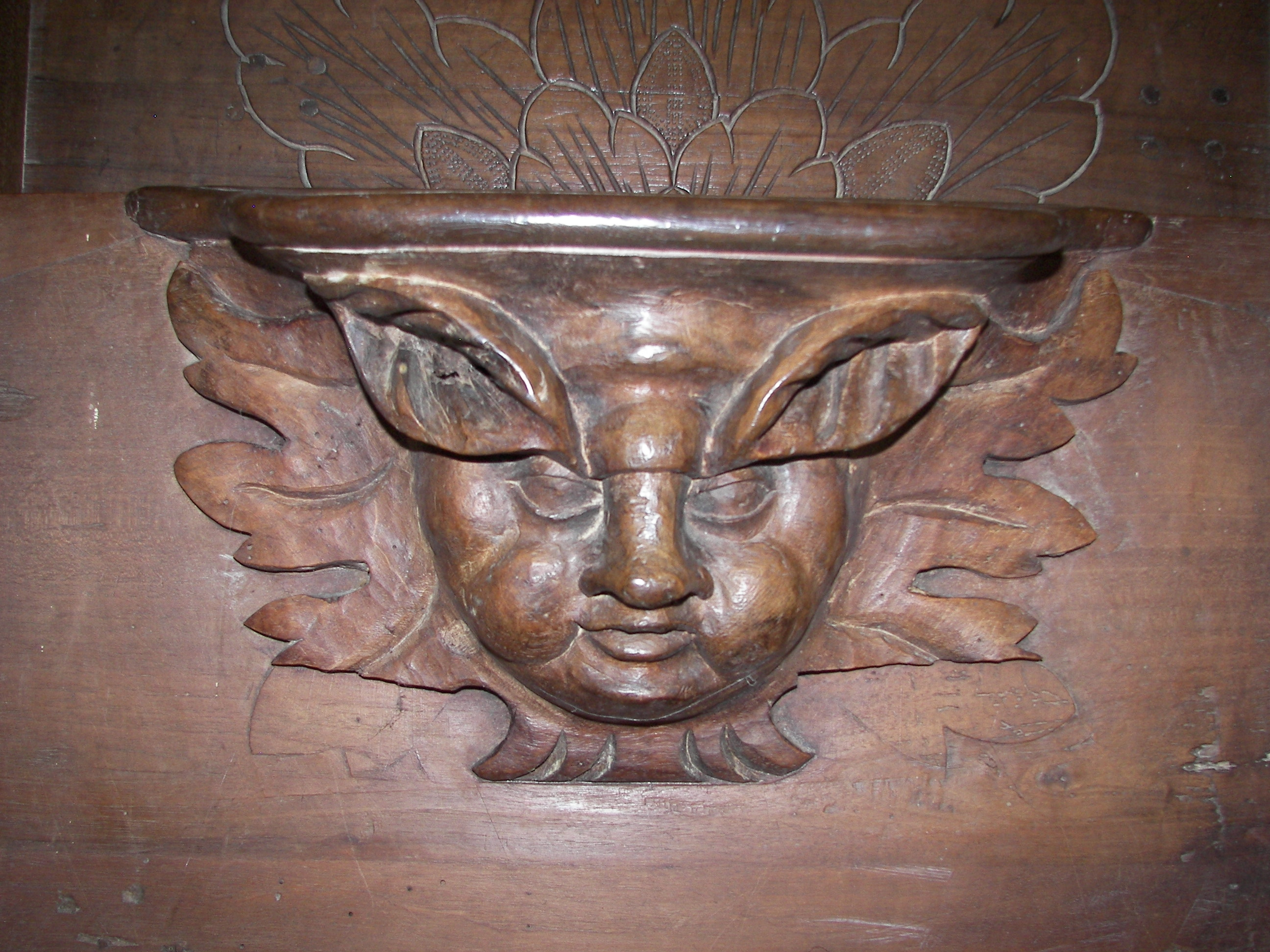
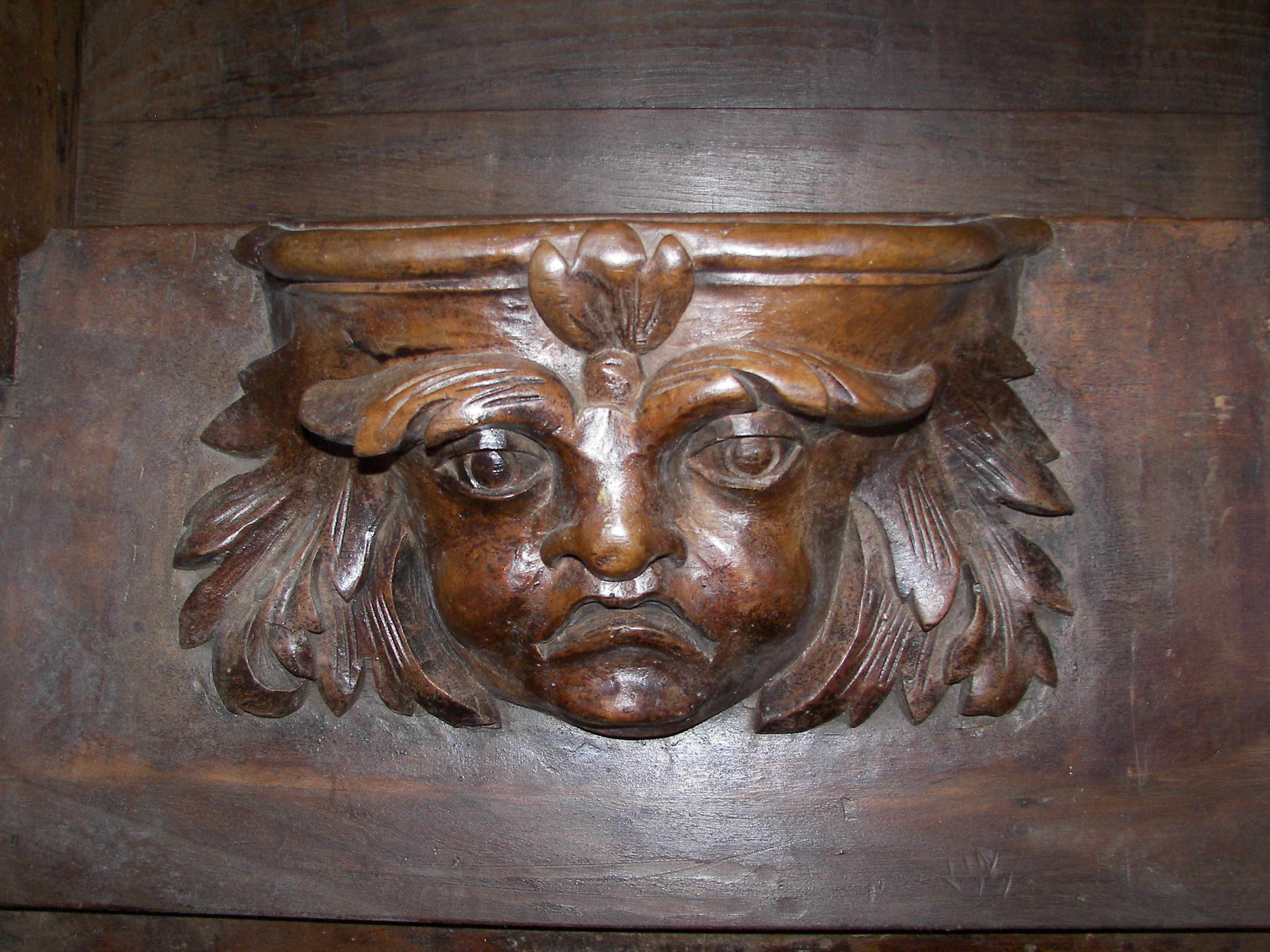

### Doubs25
- Montbenoît abbaye (25) : voir illustrations ci-dessous

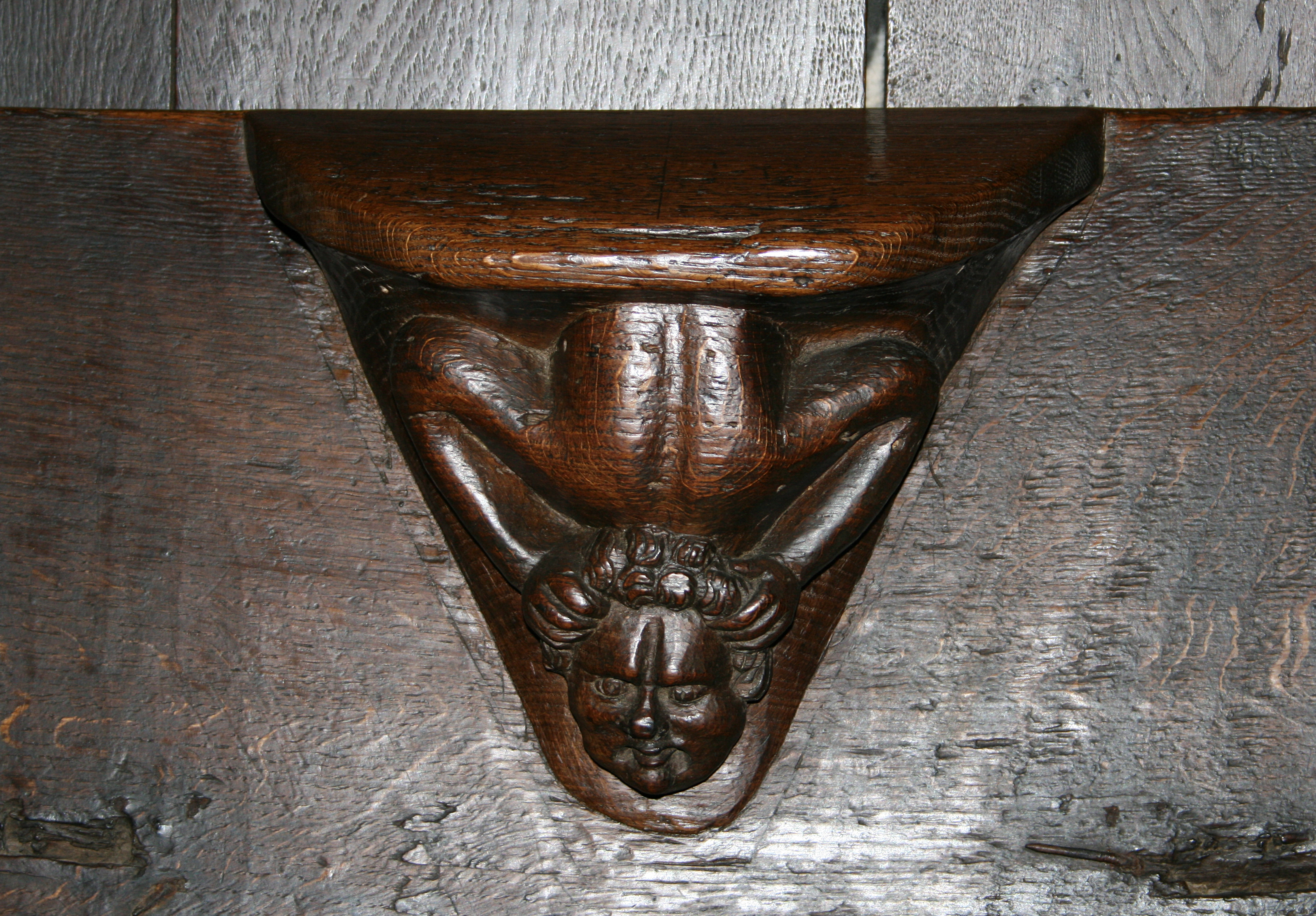
Acrobate prenant ses cheveux.
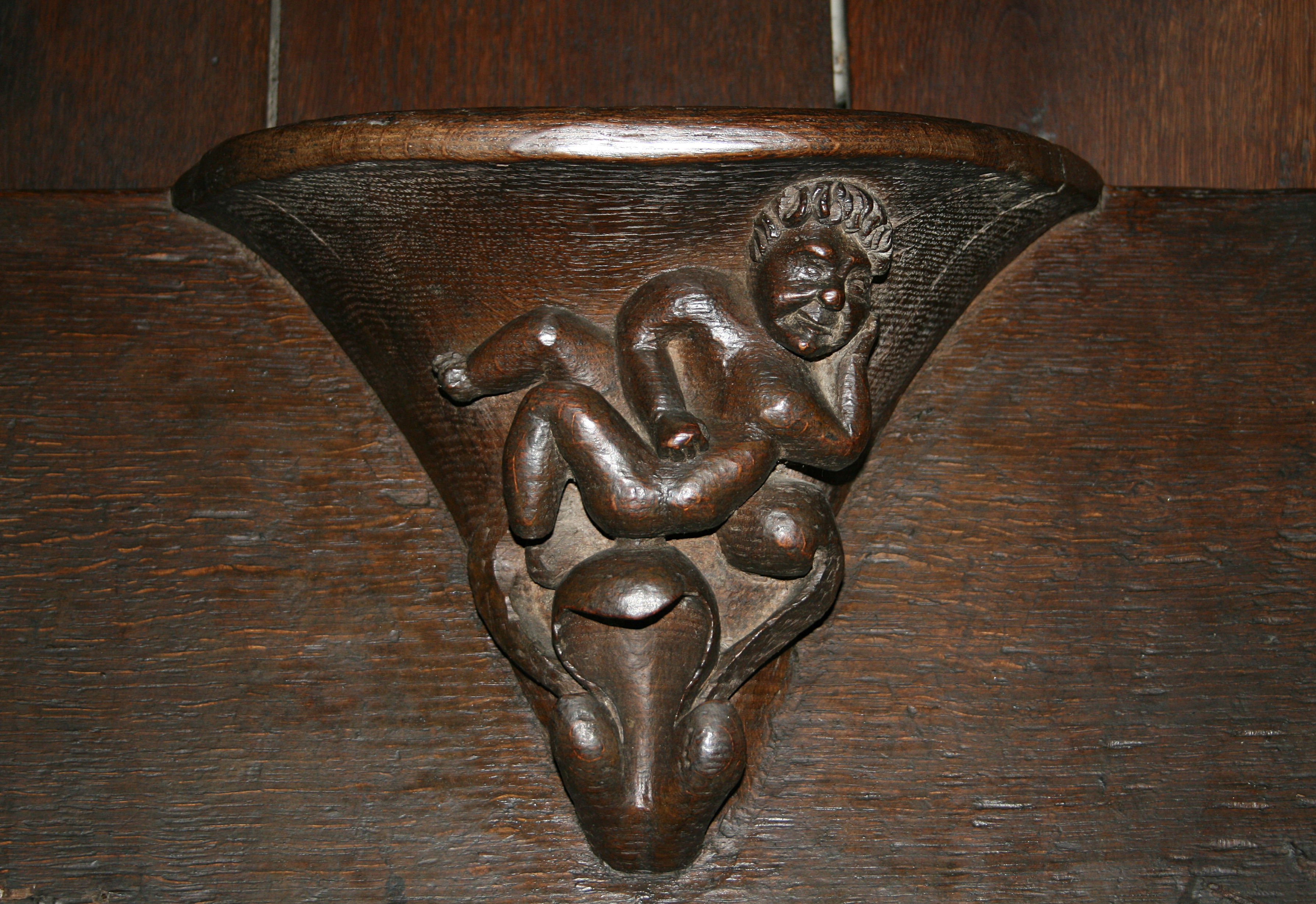
Enfant au repos.
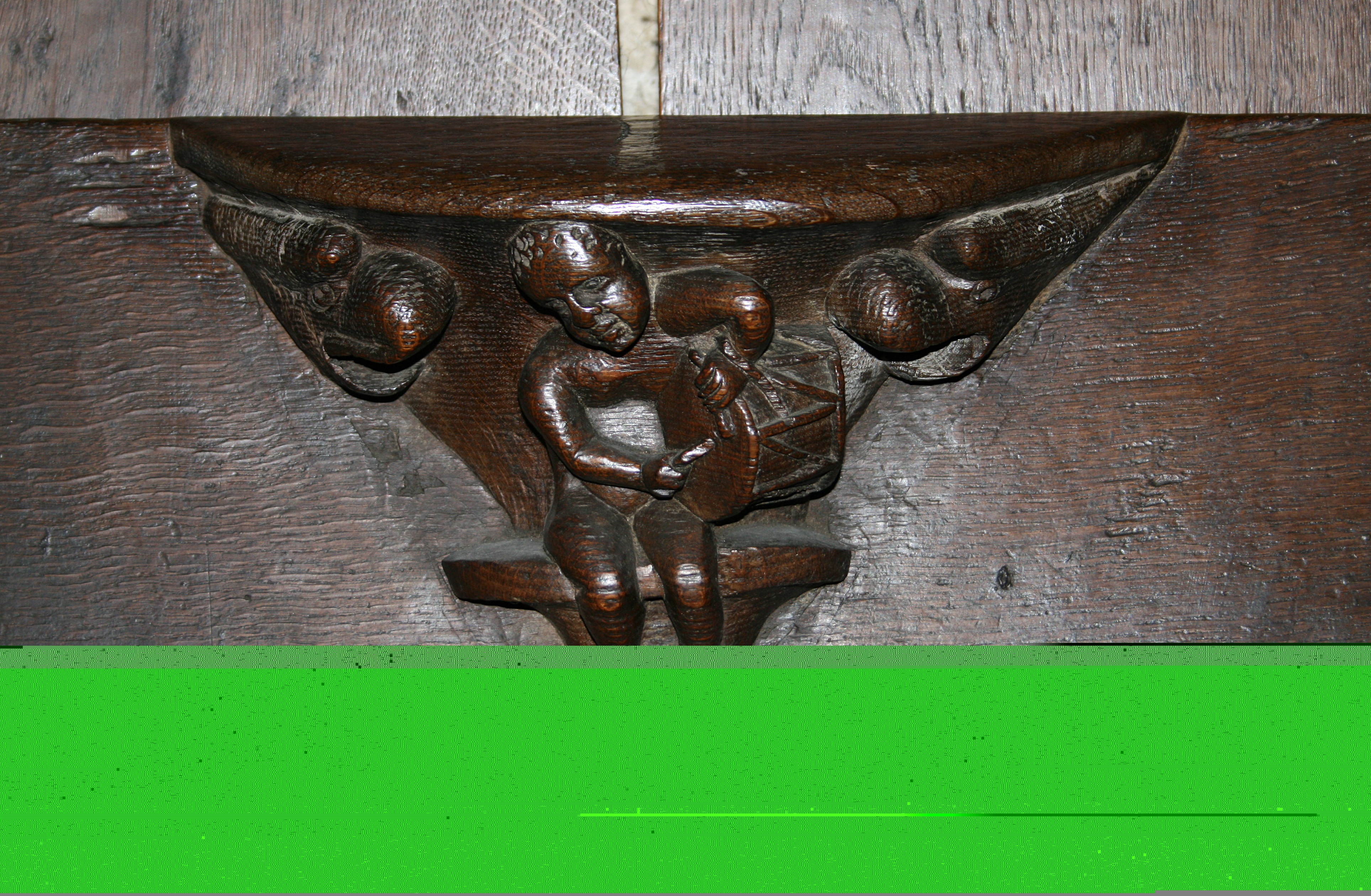
Enfant au tambour.
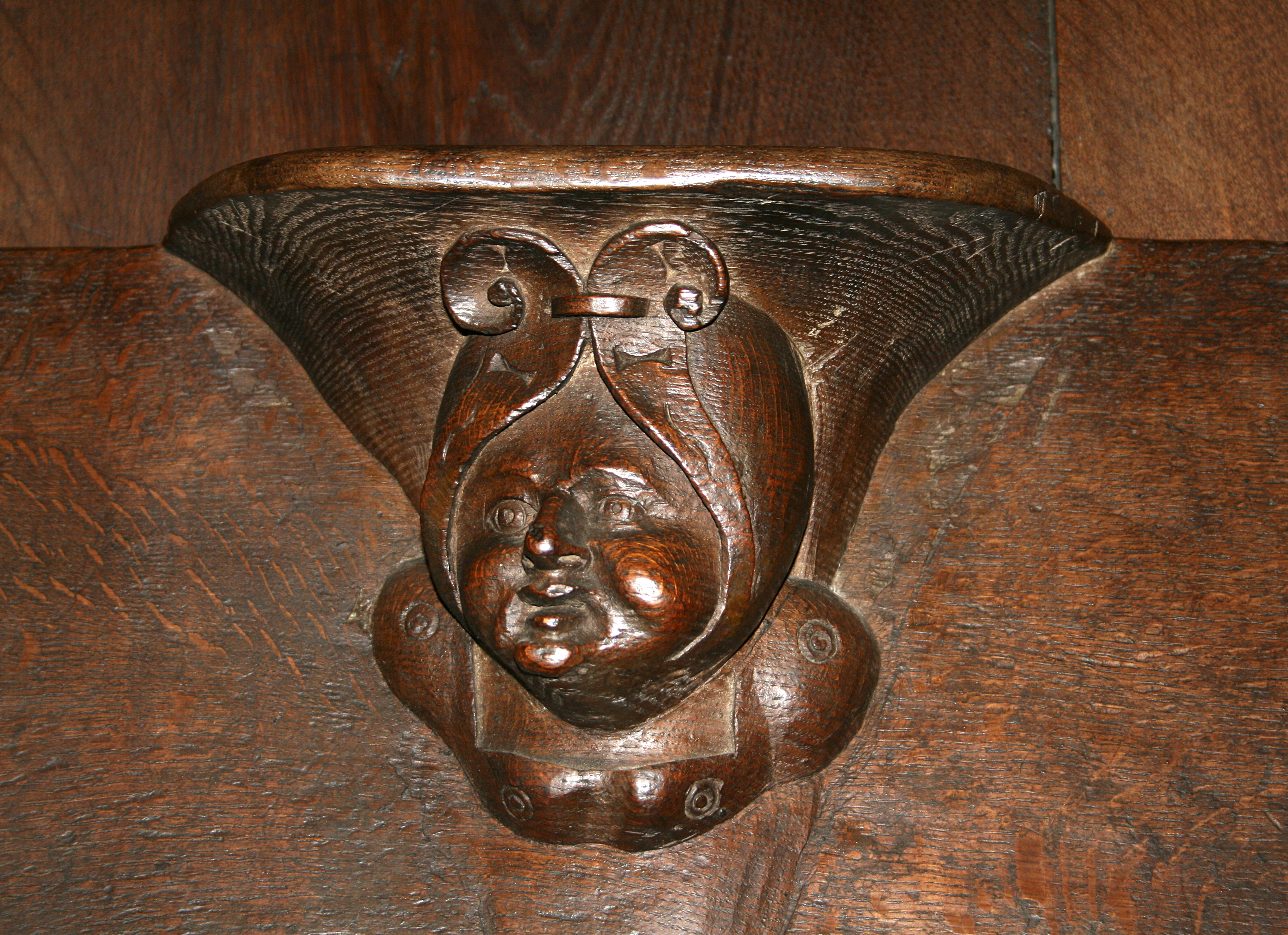
Femme au Hennin.
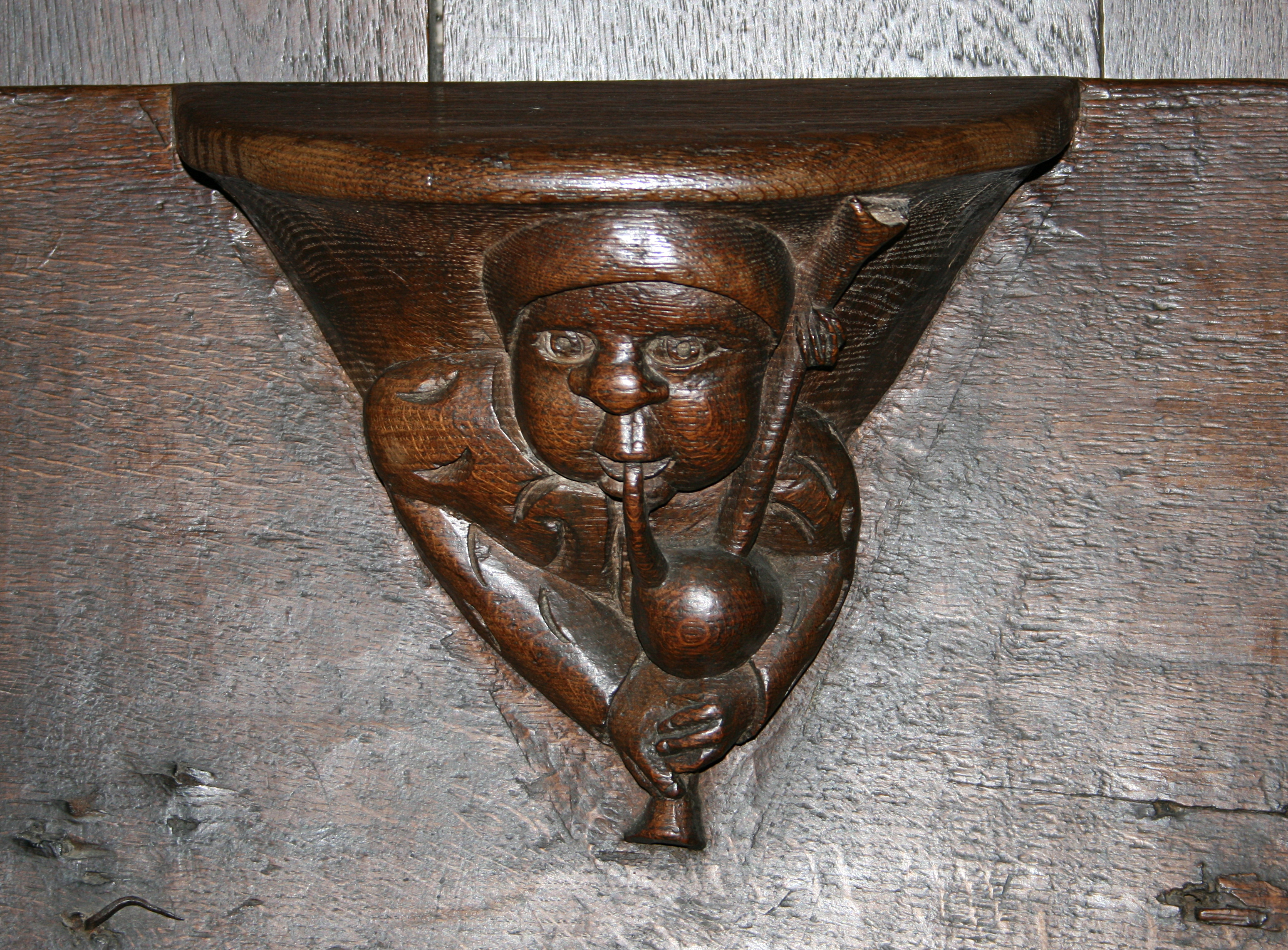
Joueur de cornemuse.
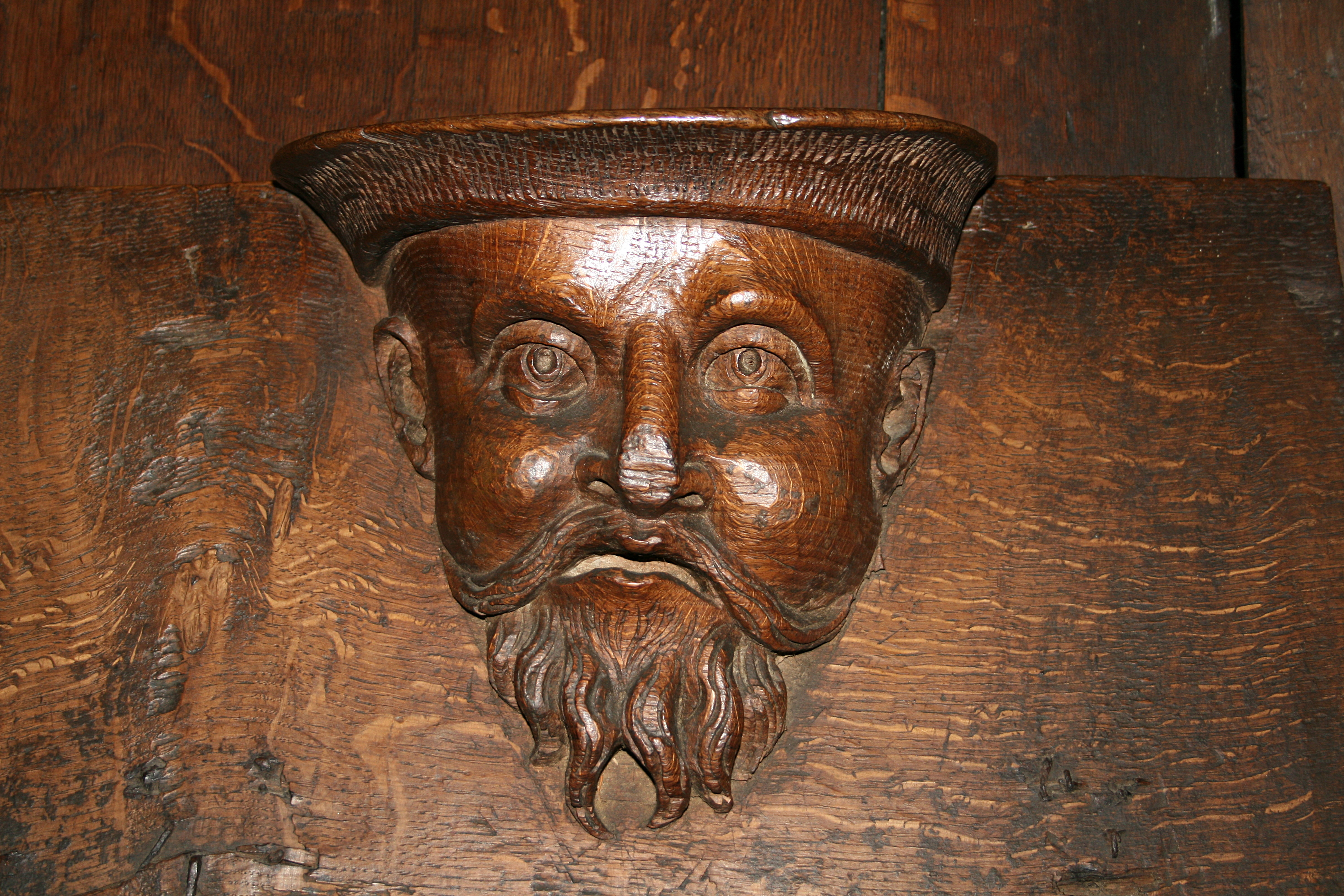
Barbu.
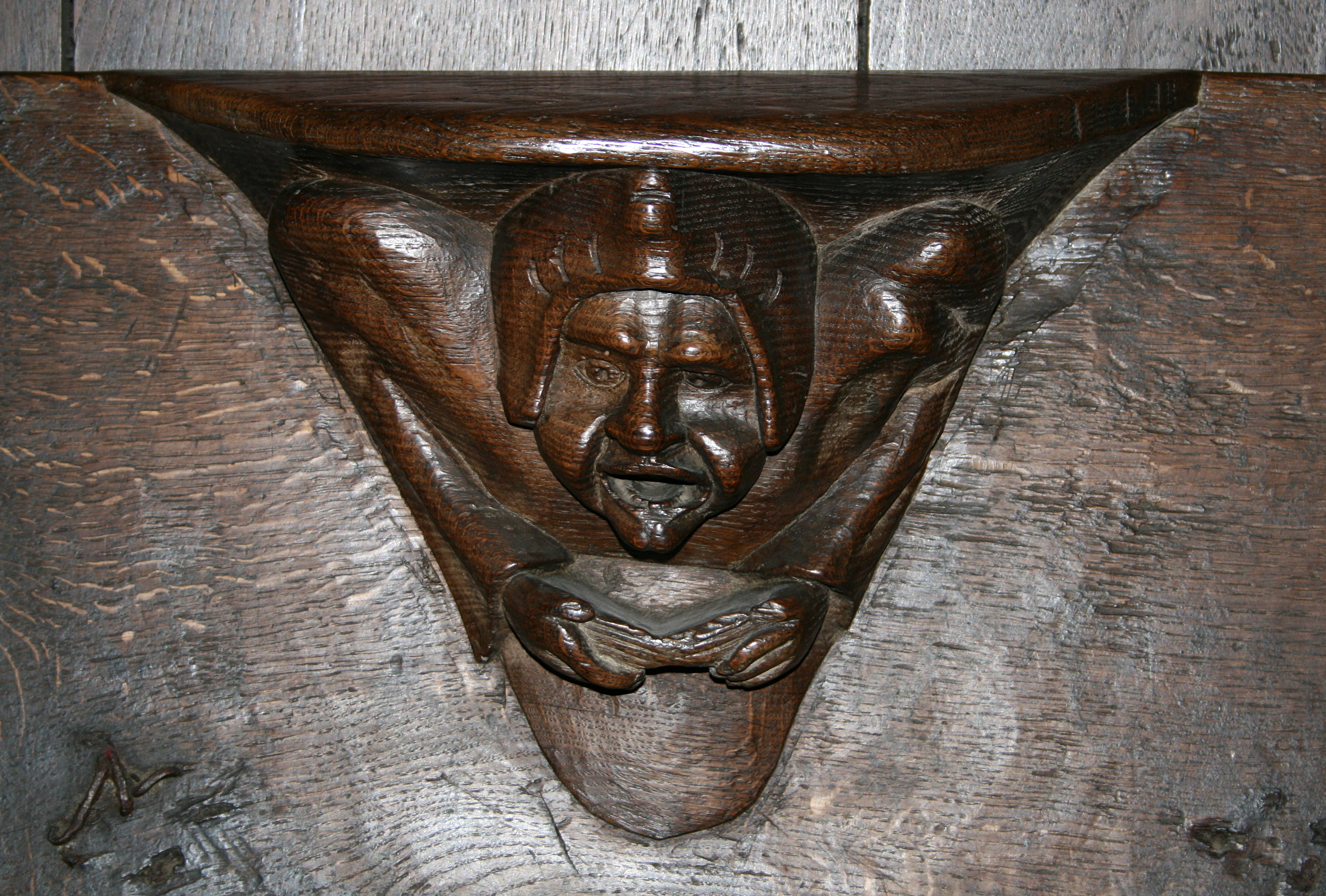
Lecteur.
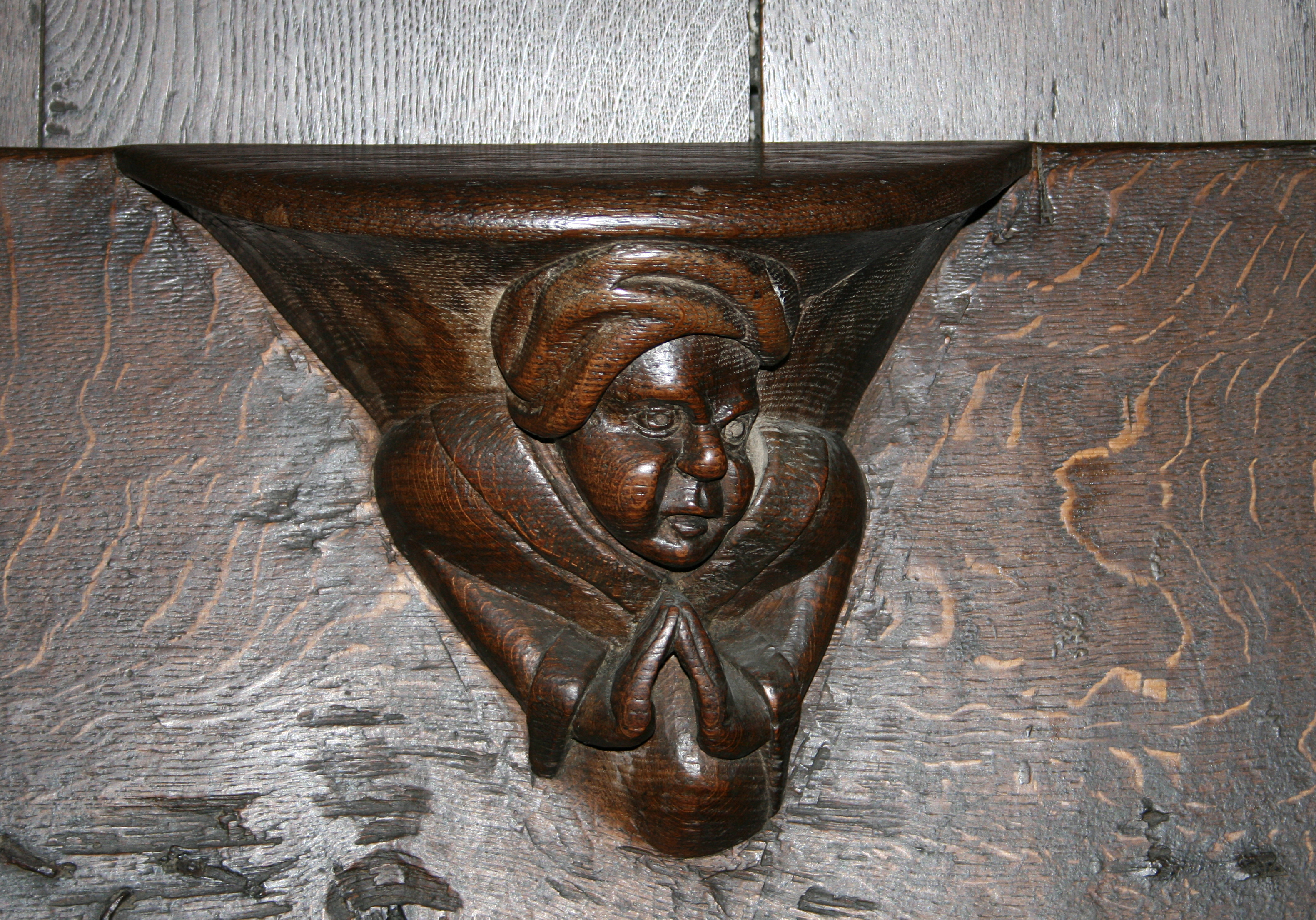
Prieur.

- Morteau église Notre-Dame-de-l'Assomption : ensemble orné de feuilles d'acanthes et deux portant gravé "1756 et IOSEPH IOBIN"
- Mouthe église Notre-Dame-de-l'Assomption (20) : à simples motifs géométriques.
- Saint-Hippolyte collégiale (21 stalles + 8 miséricordes).

### Drôme26
- Montélimar église Sainte-Croix (16) : têtes d'animaux monstrueux et feuillages stylisés.

## E

### Essonne91
- Corbeil-Essonnes, cathédrale Saint-Spire.
- Gif-sur-Yvette, église Saint-Rémi.
- Milly-la-Forêt, église Notre-Dame-de-l'Assomption (18) : feuillages, centaures et animaux fantastiques, Samson terrassant le lion, faces grimaçantes, chauve-souris et scènes de chasse.

Sélection de vues des miséricordes de l'église Notre-Dame-de-l'Assomption de Milly-la-Forêt.
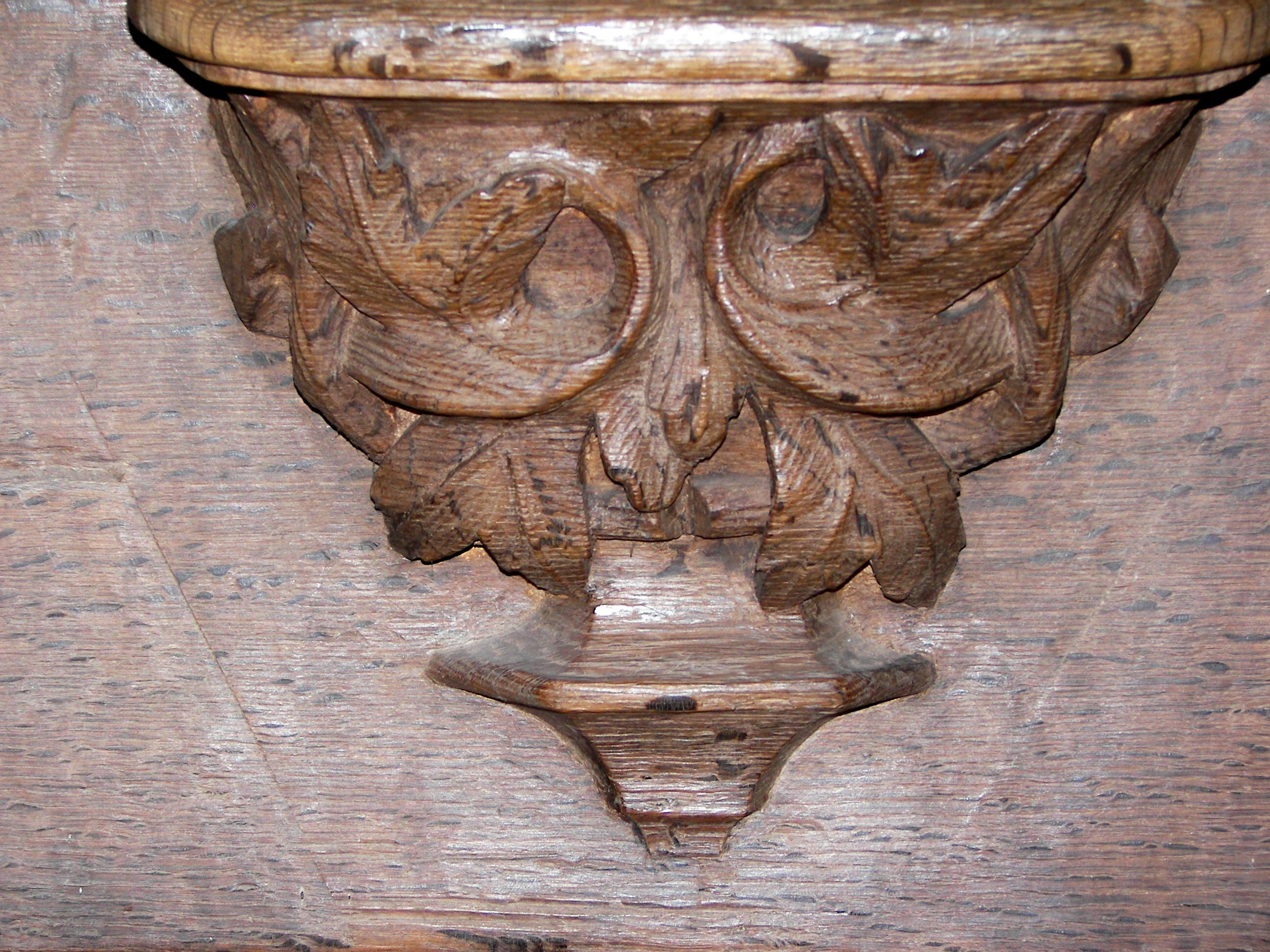
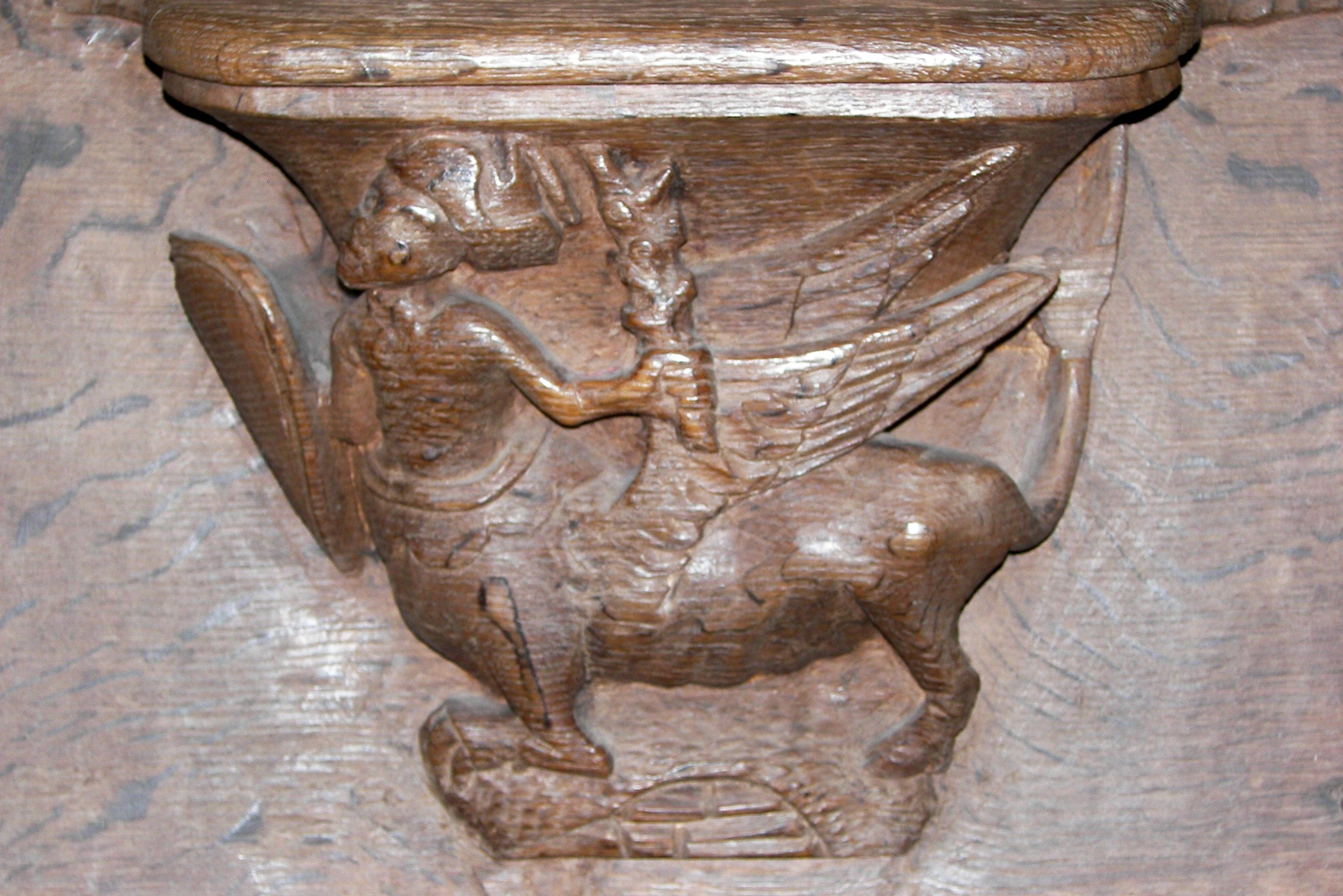
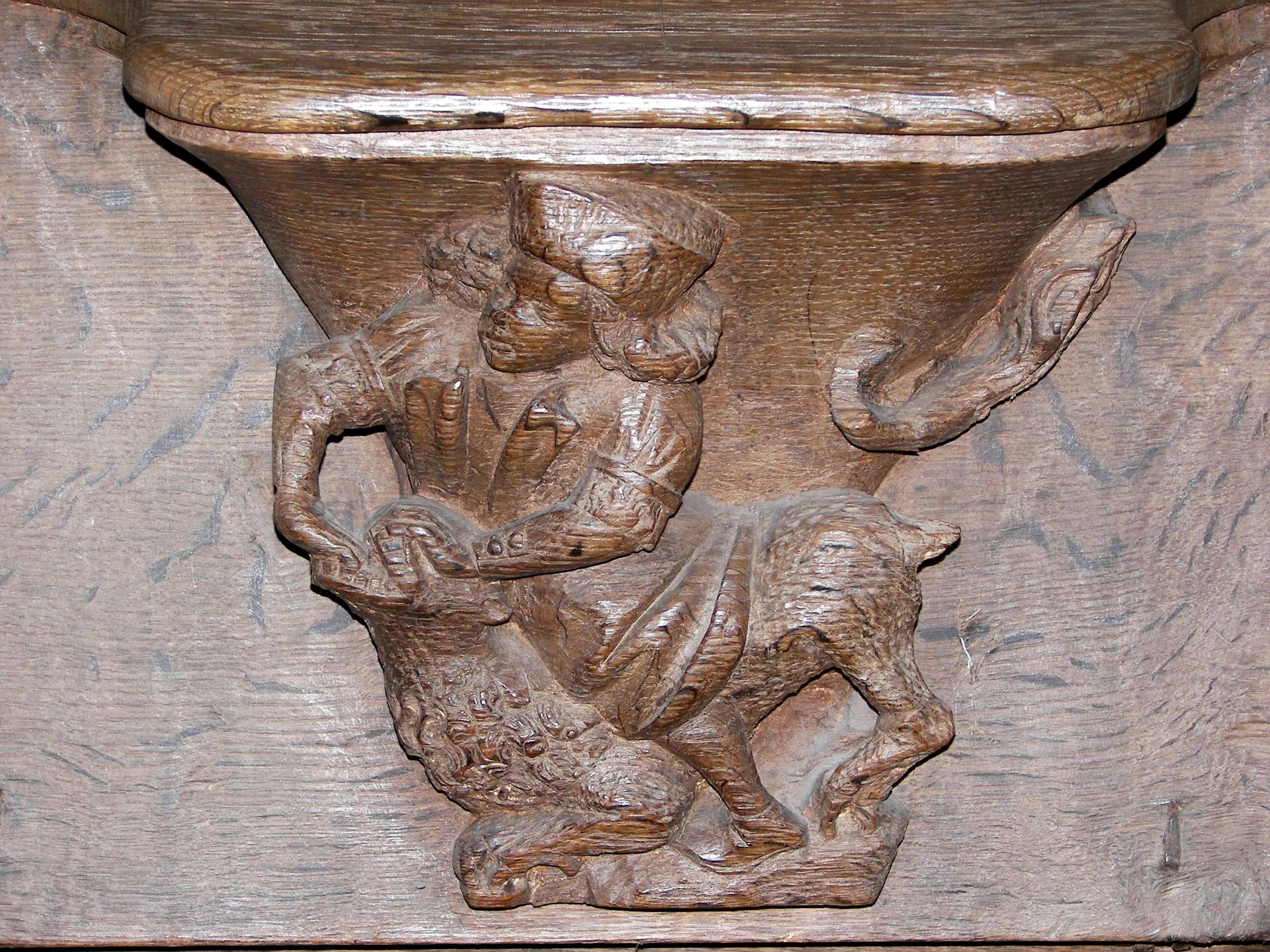
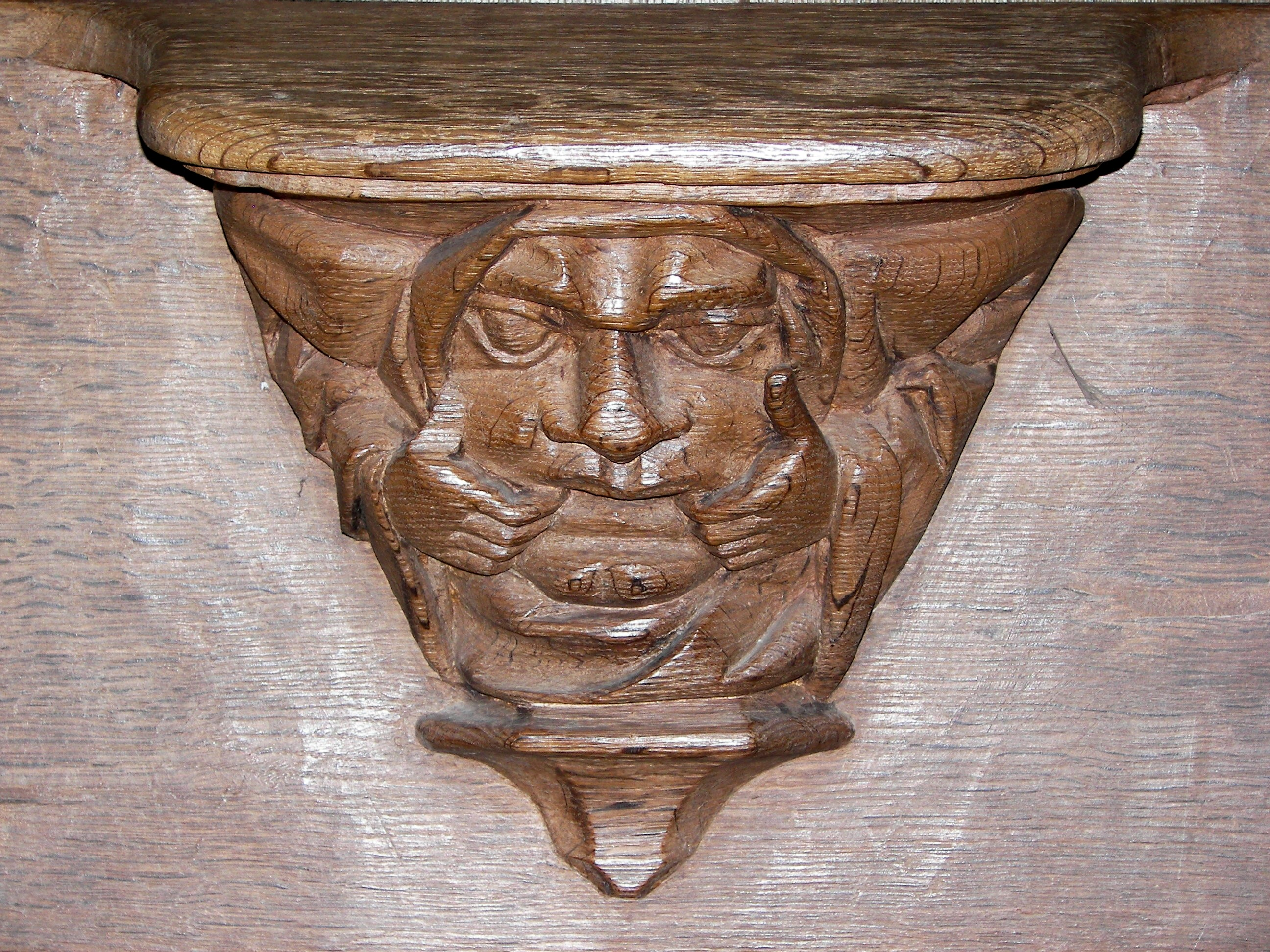
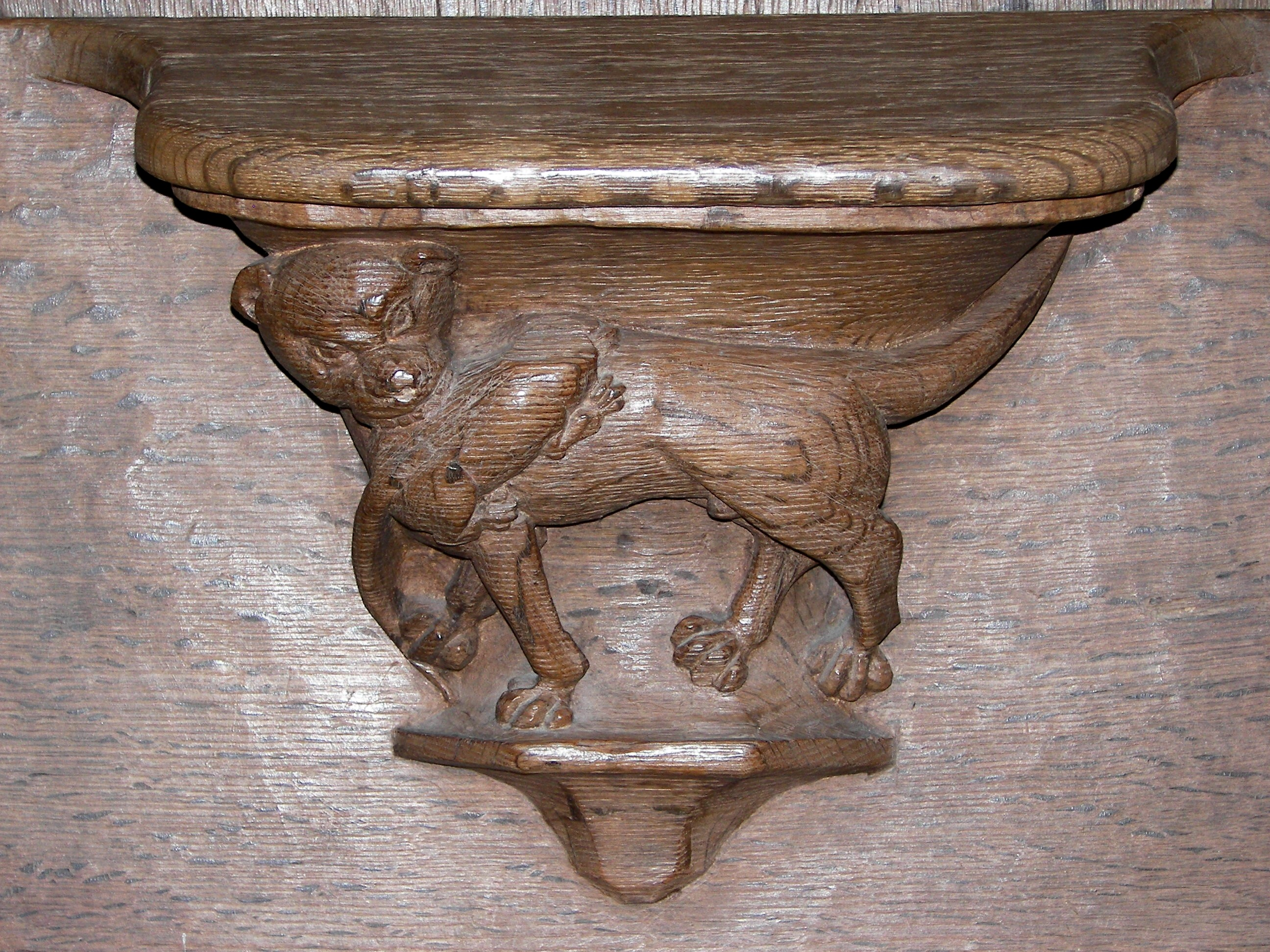
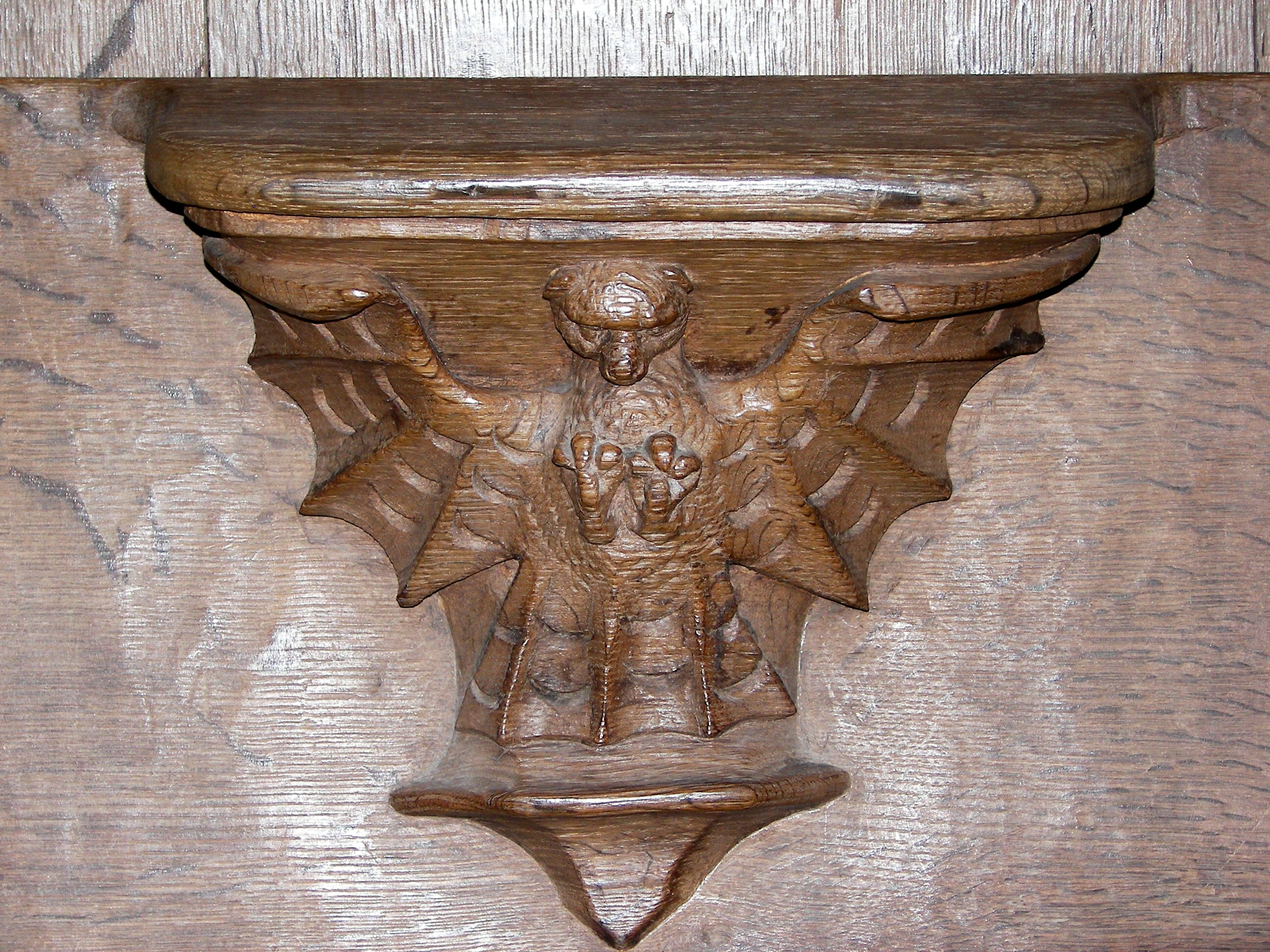

- Saint-Sulpice-de-Favières, église Saint-Sulpice : (18 du XVIe siècle + deux du XVIIIe siècle sur des sièges individuels), épisodes du Nouveau Testament : Annonciation, baptême de Jésus, la tentation du désert… Armoiries, paons mangeant des baies, motifs floraux.

Sélection de vues des miséricordes de l'église Saint-Sulpice de Saint-Sulpice-de-Favières.
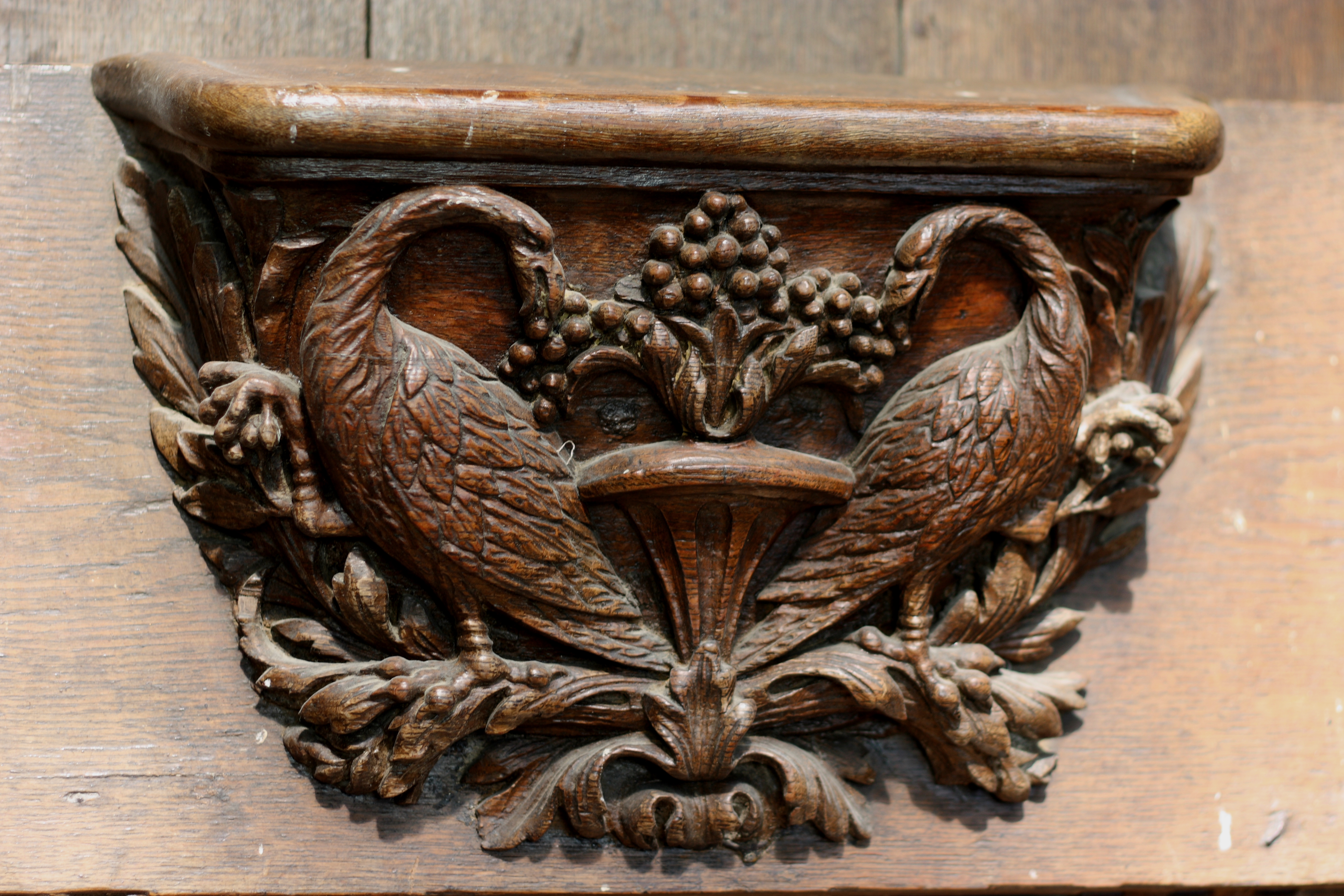
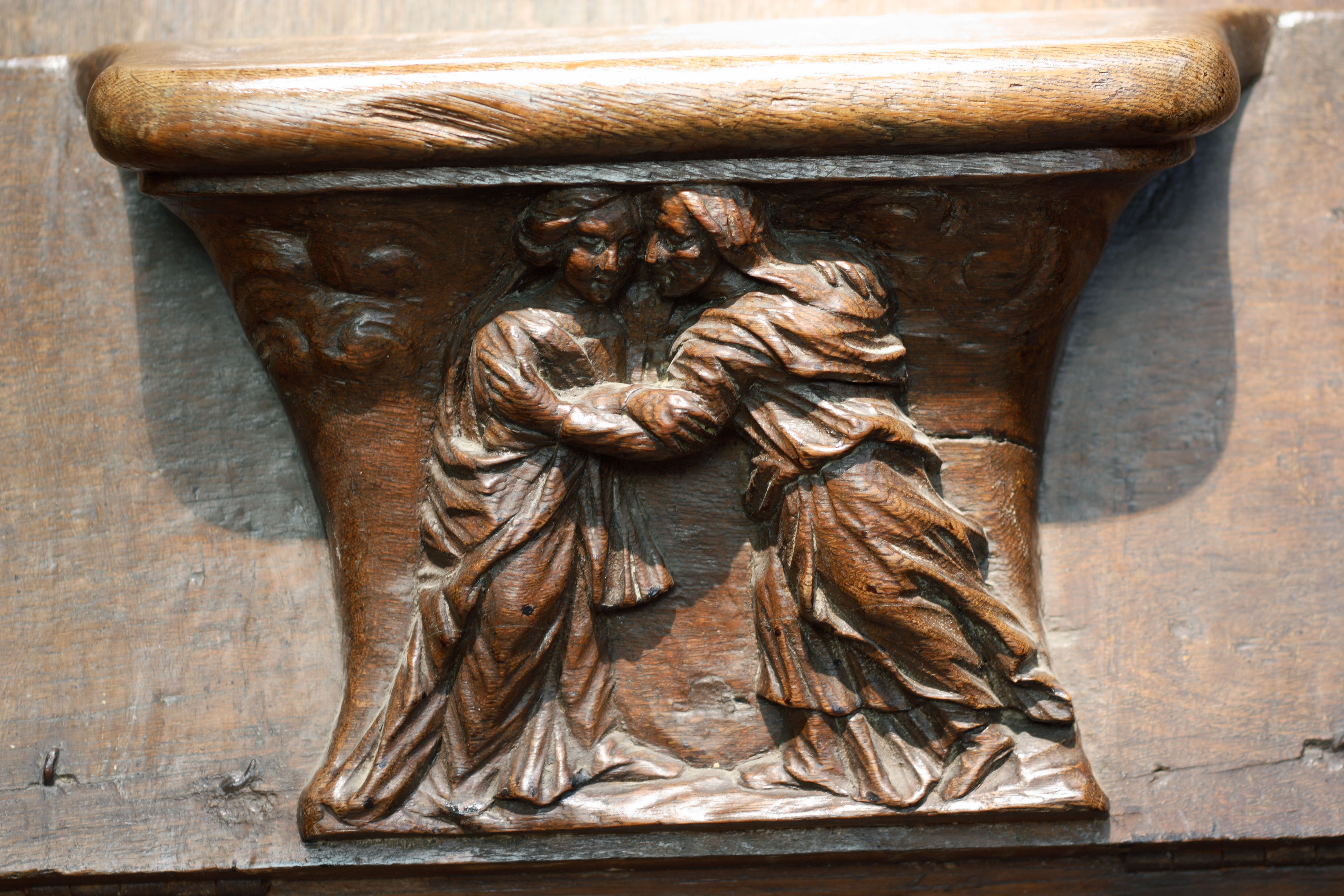
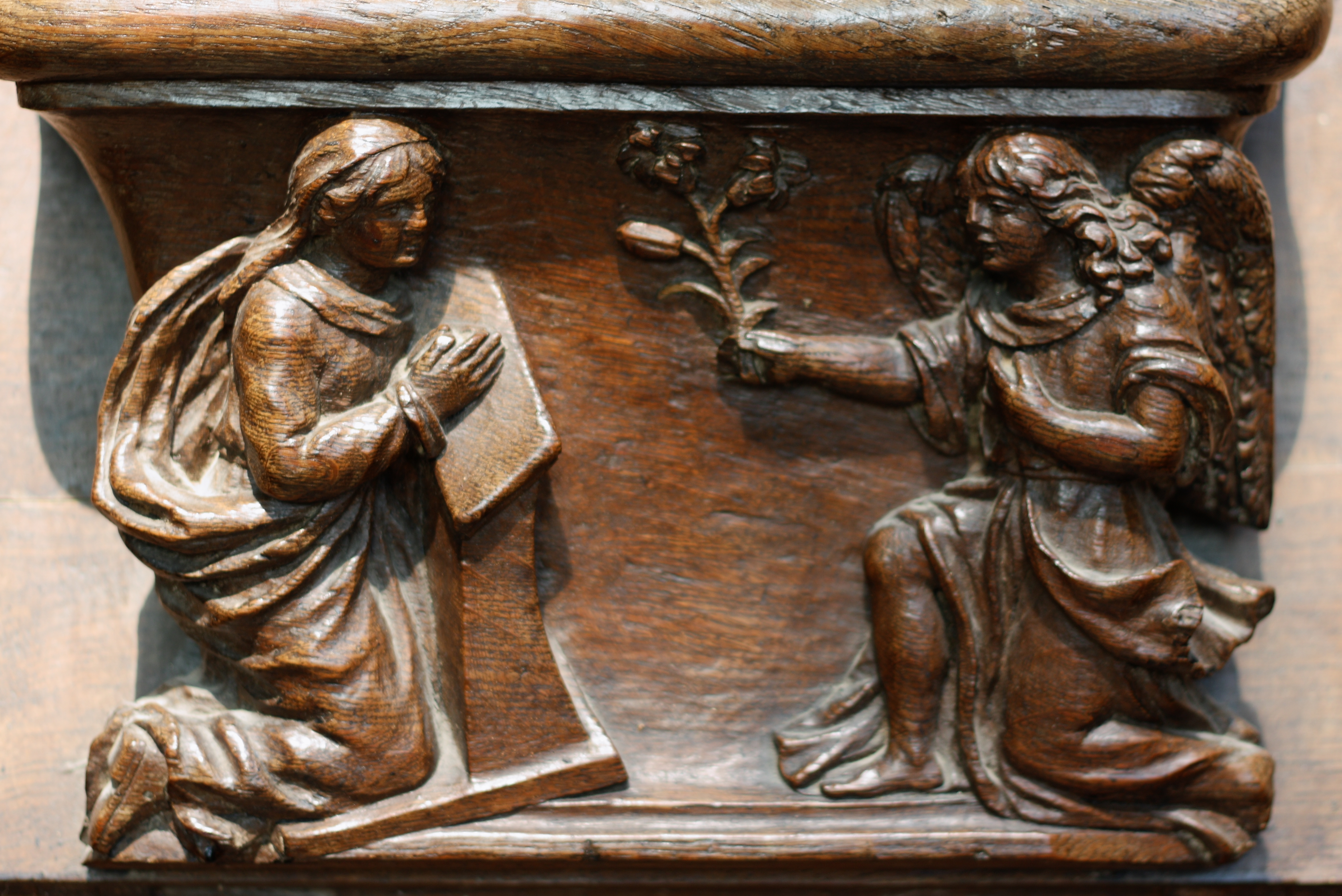
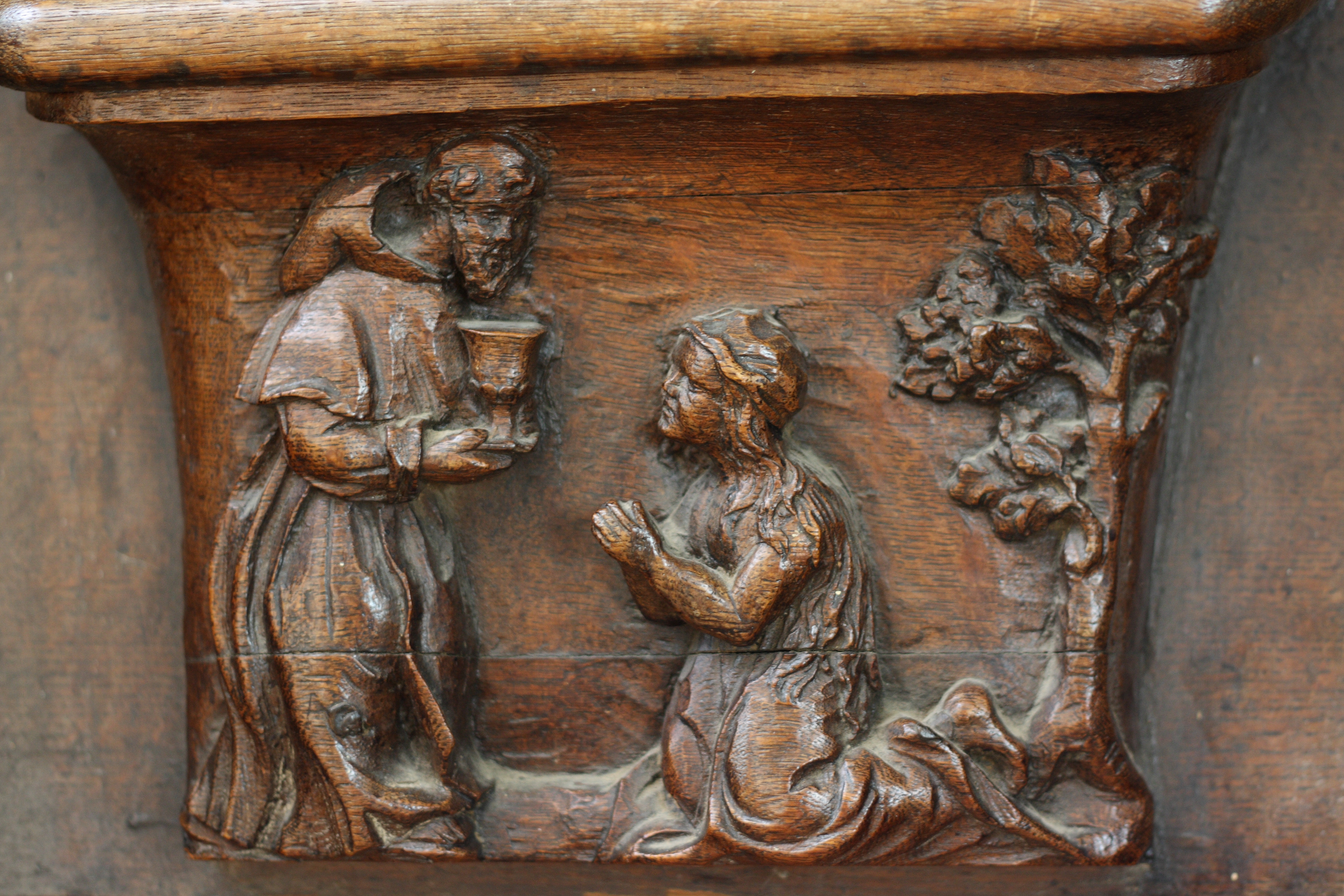
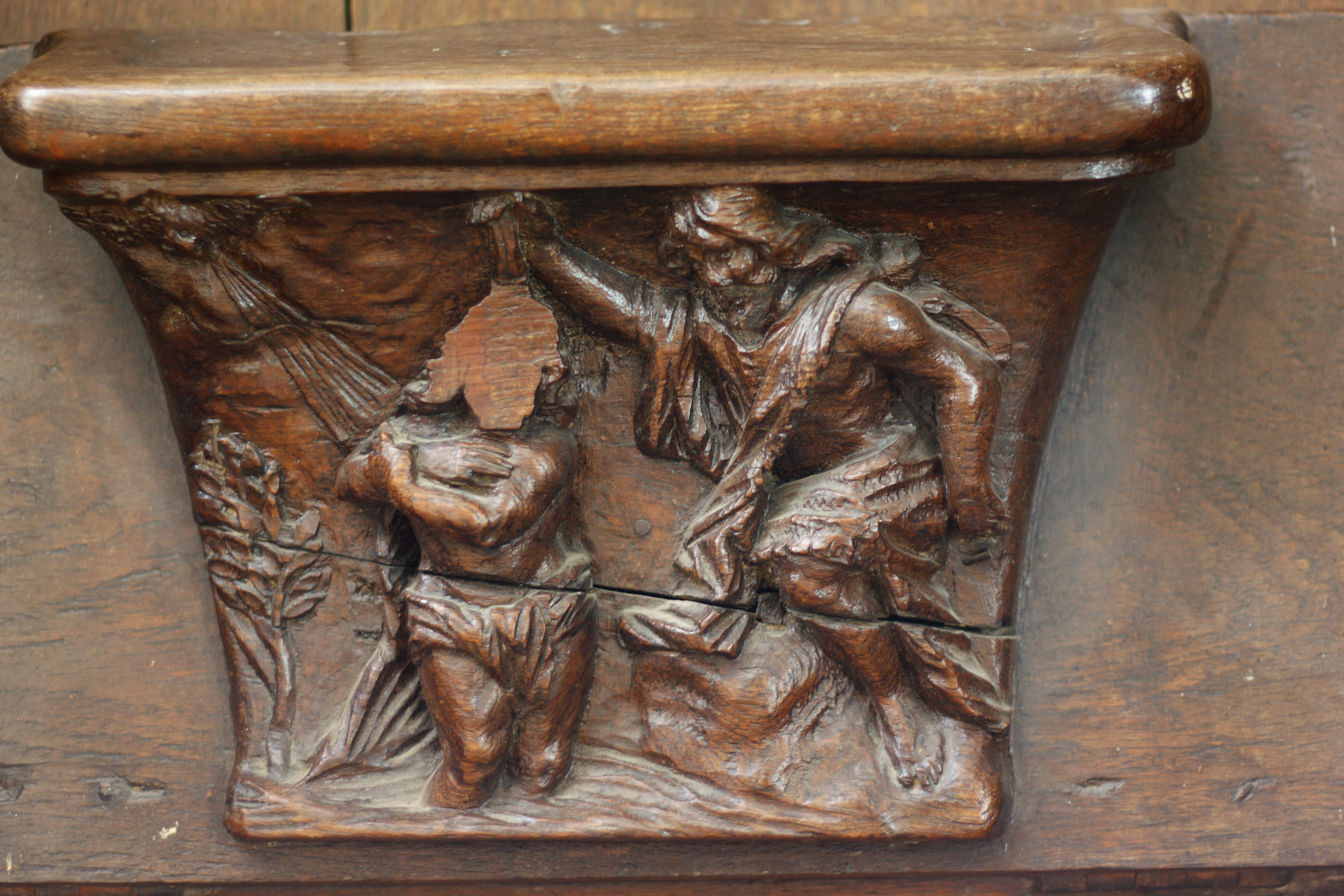
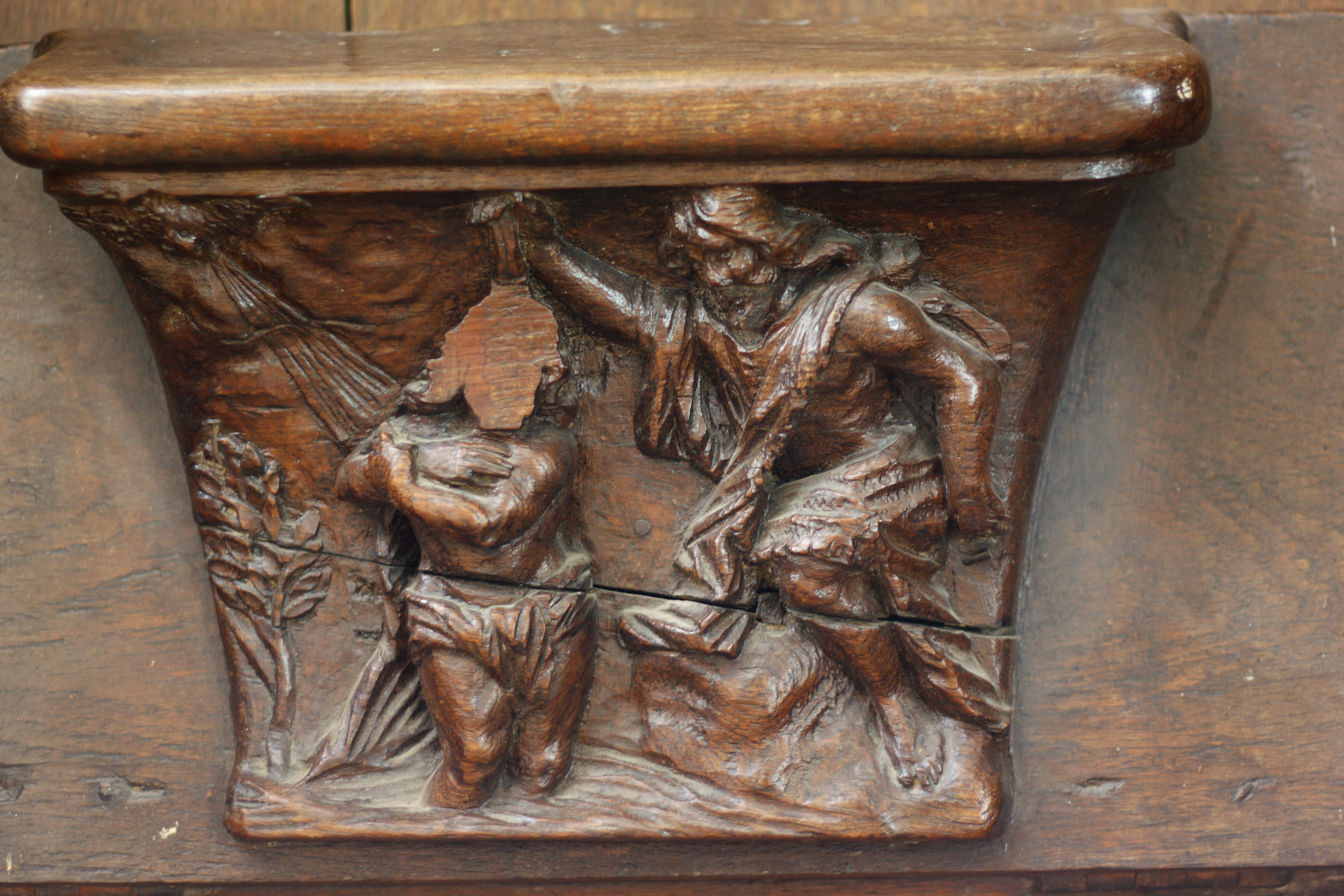

- Villabé, église Saint-Marcel (six provenant de l'abbaye Saint-Victor de Paris) : scènes de l'Ancien Testament, XVIe siècle.

Les six miséricordes de l'église Saint-Marcel de Villabé.
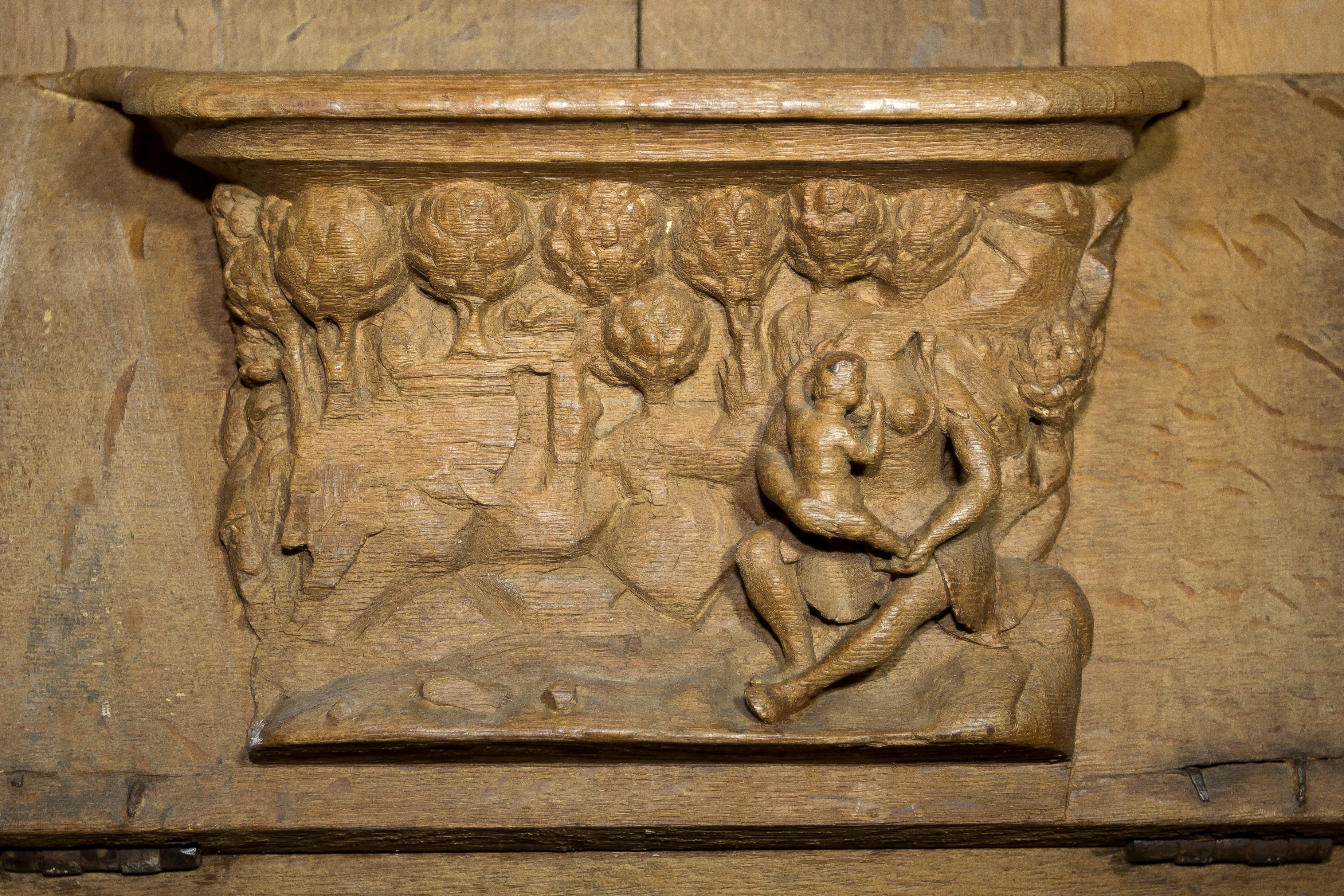
Ève allaitant.
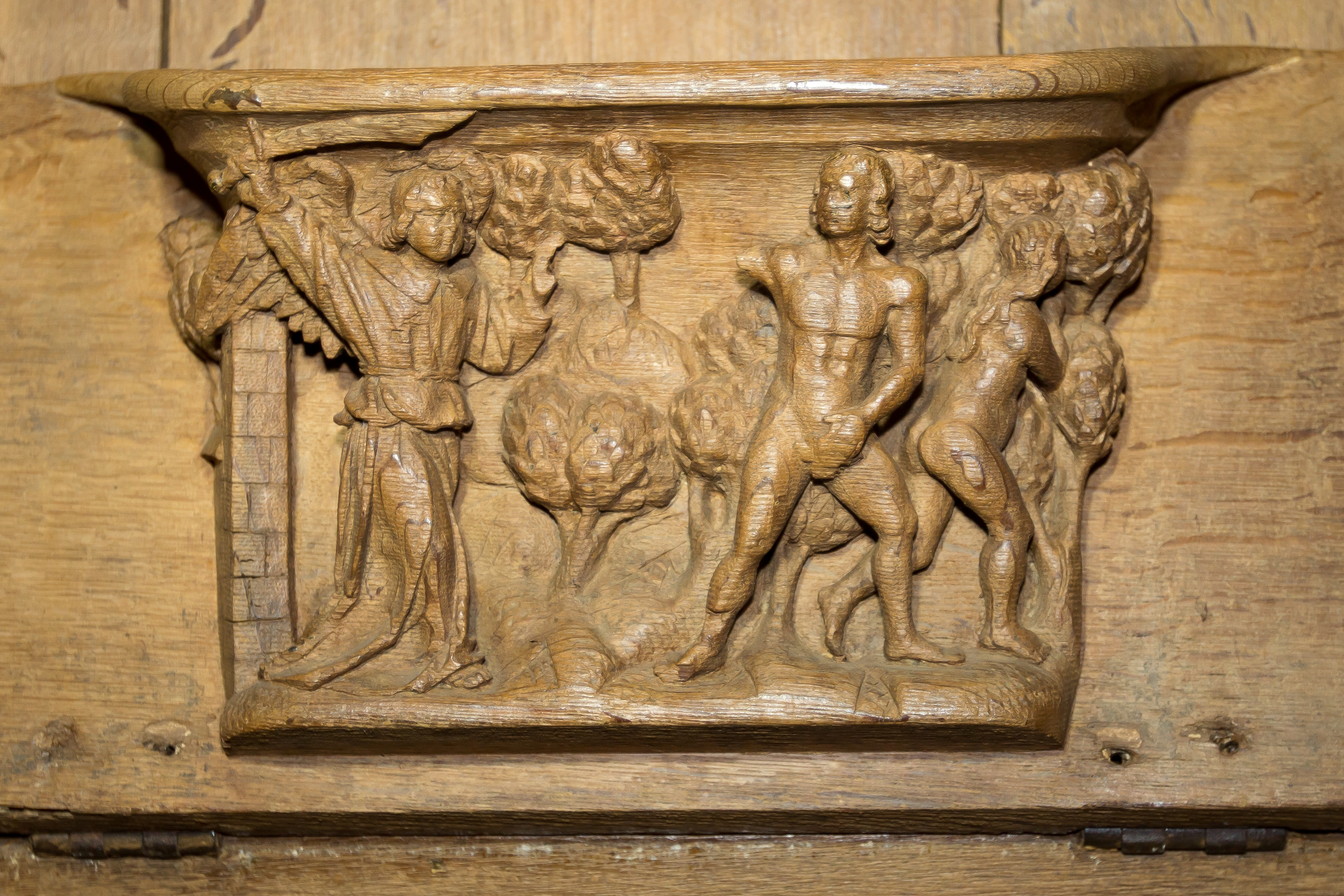
Adam et Ève chassés du paradis.
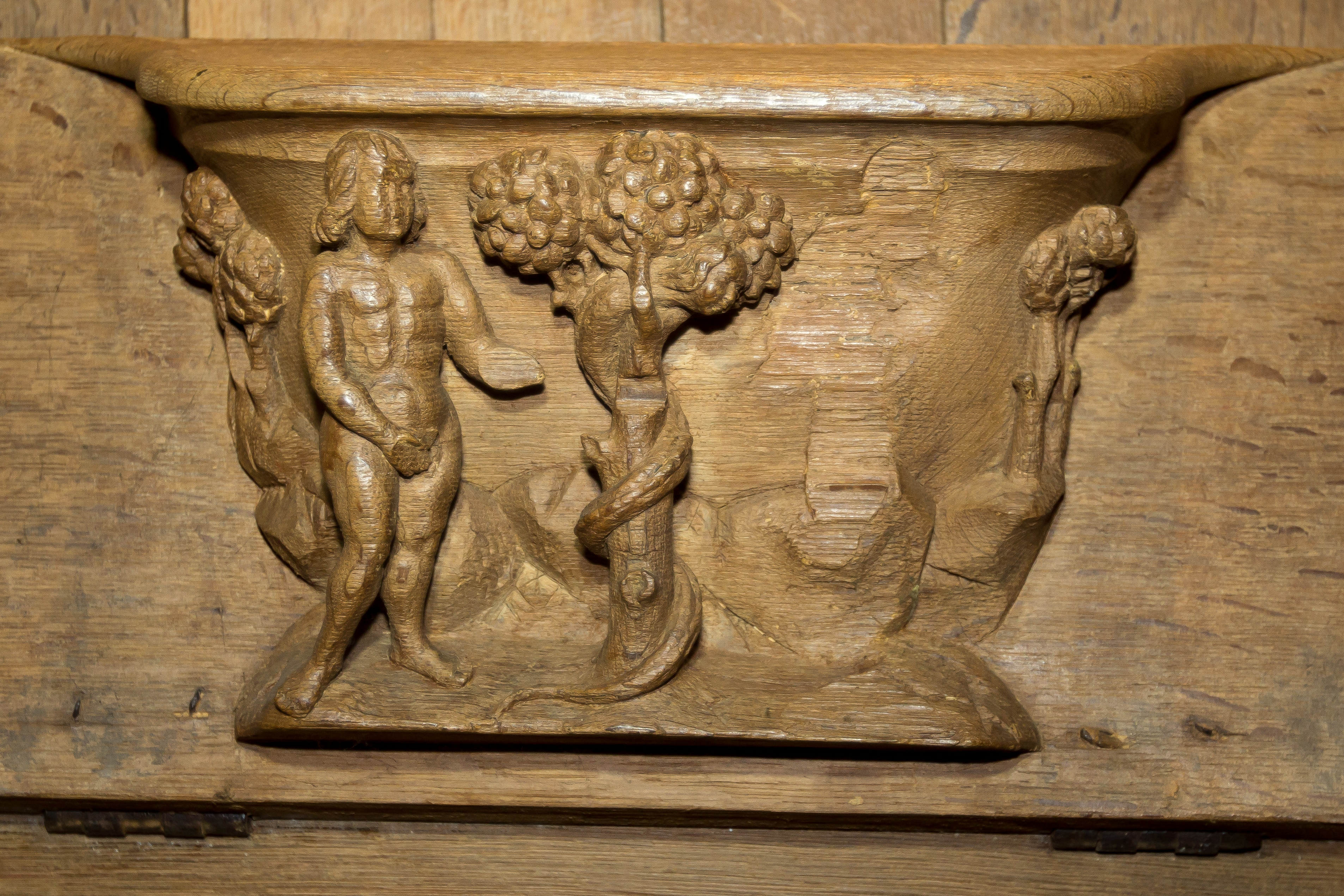
Ève et le serpent.
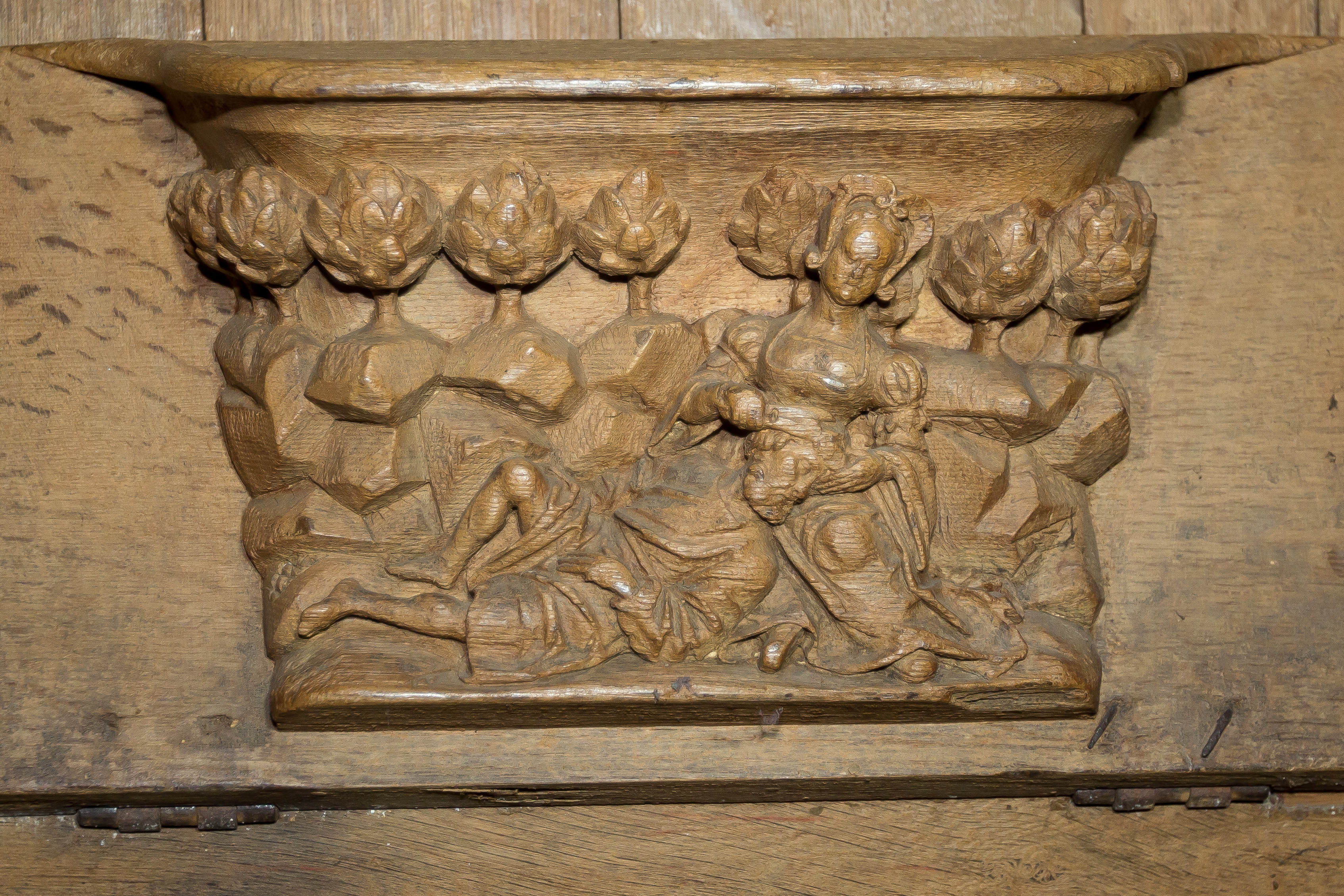
Dalila coupant les cheveux de Samson.
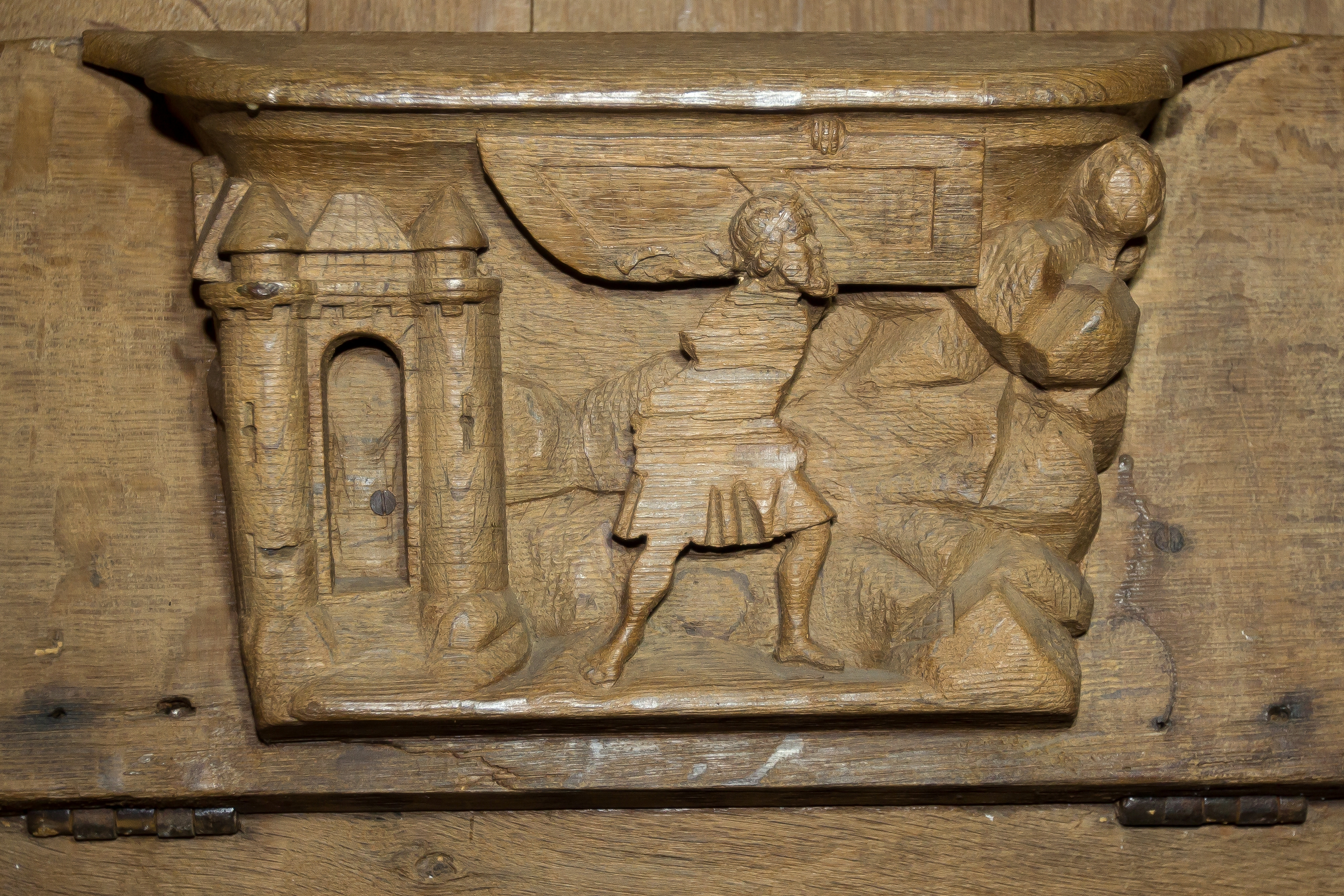
Samson transportant une porte.
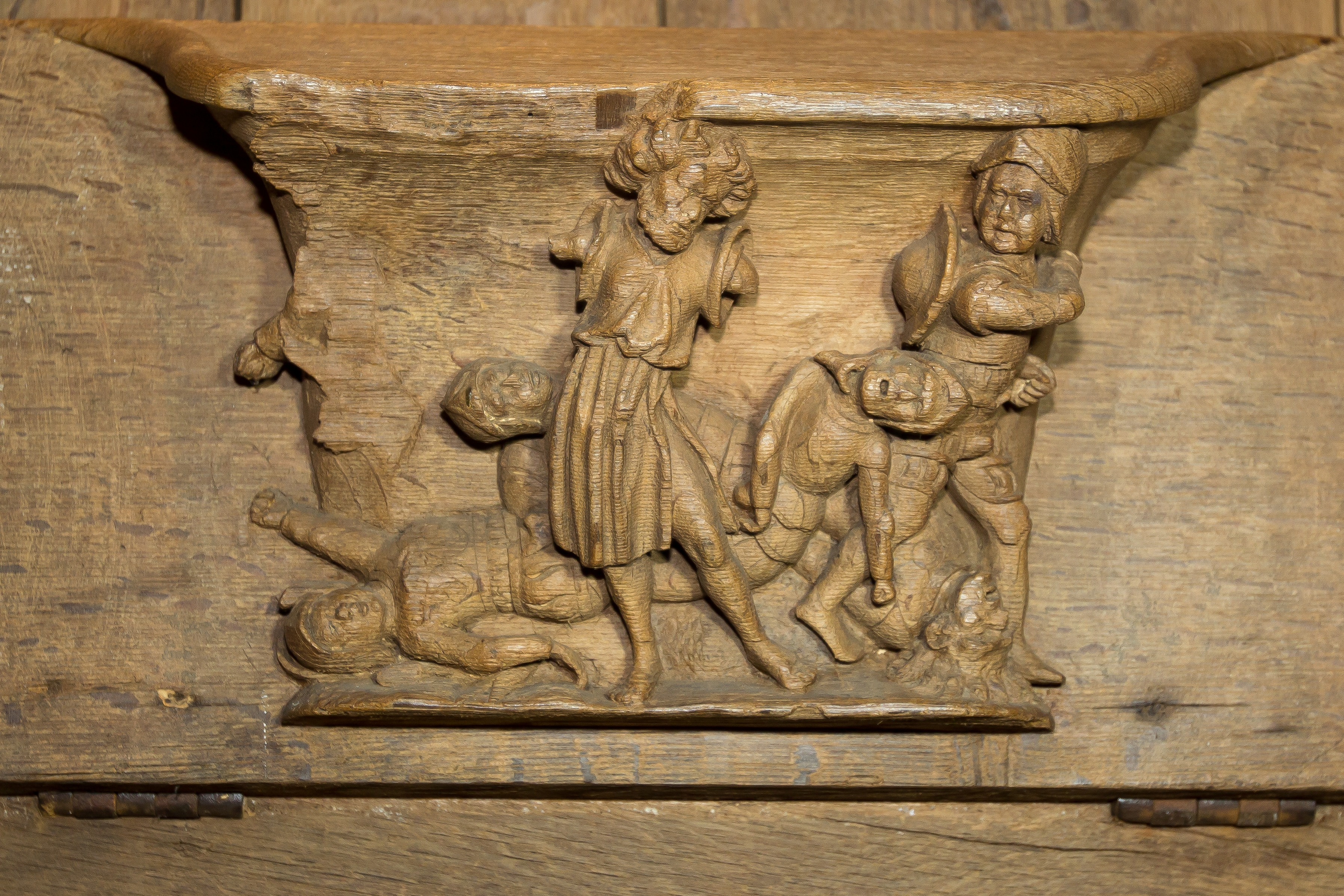
Samson vainqueur des Philistins.

### Eure27
- Les Andelys Notre-Dame de Grand-Andely : (26) : animaux fantastiques ou familiers, bouffon tenant une coupe, sculpteur en action, attributs de pèlerin (coquille et bourdon), scènes de vie et sirène :

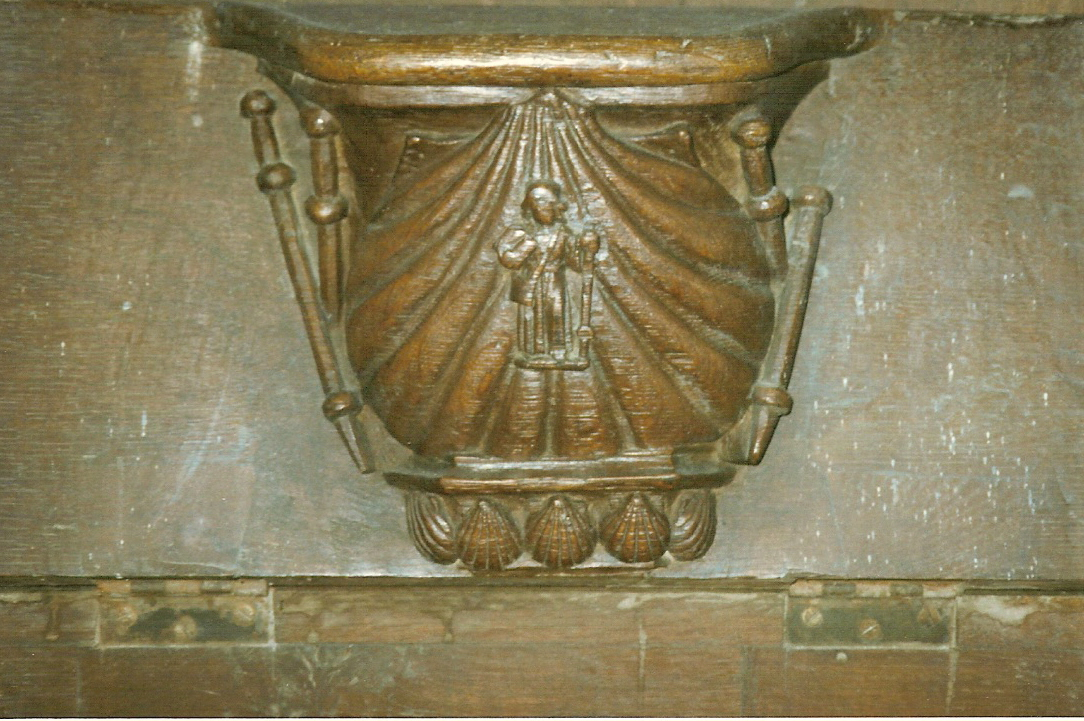
Les attributs d'un pèlerin de Saint-Jacques-de-Compostelle.
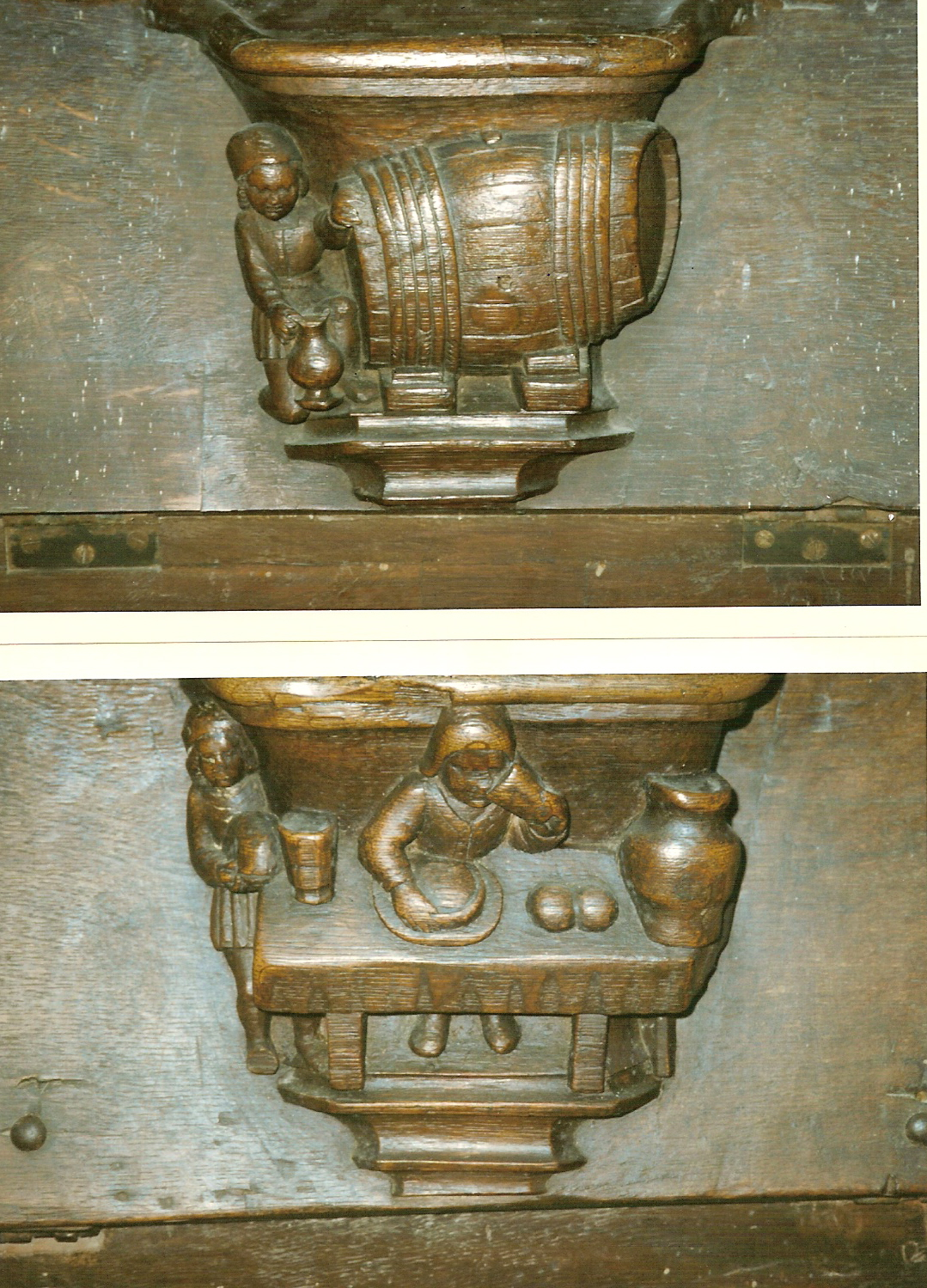
Scènes de la vie quotidienne.
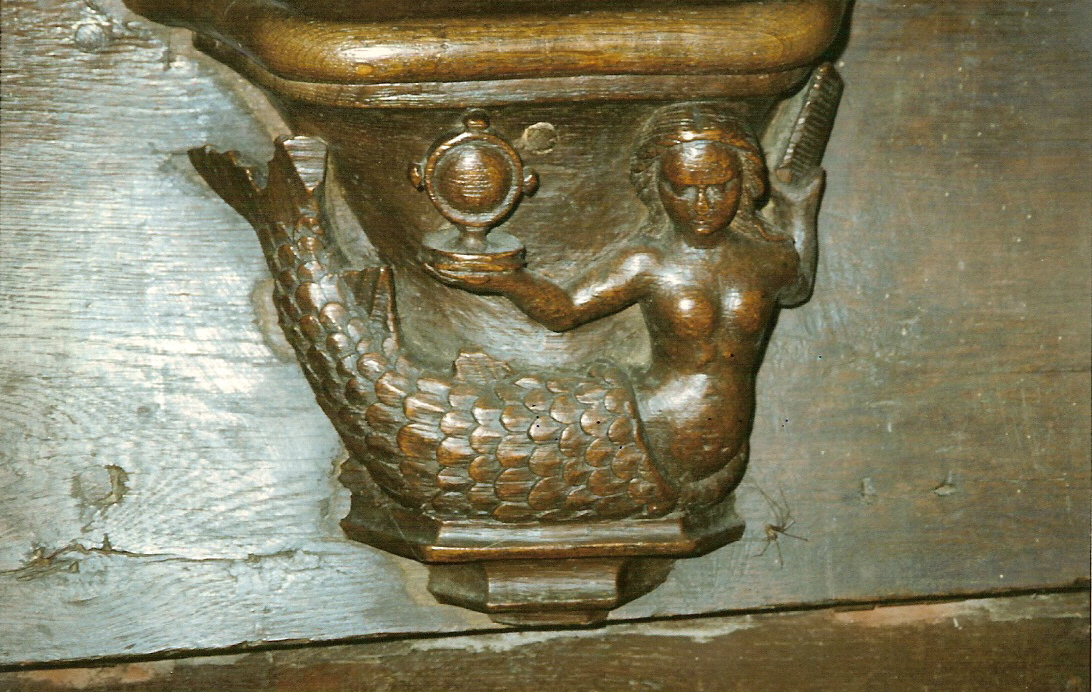
La vanité, symbolisée par une sirène se peignant devant son miroir.

Enfin, une miséricorde énigmatique représentant un rocher ou un menhir entouré d'un personnage agenouillé (clerc ?) et d'une sandale… Serait-ce en rébus la signature du sculpteur ?
- Les Andelys église Saint-Sauveur du Petit-Andely : coquilles Saint-Jacques et médaillons bordés de rinceaux.
- Bernay église Sainte-Croix : simple feuillage agrémenté d'entrelac.
- Bernay Église Notre-Dame-de-la-Couture (64) : Plusieurs séries du même modèle (cannelé, grappe de raisin, courge, blasons illisibles ou simplement tournés), un visage d'homme et un de femme, une belle coquille Saint-Jacques et quelques motifs non figuratifs.

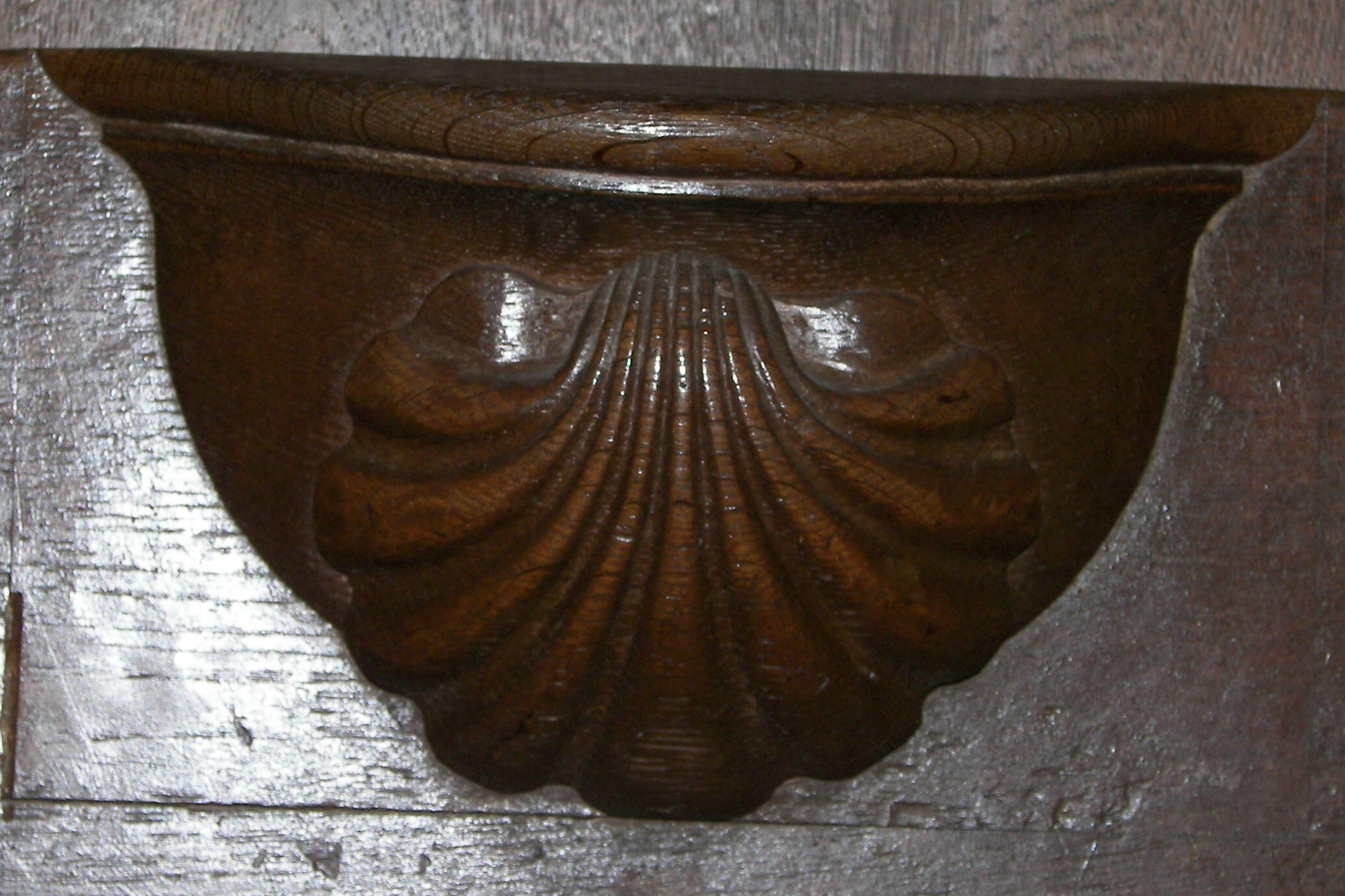
Basilique
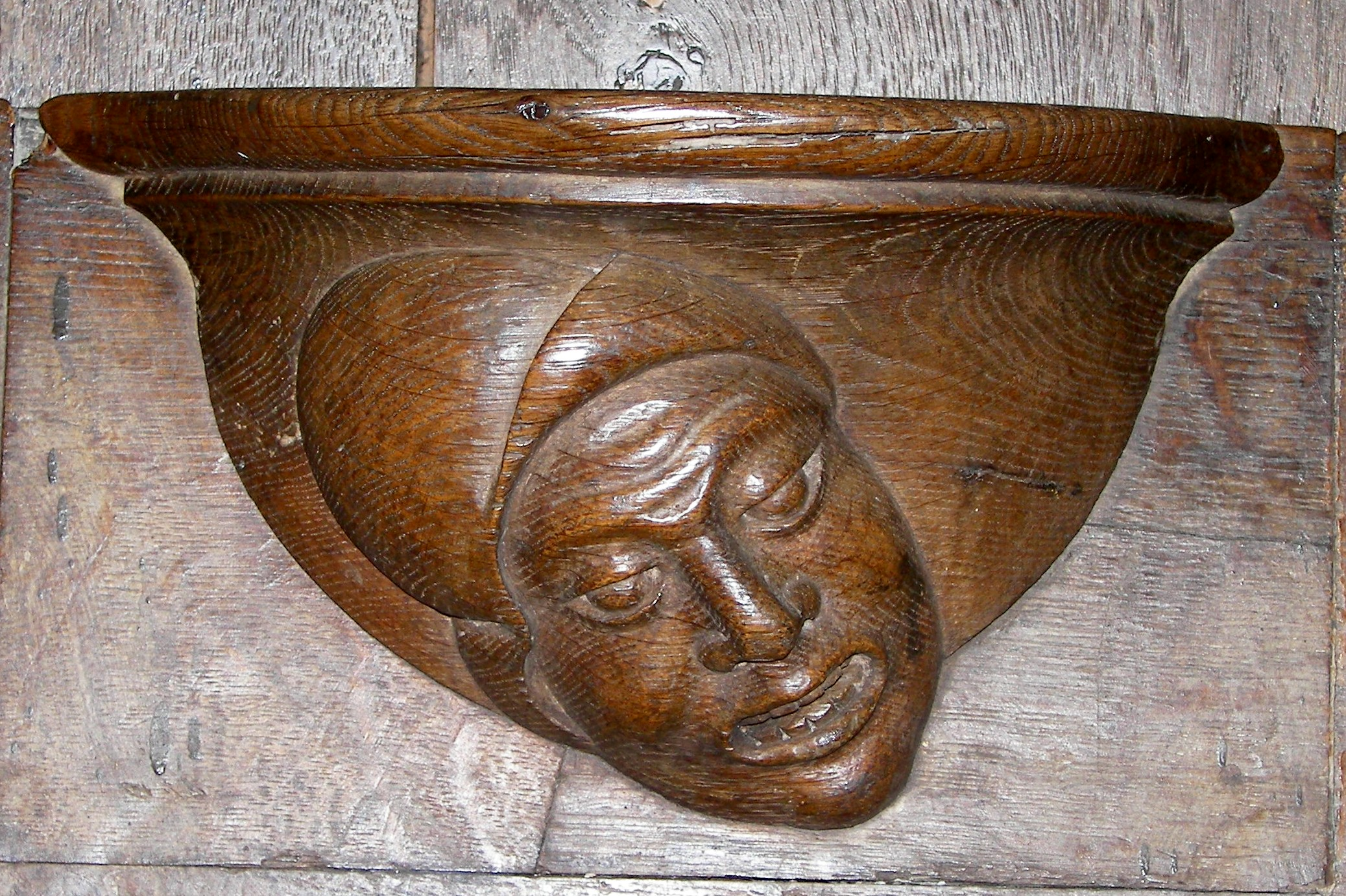
Notre-Dame-
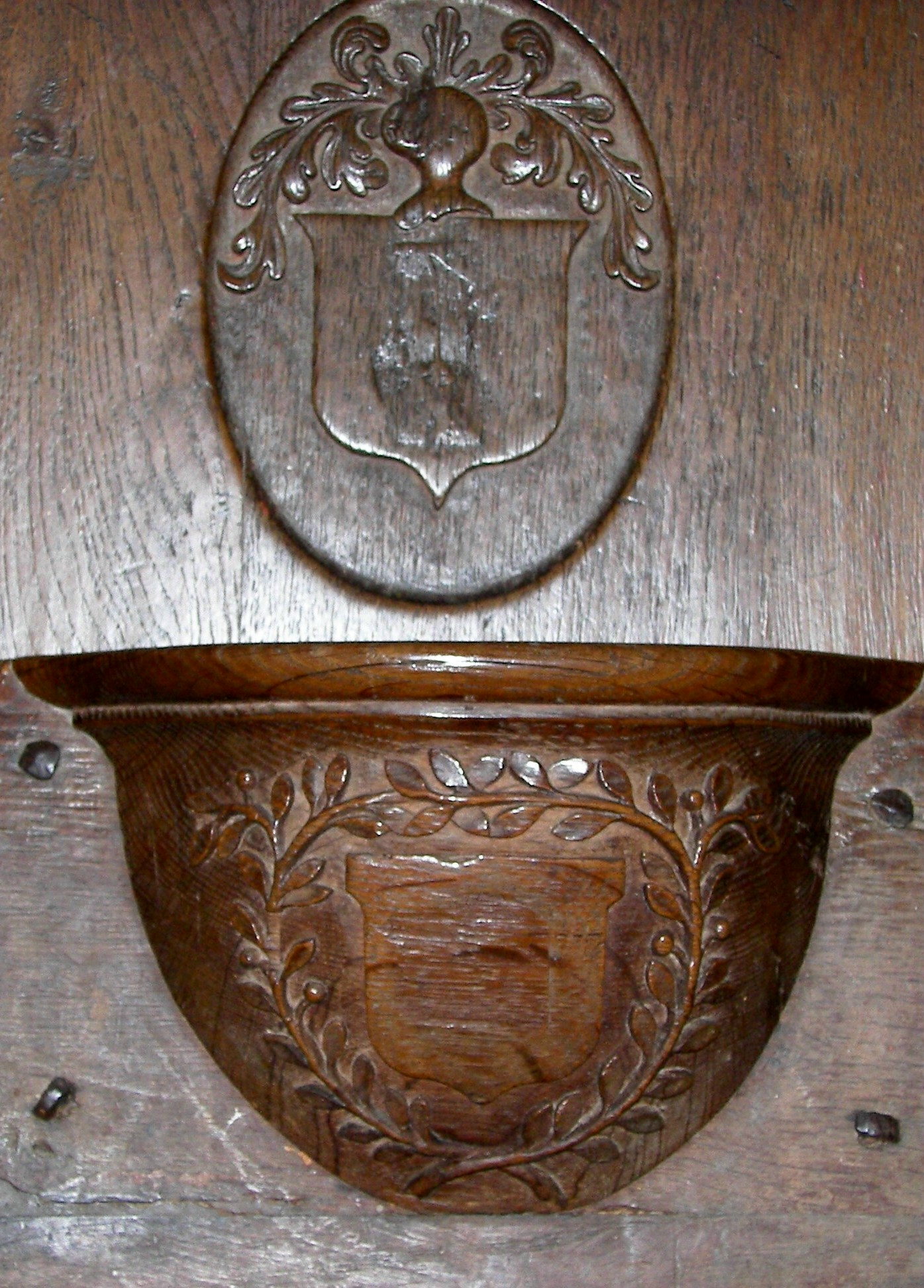
de-la-Couture
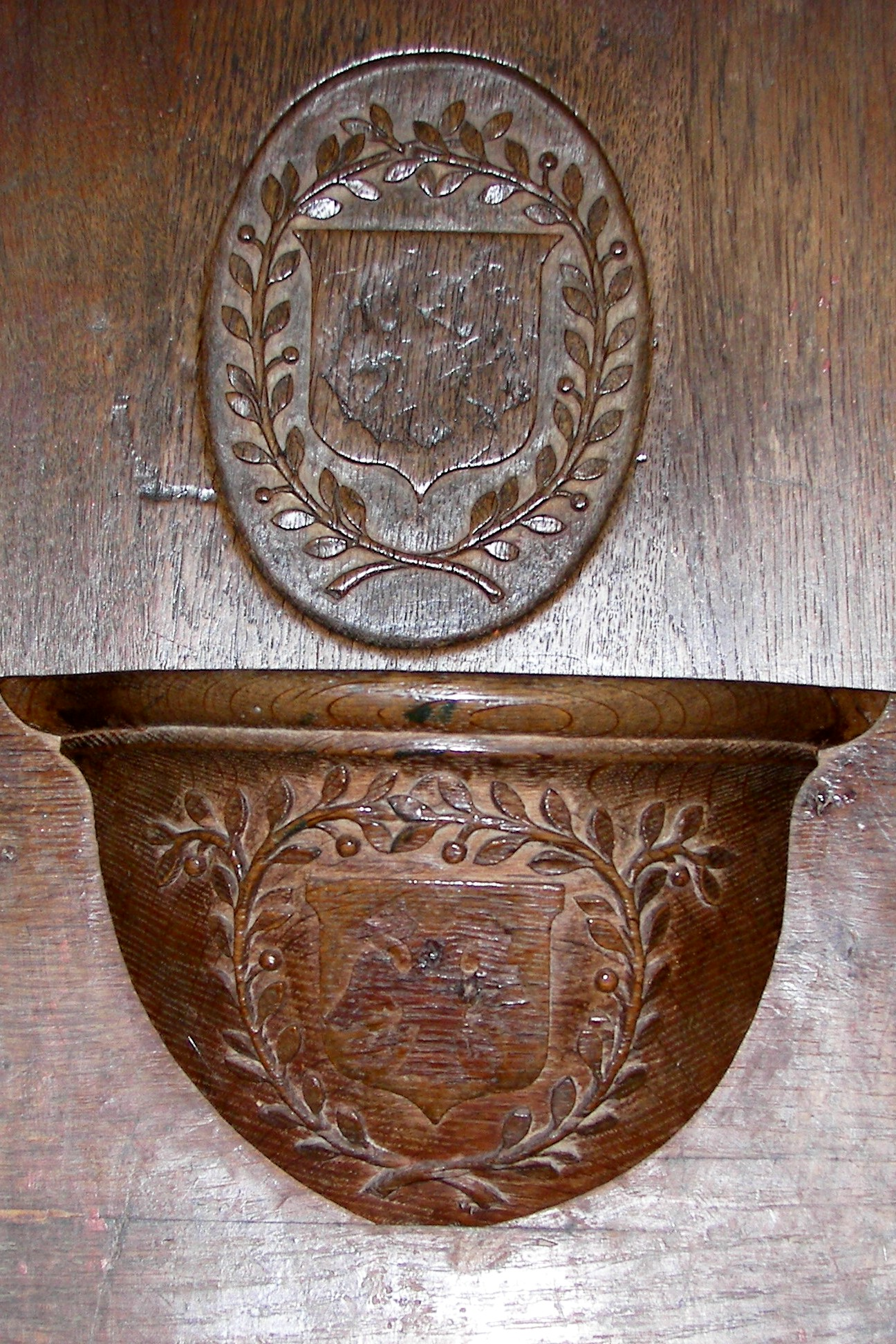
de Bernay.

- Berthouville église Saint-Pierre.
- Bosc-Renoult-en-Ouche (en provenance de l'abbaye de Conches).
- Le Fidelaire (en provenance de l'abbaye de Conches).
- Les Bottereaux église (8).
- Bourg-Achard église Saint-Lô (15).
- Bourth église Saint-Just (24) : double visage de vieillard, tête d'homme monstrueux, sirène, dragon, scène de "coiffage" (épouillage ?).
- Écouis collégiale Notre-Dame-de-l'Assomption (36) : modèle simple de type floral en cours d'éclosion + une petite de feuillages, de provenance différente, à l’extrémité ouest des stalles du nord.
- Évreux cathédrale Notre-Dame (52): 2 modèles de types végétaux.
- Évreux Musée : 4 du XVIe siècle par Geoffroy de Claux évoquant Judith et Jacob, plus une amusante représentation d'un goupil (renard) prêchant dans une basse-cour (provenant de l'église Saint-Taurin), à comparer au même sujet dans la basilique Saint-Materne de Walcourt en Belgique.
- Évreux église Saint -aurin (12) : mois de l'année illustrés par leur signe zodiacal au milieu de bouquets et de couronnes de branches et de fleurs.

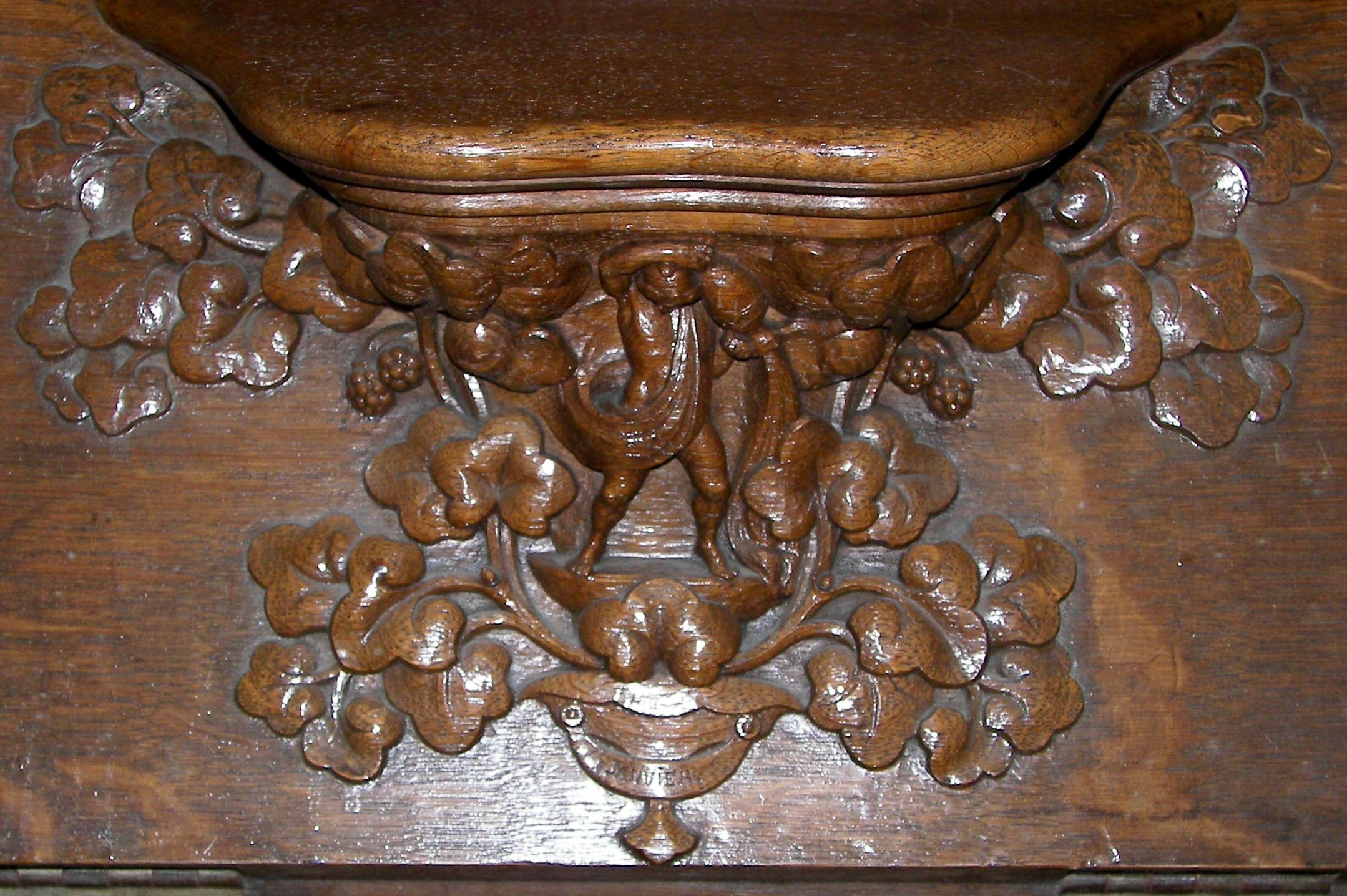
Église Saint-Taurin d'Évreux :
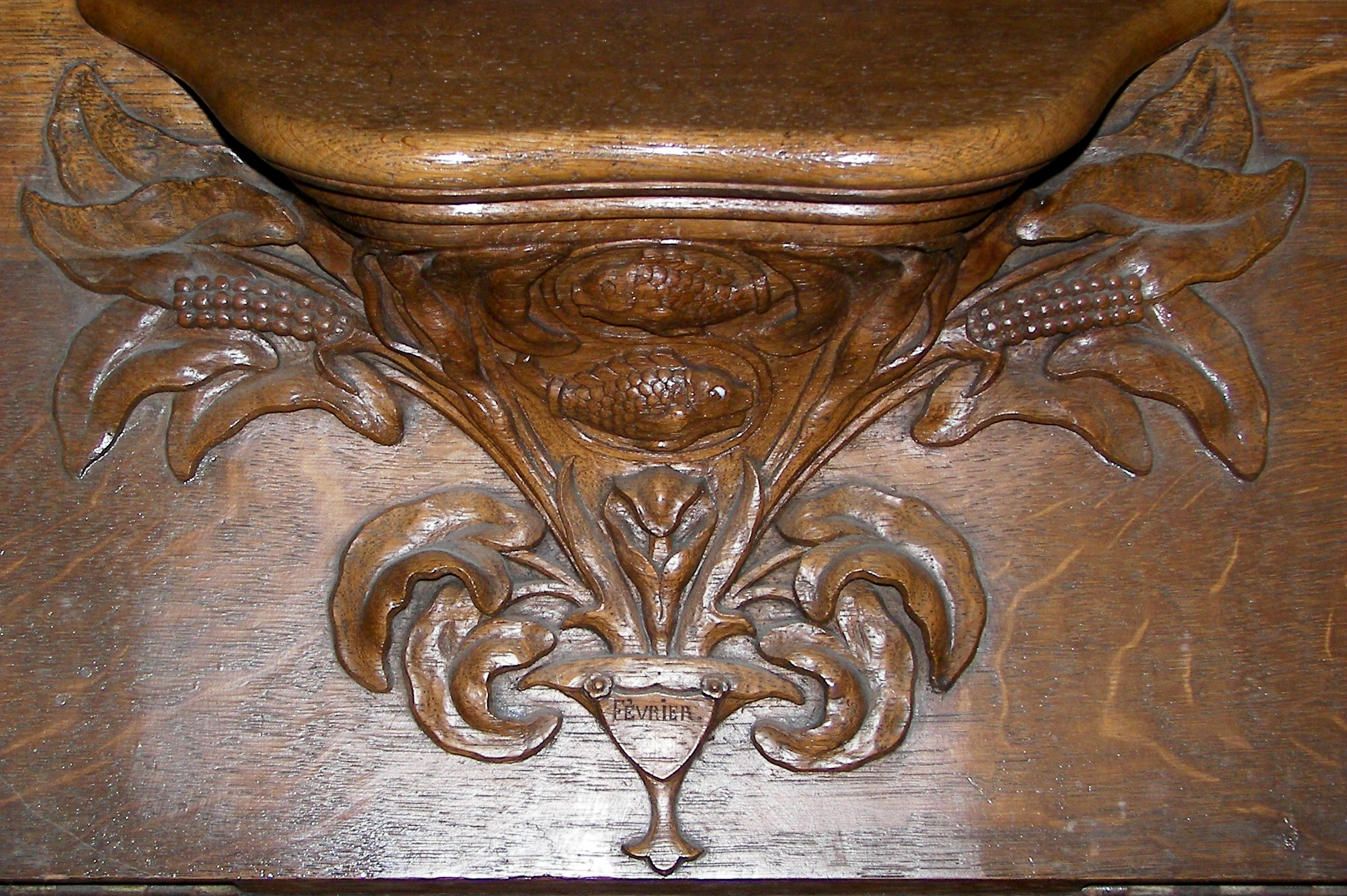
les mois de l'année
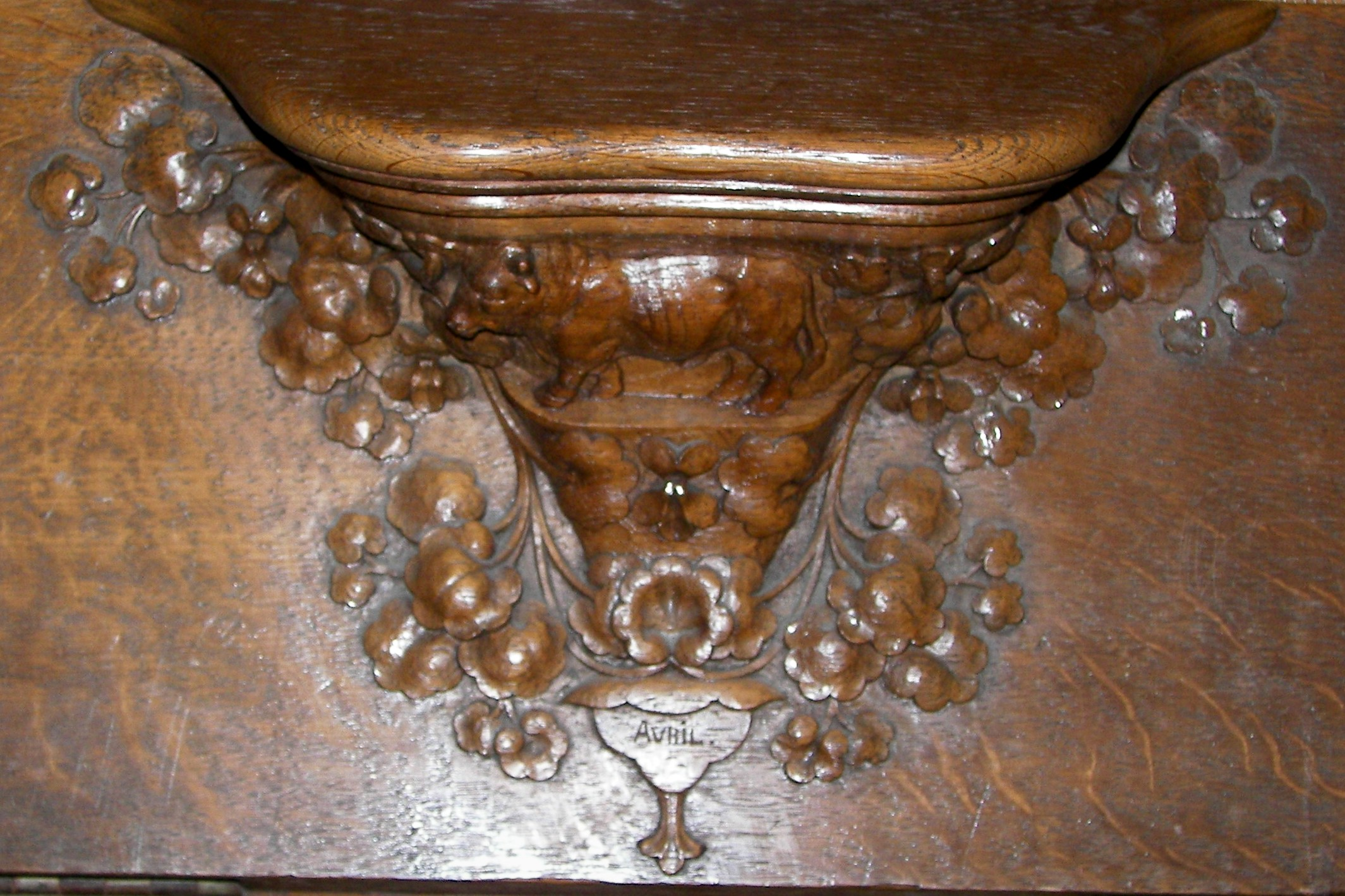
et leurs signes
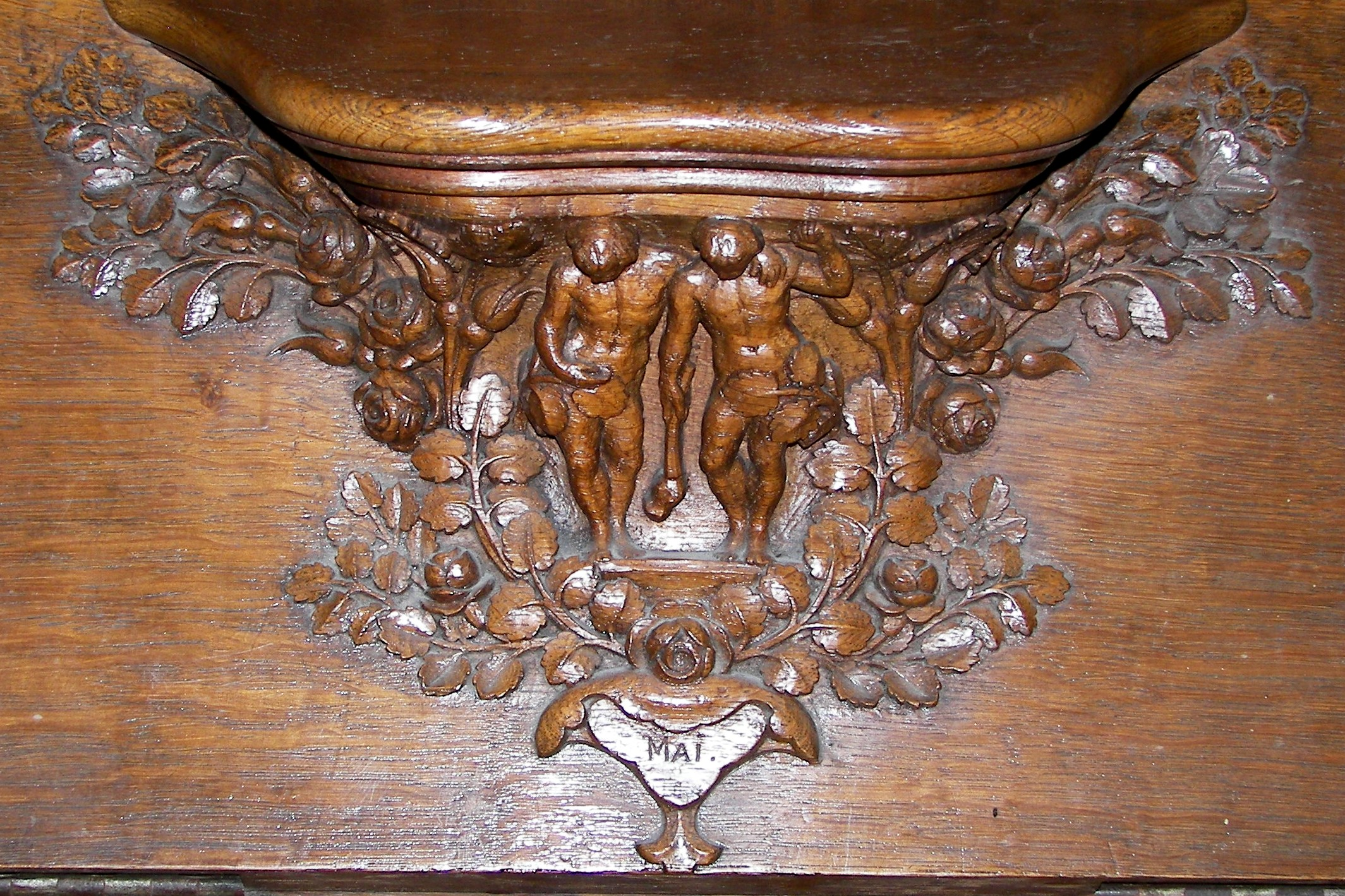
zodiacaux.

- Goupillières église (19 provenant du prieuré de Notre-Dame-du-Parc-d'Harcourt).
- Louviers église Notre-Dame : figures d'anges.
- Le Neubourg église Saint-Paul (18) : têtes d'anges, oiseau capturant un serpent, vigne, nœuds et drapés.

- Ormes église (10).

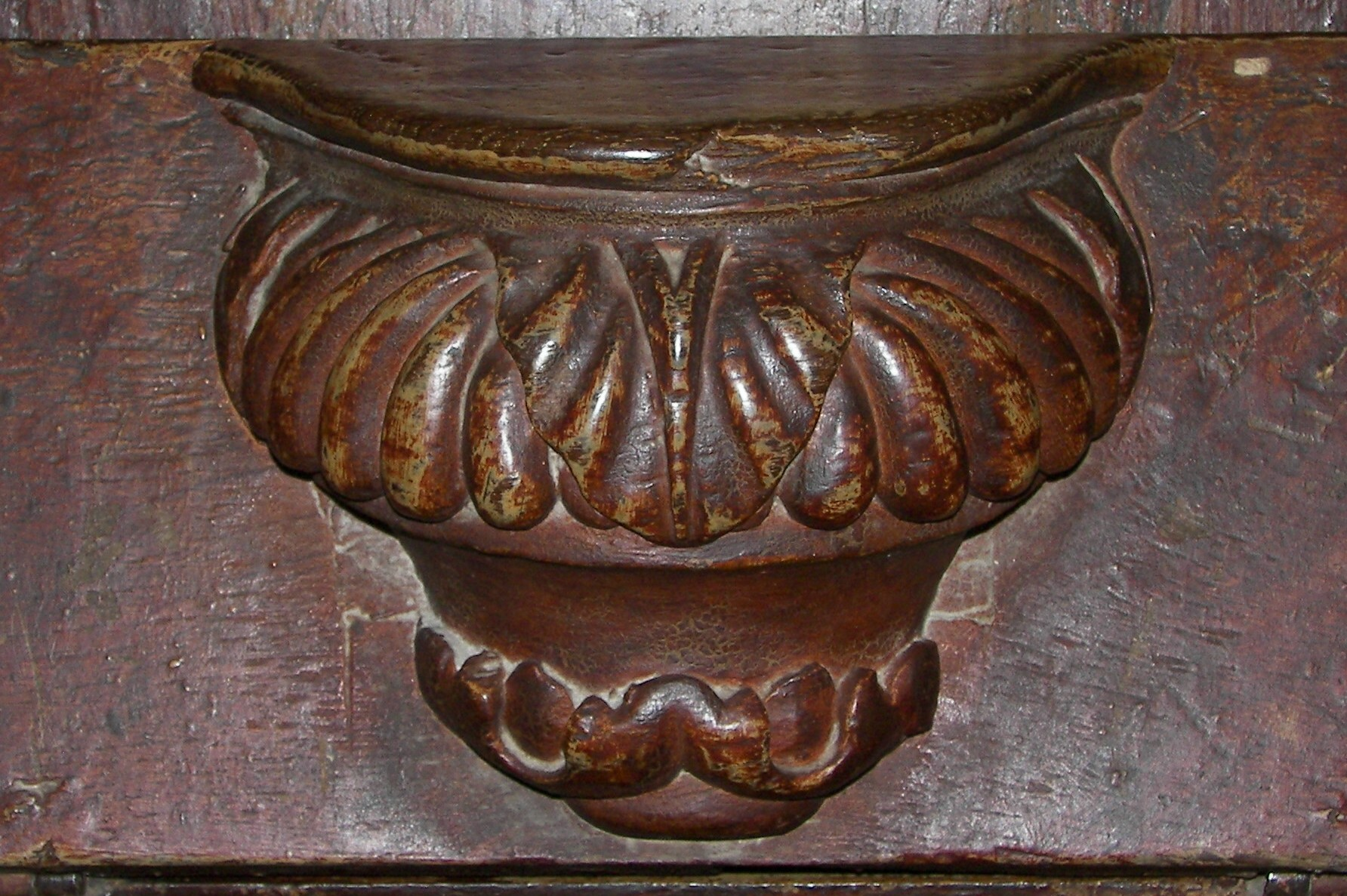
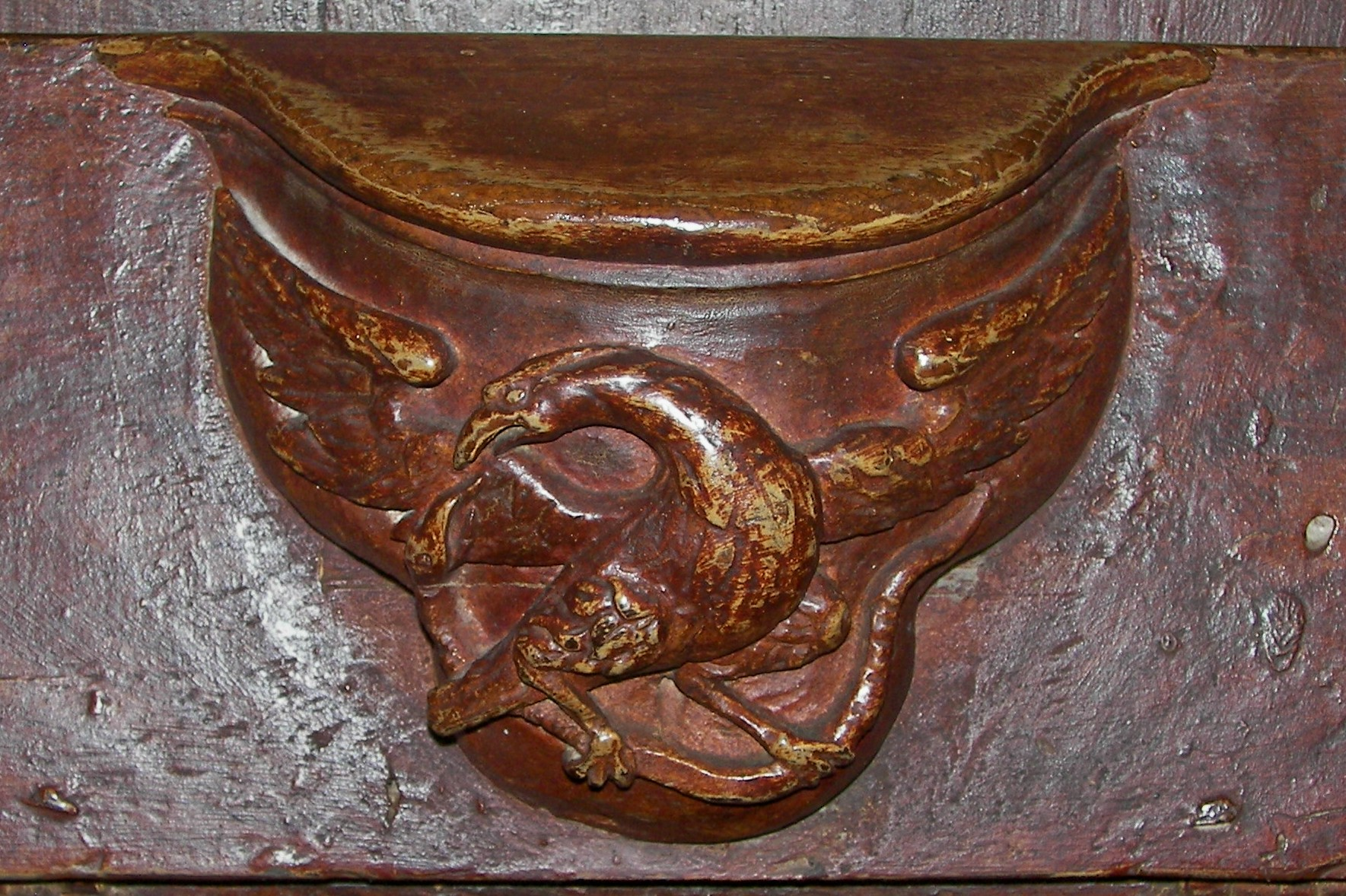
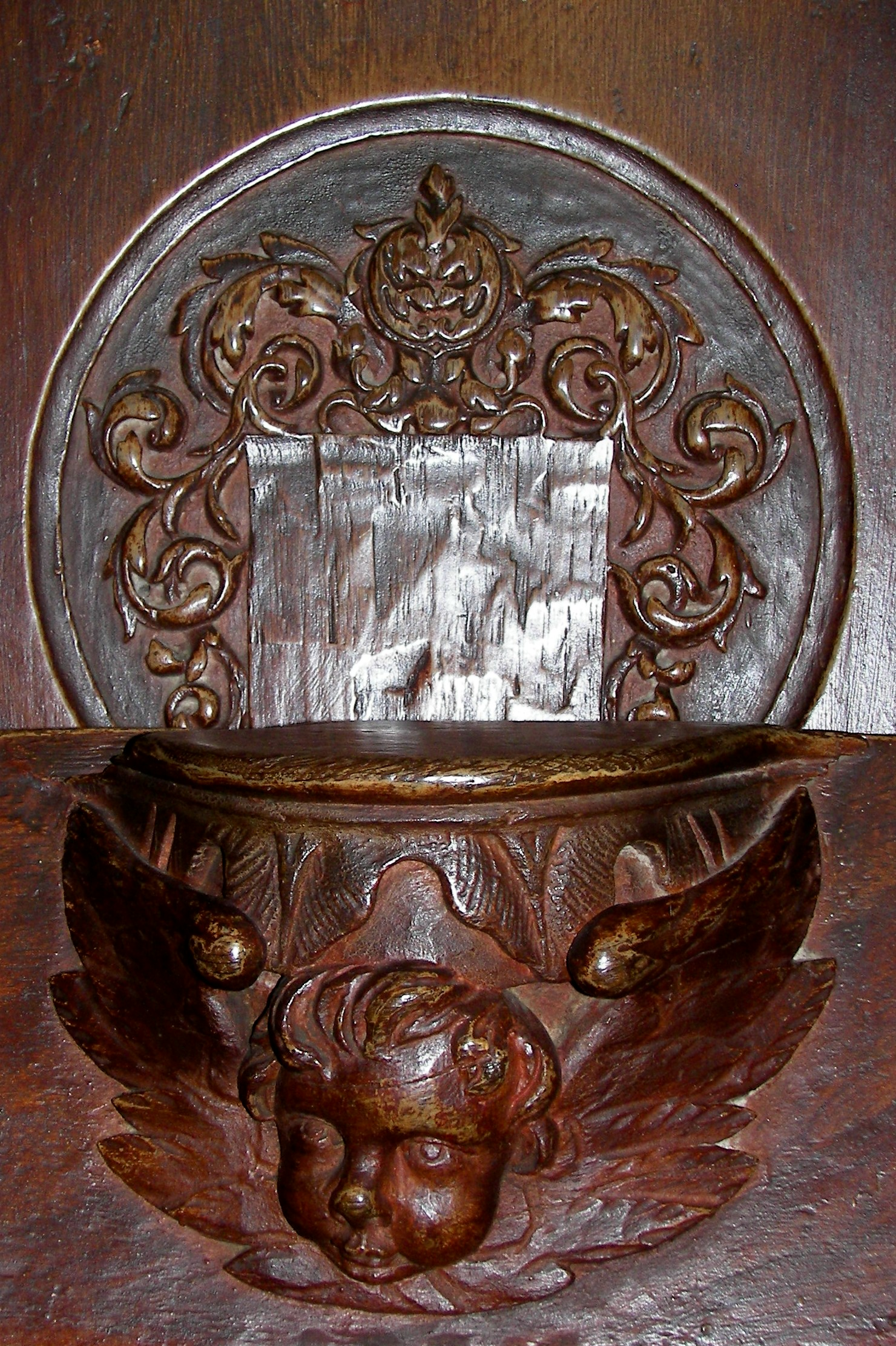
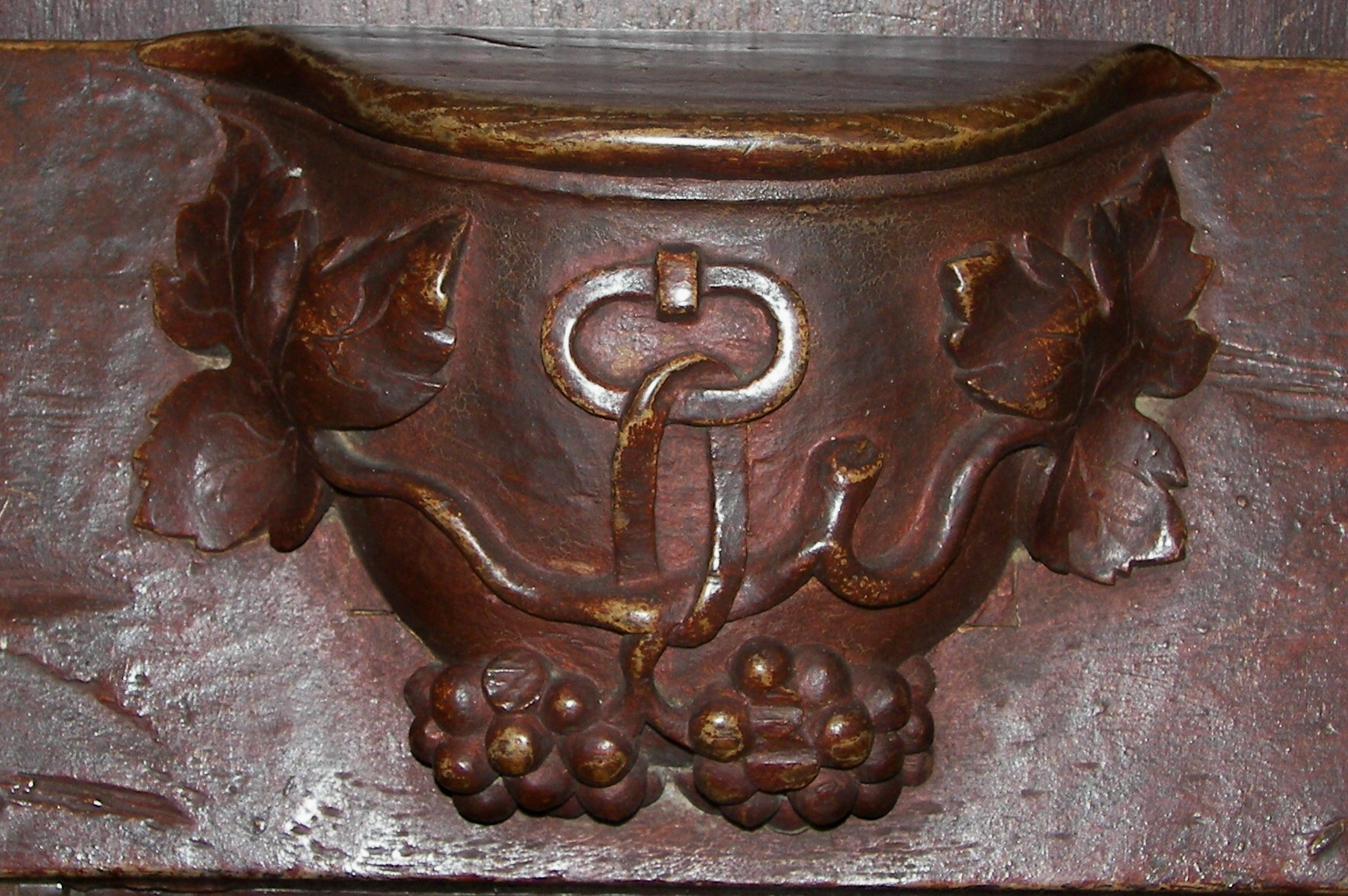
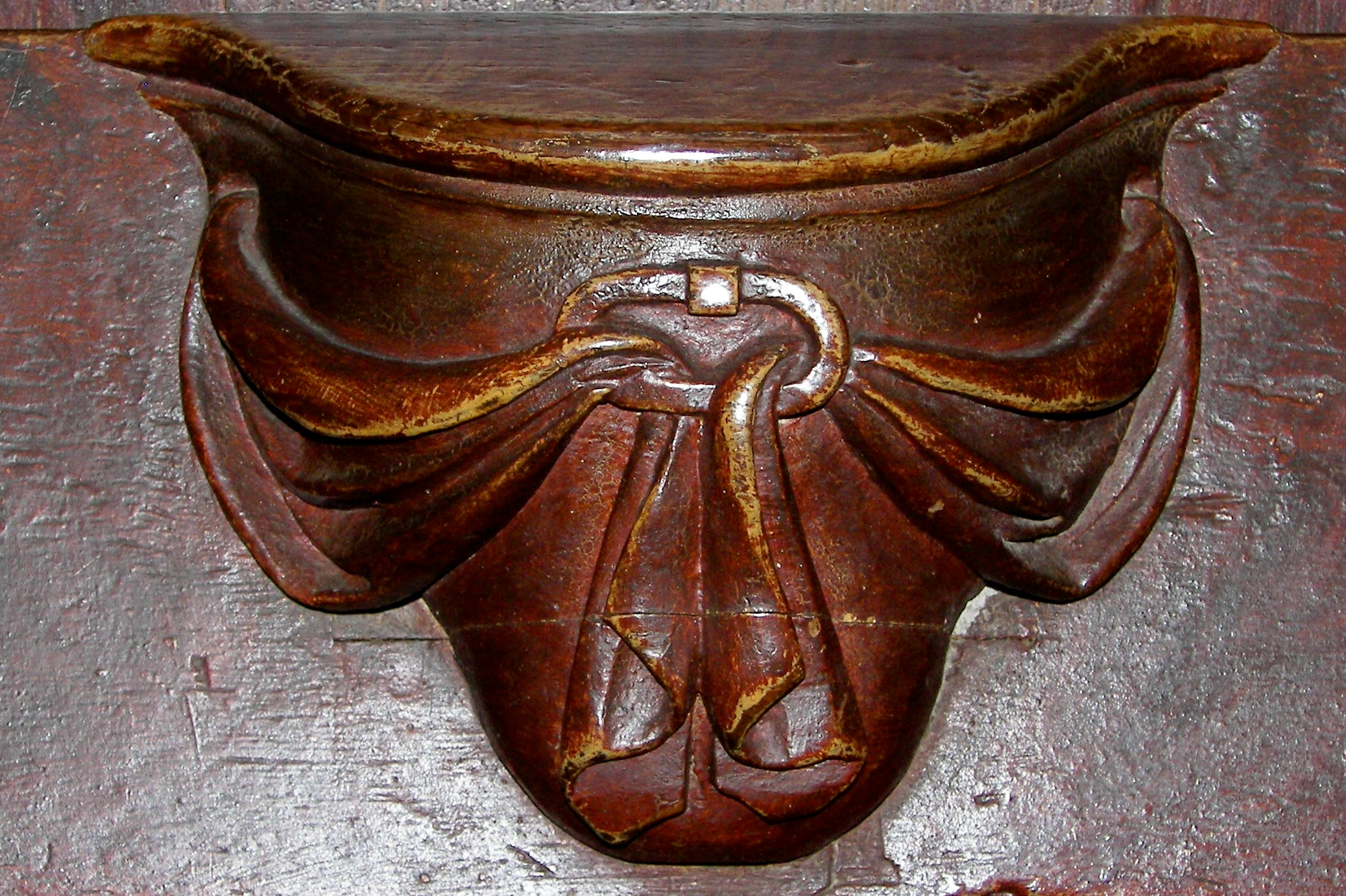
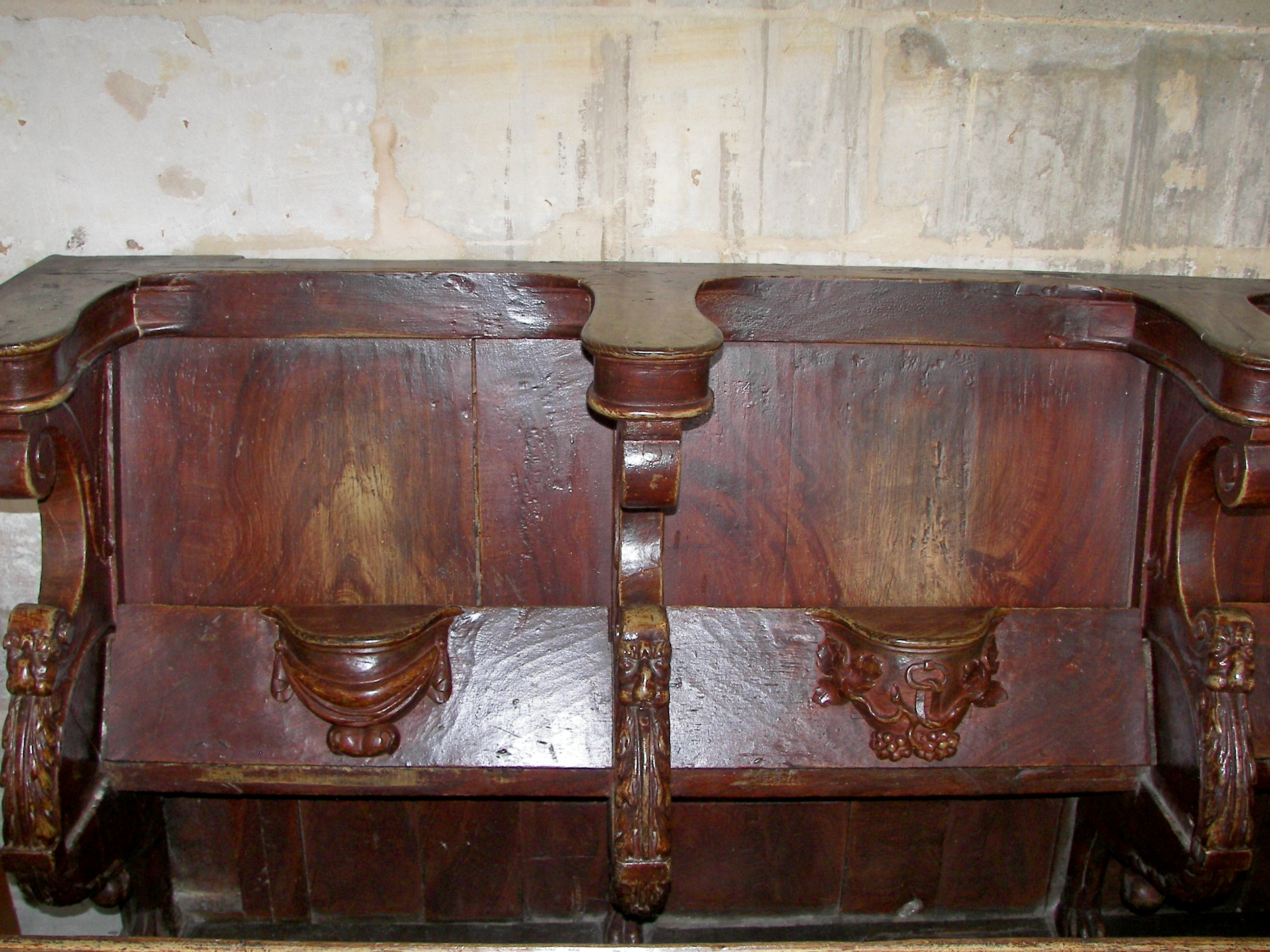
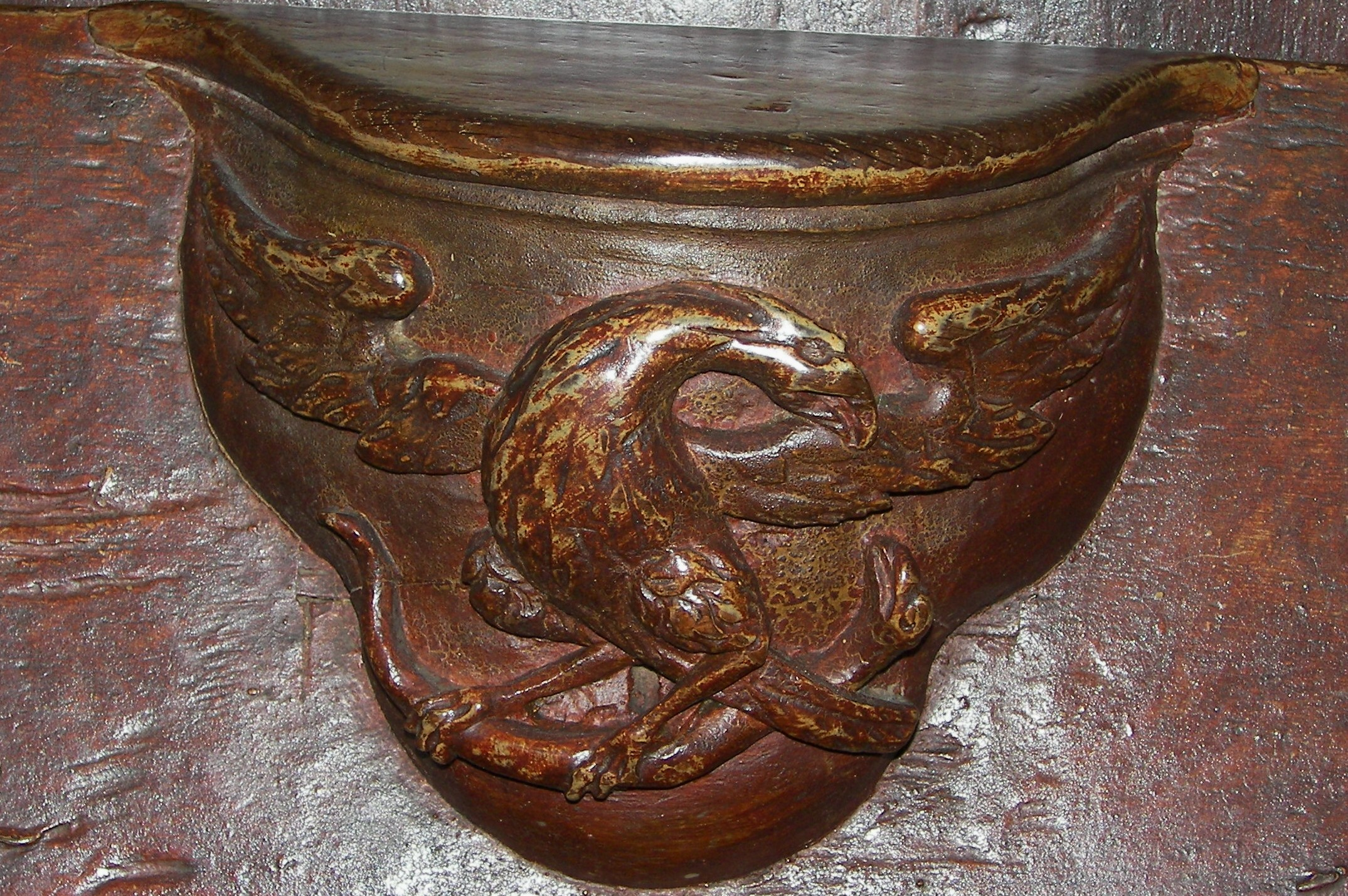

- Le Plessis-Sainte-Opportune église Saint-André du Plessis-Mahiet (10).
- Pont-de-l'Arche église Notre-Dame-des-Arts : motif classique en feuilles d'acanthe.
- Pont-Saint-Pierre église Saint-Nicolas (34) : fruits en gerbes ou en corbeilles, têtes humaines ou animales (fauve, chiens, bovidé et mouton) ornés de guirlandes de fruits, motif à rouleau et une quantité notable d'un motif simple probablement installé en remplacement de motif figuratifs disparus.
- Prey église Notre-Dame (Prey) (6).
- Routot église Saint-Ouen (7).
- Rugles église Saint-Germain : têtes d'anges et de démons, dragons simples ou bicéphales, personnages seuls ou par deux (couronnés ou enturbannés brandissant une bourse) souvent ceinturés d'un serpent. Sur deux cathèdres du chœur, un vieillard s'arrachant les cheveux et un jeune homme les yeux bandés par un serpent.
- Sainte-Marthe église (6 en provenance de l'abbaye de Conches).
- Venables église (9).
- Villettes église (14).
- Saint-Victor-de-Chrétienville église Saint-Victor : têtes d'hommes.

### Eure-et-Loir28

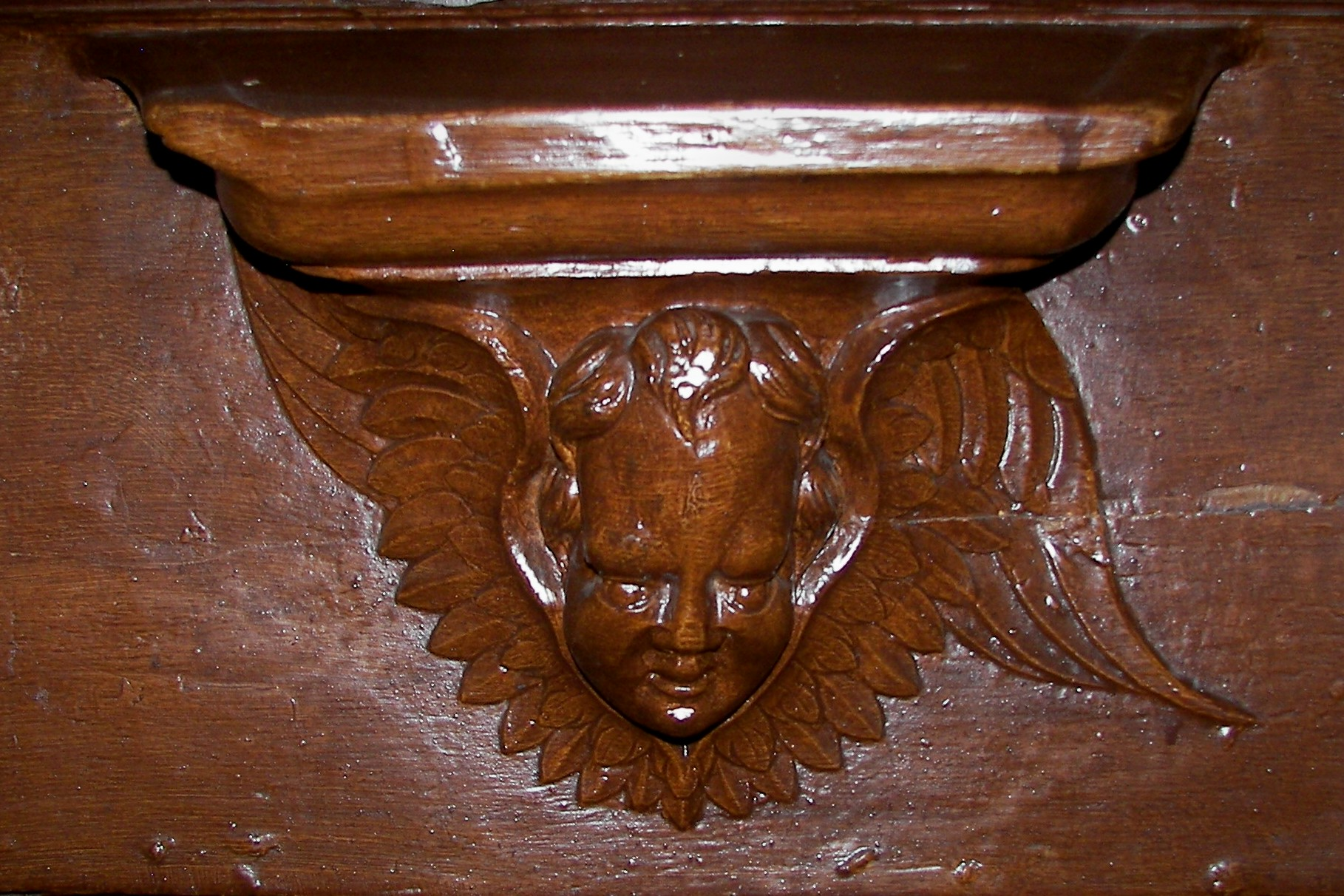
Miséricorde de l'église Saint-Pierre de Maintenon.

- Chartres église Saint-Aignan : feuilles d'acanthe.
- Chartres église Saint-Pierre : feuilles d'acanthe + chaise curiale ornée.
- Châteaudun église Saint-Valérien (8) : motif de feuilles d'acanthe.
- Maintenon (4) église Saint-Pierre : deux paires de stalles aux miséricordes classiques en feuilles d'acanthe et de têtes d'anges malencontreusement enduites d'une épaisse couche d'un vernis marron.
- Thiron-Gardais (8) abbaye de la Sainte-Trinité : visages naïfs d'hommes et de femmes, ébauches d'un écusson.

## F

### Finistère29
- Daoulas abbaye Notre-Dame : Motif unique géométrique. Accotoirs intéressants.
- Daoulas Chapelle Sainte-Anne : chaise curiale pourvue d'une assise doublement creusée (pour le confort des fesses) et d'une miséricorde représentant un vieillard grimaçant et tirant la langue.
- Morlaix église Saint-Melaine (1) : siège "épiscopal" motif végétal classique.
- Plonévez-du-Faou chapelle Saint-Herbot (14) : vases, têtes animales (bœuf) et visages humains (bouffon maure à la coiffe ornée de grelots, homme barbu.

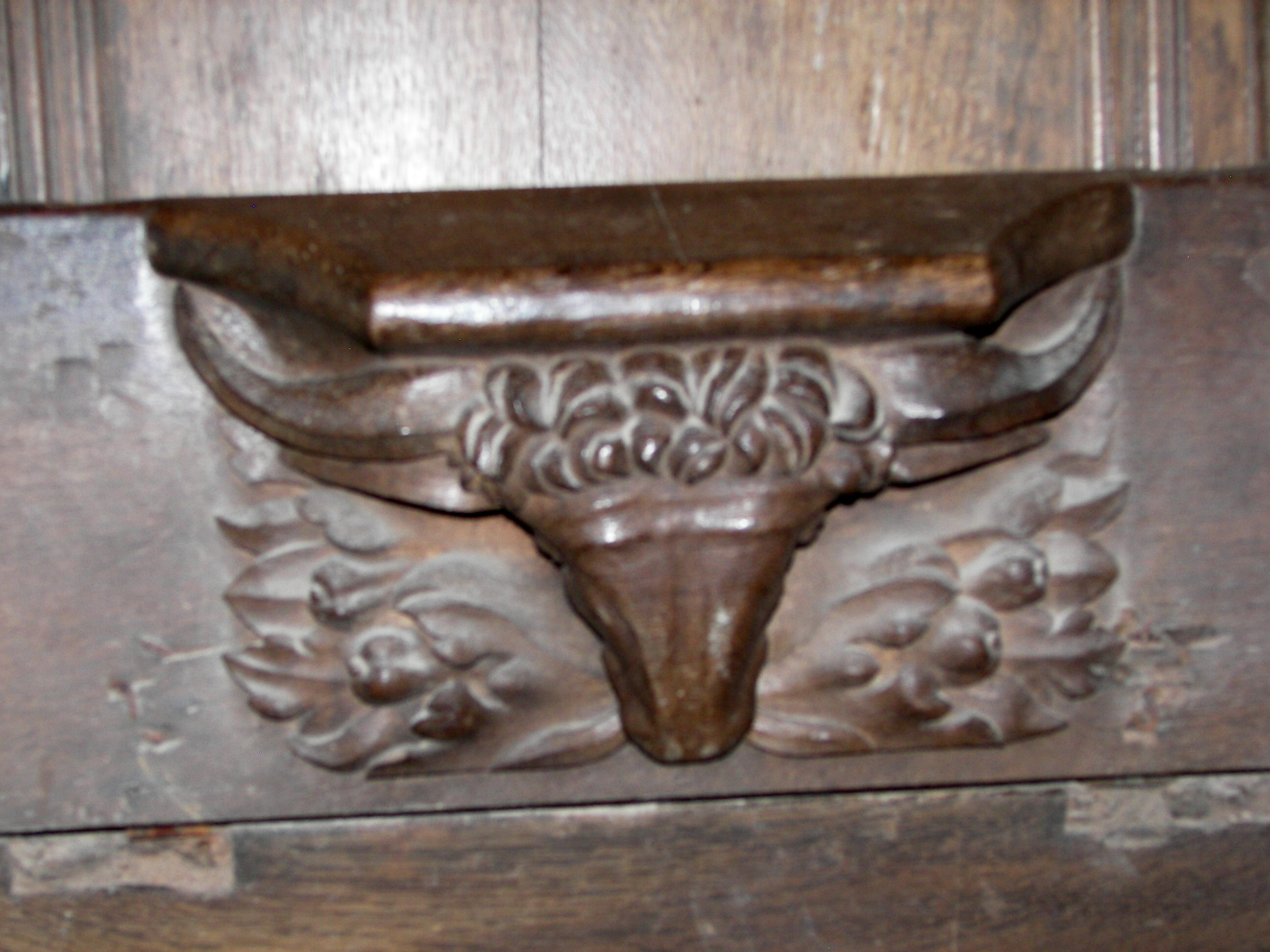
Miséricordes
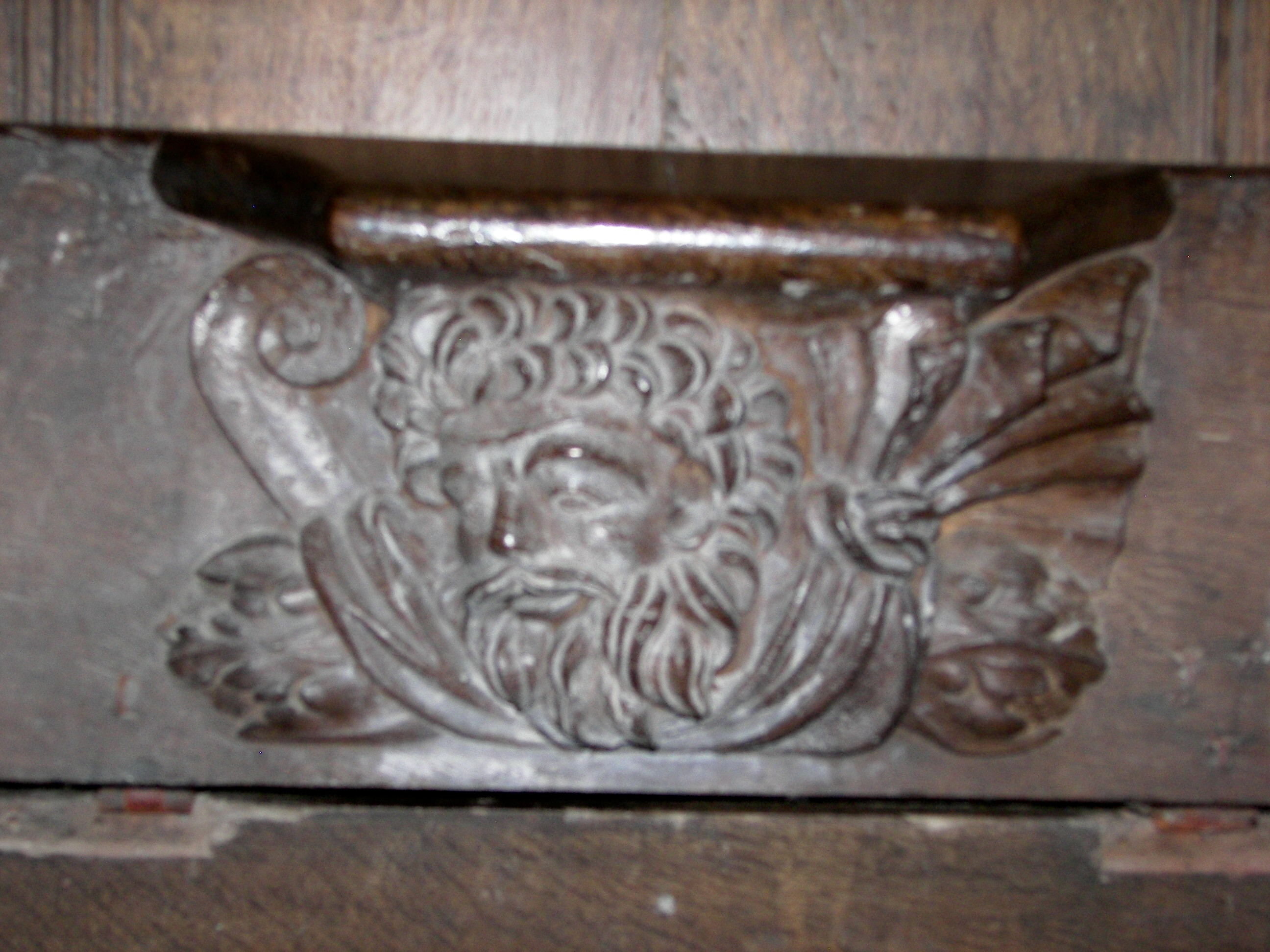
de la
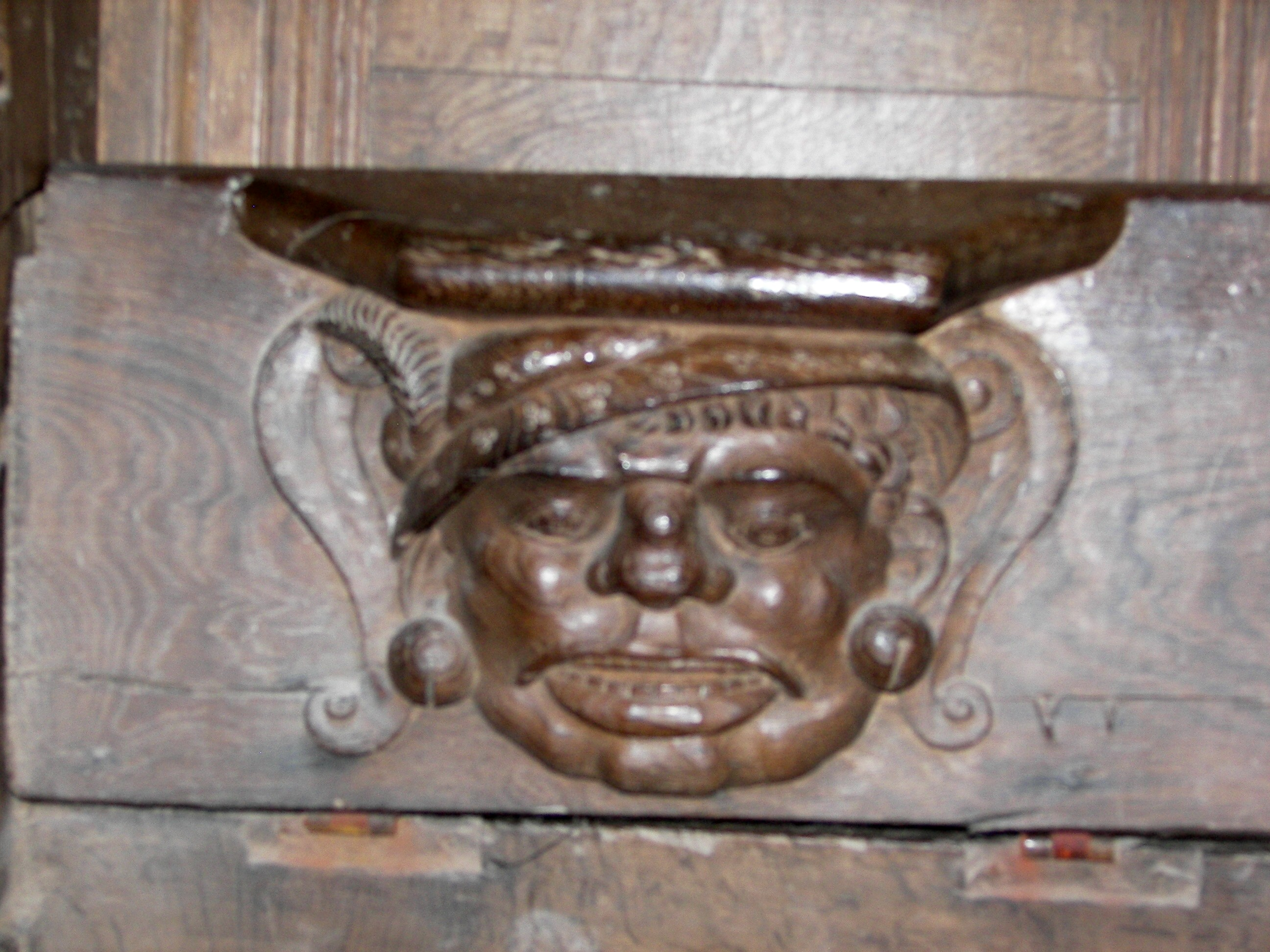
chapelle
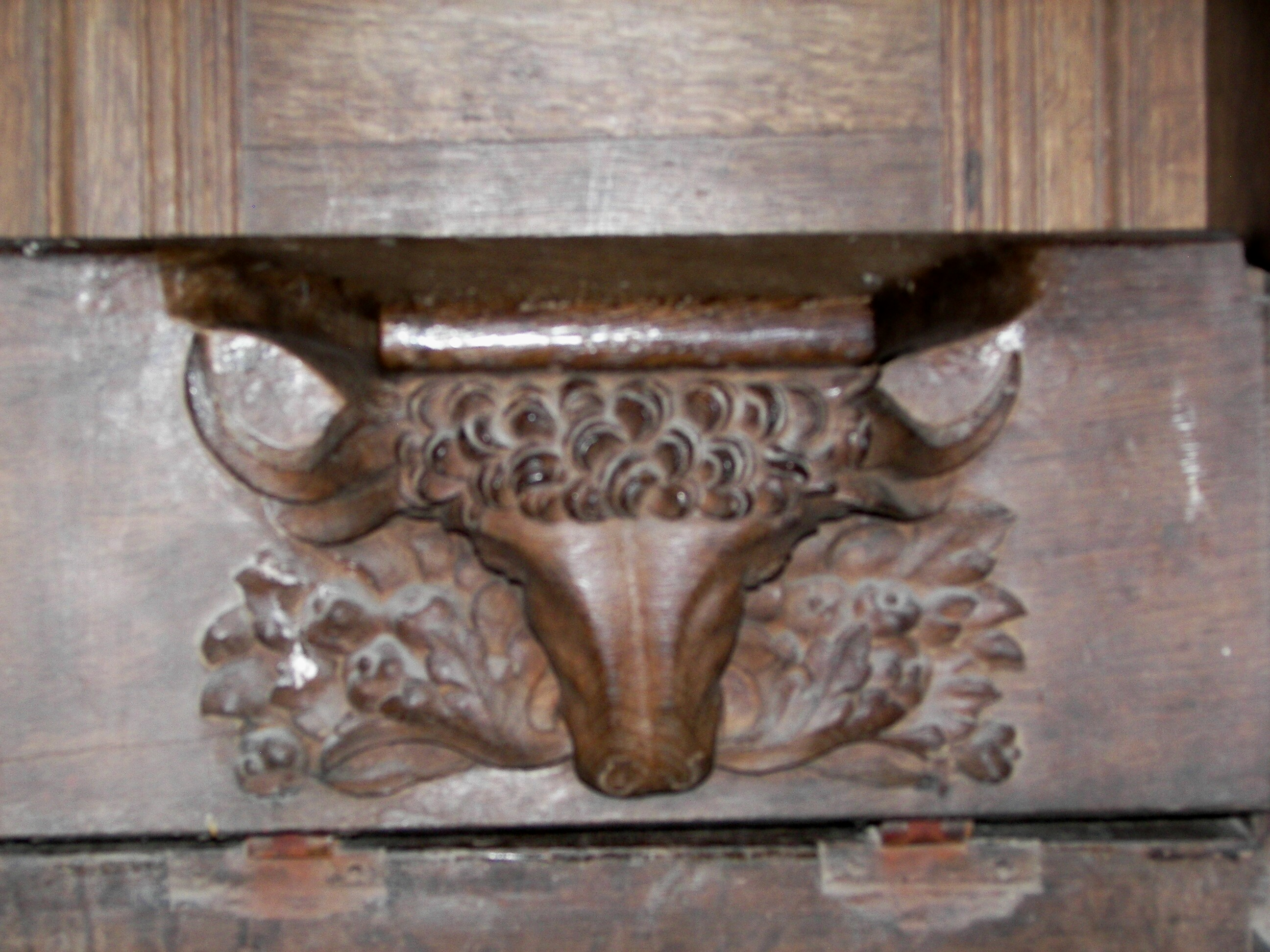
Saint-Herbot
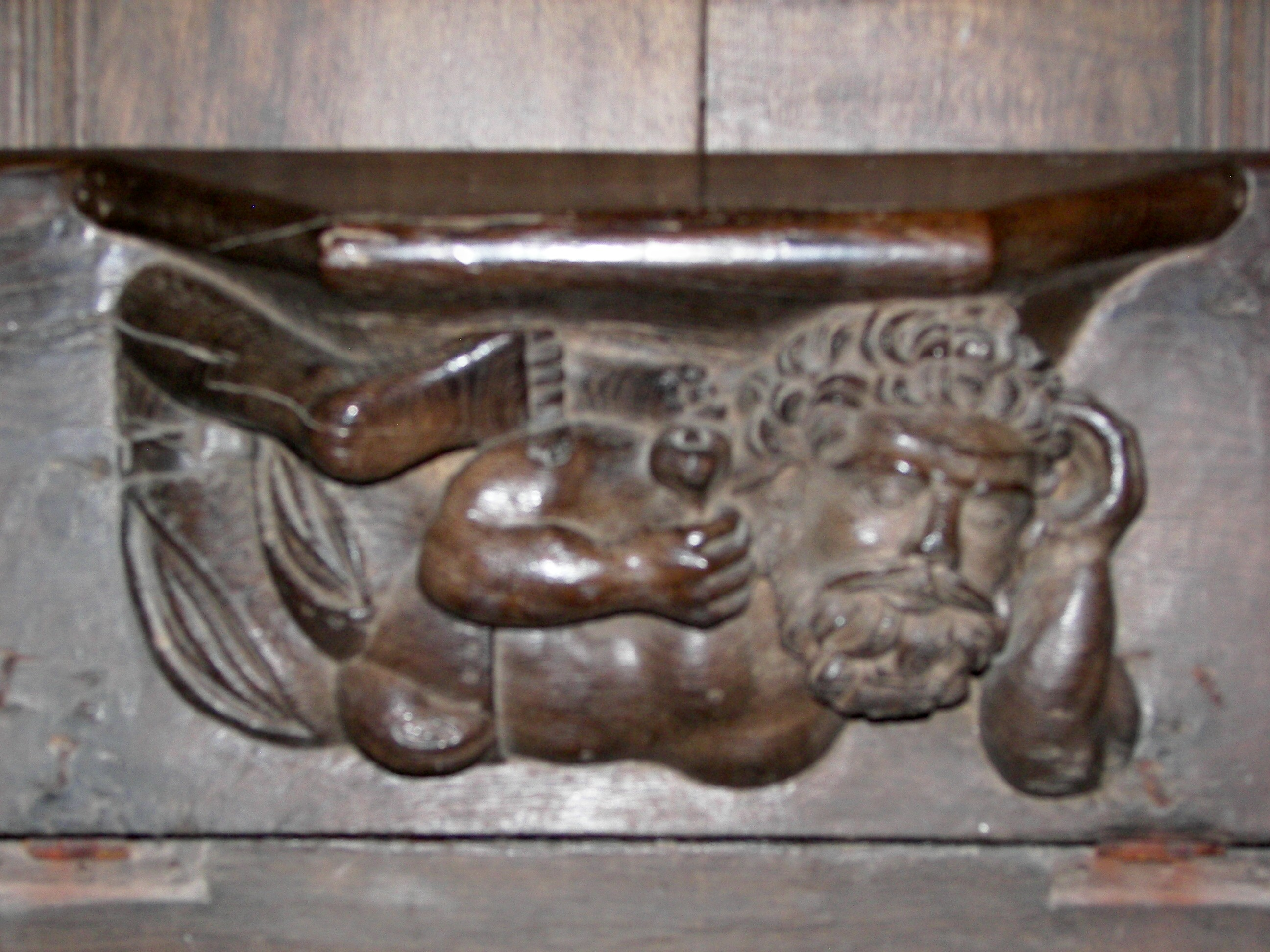
à
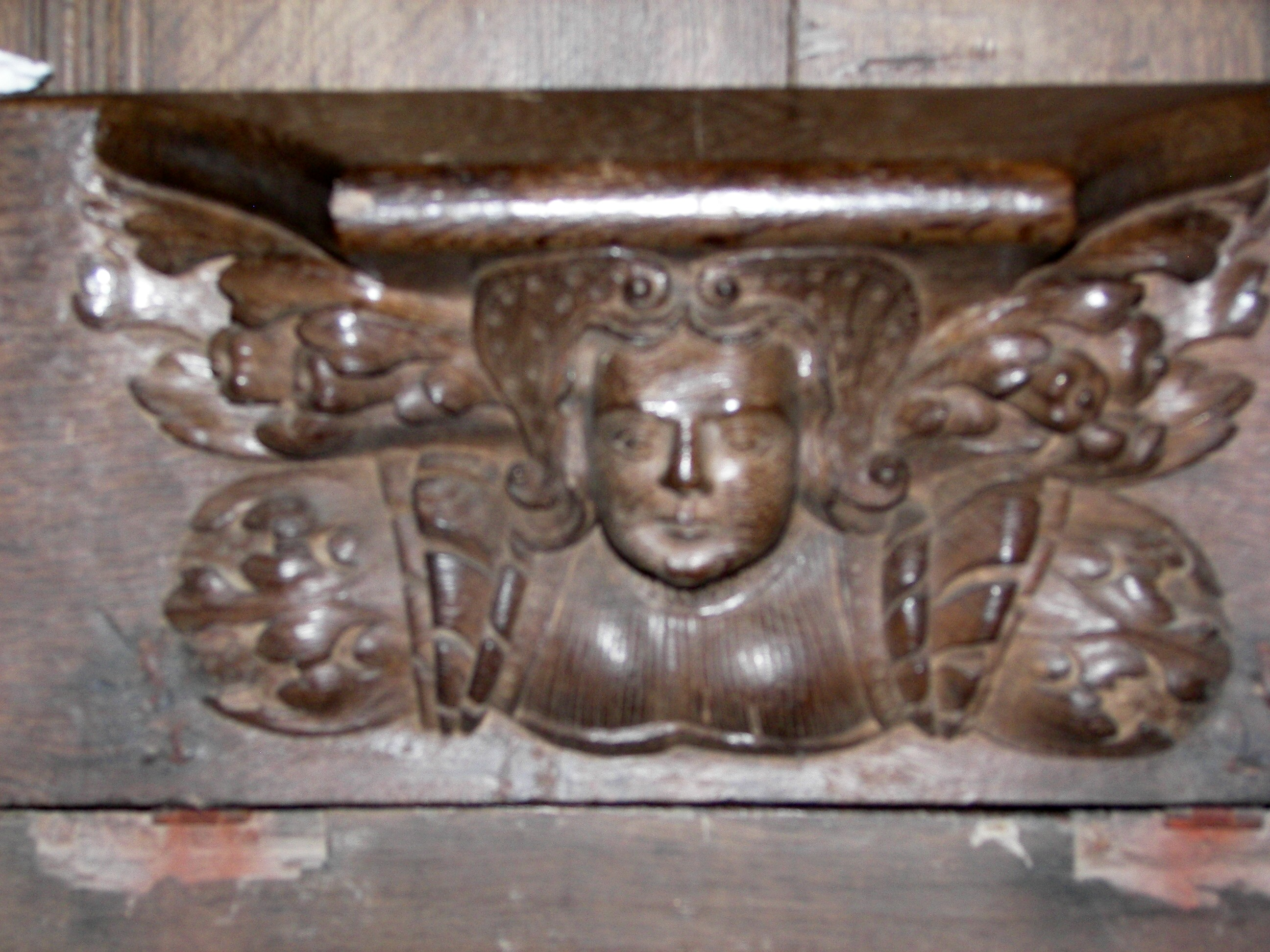
Plonévez-du-Faou
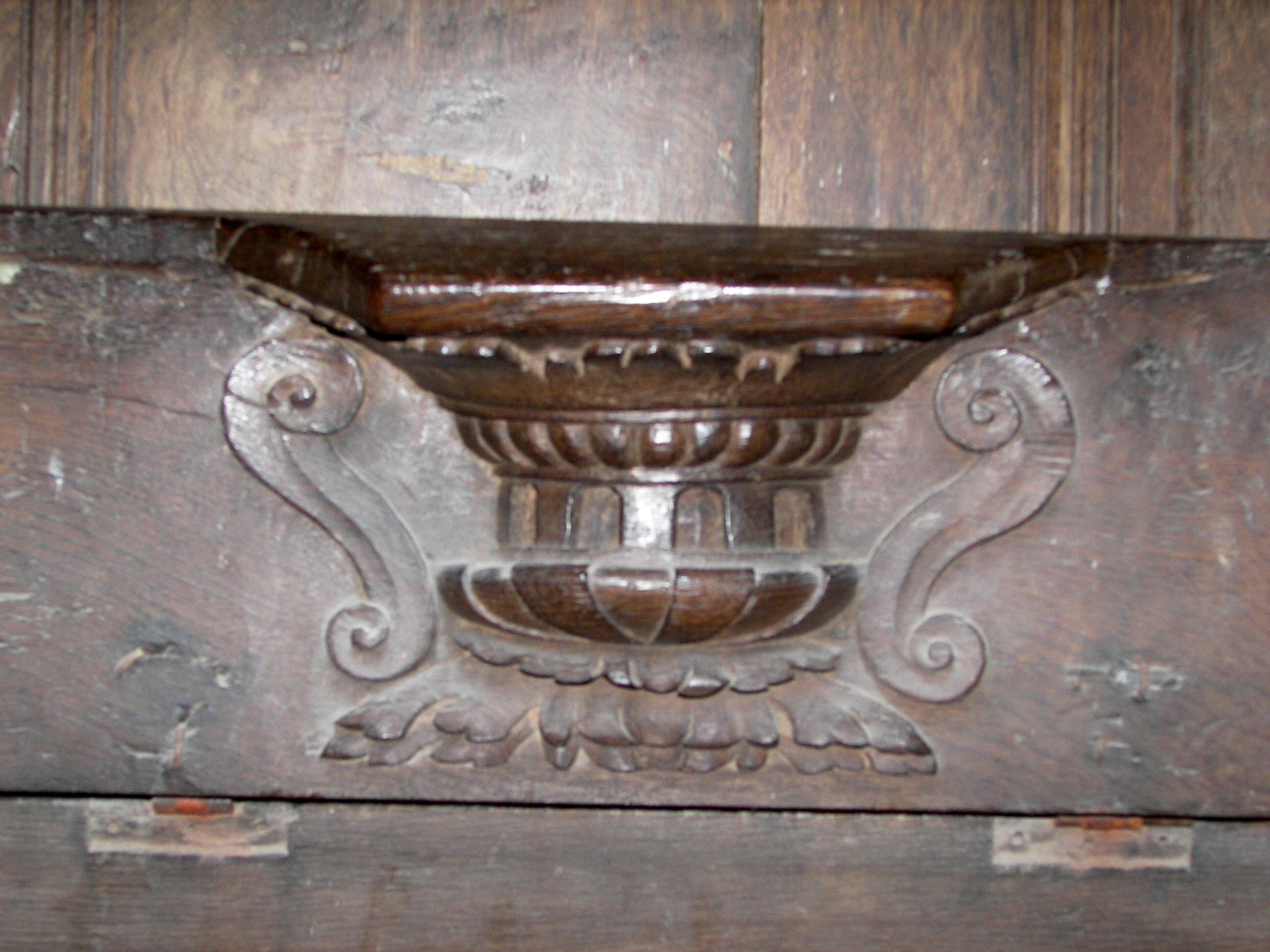
(Finistère).

- Plouzévédé chapelle Notre-Dame de Berven (16) : console géométrique.
- Quimper cathédrale Saint-Corentin : petites miséricordes à thème végétal et un visage tourmenté.
- Roscoff église Notre-Dame-de-Croaz-Batz (10) : mascarons grotesques, phylactère daté de 1862, visage d'homme et grappe de raisin.
- Saint-Jean-du-Doigt église - stalles incendiées en 1955.
- Saint-Pol-de-Léon ancienne cathédrale Saint-Paul-Aurélien (66) : faciès humains déformés par des rictus, moine lisant et singe devant un grimoire et têtes de maures + masque triple, motifs végétaux (fougères, artichauts, glands, raisins), porc et chien.

## G

### Gers32
- Auch cathédrale Sainte-Marie (103) : dans la partie extérieure au chœur, 20 miséricordes de style Renaissance comportant divers motifs symboliques tels qu'agneau, anges, cheval et lion ailés, griffons ainsi qu'un médaillon chiffré "I et S".
- Fleurance église Saint-Laurent : têtes d'oiseaux fantastiques, vigne, chardons, visage d'ange.
- Lectoure cathédrale Saint-Gervais-Saint-Protais (36) : visages simples, doubles voire triples, angelots, lions, masques et personnages fantastiques, rinceaux et draperies.
- Lombez cathédrale (52) : masque triple, motifs végétaux. À noter, les parcloses des stalles ornées de femmes ailées d'âges variés, toutes, la poitrine exposée.
- Mauvezin église Saint-Michel (10).
- Simorre abbatiale de l'Assomption (38).
- Touget église (12).

### Gironde33
- Bordeaux (cathédrale Saint-André de Bordeaux) (66) : superbe ensemble de têtes (maures, indiens d'Amérique, occidentaux), masques monstrueux et visages grimaçants, médaillons, coquilles et motifs baroques, roi, allégorie de la Justice, animaux (chien, chouette et oiseau de proie) entourées de motifs décoratifs variés (rinceaux, guirlandes, branches fleuries, entrelacs et croisillons). Voir également dans la chapelle du Sacré-Cœur, des visages et des angelots.

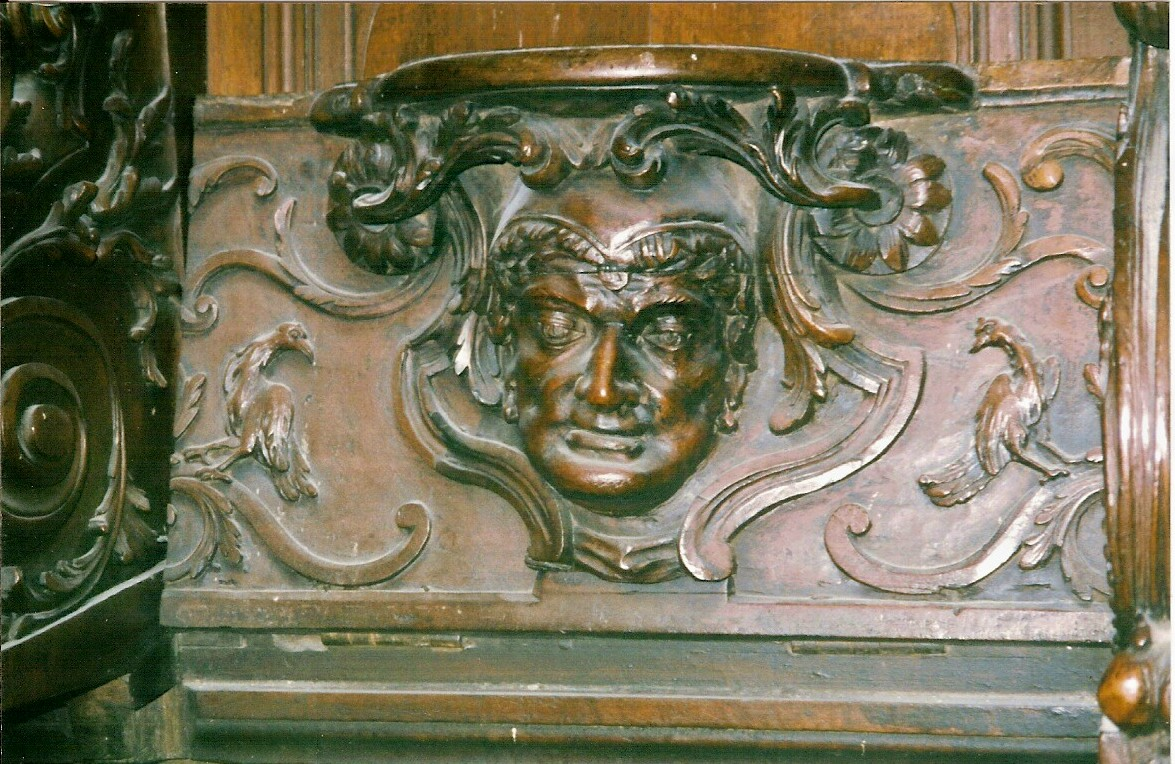
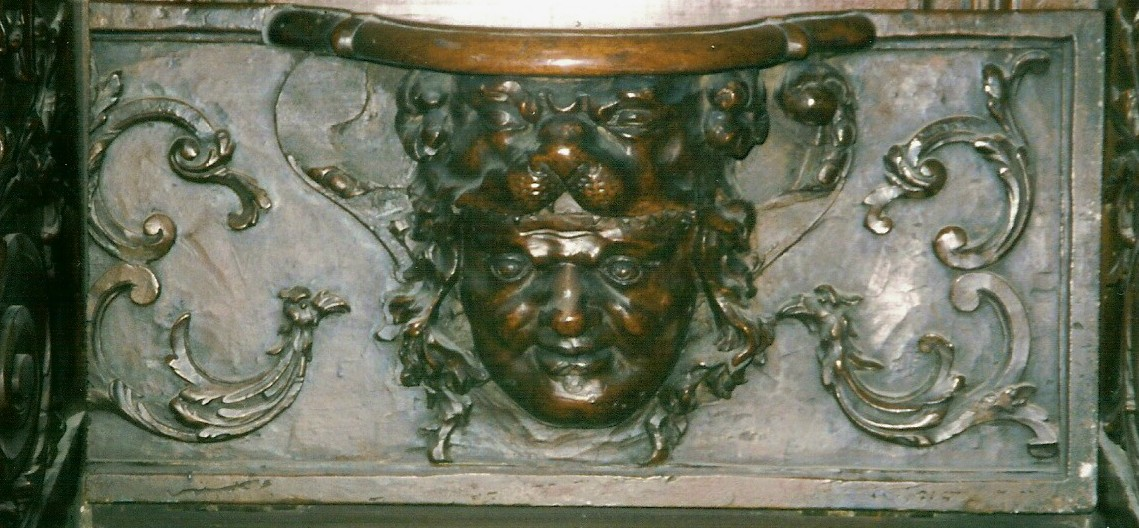
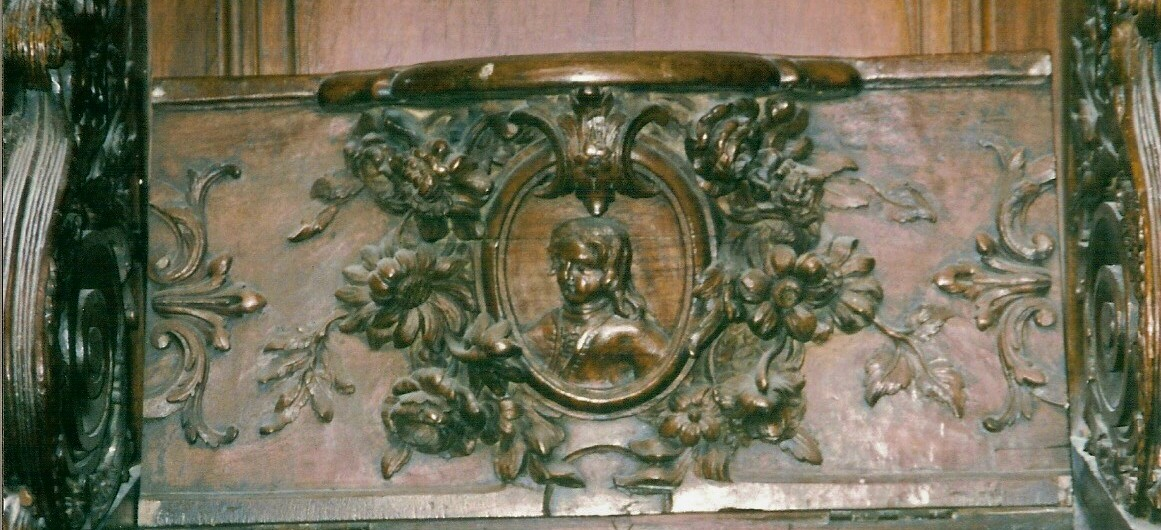
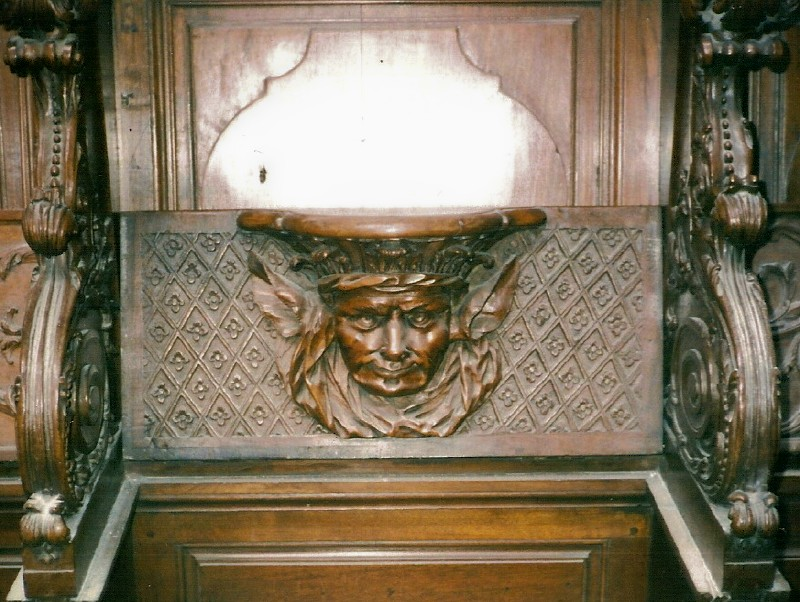
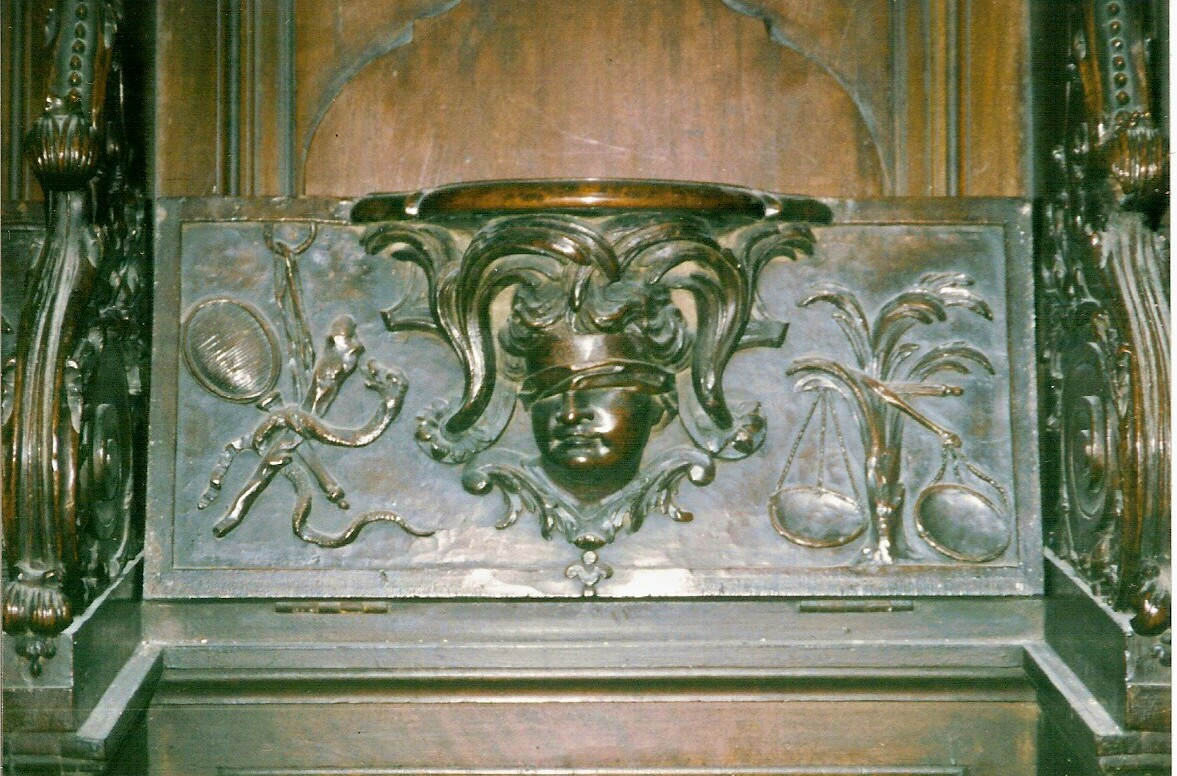
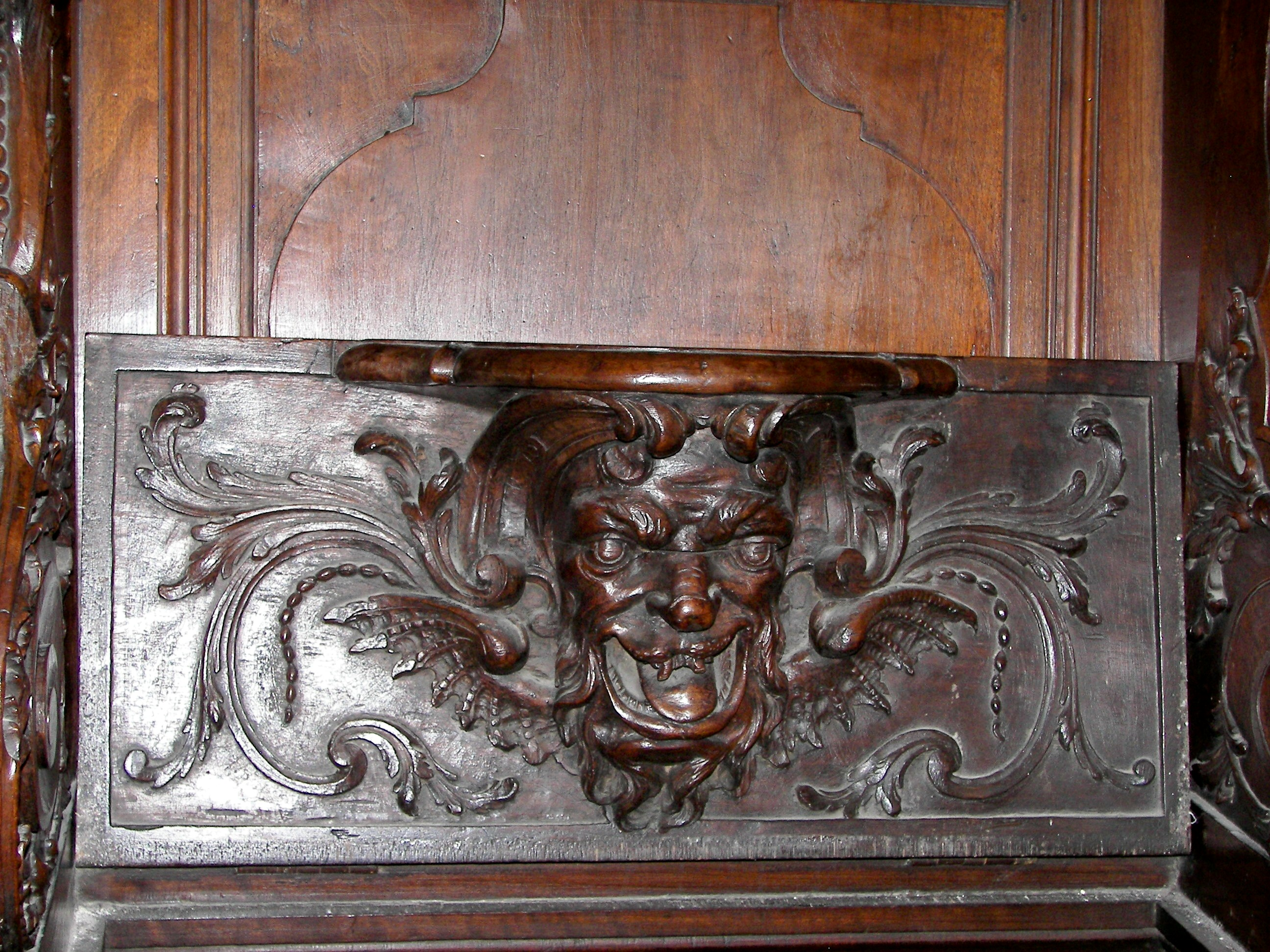
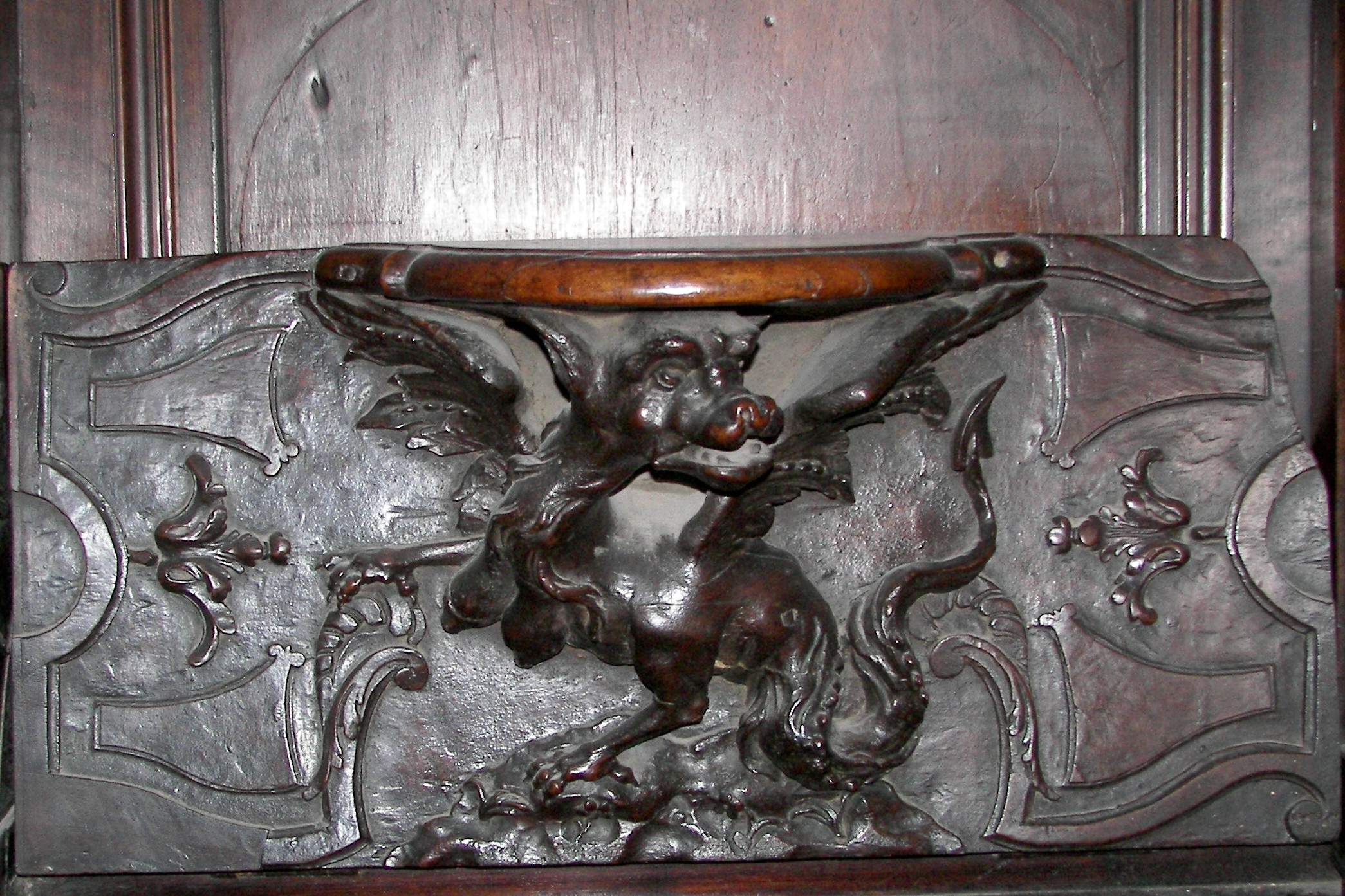

- Bordeaux église Saint-Bruno (14) : visages humains, monstrueux ou grotesques, têtes couronnées et coquilles de même facture que celles de la cathédrale.
- Bordeaux église Saint-Pierre (9) : alternance de têtes d'anges et d'un motif baroque à feuilles d'acanthe, rinceaux et volutes.
- Bordeaux église Saint-Seurin (30) : monstres mythologiques dévorant des humains, sirènes (des deux sexes), dictons et saynètes de la vie quotidienne (jeux, luttes, musiciens…) Seule une partie des stalles sont présentes, le reste ayant été vendues et se trouvant en l'église Saint-Martin de l'Isle-Adam (95).

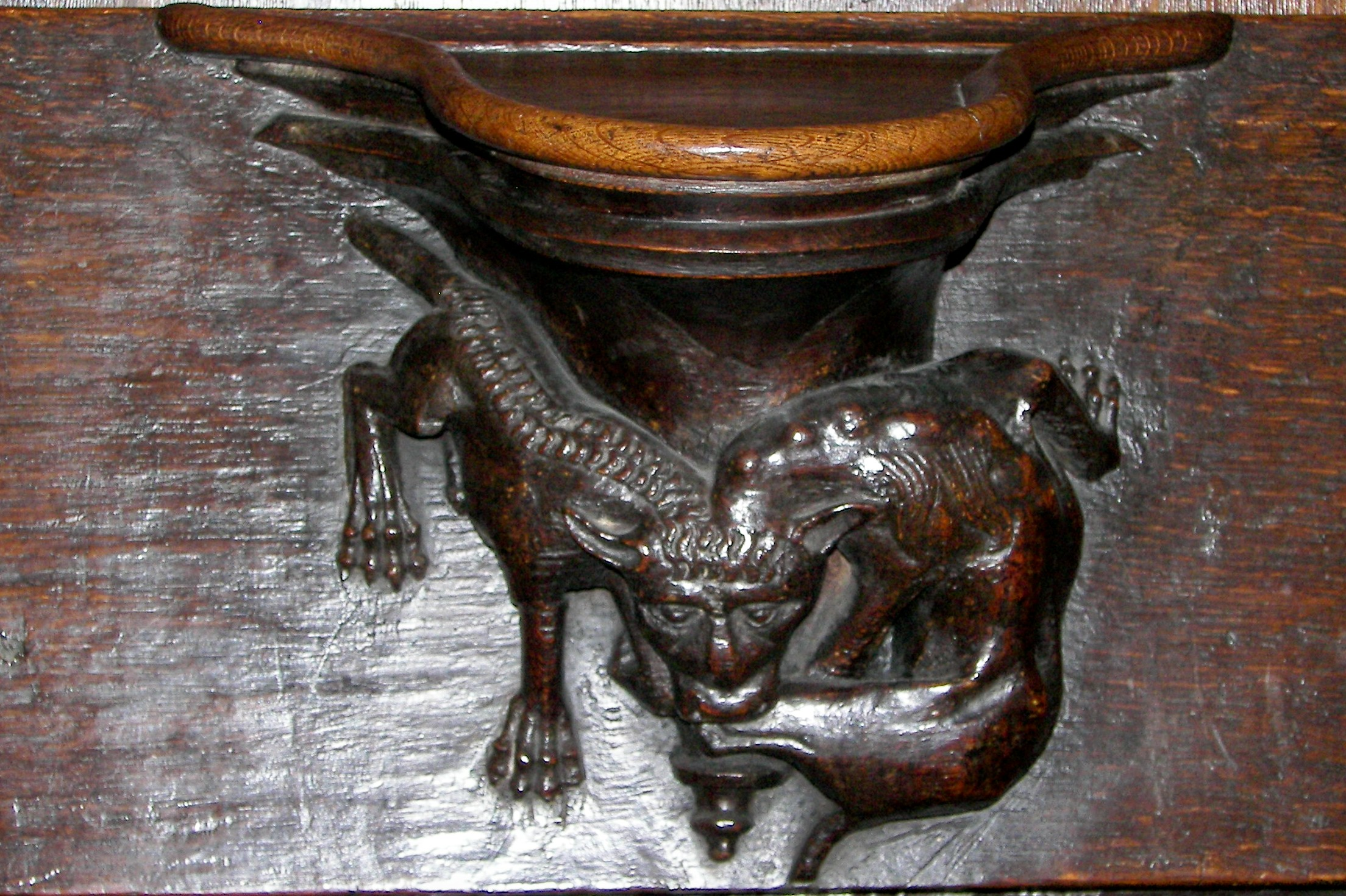
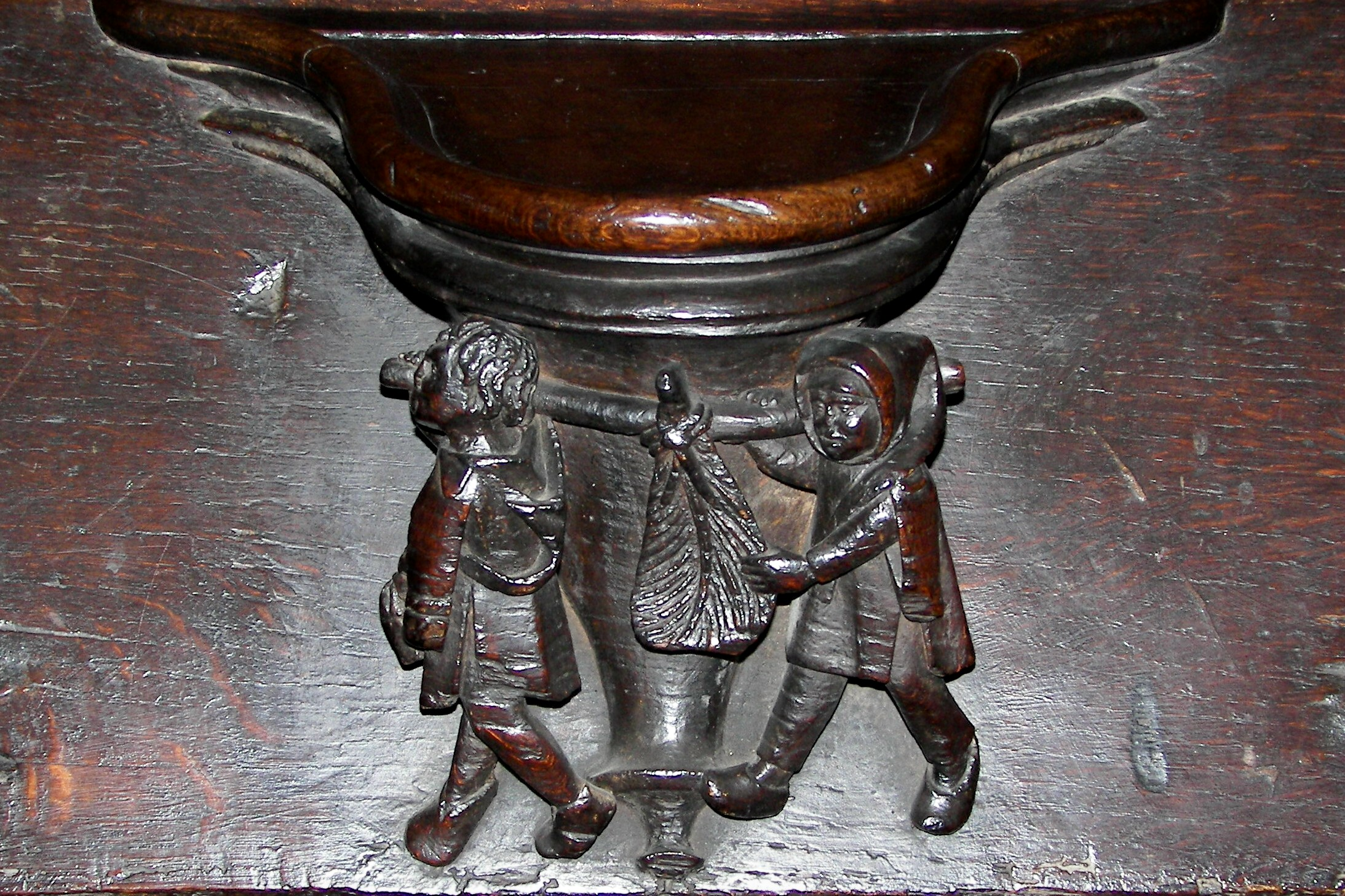
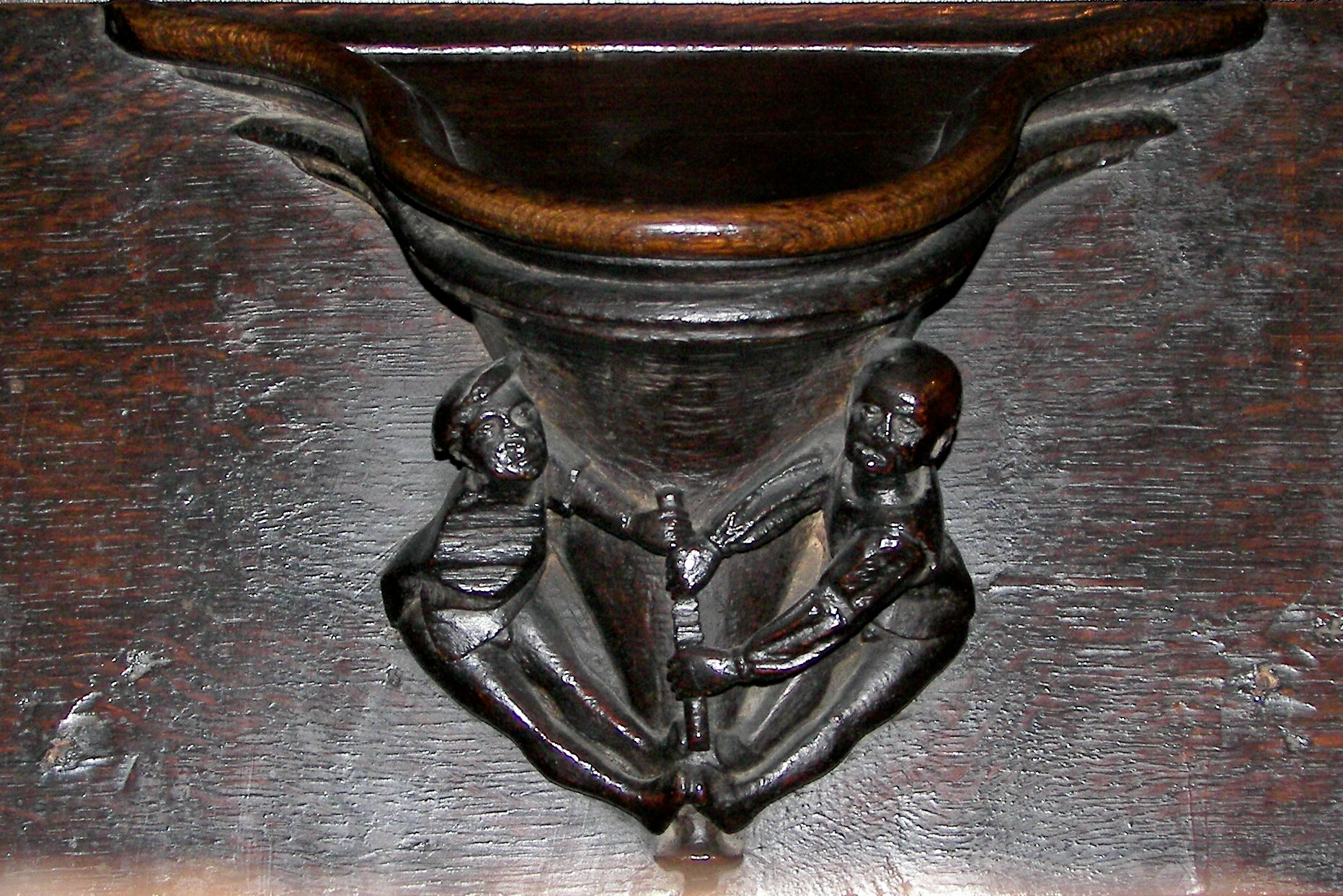
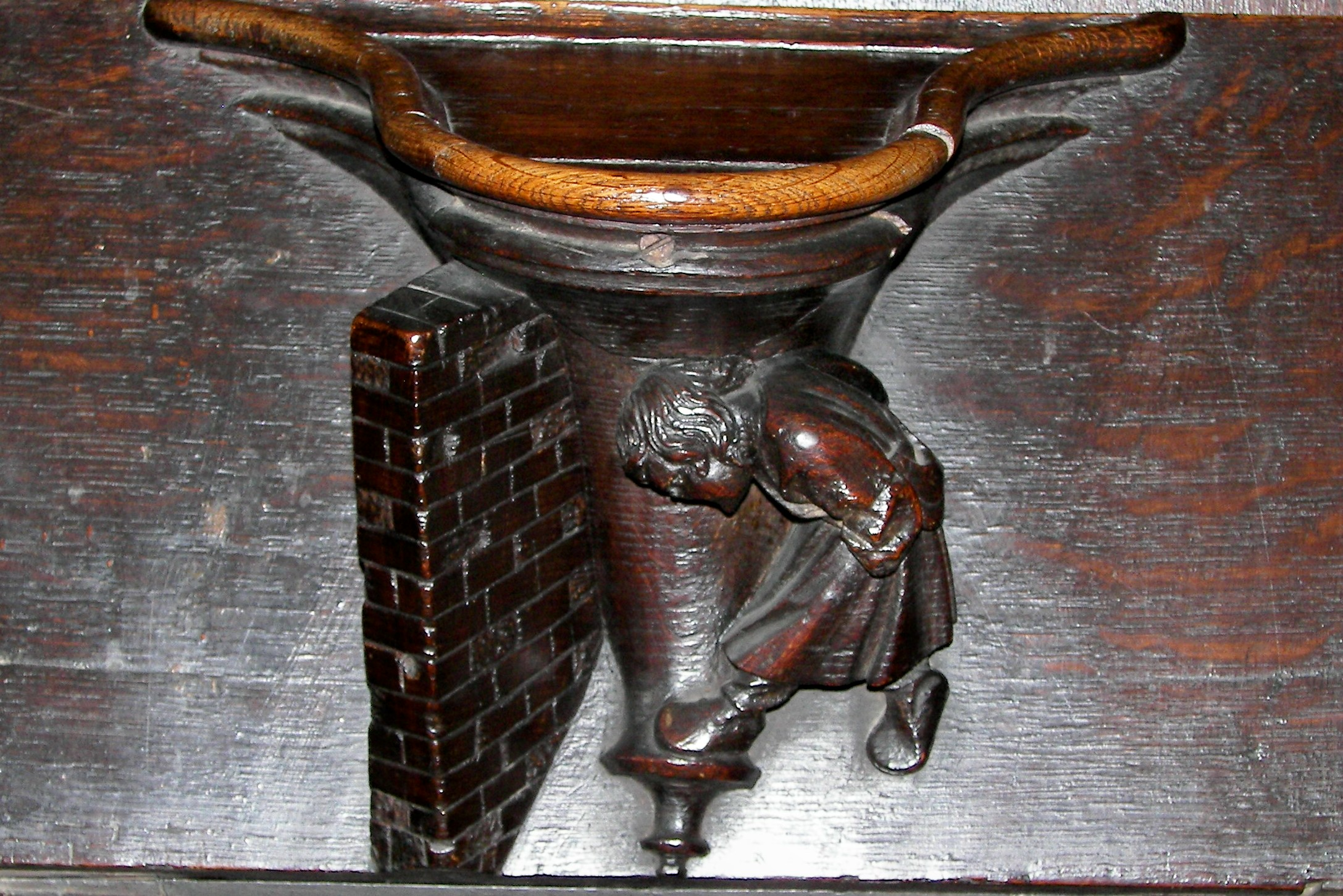
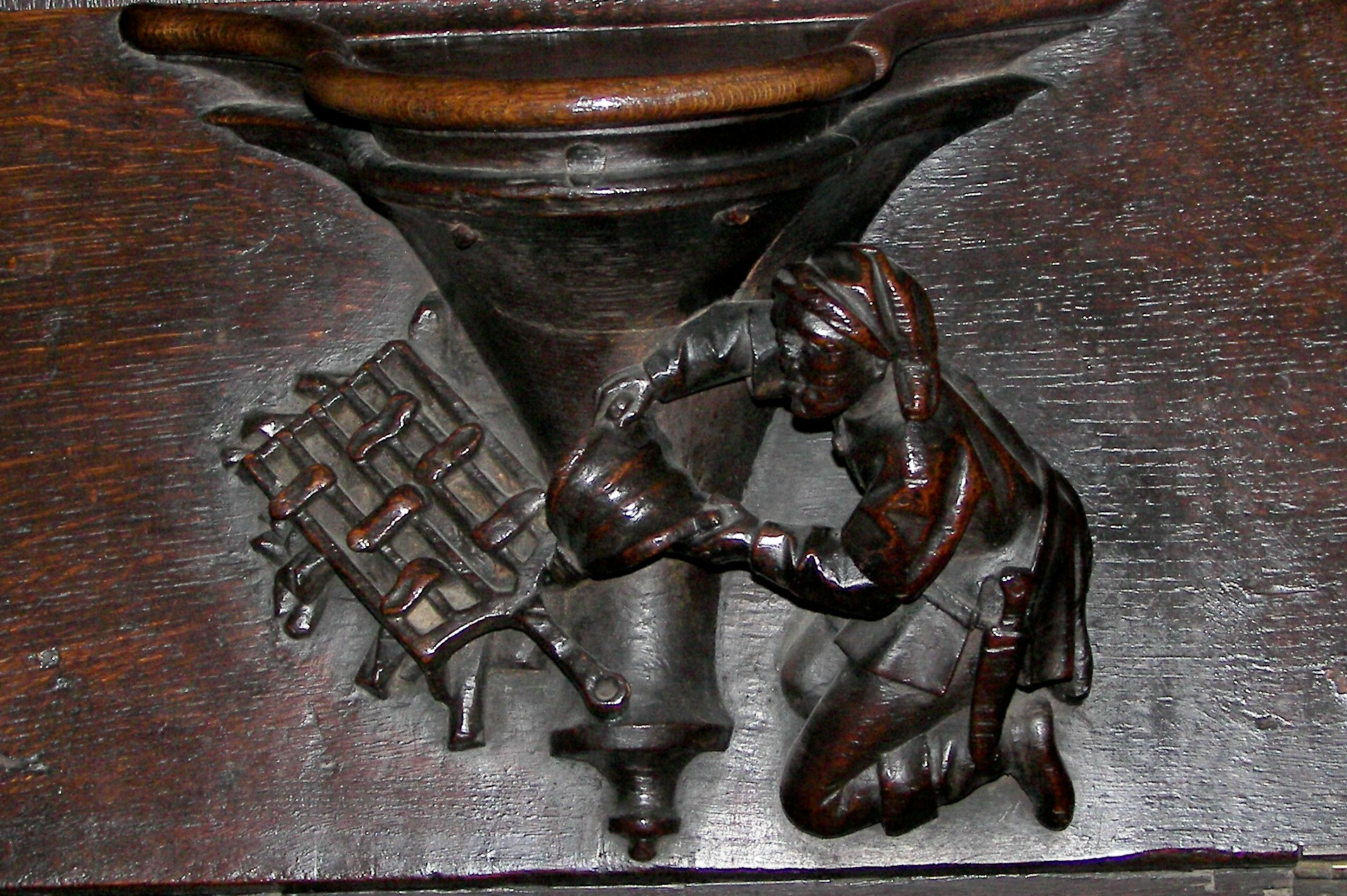
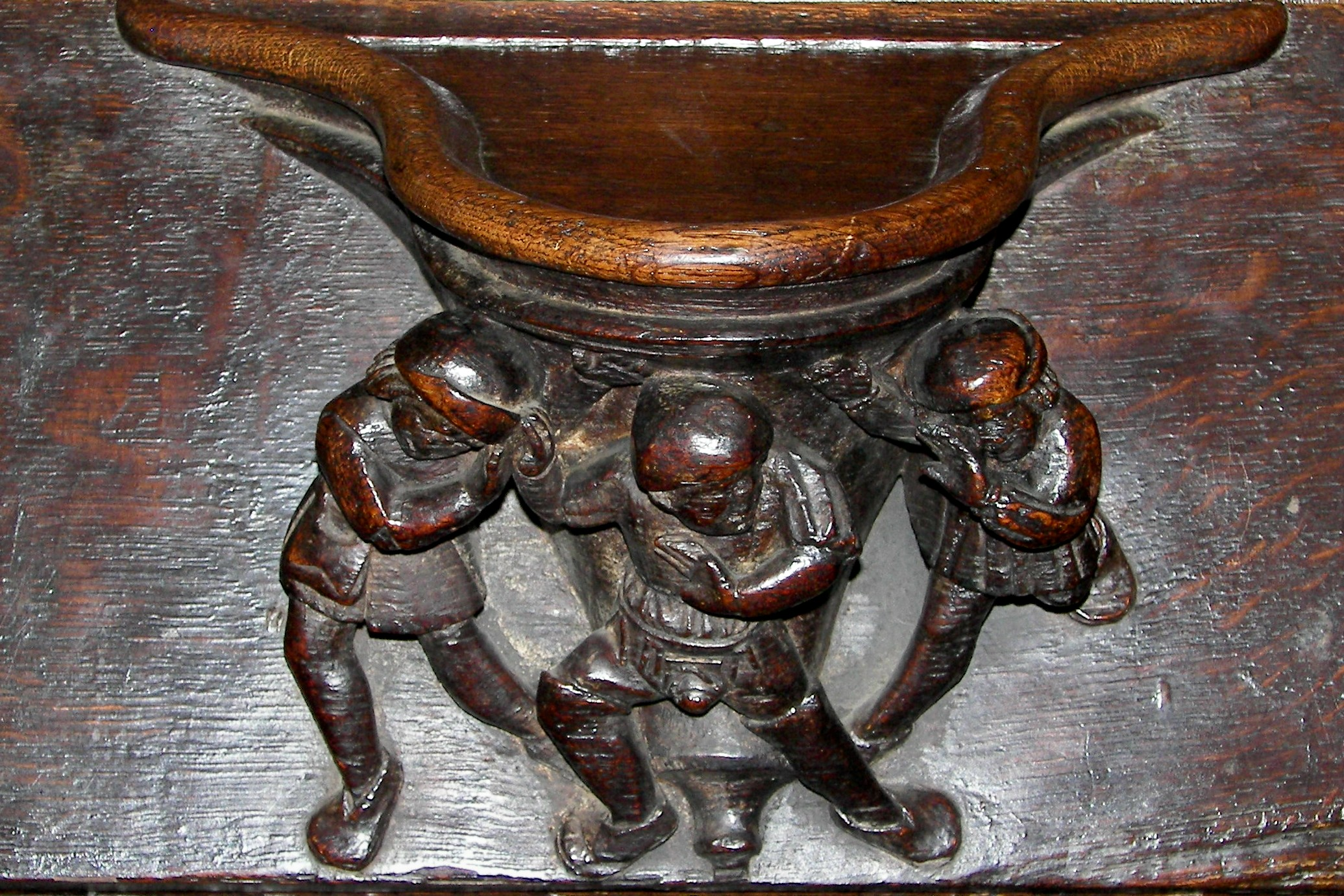
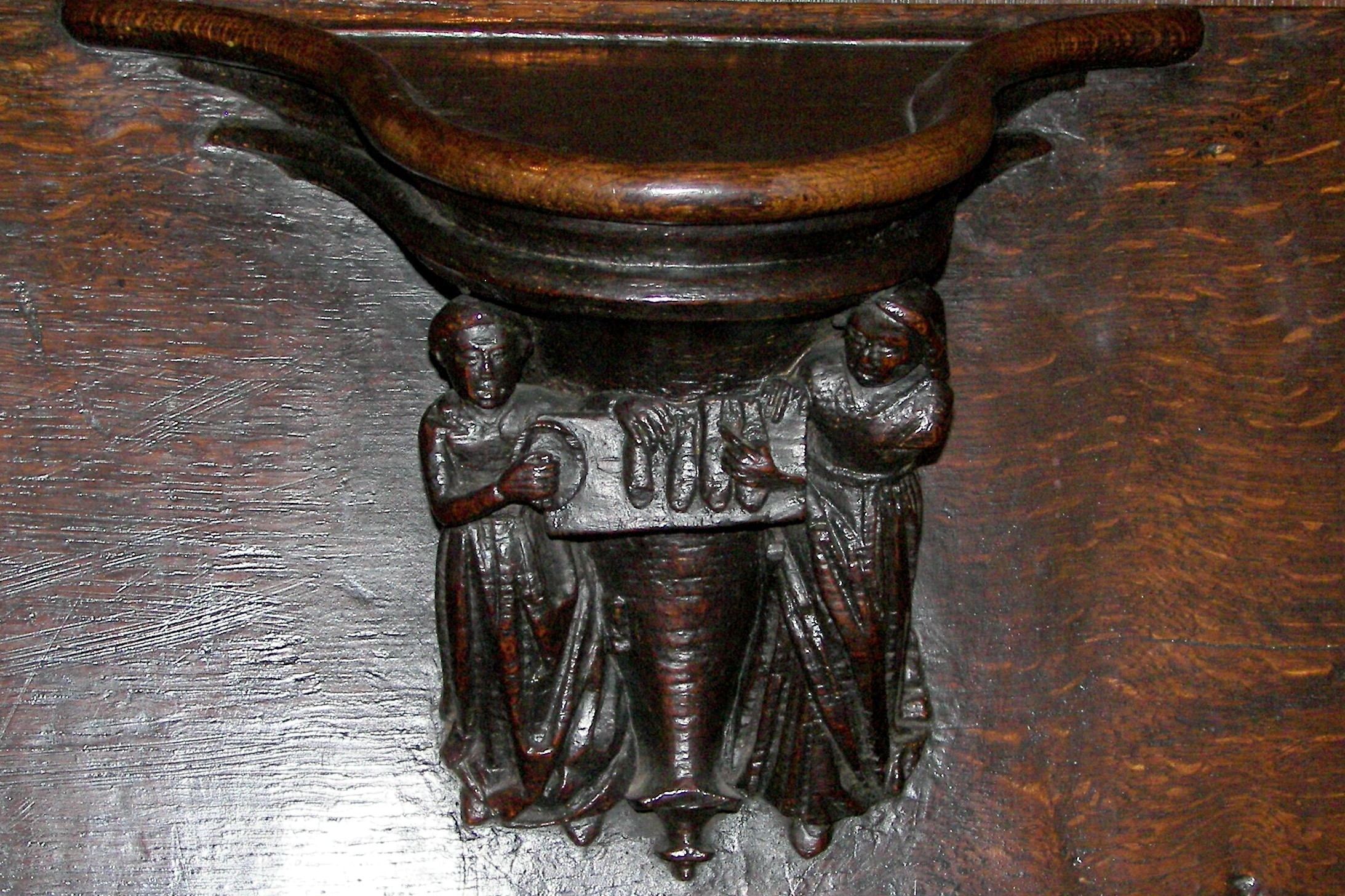

- Saint-Émilion église : visages grimaçants, caricatures et motifs végétaux.
- Saint-Étienne-de-Lisse église Saint-Étienne (5)  deux oiseaux, grenouille mangeant un ver, chat, visage avec turban, fleur de lys.
- Saint-Pierre de Vertheuil  abbaye (1) : miséricorde représentant Adam et Ève.

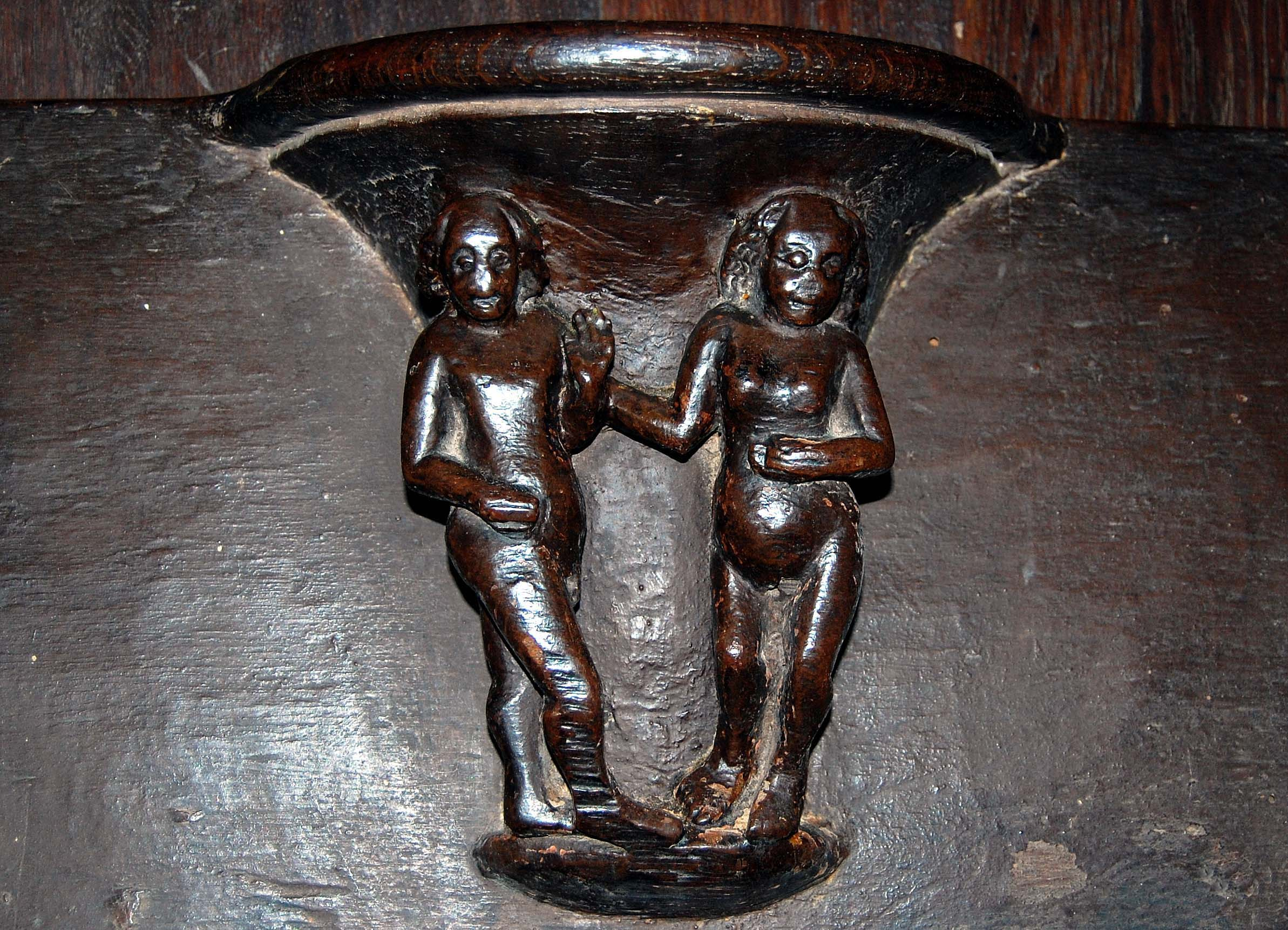
Adam et Ève.

## H

### Haut-Rhin68
- Colmar collégiale Saint-Martin (46) : animaux fantastiques, feuillages, vendangeurs, chien aboyant à la lune, porc jouant de la cornemuse, homme à la tête d'oiseau + quelques sujets de l'Ancien Testament (voir ci-après). Ces thèmes semblent avoir servi de modèles pour les stalles de la cathédrale Saint-Étienne de Metz

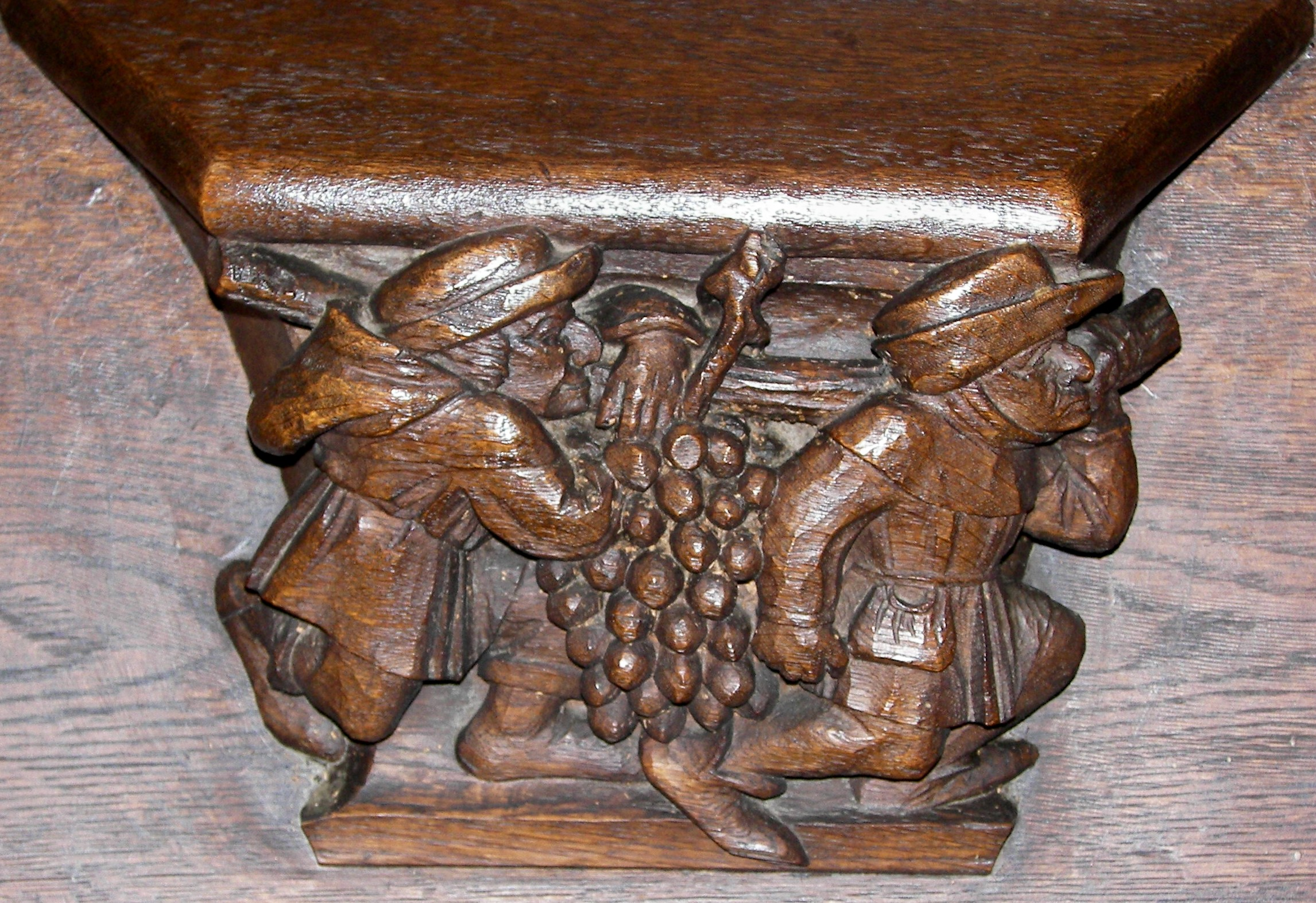
Kaleb et Josua.
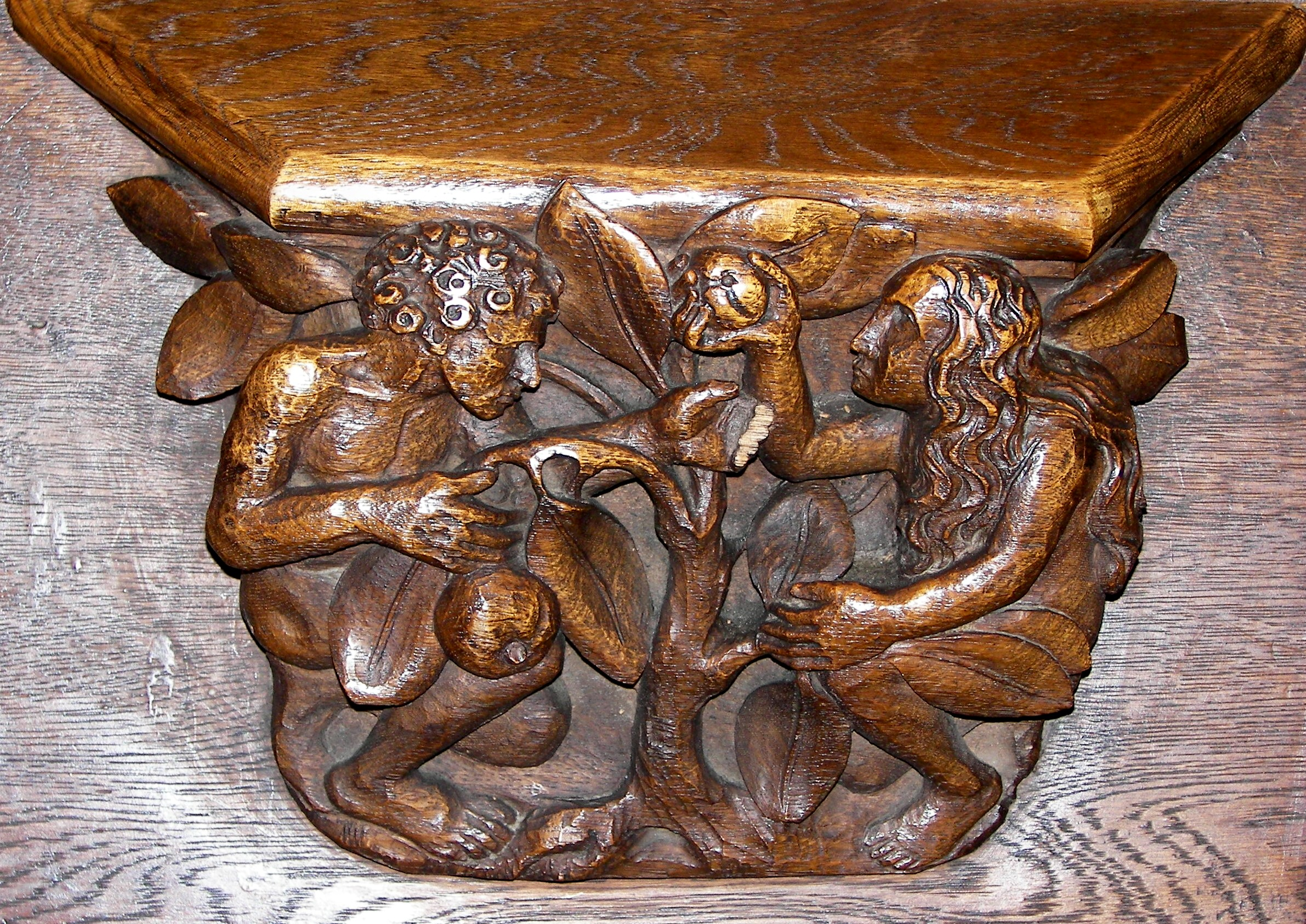
Adam et Ève.
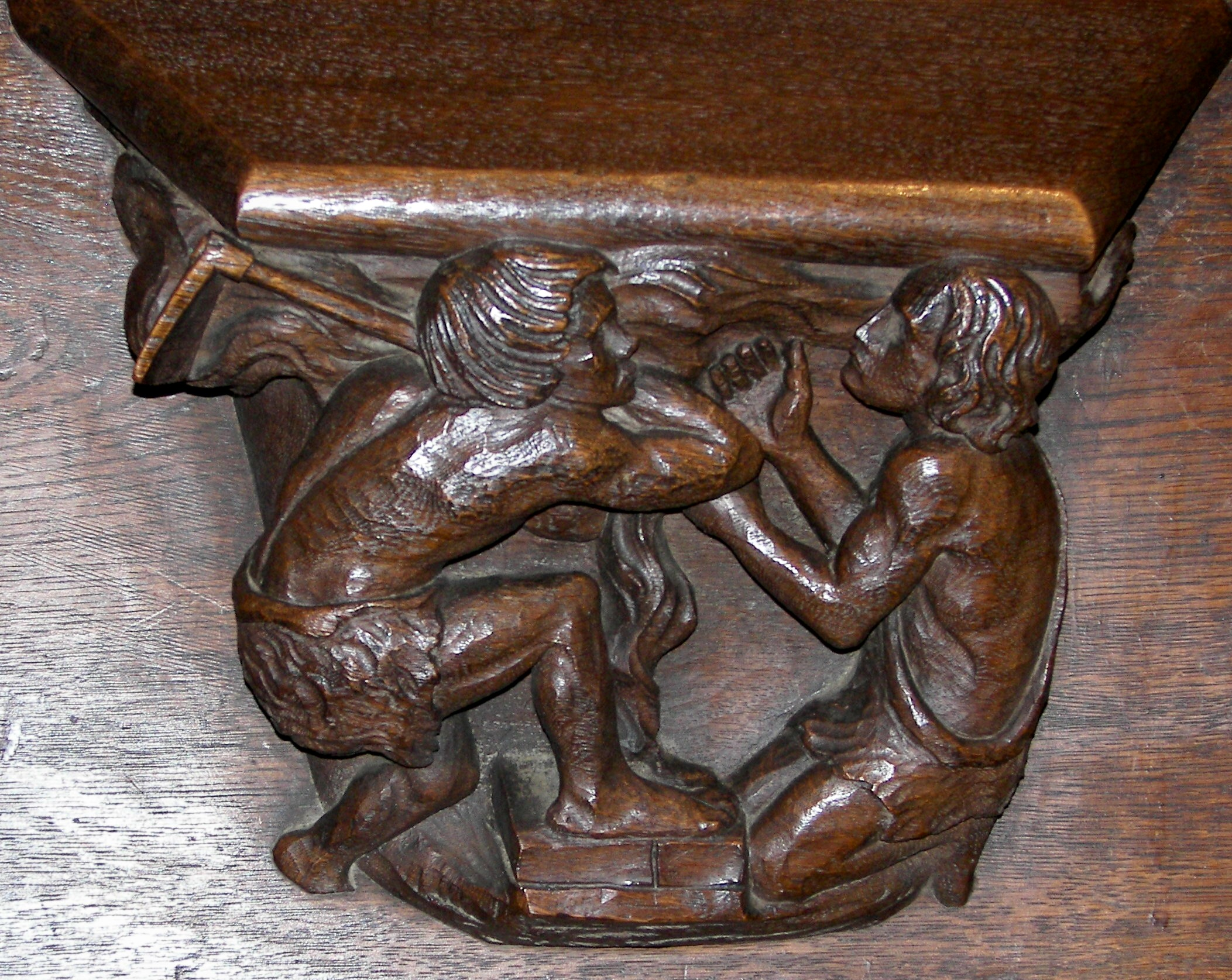
Caïn et Abel.
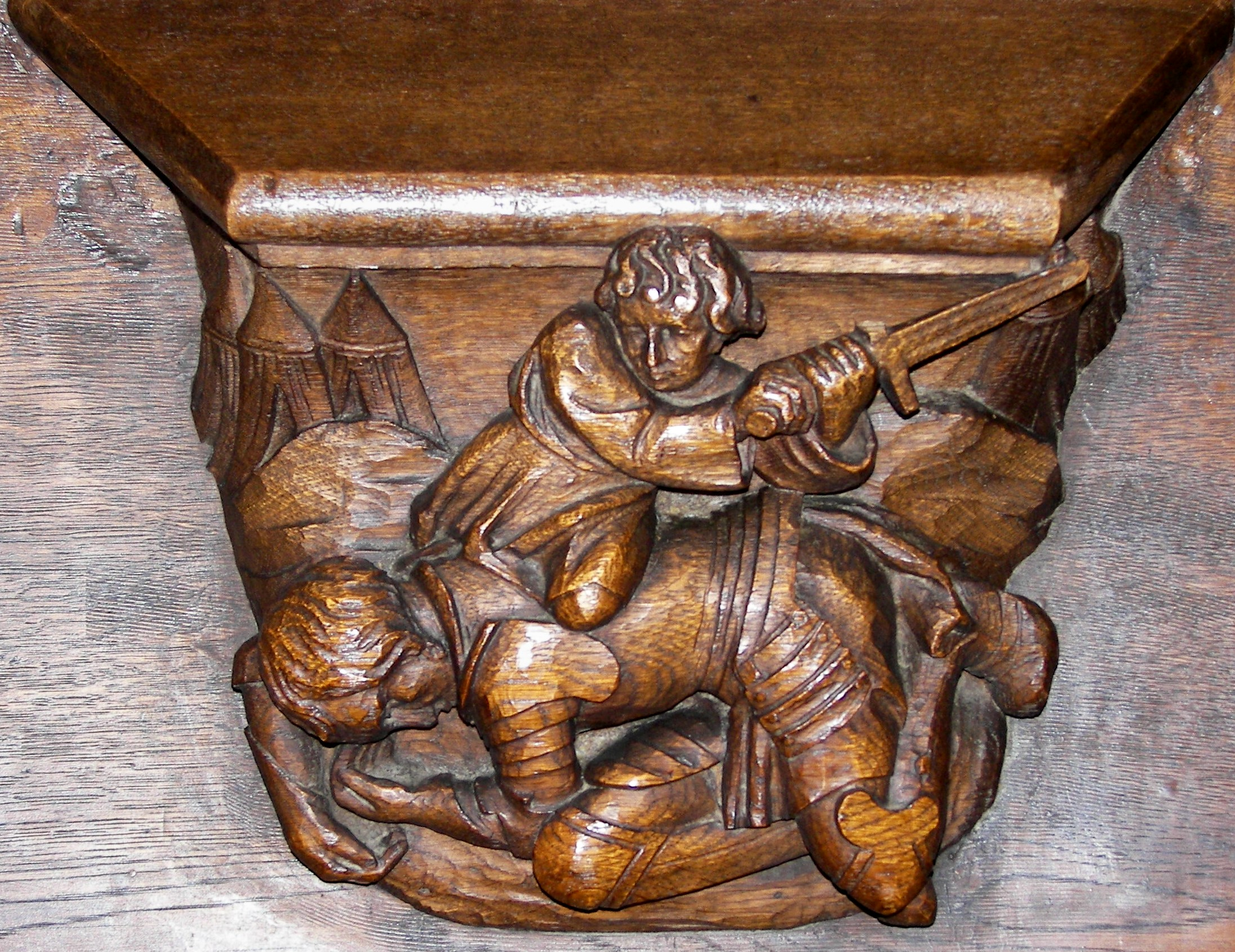
David et Goliath.

- Lautenbach église Saint-Jean-Baptiste (25) : miséricordes de petite taille représentant des démons, des animaux fantastiques et des personnages grotesques ou monstrueux, un goupil travestit en moine, un singe musicien, un chien portant un paquet et un homme semblant escalader la miséricorde, les fesses à l'air.

- Miséricordes
- de
- l'église
- Saint-Jean-
- Baptiste
- de
- Lautenbach.

- Mulhouse  temple calviniste (ancienne église Saint-Étienne) : deux ensembles de six et sept stalles (1637) ornées d'un  rare modèle de miséricordes en « colonne surmontée d'une boule cannelée ».
- Rouffach église Notre-Dame : masques d'hommes monstrueux (hommes-lions, hommes-végétaux) ou grimaçant, feuillages stylisés et deux expositions de postérieurs pudiquement burinés.

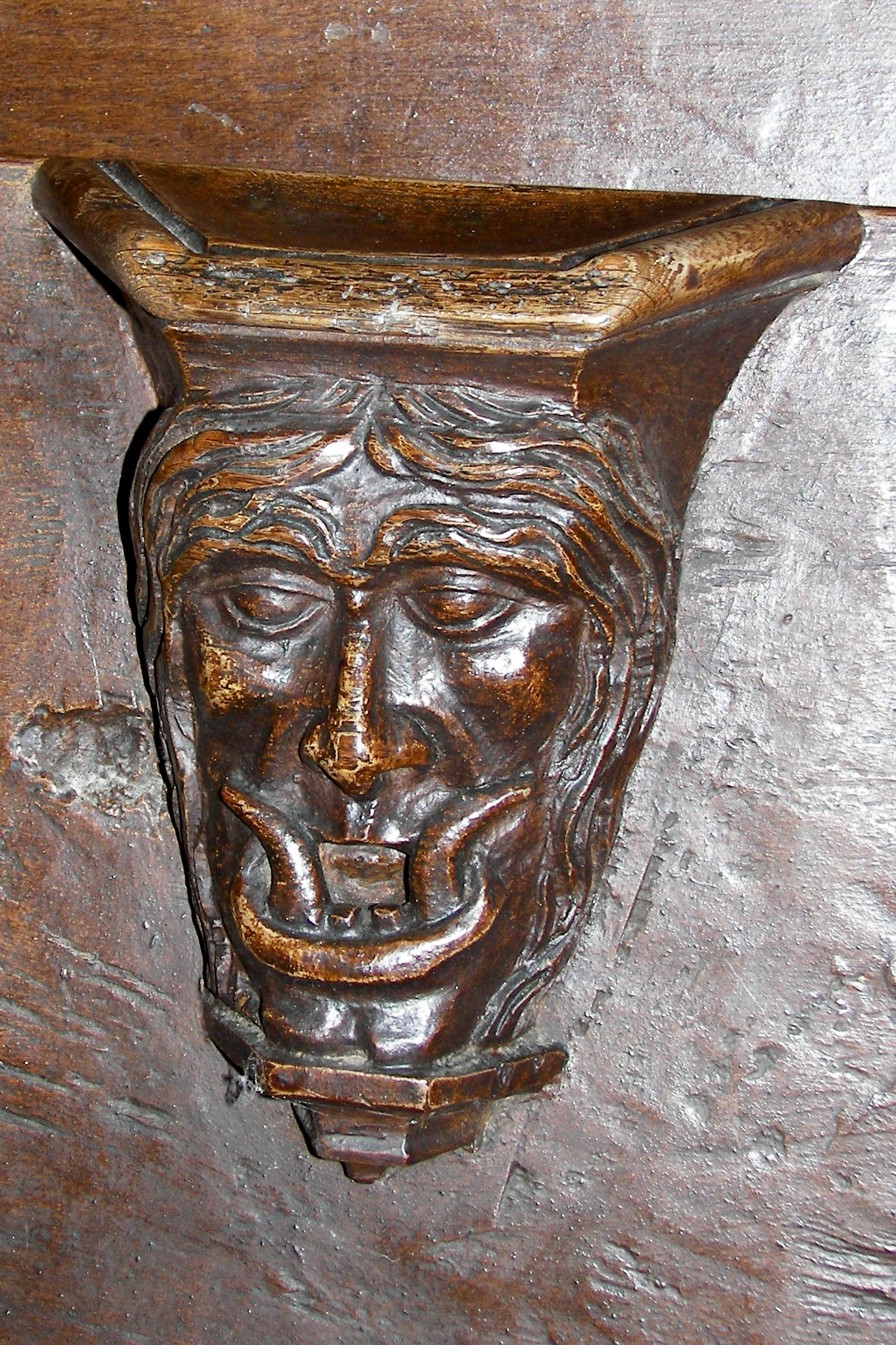
Miséricordes
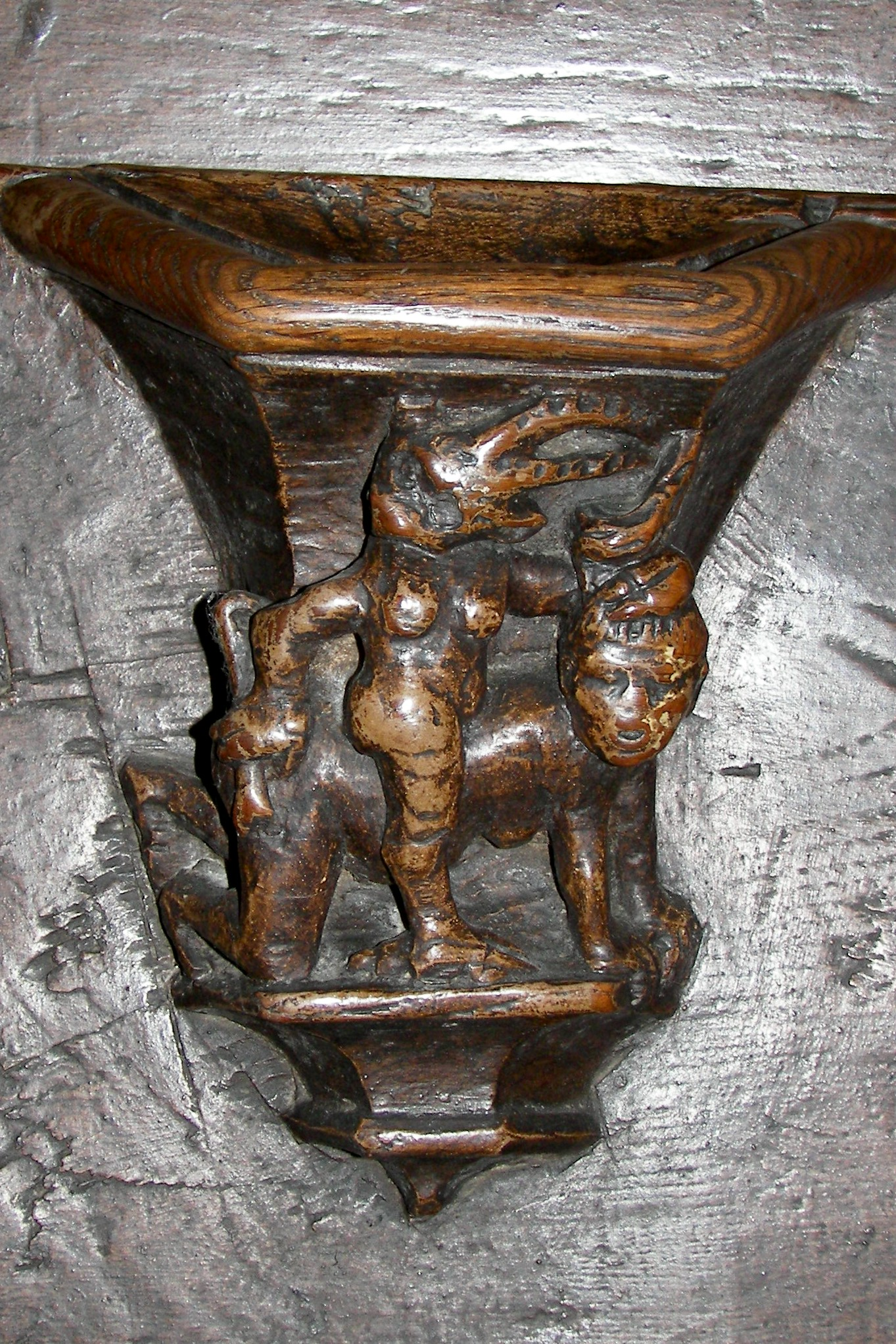
de
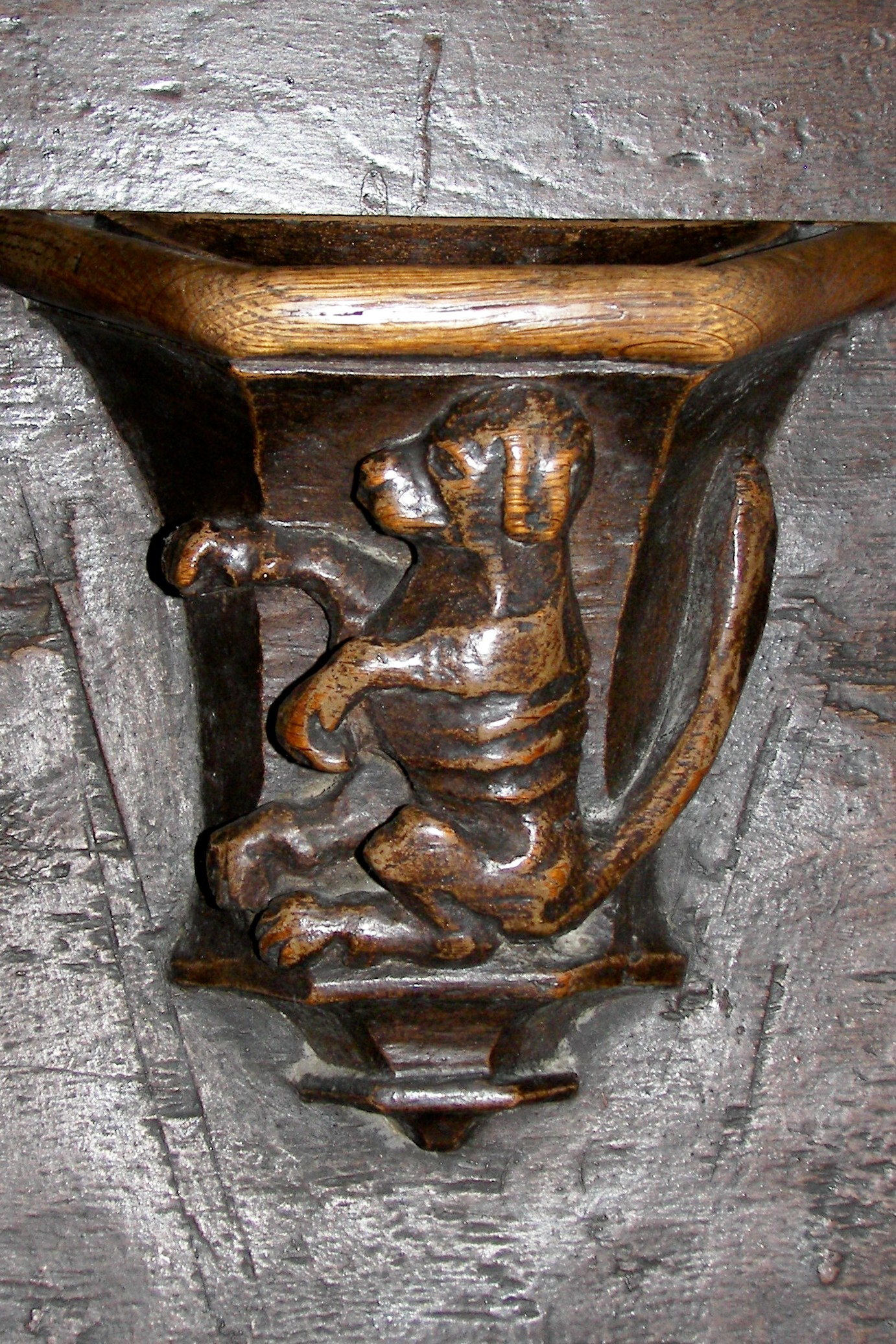
l'église
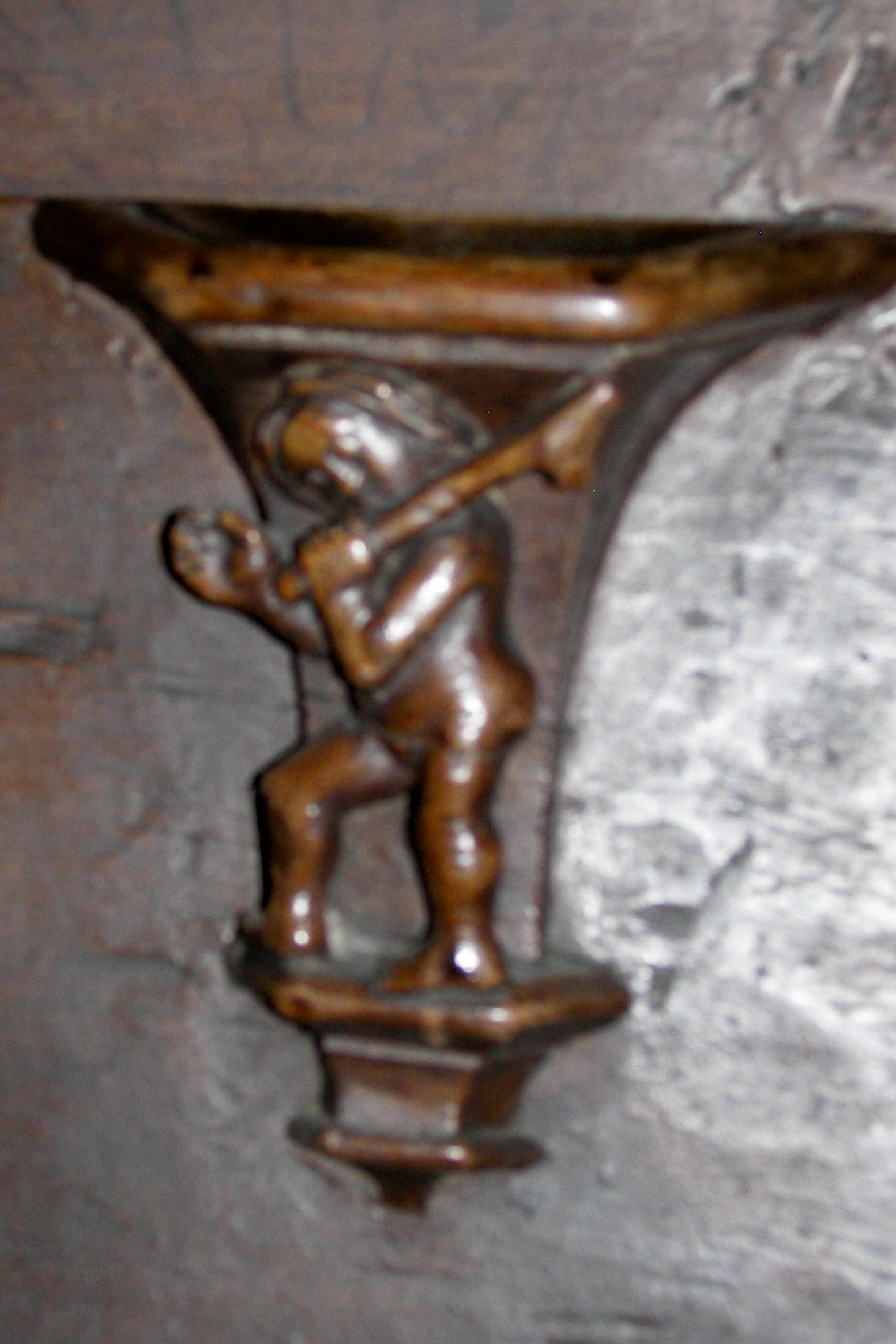
Saint-Jean-
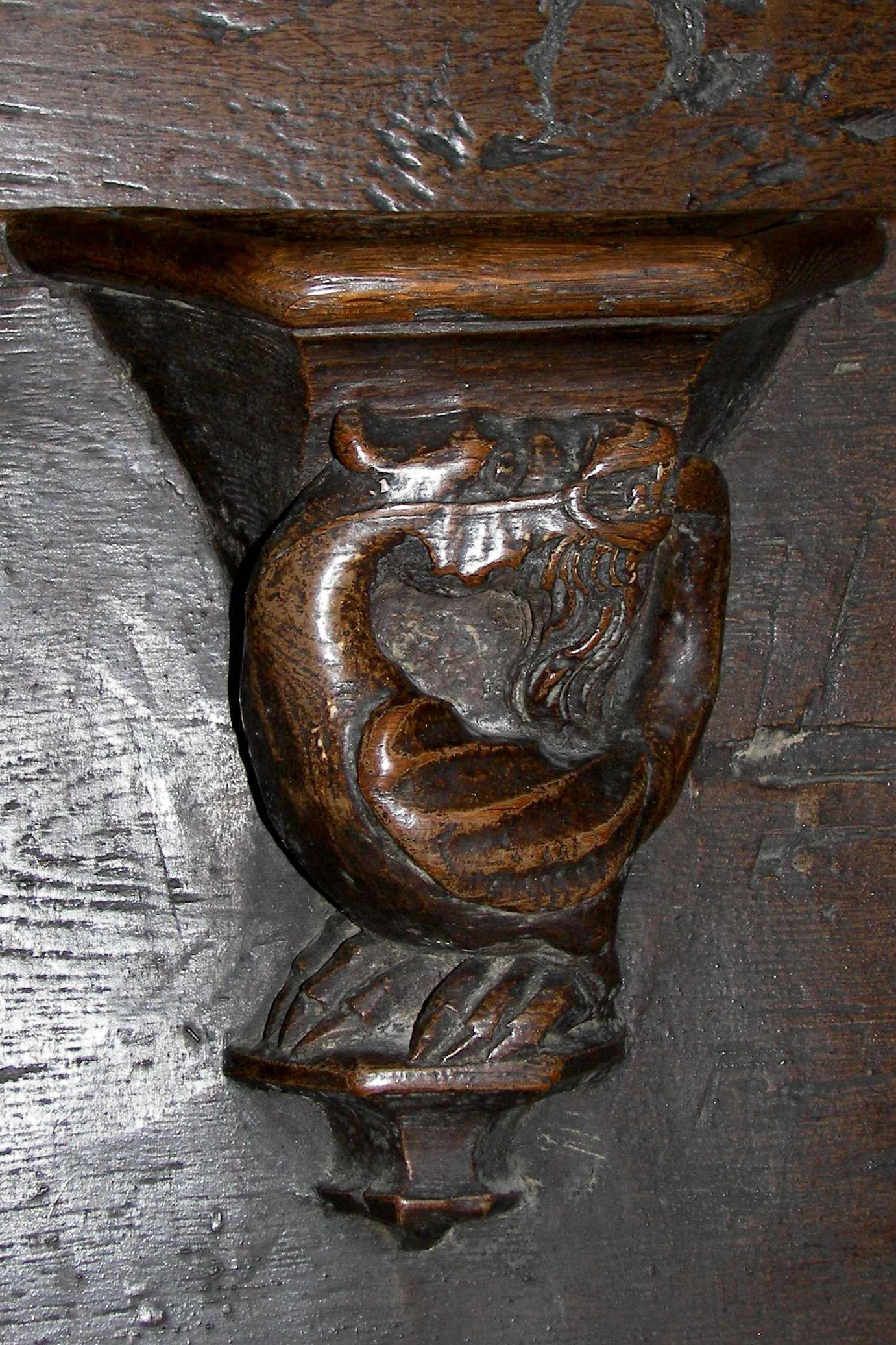
Baptiste
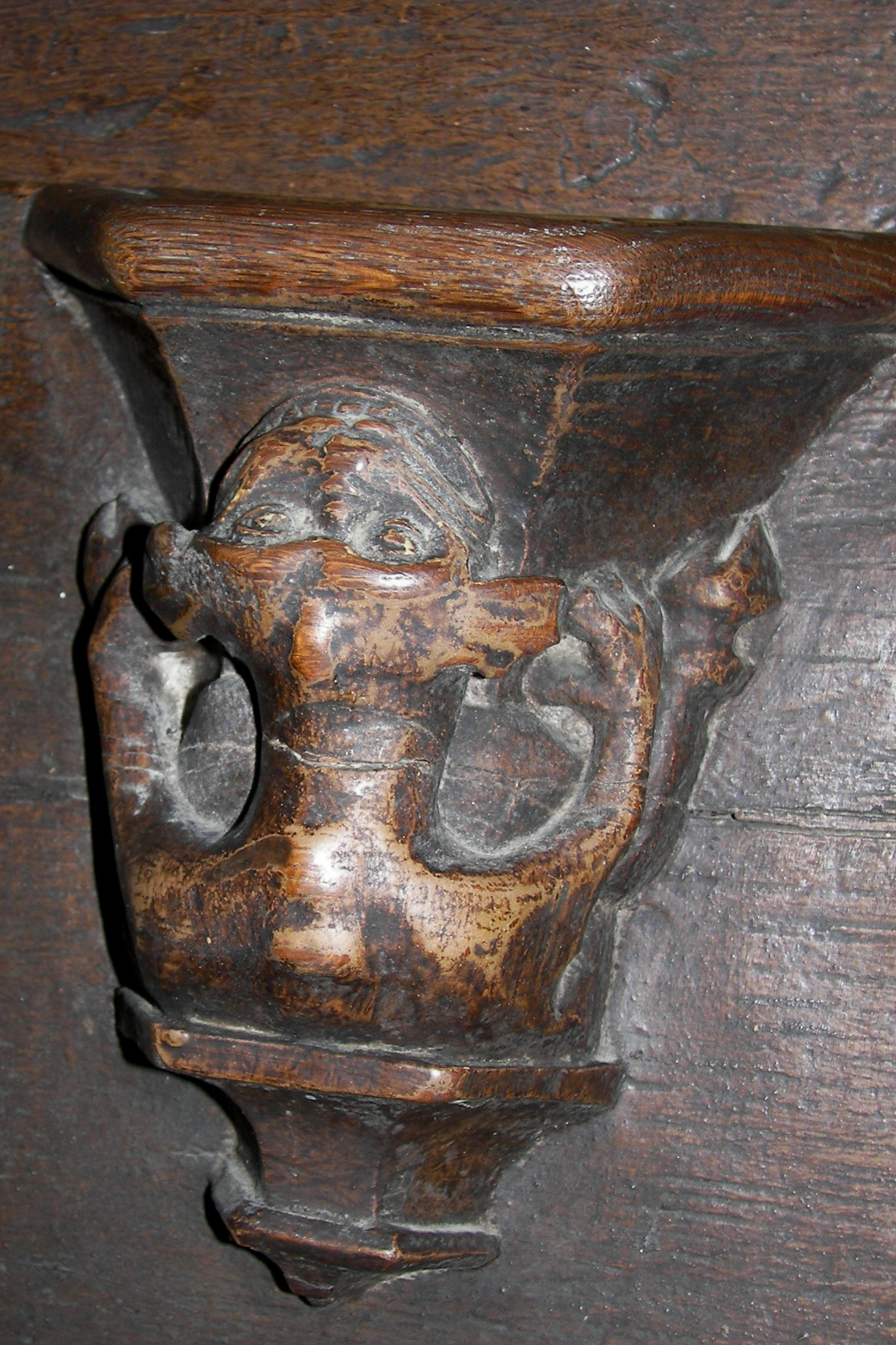
de
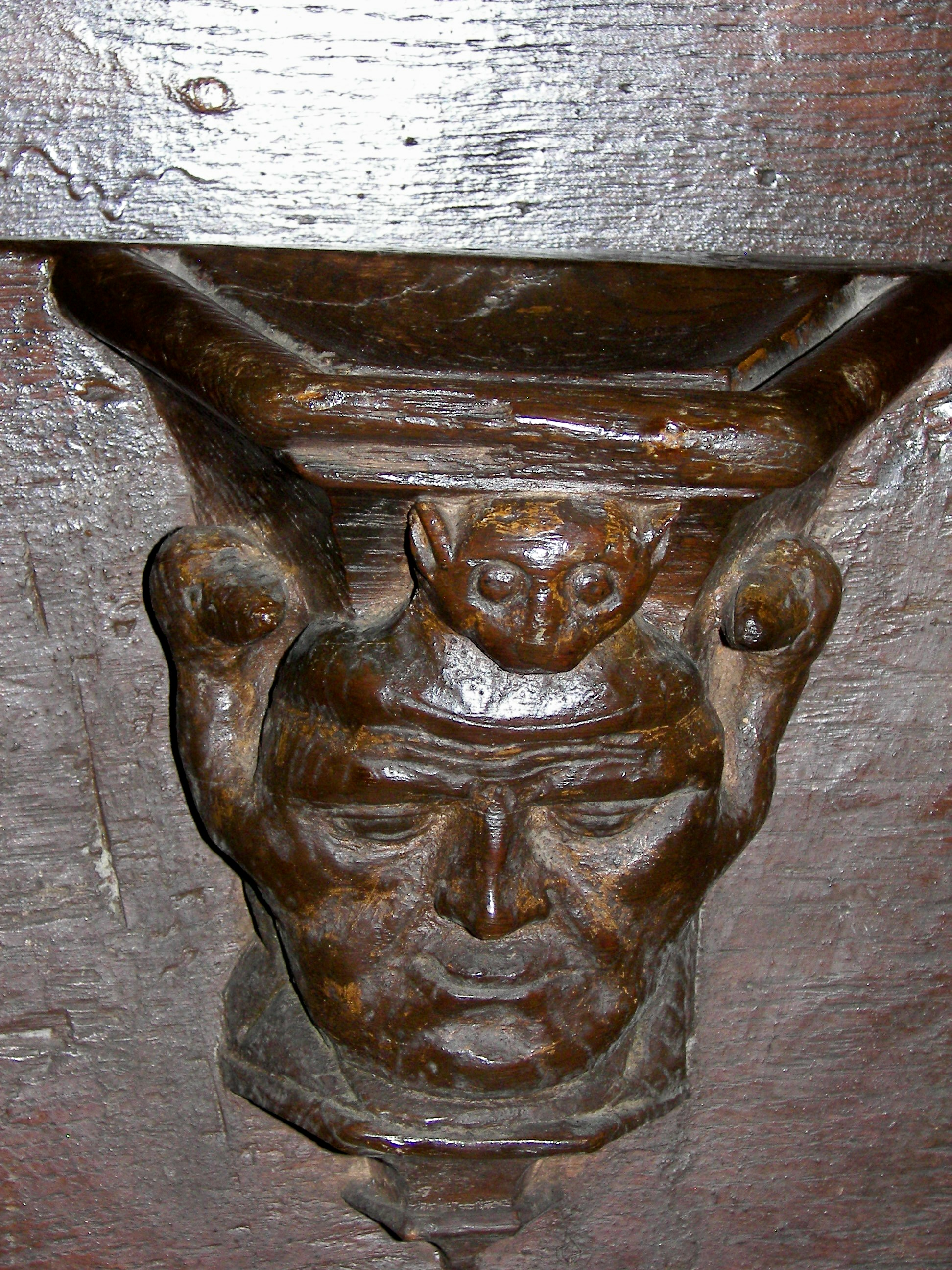
Lautenbach.

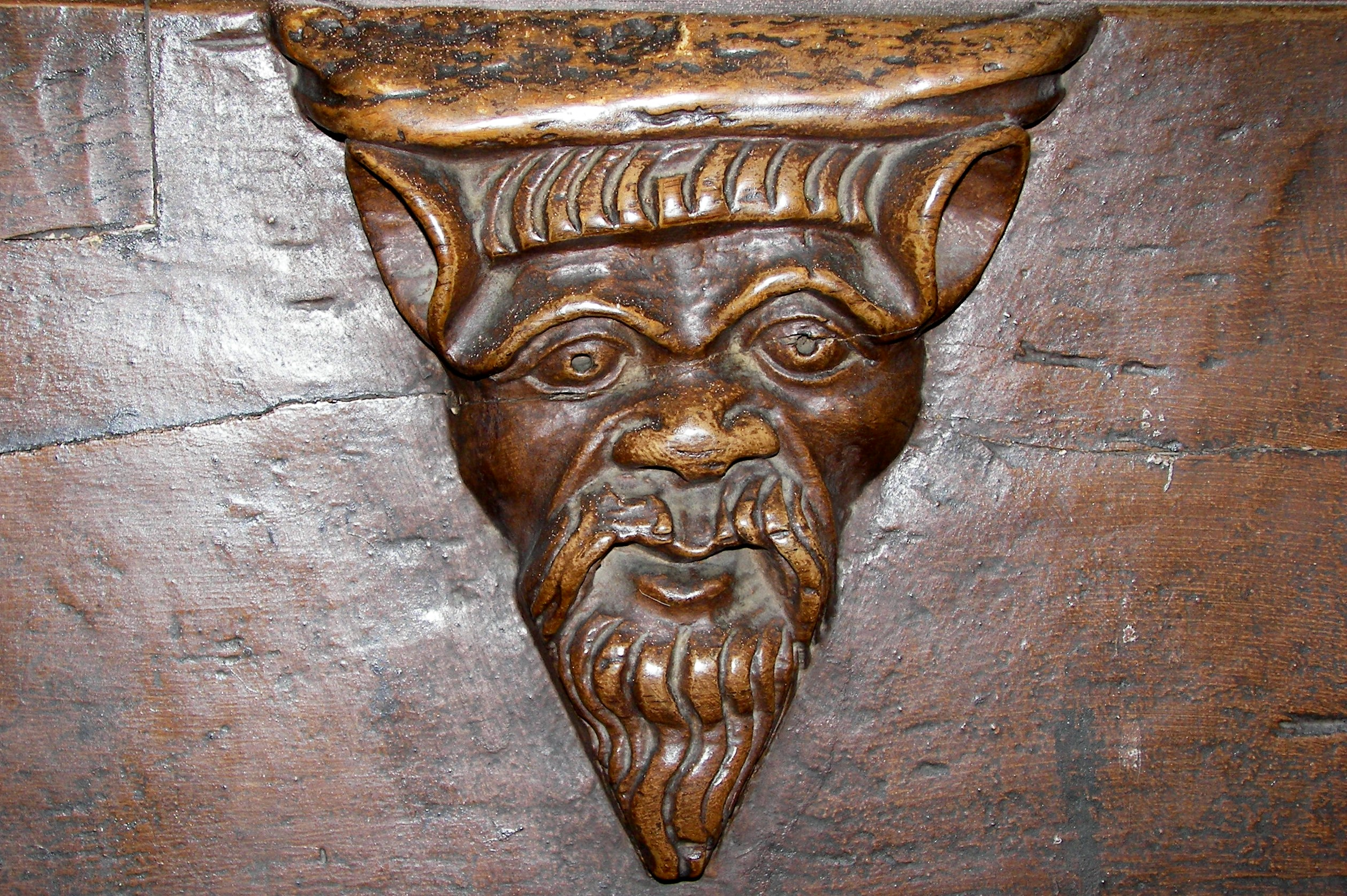
Miséricordes
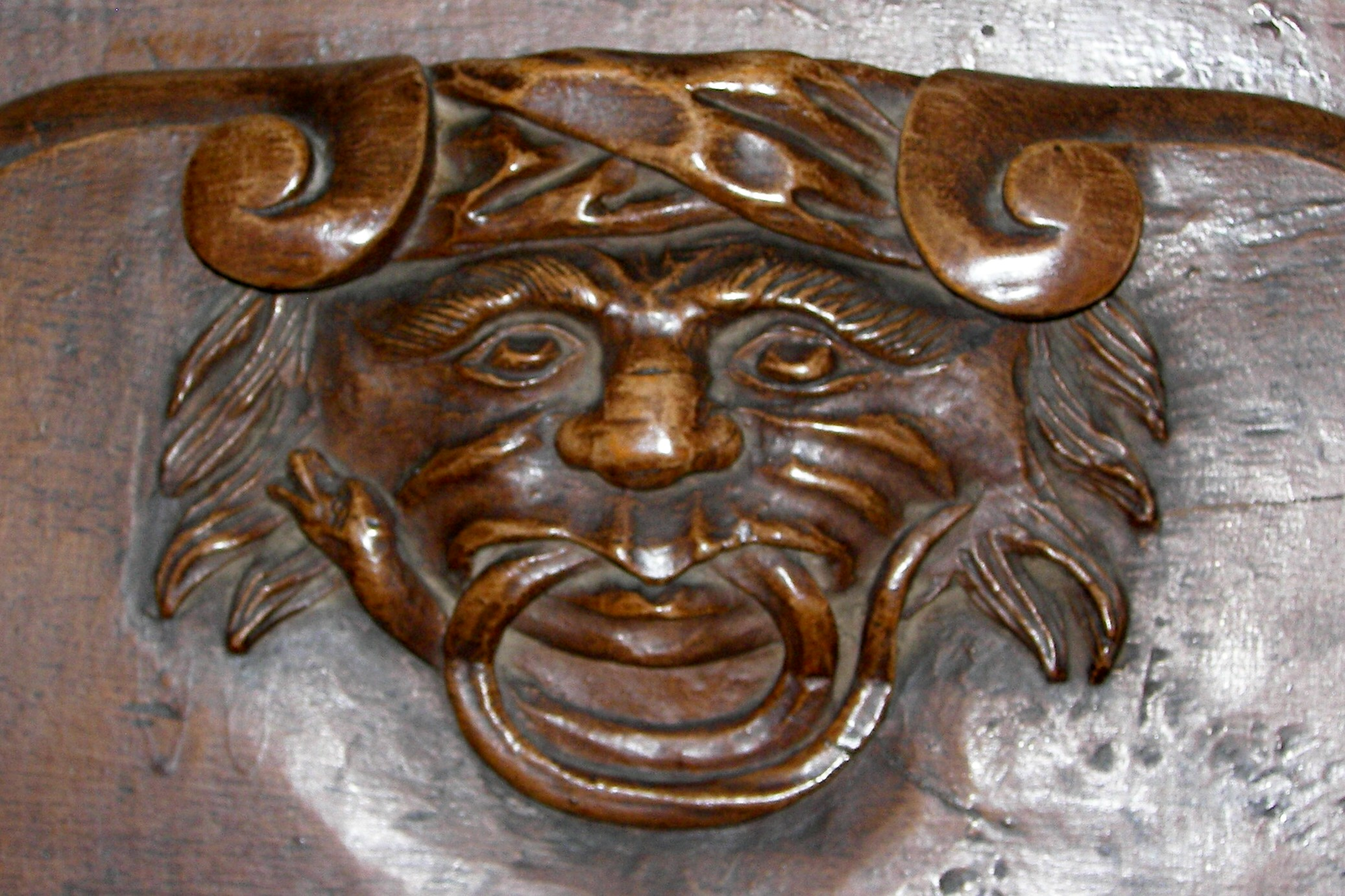
de
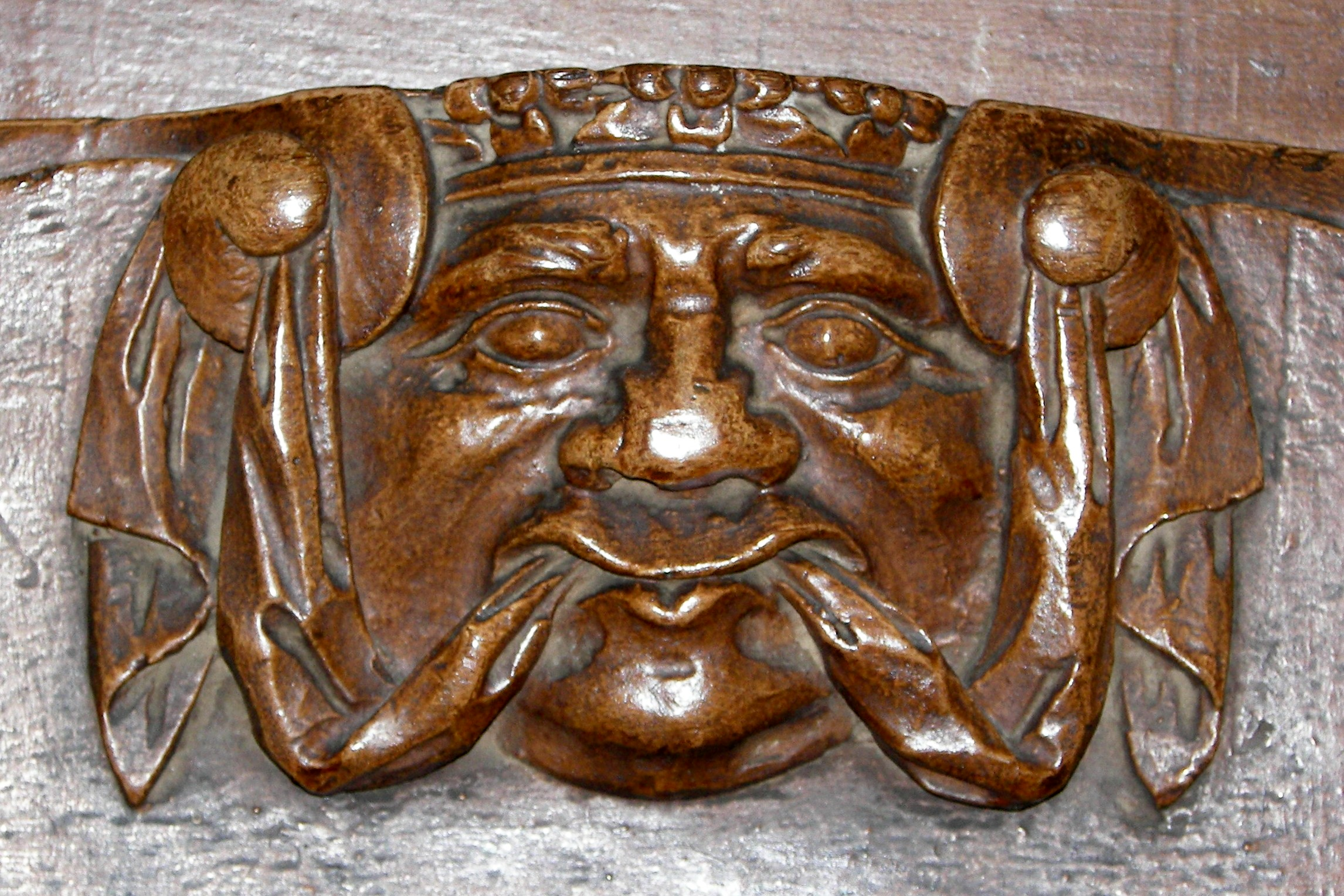
l'église
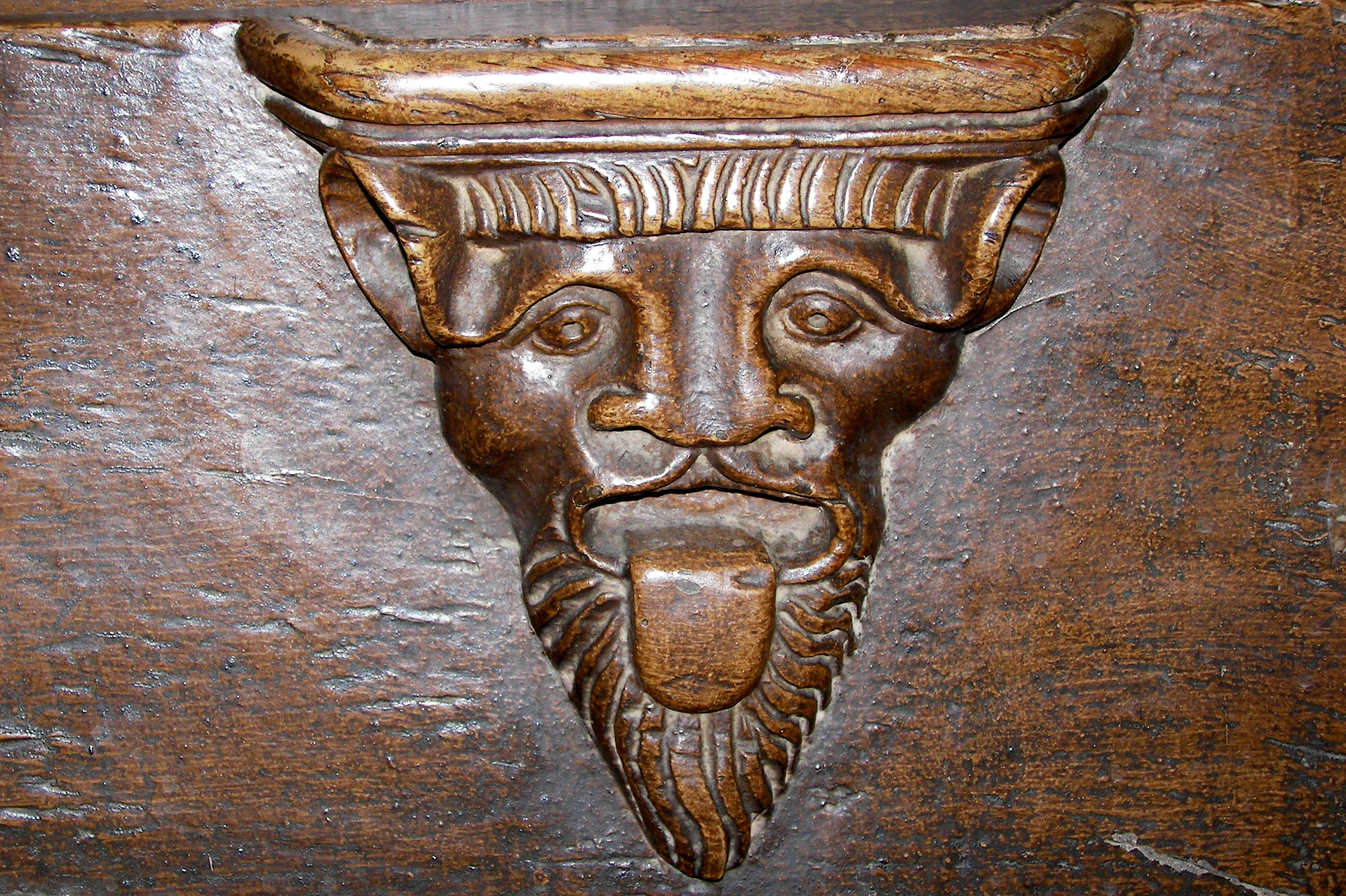
Notre-Dame
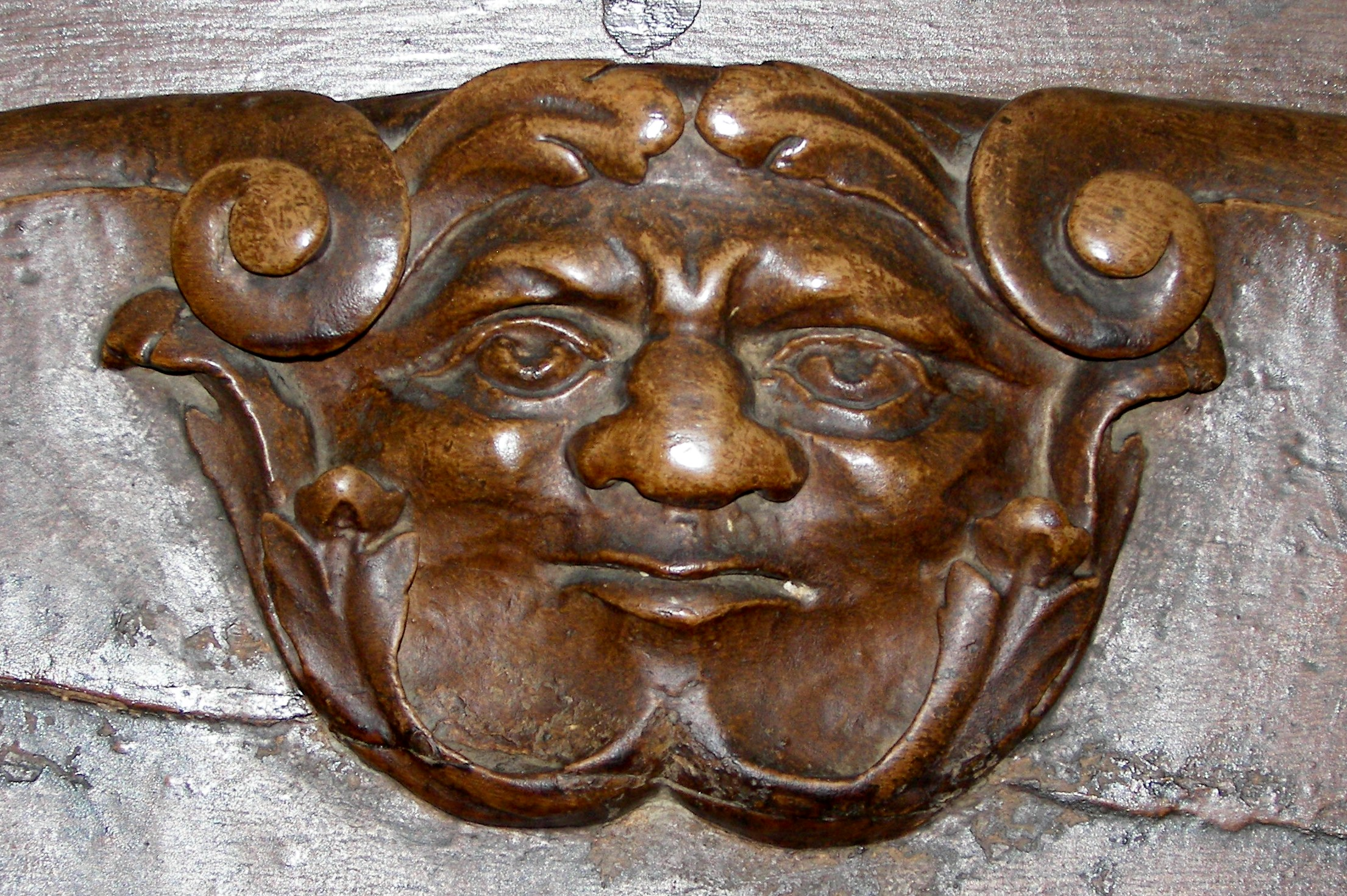
à
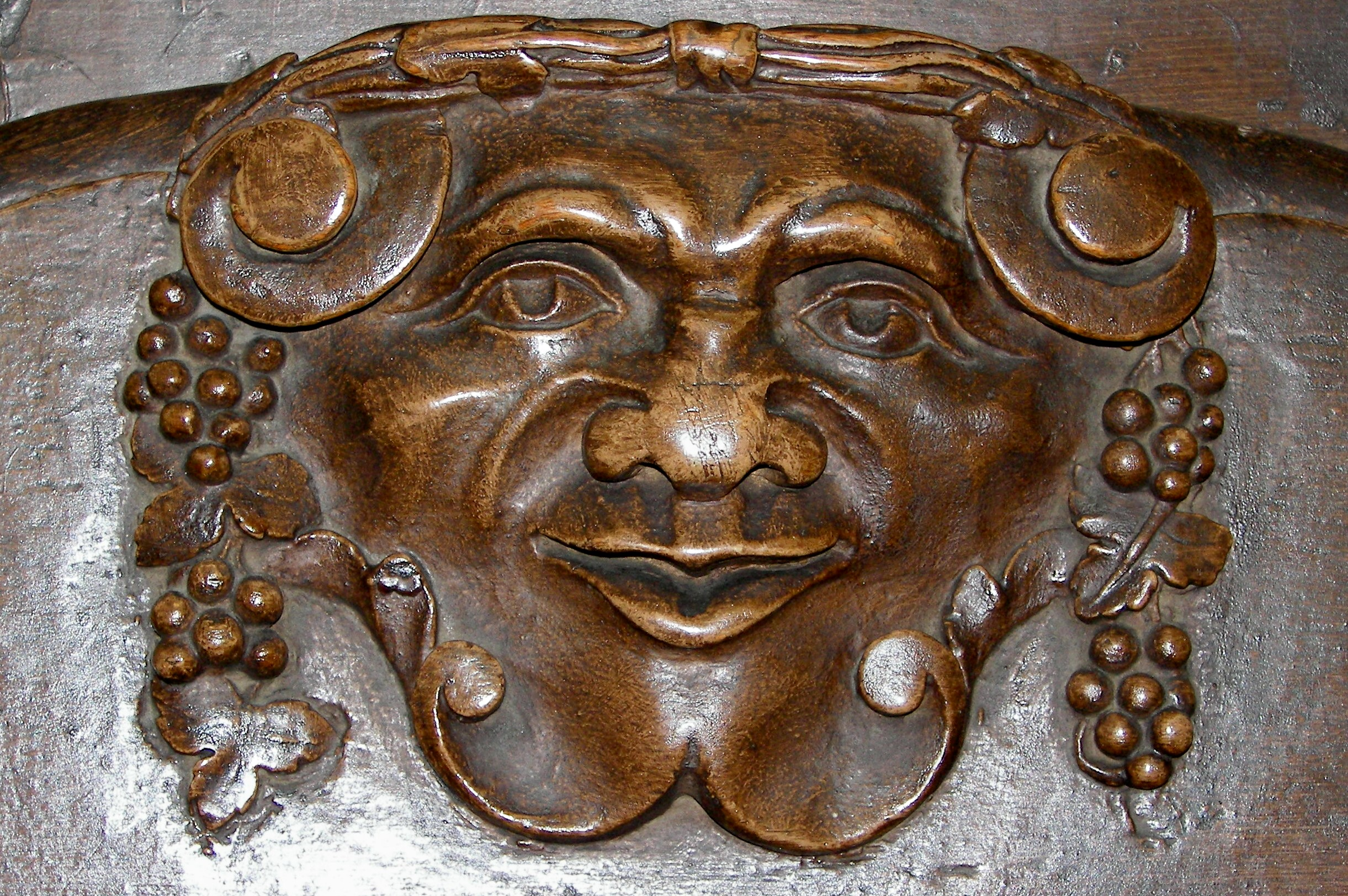
Rouffach.

- Thann église Saint-Thiébaut (34) : ensemble varié de masques monstrueux, visages triples, êtres fantastiques (sirène à trois queues, anges et démons, dragons) quelques personnages truculents (bouffon, moine endormi, gros homme exposant un crane). À noter la représentation d'un personnage mi-homme, mi-cervidé assis en tailleur (Cernunnos ?)

### Haute-Garonne31
- Fronton, église (10).
- Rieux, ancienne cathédrale Sainte-Marie (61) : visages humains entourés d'ailes, animaux et masques fantastiques, aigle bicéphale et tête de lion.
- Saint-Bertrand-de-Comminges, cathédrale Notre-Dame (65) : scènes, masques et êtres fantastiques. Portraits de femmes, cavalier, paire de singes et couple autour d'un arbuste (Adam et Ève ?).
- Toulouse, église Notre-Dame de la Daurade : modèle unique de feuillage stylisé.
- Toulouse, église Notre-Dame du Taur : modèle simple "à boule".
- Toulouse, abbatiale Saint-Sernin (51 présentant des ressemblances avec celles de la cathédrale Saint-Volusien de Foix) : enfants évoluant dans des feuillages en compagnie de reptiles monstrueux, visages d'hommes et de femmes, cornes d'abondance, corbeilles de fleurs, masques fantastiques, hommes « verts » et « sauvages », Calvin représenté en porc prêchant.
- Toulouse, cathédrale Saint-Étienne (105) : animaux et personnages fantastiques, pour la plupart encadrés de guirlandes de fleurs et de fruits, enfant jouant avec un reptile, têtes d'anges jeunes ou vieux, plusieurs visages féminins entourés de rubans et de voiles.
- Toulouse, église Saint-Pierre-des-Chartreux (62) : têtes de lions, visages d'anges, masques fantastiques et monstres marins.
- Villemur-sur-Tarn, église (6).

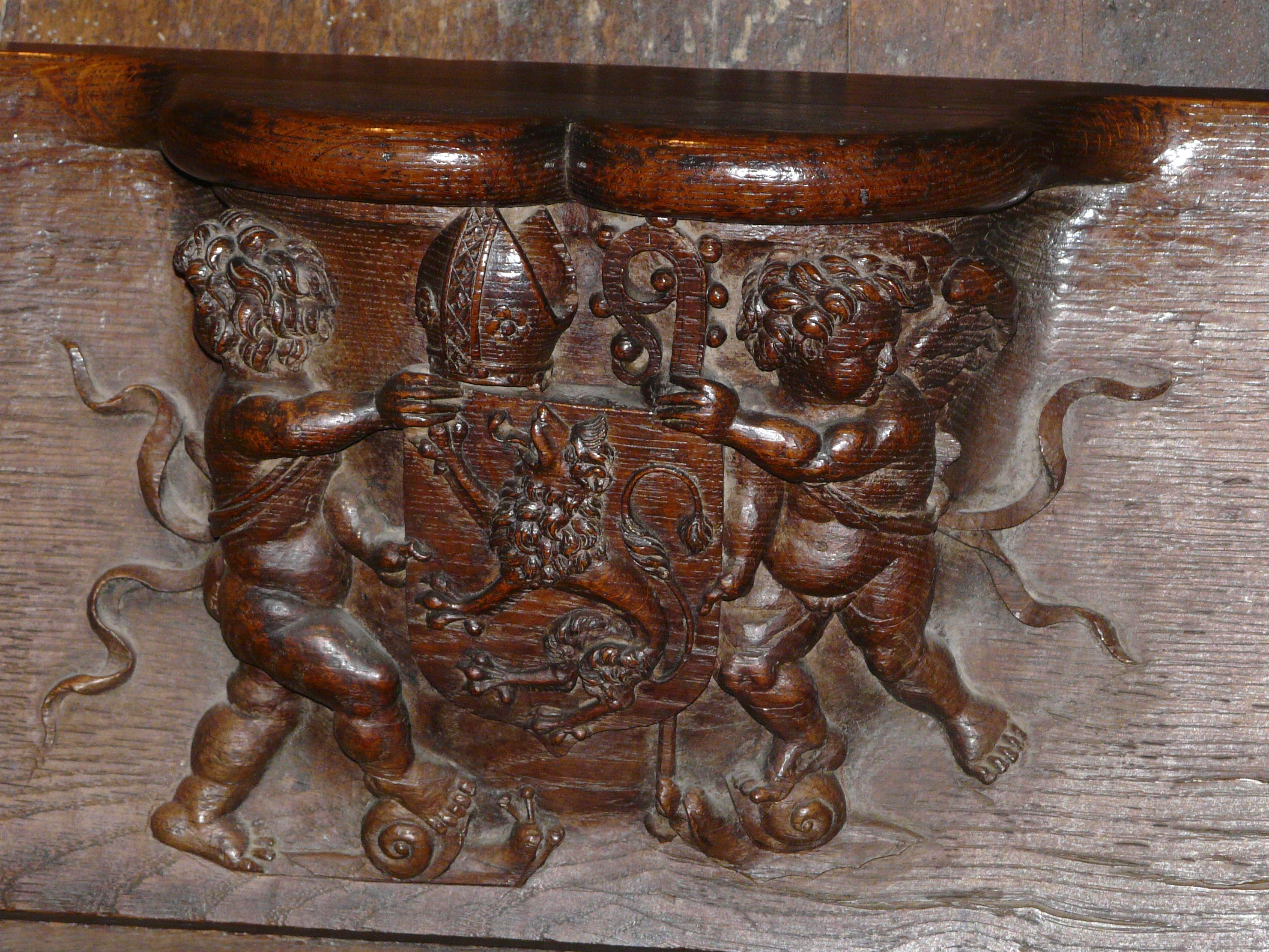
Miséricordes de
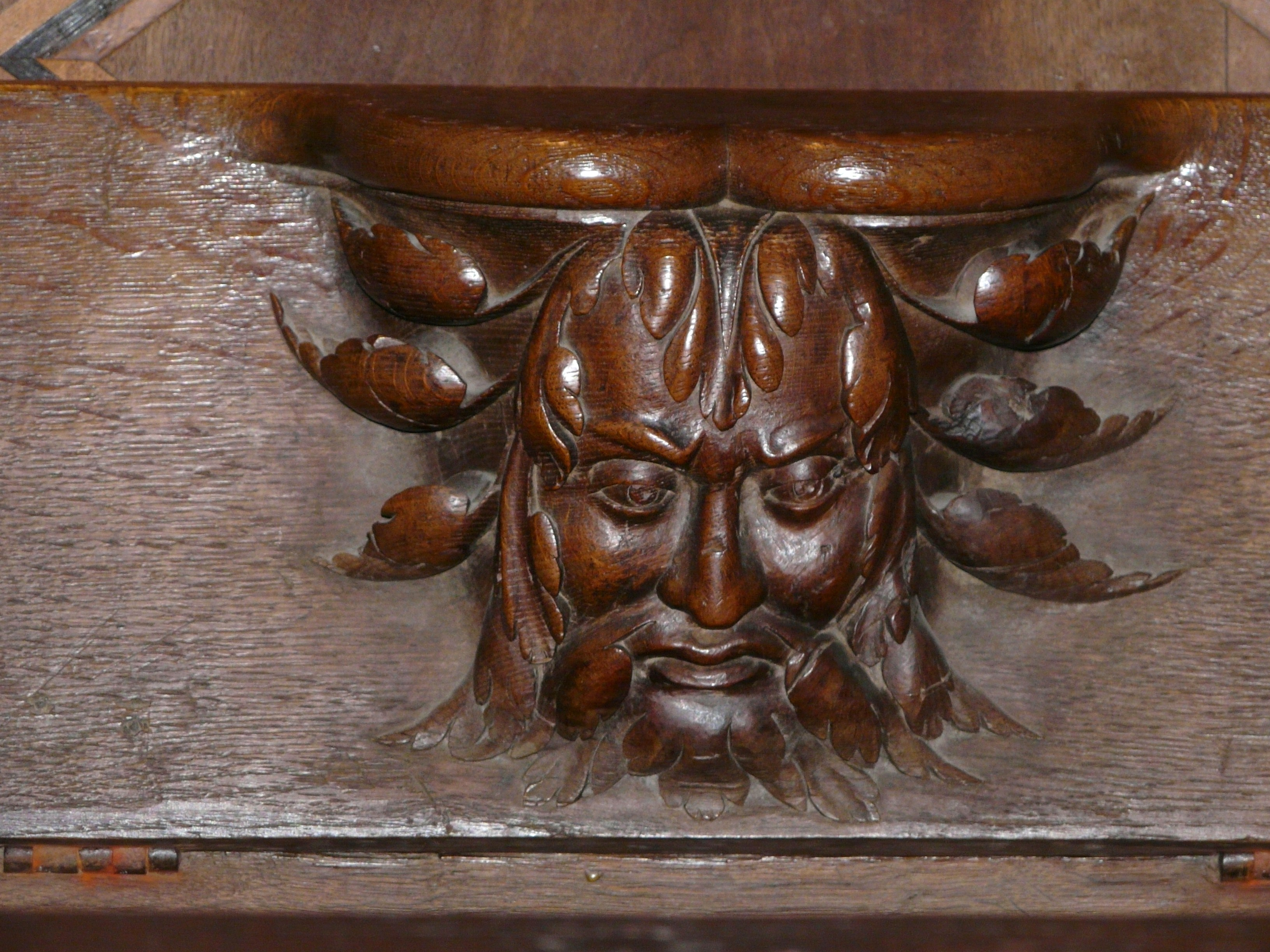
la cathédrale Notre-Dame
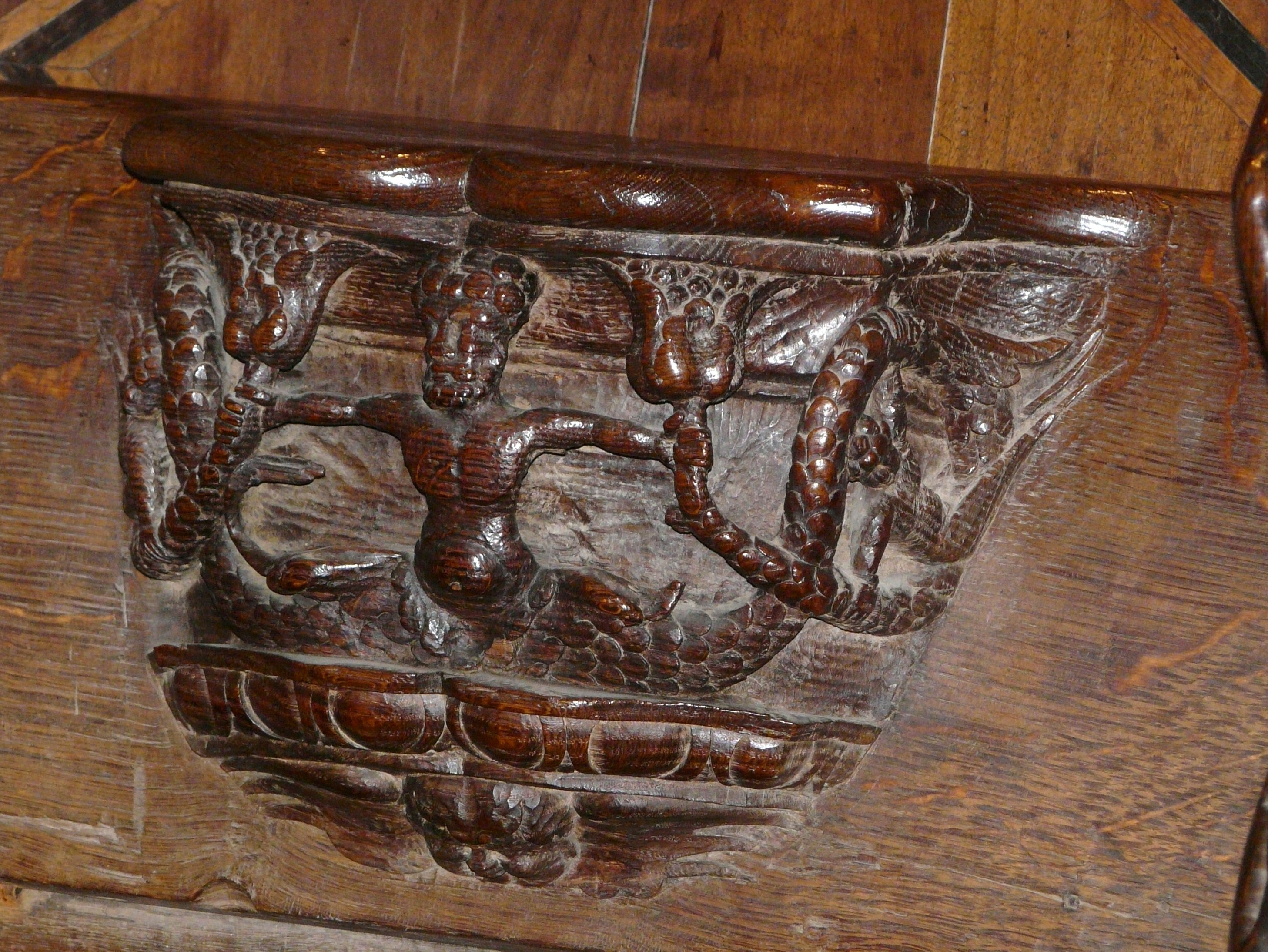
de
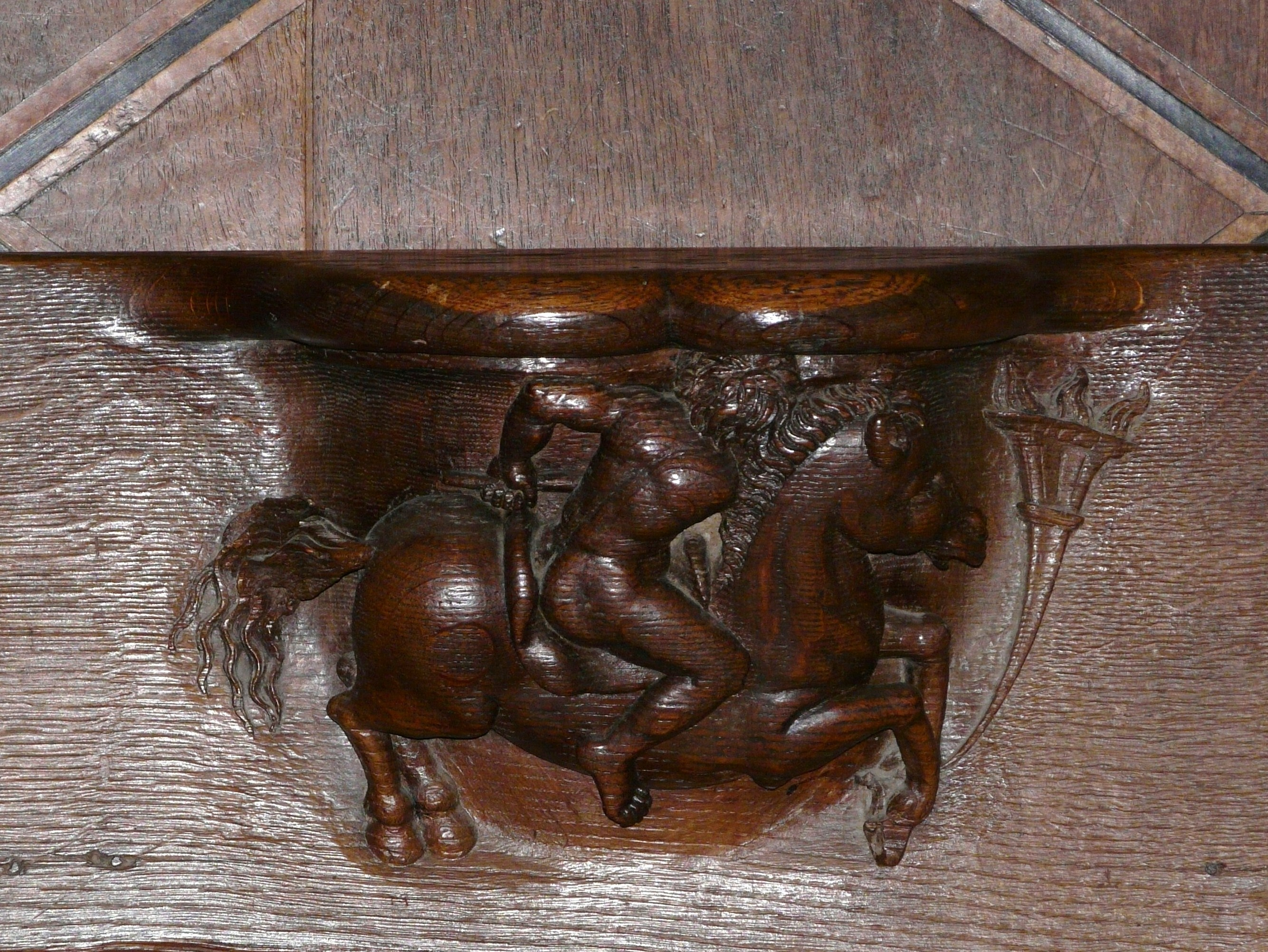
Saint-Bertrand-de-Comminges.

### Haute-Loire43
- Blesle collégiale Saint-Pierre (15) : animaux fantastiques, ange en prière, bouffon, visage triple.
- Chanteuges  abbaye Saint-Marcellin (25) : fleurs de lys, deux têtes de chiens et une d'éléphant, quelques formes triangulaires simples parfois ornées de feuillages stylisés, deux attributs de pèlerins (bourdons et coquilles).
- La Chaise-Dieu abbatiale Saint-Robert (144) : motifs végétaux stylisés.
- Langeac collégiale Saint-Gal (35) : visages majoritairement masculins (bouffons, hommes verts, barbus, pèlerin), ange portant un écusson, coq, femme à la coiffe en forme de coquille Saint-Jacques, portrait d'un enfant se faisant coiffer.

### Haute-Marne52
- Langres cathédrale Saint-Mammès (70) : miséricordes baroques avec rinceaux, coquilles, médaillons et volutes.
- Wassy église Notre-Dame (20) : miséricordes de style baroque à motifs végétaux stylisés.

### Haute-Saône70
- Luxeuil-les-Bains abbatiale Saint-Pierre-Saint-Paul (26).
- Saulx église Saint-Martin : stalles à motifs géométriques provenant probablement de l'abbaye Sainte-Marie de Bithaine.

### Haute-Savoie74
- Abondance Abbatiale Notre-Dame-d'Abondance (20) : fleurs et feuillages, visages, chien couché et armoiries de Savoie.
- Annecy cathédrale Saint-Pierre : vases ornés de feuillages + accotoirs à têtes animales et grotesques.
- Contamine-sur-Arve église Sainte-Foy : miséricordes non visibles car stalles démontées et stockées depuis une vingtaine d'années dans un local municipal.
- Évian-les-Bains église Notre-Dame de Grâce (10) : visages humains.
- Faverges-Viuz église Saint-Jean-Baptiste (10) : modèle unique à feuilles d'acanthe de 1696.
- Peillonnex église du prieuré (10).
- Sixt-Fer-à-Cheval église abbatiale (16) : modèle identique triangulaire orné d'un gland.

### Haute-Vienne87
- Aureil église Saint-Gaucher (10) : visages de femmes, animaux fantastiques, chien, aigle et feuillages.
- Limoges église Saint-Pierre-du-Queyroix (12) : simples consoles surmontant un petit motif végétal classique.
- Limoges église Saint-Michel-aux-Lions : motif de feuilles d'acanthe.
- Mortemart église des Augustins (28) du XVe siècle représentant des animaux domestiques et fantastiques ainsi que quelques personnages et visages.
- Saint-Léonard-de-Noblat église (32) : visages au naturel, monstrueux ou grotesques (guerrier, bourgeois, bouffon), animaux domestiques (lapin, bœuf), sauvages (lion, sanglier, poisson, chauve-souris) ou fantastiques. Fleur de lys et main donnant une bénédiction.
- Solignac église Saint-Pierre (43) : êtres fantastiques (vouivres, dragons, sirène), animaux sauvages et domestiques (veau, chien, singe, lion), feuillages stylisés ou au naturel (chêne, marronnier), personnages divers (femmes, moines, couple), caricaturés et monstrueux. À noter qu'une douzaine de miséricordes signées « MH » semblent avoir été réalisées ultérieurement (restauration/complément ?) en prenant modèle sur certaines existantes.

### Hautes-Alpes05
- Embrun cathédrale Notre-Dame (19)

### Hautes-Pyrénées65
- Castelnau-Magnoac église de l'Assomption : (16)

## I

### Ille-et-Vilaine35
- Champeaux collégiale Sainte-Madeleine (54) : anges de tous âges, personnages et animaux fabuleux (centaures/licorne) petit carnassier type hermine.
- Dol-de-Bretagne cathédrale Saint-Samson (77) : à motifs végétaux (feuillages stylisés, au naturel, en gerbes ou en bouquets). L'intérêt des stalles consiste surtout dans les jouées et accotoirs de grande qualité et variété.
- La Guerche-de-Bretagne collégiale Notre-Dame (18) : scènes de la vie rurale, musiciens, Adam et Ève chassés du paradis, visages grotesques, homme endormi ou buvant d'un tonnelet, crâne d'animal et vouivre.
- Rennes cathédrale Saint-Pierre : feuilles d'acanthe.
- Saint-Malo cathédrale Saint-Vincent (55) : deux motifs, l'un cannelé, l'autre à feuilles d'acanthe.
- Saint-Suliac église : une unique miséricorde, dorée à motif de feuilles d'acanthe.

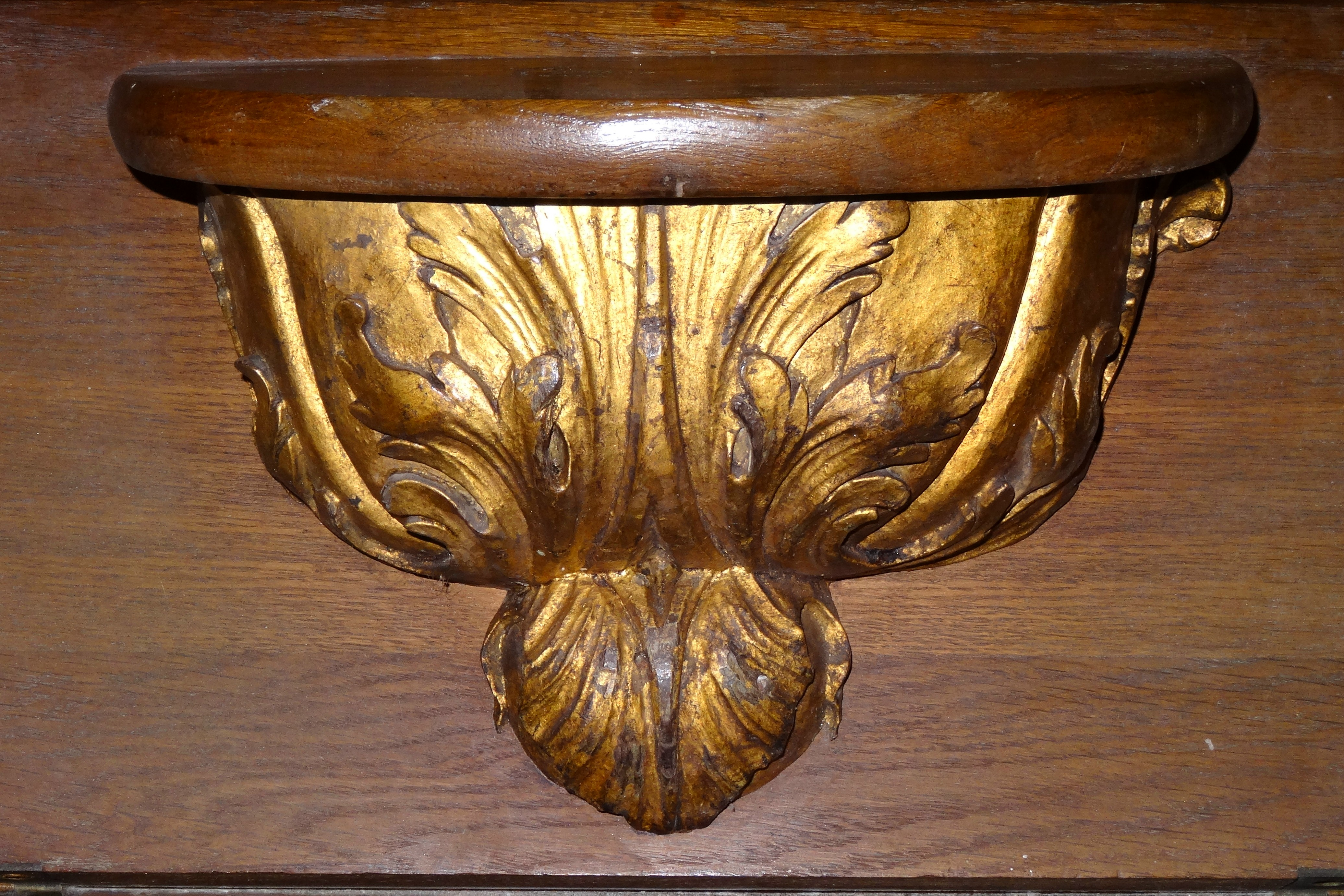
Saint-Suliac.
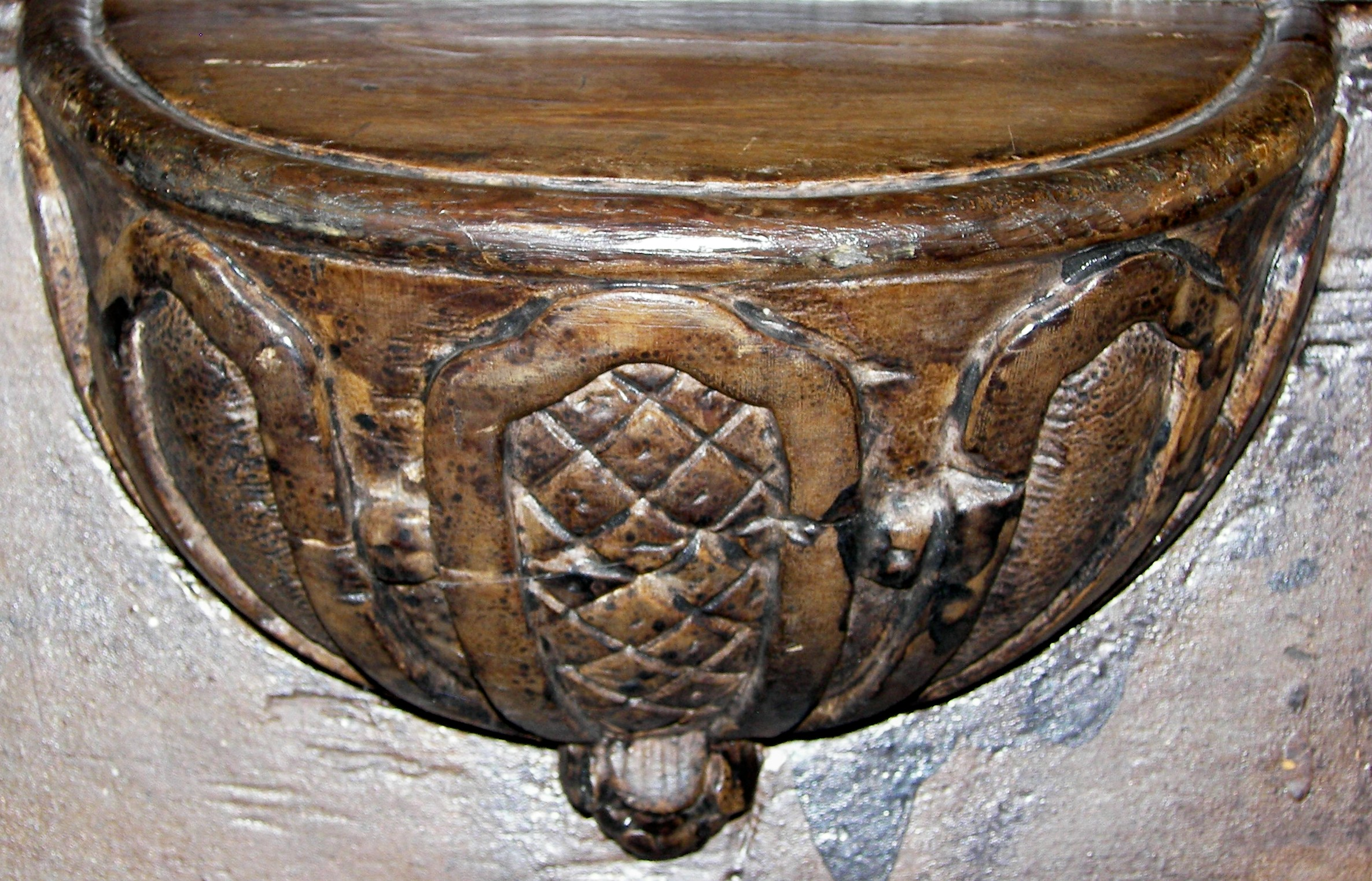
Torcé.
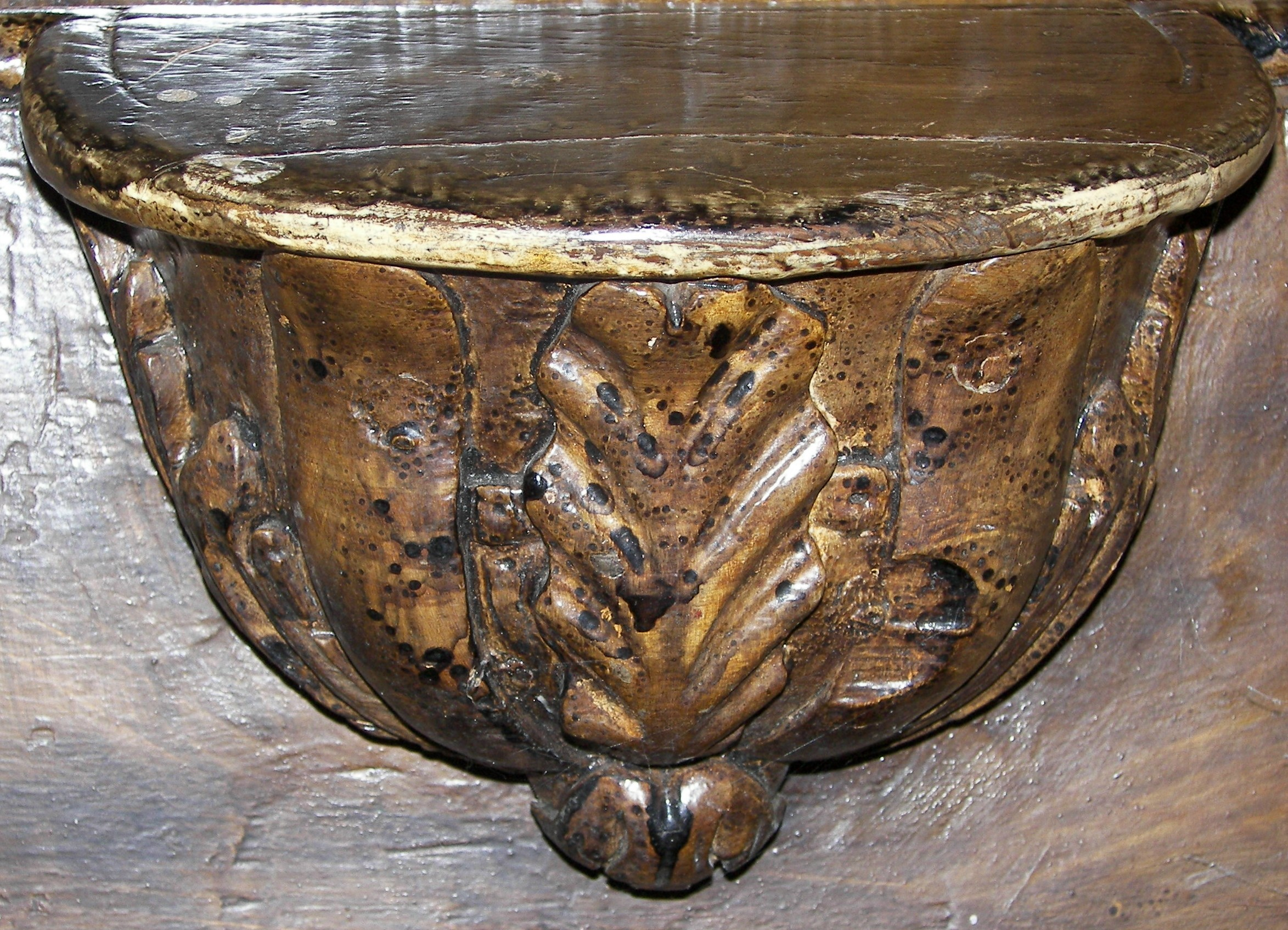
Torcé.

- Torcé église Saint-Médard (8): probablement début XVIIIe siècle, motifs évoquant des végétaux (feuilles ou fleurs) imaginaires
- Vitré église Saint-Martin : oiseaux fabuleux, anges agenouillés en prière, diables ailés et personnages divers.

### Indre36
- Bommiers église Saint-Pierre (45).
- Issoudun église Saint-Cyr : dans la chapelle du sud dédiée à la vierge, 7 visages et une tête de lion. Dans le chœur, miséricordes aux motifs végétaux stylisés.
- Levroux collégiale Saint-Sylvain (37).
- Palluau-sur-Indre église (14).
- Poulaines église (15).
- Saint-Marcel église (6).
- Sainte-Sévère église Sainte-Sévère (11) : végétaux stylisés dans le chœur + une visage d'ange sur une chaise curiale.

### Indre-et-Loire37
- Beaulieu-lès-Loches abbatiale Saint-Pierre (21) : portraits humains et feuillages stylisés. Dans le chœur, une cathèdre peinte, dont la miséricorde représente un homme crachant des matières végétales.
- Benais (15).
- Céré-la-Ronde (20) : chouettes, animaux fantastiques et motifs végétaux, masque monstrueux.
- Cormery (6) église Notre-Dame-du-Fougeray : deux stalles triples ornées de visages et de feuillages stylisés.
- Langeais château (salle dite " des mariages ").
- Le Liège église (6 provenant de la chartreuse du Liget) : tête d'ange, de bouffon, d'homme, double tête de vieillard, bélier et être monstrueux.
- Loches collégiale Saint-Ours : corniches gravées de feuilles, de fleurs et de fruits.
- Montrésor collégiale Saint-Jean-Baptiste (19) : miséricordes en forme de corniches, d'urnes ou de vases, couverts de feuilles d'acanthe ou petites sculptures d'anges, de tête de mort, de portraits et d'animaux fantastiques.
- Nazelles-Négron église Saint-Symphorien de Négron (7) sculptures naïves de visages, armoiries et de trois croissants de lune entrelacés. Toutes malheureusement peintes.
- Noizay église Saint-Prix (12 provenant de l'abbaye de Fontaines-les-Blanches d'Autrèche) : quelques personnages lisant ou déployant des phylactères, animaux fantastiques ou monstrueux, combat entre une femme nue et un dragon, homme sauvage chevauchant un dragon, ange mangeant des raisins, rapace et deux bouffons faisant sonner une cloche.
- Pocé-sur-Cisse église Saint-Adrien (6 provenant de l'abbaye de Fontaines-les-Blanches d'Autrèche) : la mort chevauchant une vache, griffon, bouffon récupérant l'urine d'une vache, vieillard avec un phylactère.

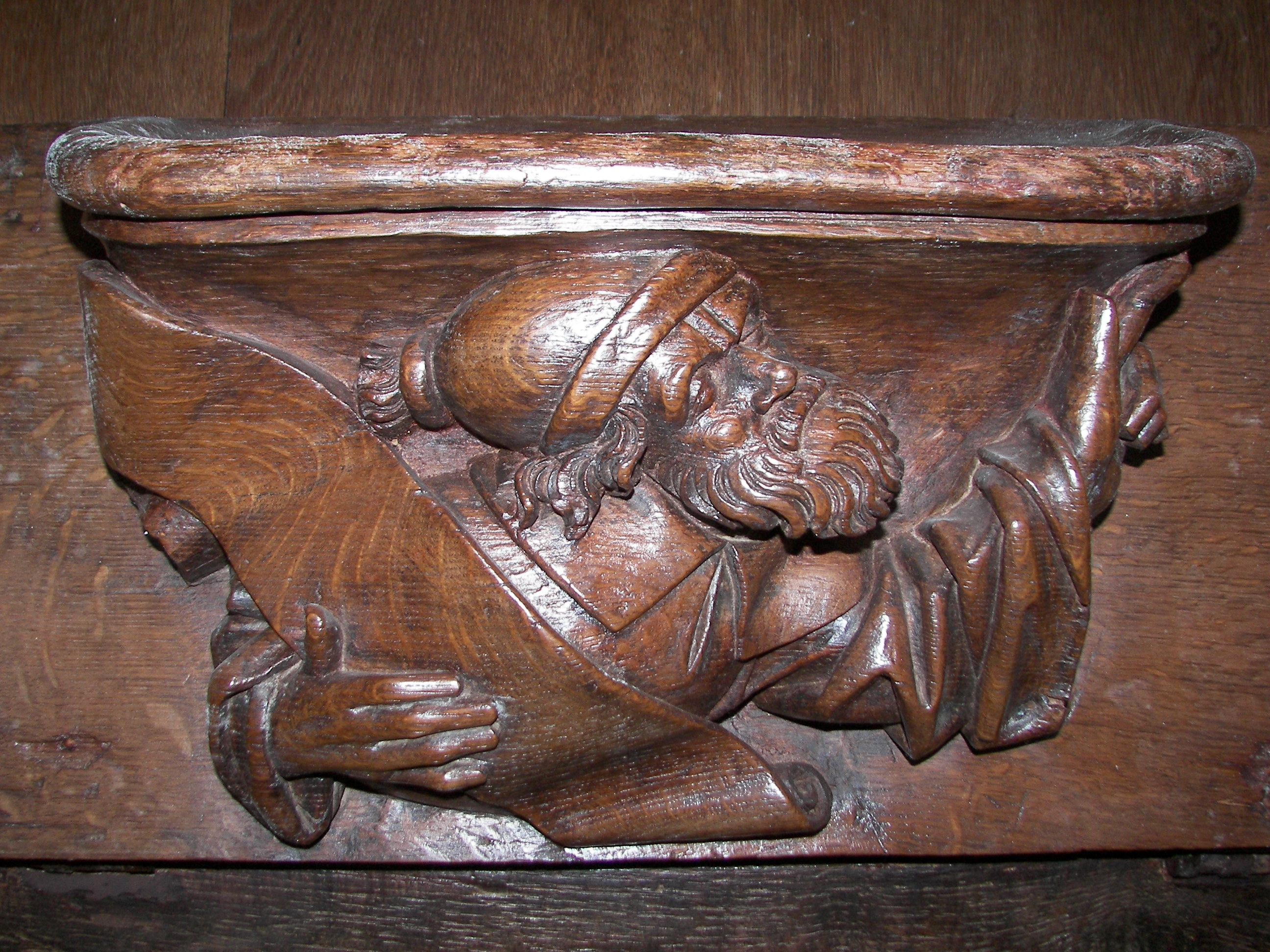
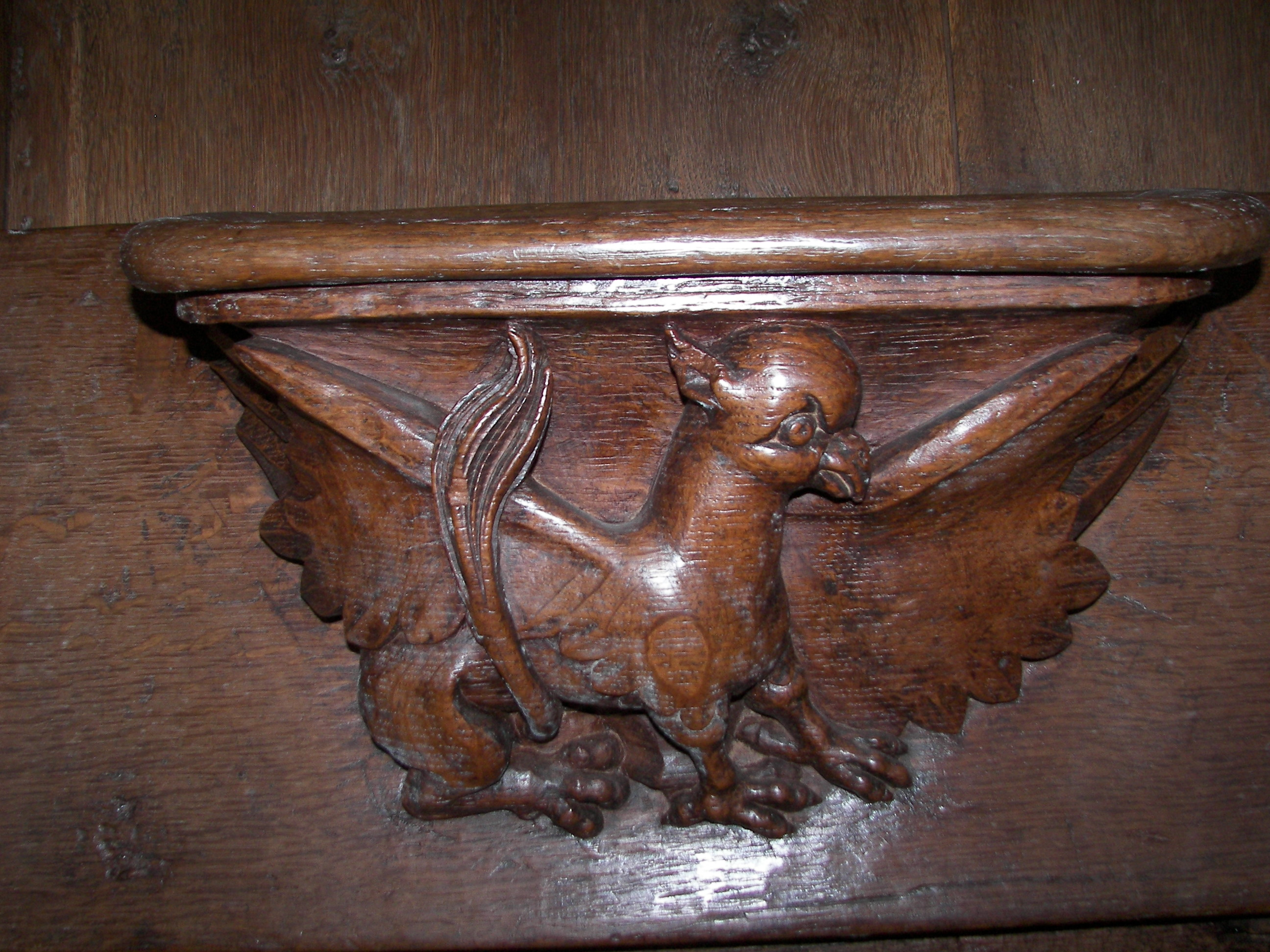
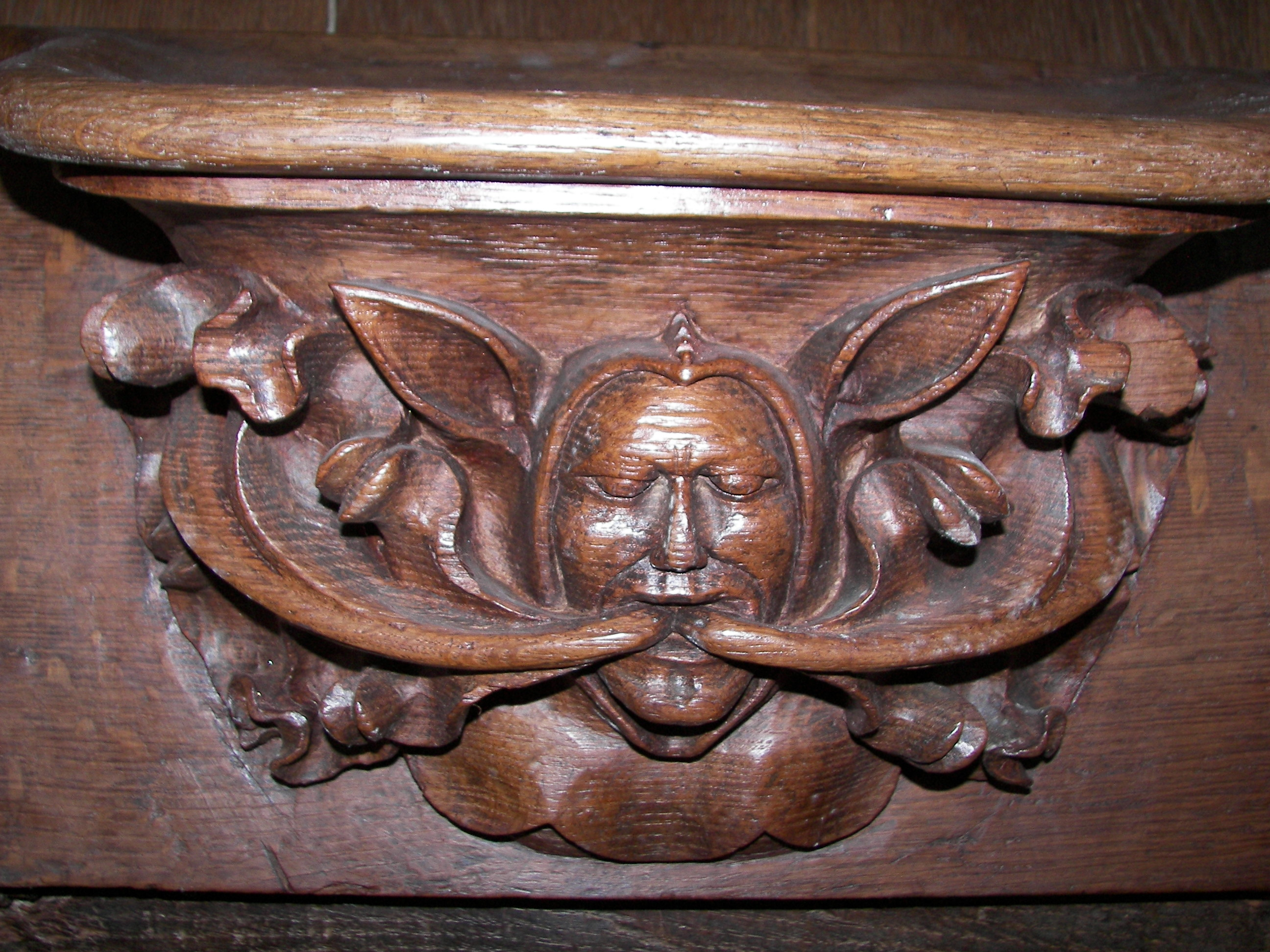
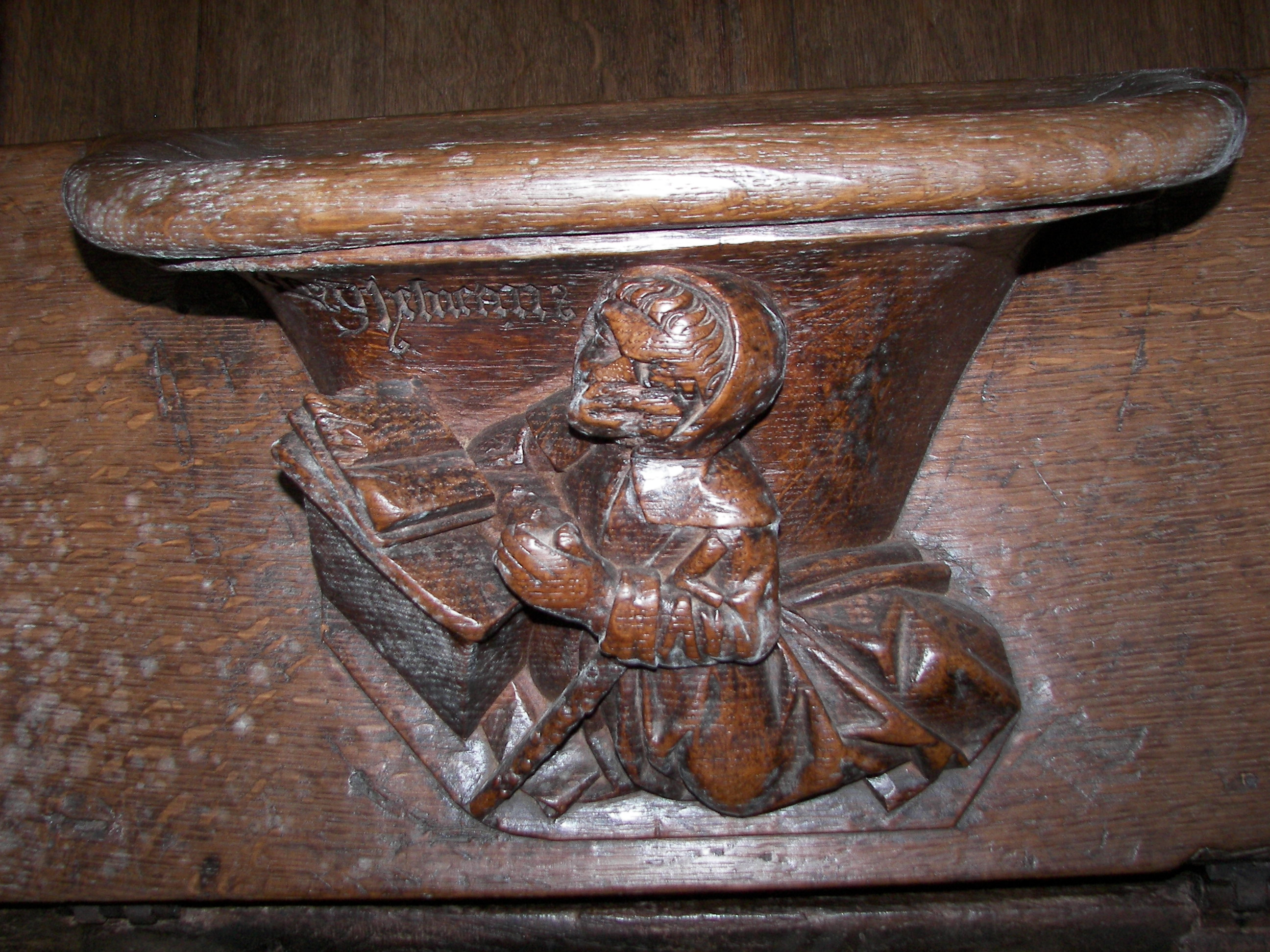
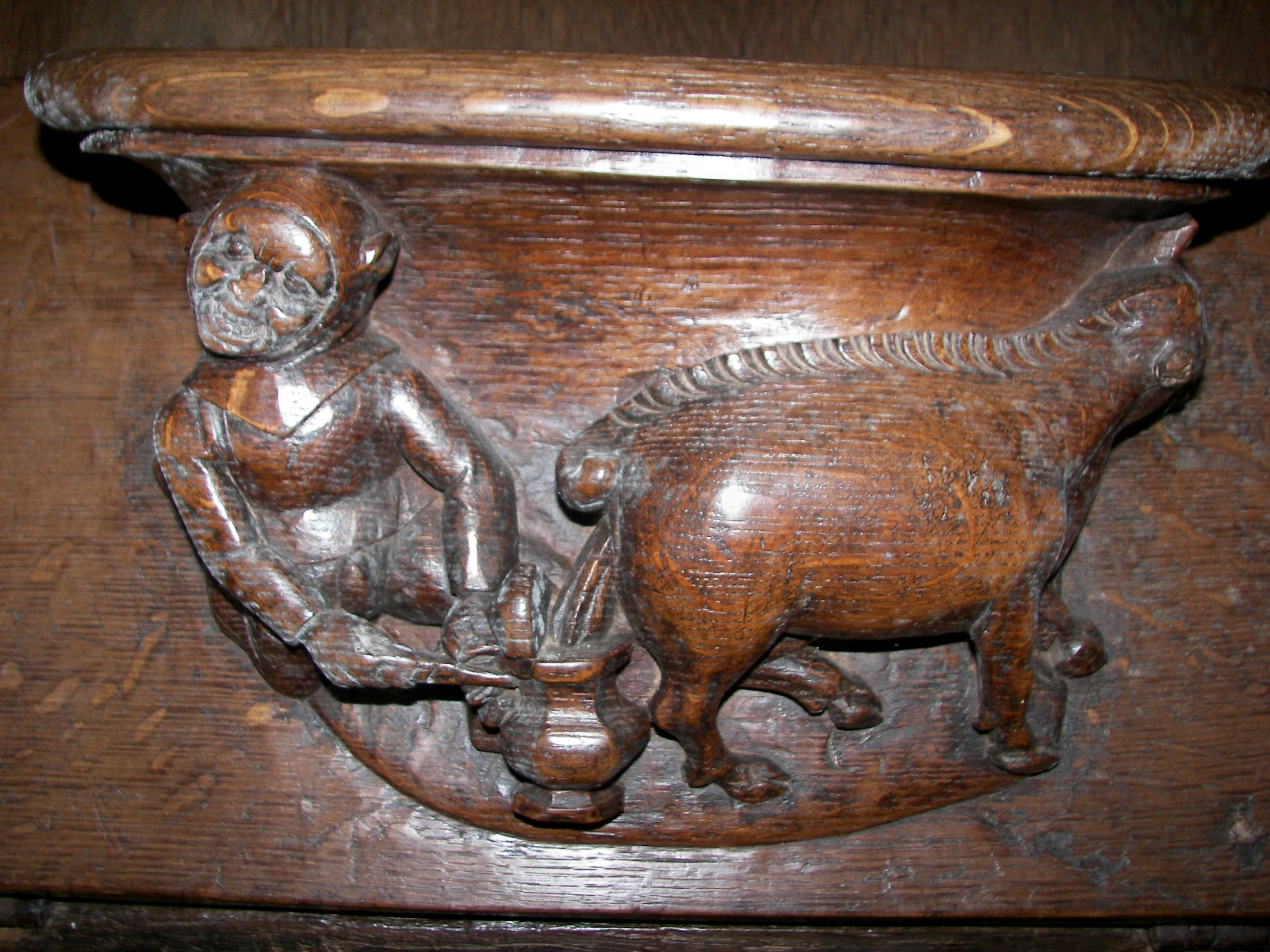
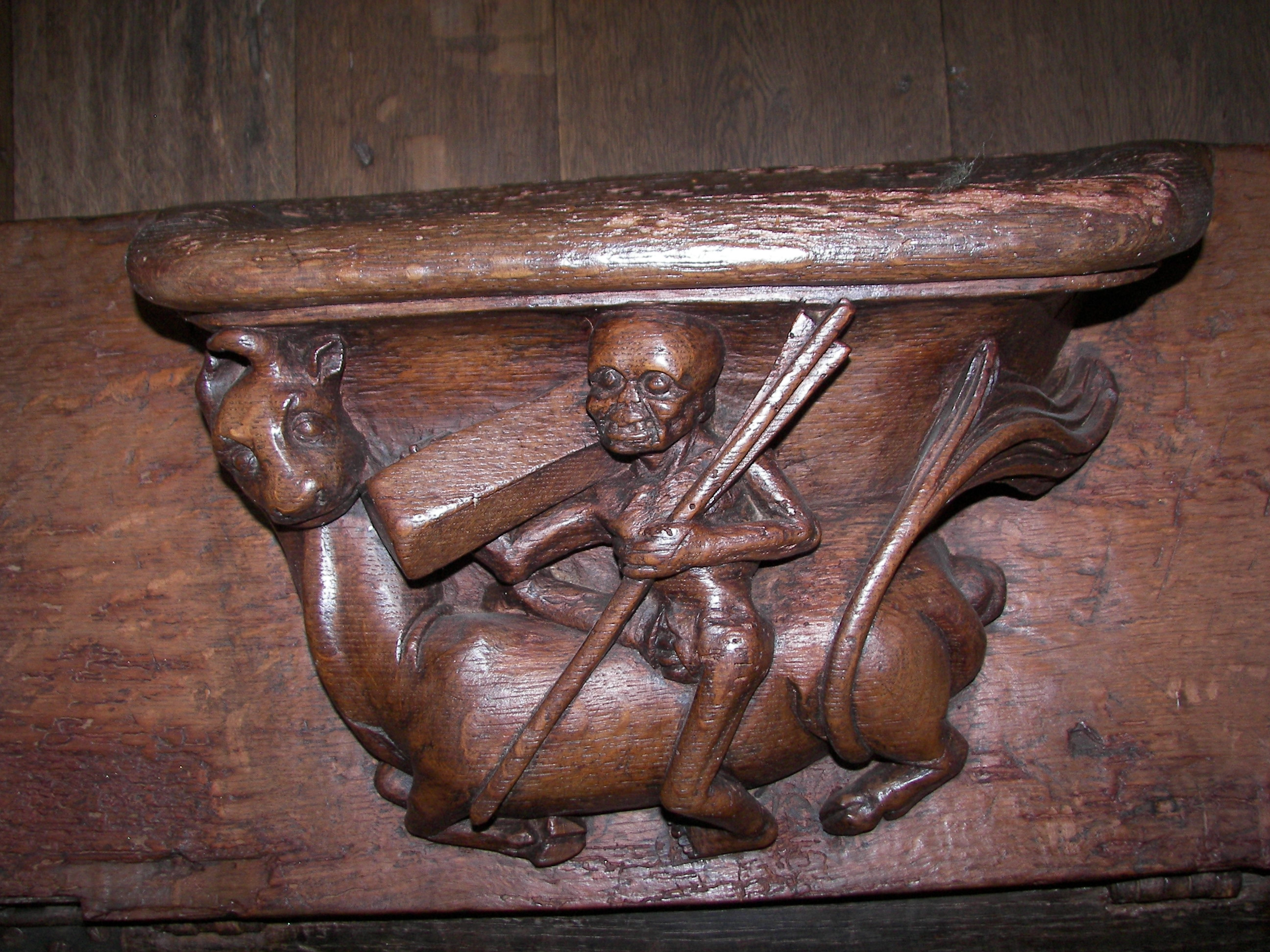

- Rigny-Ussé chapelle du château d'Ussé.
- Saint-Flovier (16) provenant peut-être de l'ancienne église de Sainte-Julitte ou de l'ancienne abbaye de Beaulieu-les-Loches : végétaux stylisés, bouffons, animaux domestiques (chien, porc, bélier), armoiries de la reine Claude (cygne et croix latine), poissons, visage grimaçant.
- Saint-Épain église (14).
- Tours église Saint-Saturnin (30) provenant de l'abbaye Saint-Paul de Cormery : animaux fabuleux ou domestiques, visages humains, feuillages.

### Isère38
- Grenoble chapelle Notre-Dame-de-la-Salette (24).
- Grenoble église Saint-Louis : feuilles d'acanthe.
- Saint-Geoire-en-Valdaine église Saint-Georges (14).
- Saint-Laurent-du-Pont musée de la Correrie.
- Vienne cathédrale Saint-Maurice (12) : fleurs et feuillages.

## J

### Jura39

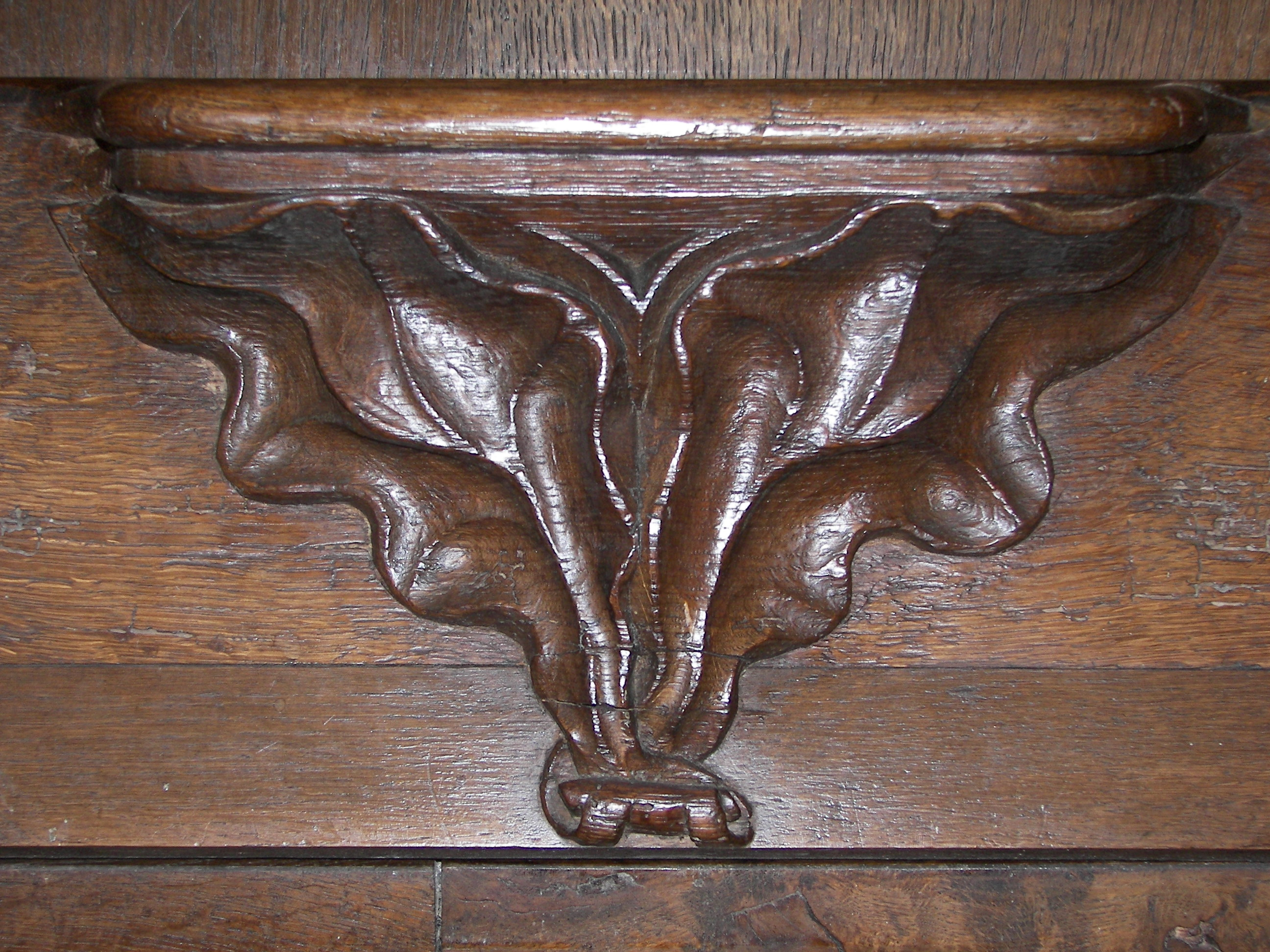
Clairvaux-les-Lacs.

- Baume-les-Dames : église Saint-Martin : motifs géométriques.
- Bletterans (26) : armoiries, grenouille, tête de bovin, portrait d'hommes barbus en médaillons et nombreux sujets similaires à ceux figurant dans la cathédrale de Saint-Claude (âne et chameau bâtés, hallebardier gardant une porte, berger filant une quenouille, personnage fantastique portant un visage sur le torse (Blemmyes), bouffon à la flute, archer, chouette, griffon, renard prêchant, visage avec rictus ou portant des bésicles, etc.).
- Champagnole : 2 chaises curiales doubles (19e) aux miséricordes en rinceaux.
- La Chaux-du-Dombief (8) église Saint-Point : ange, têtes d'animaux domestiques, visage féminin et motifs géométriques, tous de facture naïves.
- Clairvaux-les-Lacs église (34) : modèle unique d'un motif végétal provenant de l'abbaye de Baume-les-Messieurs.
- Dole musée (6) : non exposées.
- Dole collégiale Notre-Dame : visages de femmes aux attributs de "Cérès", feuillages, drapés, coquilles et guirlandes.
- Mièges église Saint-Germain-d'Auxerre (12) : du même motif de plante fleurie.
- Nozeroy église Saint-Antoine (12) : animaux fantastiques, chouette, ours dans un tonneau, moine prêchant, lion héraldique, cochon pèlerin, homme se chaussant.
- Poligny collégiale Saint-Hippolyte (32) : pommes de pin et feuillages stylisés.
- Saint-Claude cathédrale Saint-Pierre (75) : décors de feuilles d'acanthe, de chêne ou de vigne. Scènes de la vie quotidienne (femme au rouet, archer, paysan retenant son cochon, joueur de flûte et de cornemuse, sculpteurs sur bois). Têtes humaines, visages simples, doubles ou triples. Êtres fantastiques (griffon, blemmyes, vouivre). Animaux sauvages chouette, renard prêchant à la volaille, chauve-souris) et domestiques (âne, chameau, porc, chien, agneau). En figure d'accotoirs des stalles du nord : représentation de la tête de Viollet-le-Duc.

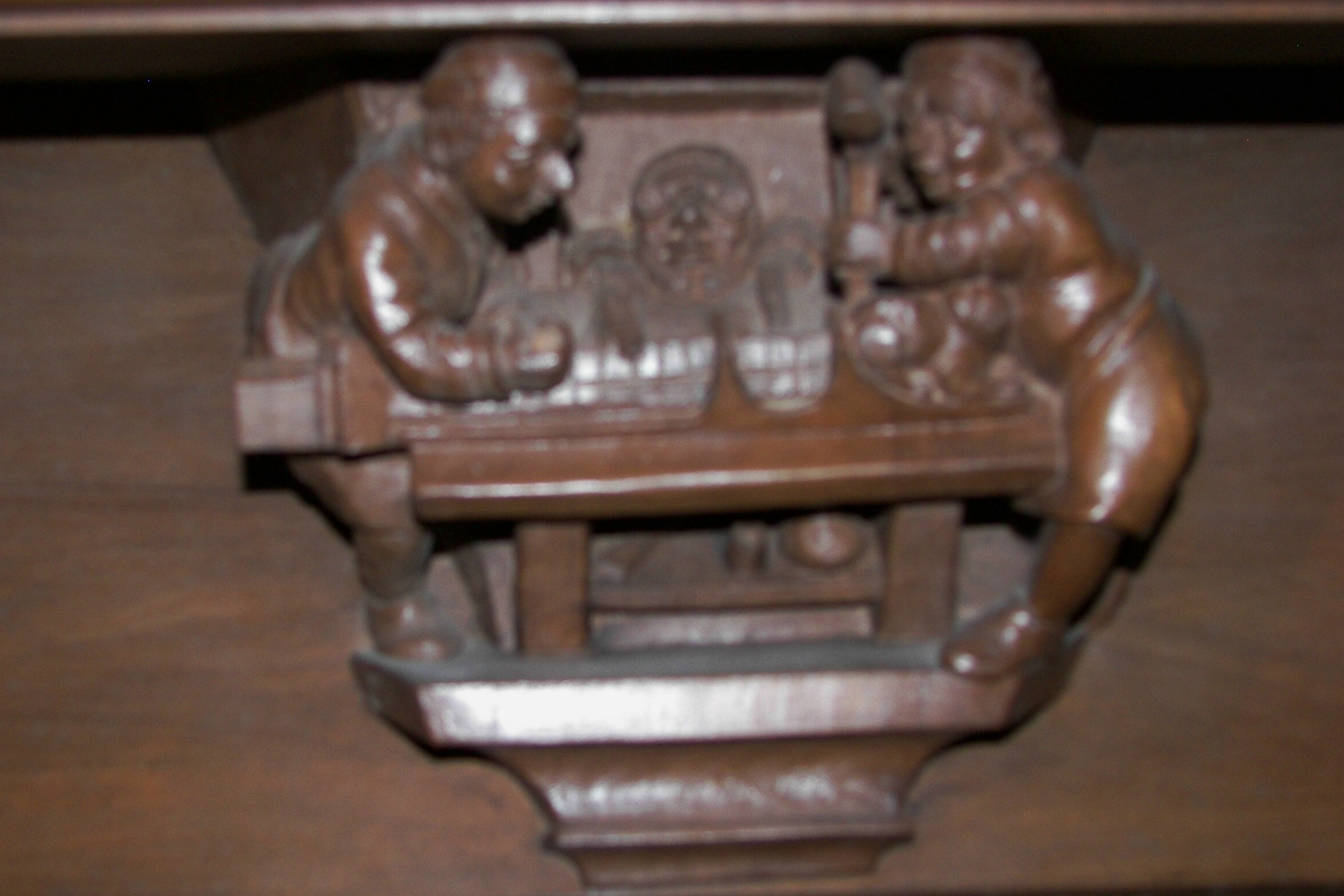
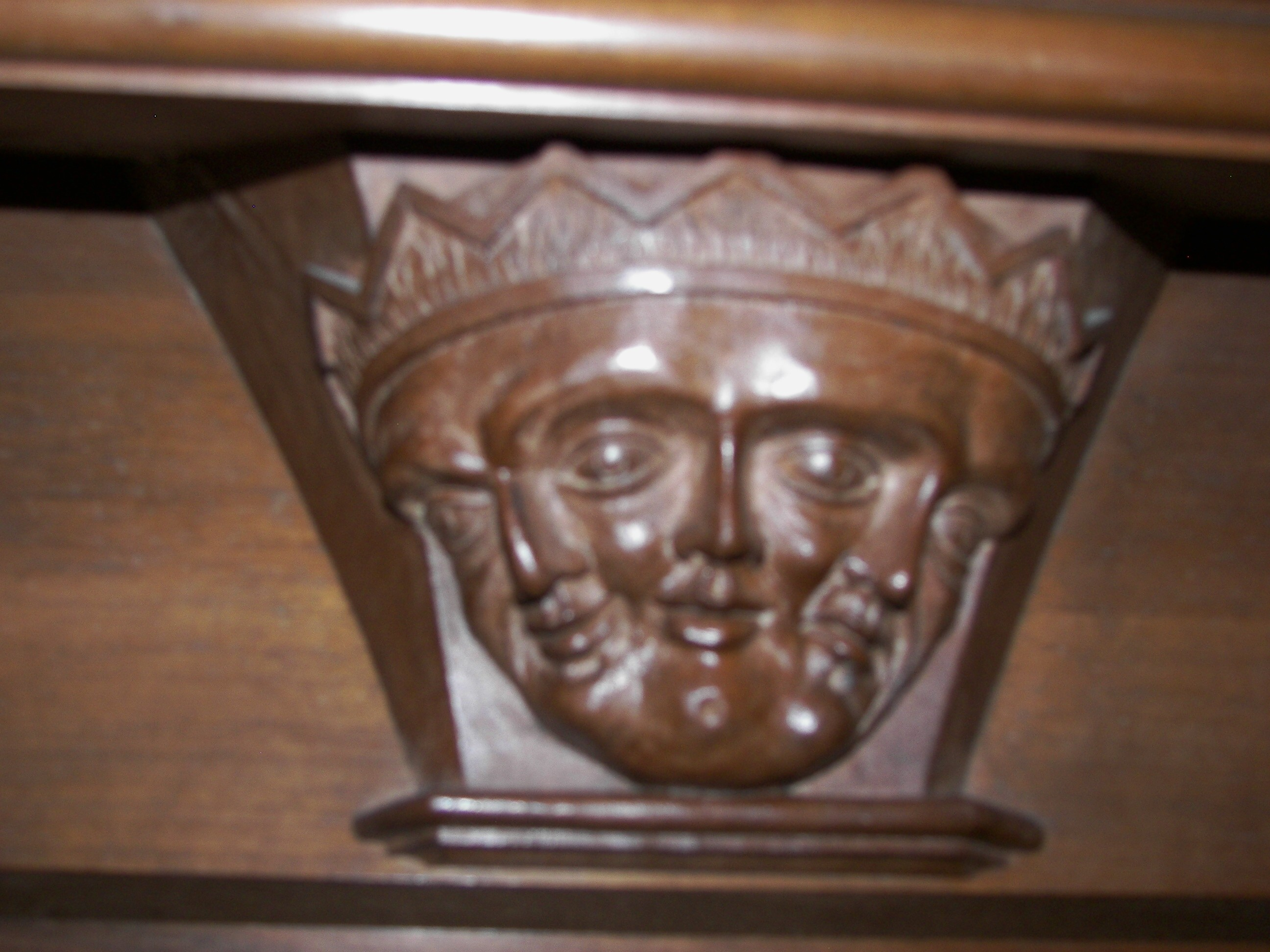
Miséricordes
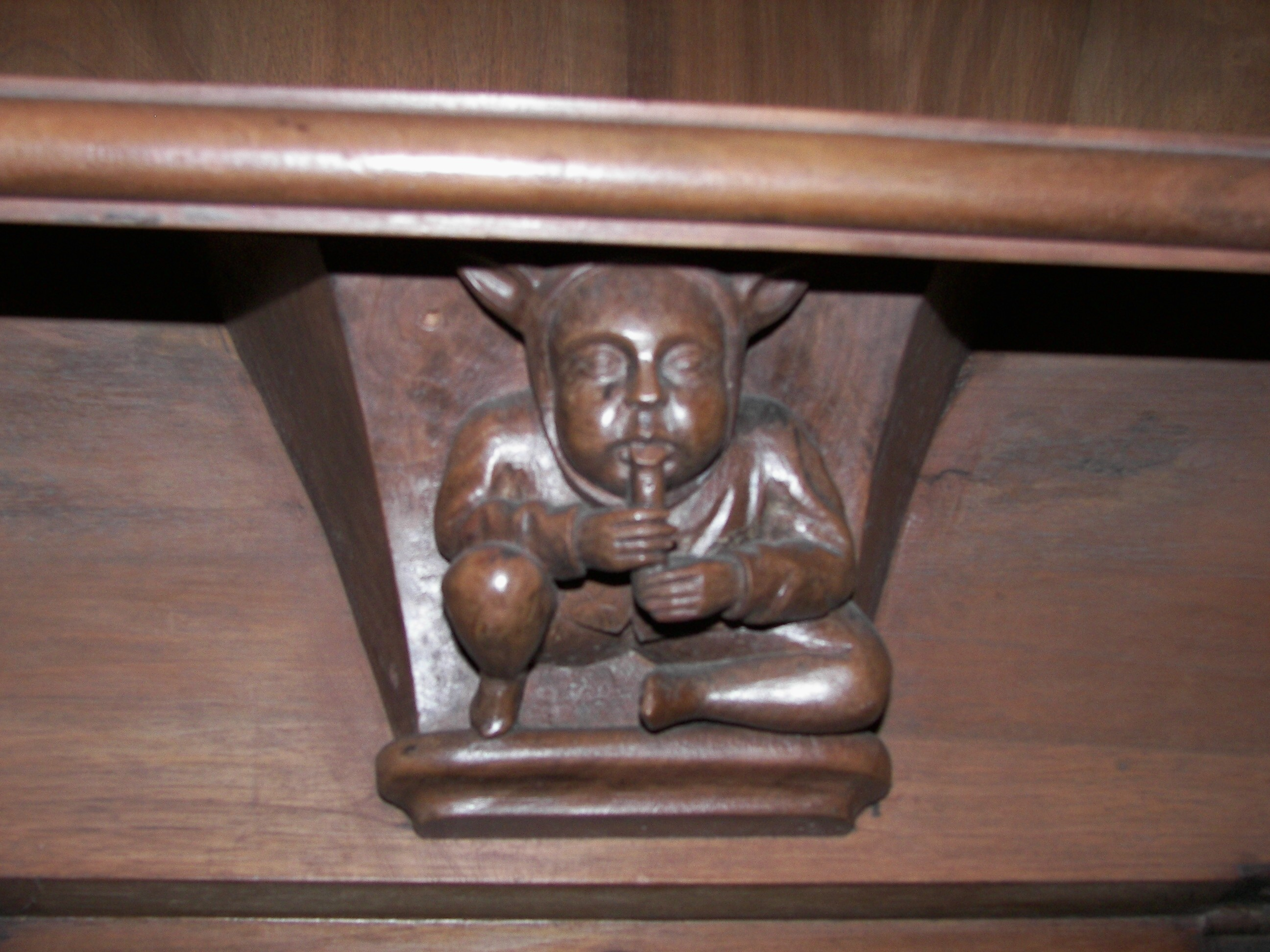
de
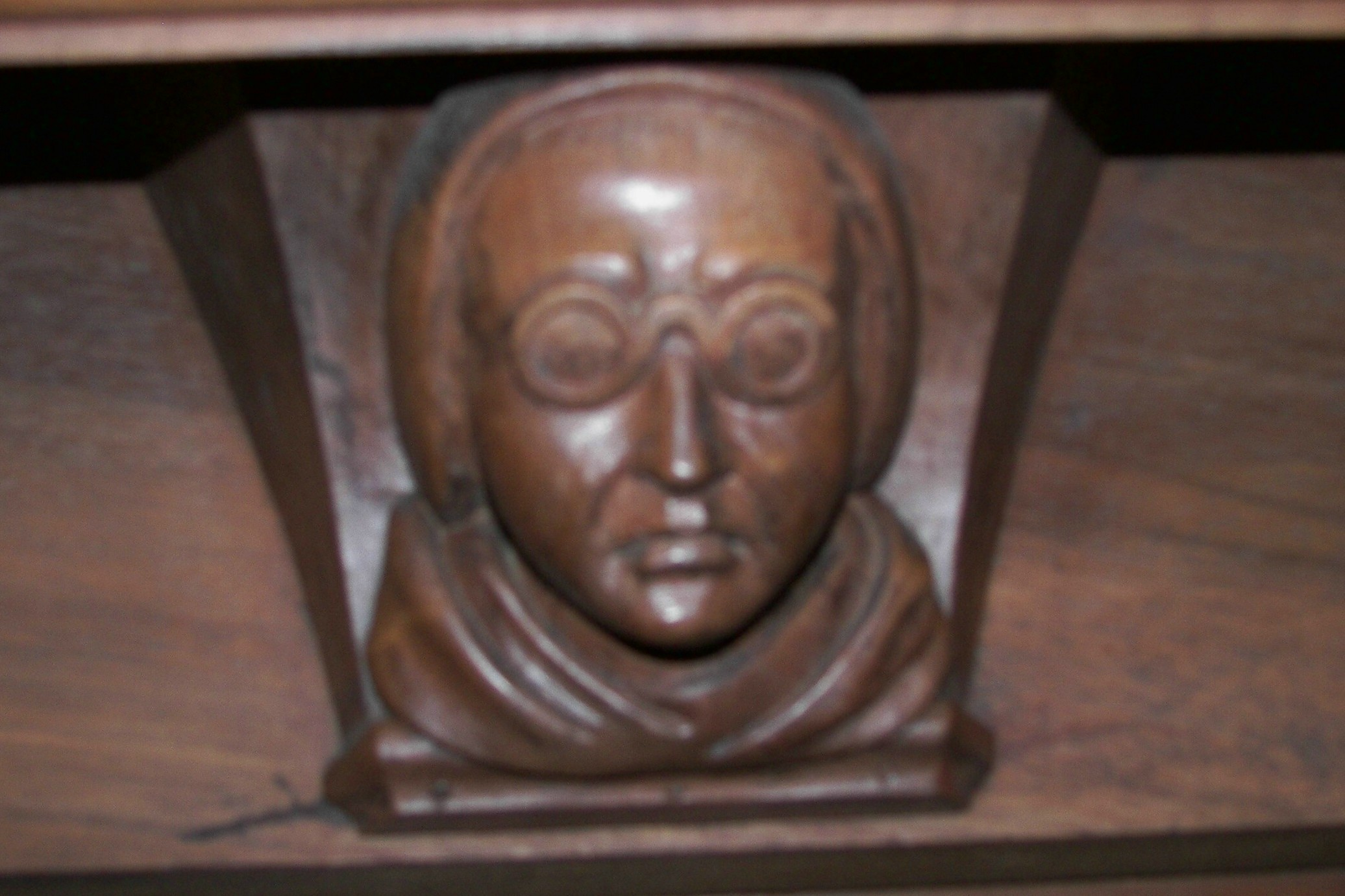
la
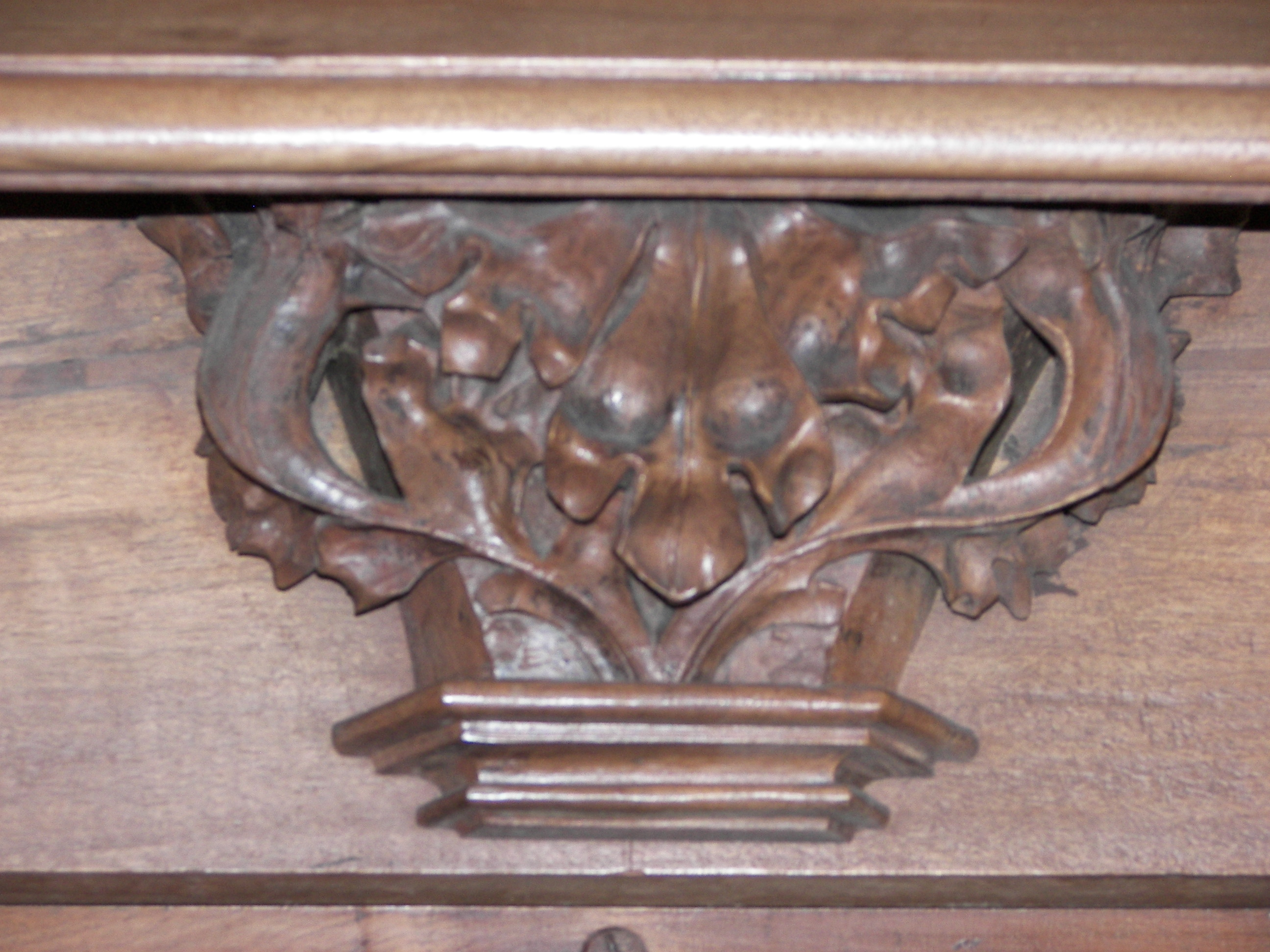
cathédrale
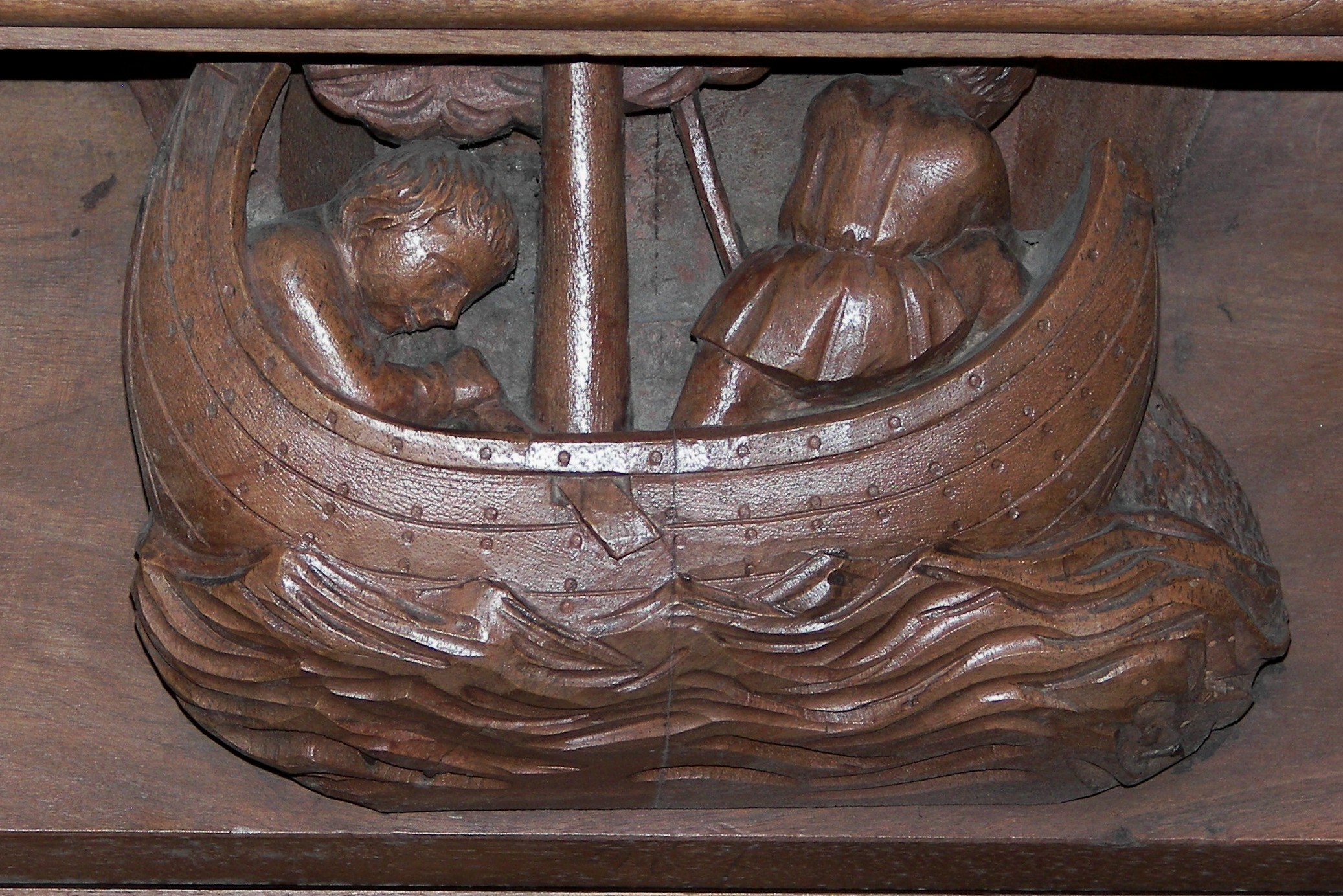
Saint-Pierre
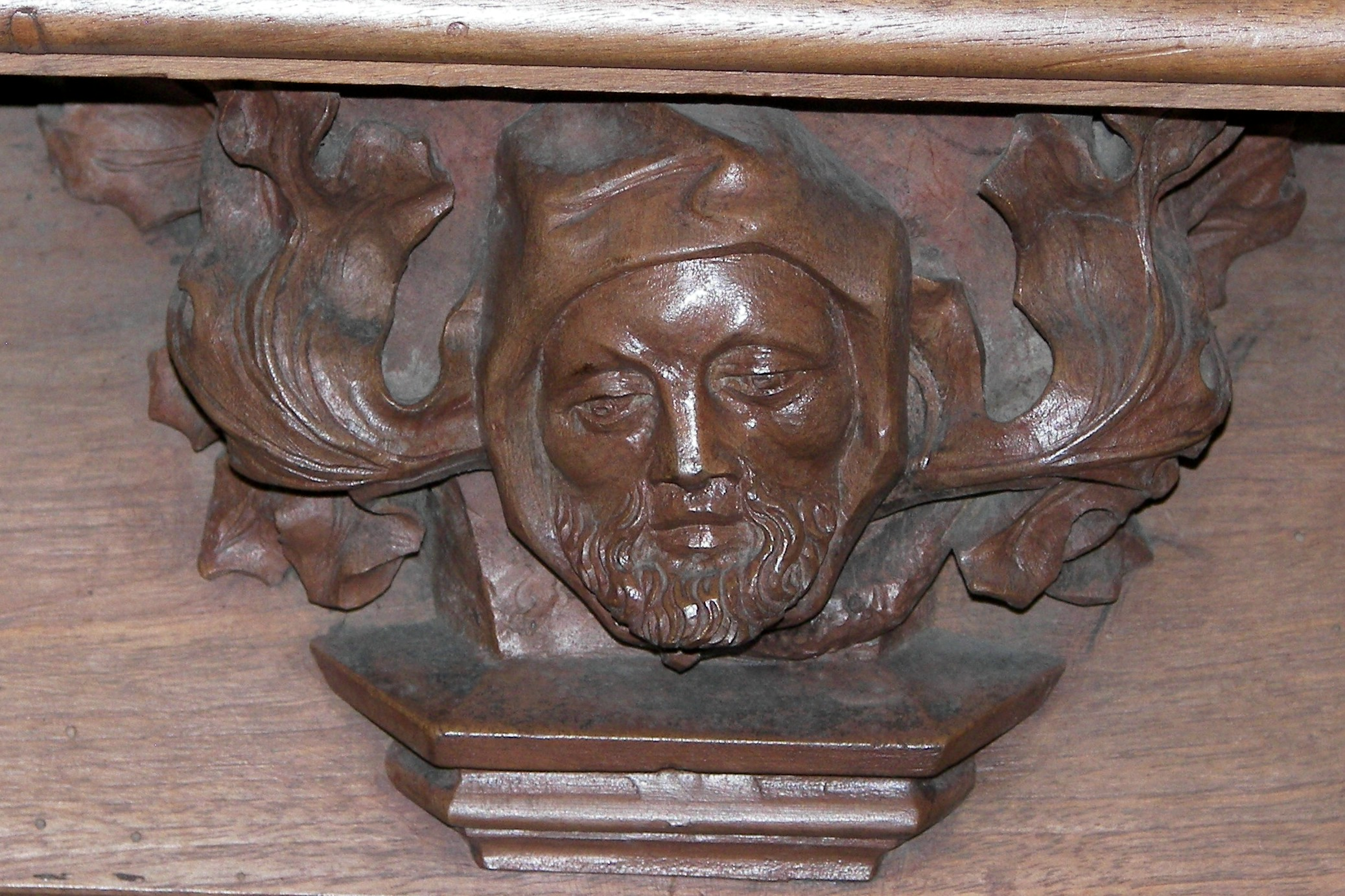
de
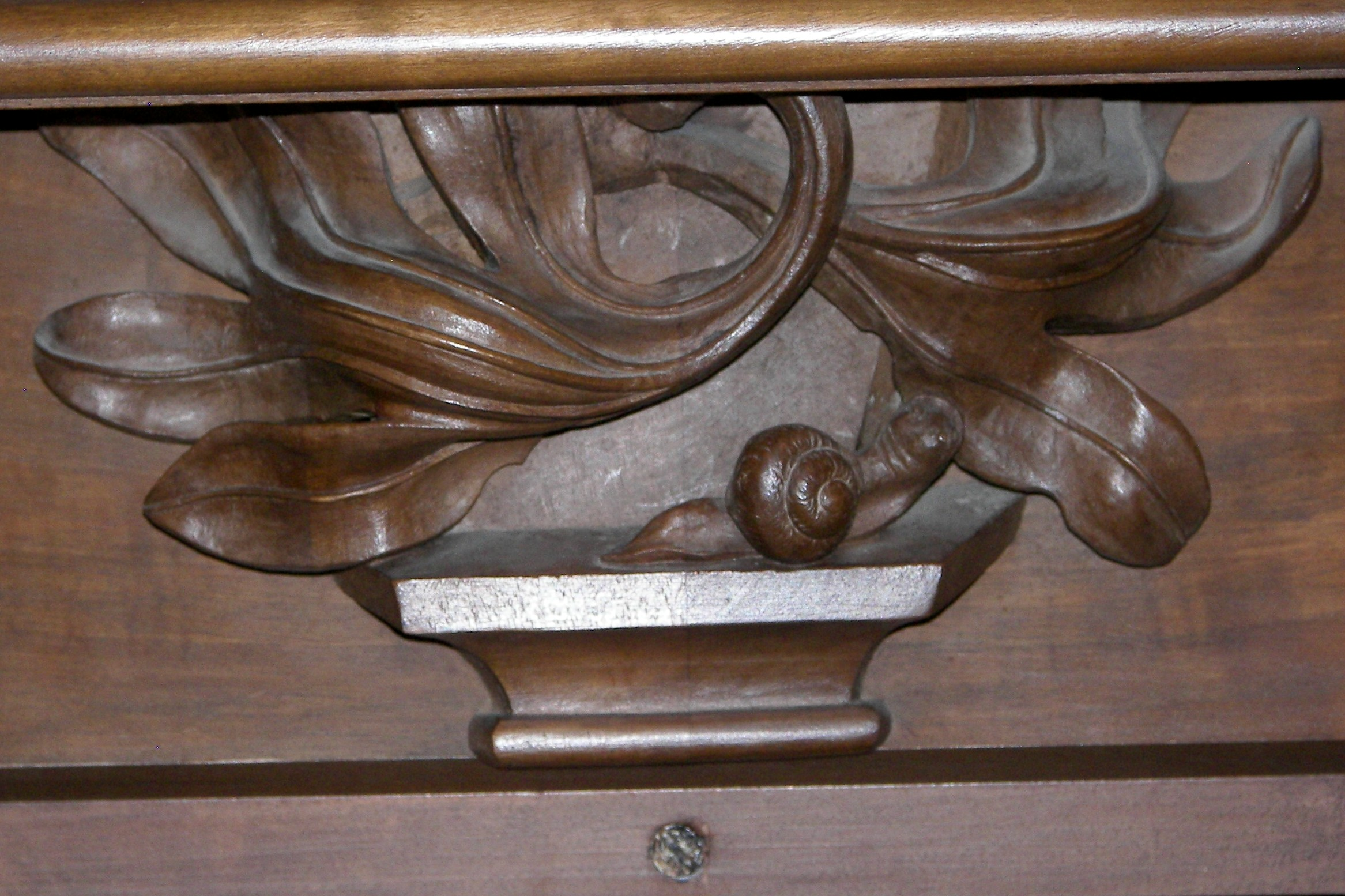
Saint-Claude.
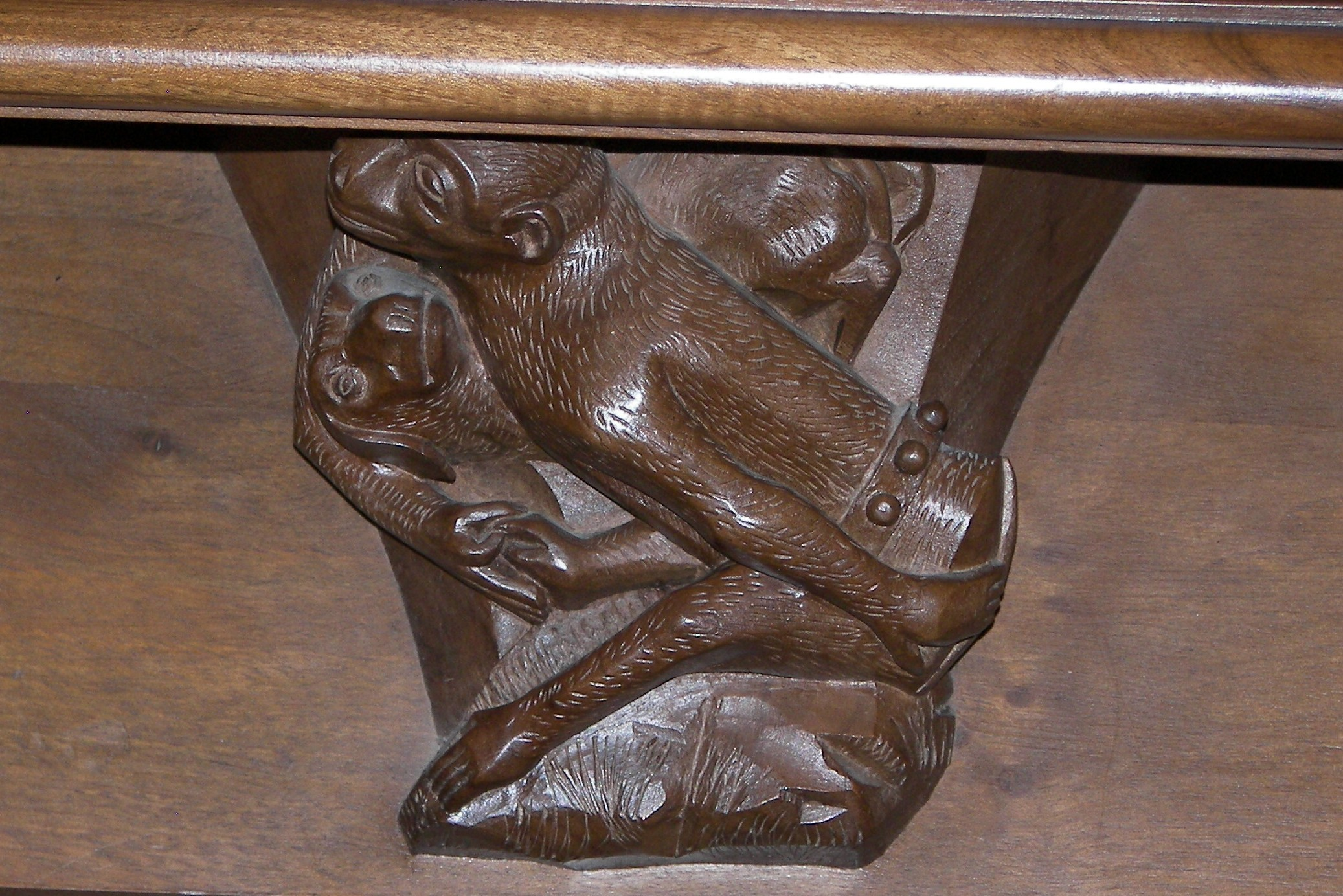

- Salins-les-Bains église Saint-Anatoile (4 restant sur les 24 d'origine) : 1 visage d'une femme frisée + 3 motifs végétaux identiques.

## L

### Landes40
- Dax cathédrale Notre-Dame (35) : oiseaux divers, masques et personnages fantastiques, sirène, anges et enfants, serpents entrelacés, motifs baroques de rinceaux, feuillages et écussons.
- Saint-Paul-lès-Dax église Saint-Paul (6) : feuilles de chêne et de lierre, visage d'ange.
- Sanguinet : église Saint-Sauveur : cathèdre triple dont le siège central s'orne d'une miséricorde en tête d'ange, tandis que celles des deux sièges auxiliaires sont à motif végétal stylisé.
- Sorde-l'Abbaye abbaye Saint-Jean : modèle unique cannelé à assise trilobée.

### Loir-et-Cher41
- Coulanges église Saint-Denis (16 miséricordes en provenance de l'abbaye de La Guiche) : feuillages au naturel, portraits d'hommes, animaux fantastiques, chiens, cygne, scarabée, un paysan taillant sa vigne, un chapeau et une tête de mort portant un voile.
- Faverolles-sur-Cher église (2).
- Faye église Sainte-Anne (8).
- Fougères-sur-Bièvre (8).
- Herbault église Saint-Martin (28) : miséricordes en provenance de l'abbaye de La Guiche, représentant des fleurs et des feuillages, des grappes de raisin, des animaux domestiques (poule, bélier) sauvages (lion, dauphin, oiseaux) ou fantastiques (griffon, dragon) ainsi qu'un buste de bourgeois, des scènes de la vie rurale (vendanges et moisson) ainsi qu'un triton et un livre ouvert.

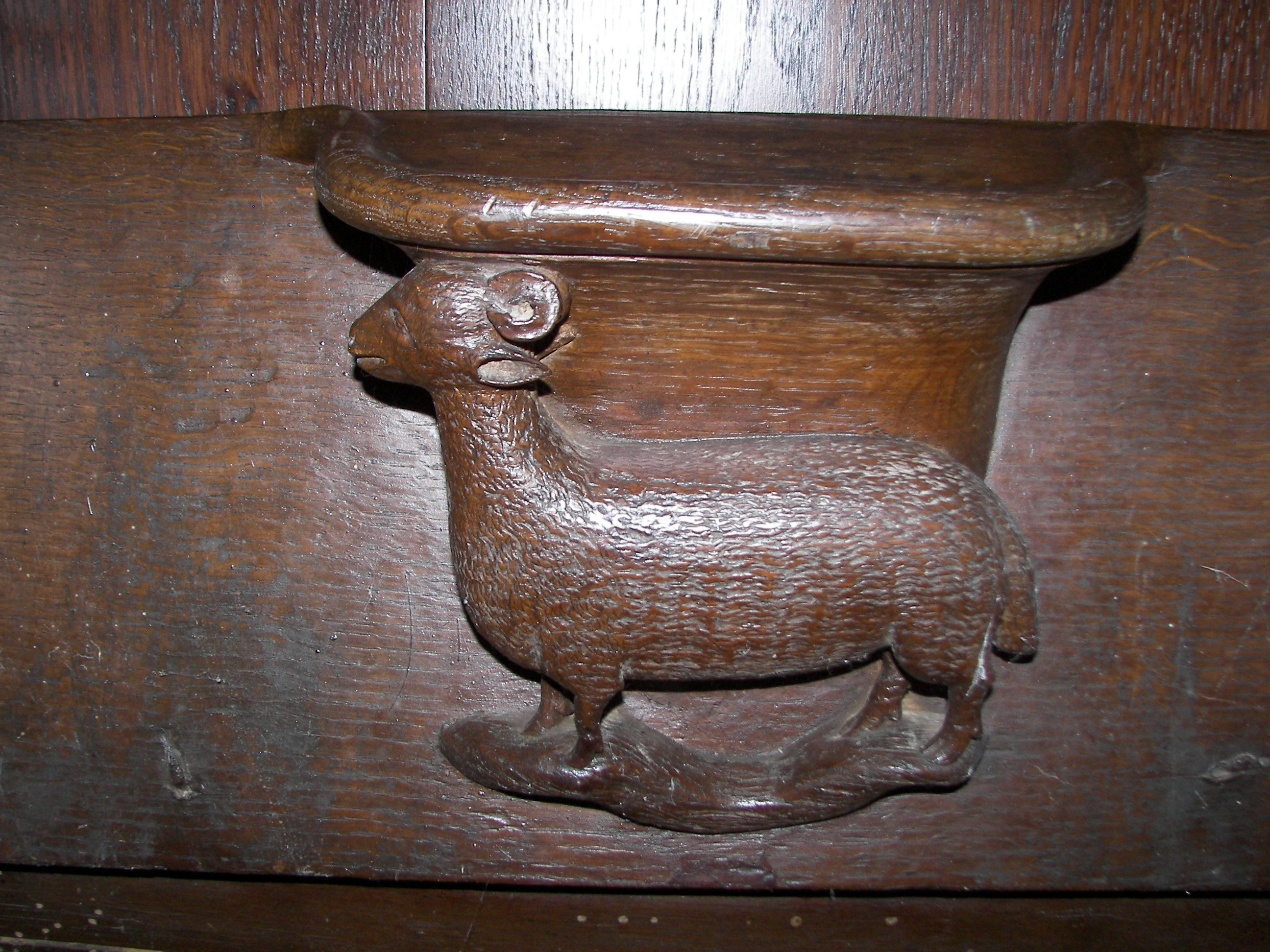
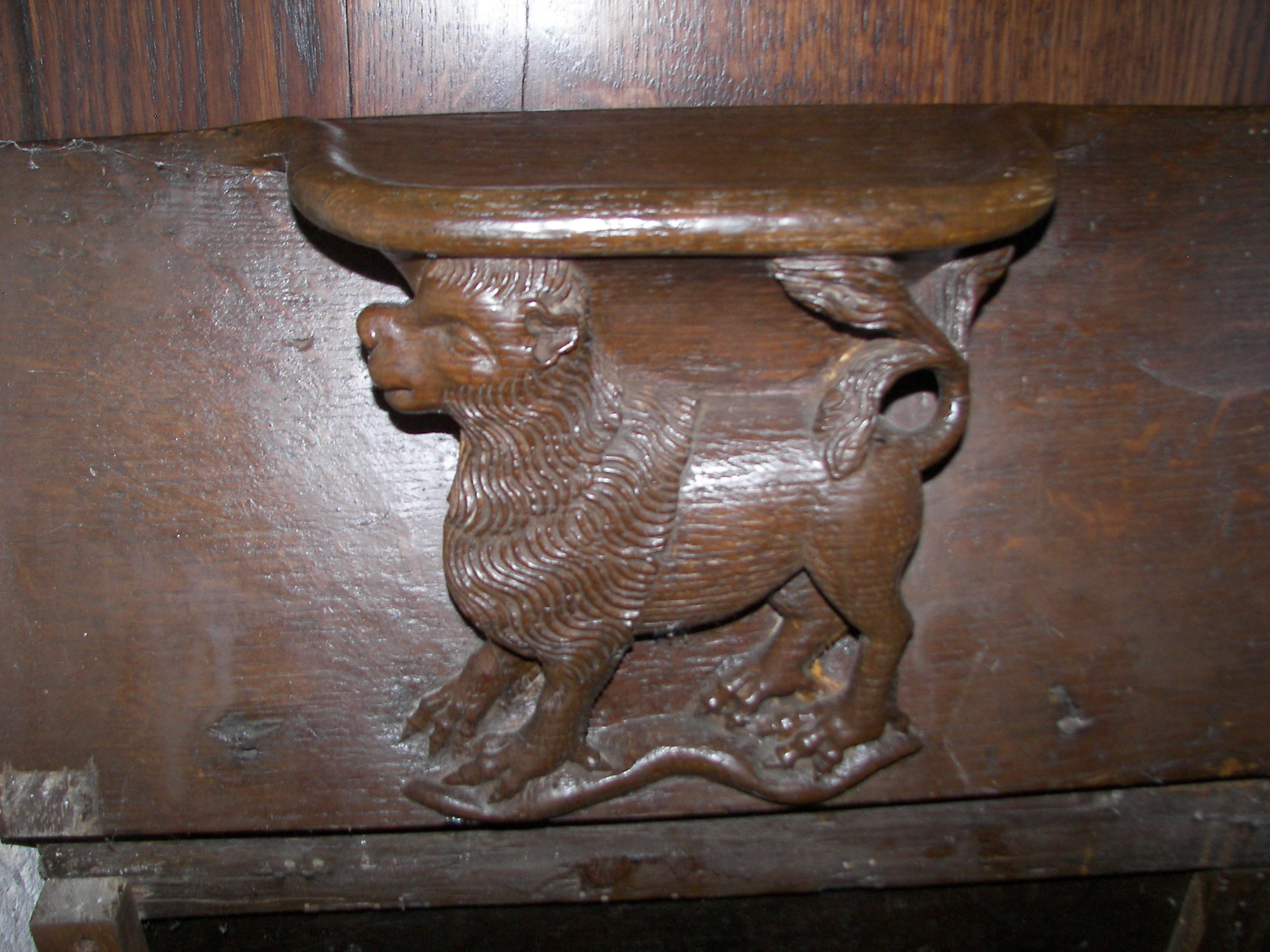
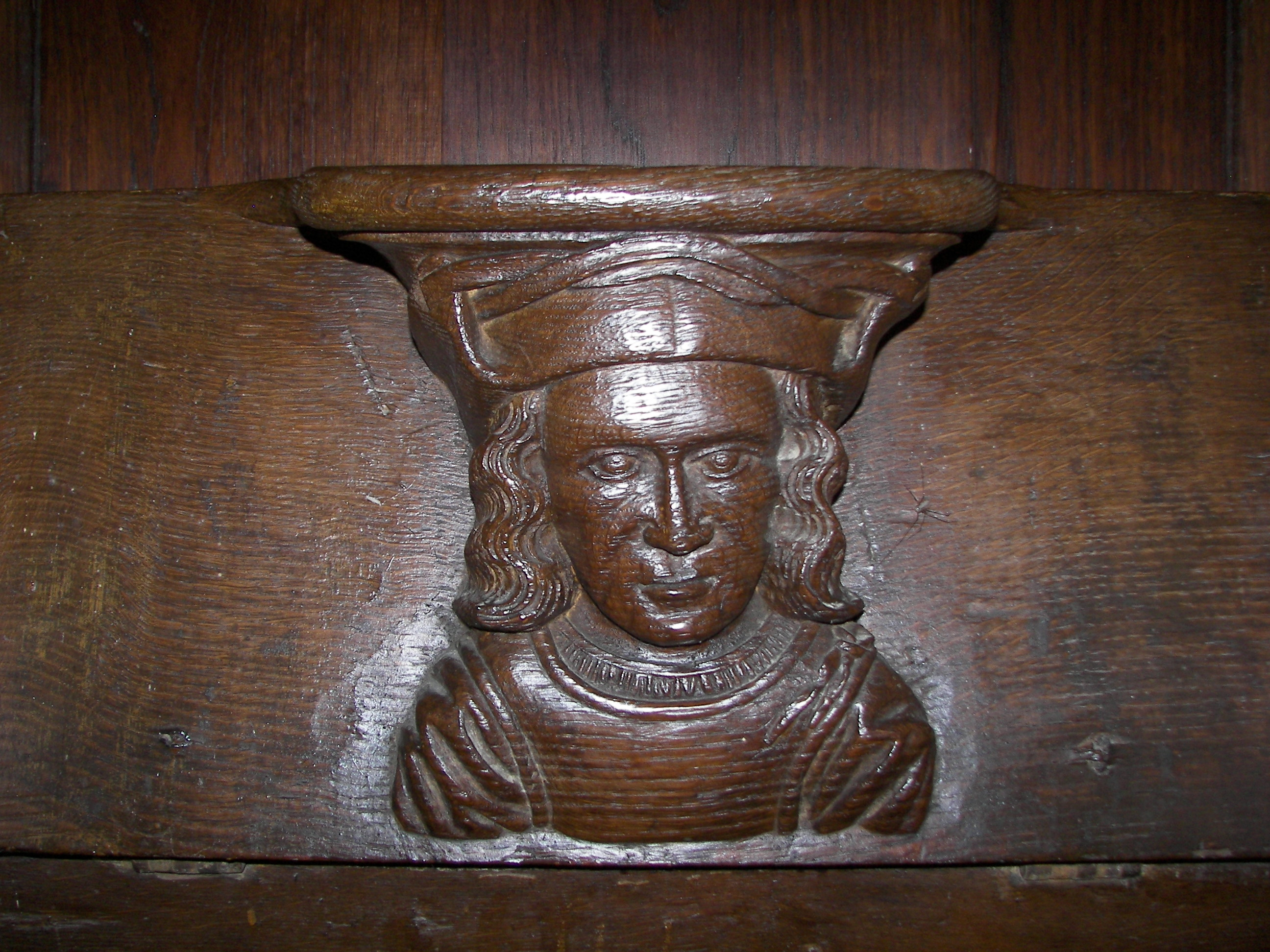
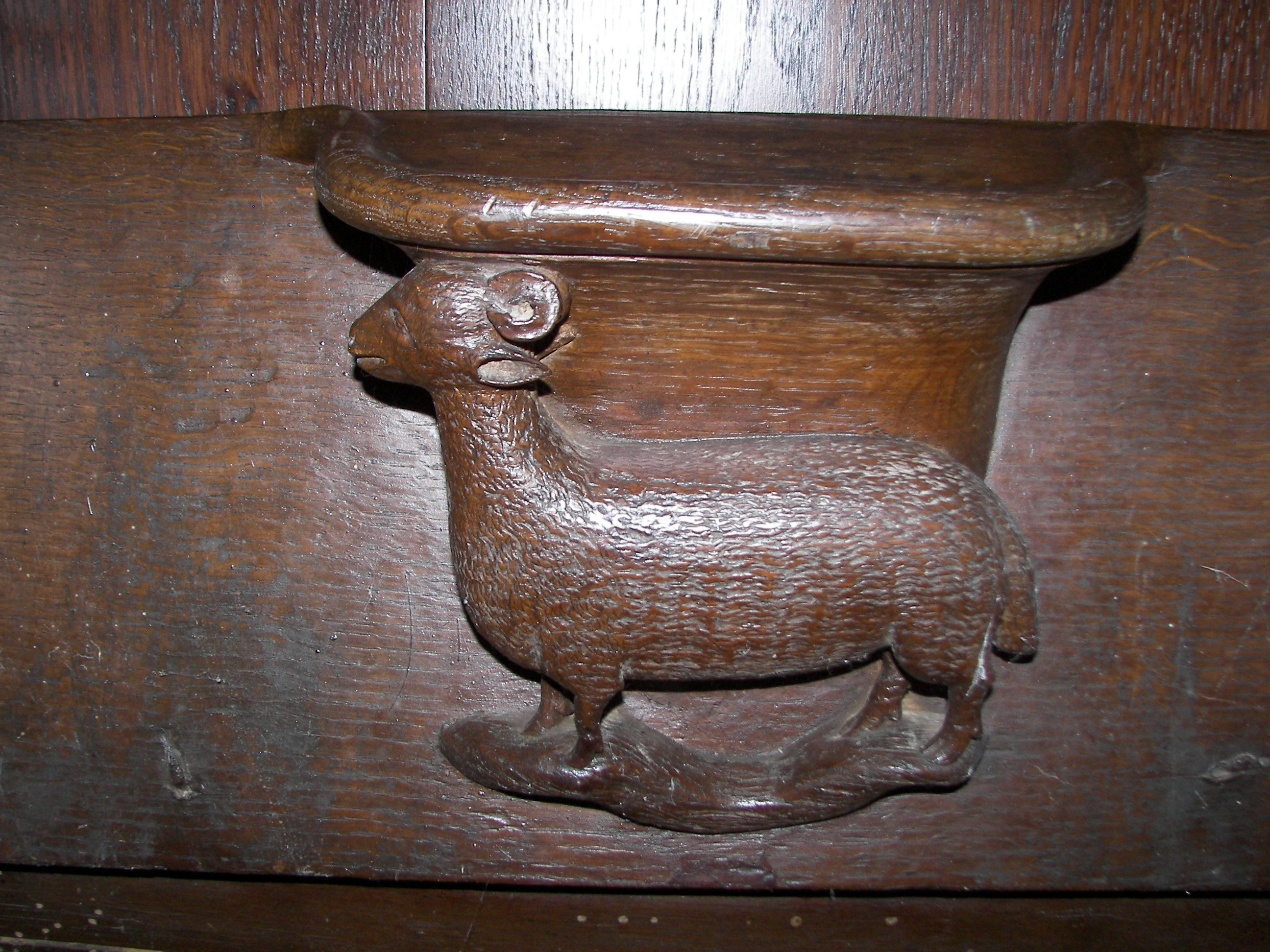
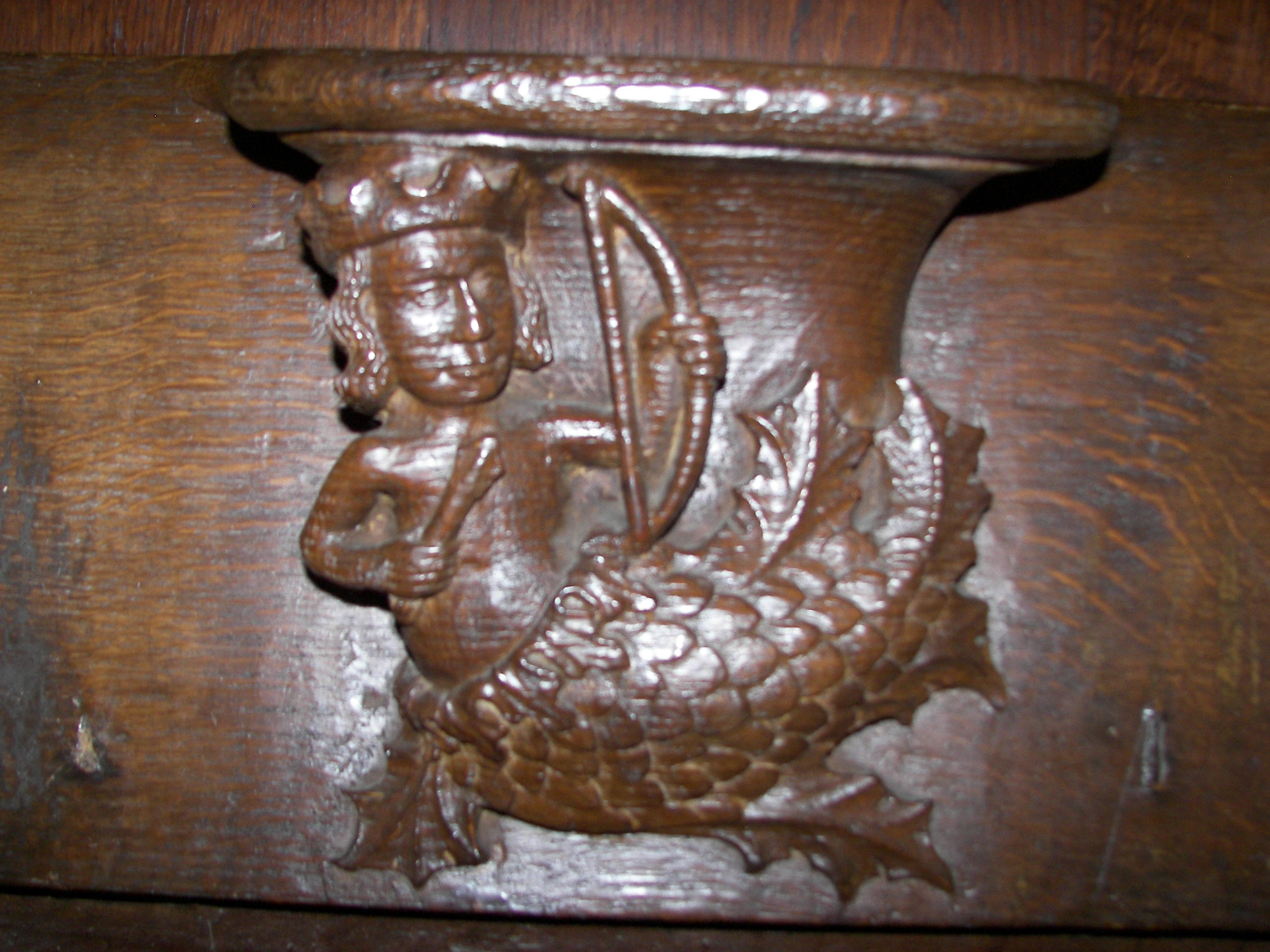
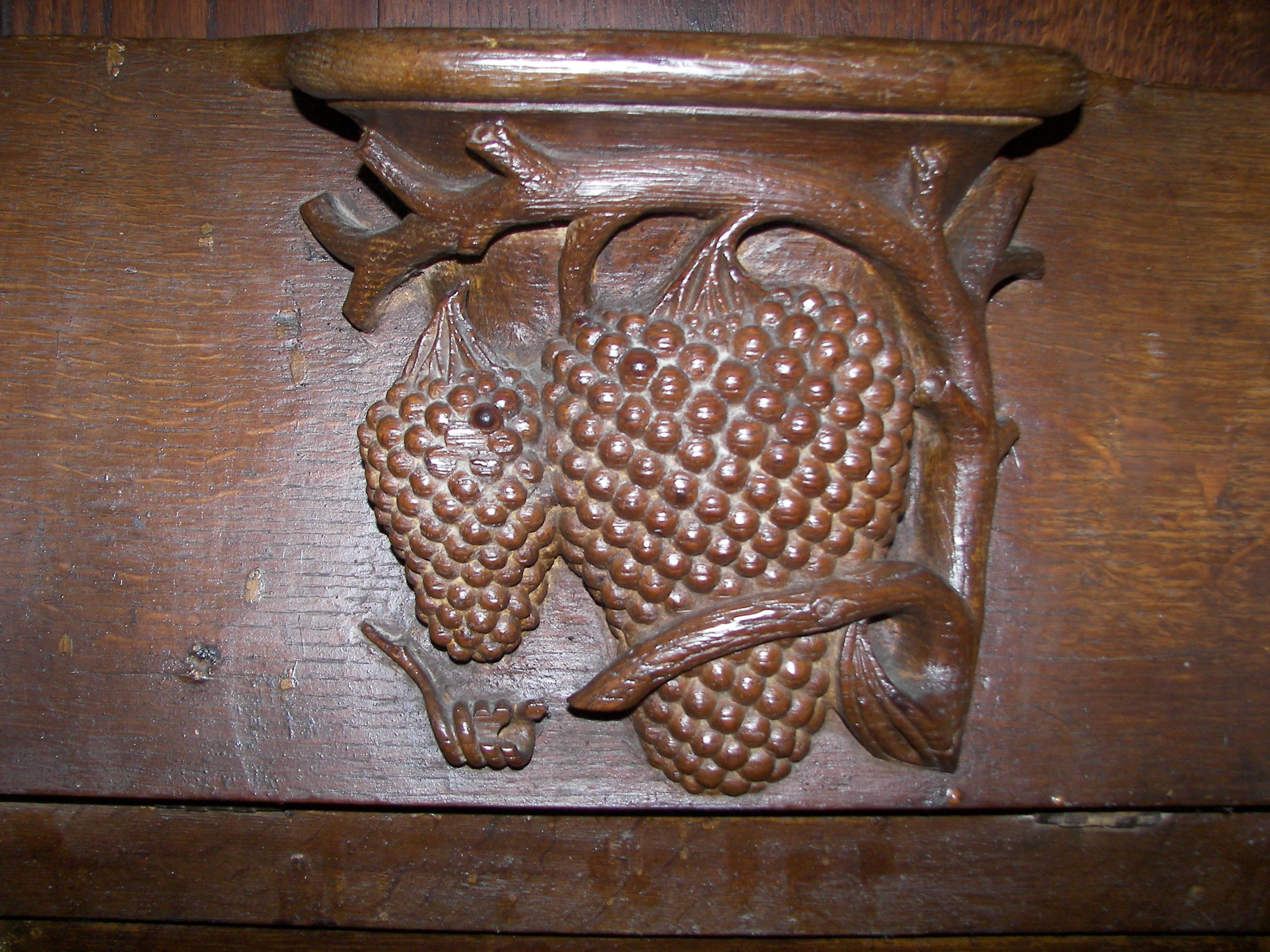
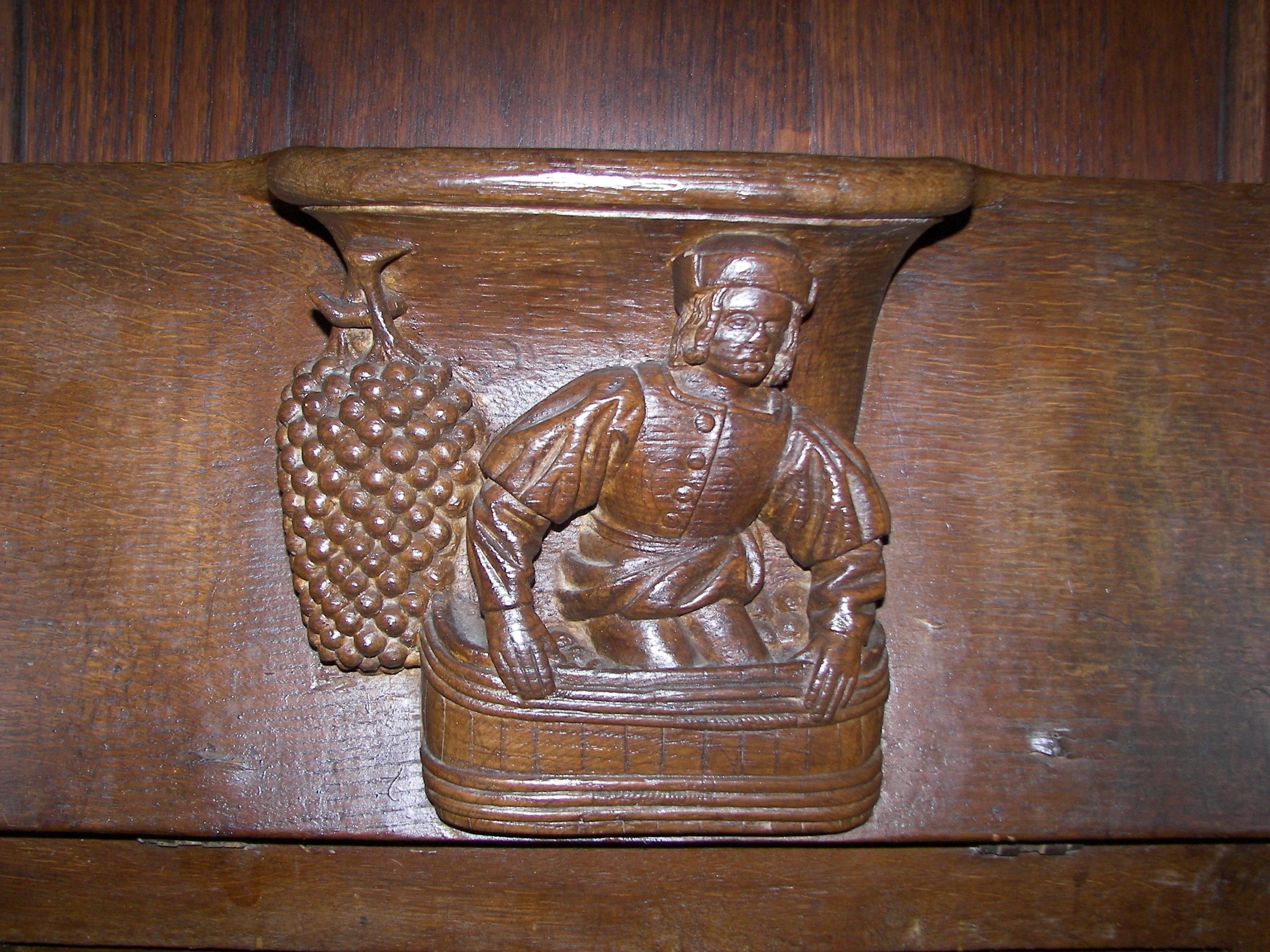
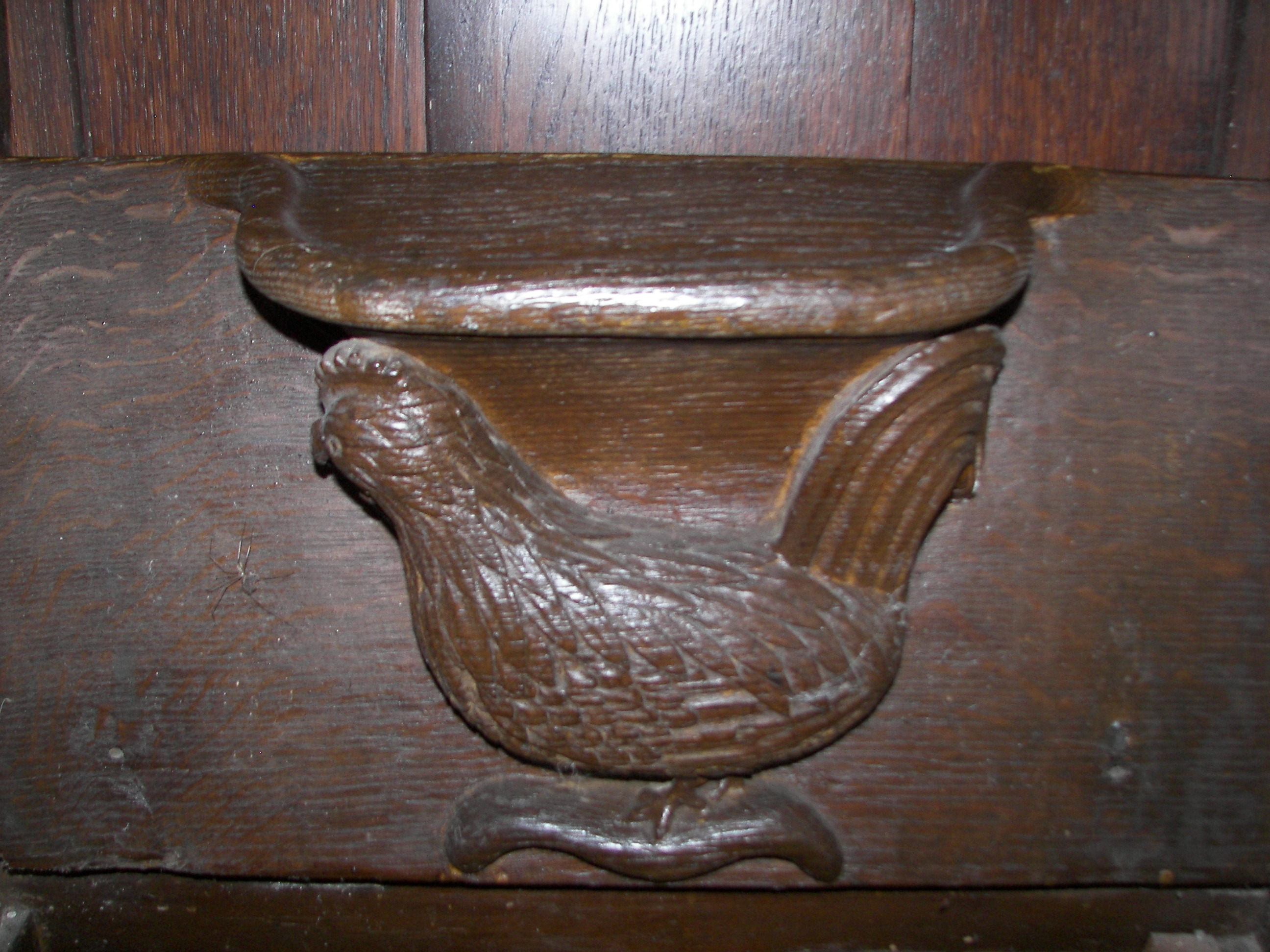
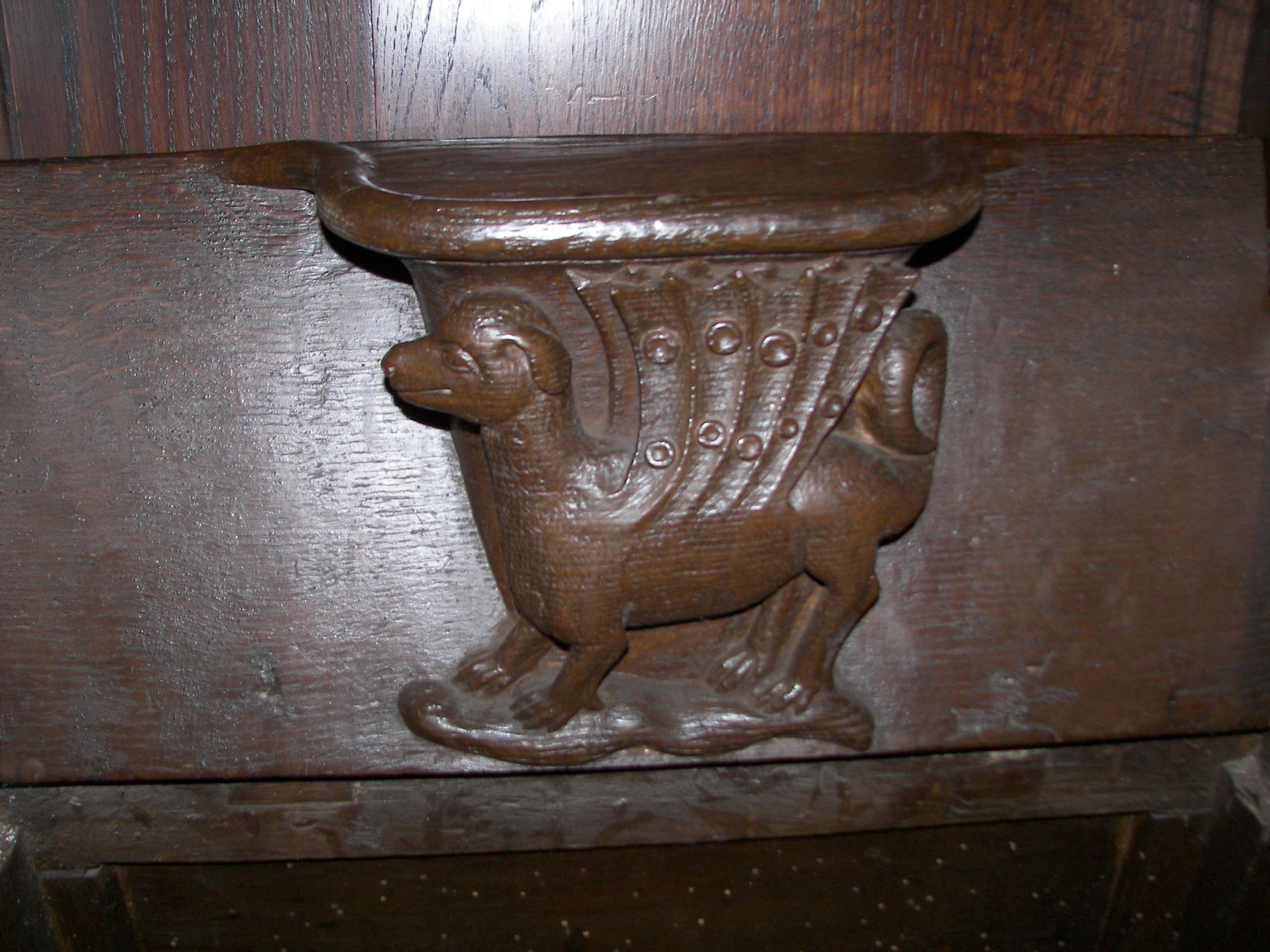
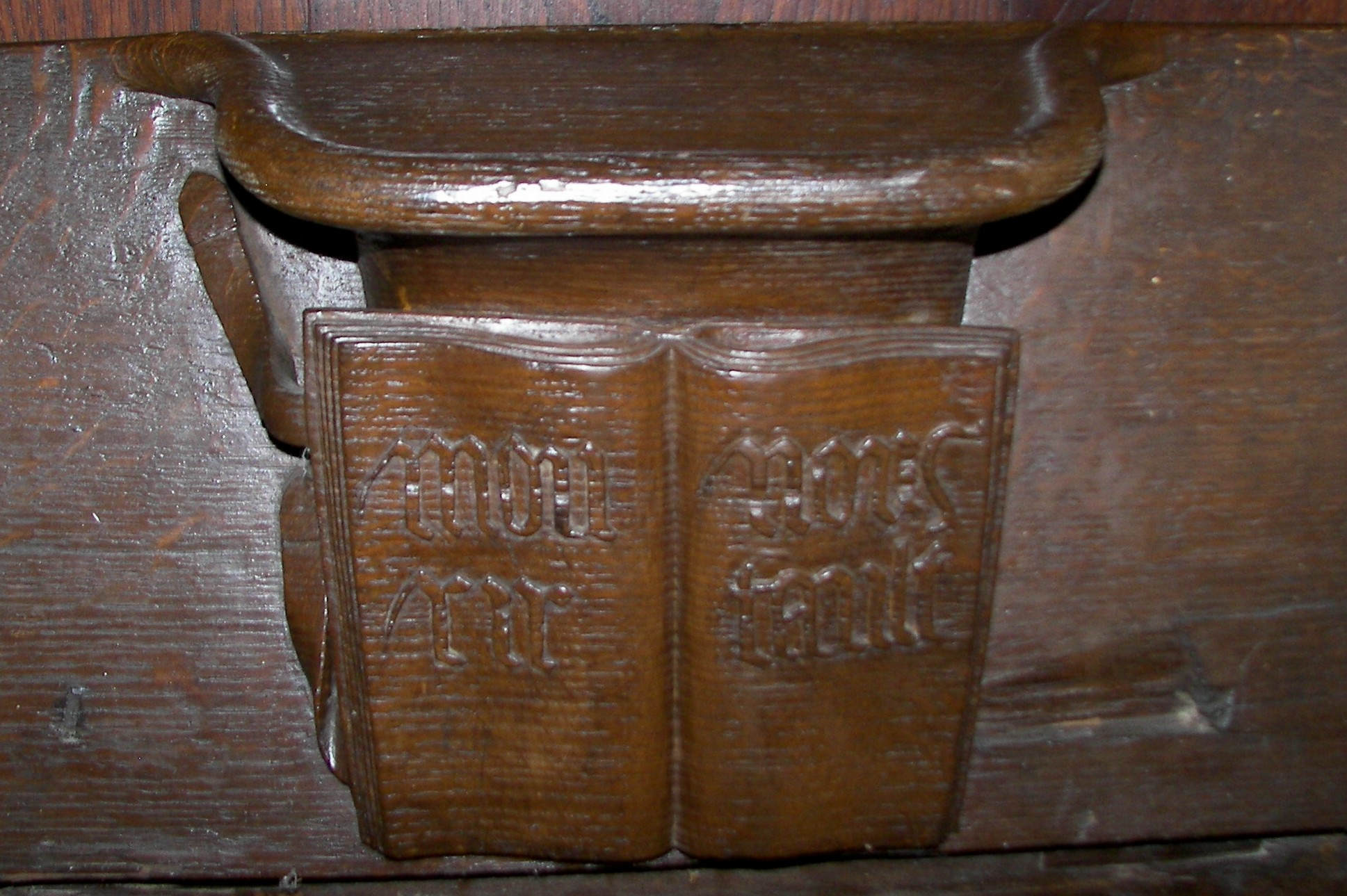

- La Ferté-Beauharnais église Saint-Barthélemy : animaux.
- Pontlevoy abbatiale Notre-Dame (16).
- Sougé église Saint-Quentin (38) : feuillages stylisés, visages, ange portant un écu, têtes d'animaux, un hallebardier, un cœur gravé "1667".
- Trôo collégiale Saint-Martin (20) : majorité du même thème de feuillage type feuille de chêne et portrait d'un bouffon.
- Vendôme église de la Trinité (32 miséricordes du XVe siècle) : scènes de la vie rurale, joueur de cornemuse, chasseur terrassant un ours, escargot mangeant une feuille.
- Vendôme église Sainte-Marie-Madeleine : chevet garni de stalles incurvées aux miséricordes d'un seul modèle à coquilles bordées de rinceaux + ensemble de quatre à feuilles d'acanthe.
- Villiers-sur-Loir église Saint-Gilles (18) : moine en prière, joueur de cornemuse, bouffon, singes pilant au mortier, portrait d'une femme parée de bijoux, aumônière et bourdon de pèlerin, fleurs et feuillages.

### Loire42
- Ambierle prieuré Saint-Martin : (20).
- Montbrison collégiale Notre-Dame-d'Espérance : têtes d'animaux (bélier, chien), feuillages du XIXe siècle.
- Sainte-Croix-en-Jarez ancienne chartreuse :  XVe siècle / visages et animaux.
- Villerest église Saint-Priest : deux têtes d'hommes démoniaques et accoudoirs ornés de têtes d'animaux monstrueux.

### Loire-Atlantique44
- Couëron église Saint-Symphorien (10) : feuillages stylisés, visage d'homme en colère, radis ou betterave.
- Guérande église Saint-Aubin (33) : simple feuillage
- Mesquer église : deux stalles doubles, l'une comportant deux visages féminins, l'autre, deux d'hommes moustachus.
- Nantes cathédrale Saint-Pierre-et-Saint-Paul : décors de rinceaux.
- Pornic église Saint-Gildas (11) du 19e : 8 identiques au décor de pomme de pin et feuillage, aigle, tête de lion et d'un bovin.
- Saint-Gildas-des-Bois (34) : vases, guirlandes, fleurs, médaillons, anges et tête de mort.
- Saint-Nazaire église Saint-Nazaire (12) : ensemble de quatre stalles triples de facture moderne comportant des miséricordes de style médiéval.

### Loiret45
- Autry-le-Châtel : visages fantastiques ou grotesques + motif de feuillage.
- Beaugency abbatiale Notre-Dame : divers modèles "rocailles" ou coquilles + une très simple.
- Cléry-Saint-André collégiale Notre-Dame (42) : masques d'hommes et de femmes très expressifs (grotesques, colériques…) aux coiffures exubérantes, lions et un ange, toutes ornées de "supports" latéraux en drapés et volutes, comparables à ceux dont sont pourvues les miséricordes de Grande-Bretagne.

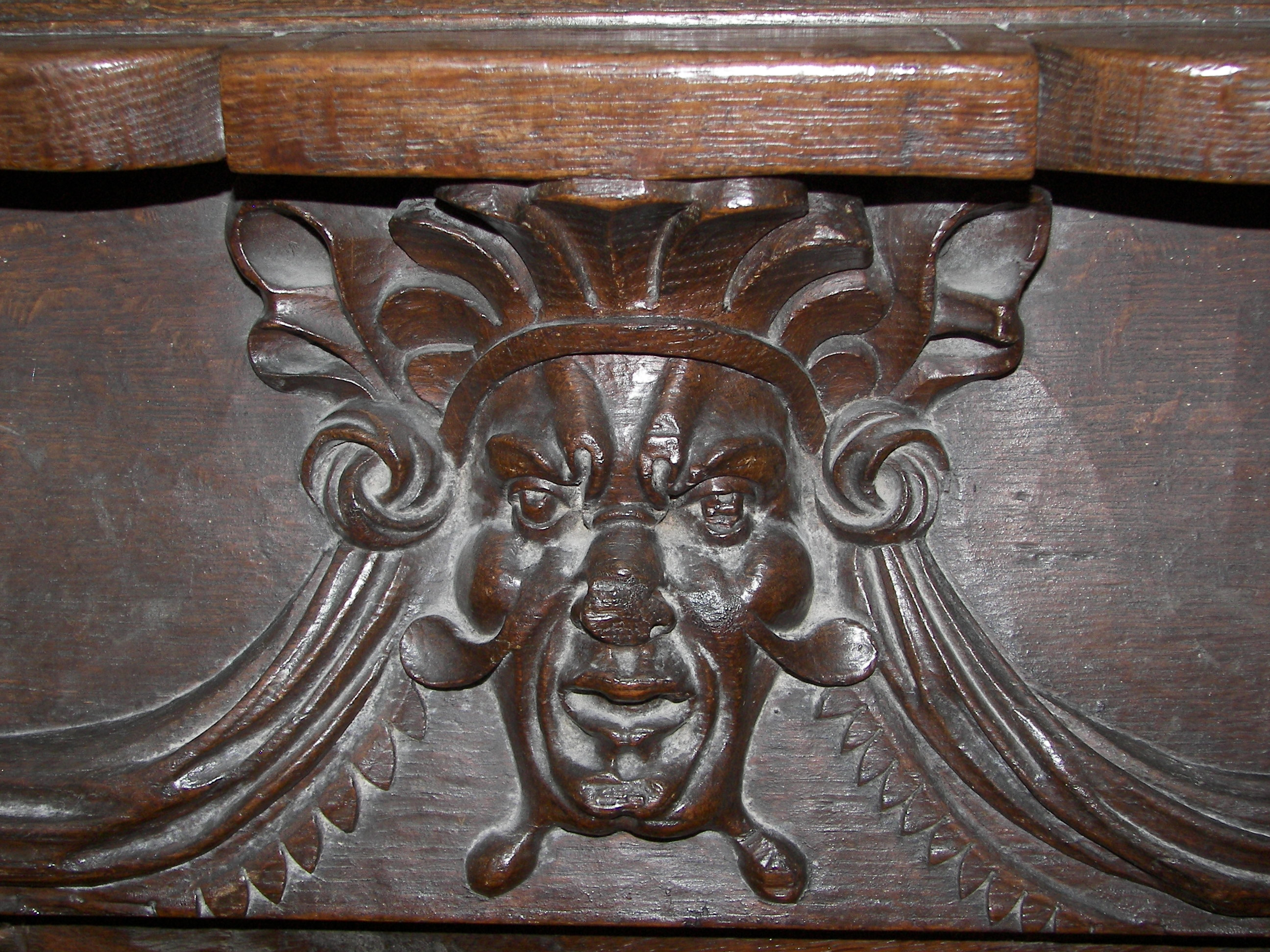
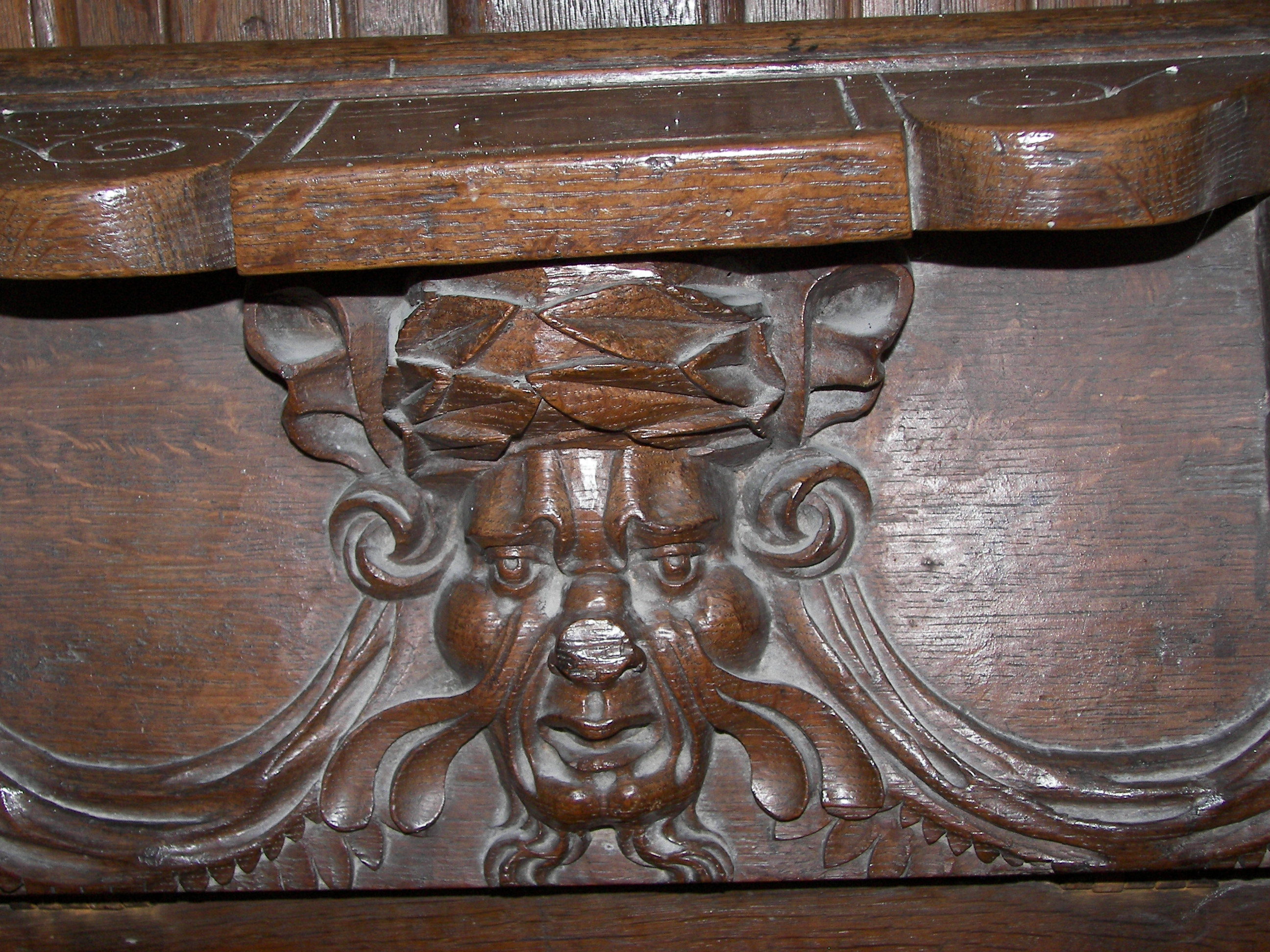
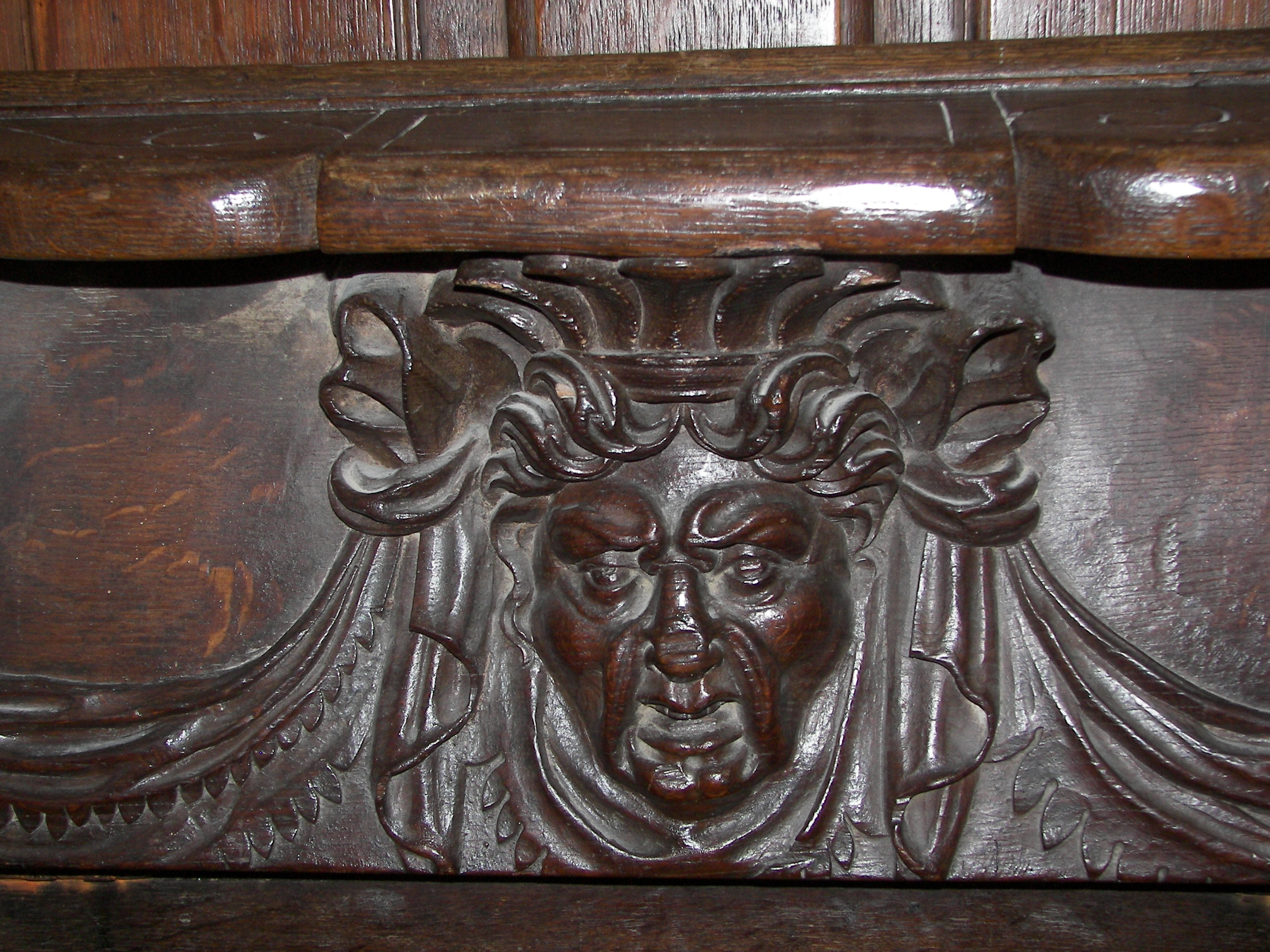
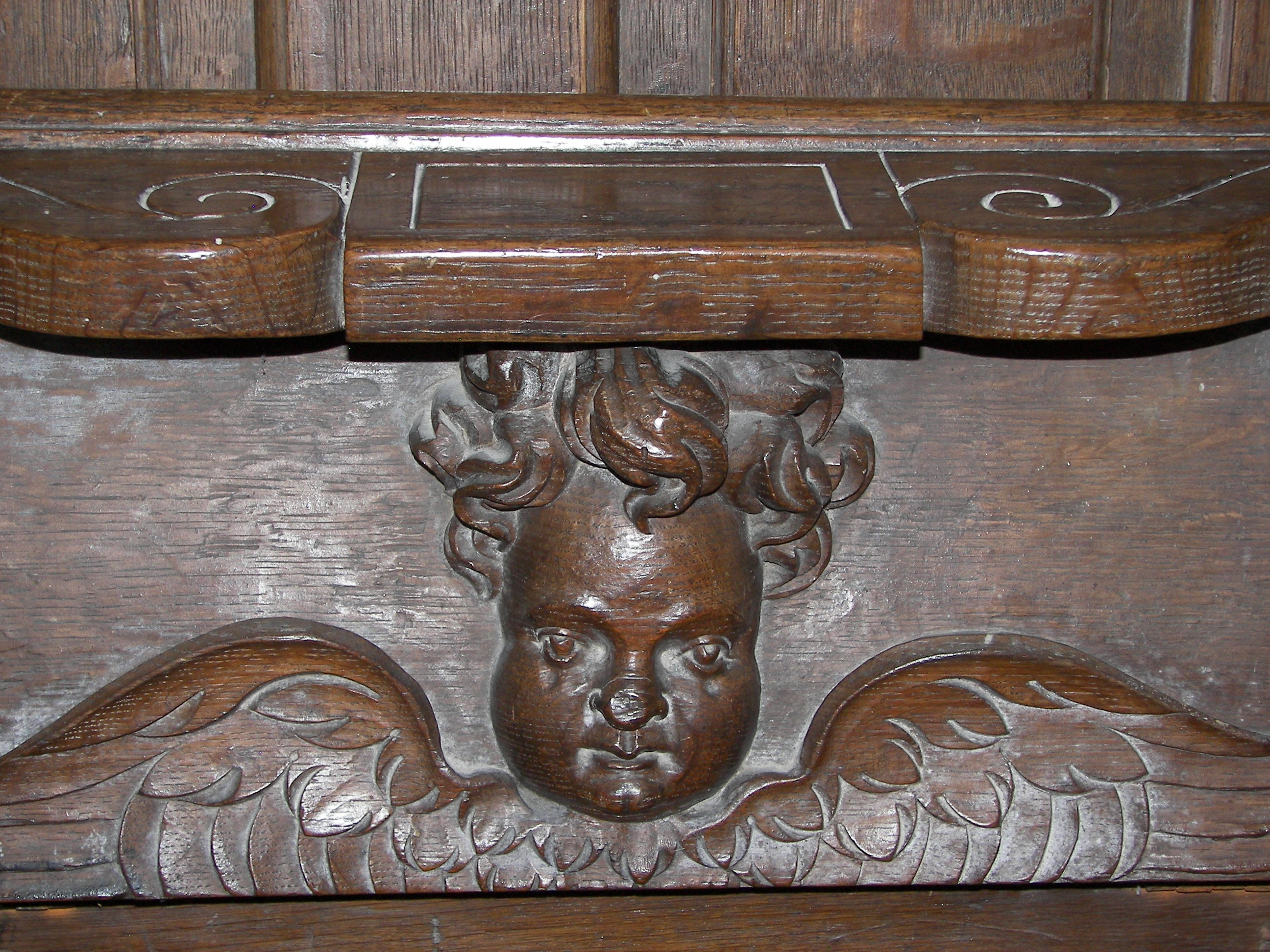
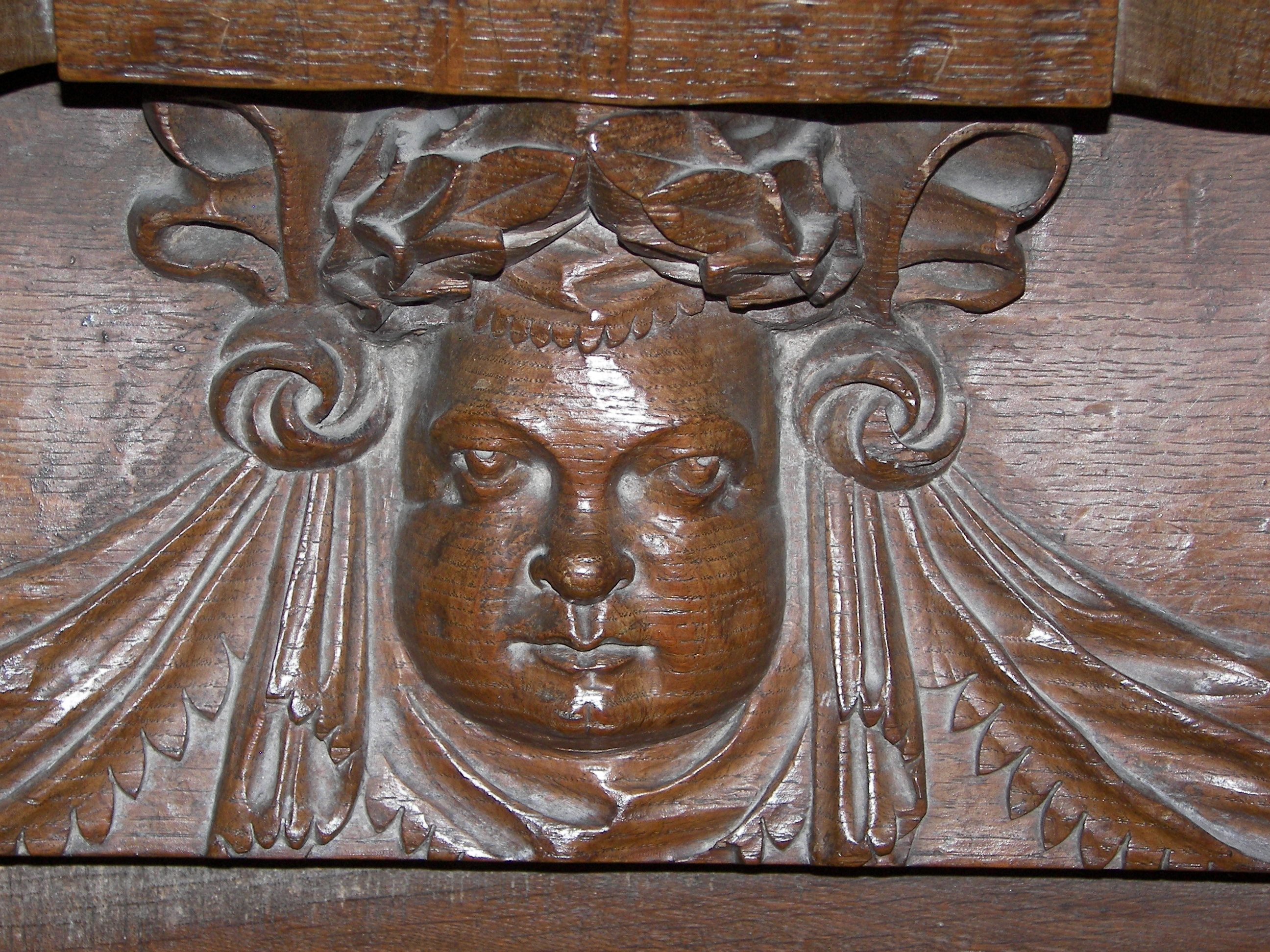
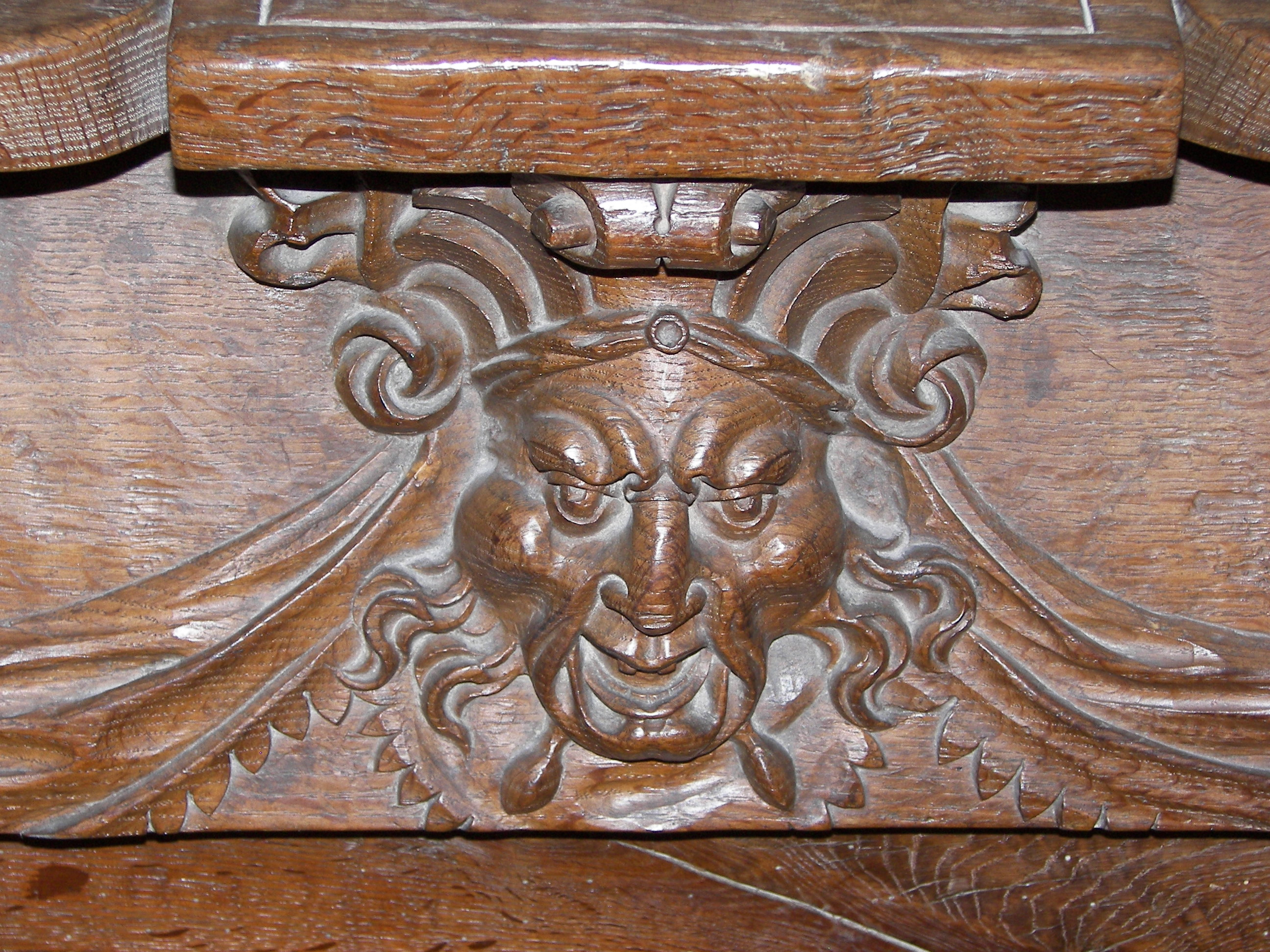
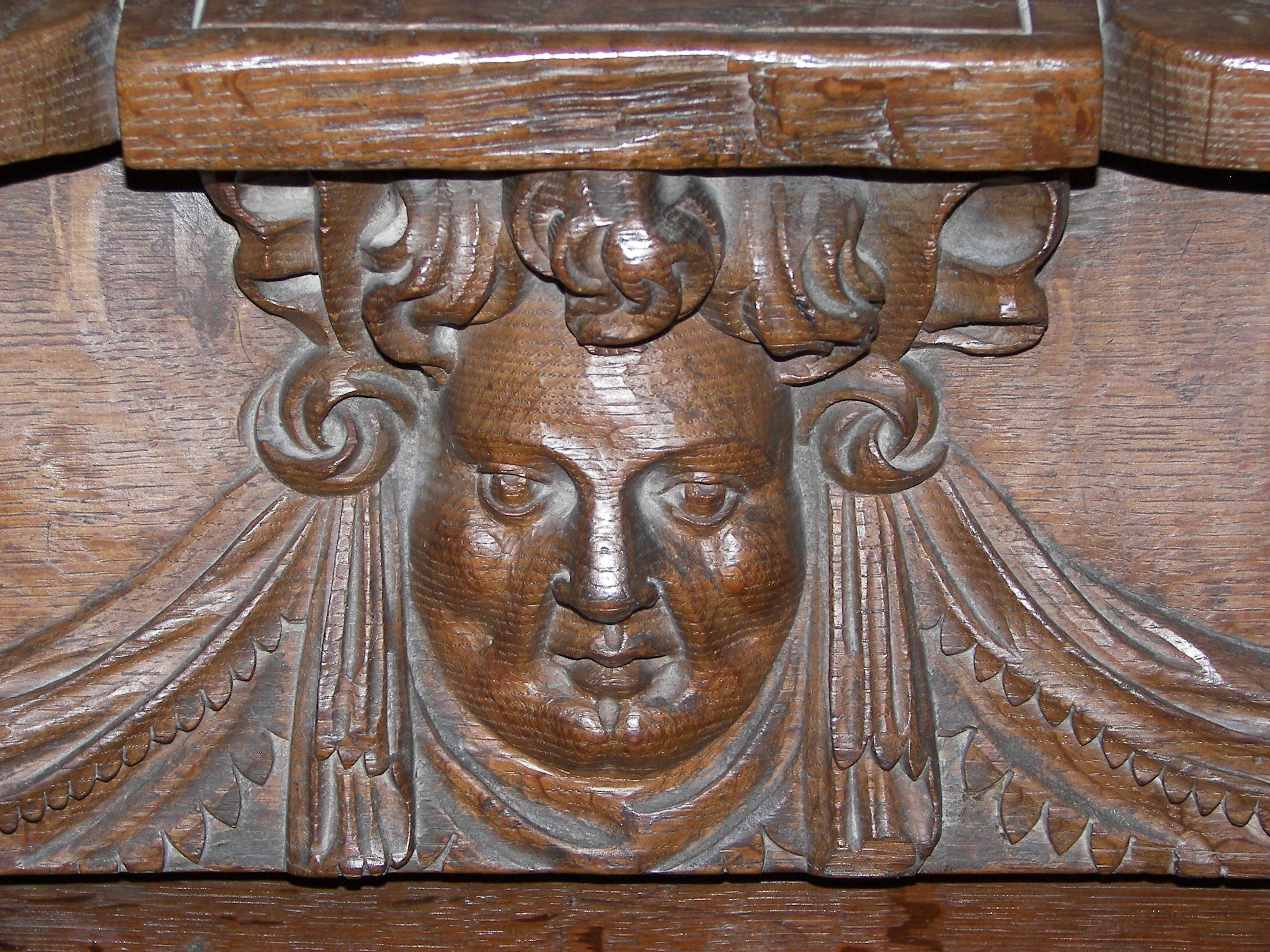
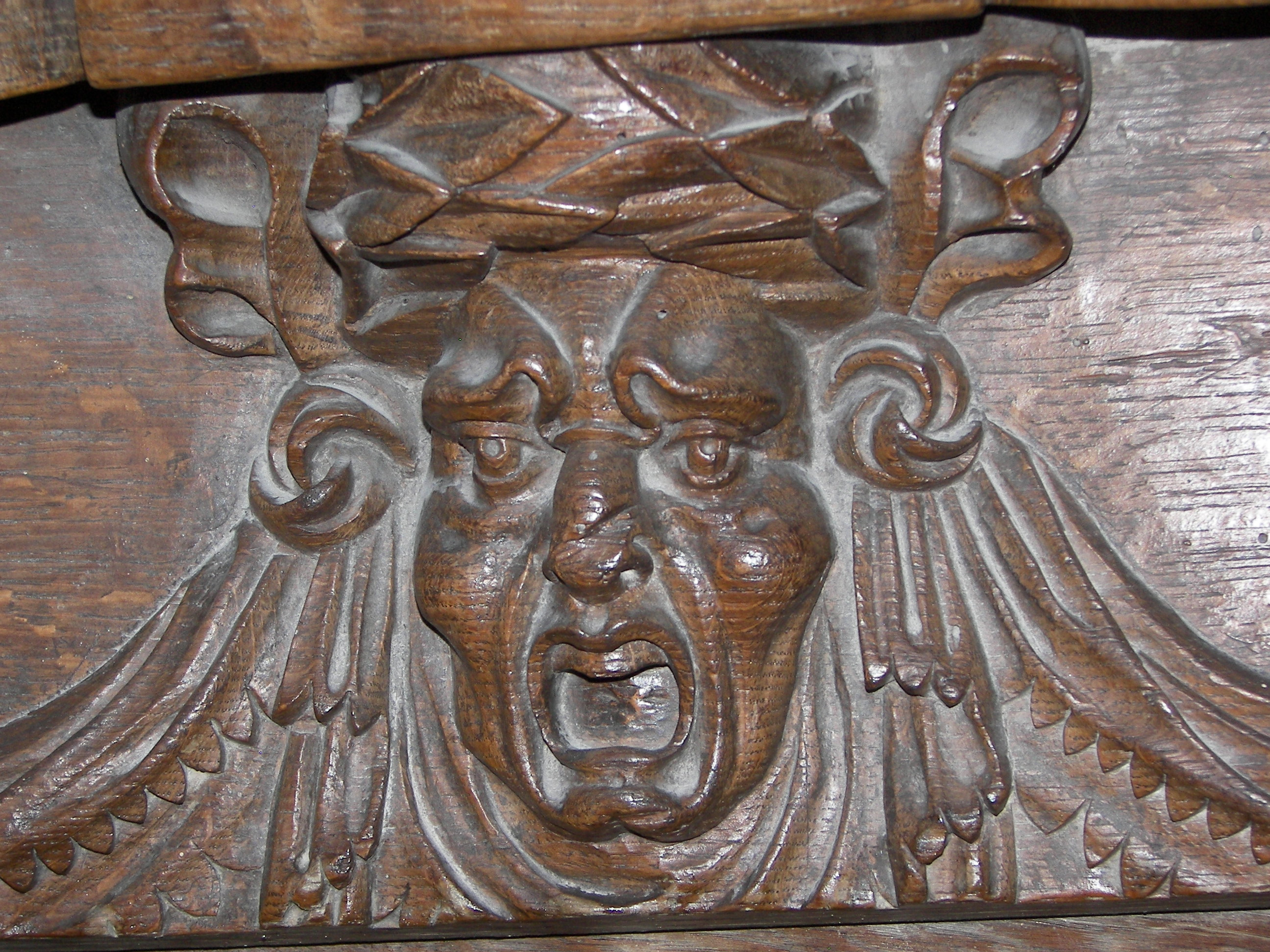
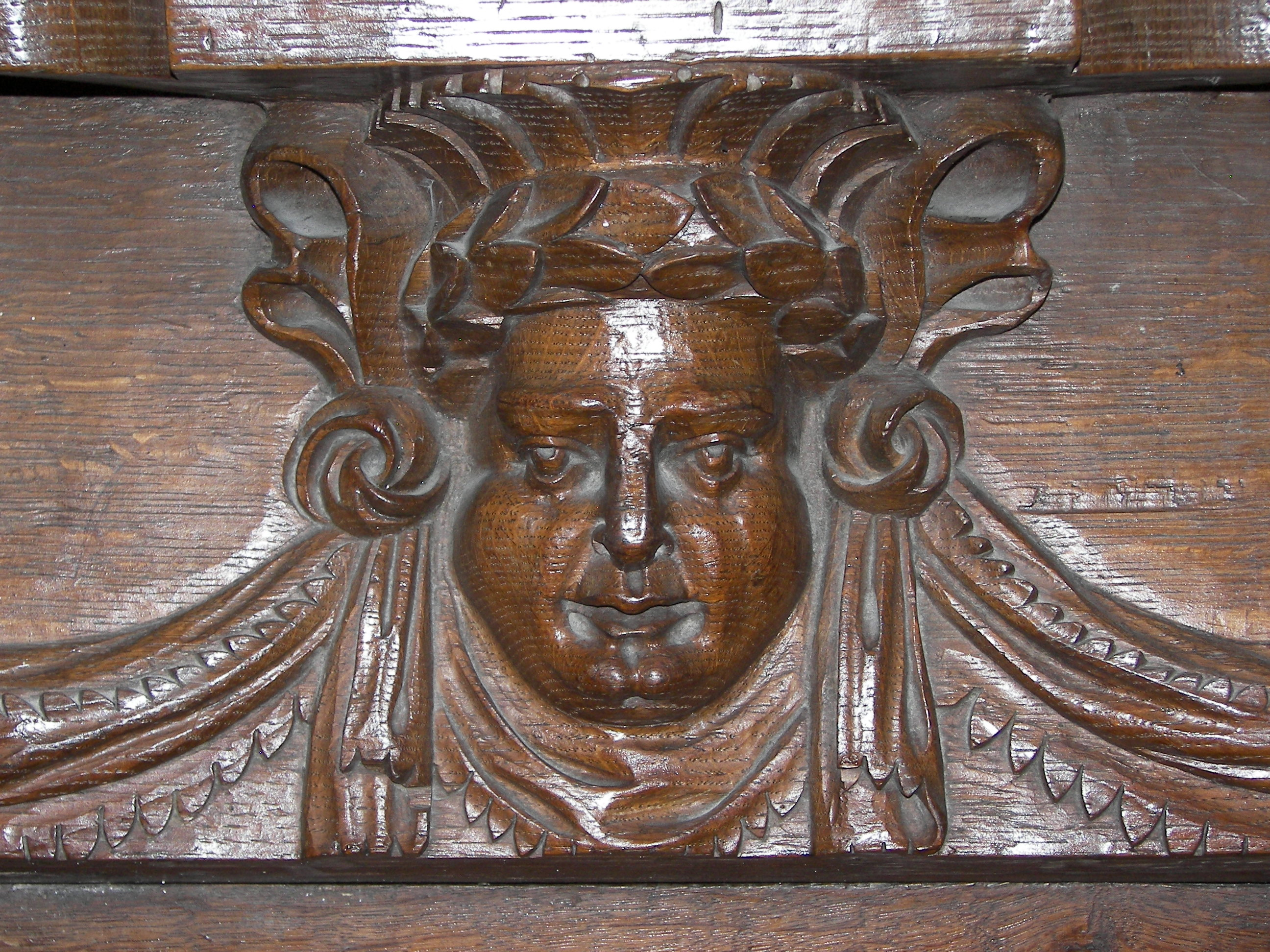
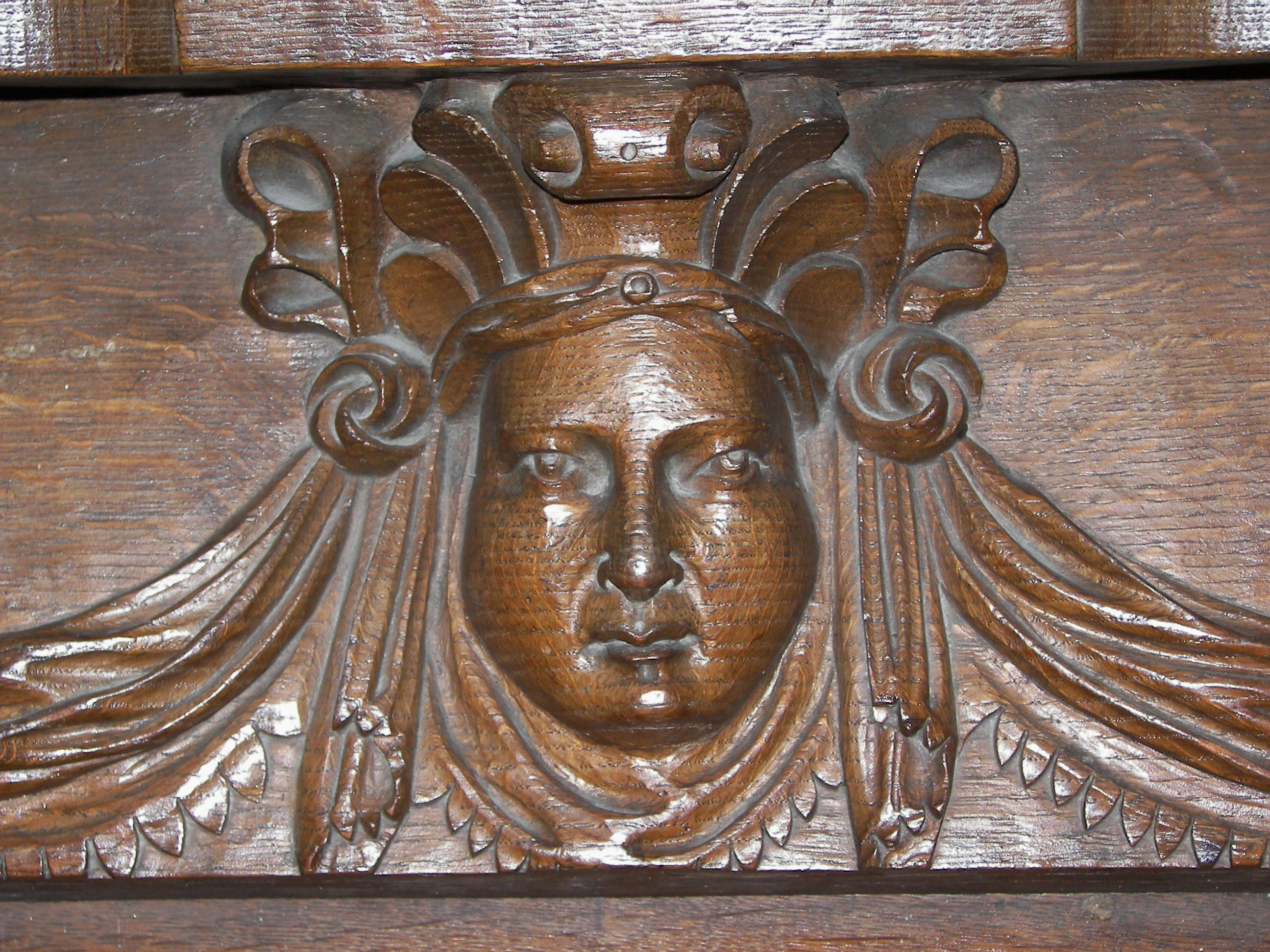

- Cerdon : classiques avec palmes. Accotoirs guillochés ornés de petites têtes d'angelots.
- Ferrières-en-Gâtinais : abbaye de Ferrières|abbatiale Saint-Pierre-et-Saint-Paul (40) : motif classique de feuilles d'acanthe. Belle chaise épiscopale.
- La Ferté-Saint-Aubin église Saint-Michel : visages sur fond de draperie.
- Ingré église Saint-Loup (12 dans le chœur + 14 dans la chapelle Saint-Loup au sud) : modèle unique à feuille d'acanthe.Église Saint-Loup d'Ingré.

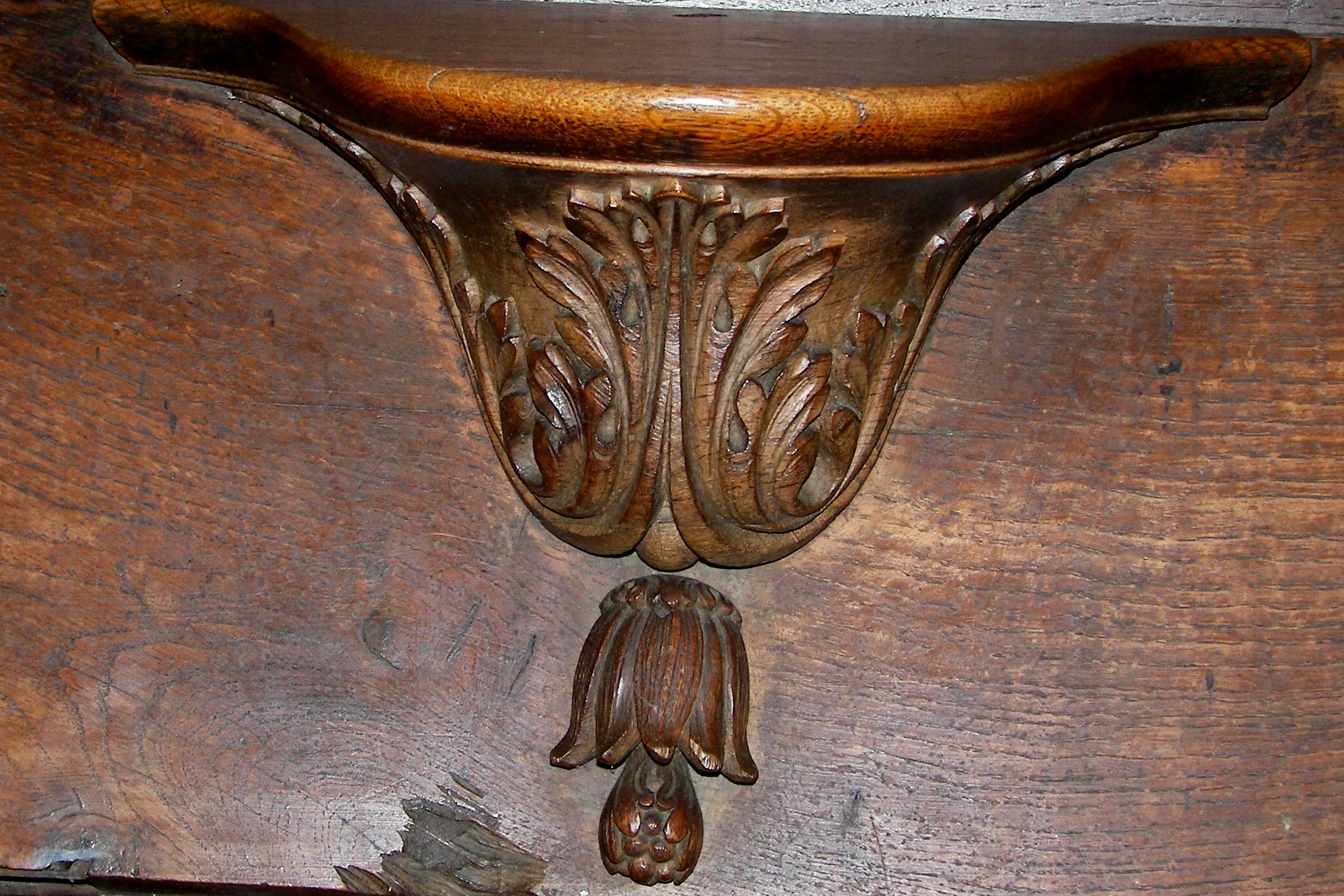
Église Saint-Loup d'Ingré.

- Jargeau : décoration abstraite à motifs végétaux.
- Lorris église Notre-Dame (17) : scènes de la vie quotidienne (cavaliers, couple) saint Marc lisant (près du lion), anges montrant la Sainte Face ainsi que des blasons, guerrier combattant un dragon et exposition paillarde d'un homme, cul nu.
- Meung-sur-Loire château : 1 chaise épiscopale avec miséricorde classique.
- Montargis église Sainte-Madeleine : tête de lion et visage monstrueux d'un homme crachant.
- Orléans cathédrale Sainte-Croix : végétaux.
- Orléans église Saint-Donatien : feuilles d'acanthe, nœud, volutes, coquilles, rinceaux, feuillage stylisé, têtes d'anges, monogramme "SA".
- Saint-Benoît-sur-Loire église (64) : feuillages.

### Lot46
- Cahors cathédrale Saint-Étienne (33).
- Figeac église Saint-Sauveur (27).
- Prudhomat chapelle au pied du château de Castelnau-Bretenoux (28).
- Prudhomat église de Pauliac.
- Prudhomat église du château de Castelnau-Bretenoux (21).

### Lot-et-Garonne47
- Castillonnès église Saint-Pierre (7) : sculptures naïves de fleurs et feuillages.
- Le Mas-d'Agenais abbatiale Saint-Vincent (48).
- Moirax église Notre-Dame (15) : un chien et son os, mais essentiellement des visages juvéniles variés (jumeaux, souriants, grimaçants, prognathes).
- Montpezat collégiale (20) : végétaux stylisés, visages grotesques, rinceaux, coquilles et volutes.
- Villeneuve-sur-Lot église Sainte-Catherine : végétaux stylisés sur 3 des 4 cathèdres situées dans le chœur.

### Lozère48

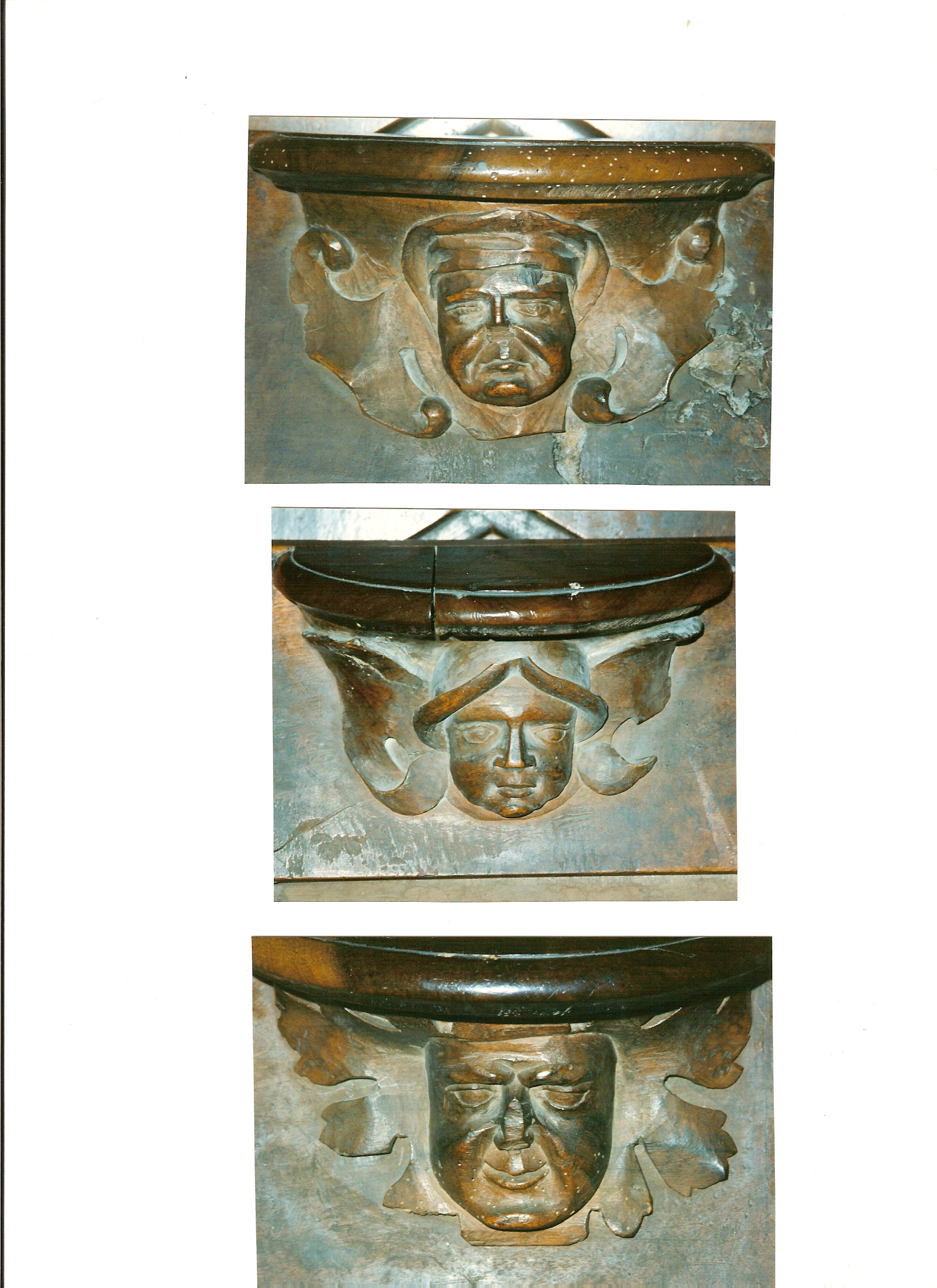
Cathédrale de Mende.

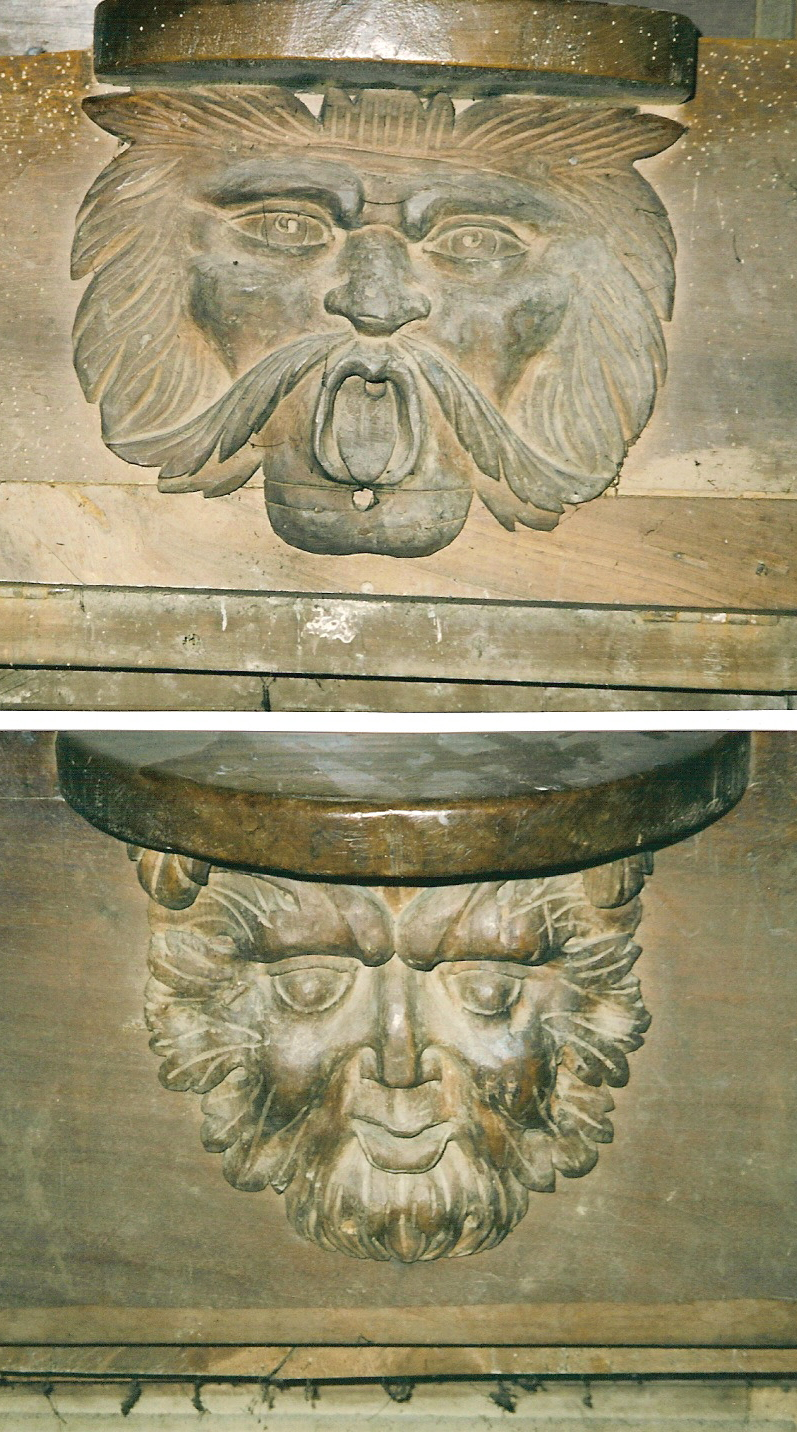
Marvejols - Notre-Dame de la Carce.

- Marvejols église Notre-Dame de la Carce : faces humaines et têtes de fauves
- Mende cathédrale Notre-Dame-et-Saint-Privat : visages humains sur fond de décors végétaux.

## M

### Maine-et-Loire49

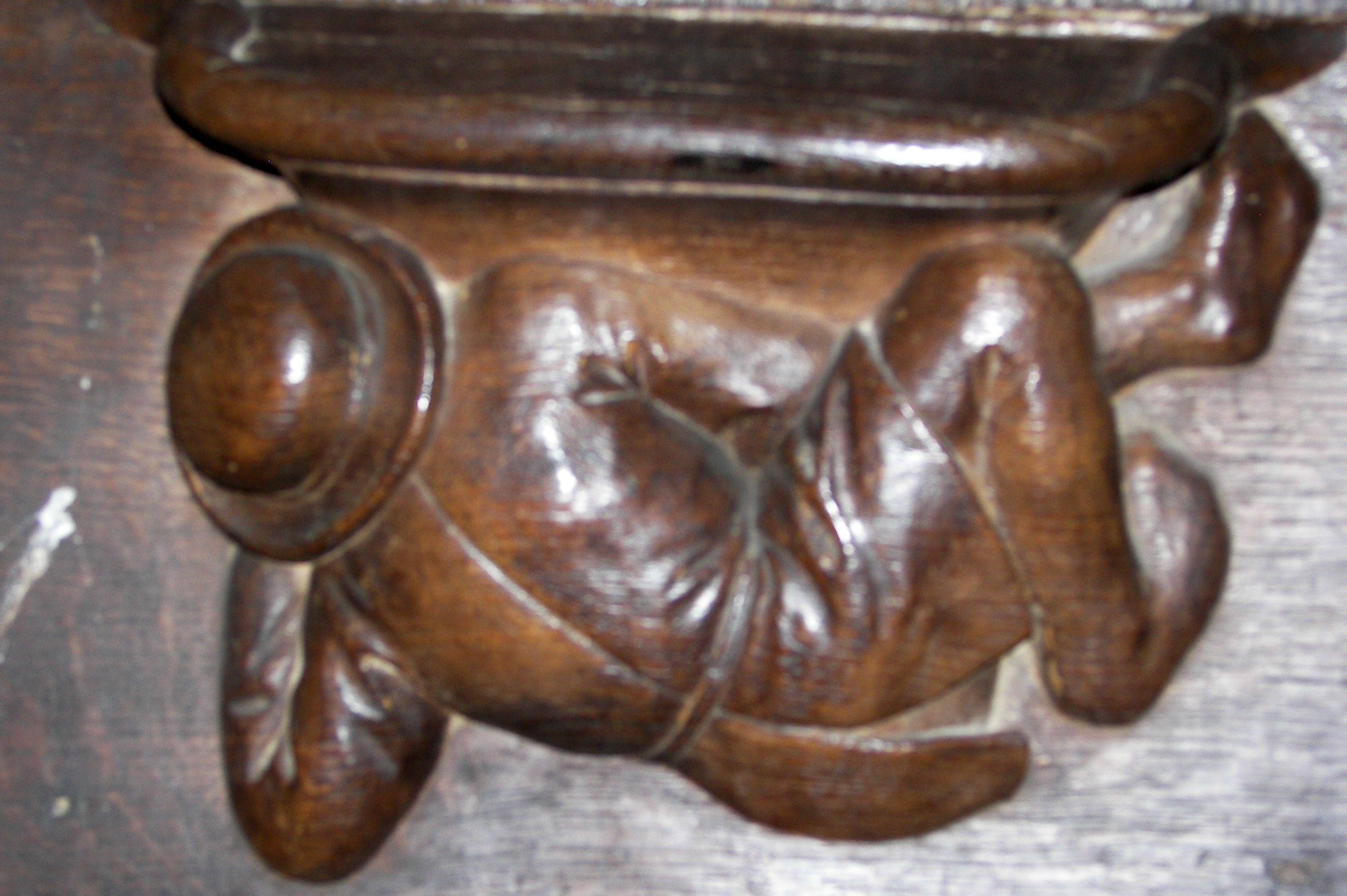
Église Notre-Dame (Béhuard).
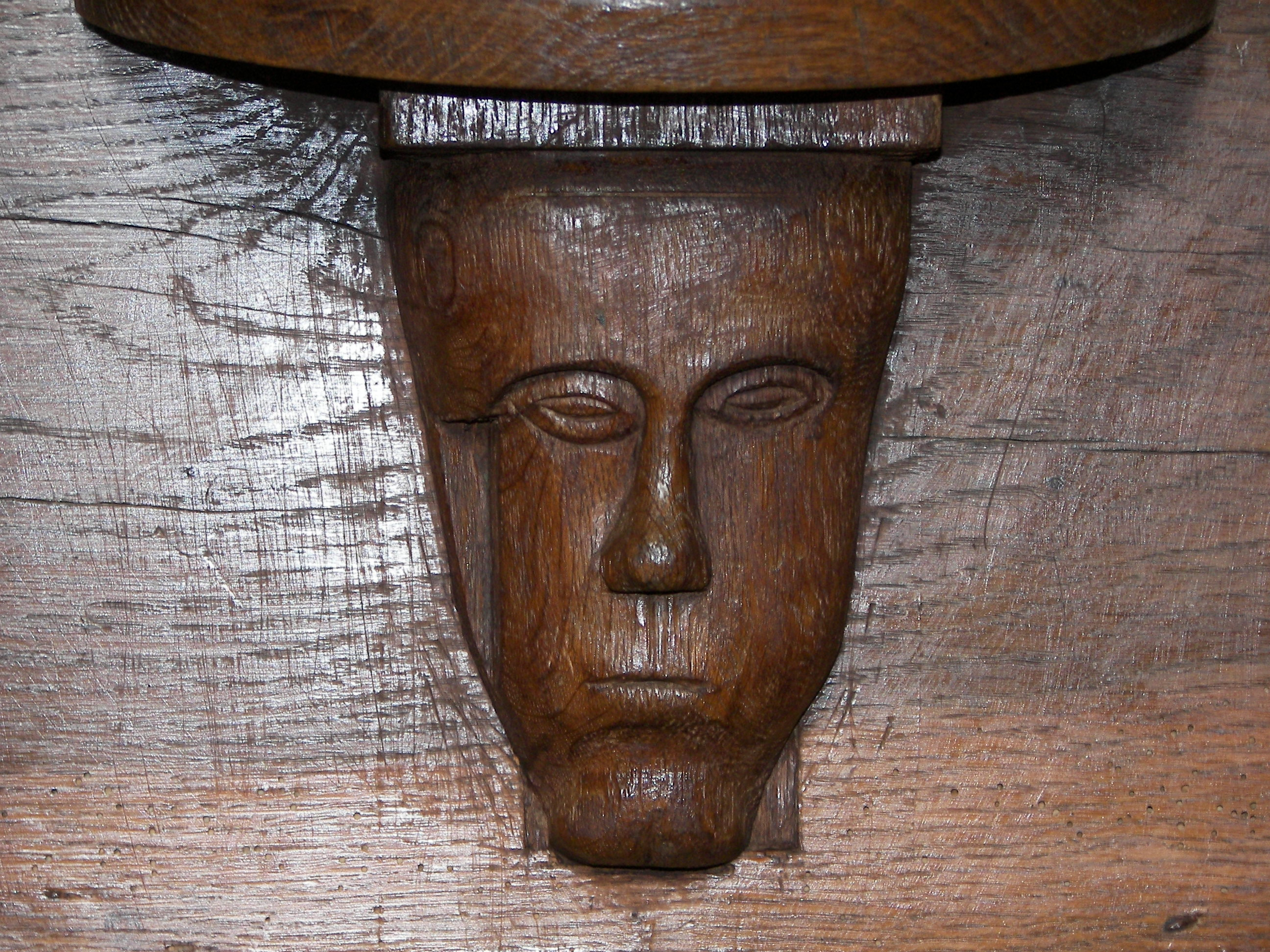
Église Notre-Dame (Montreuil-Bellay).
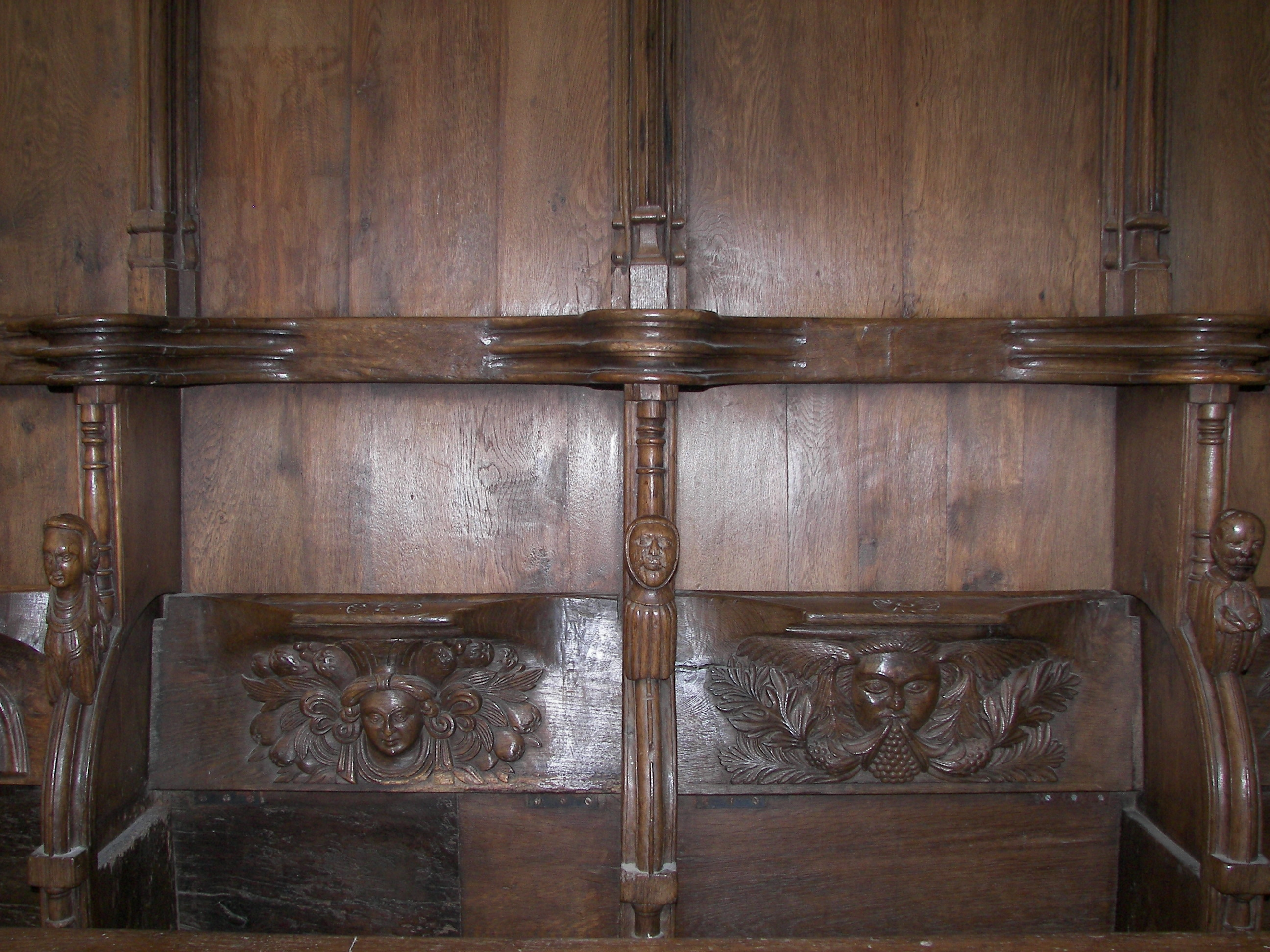
Collégiale (Le Puy-Notre-Dame).
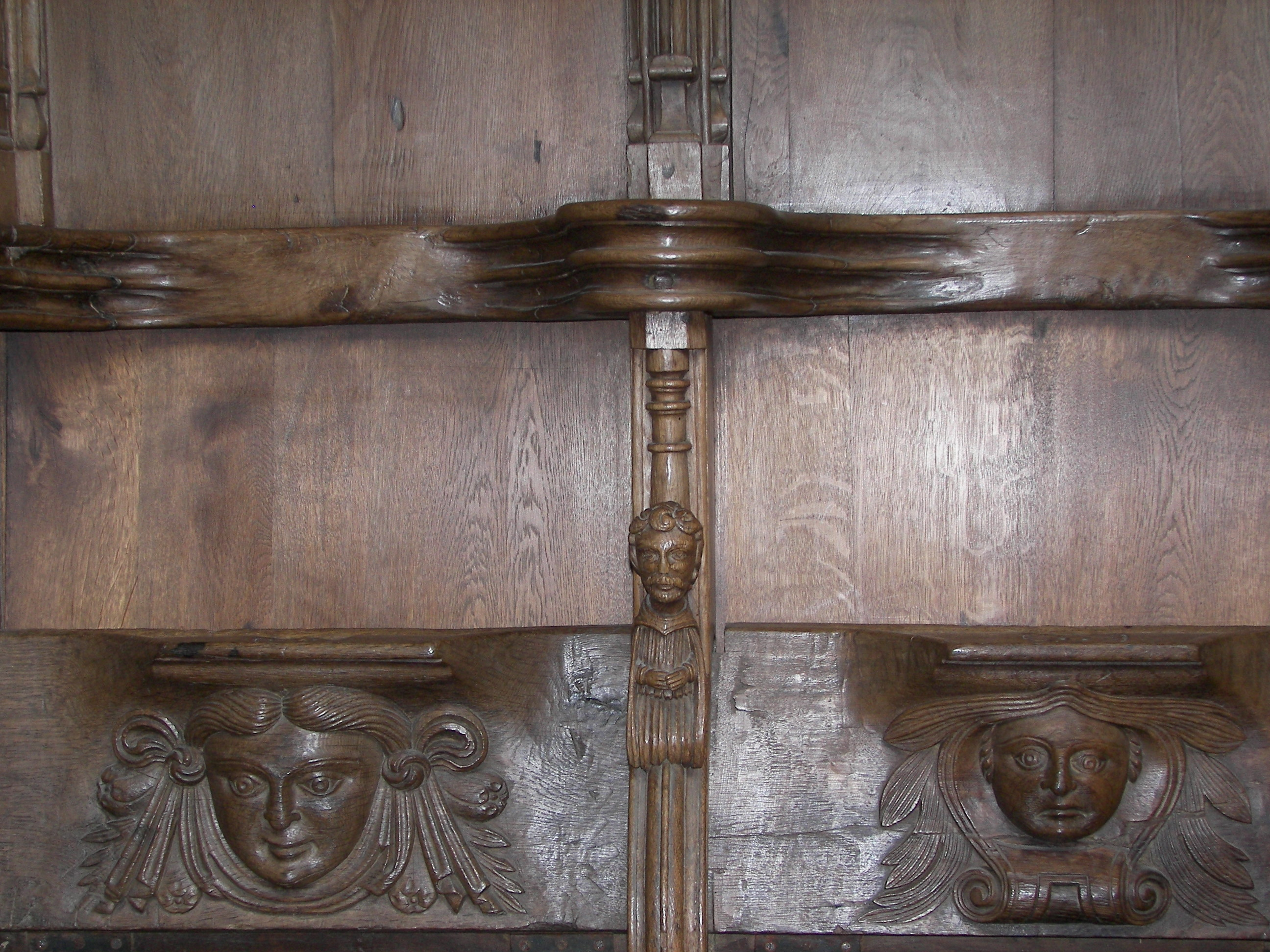
Collégiale (Le Puy-Notre-Dame).

- Angers : chapelle du château.
- Beaufort-en-Vallée église Notre-Dame-de-l'Assomption : anges, hommes moustachus et chaise curiale.
- Béhuard église Notre-Dame (16) : couple de paysans, feuillages ornementaux, personnage au chapeau rond, deux chiens sur un os, paysan endormi.
- Blaison église Saint-Aubin (40) : chauve-souris, feuillages, animaux domestiques et fantastiques.
- Chemiré-sur-Sarthe église Saint-Jacques (9) : décors végétaux dont deux corbeilles de fruits et de fleurs, acanthes et volutes.
- Denée église Notre-Dame : feuilles d'acanthe.
- Distré église au clocher tors (3).
- Gennes église Saint-Vétérin : animaux fantastiques, végétaux stylisés, portraits de femmes, ange portant un écu.
- Jarzé église Saint-Cyr-et-Sainte-Julitte (10) : deux blasons martelés, une tête couronnée, feuilles d'acanthe, vouivre et un pichet.
- Les Rosiers-sur-Loire église Notre-Dame : motifs végétaux.
- Montreuil-Bellay (4) : œuvres naïves.
- Montsoreau église (6) : feuillages.
- Mûrs-Erigné église Saint-Venant (3 du XIXe siècle) : motifs floraux sous deux chaises curiales et une stalle remisées au fond de la nef.
- Les Ponts-de-Cé église Saint-Aubin : simples miséricordes en boules + remplacements sommaires.
- Les Ponts-de-Cé église Saint-Maurille (12) :  animaux et personnages mythiques, commère à la bouche verrouillée, scène de chasse, rats attaquant la chrétienté (sujet présent à Gassicourt/78 et à Champeaux/77), éléphant de guerre.
- Le Puy-Notre-Dame collégiale (44 à l'origine) en restent 28 de la fin du XVIe siècle + 2 vendues et utilisées dans une tête de lit du château de (Montreuil-Bellay) : belle série de portraits, d'animaux, de motifs végétaux et de personnages dont un angevin buvant de son « sac à vin ».
- Rochefort-sur-Loire église Sainte-Croix (14 classiques en corbeilles de fleurs et rinceaux dans le chœur + 12 ordinaires à boules dans le déambulatoire).
- Saumur église Notre-Dame de Nantilly (30) : visages humains, têtes d'anges, animaux domestiques (chiens, chats, lapins) représentés de manière naïve, masques fantastiques.
- Saumur : église Saint-Pierre (31) miséricordes de 1474 représentant des guerriers, des animaux fabuleux, un ange portant un blason, des visages de vieillards et des scènes de la vie quotidienne (femme avec son bébé, autre buvant, clercs en discussion).

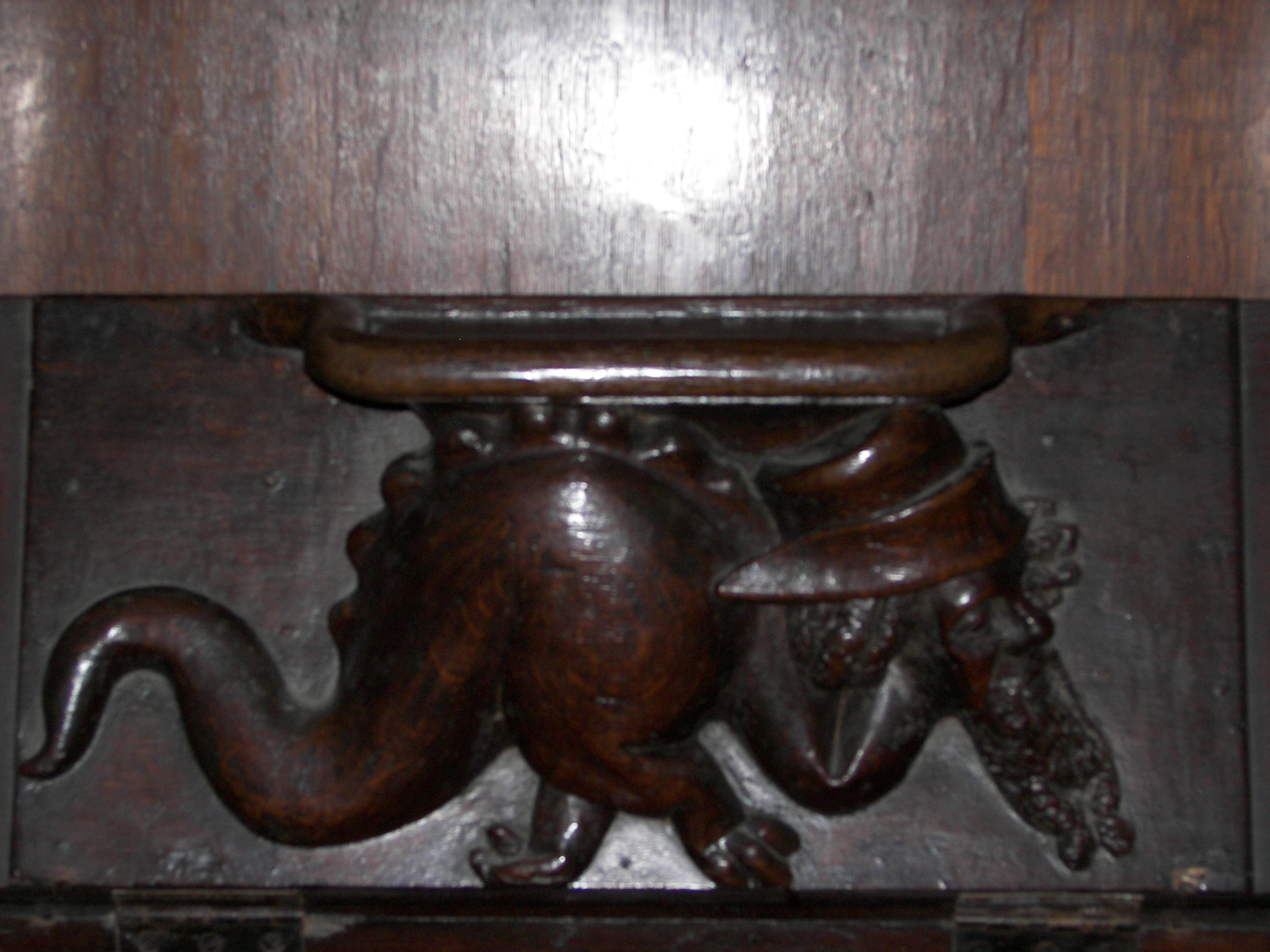
Église
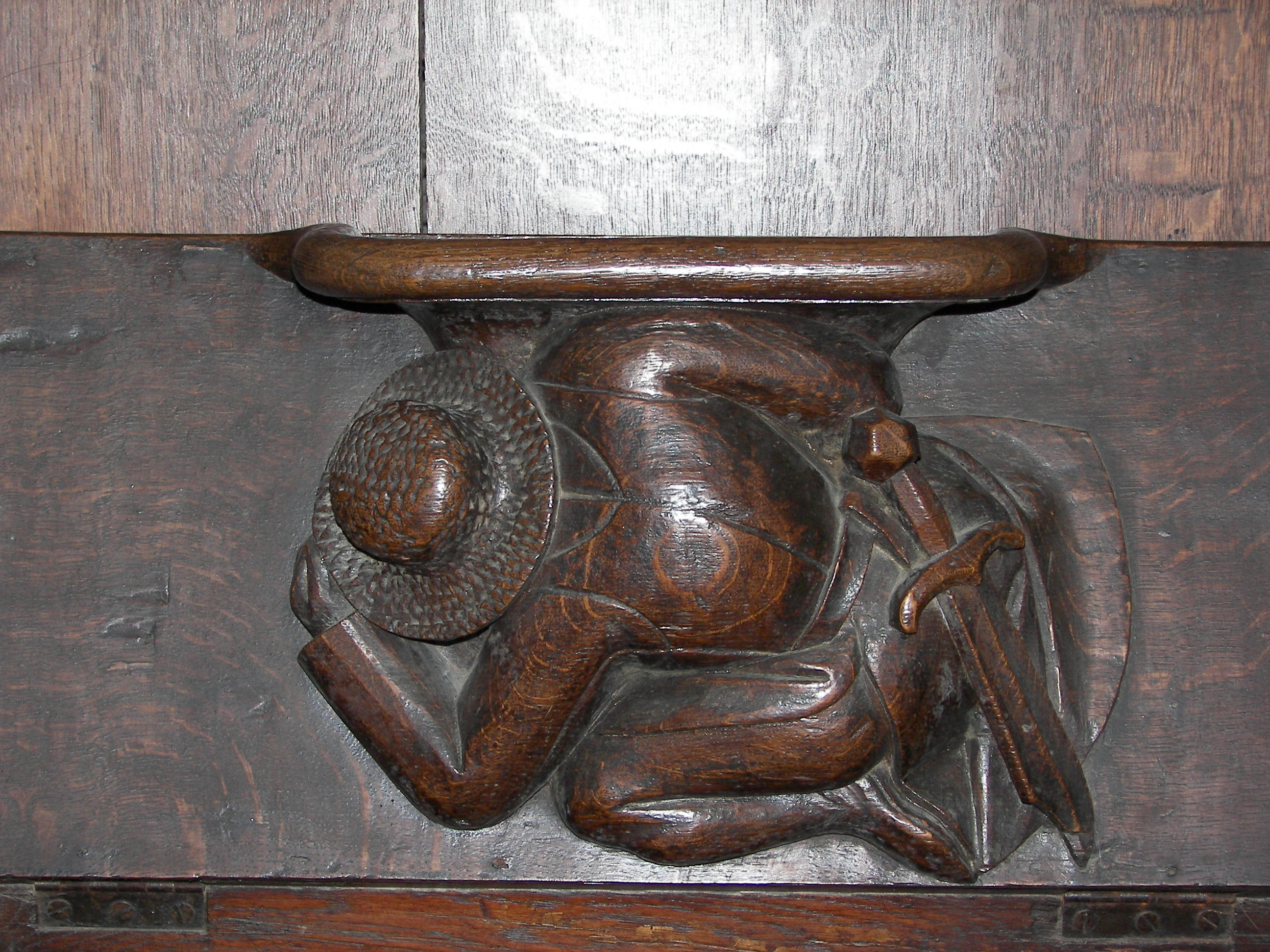
Saint-Pierre
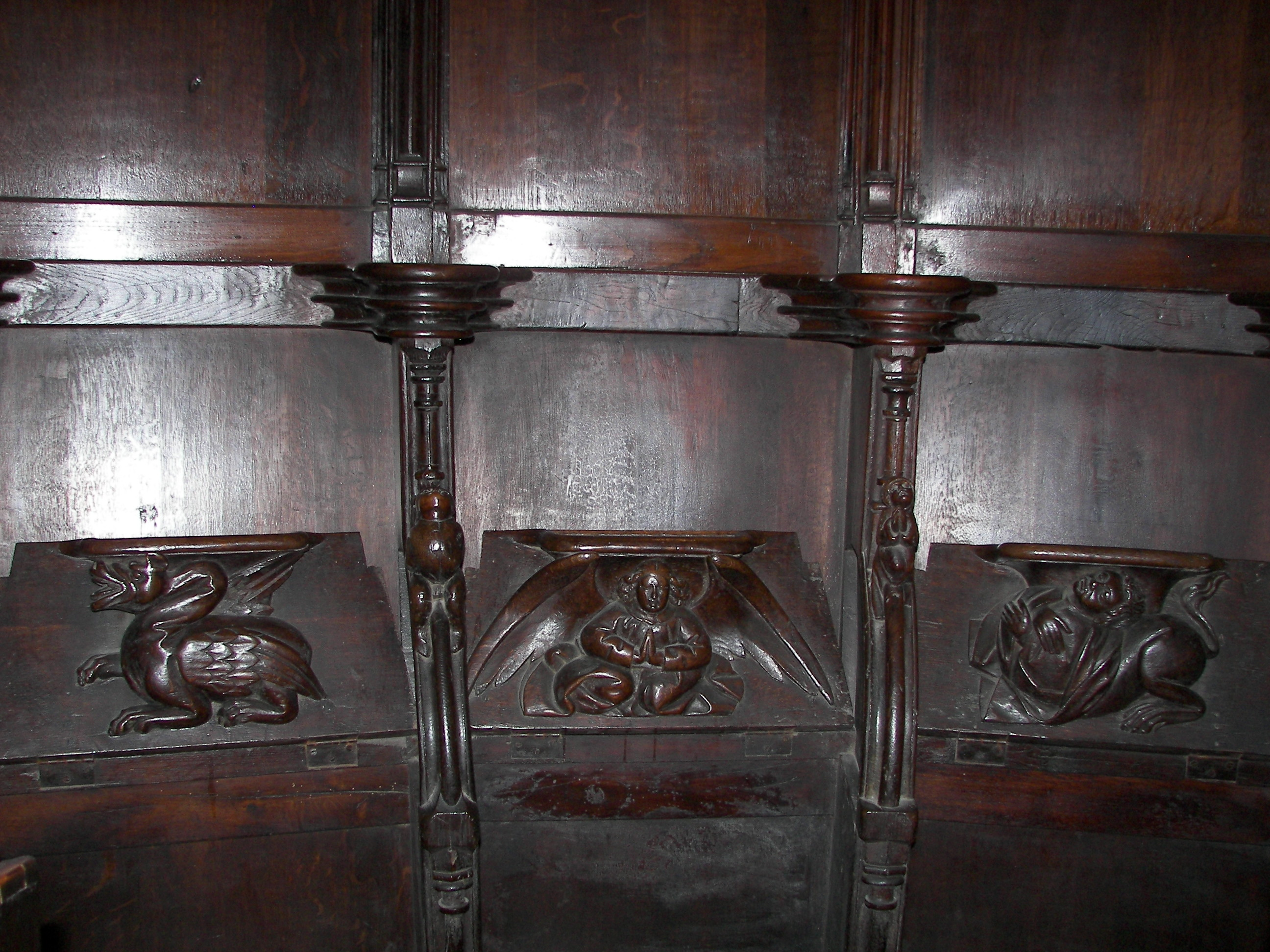
de Saumur.

### Manche50
- Avranches église Notre-Dame-des-Champs : mélange hétérogène de meubles de chœur (curieuses stalles plutôt modernes aux accoudoirs en lions, cathèdres et stalles classiques XVIIIe – XIXe siècle) certains ornés de miséricordes à motifs floraux.
- Brévands église Saint-Martin (5 subsistant aux 20 initiales + 2 cathèdres sans miséricordes) : 2 serpents fantastique, tête d'ange, feuille d'acanthe et visage d'homme grimaçant. Restent quelques jouées de belle factures (deux hommes barbus, une tête de lion et un reptile).
- Bricqueville-sur-Mer église Saint-Vigor : motifs végétaux stylisés et tête d'anges
- Carentan église Notre-Dame (32) : tête d'ange et motif cylindrique, visages d'homme "végétal", nombreuses urnes, profils dans des couronnes tressées.
- Cerisy-la-Forêt abbatiale Saint-Vigor (44 datées  de 1400) : motifs de feuillages ressemblant fort à ceux de Saint-Fromond (voir ci-après).
- Coutances cathédrale Notre-Dame : miséricordes malheureusement difficiles à voir (sièges vissés en position basse), feuillages, fleurs et fruits, visages, tête de chevalier en cotte de mailles et écureuil, lièvre et perdrix.
- Coutances église Saint-Pierre : superbe ensemble de stalles de chœur ornée de motifs de type celte.
- Ducey : raisins et lierre.
- La Lucerne-d'Outremer abbatiale de la Lucerne (26) : à la croisée du transept, stalles aux miséricordes montrant en alternance, végétaux (chêne, vigne, feuillages stylisés) + un visage à la facture naïve et des modèles simples de formes géométriques. Dans le chœur, deux ensembles de trois stalles aux miséricordes identiques de type abstrait.
- Mortain collégiale Saint-Évroult (24 dans le chœur) : riche ensemble de personnages divers (cornemuseux, tanneurs, meunier, femme et bourgeois), nombreux anges maniant couronne, harpe, livre, étoffe, écus, quelques êtres fantastiques (centaure, dragon, griffons et taureau ailé de type assyrien, deux "hommes sauvages " exhibant un blason à tête de lion rayonnant, motif repris sur une autre miséricorde. Enfin, placées dans le chœur, mais en majorité autour de l'abside, une vingtaine de stalles aux miséricordes à motifs végétaux fixées en position basse.
- Mortain abbaye Blanche (7) motifs de végétaux stylisés, visages fantastiques, homme en prière, triple têtes de femmes et ange portant un écu sans armoiries.
- Ponts église Saint-Etienne (8) : stalles et cathèdres à accotoirs représentant des lions et miséricordes, du même modèle que celui décrit pour l'église Notre-Dame-des-Champs d'Avranches.
- Saint-Fromond ancien prieuré (33) : feuillages comportant de grandes similitudes avec ceux de l'abbatiale de Cerisy-la-Forêt (même fabricant ou copie), animaux (chauve-souris, bovin, aigle bicéphale), triple visage, un apothicaire pilant dans son mortier, visages de femmes, d'hommes et d'un bouffon à la coiffe ornée de grelots, fleurs de lys, et armoiries.
- Saint-Lô cathédrale : visages grimaçants, accotoir + tête d'ange, feuilles d'acanthe.
- Valognes chapelle de l'hôpital : une stalle au dossier et à l'avant sculptés. Miséricorde à simple motif géométrique

### Marne51
- Châlons-en-Champagne cathédrale Saint-Étienne : motifs végétaux (fleurs, feuilles et fruits) très semblables à ceux de la collégiale Notre-Dame-en-Vaux.
- Châlons-en-Champagne collégiale Notre-Dame-en-Vaux : modèles identiques à ceux de la cathédrale Saint-Étienne.
- Moiremont église (9).
- Montmort-Lucy église Saint-Pierre-Saint-Paul (19).
- Orbais-l'Abbaye abbatiale Saint-Pierre (46) : stalles de Jean Huilier installées en 1520, représentant des personnages en activité (musicien, portant des livres ou des phylactères), animaux vêtus, visages humains et têtes d'anges.
- Reims église Saint-Maurice (35) : unique modèle classique à feuilles d'acanthe.
- Reims basilique Saint-Rémi (4) : motif unique de feuilles d'acanthe.
- Sézanne église Saint-Denis : têtes d'anges du XVIIIe siècle

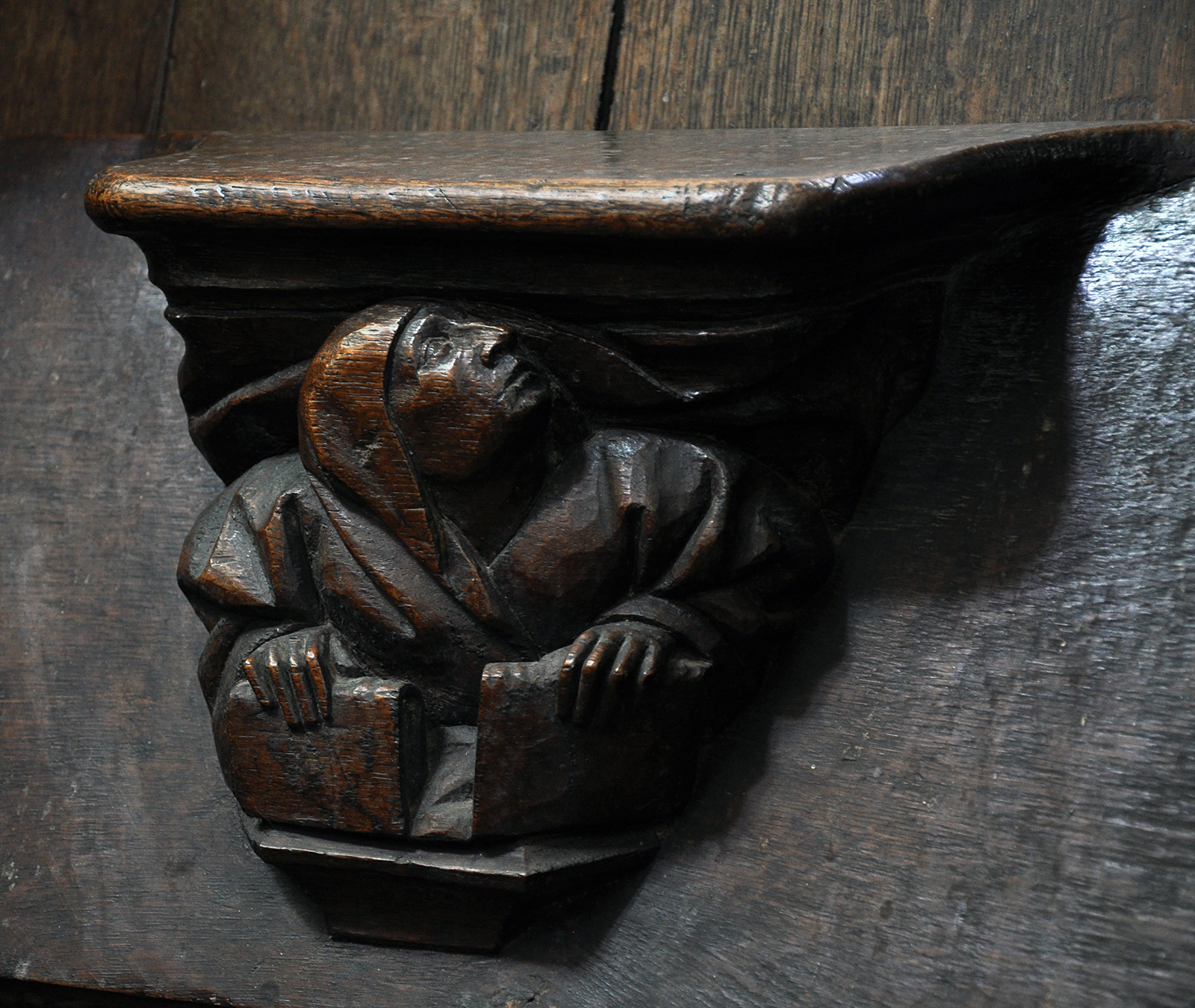
Abbatiale d'Orbais.
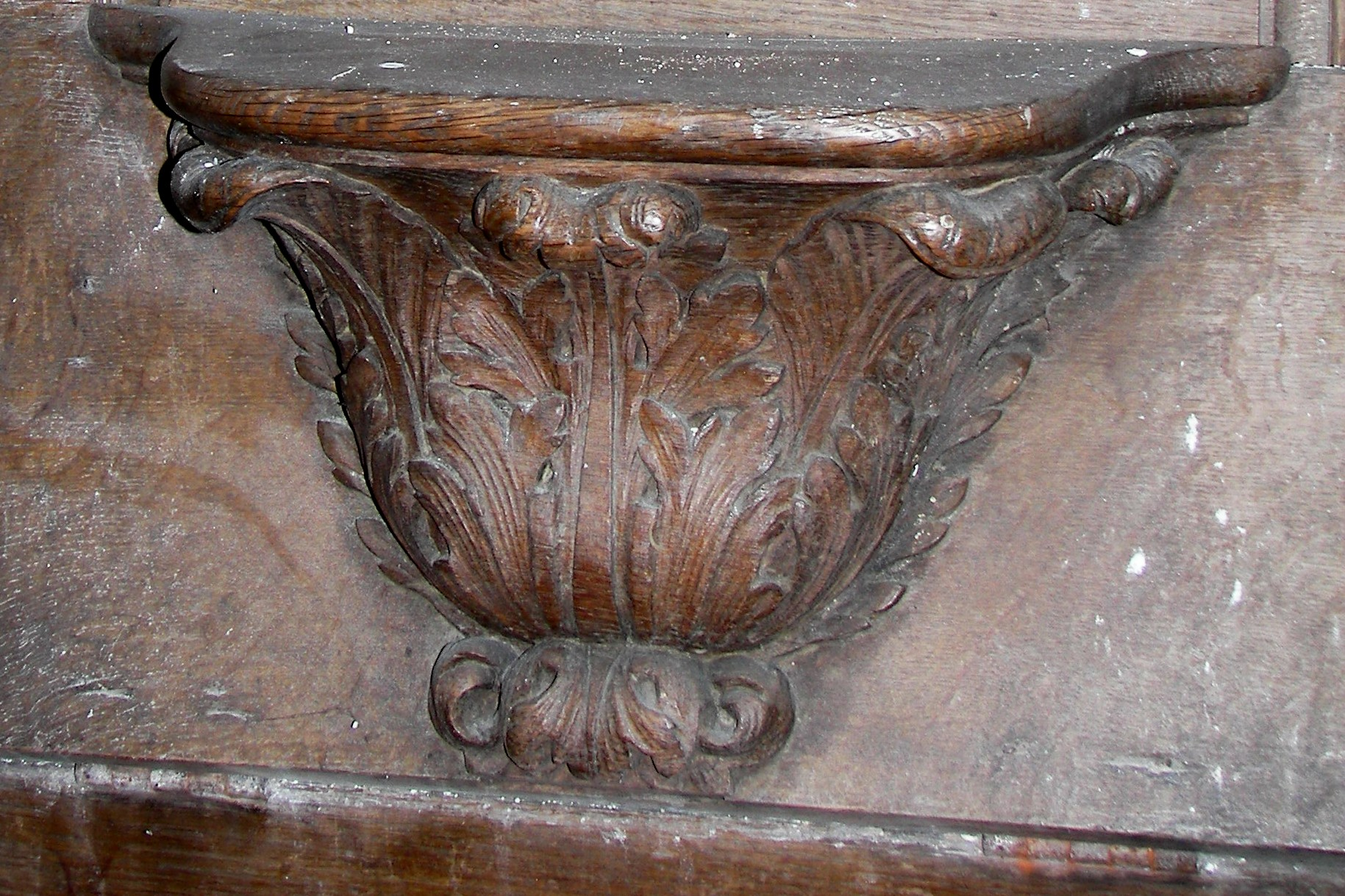
Église Saint-Maurice de Reims.

### Mayenne53
- Laval cathédrale de la Sainte-Trinité : motifs géométriques, végétaux stylisés et deux visages.
- Laval église Saint-Vénérand : feuillages, têtes d'anges, deux monogrammes "IHS" décorés de cœurs et de rameaux.
- Saint-Denis-d'Anjou église (10) : vouivre ou wyverne, centaure, boulanger enfournant ses pains, feuillages stylisés.
- Saint-Germain-le-Fouilloux église (8).

### Meurthe-et-Moselle54
- Nancy chapelle des Cordeliers (25).
- Saxon-Sion basilique Notre-Dame de Sion (4).

### Meuse55
- Autrécourt-sur-Aire église (10).
- Avioth église Notre-Dame (10) : modèle unique à feuilles de laurier.
- Behonne église Saint-Martin.
- Halles-sous-les-Côtes église Saint-Barthélemy : feuilles d'acanthe.
- Montmédy église Saint-Martin (12) : divers motifs baroques (guirlandes de fruits et fleurs, rinceaux, volutes, cœur).
- Neuville-sur-Ornain église (13).
- Rancourt-sur-Ornain église (19).
- Rembercourt-Sommaisne église de Rembercourt-aux-Pots (11).
- Pagny-sur-Meuse église Saint-Rémy.
- Saint-Amand-sur-Ornain église (8).
- Saint-Mihiel église Saint-Michel (80).
- Verdun cathédrale Notre-Dame.

### Morbihan56
- Brech  église Saint-André (13) : du même motif à feuille d'acanthe.
- Ploërmel chapelle du lycée La Mennais : vigne.
- Pontivy basilique Notre-Dame-de-Joie : tête d'ange, tête d'animal (mouton ?), personnages aux longues oreilles.
- Questembert église Saint-Pierre : décors végétaux.
- Rochefort-en-Terre église Notre-Dame de la Tronchaye (24) : étranges visages aux yeux « morts », feuillage. Stalles gravées de texte (MISERE:F:ANDRE:CHANTRE:ET/MISERE:G:GVEHO:/FR I:IV EIEN:GVINOES 1592) et placard portant un nom + une date (M:P:EVENARD 1629)

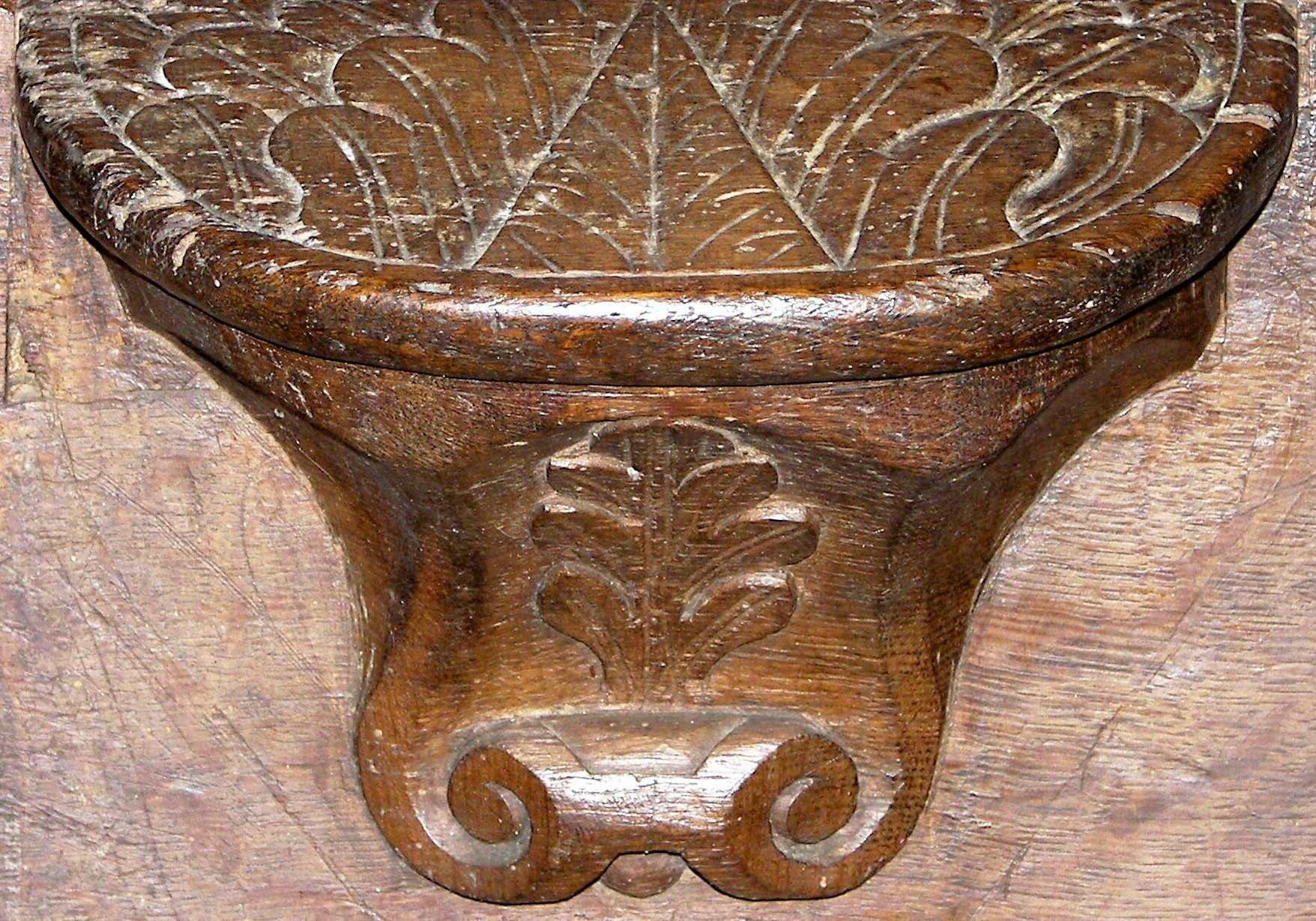
Miséricordes et
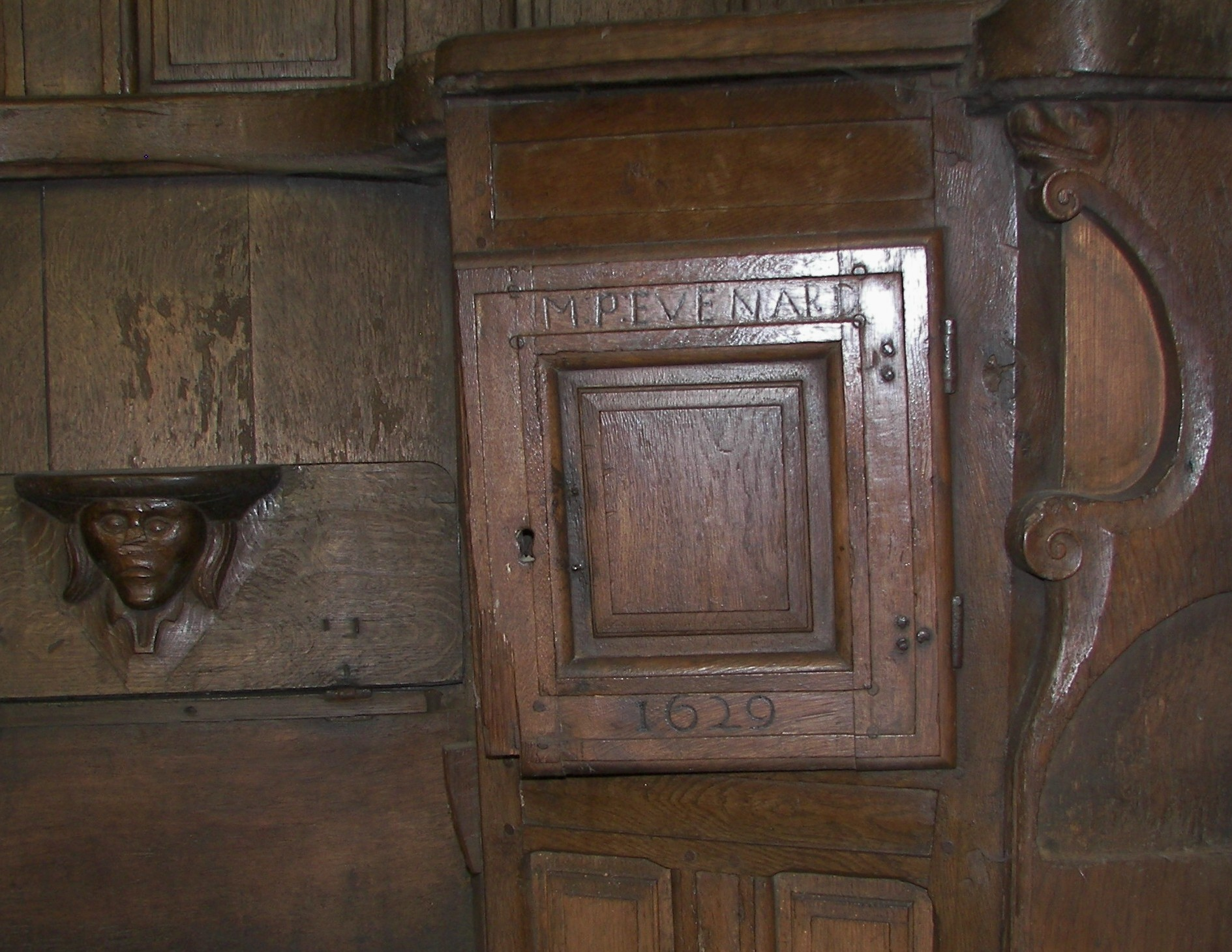
éléments de stalles
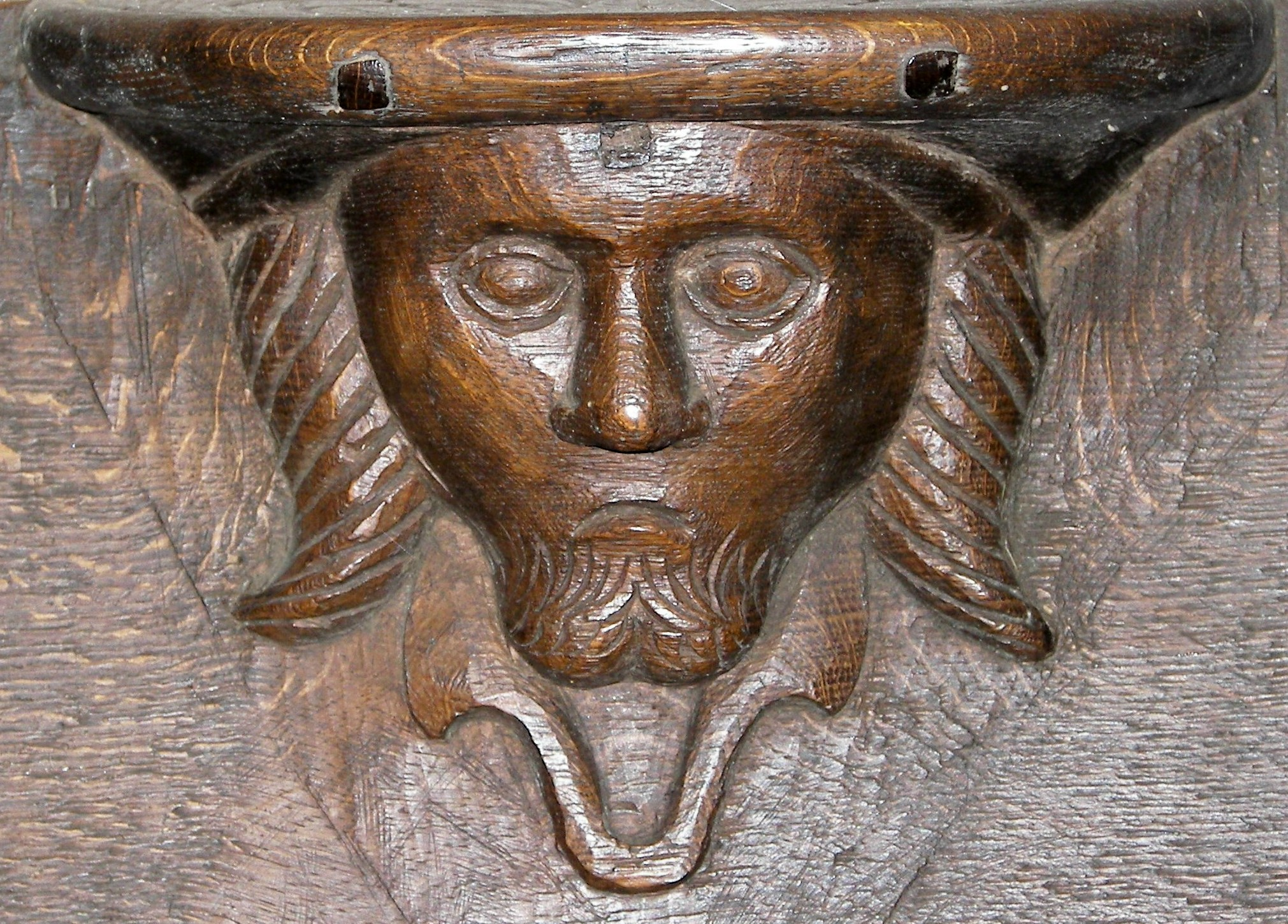
du chœur de l'église
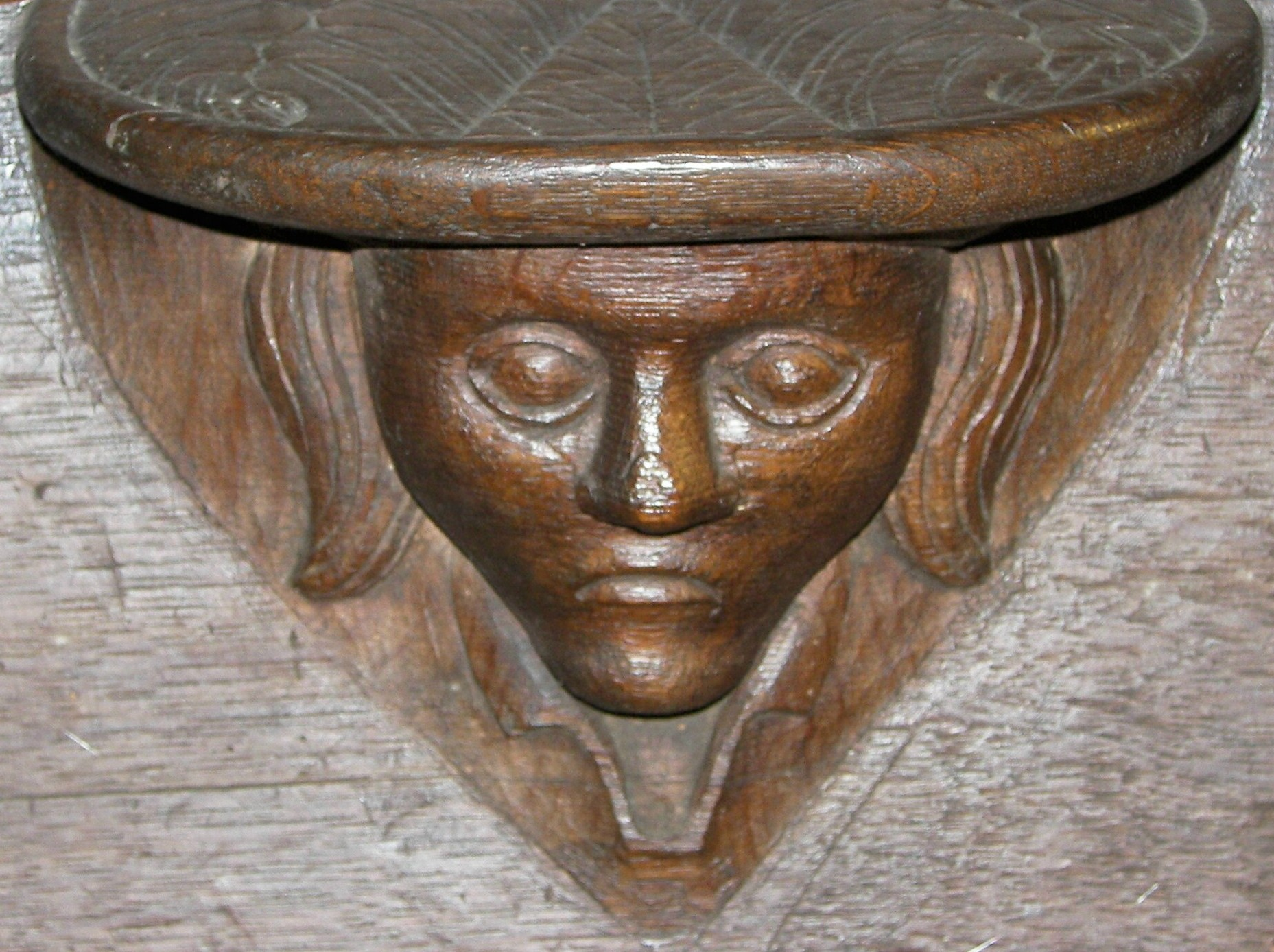
Notre-Dame
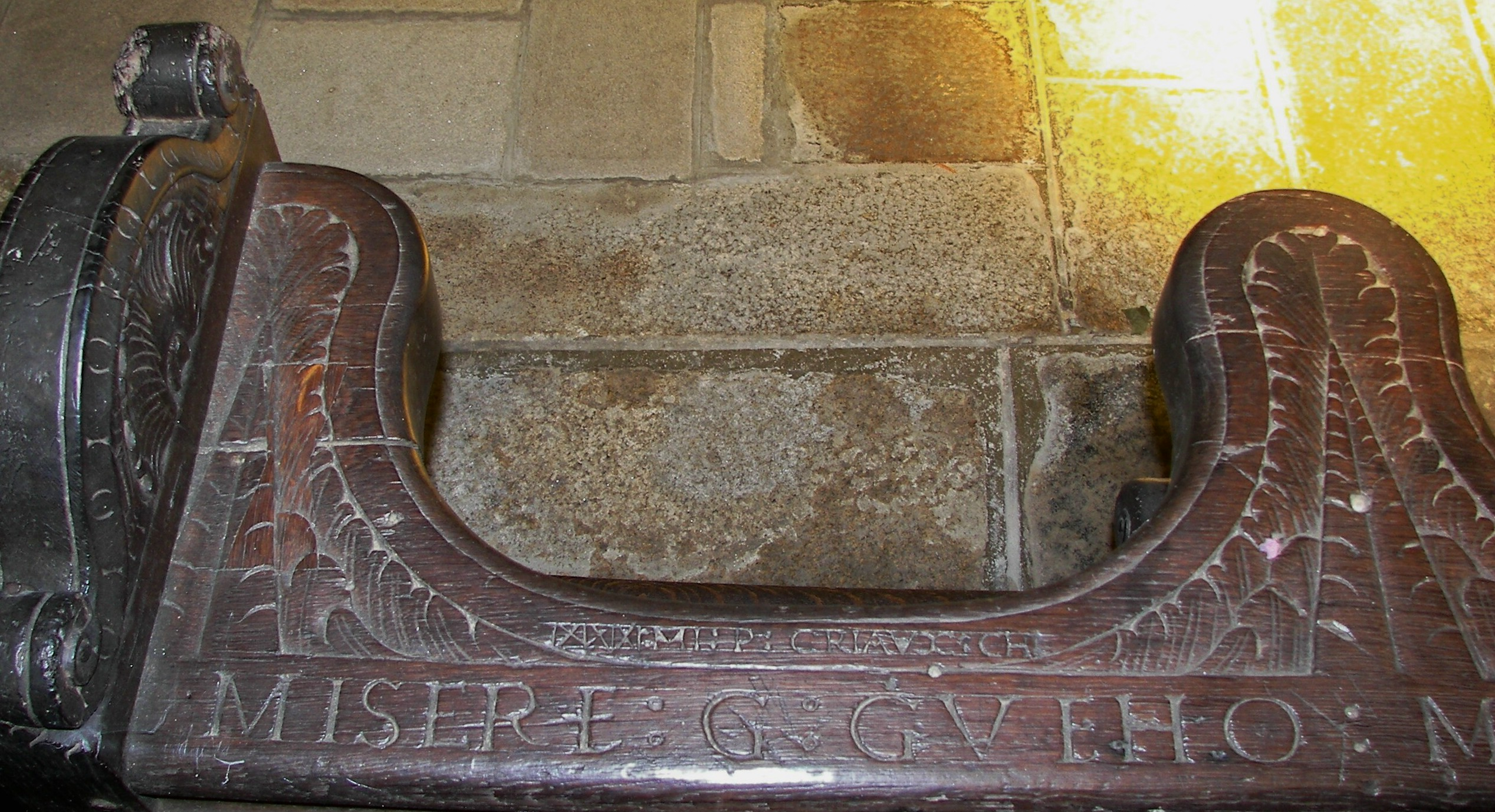
de la Tronchaye
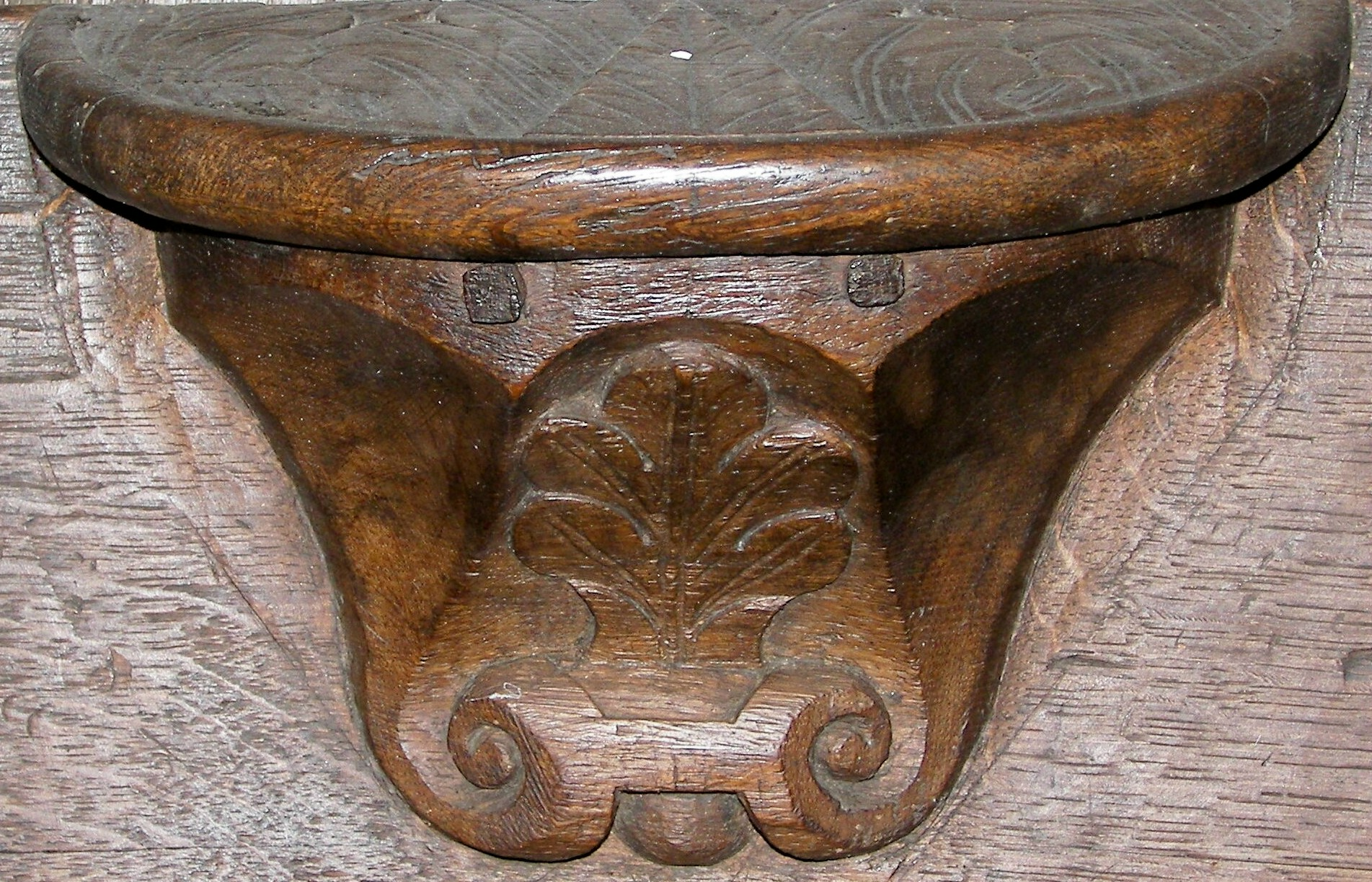
à Rochefort-en-Terre.

### Moselle57
- Metz cathédrale Saint-Étienne (41) : miséricordes réalisées au début du XXe siècle, inspirées de modèles médiévaux et présentant de grandes similitudes avec celles de la collégiale Saint-Martin de Colmar (enfant de chœur surpris buvant le vin de messe, berger jouant de la cornemuse, lutte d'un oiseau et d'un reptile, Adam et Ève, combat entre deux guerriers, sculpteur sur bois, etc.).

## N

### Nièvre58
- Clamecy collégiale Saint-Martin : fleurs et feuillages stylisés présentant des similitudes de style avec l'église d'Auzances (Creuse).
- Corbigny église Saint-Seine (22 ornementales du XVIIe siècle).
- La Maison-Dieu église (10 du XIVe siècle) : crâne, visages (évêque, hommes barbus, grimaçants ou monstrueux) et têtes d'animaux.

### Nord59
- Cambrai cathédrale Notre-Dame : unique modèle mêlant coquille, rinceaux et volute.
- Cambrai église Saint-Géry : alternance d'un motif à coquille bordée de feuillages et d'un modèle à rinceaux végétaux.
- Lille cathédrale Notre-Dame-de-la-Treille (23) : dans le chœur, une tortue, un aigle, des portraits illustrant les travers du genre humain et les péchés. Le long du nord de la nef, des stalles aux miséricordes d'un unique modèle simple.

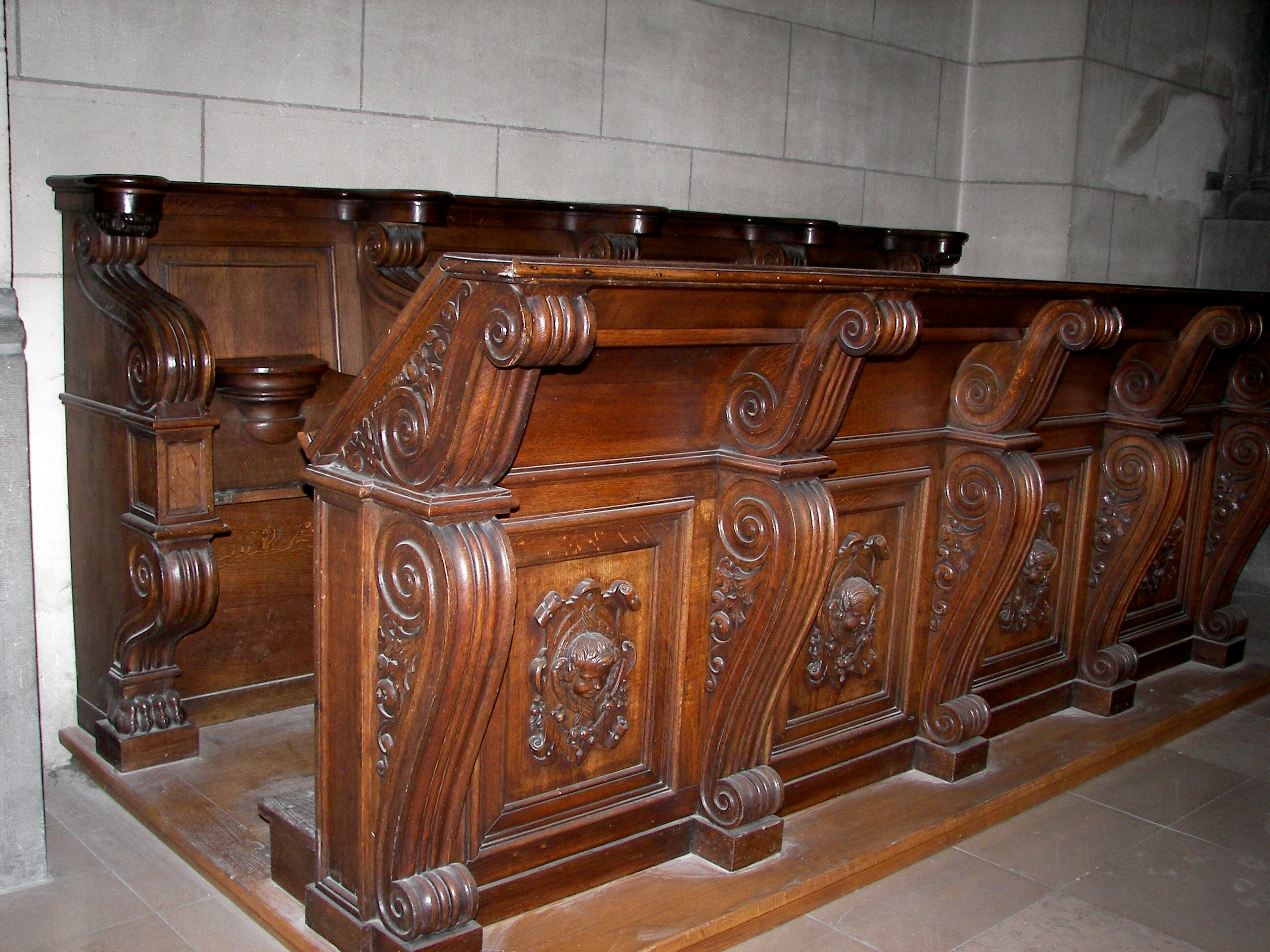
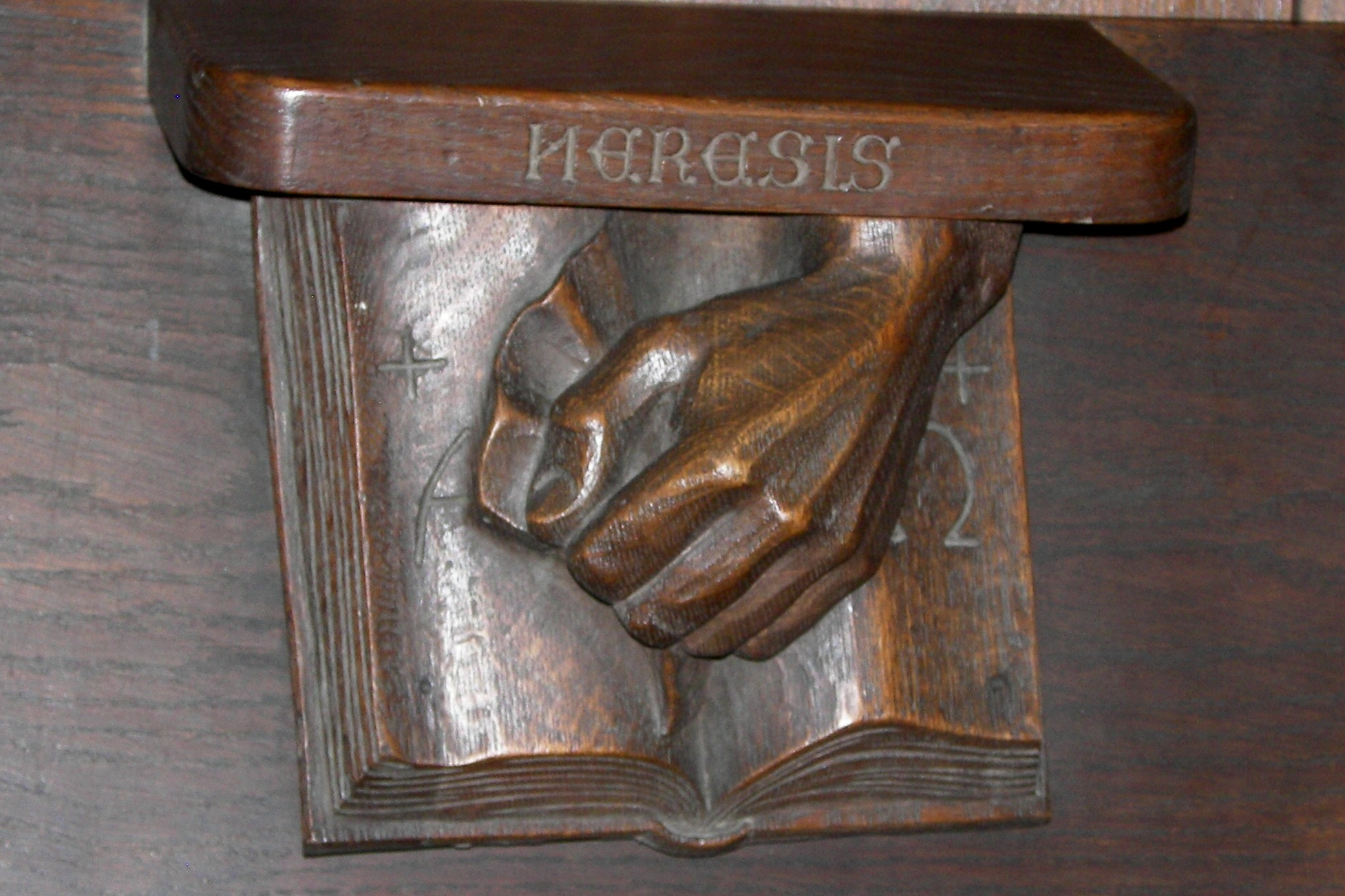
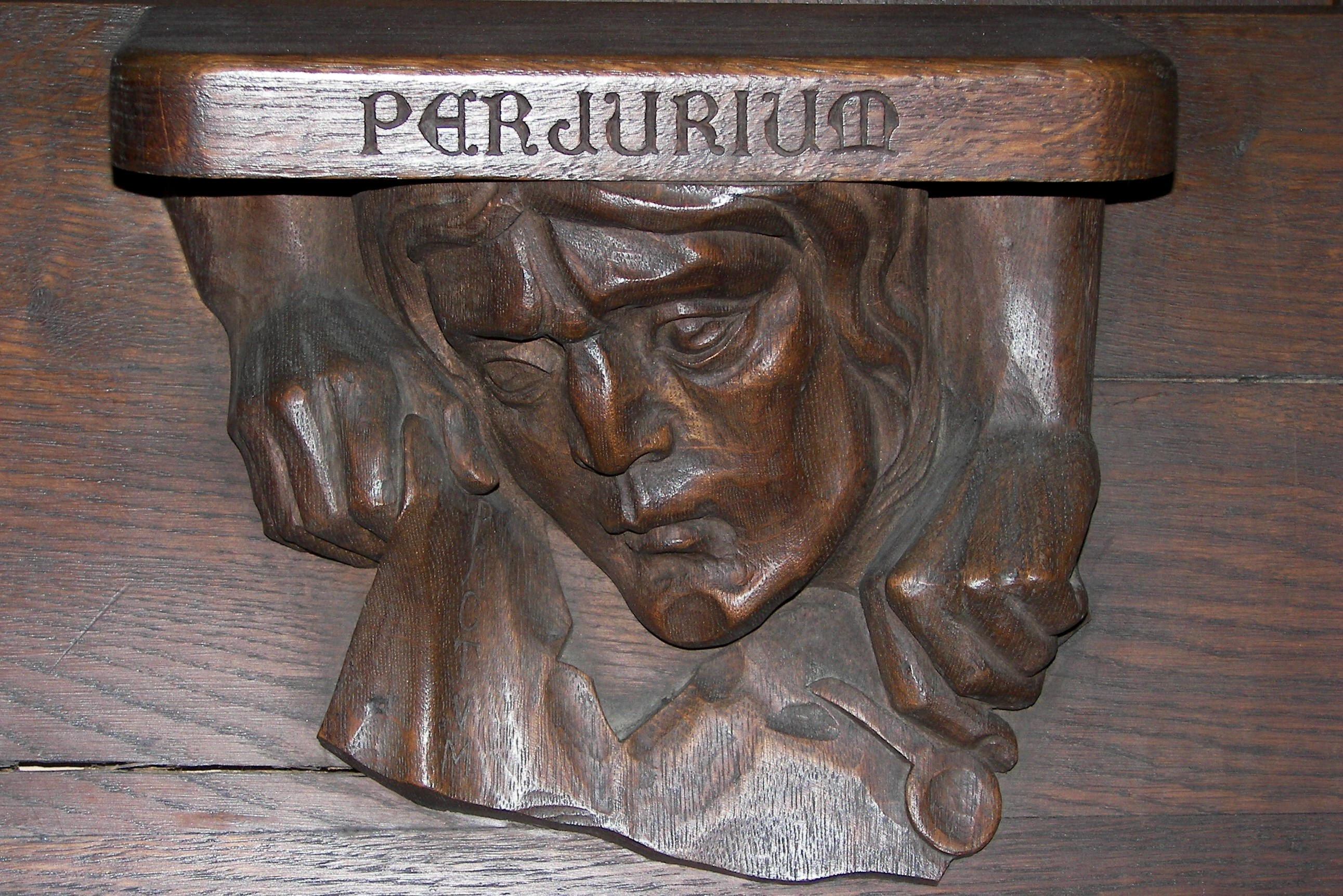
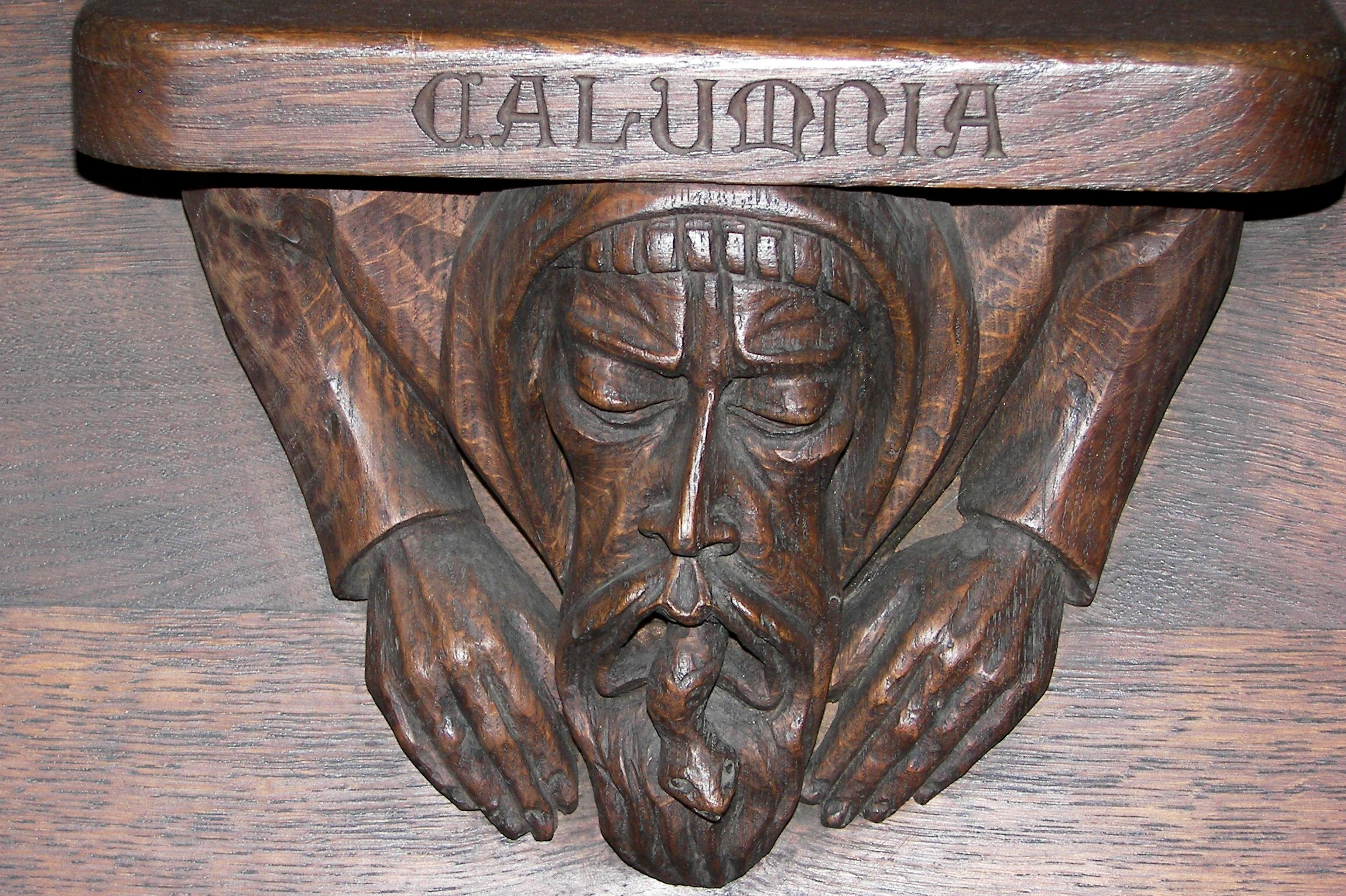
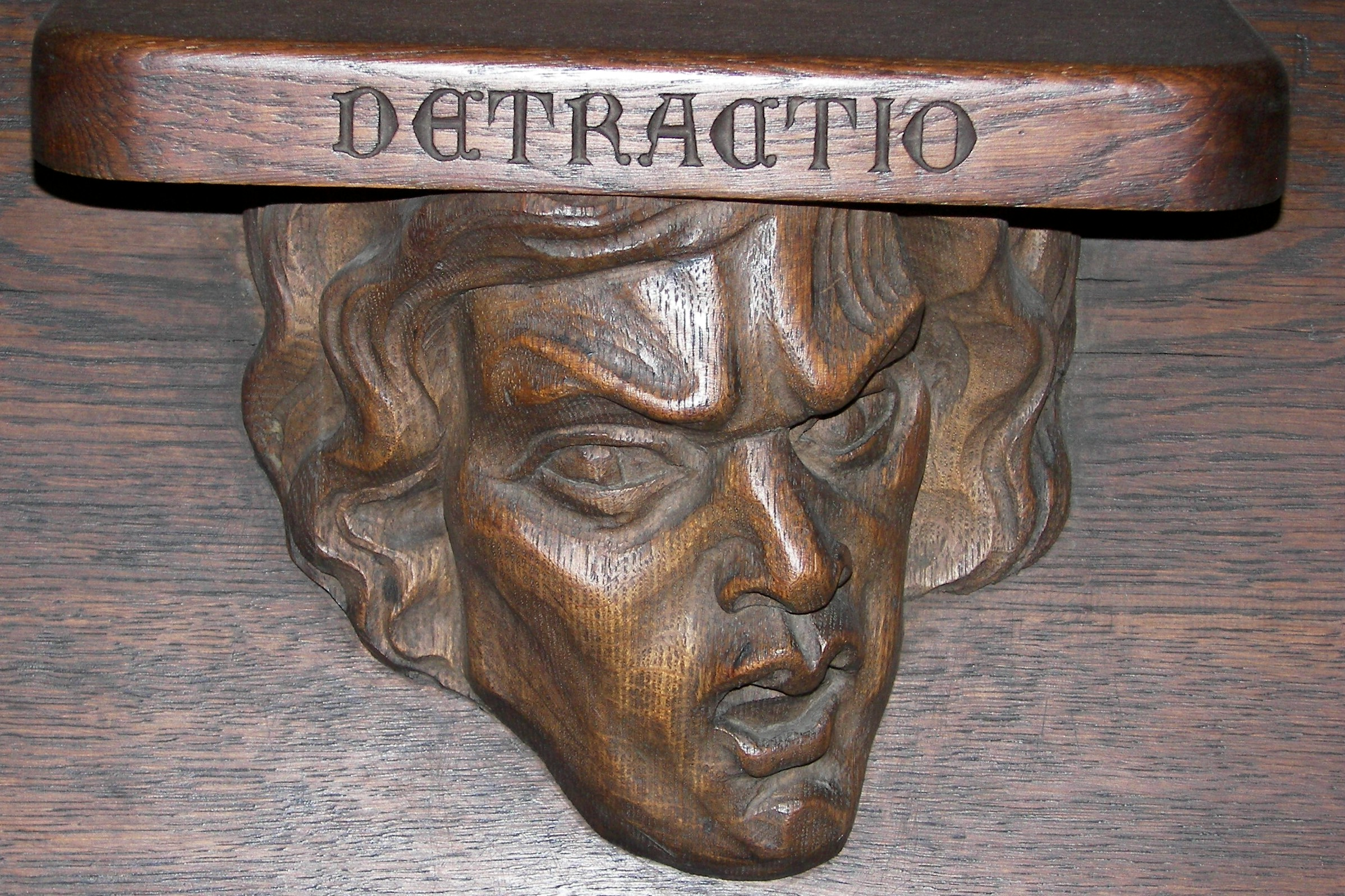
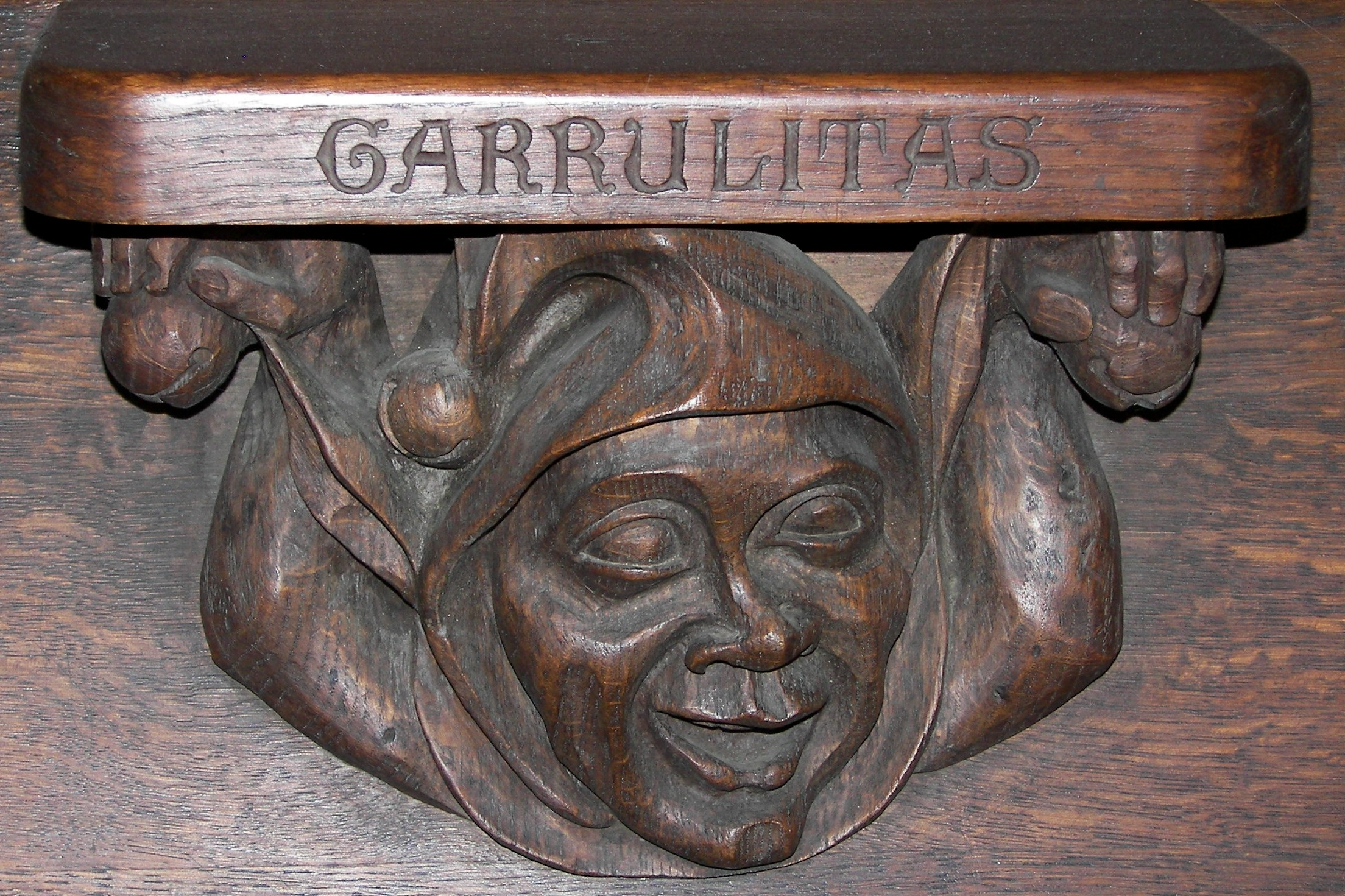
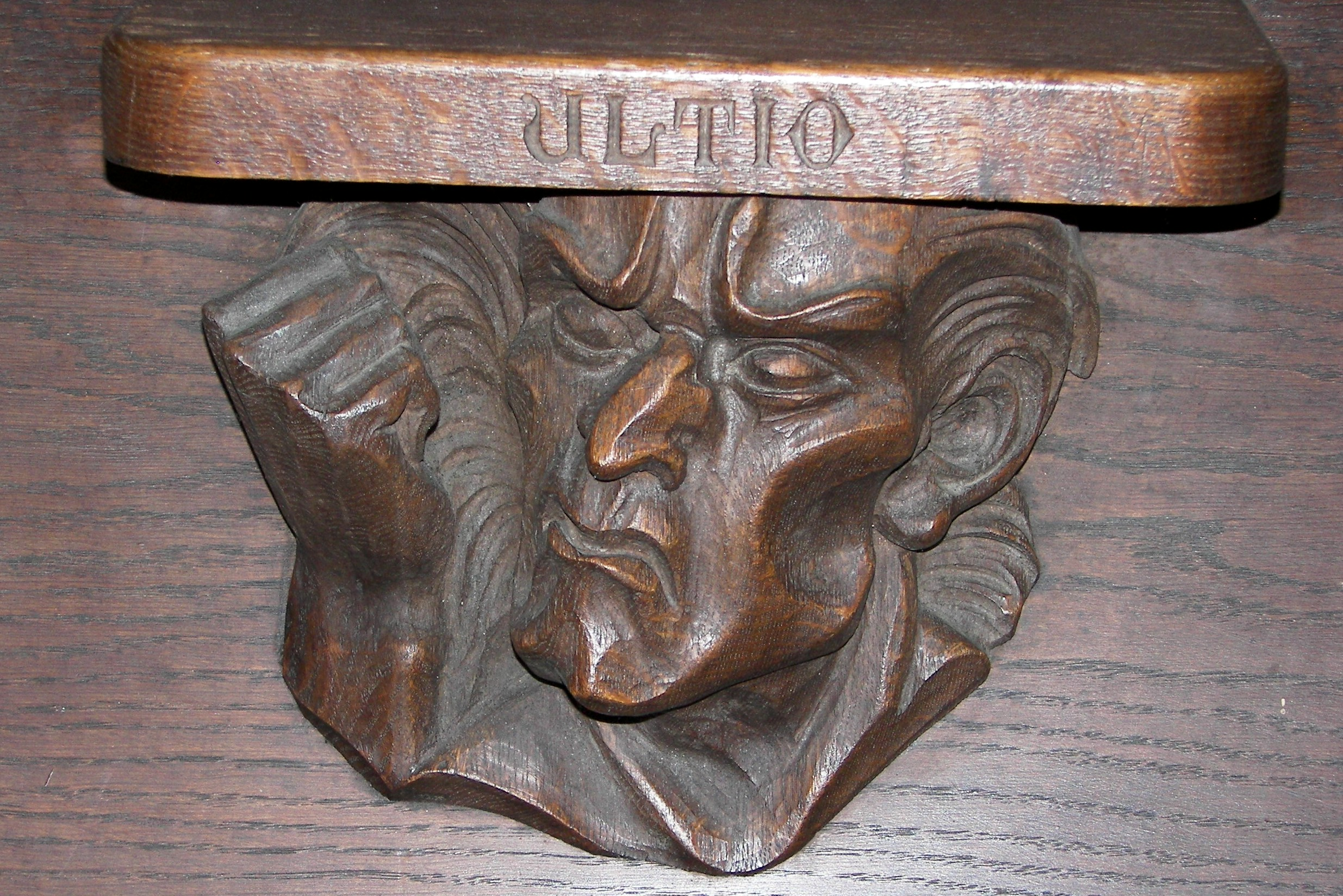
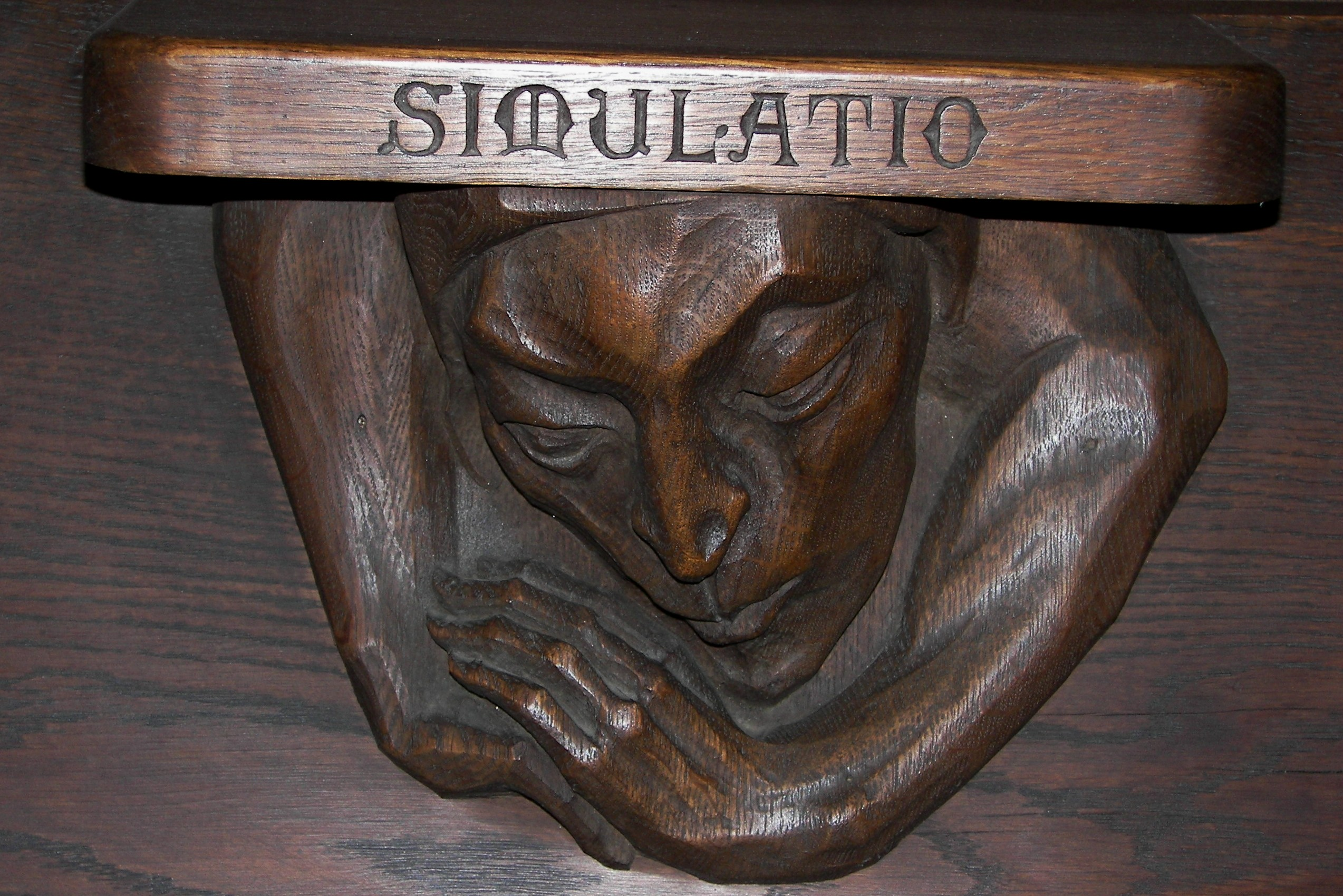

- Lille église Sainte-Catherine (60) : Installées en 1877 par le sculpteur lillois Buisine, les stalles comportent des miséricordes à motifs végétaux. Particulièrement remarquables, les 72 appuie-mains représentant des saints et docteurs de l'Église.
- Quaëdypre église Saint-Omer (72 provenant de l'abbaye Saint-Winoc de Bergues ) : visages d'hommes et de femmes parfois grotesques, un lion, une rosace et un "homme-vert".

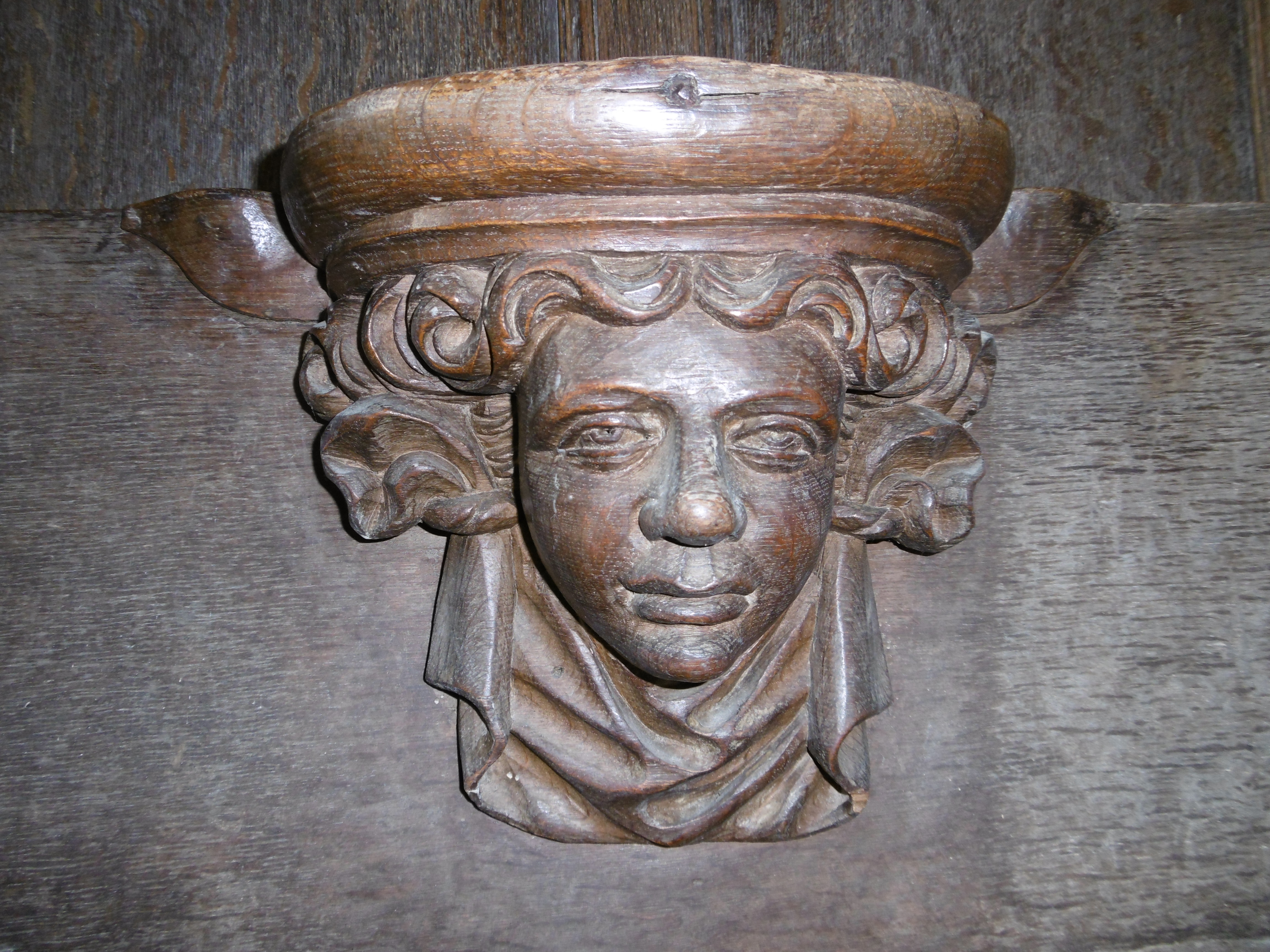
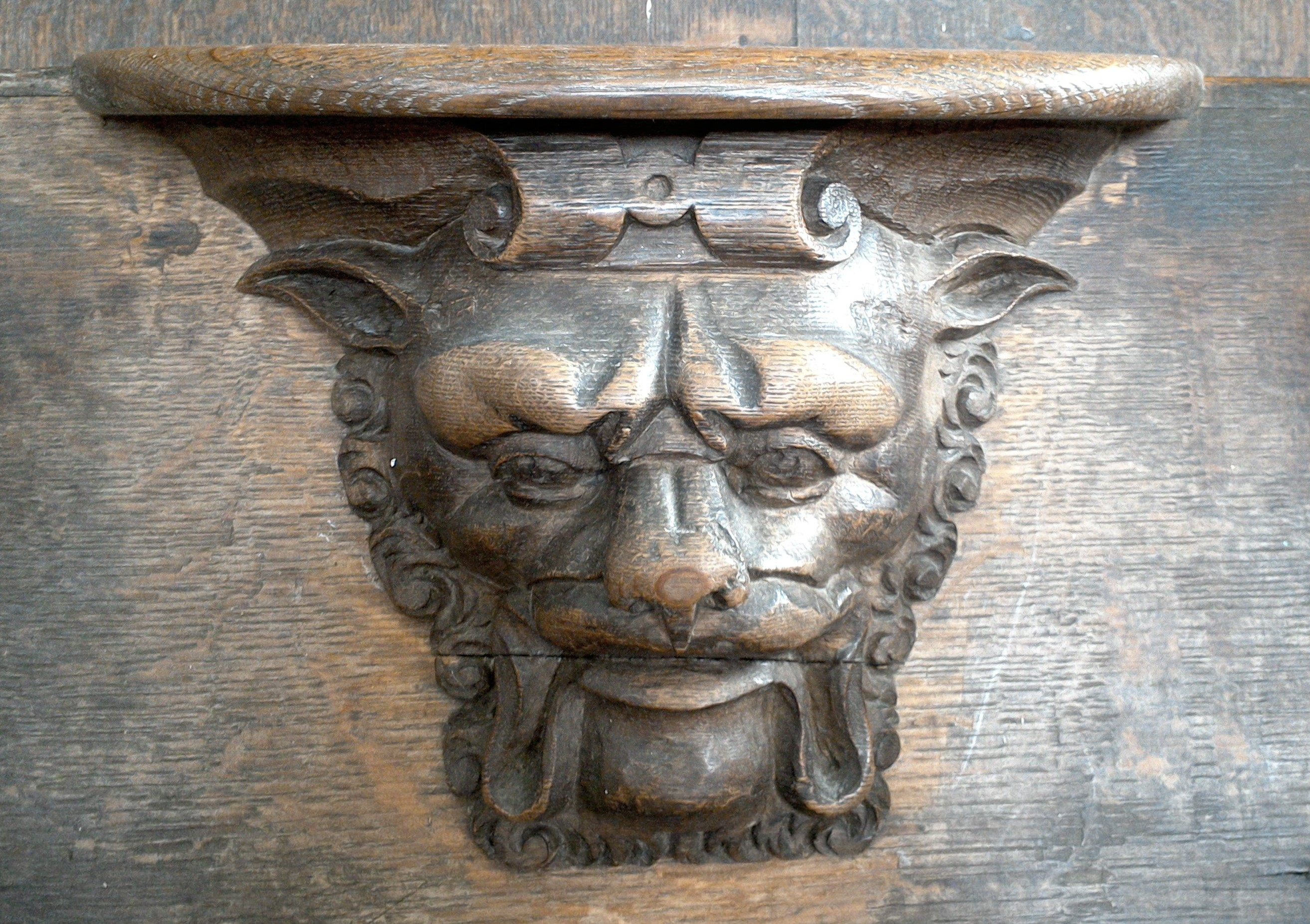
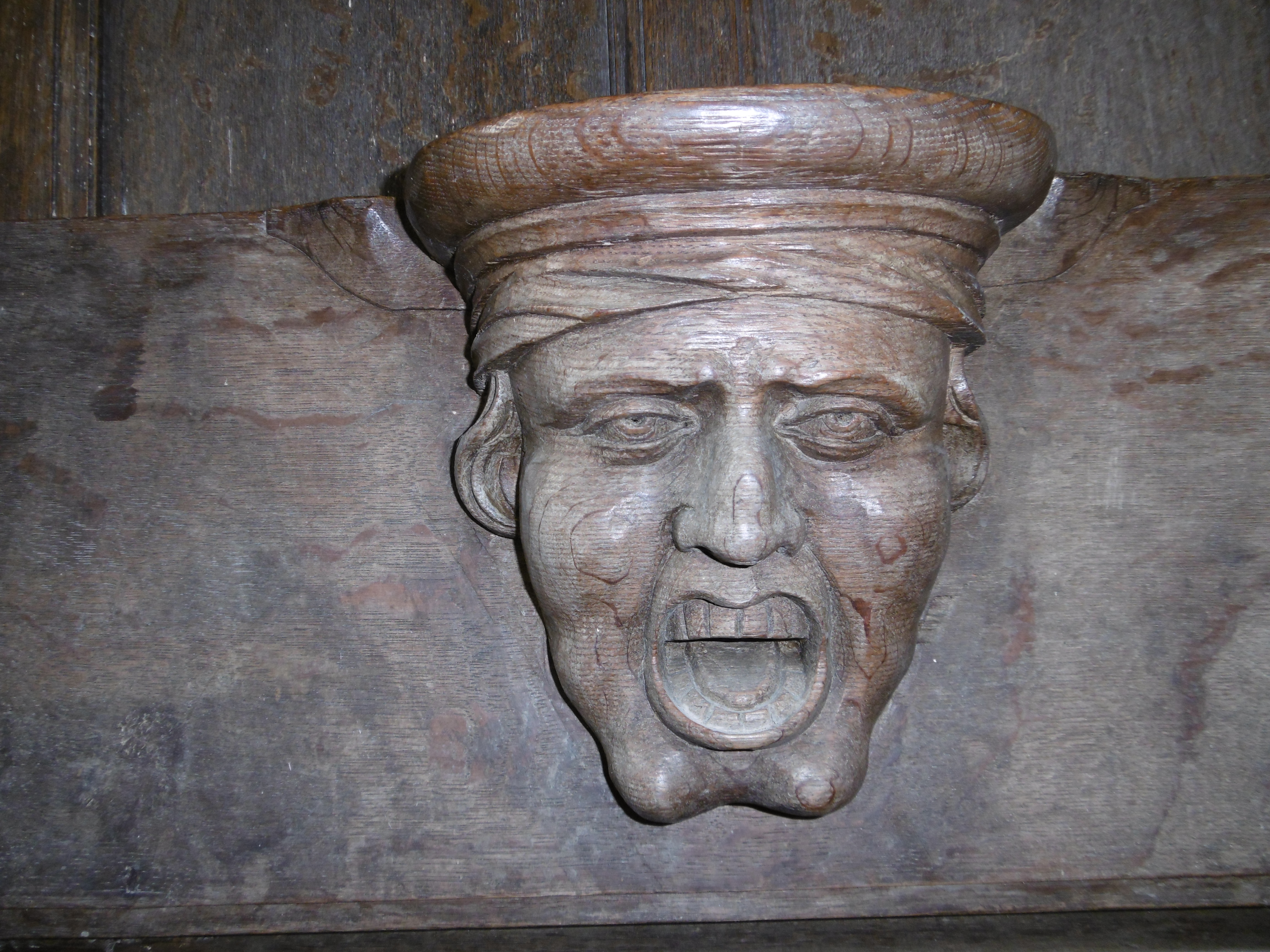
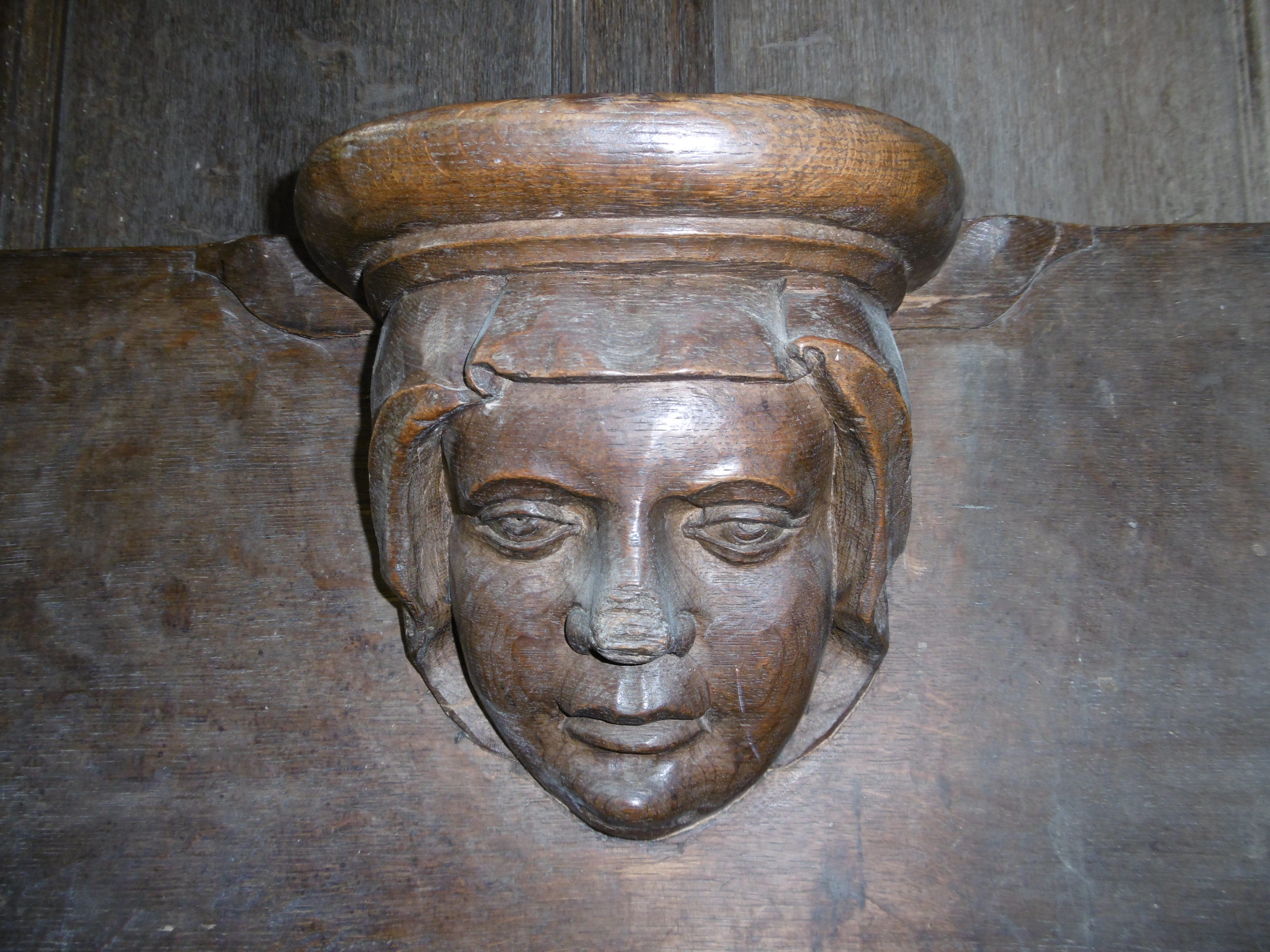
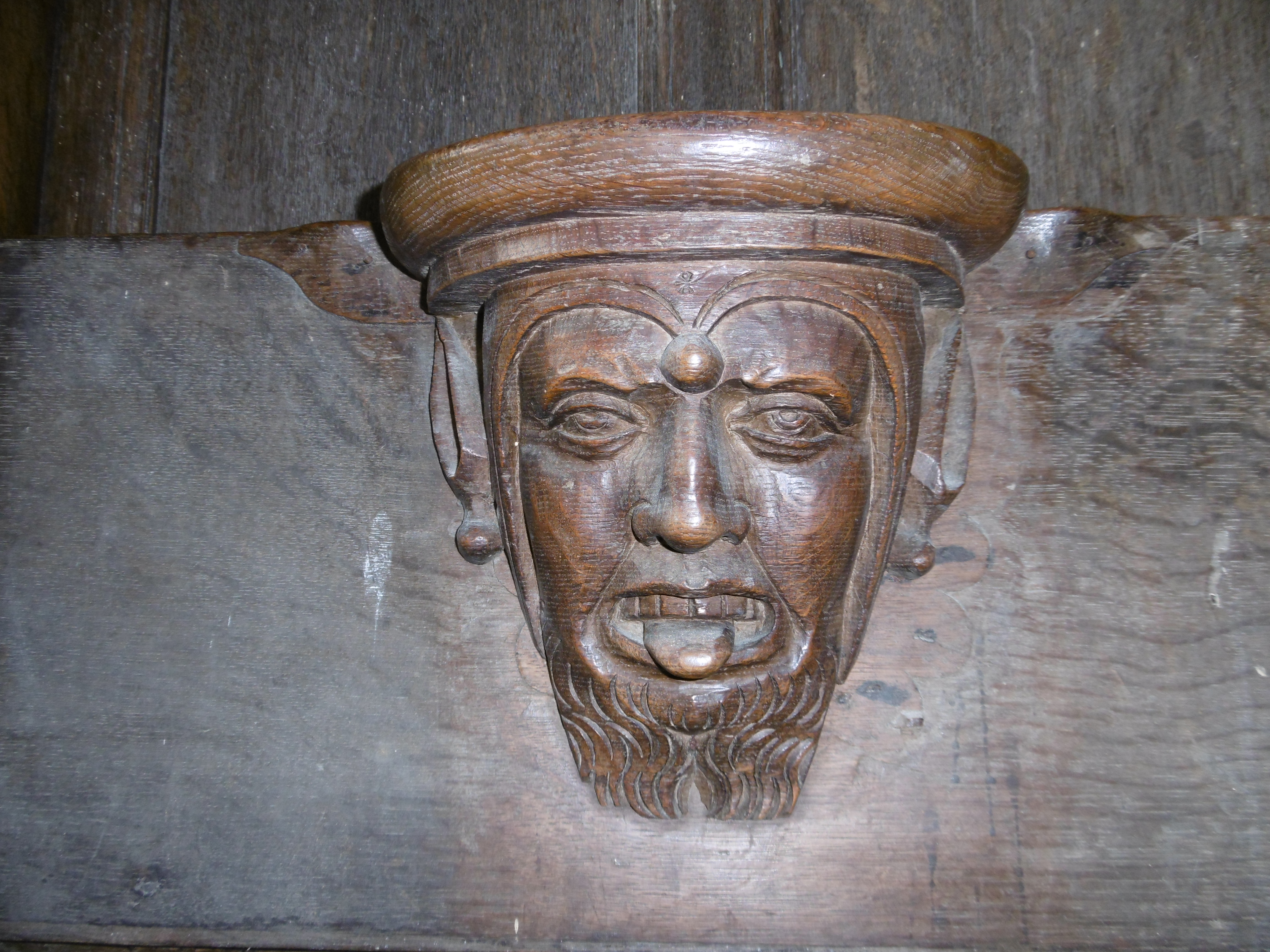
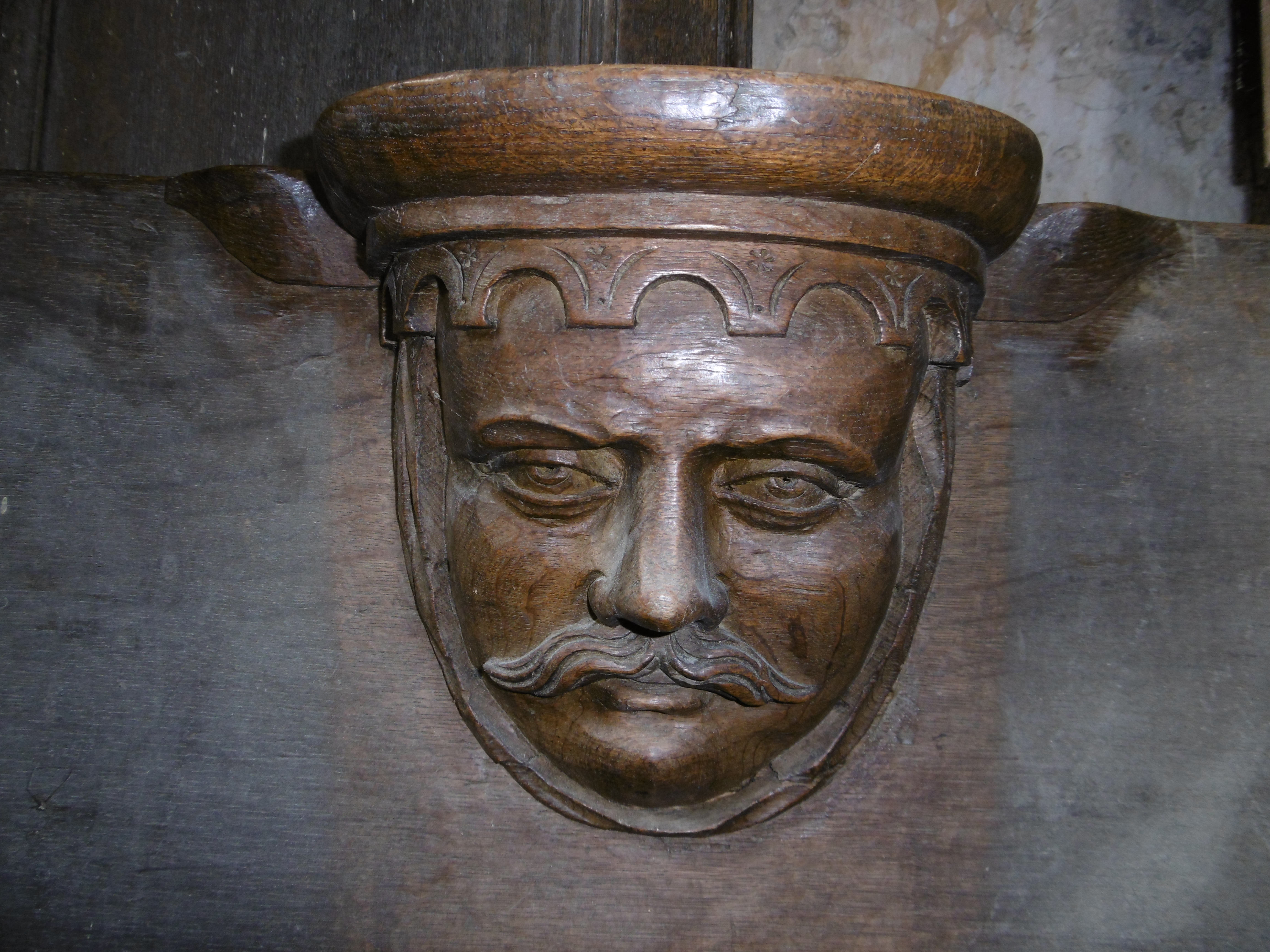
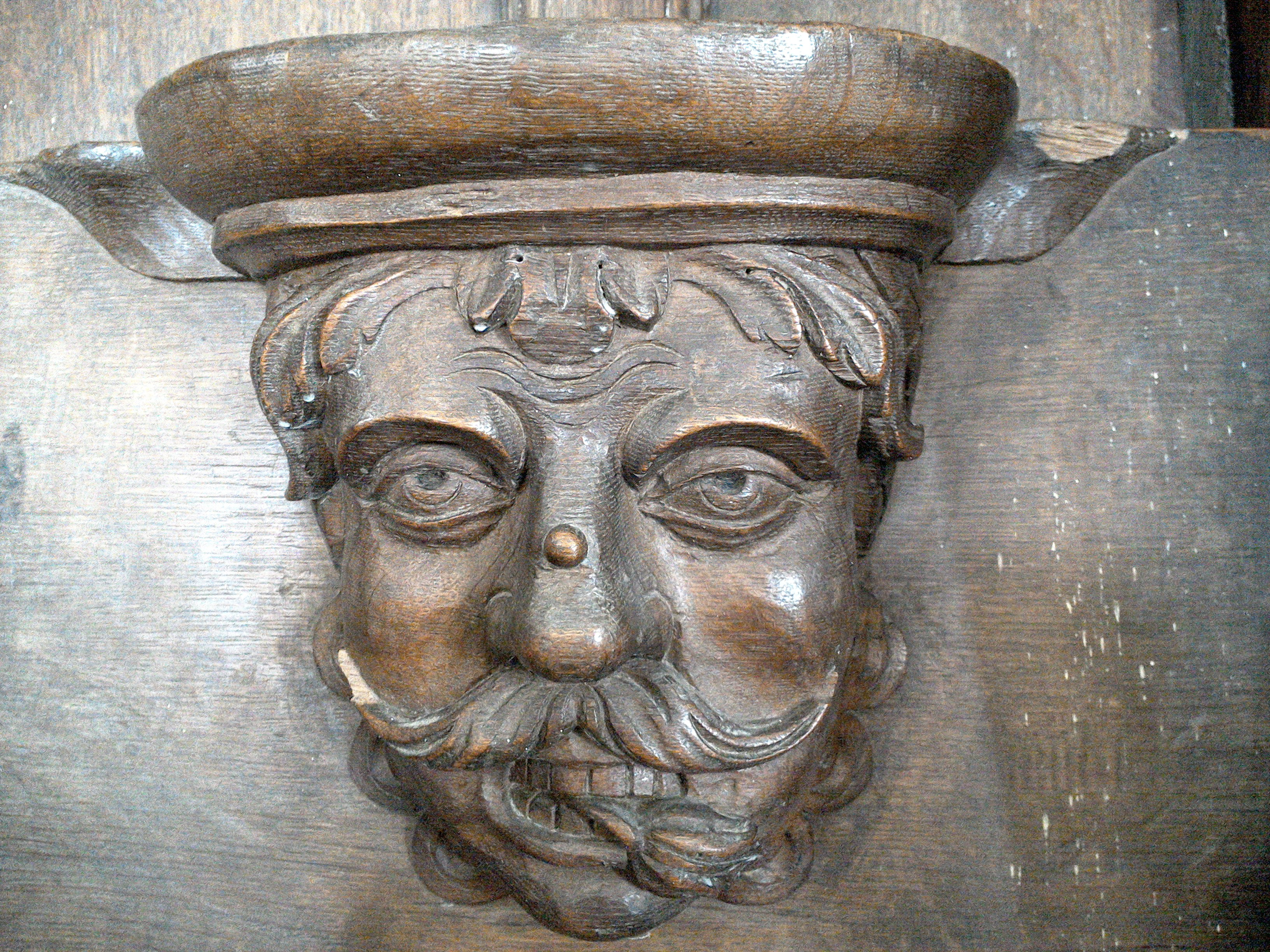
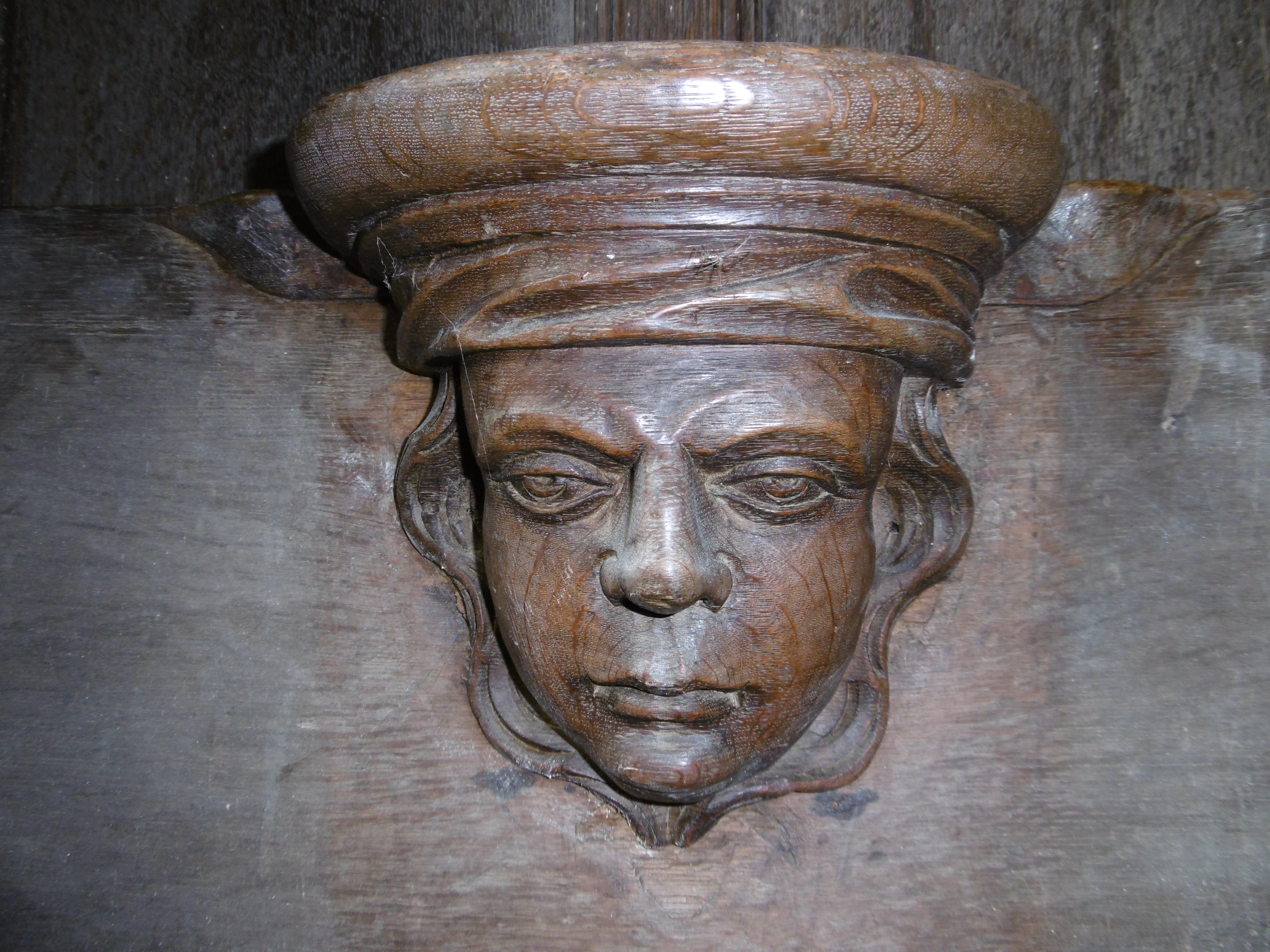

- Solre-le-Château église Saint-Pierre/Saint-Paul.
- Vaucelles abbaye Notre-Dame : dans l'oratoire, importante quantité de stalles provenant de l'ancienne abbaye/prison de Loos, aux simples miséricordes en "tonneaux". Dans la chapelle, trois ensembles de stalles de provenances différentes, aux miséricordes ornées de feuilles d'acanthe et fleurs, ou de petites palmettes.

## O

### Oise60
- Avilly-Saint-Léonard église Saint-Léonard (20 provenant du prieuré Saint-Nicolas d'Acy à Couteuil) : figures d'anges, urnes ornées de feuillages stylisés, de rubans et de petits personnages fantastiques, masques grotesques, enfant semblant recueillir les excréments d'un être monstrueux (sphinx ?)
- Beauvais cathédrale Saint-Pierre (83) : ensemble de stalles d'époques différentes du XVIIe siècle, angelots et feuilles d'acanthe classiques et du XVIIe siècle : visages fantastiques et motifs végétaux. Pour les plus anciennes, de très beaux sujets sur les accotoirs : visages humains et figurines.
- Beauvais église Saint-Étienne (49) : hommes tirant la langue + tête de chien, visages grimaçants et motifs floraux. Intéressantes sculptures sur les accotoirs, notamment un homme soufflant dans le cul d'un chien, un autre versant de l'eau et des individus se contorsionnant.

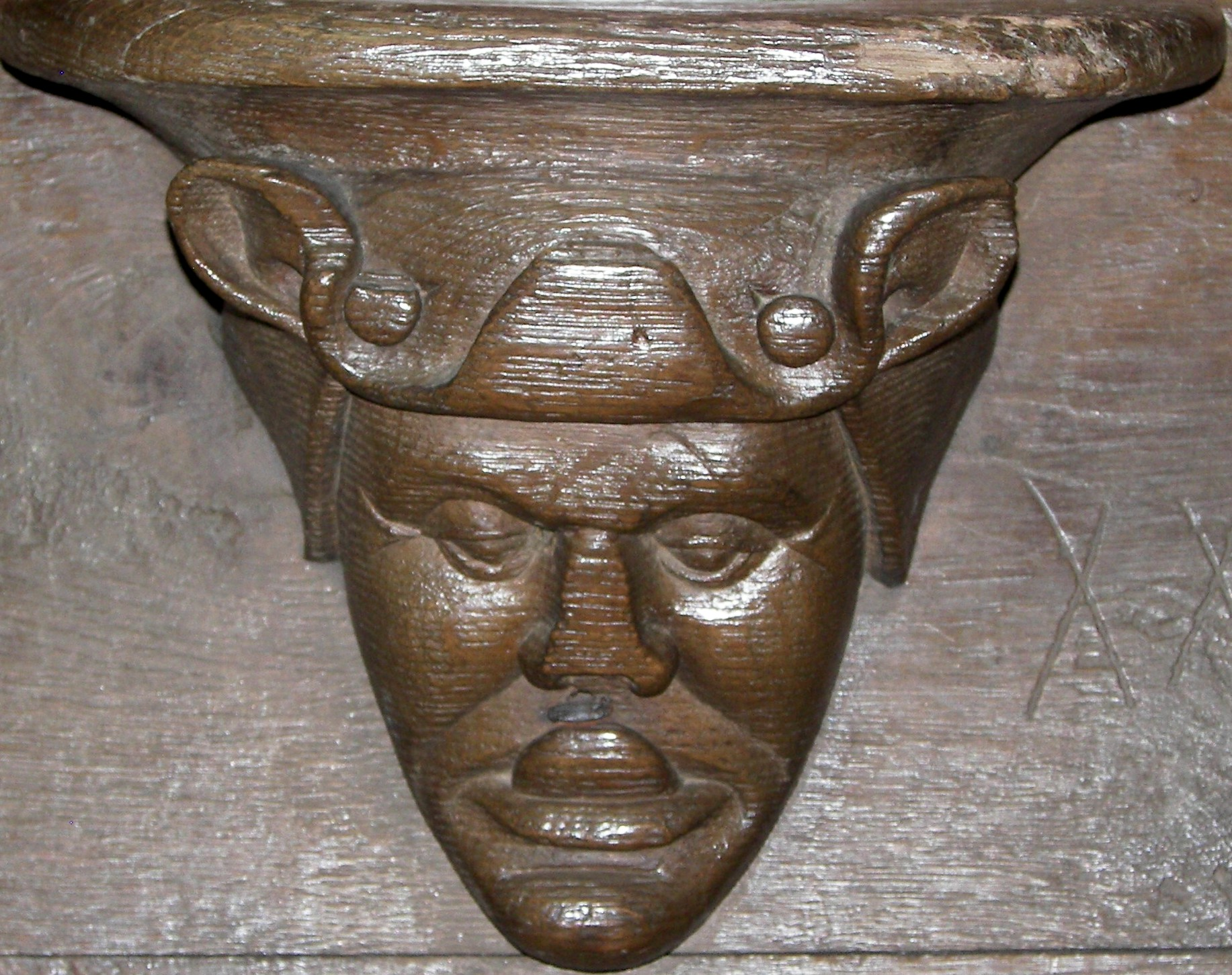
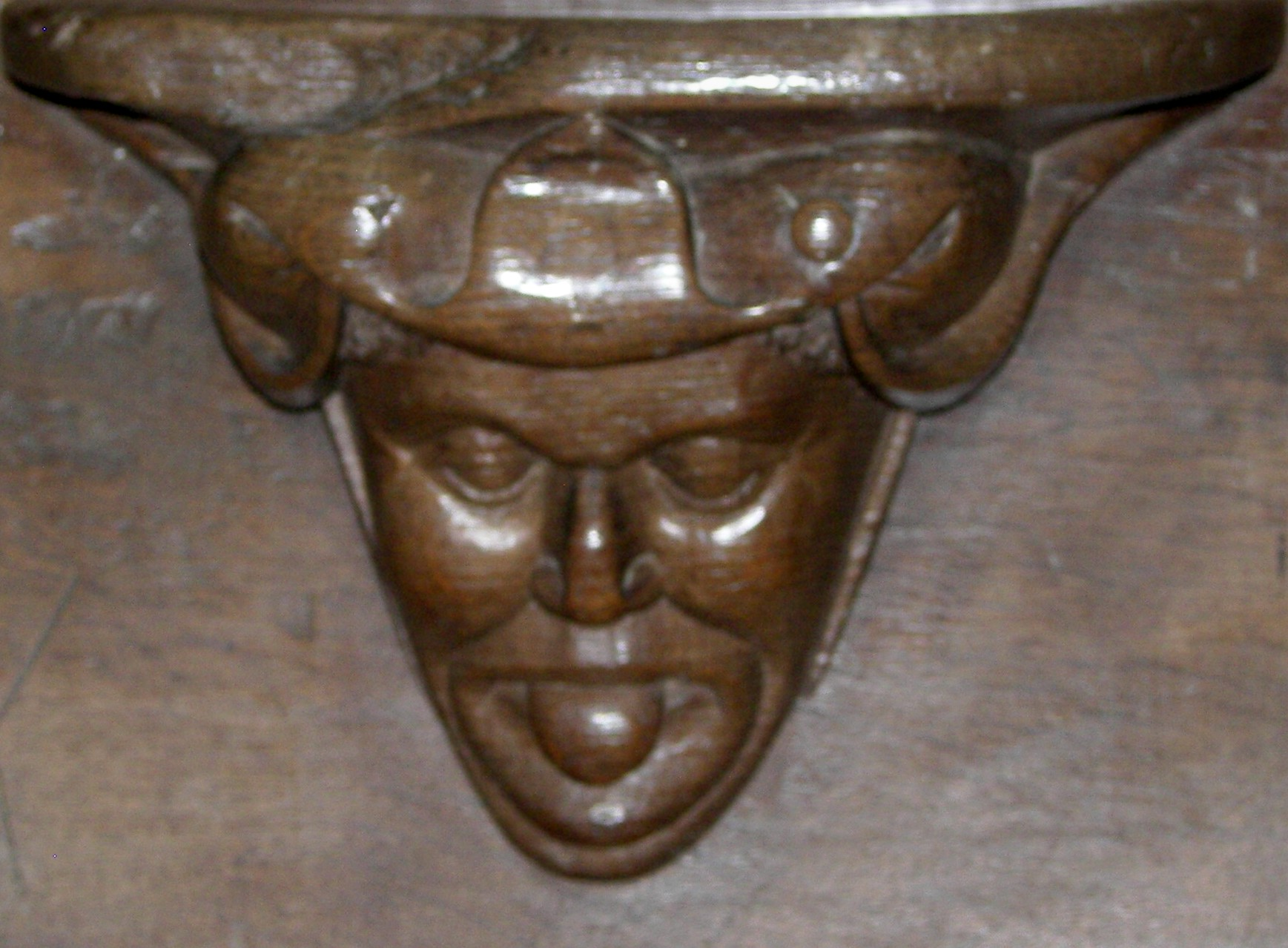
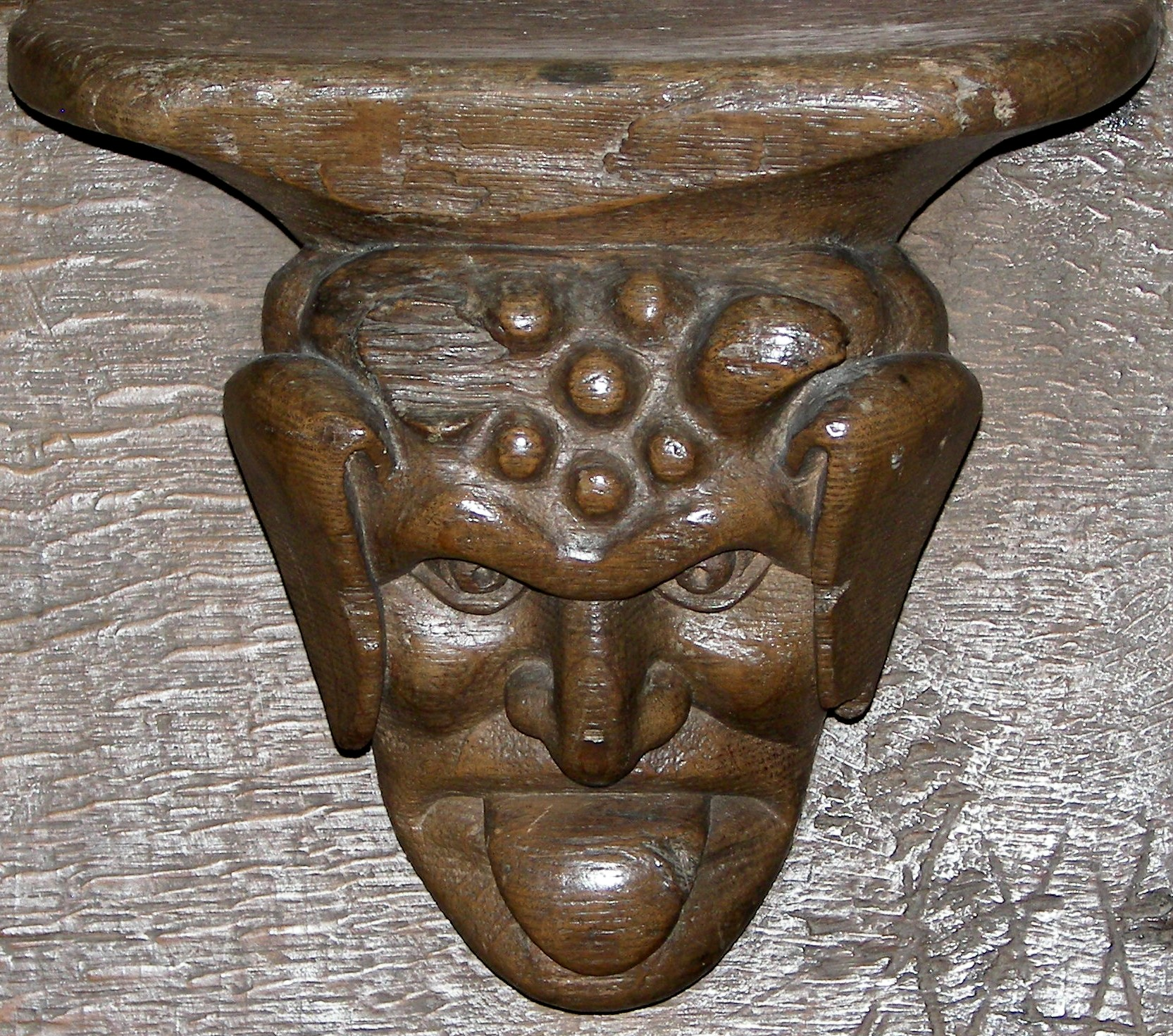
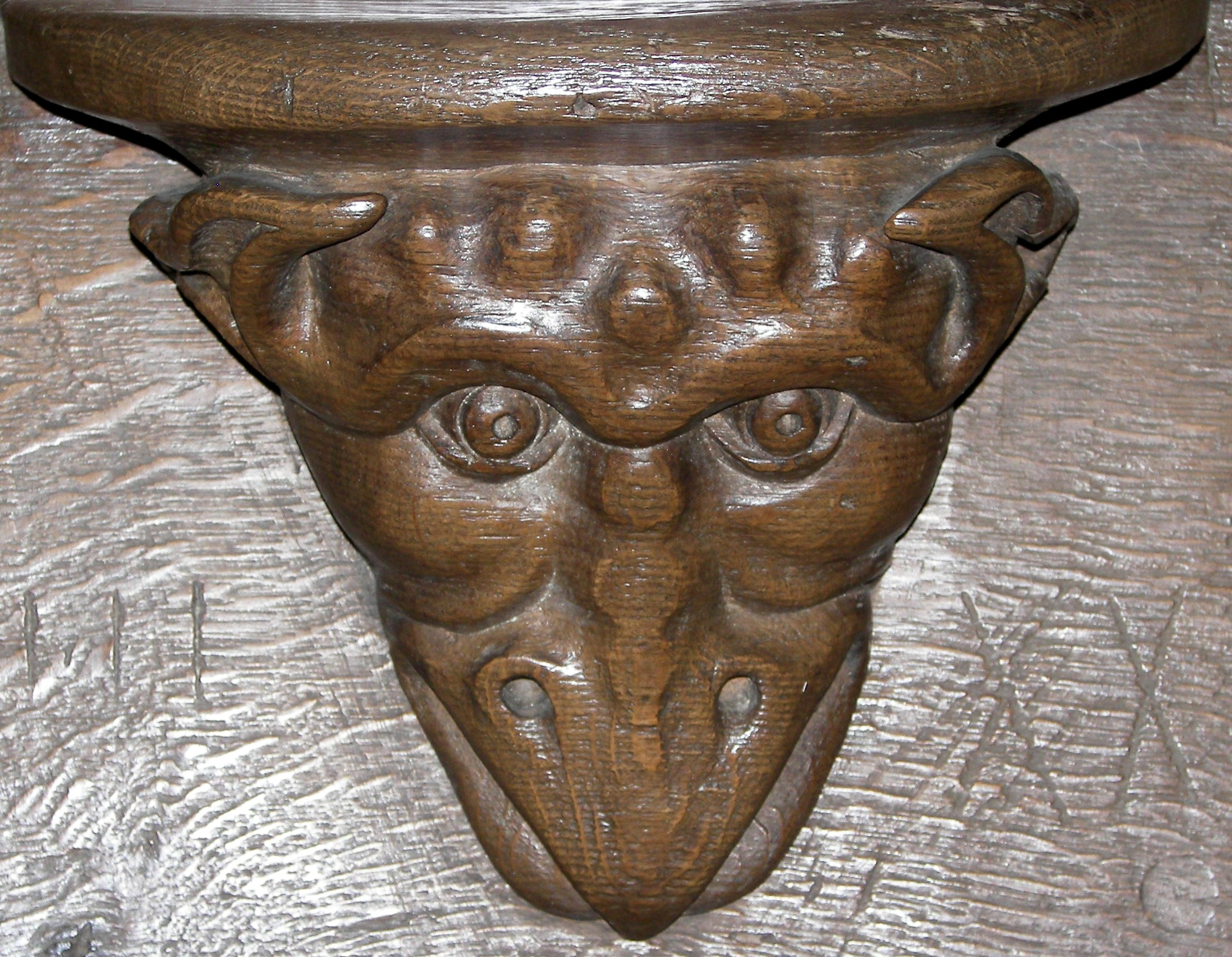

- Boran-sur-Oise église Saint-Waast : ne subsiste des stalles du chœur démontées lors de travaux, qu'une chaise curiale dont la miséricorde représente une tête d'homme frisé à moustache.
- Chaumont-en-Vexin église Saint-Jean-Baptiste (12 dans le chœur + 2 chaises curiales dans le déambulatoire) : feuillages stylisés, dragon, porcher, coq, joueur de luth et deux hommes (un vieux et un jeune) lisant. Enfin, une vanité représentant une jeune femme et la mort sous forme d'un crane.

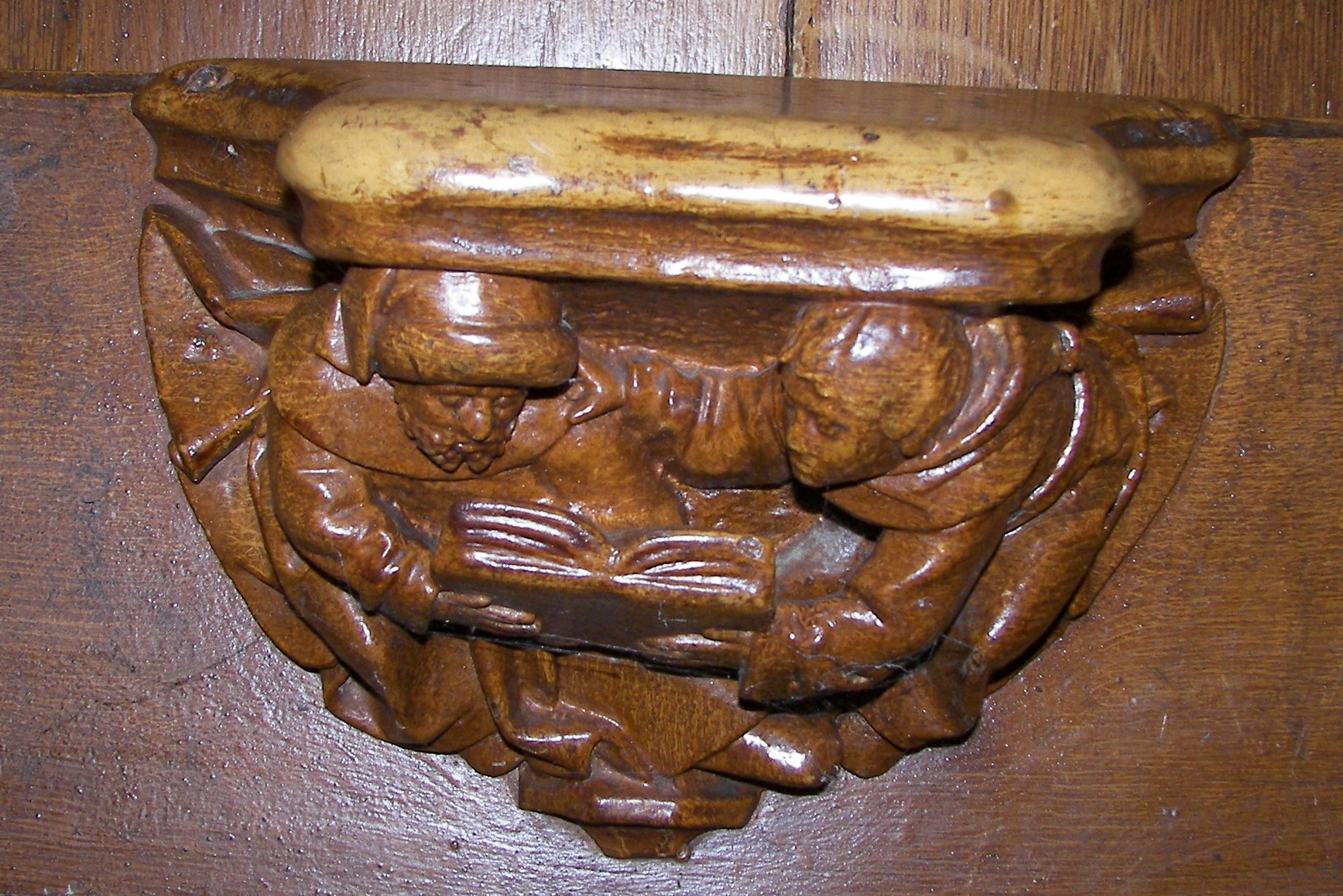
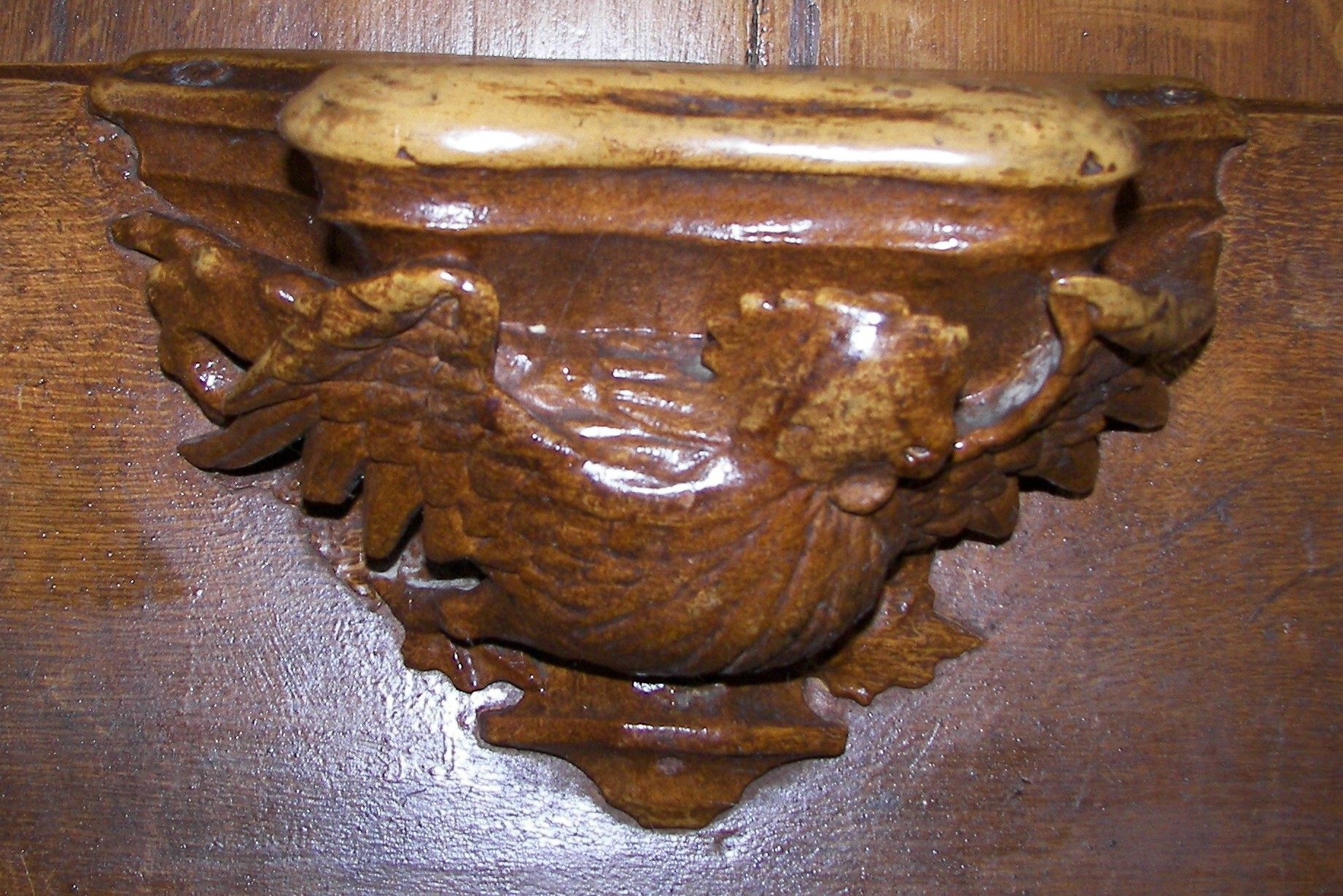
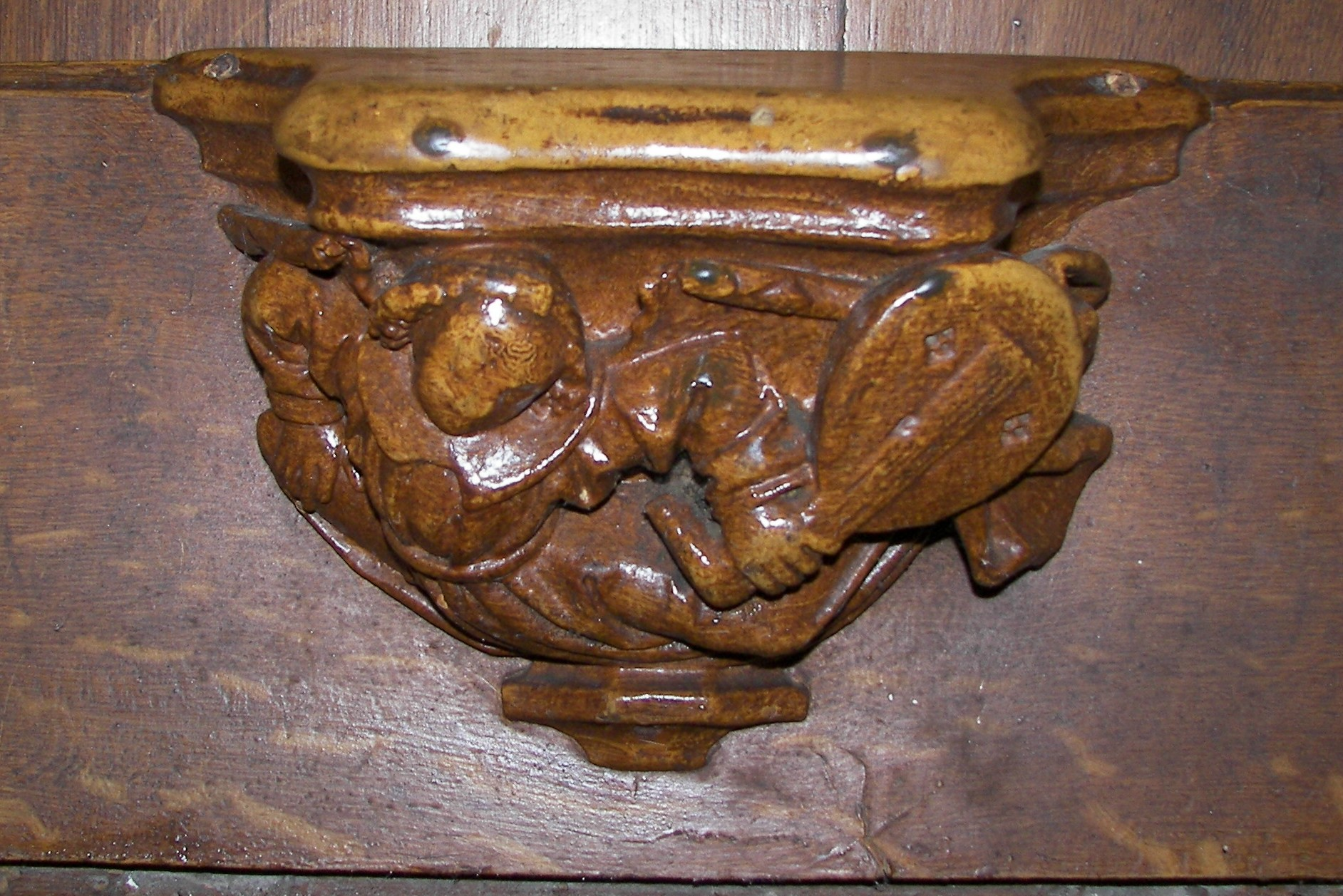
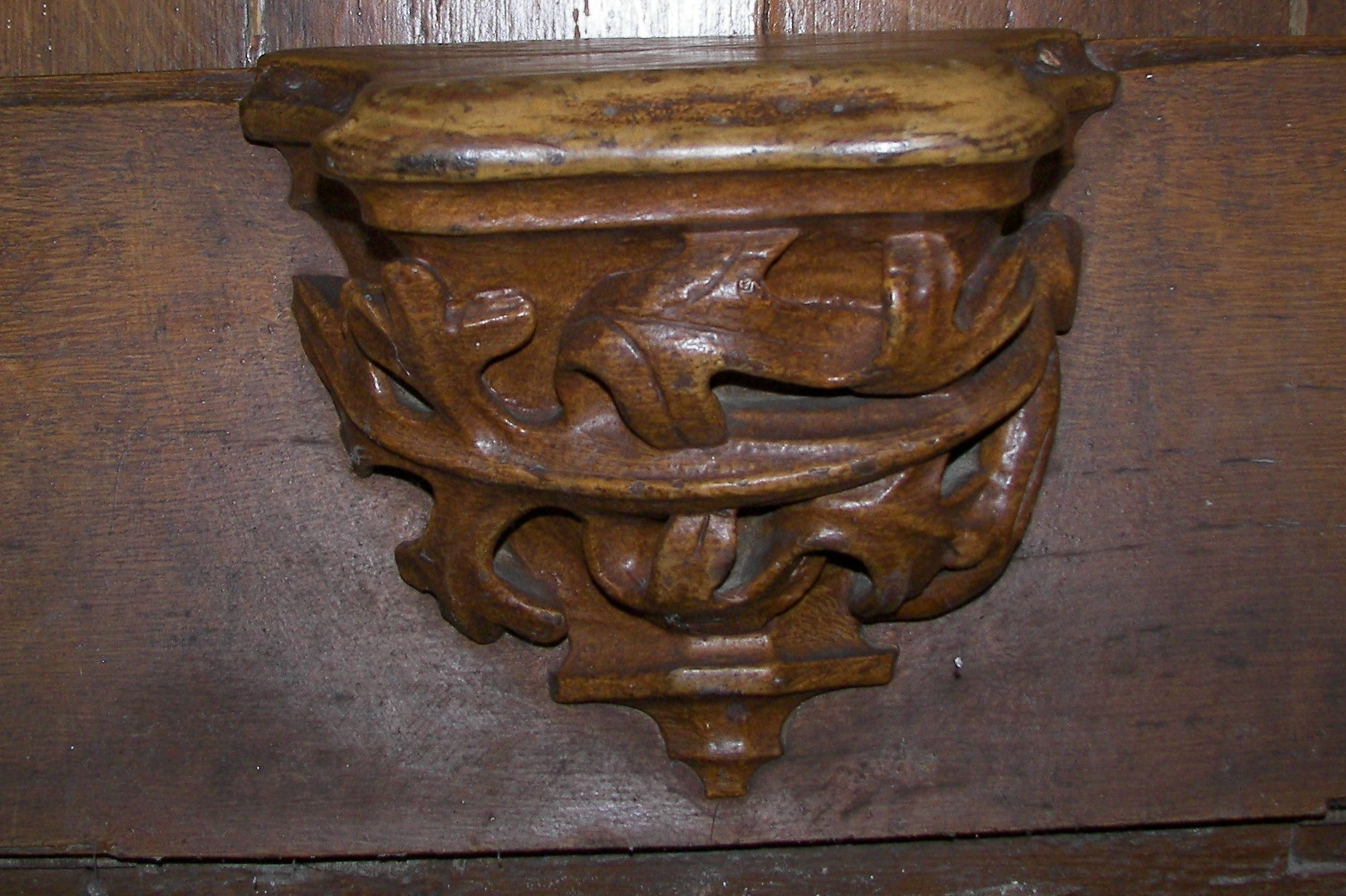
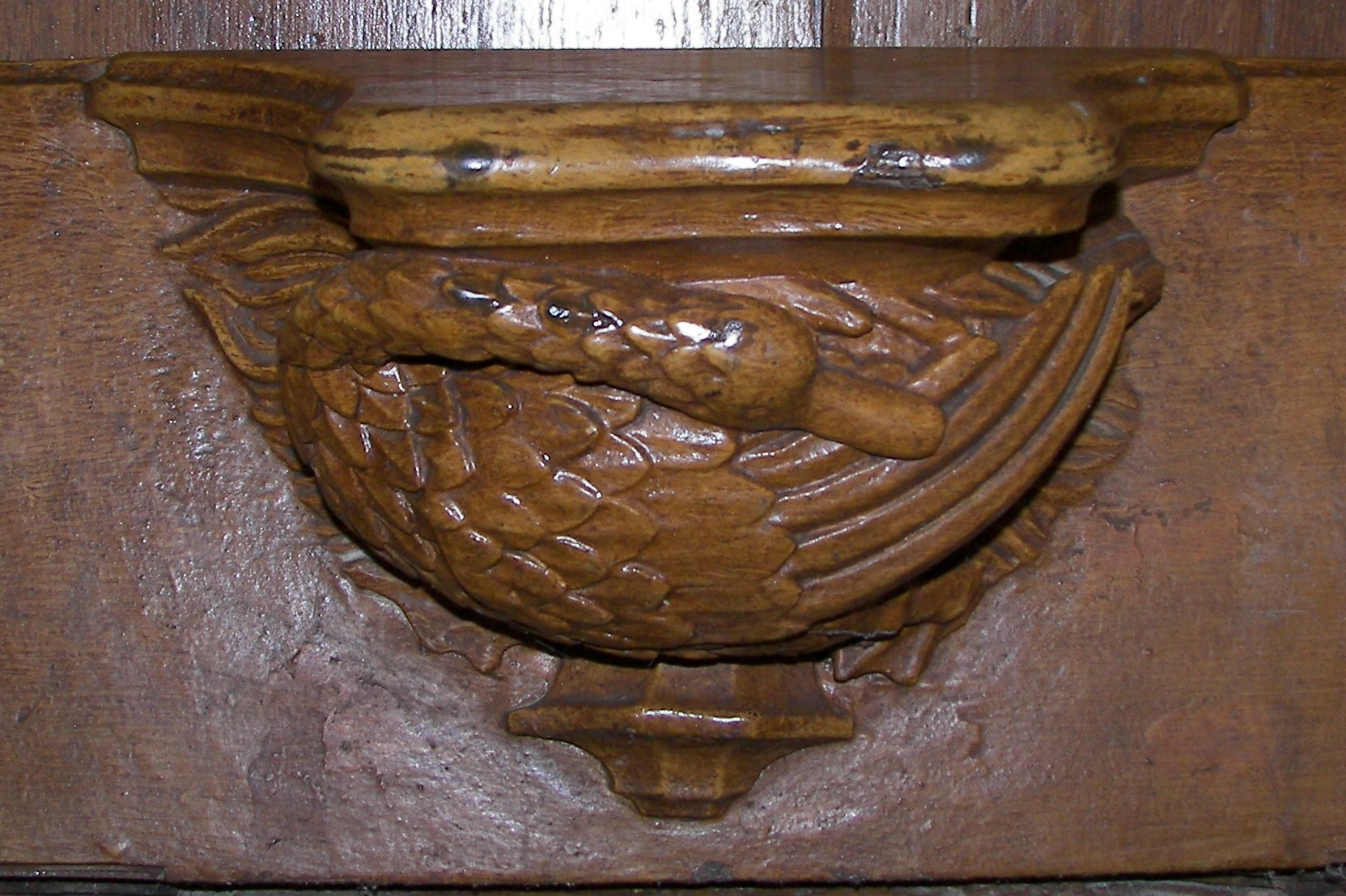
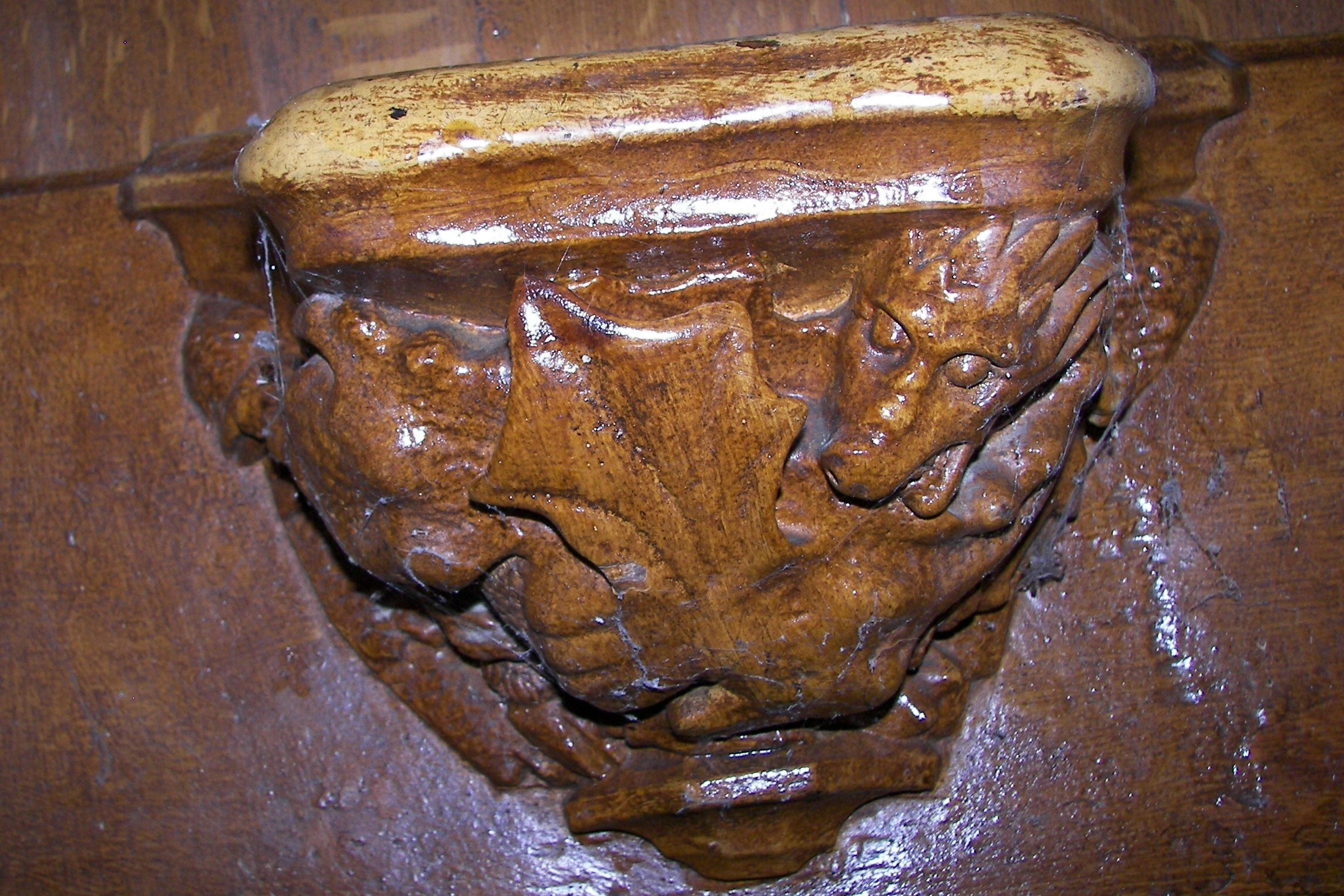
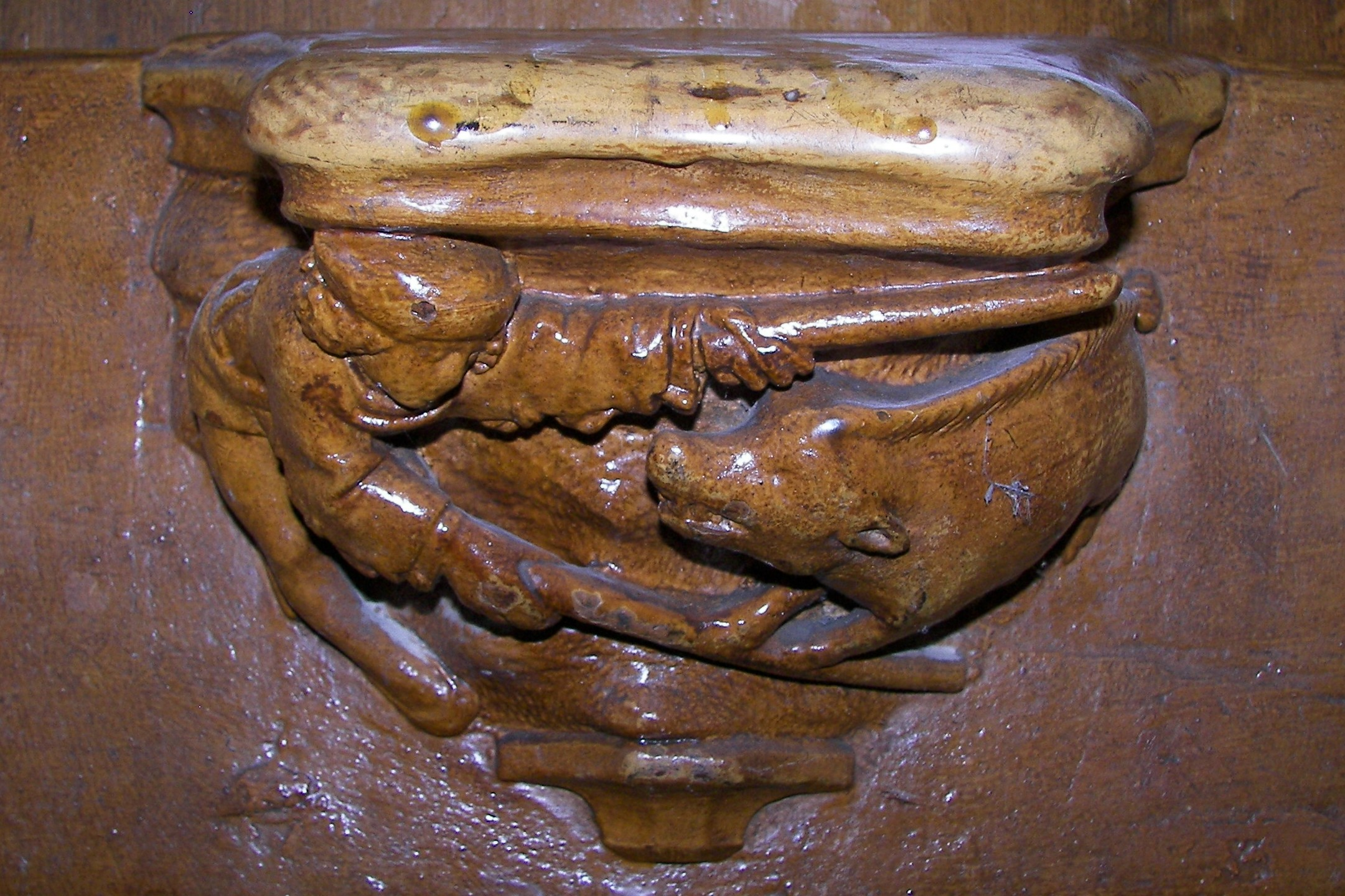
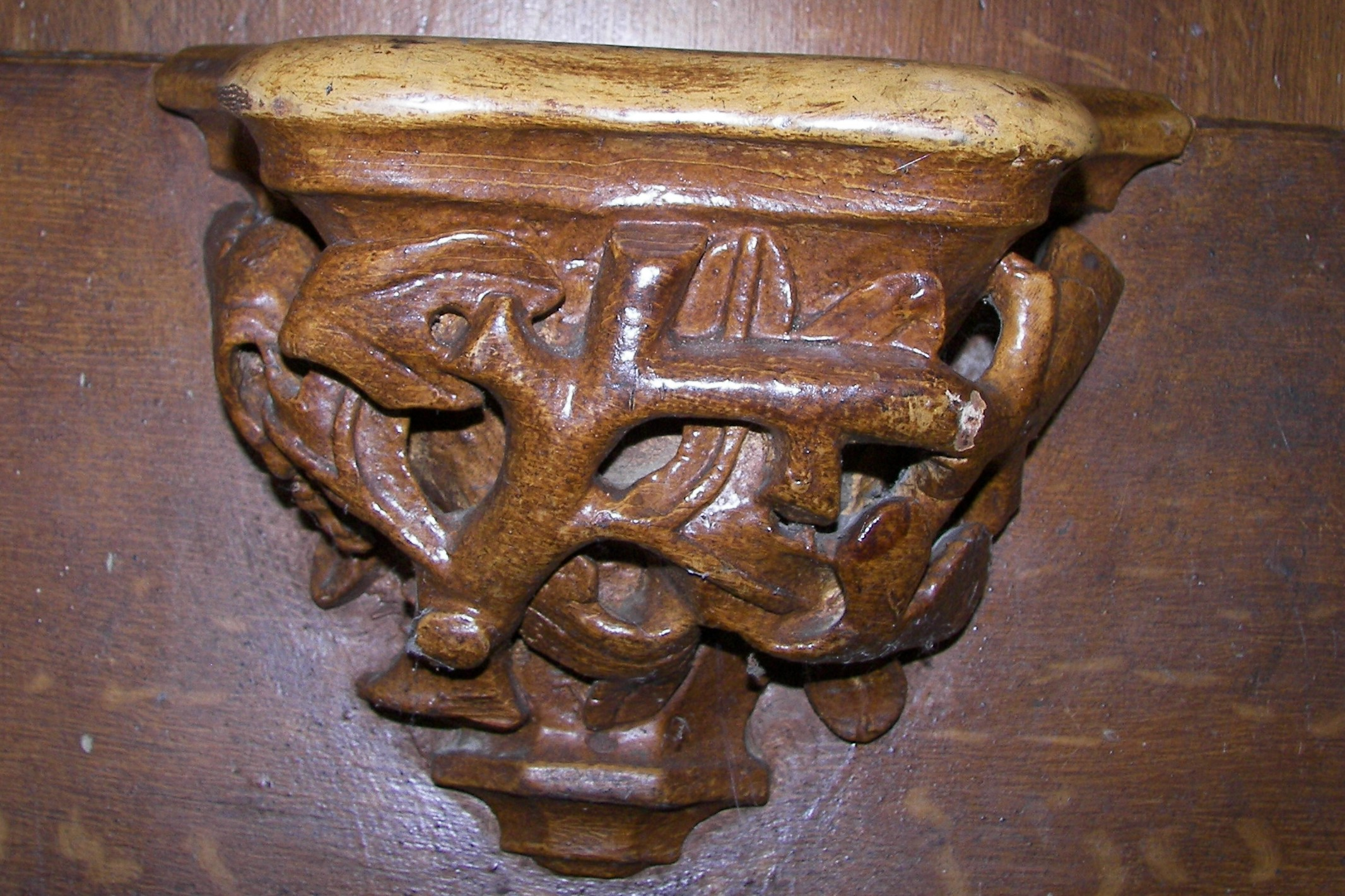
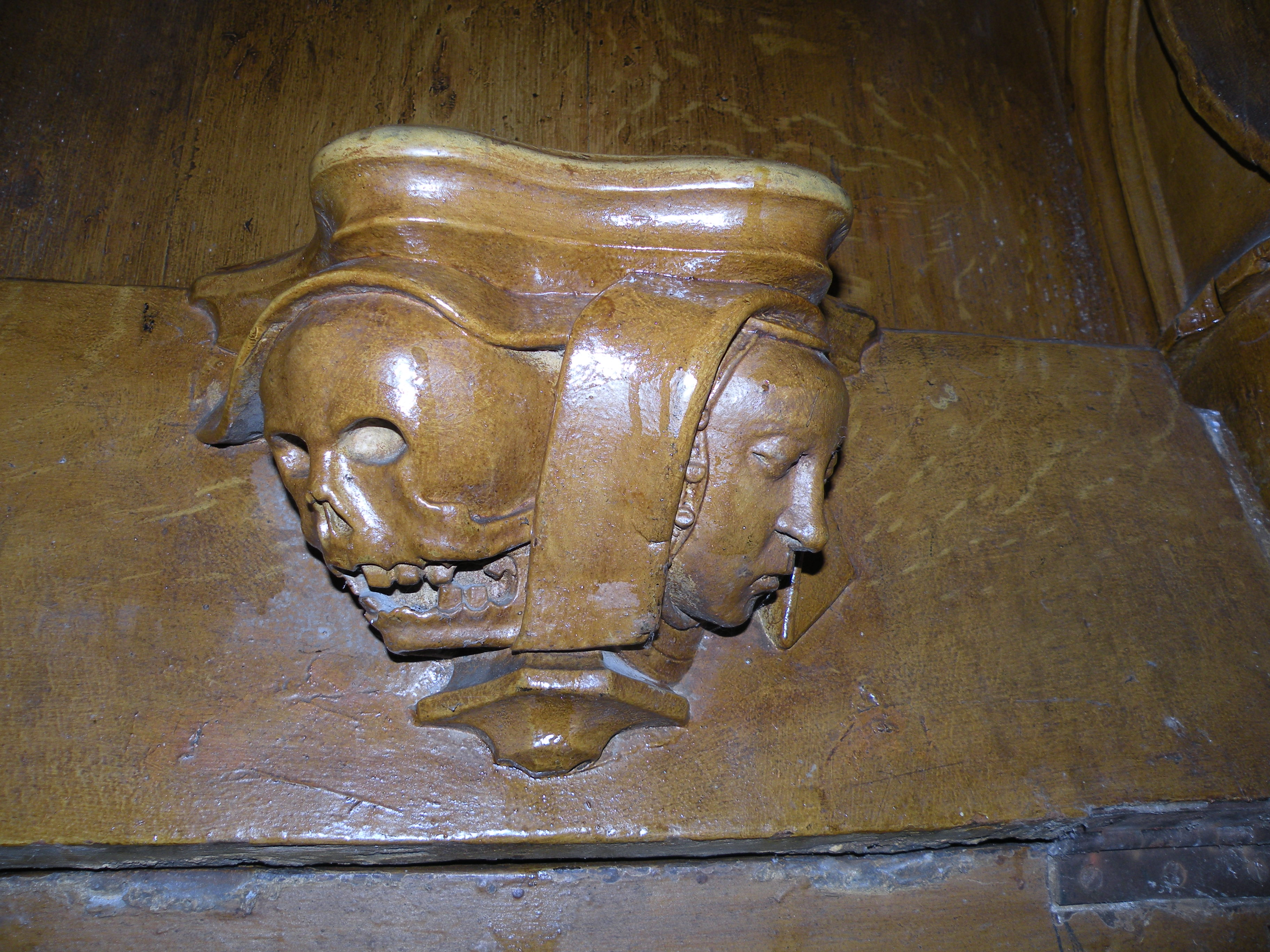

- Chiry-Ourscamp abbaye Notre-Dame d'Ourscamp : motifs feuilles et fleurs.
- Clermont église Saint-Samson (6) : deux modèles de médaillons classiques. À noter, les stalles affectées « M. le second vicaire », « M. le curé », « prêtre habitué », etc.).
- Compiègne église Saint-Jacques : modèle unique de coquille "classique". À noter : superbe ensemble de 4 stalles à assise fixe.
- Fontaine-Chaalis musée Jacquemart-André (1).

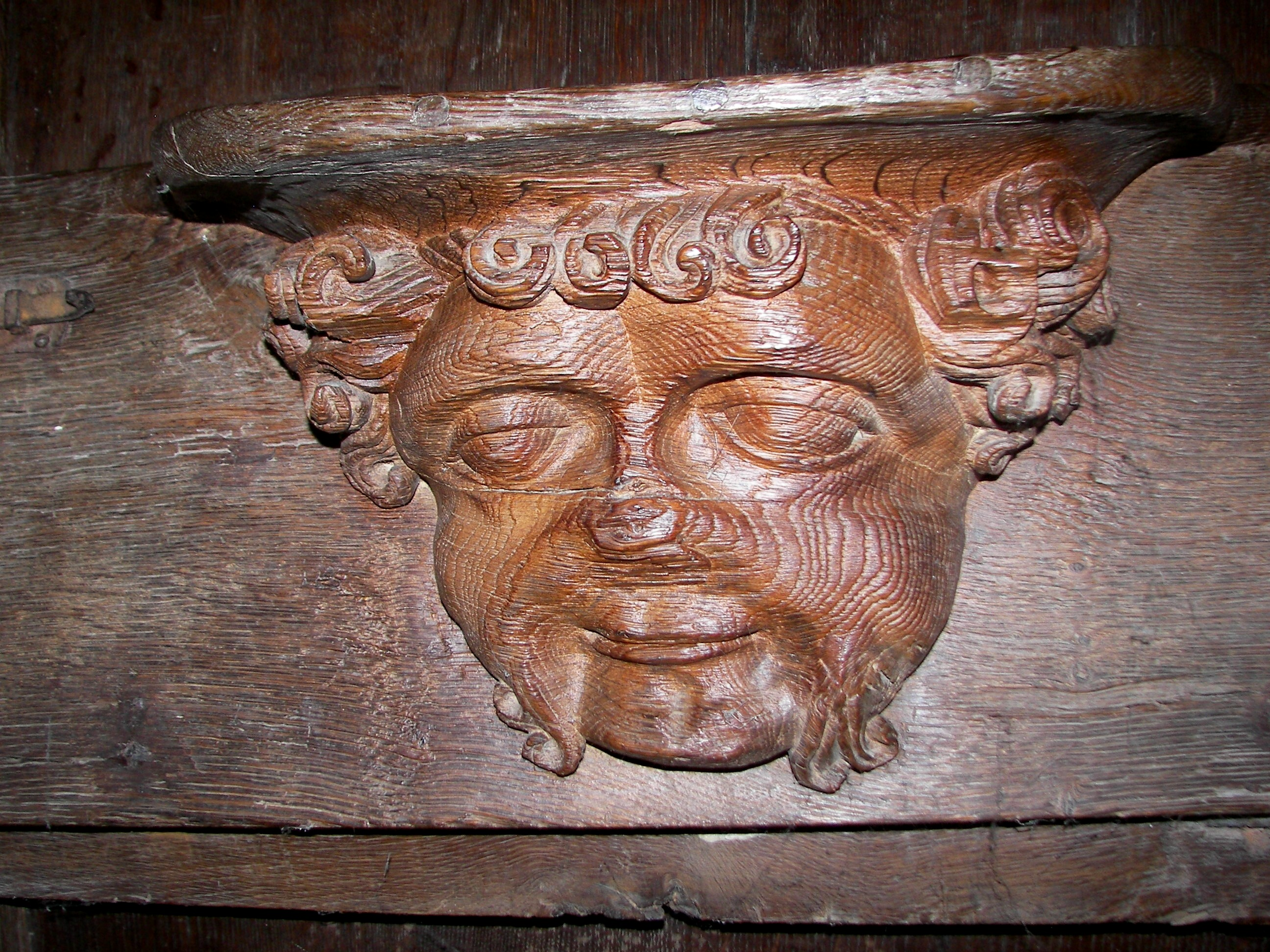
Église Saint-Waast de Boran-sur-Oise.
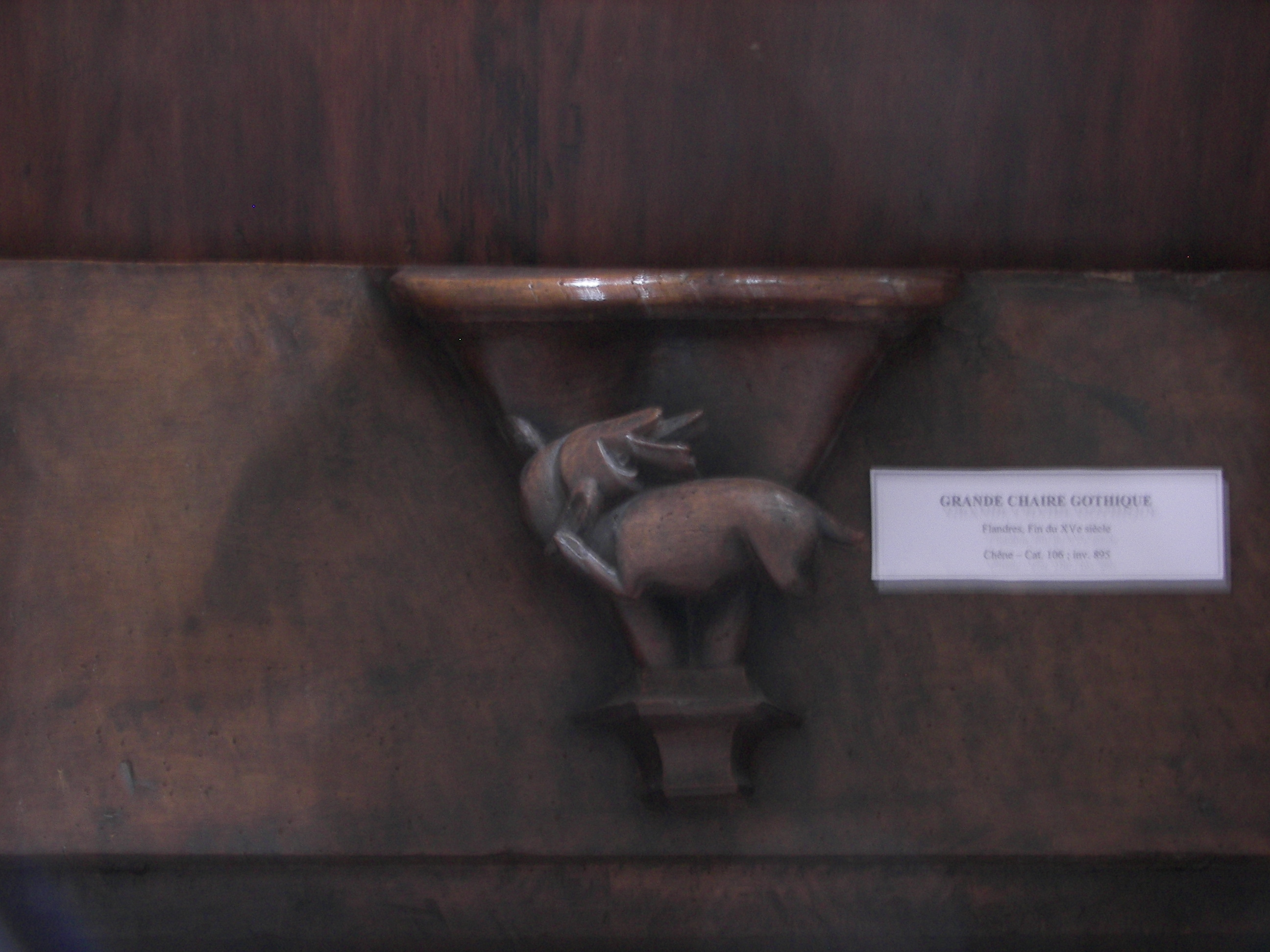
Musée Jacquemart-André à Fontaine-Chaalis.

- Gerberoy église Saint-Pierre (3) : visages + une scène rurale, volées et remplacées par un modèle unique des plus simples.

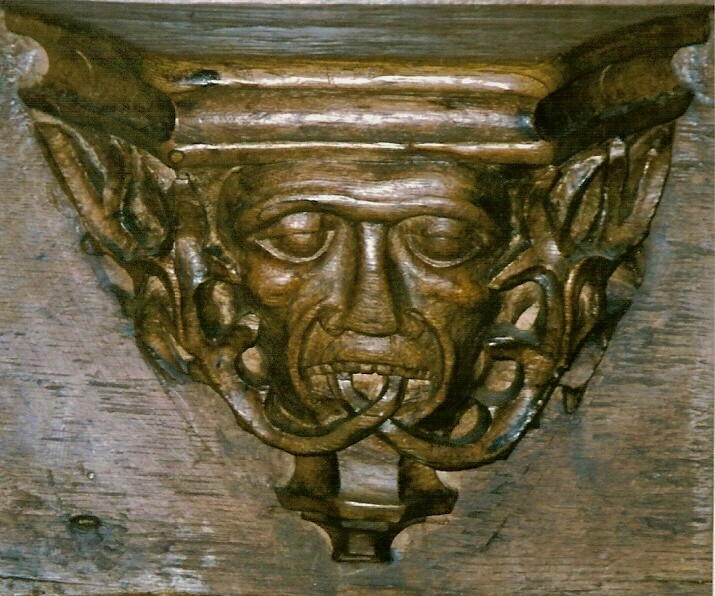
Miséricordes volées
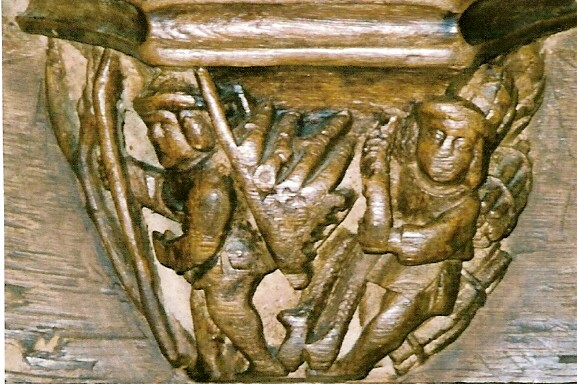
dans l'église Saint-Pierre
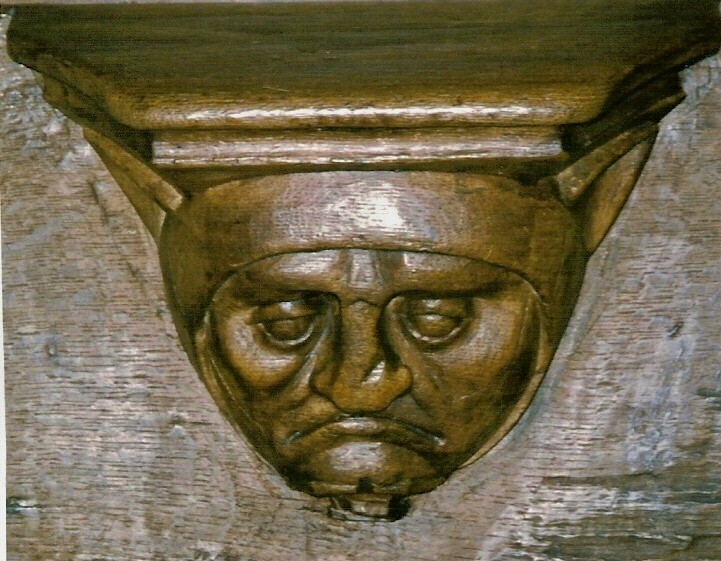
de Gerberoy.

- La Houssoye église : (18) doubles têtes d'angelots, motifs floraux de style "rocaille", mascarons fantastiques et deux doubles stalles à miséricordes simples en boules.
- Montjavoult église Saint-Martin (6) : feuillage stylisé.
- Morienval église Notre-Dame  (22) : armoiries, chauve-souris, motifs végétaux et visages grotesques.
- Néry église Saint-Martin (11) : angelots, corbeille de fruits, homme vert, crâne de bélier, visage d'homme, vases, cheval bâté.
- Noyon cathédrale Notre-Dame : classiques "rocailles".
- Ponchon église Saint-Rémi : modèle unique en forme d'aumônière. À noter, amusants strapontins en bout des bancs du chœur (XIXe siècle).
- Remy (26) église Saint-Denis : rinceaux, fleurs, têtes de morts.
- Saint-Martin-aux-Bois abbatiale (30 - ayant besoin de restauration) : illustrations de diverses expressions et proverbes, armoiries, saynètes de la vie quotidienne : diablotin dans un poirier, narguant un paysan, jeux et danses d'animaux, cavalier aux chaussures inversées… Sur les accotoirs : animaux musiciens, visages humains ou représentations allégoriques…

Deux expressions populaires illustrées sur des miséricordes de l'abbatiale de Saint-Martin-aux-Bois
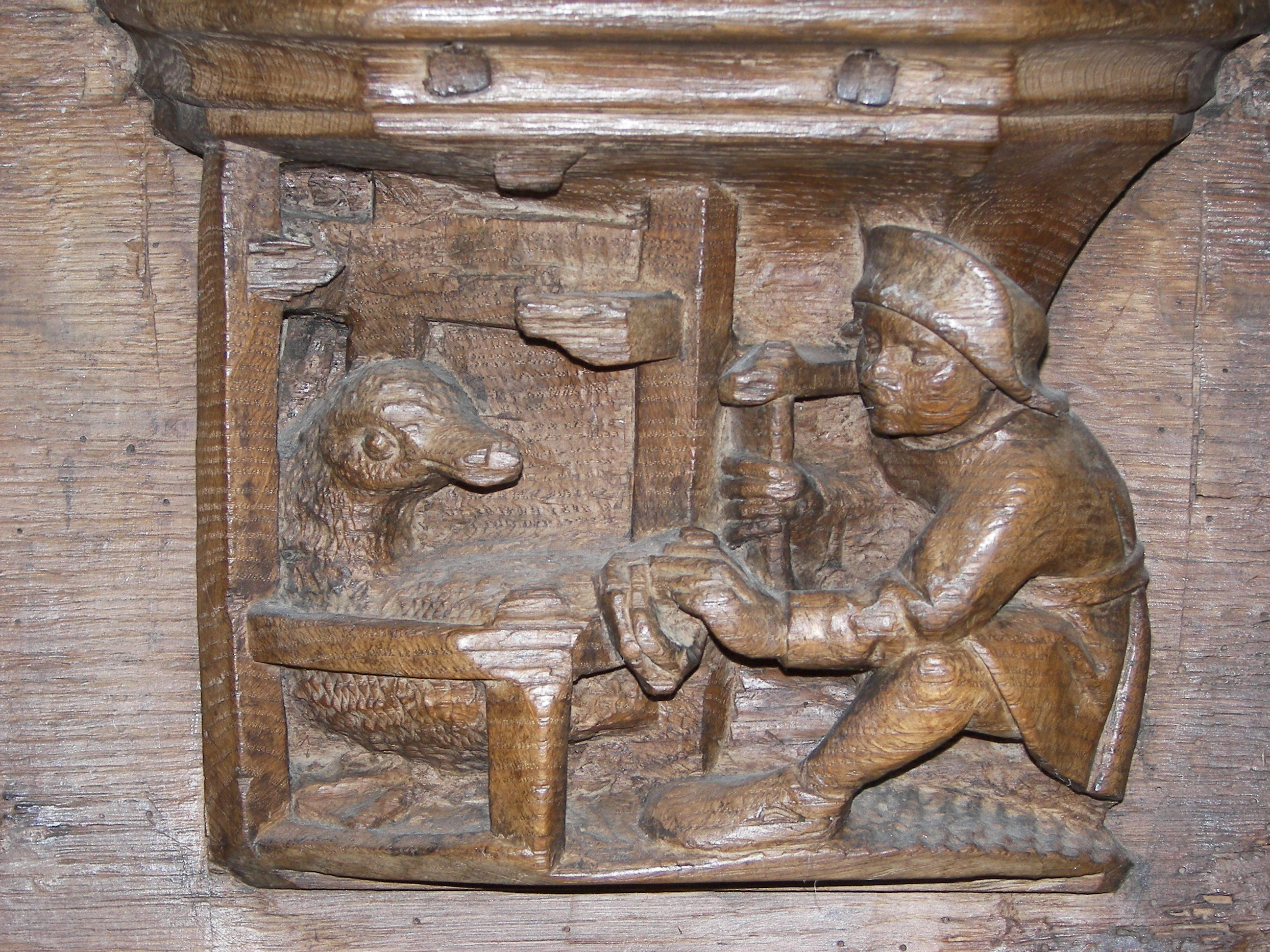
« Bête à ferrer une oie. »
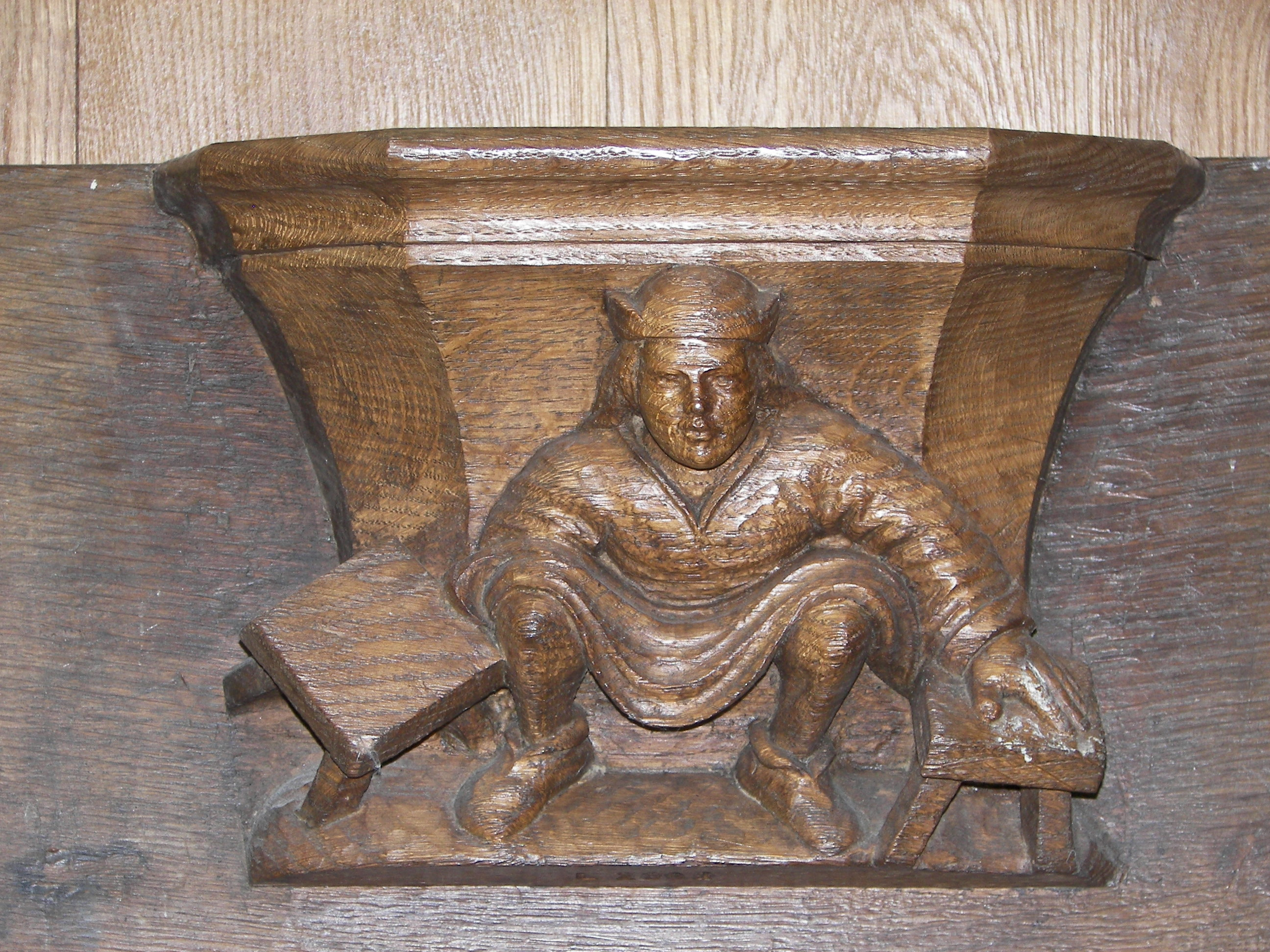
« Assis entre deux chaises. »

- Villers-Saint-Paul église Saint-Pierre-et-Saint-Paul (18) : visages d'hommes, de femmes et d'anges, masques fantastiques ou monstrueux, beaucoup présentant des ressemblances avec les miséricordes de l'église Saint-Étienne de Beauvais.

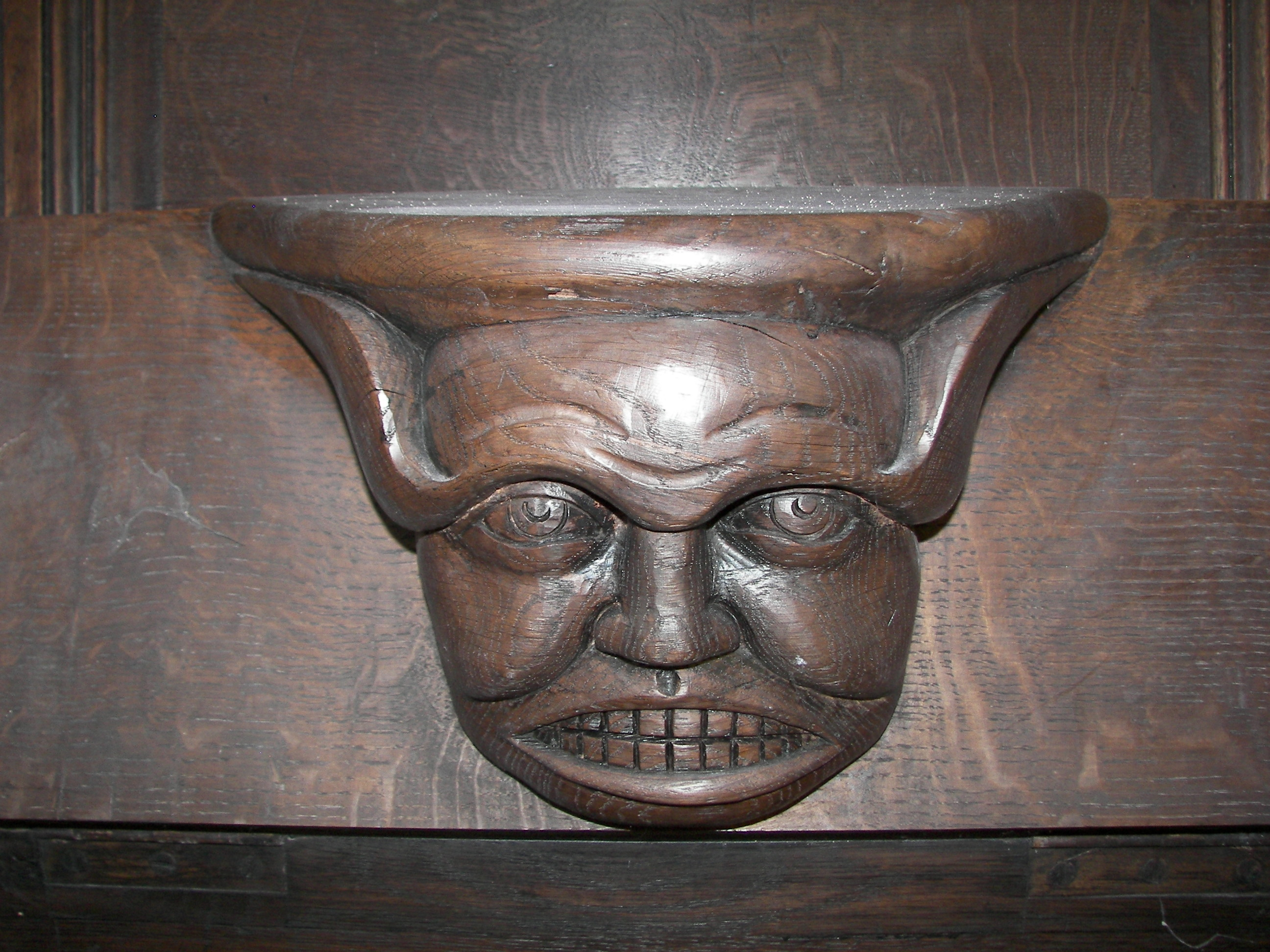
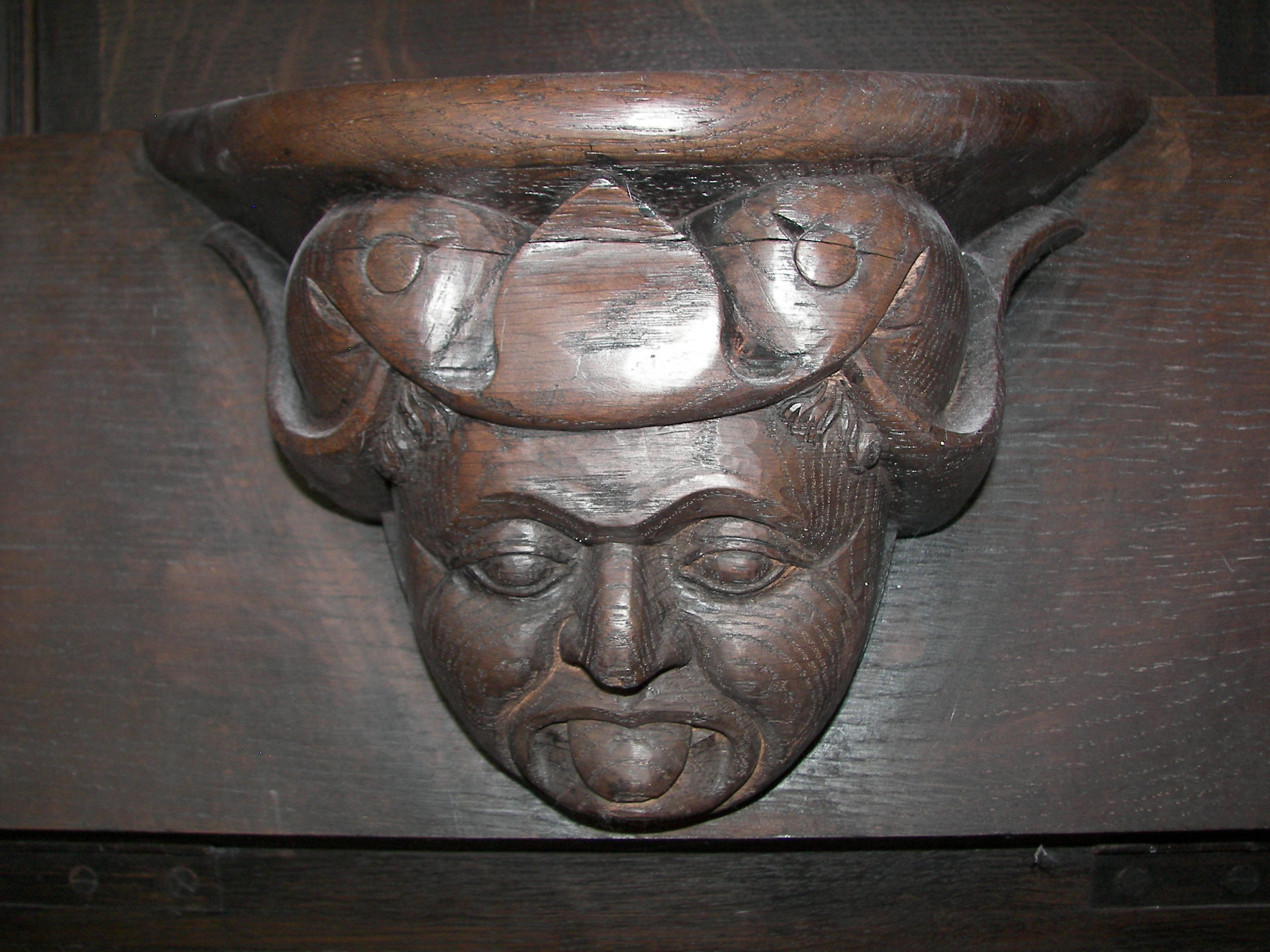
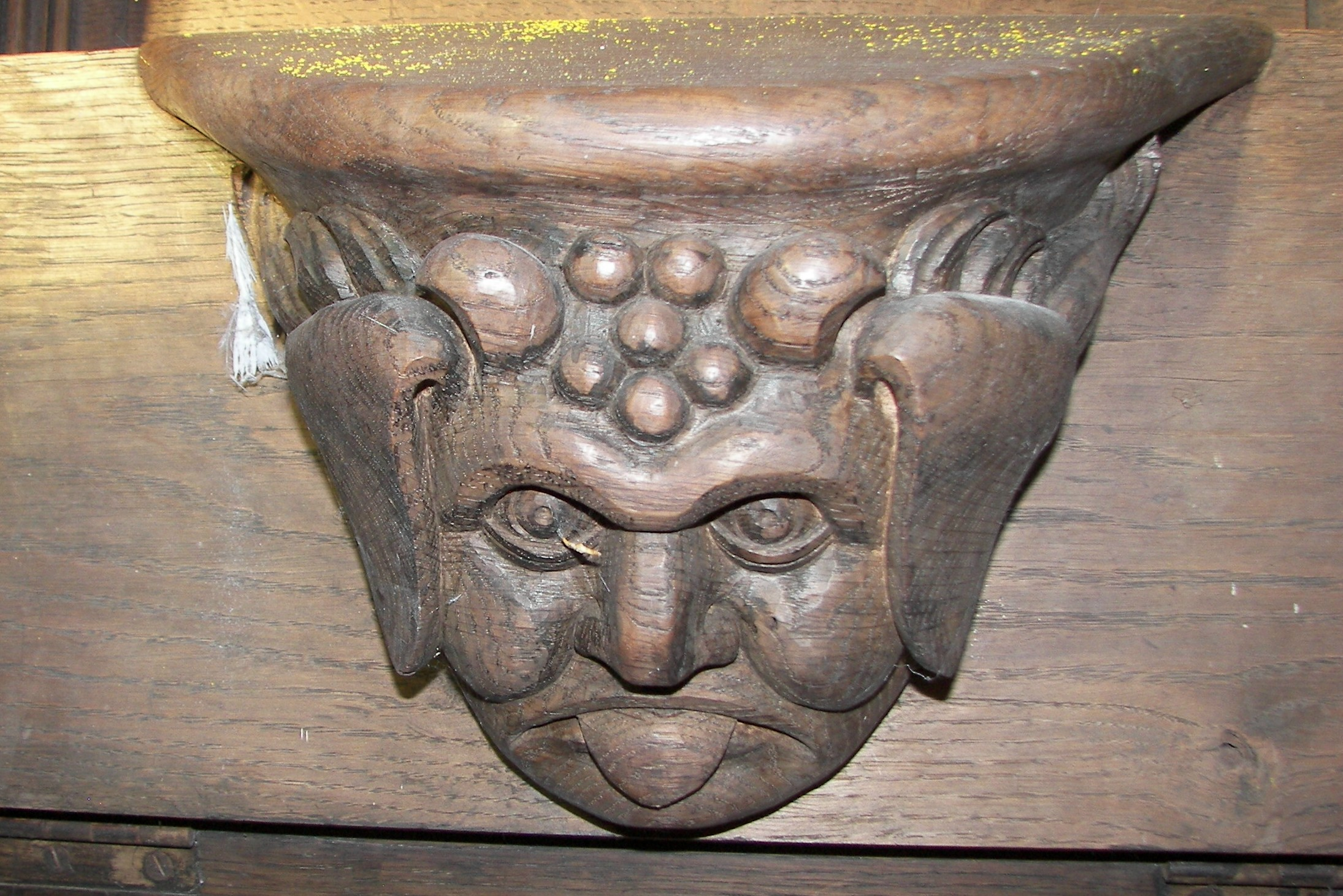
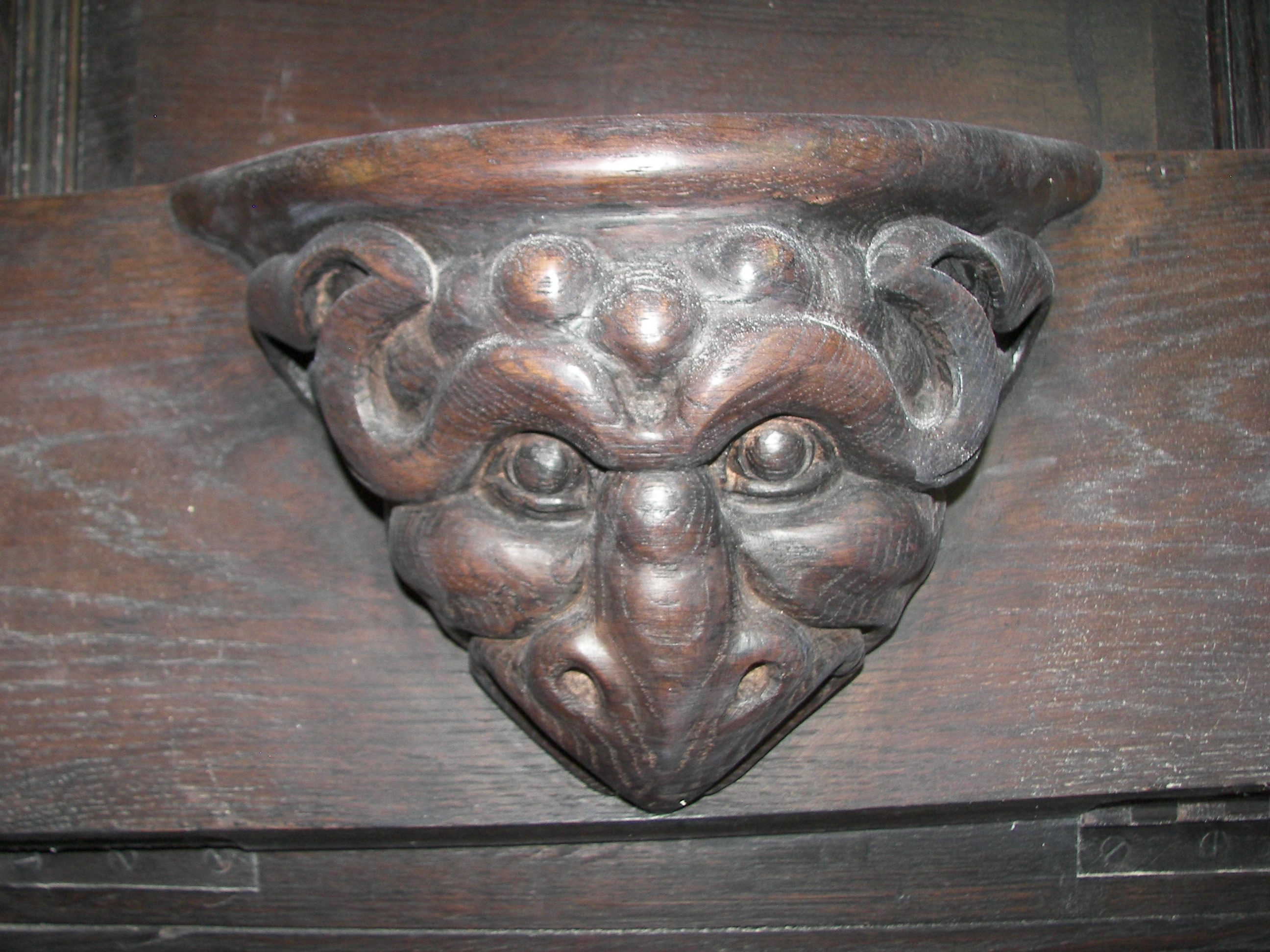
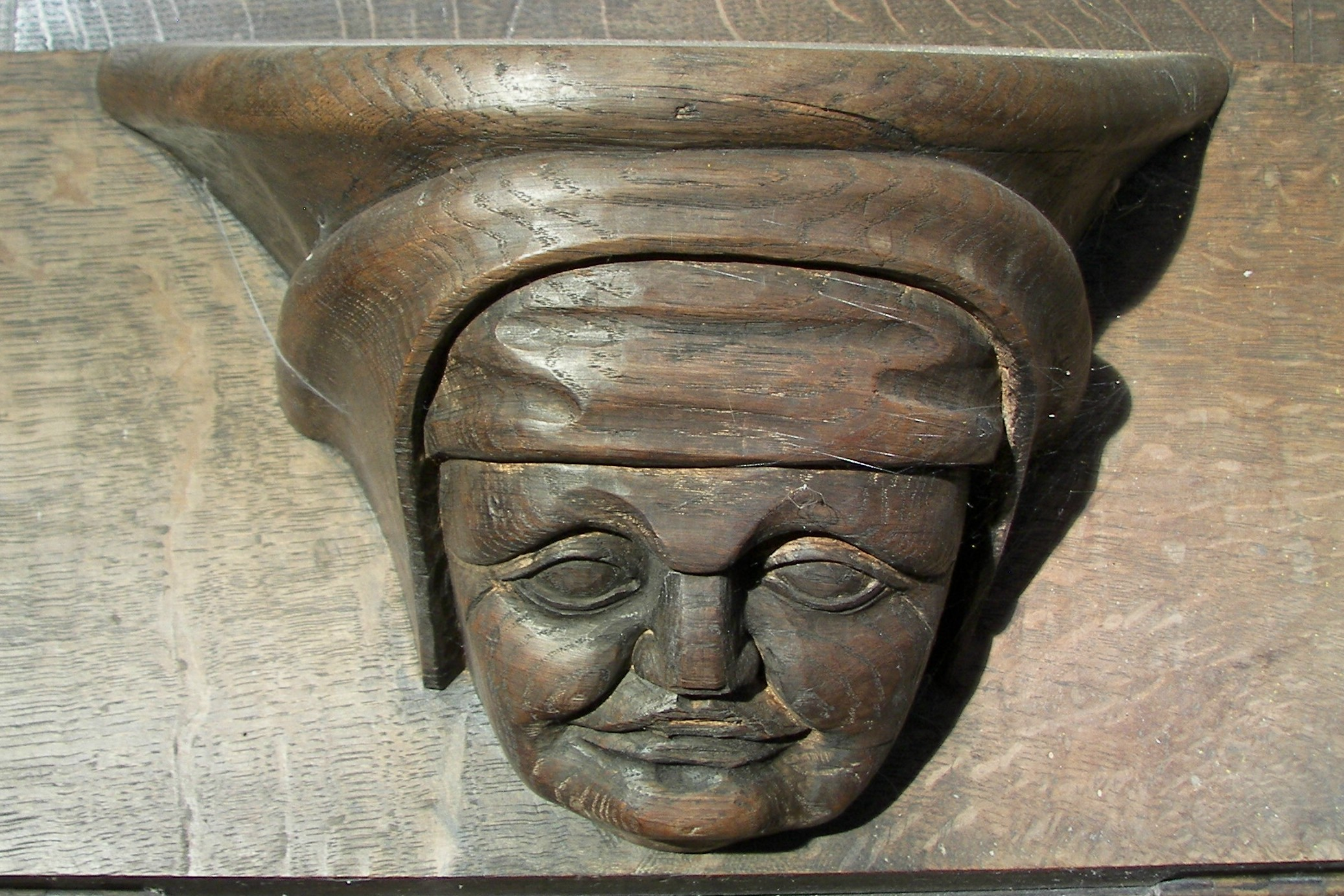
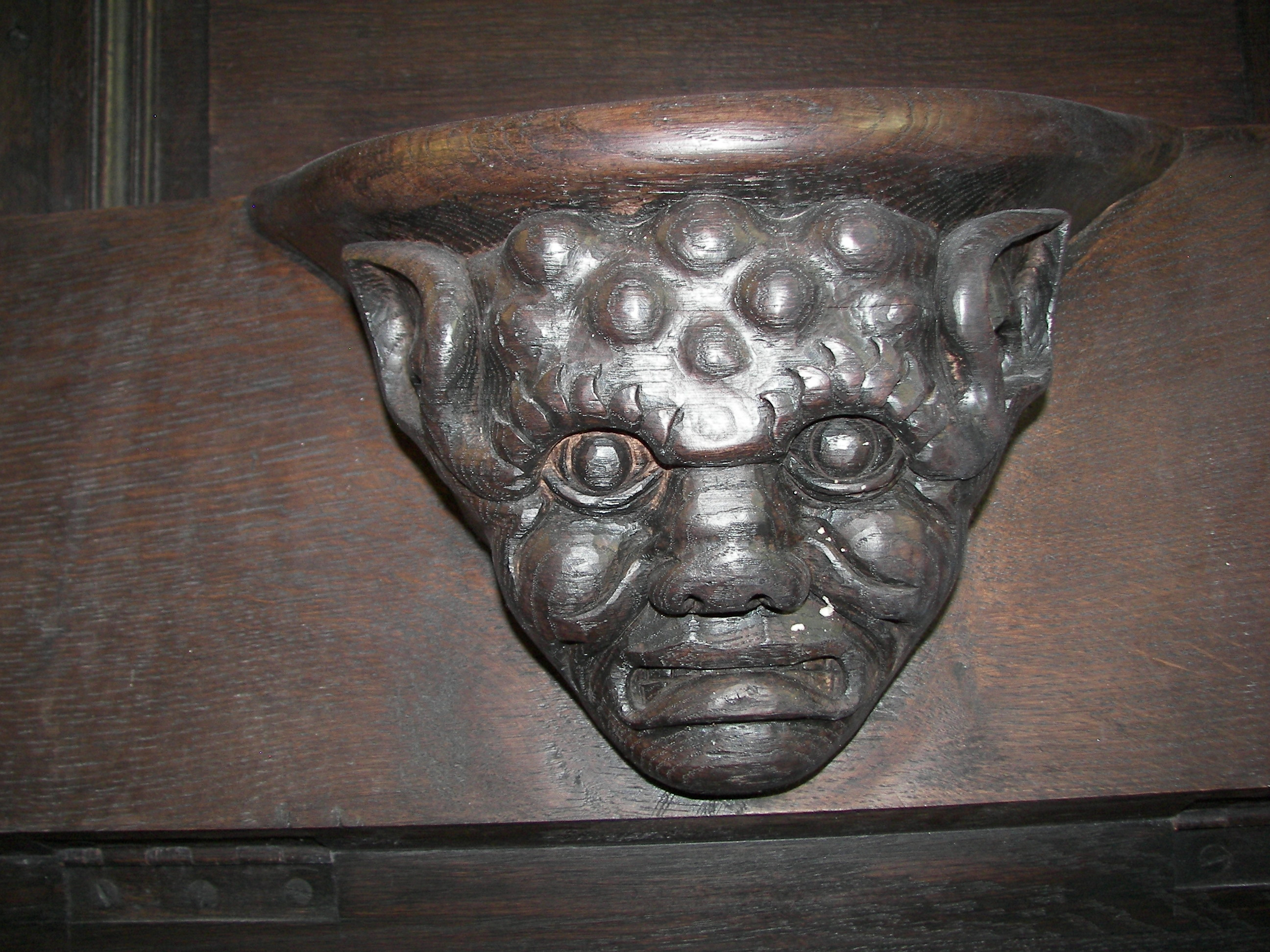
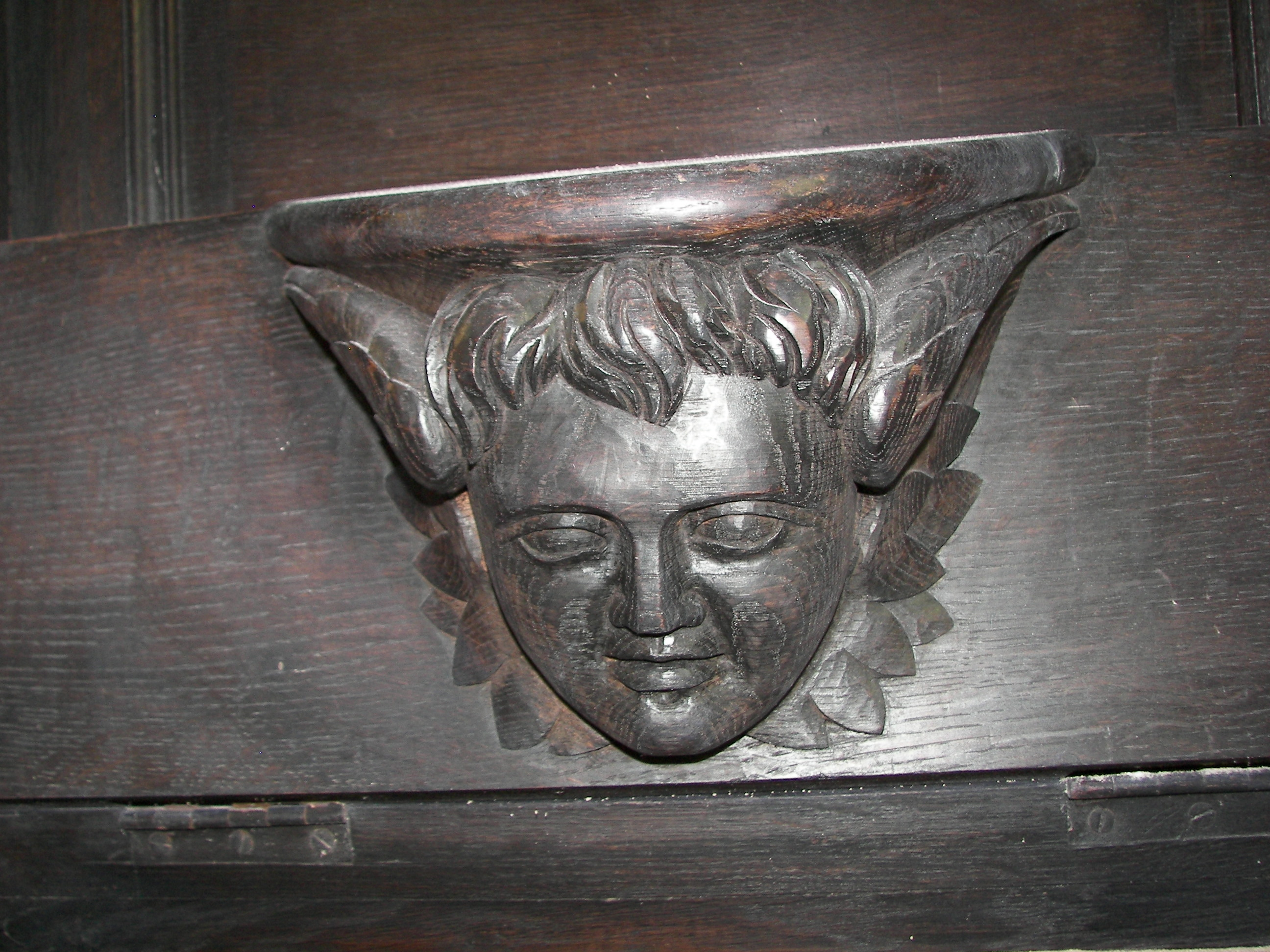

### Orne61
- L'Aigle église Saint-Martin en Ouche : visages d'anges et feuillage.
- Argentan église Saint-Germain : visages, arc et carquois.
- Avoine église Saint-Aignan (4) : bouc ailé, masque végétal et deux femmes portant l'une une maquette d'église, l'autre une tour et un oiseau (Sainte-Barbe ?).
- Longny-au-Perche (16) église Saint-Martin : têtes de dragons, griffons, visages d'anges et masques fantastiques, bustes de femmes.
- Lonlay-l'Abbaye abbatiale Notre-Dame (26 à feuilles d'acanthe dans les chapelles + 22 dans la nef) : visages humains aux coiffures originales, faces à grandes oreilles, faune, cygnes et médaillon.
- Mortagne-au-Perche (23) église Notre-Dame : Motifs de style "rocaille" en rinceaux, coquilles, feuillages, médaillons, entrelacs, guirlandes et festons.
- Saint-Germain-de-la-Coudre église (8).
- Saint-Martin-du-Vieux-Bellême église (11 dans le chœur + 1 dans une cathèdre) : visages en médaillons, griffon, dragon et lion, motifs végétaux.
- Sées cathédrale Notre-Dame : oiseaux et leurs petits, tête de lion mordant un anneau (façon heurtoir de porte) et visages d'anges simples, jumeaux ou triples.

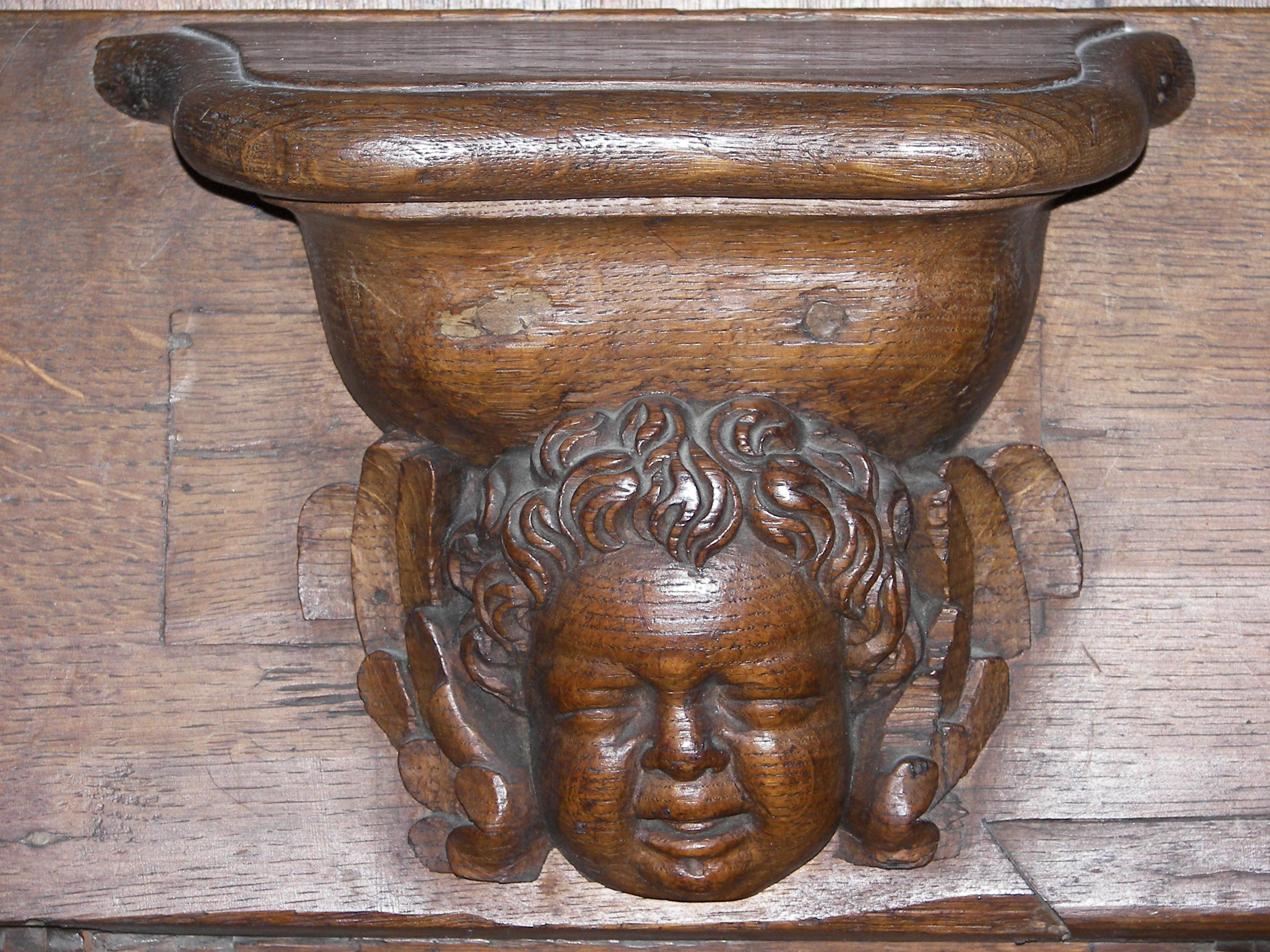
Têtes d'anges
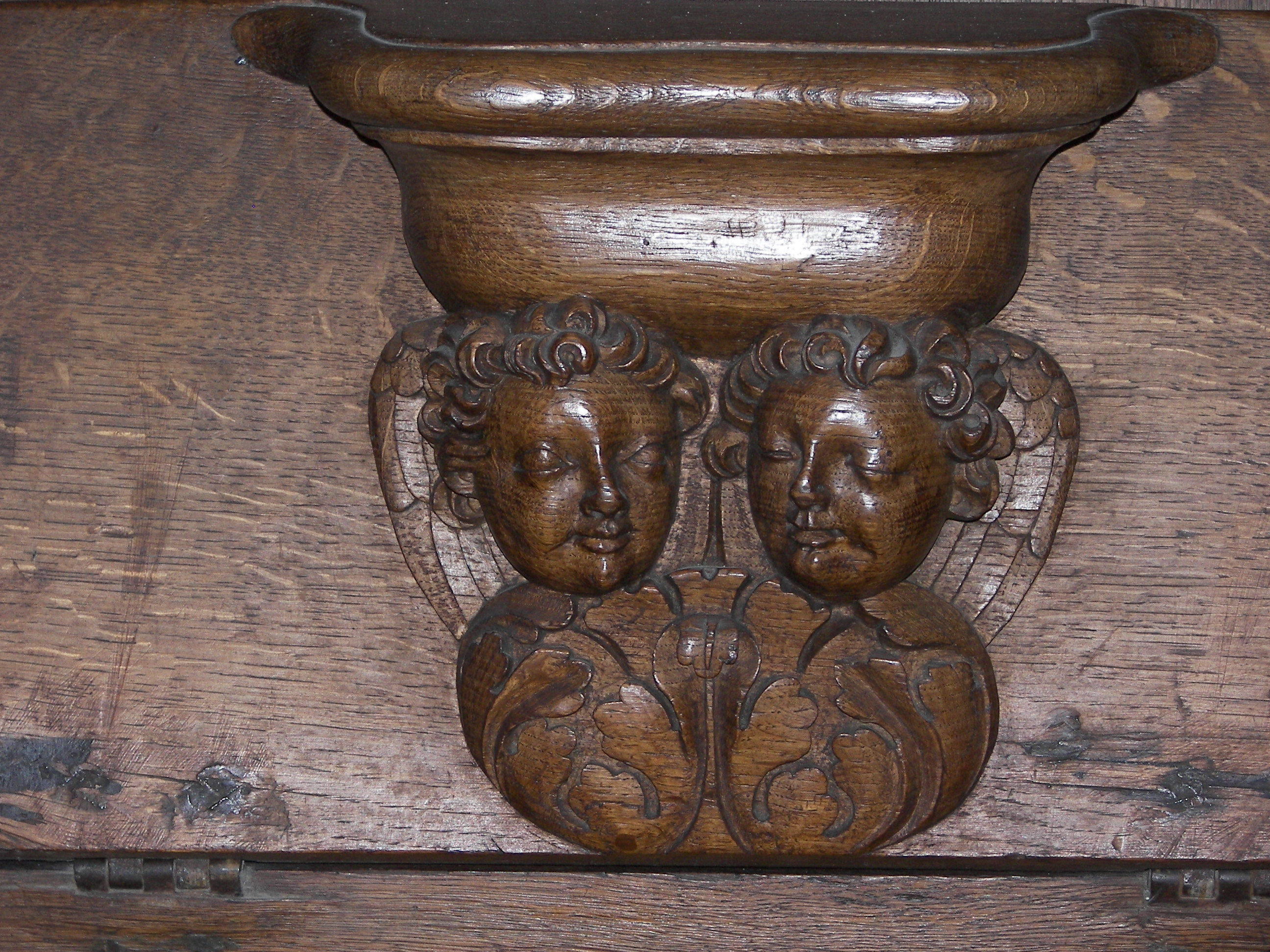
du chœur de la
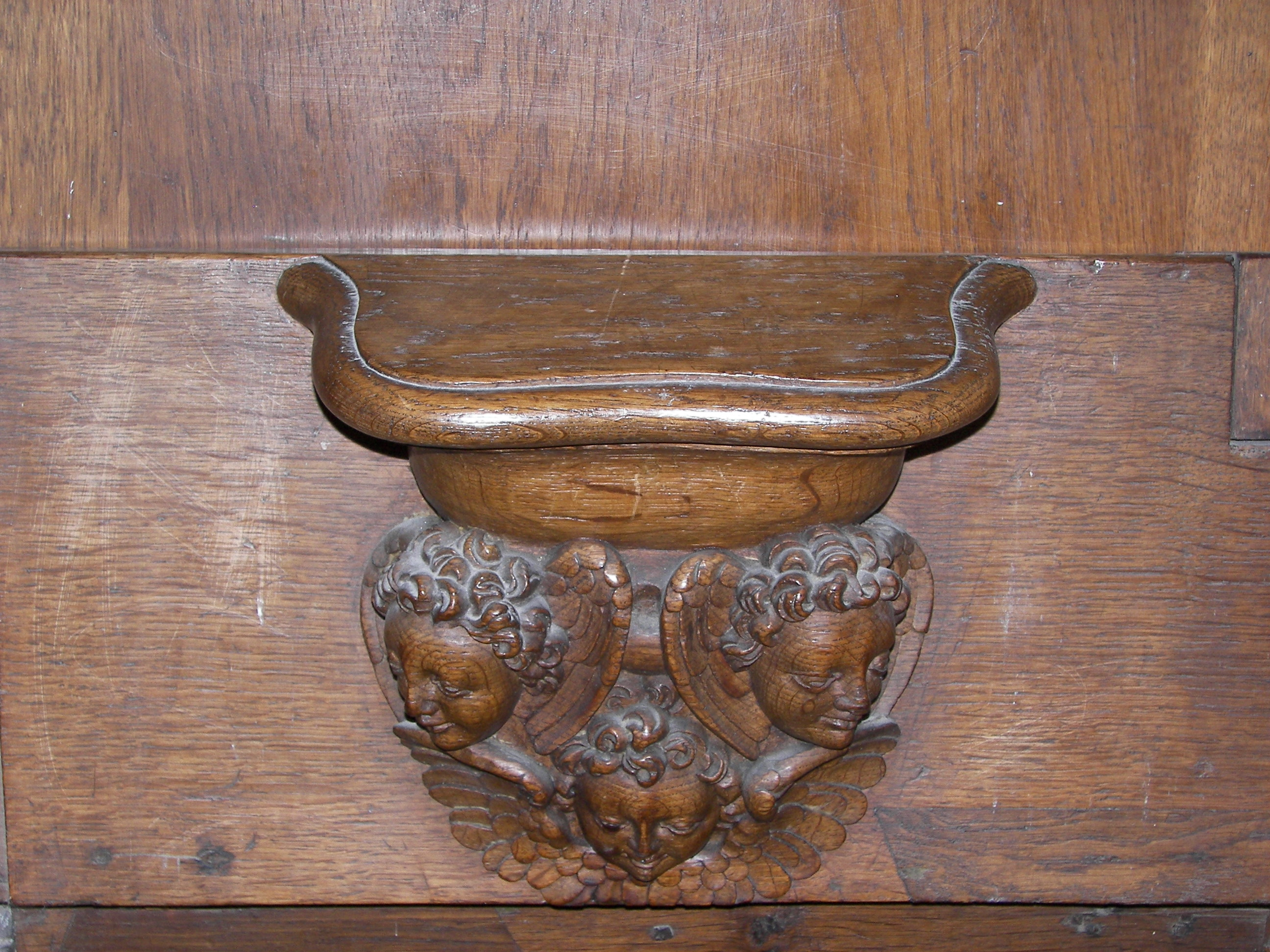
cathédrale de Sées.

- Tourouvre église Saint-Aubin : feuillages et rameaux, animaux domestiques (bœuf/chien), sauvages (lion/sanglier/serpent) ou fantastiques (dragon).
- Villiers-sous-Mortagne église Saint-Prix (2).

## P

### Paris75
- Basilique Sainte-Clotilde : motifs végétaux et floraux.
- Église Saint-Gervais Saint-Protais (25) : scènes de la vie quotidienne, activités artisanales, visages d'anges, figures symboliques (salamandre, sirène, faune, etc.). Chapelle au sud de l'église :

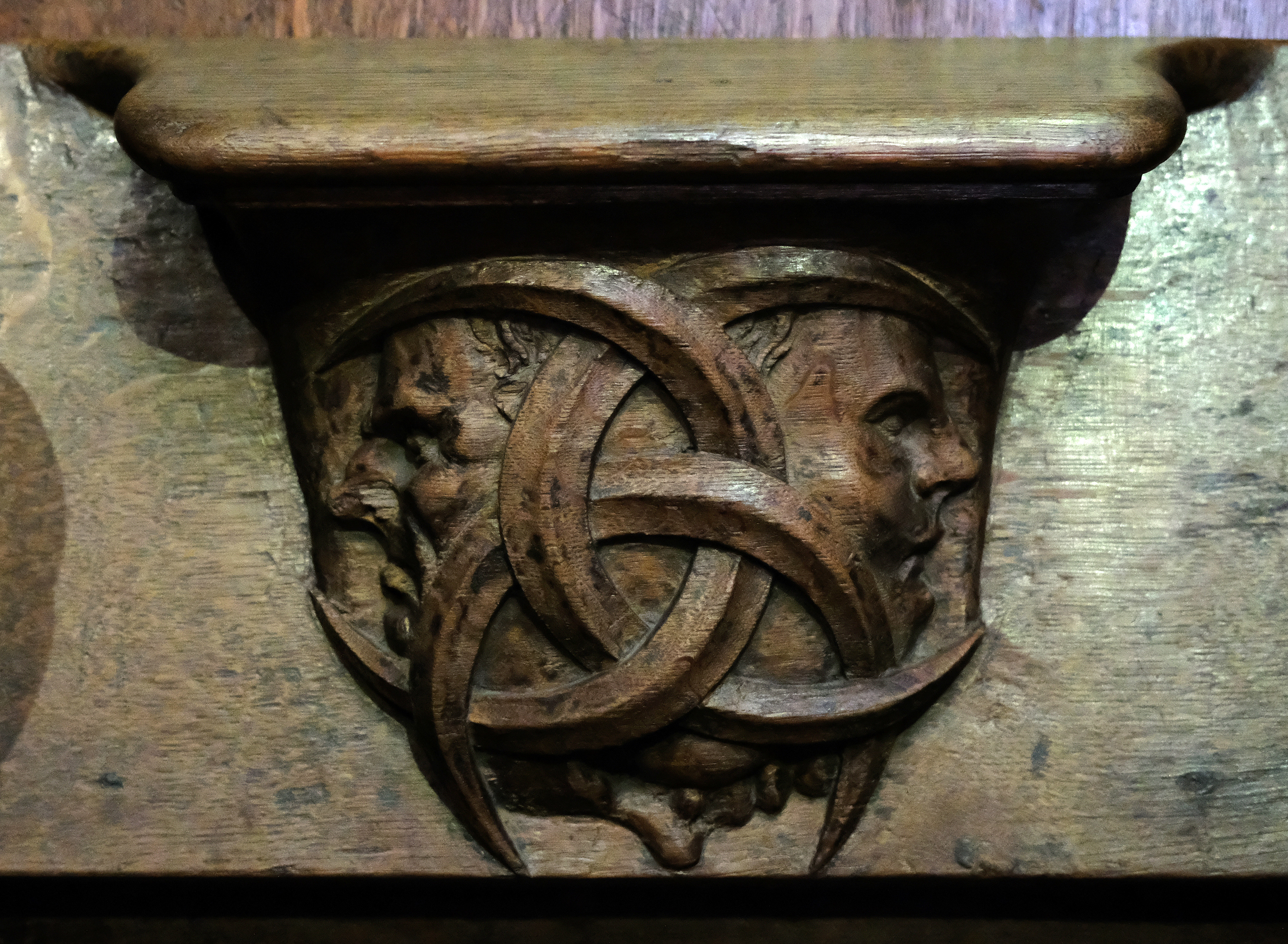
Image de blason : croissants de lune d'Henri II.
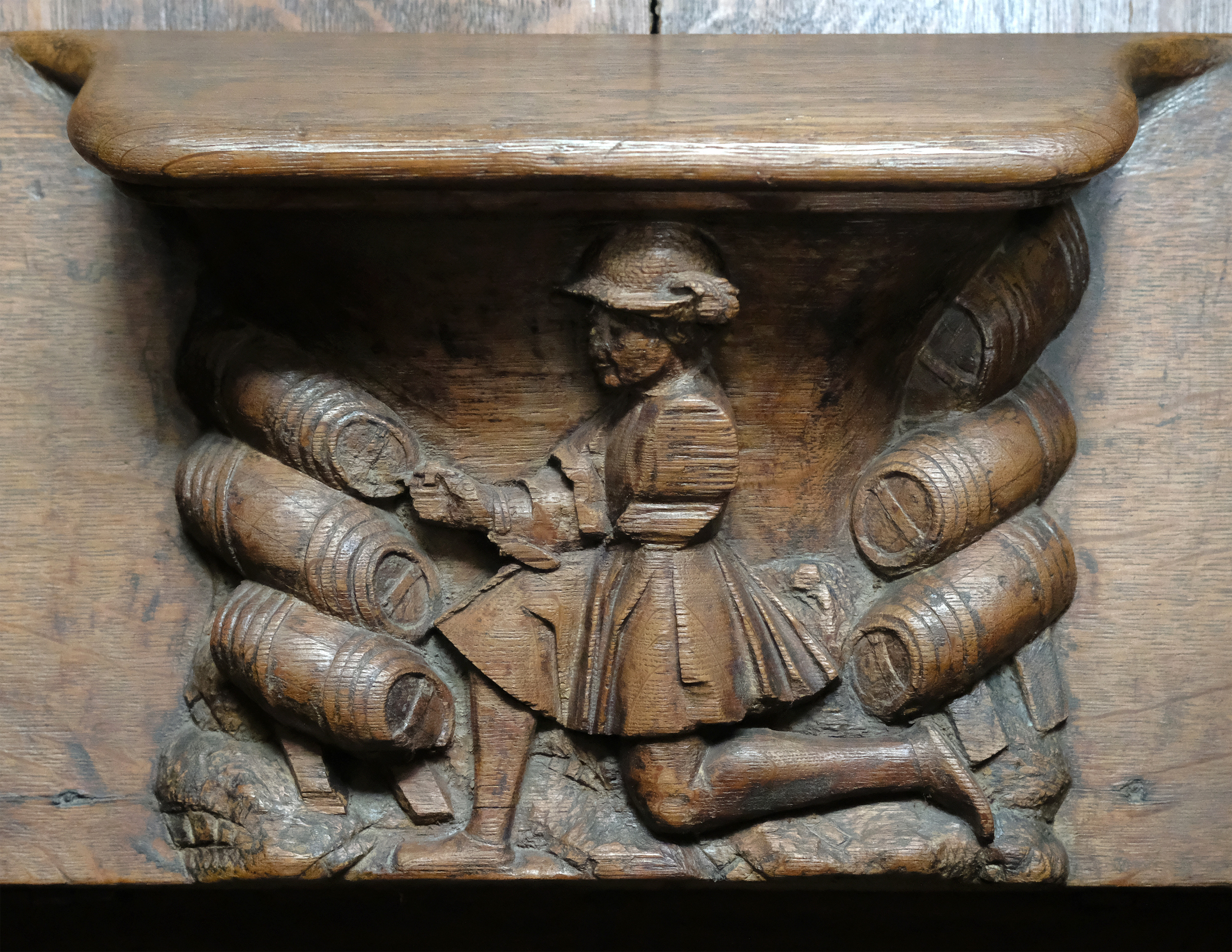
Image d'un métier : vigneron ou marchand de vin.
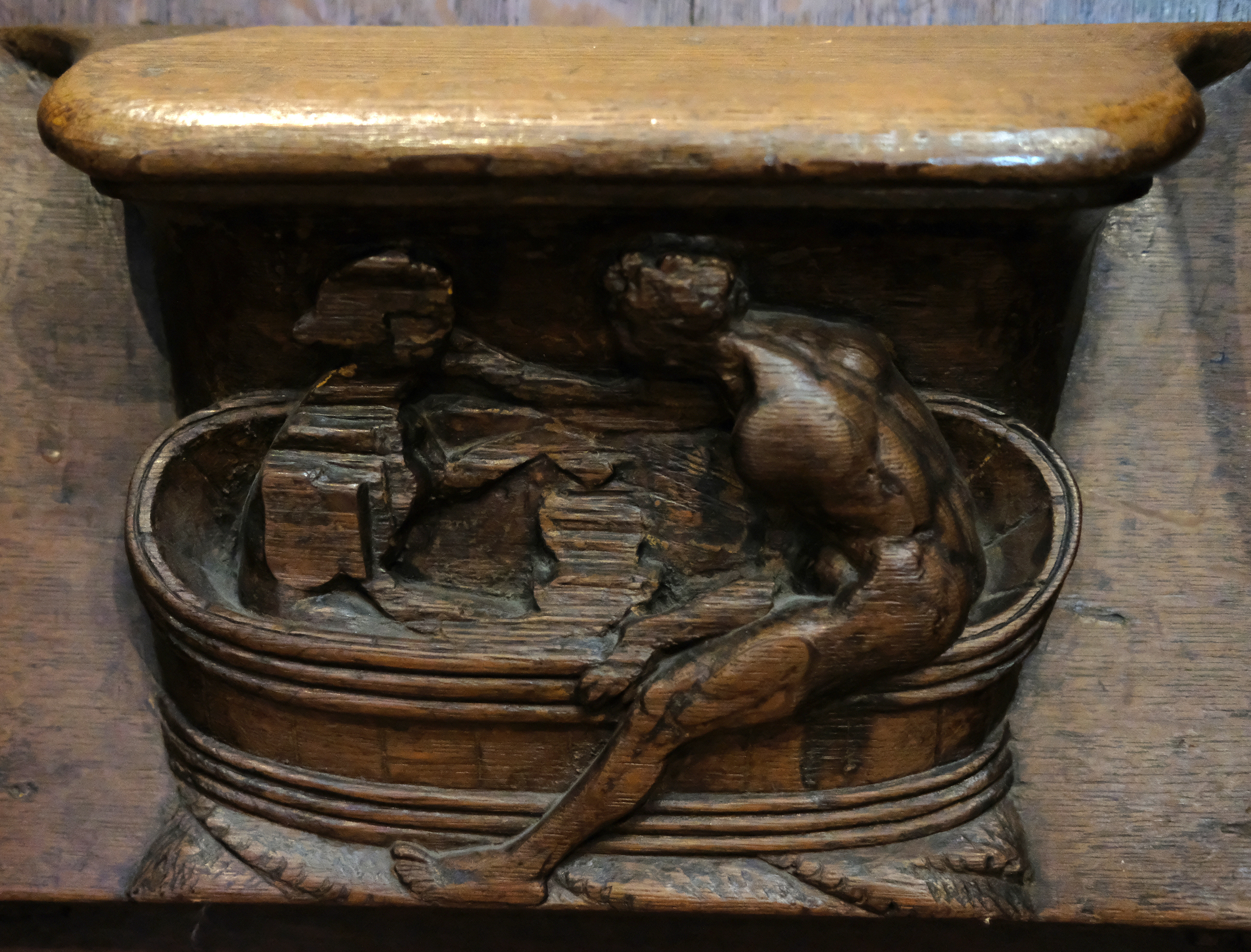
Image licencieuse censurée : couple prenant un bain.
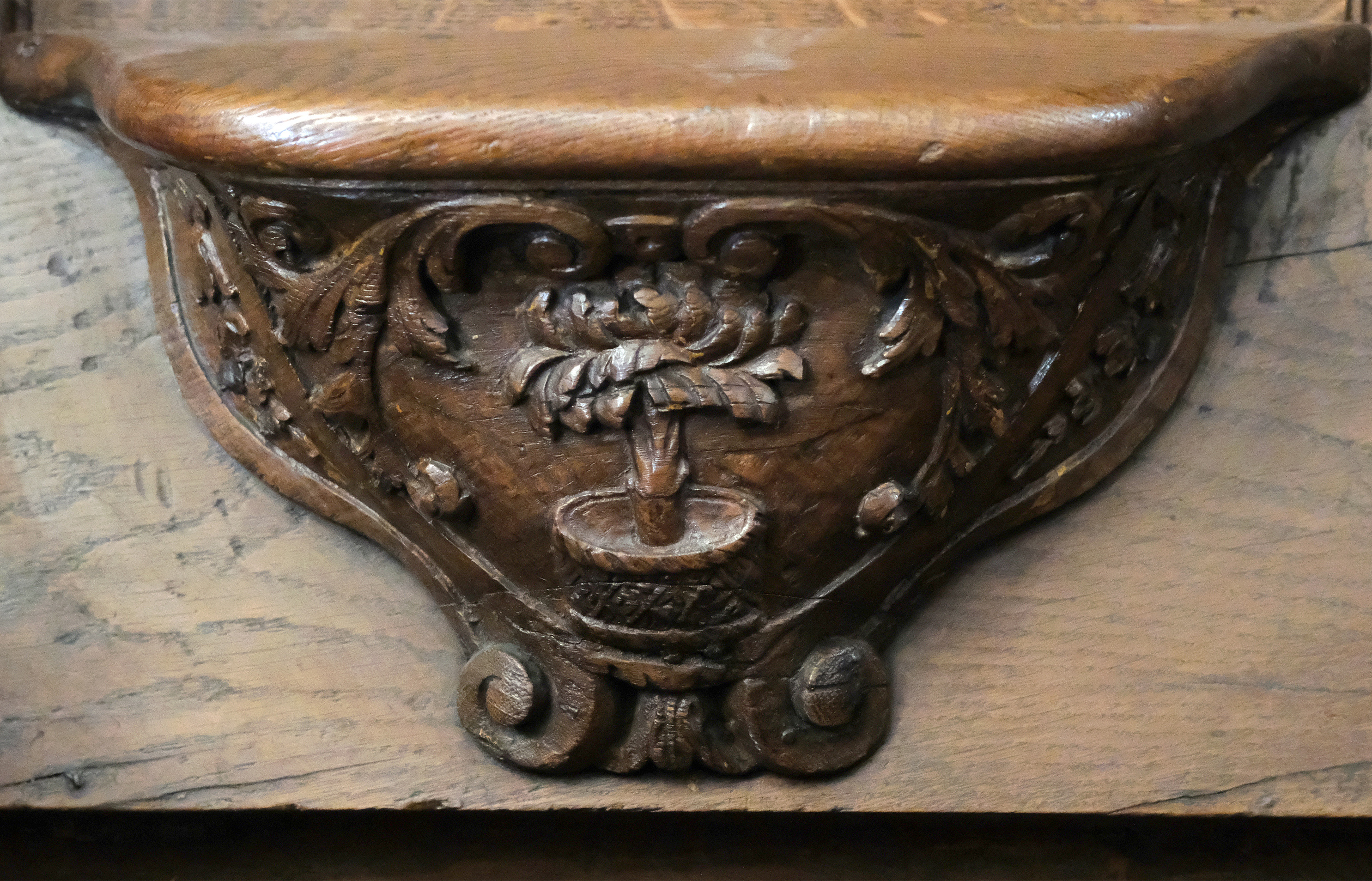
Orme Saint-Gervais.
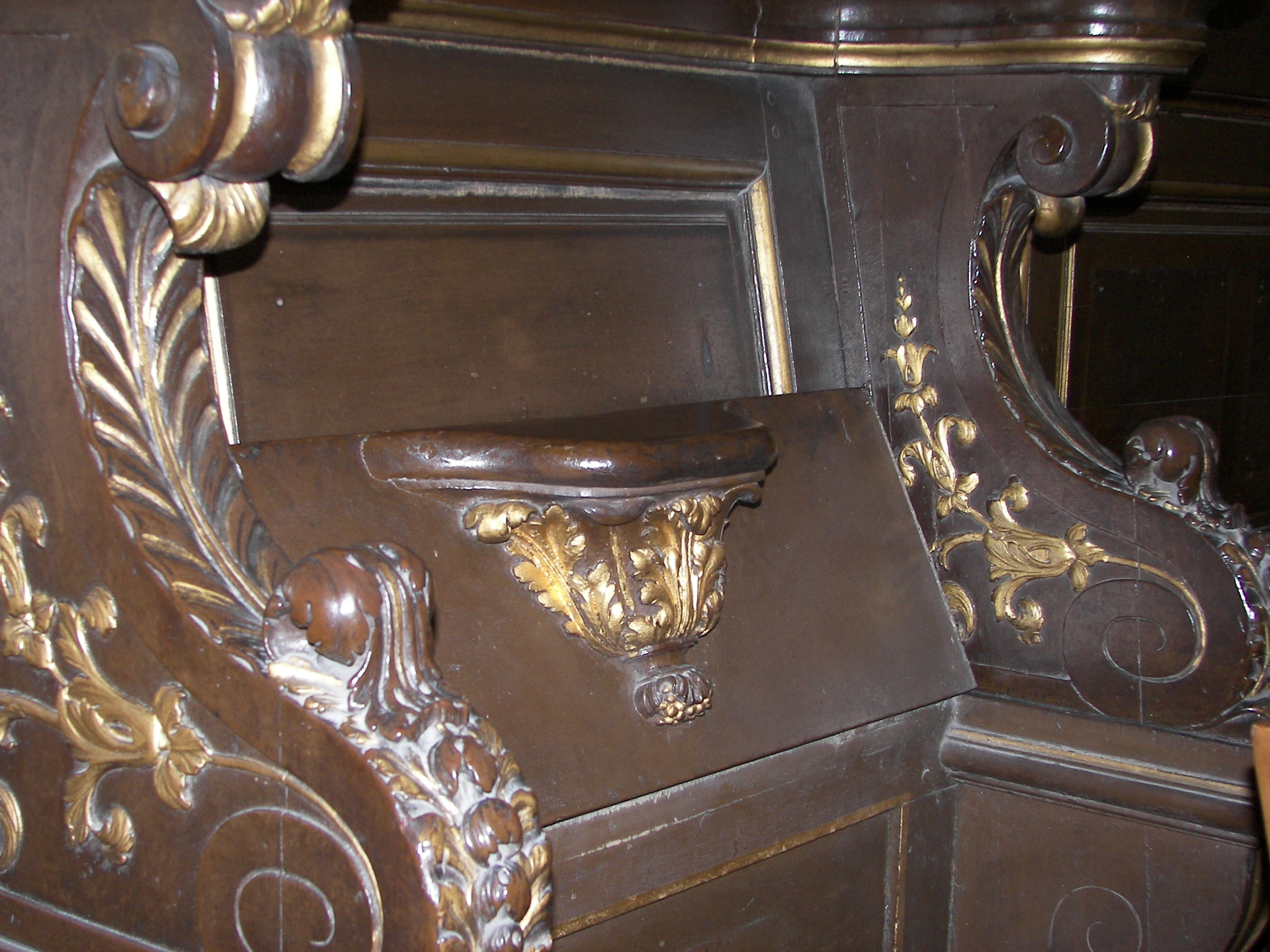
Miséricorde dorée dans une stalle "de luxe" style classique feuille d'acanthe.
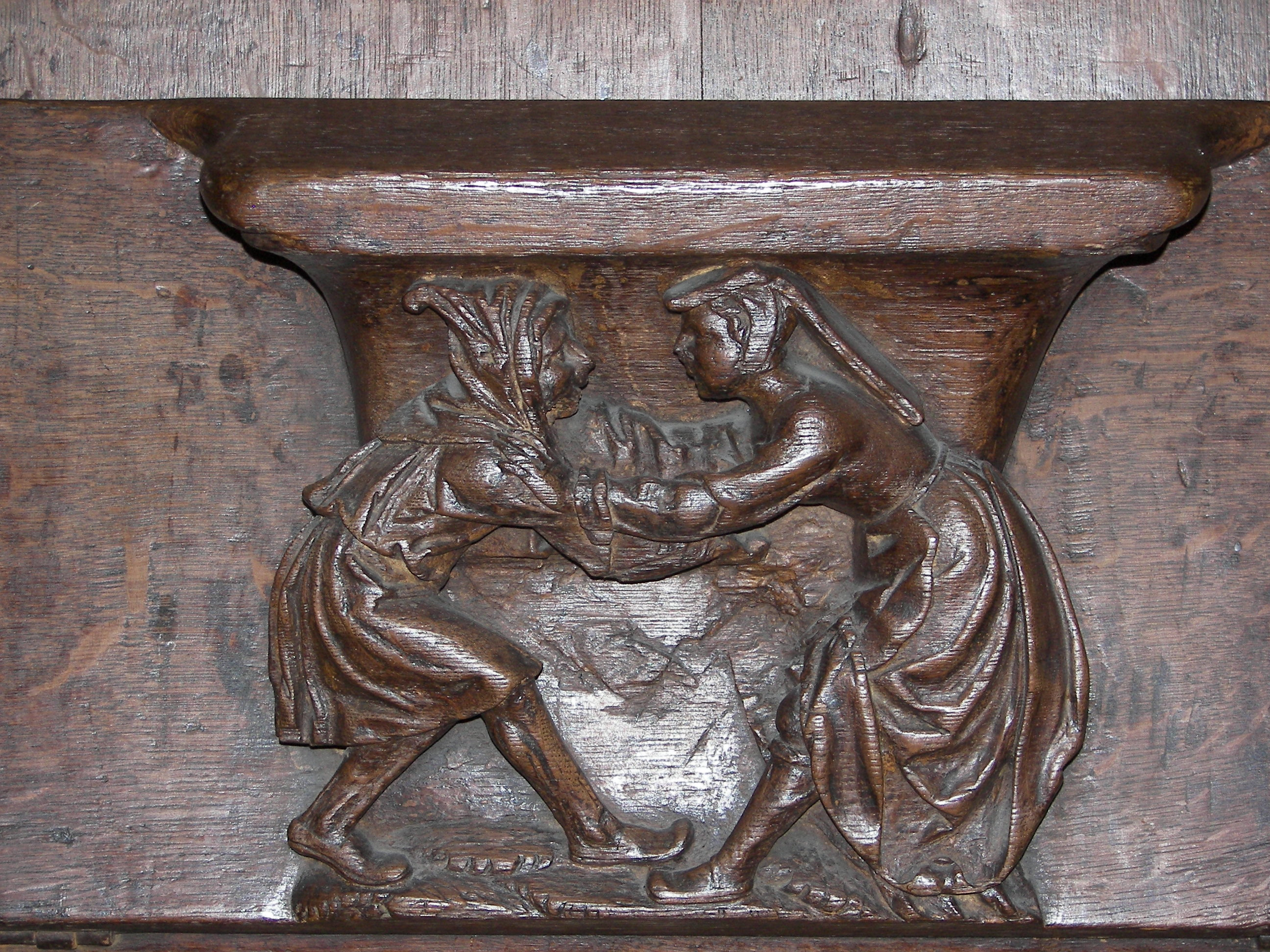
Saint-Gervais saint-Protais.
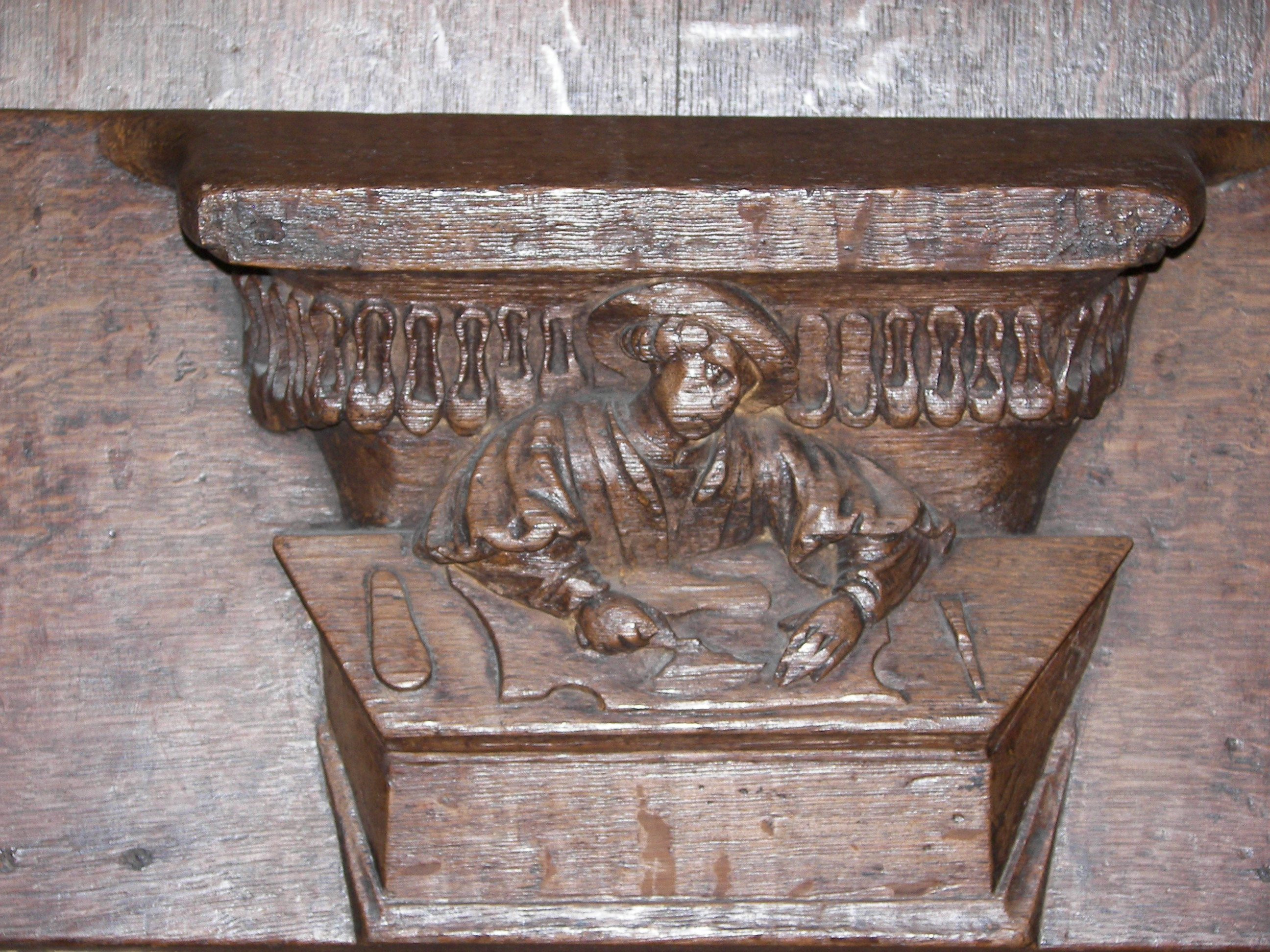
Saint-Gervais saint-Protais.

- Église Saint-Louis des Invalides : un modèle unique palmes/feuillages (probablement XVIIIe siècle).
- Musée Bourdelle : atelier de l'artiste (3) : ensemble de trois stalles aux miséricordes naïves (deux visages et un motif végétal).
- Musée de Cluny : miséricordes du XVe siècle provenant principalement de l'ancienne  abbaye Saint-Lucien de Beauvais : scènes de la vie quotidienne, activités professionnelles (boulanger, meunier, tonnelier), jeux, danses et acrobaties, goupil jouant de l'orgue, chat sur un soufflet.

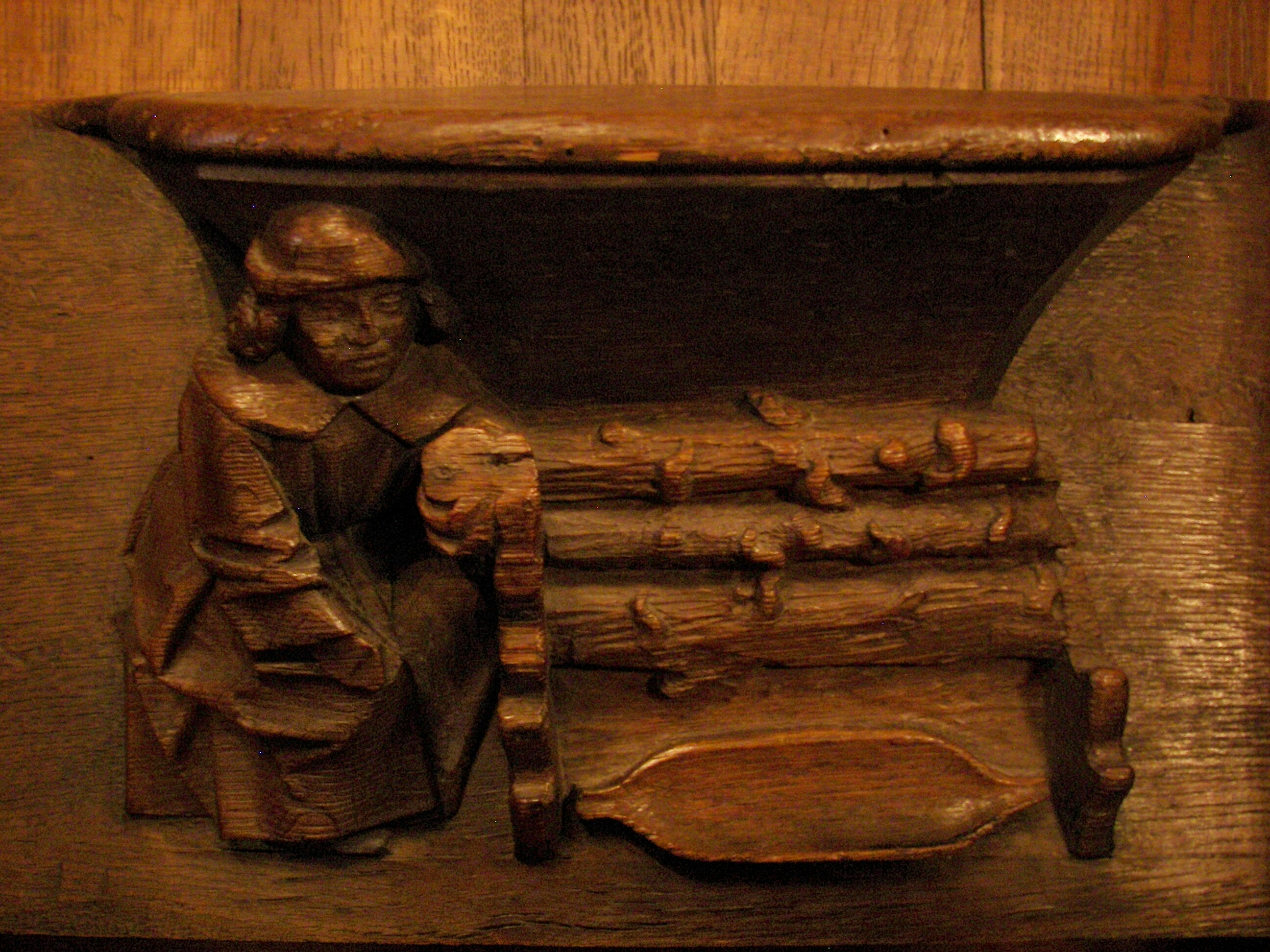
Miséricordes
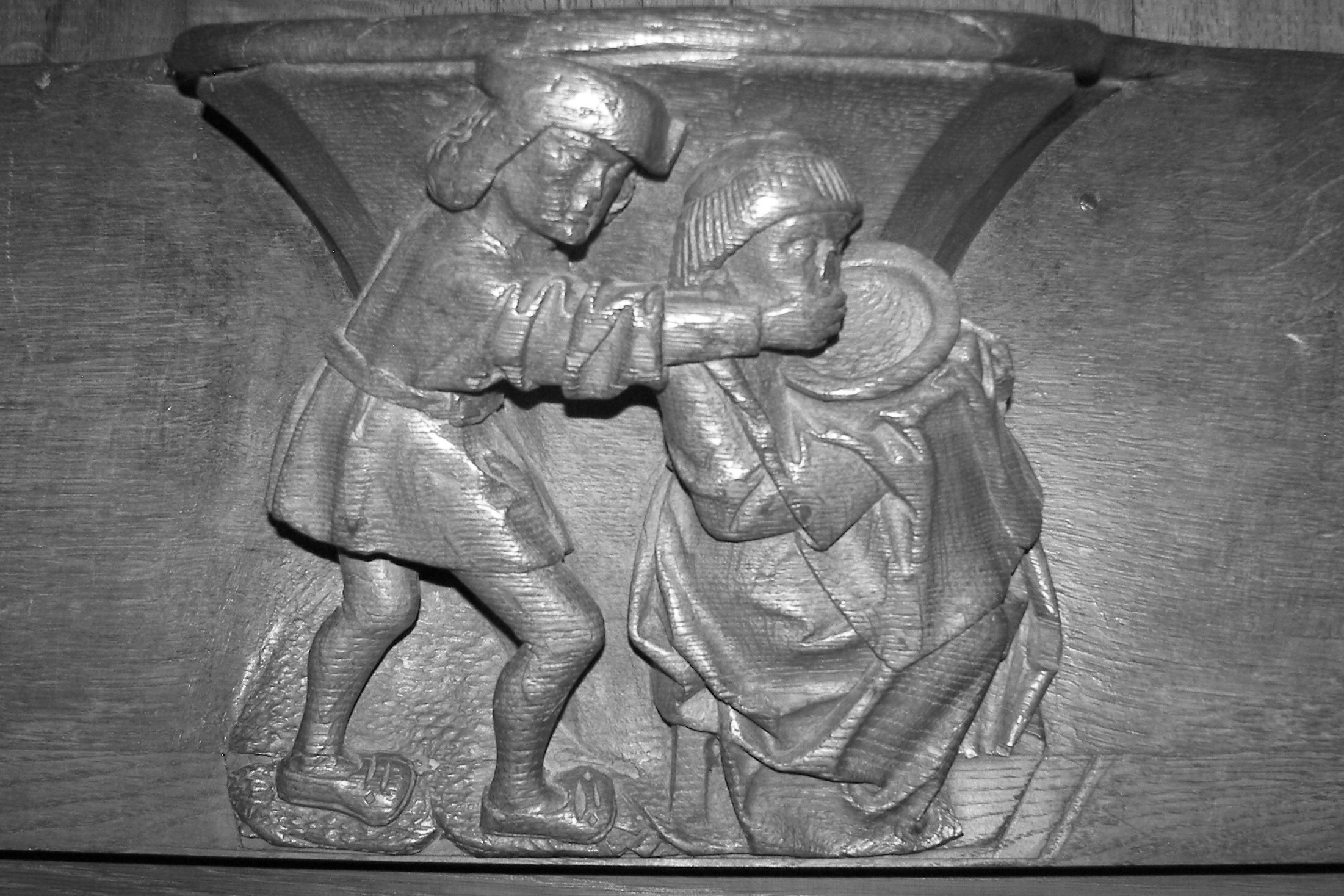
du musée
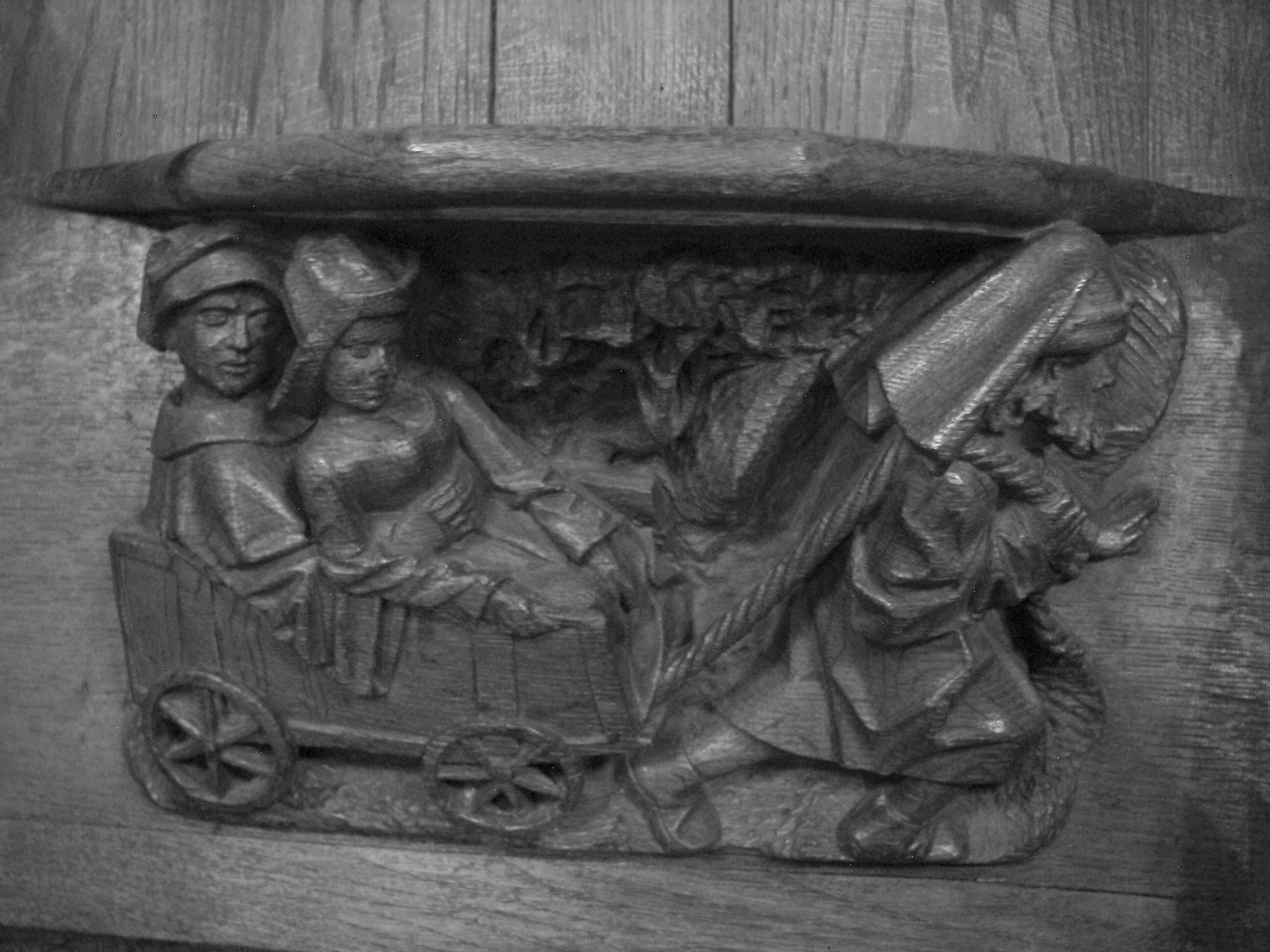
du Moyen
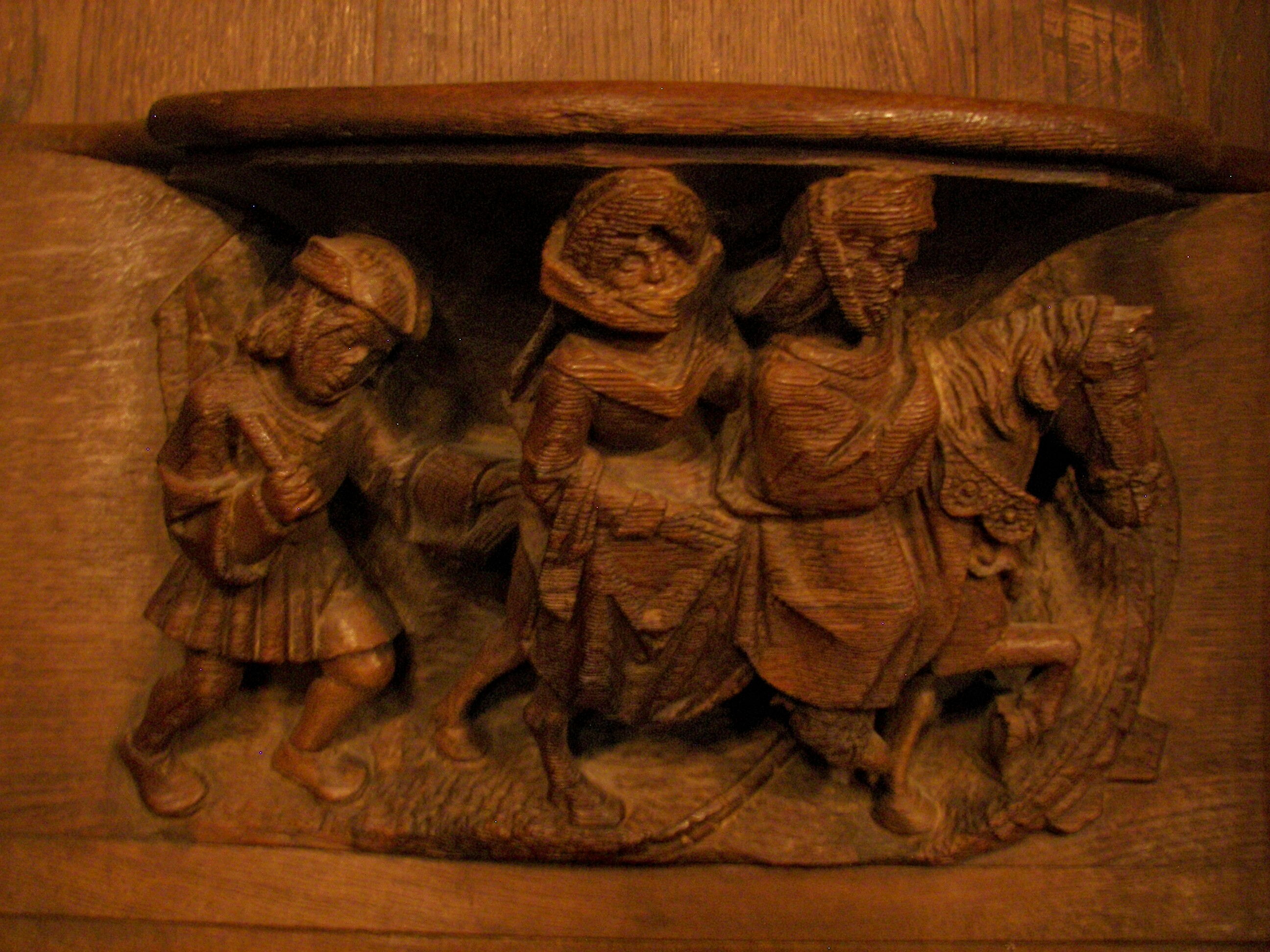
Âge
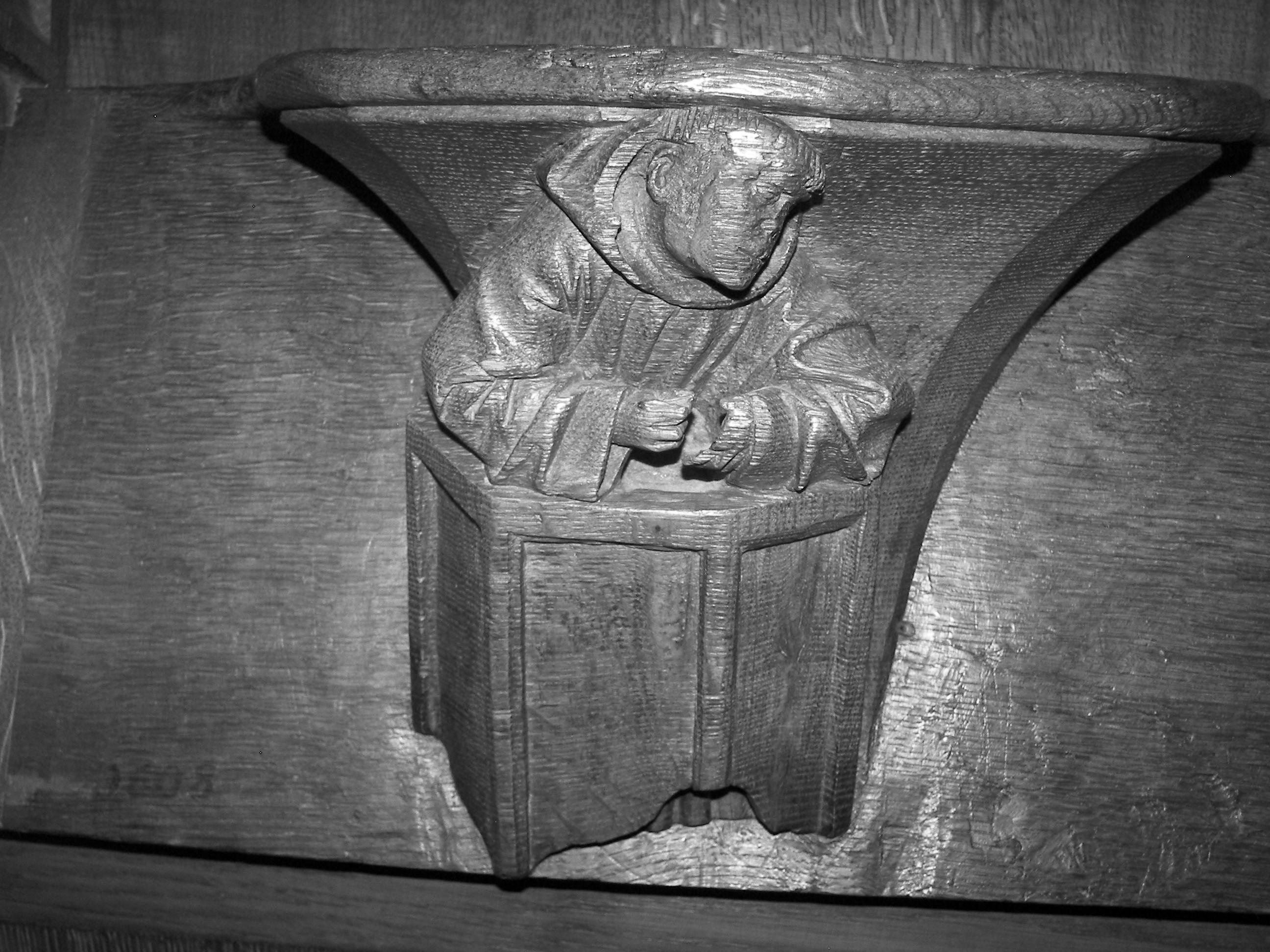
de
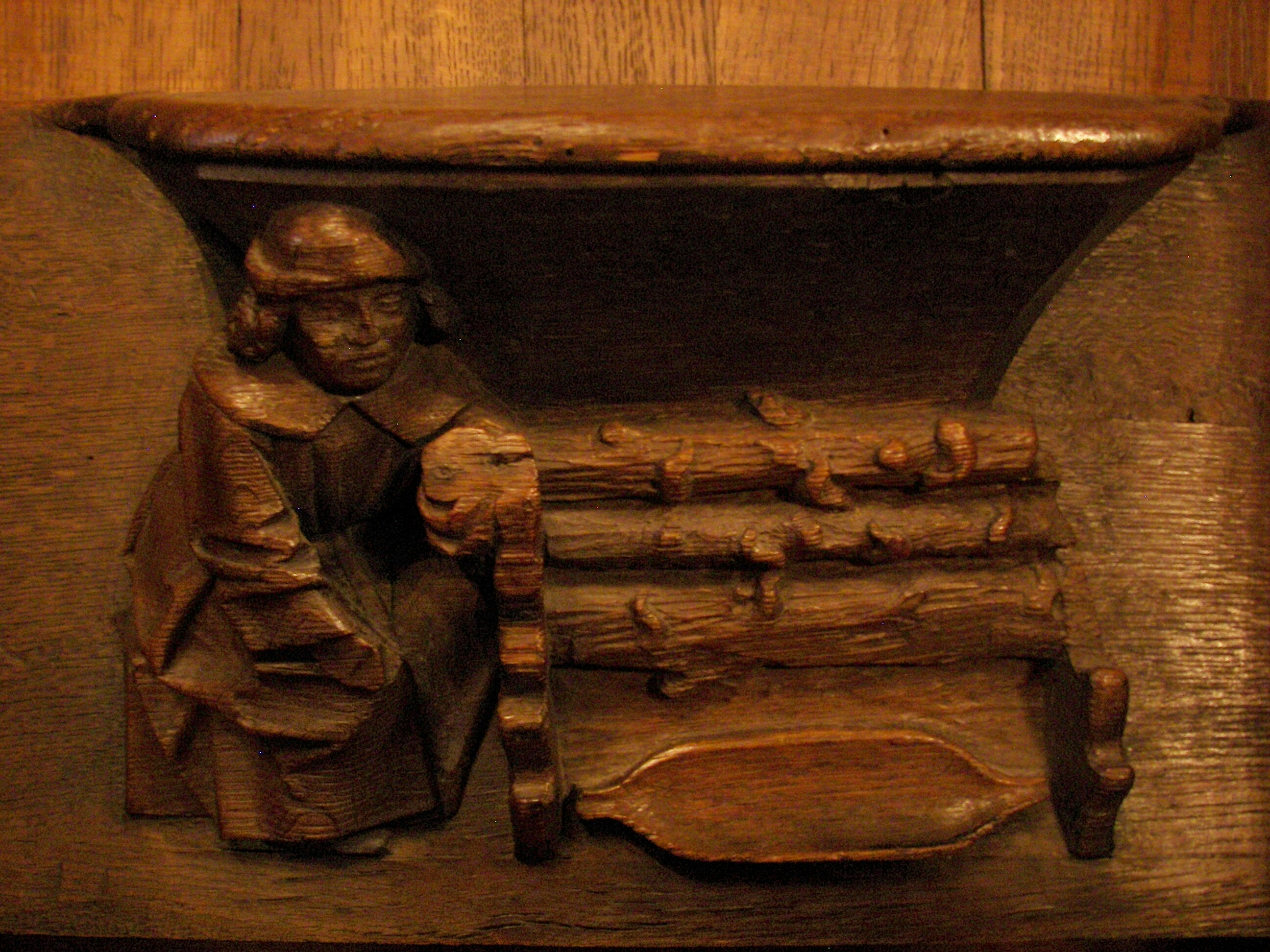
Cluny.

- Église Saint-Julien-le-Pauvre : deux ensembles de trois stalles aux miséricordes identiques de style baroque.

- Église Saint-Merri : 32 du même modèle baroque de coquille entourée de rinceaux.
- Église Saint-Nicolas-du-Chardonnet : bouquet de feuilles d'acanthe.
- Église Saint-Sulpice : au premier rang des stalles, unique motif simple dont le bas s'orne d'une petite pomme de pin. Au rang supérieur, alternance de feuilles d'acanthe et d'un décor cannelé.

### Pas-de-Calais62
- Bergues église Saint-Martin (4) : visages d'hommes jeunes aux cheveux hérissés0
- Boulogne-sur-Mer église : motif classique de feuilles d'acanthe.
- Montreuil-sur-Mer : motif classique de feuille d'acanthe.
- Saint-Omer cathédrale Notre-Dame : ensemble de stalles aux miséricordes d'un unique modèle de feuilles d'acanthe.
- Verchin église (à clocher tors) : décors de végétaux.

### Puy-de-Dôme63
- Ambert église Saint-Jean : visage et motif géométrique.
- Besse-et-Saint-Anastaise église Saint-André de Besse-en-Chandesse (30) : personnages allongés, visages monstrueux, animaux fabuleux et corps de métiers (cordier, savetier, forgeron, menuisier...) .

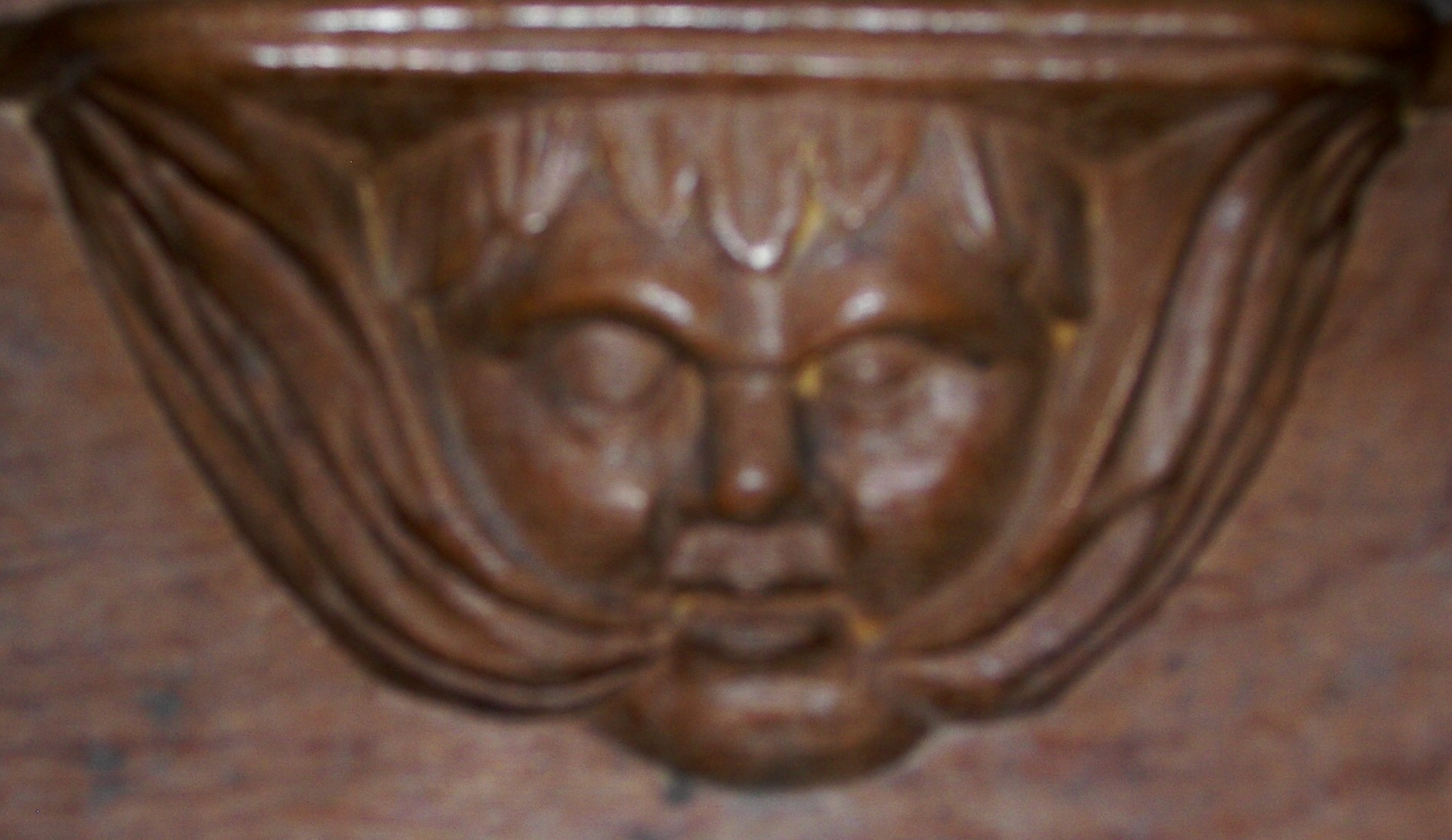
Visages
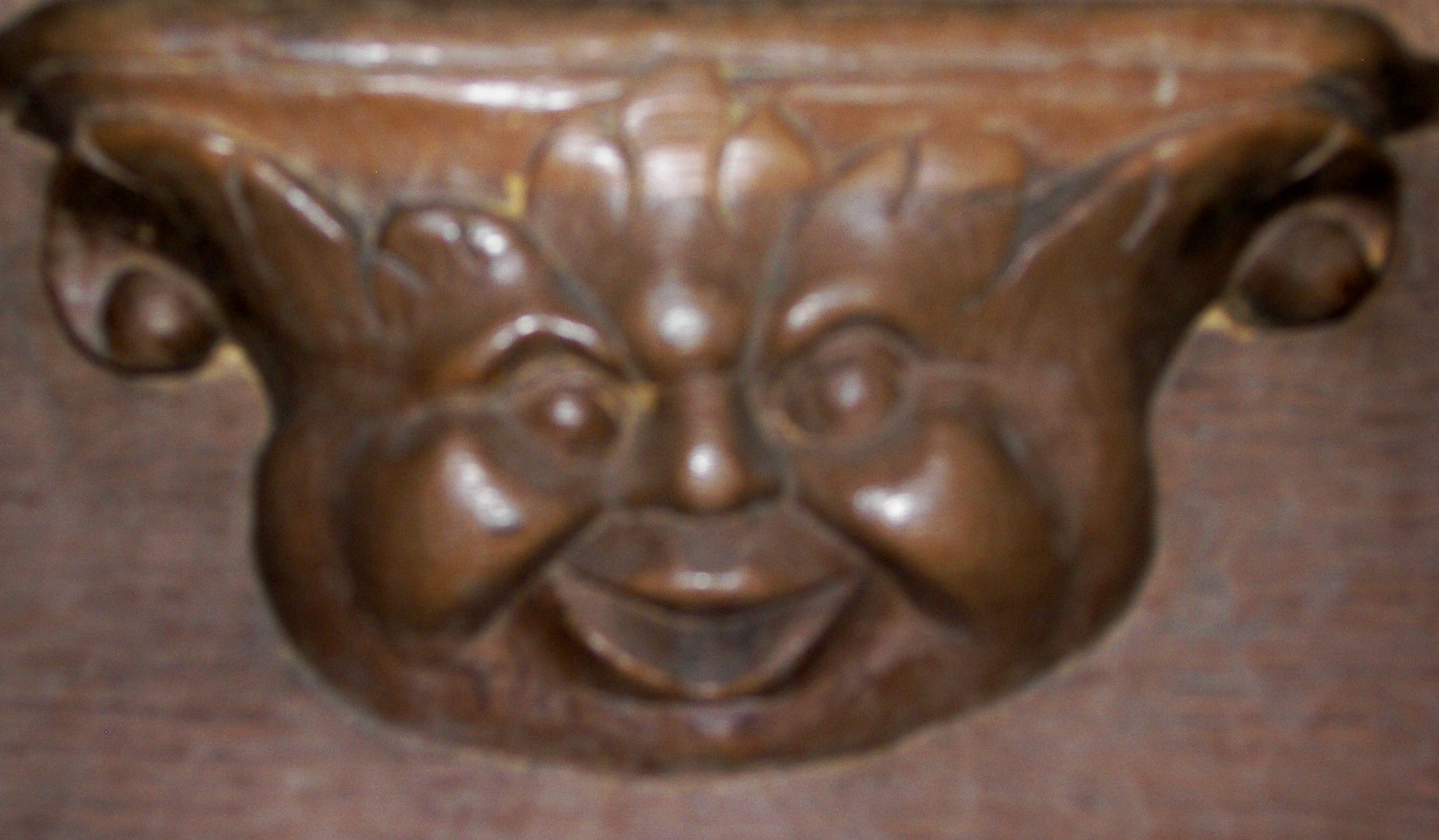
monstrueux
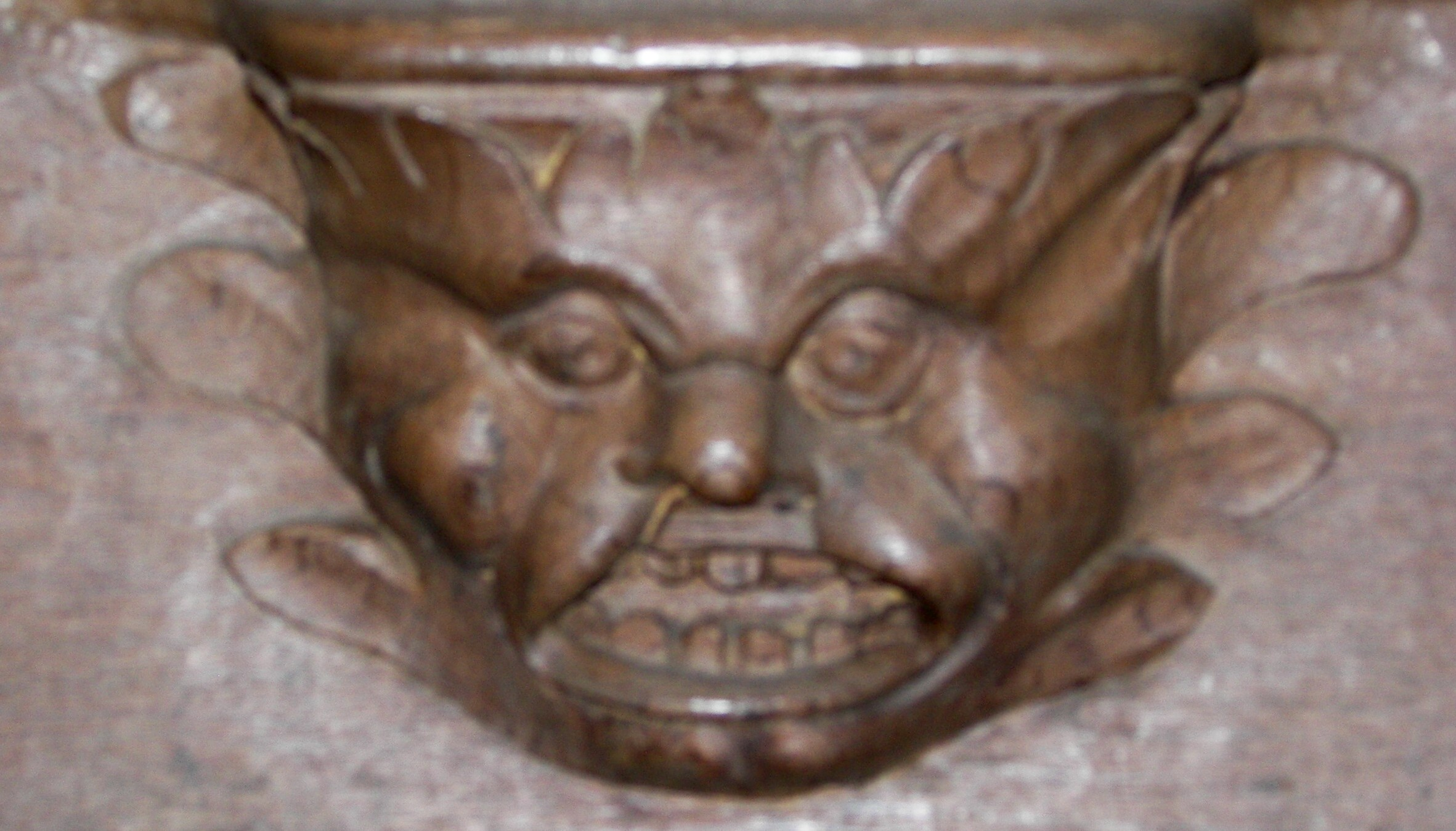
de l'église Saint-André
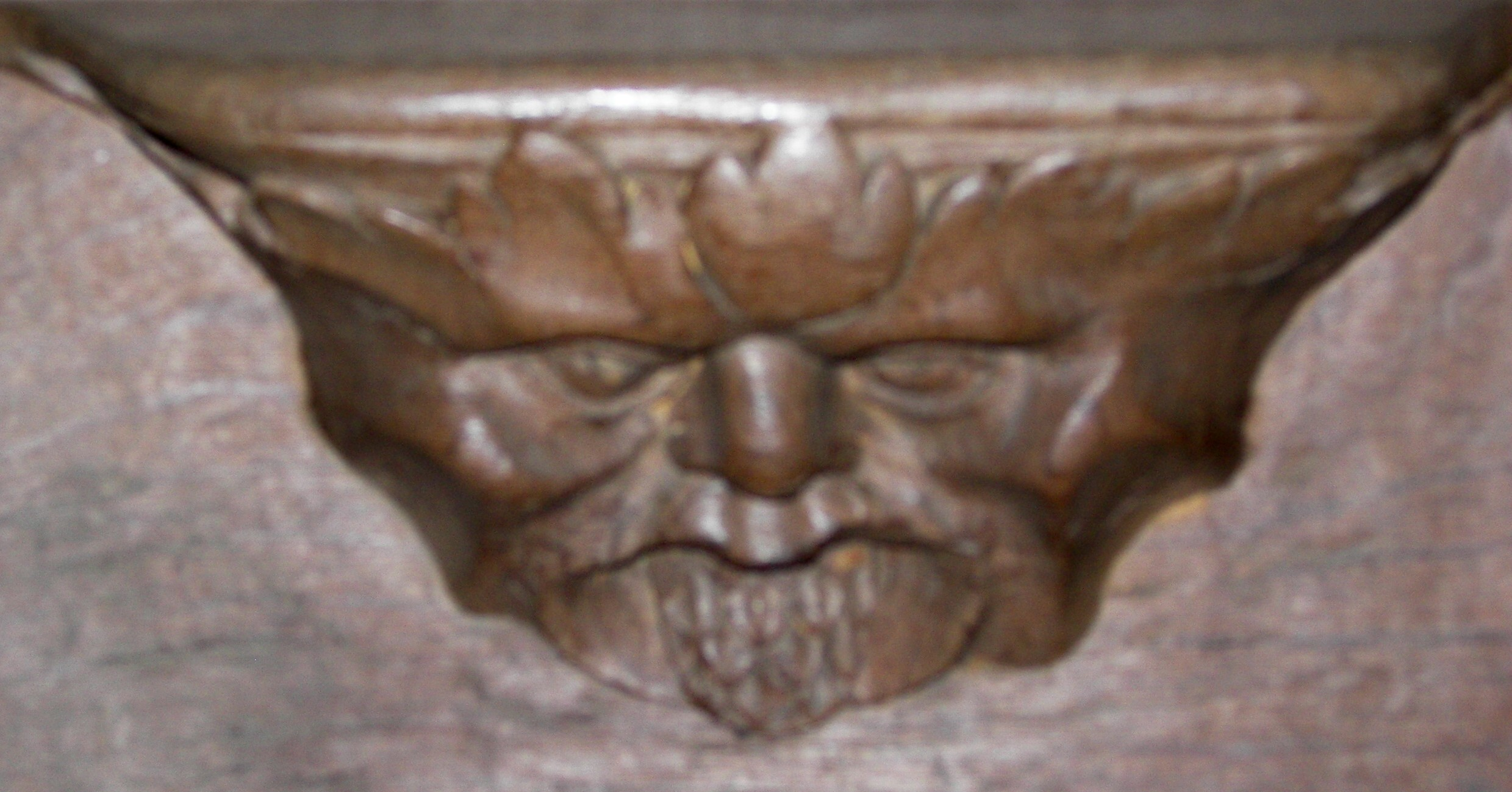
de Besse.

- Billom église Saint-Cerneuf (49) : splendide ensemble alternant masques grimaçants et décors d'arabesques de ramages et de végétaux.

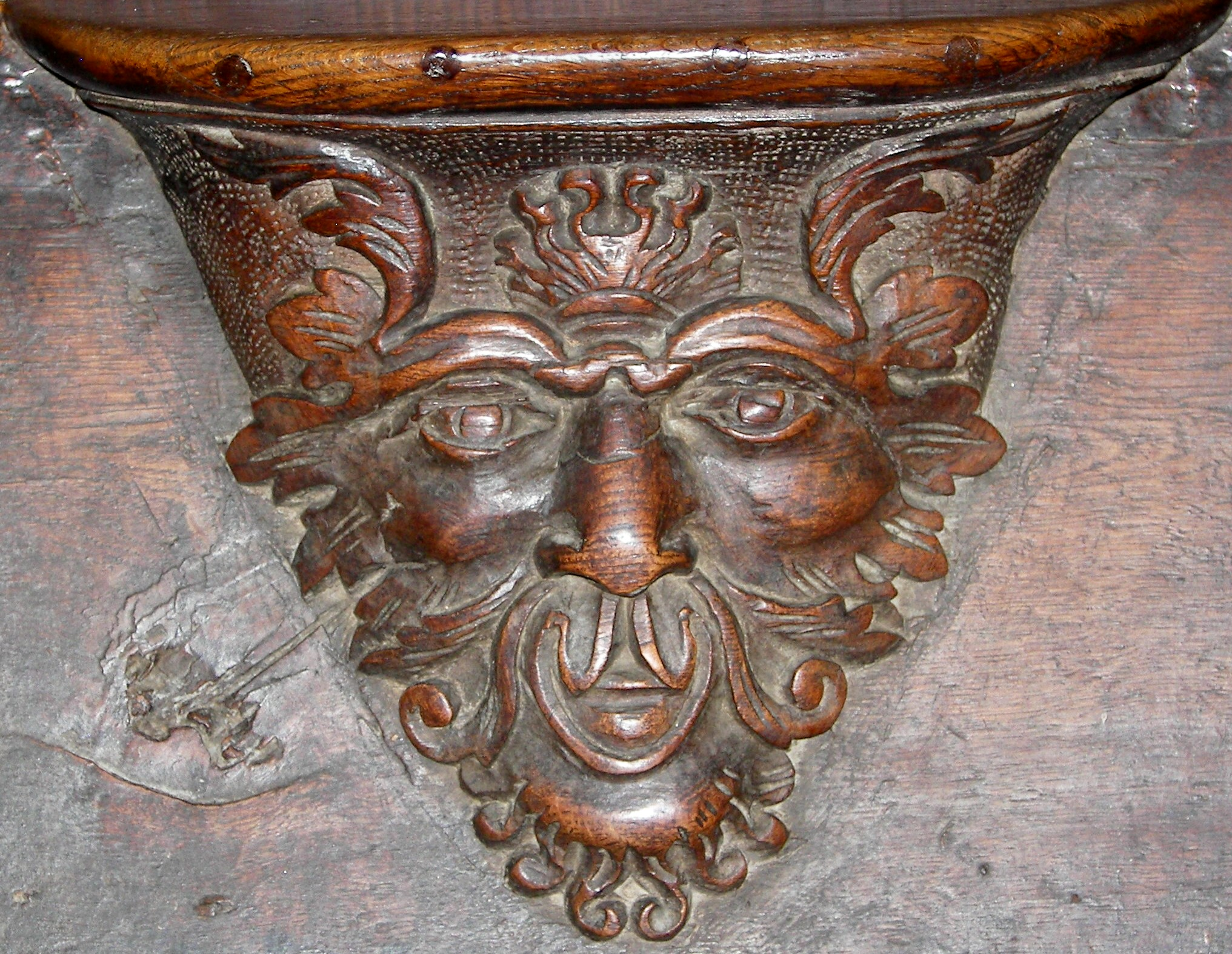
Église
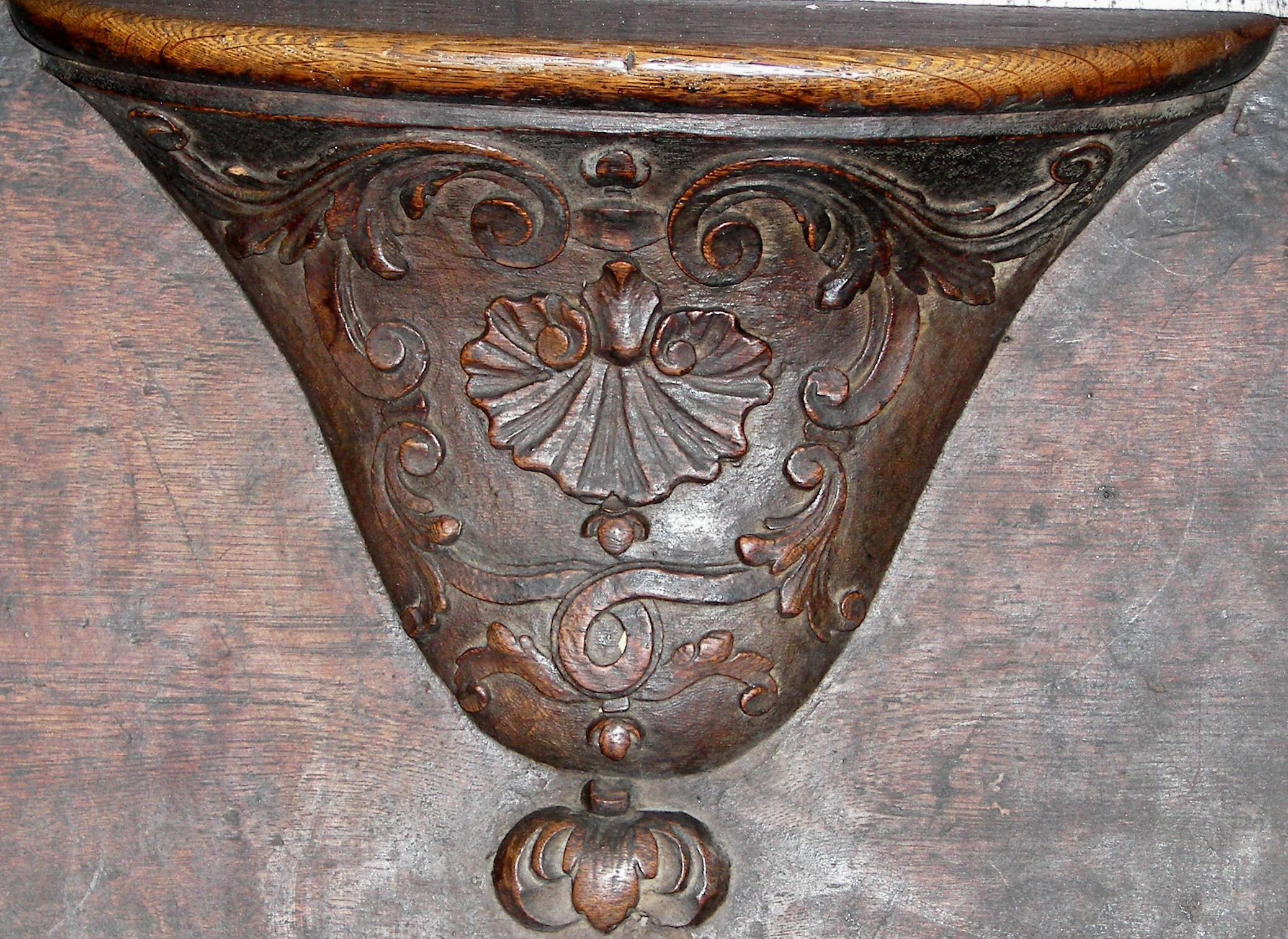
Saint-Cerneuf
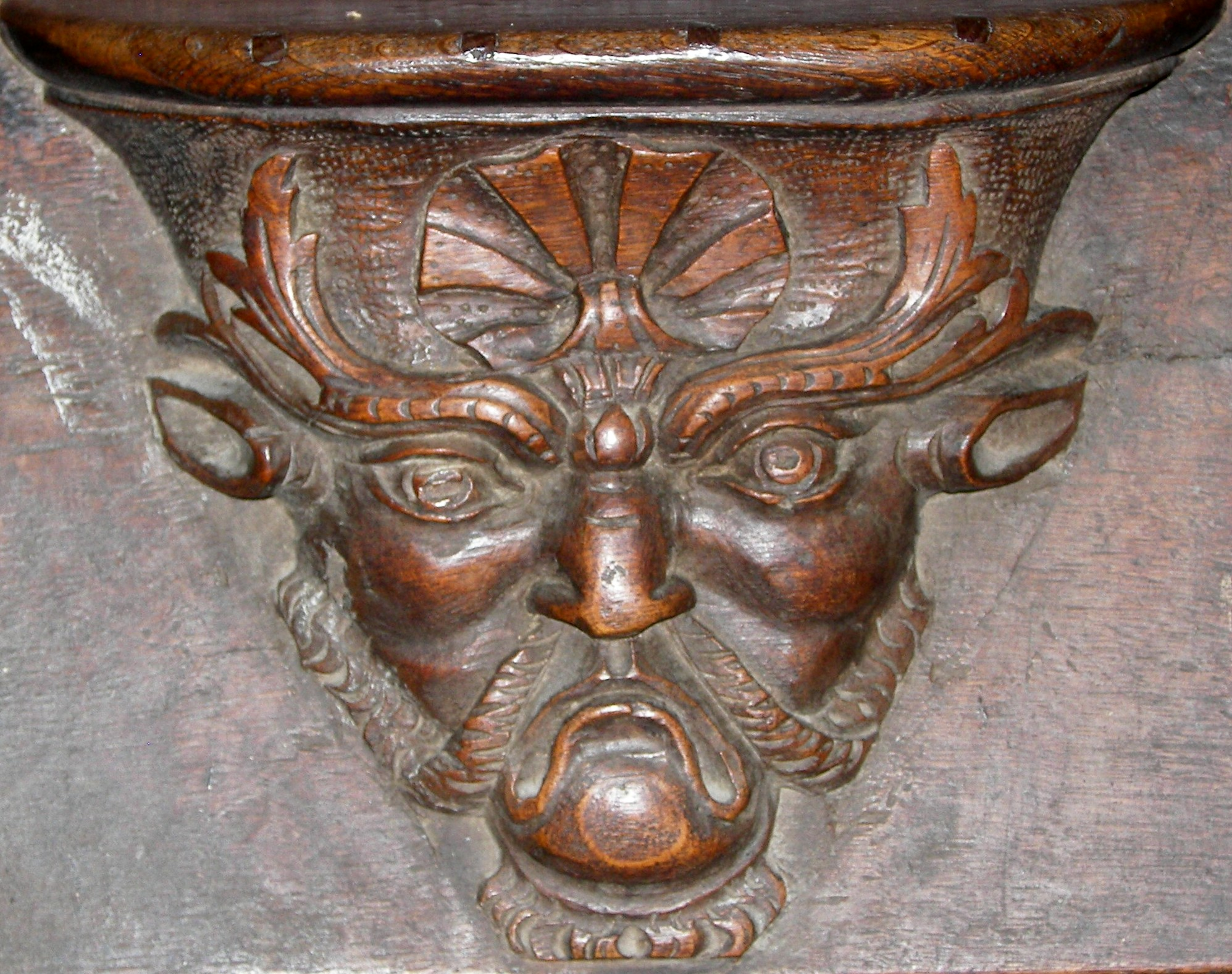
de
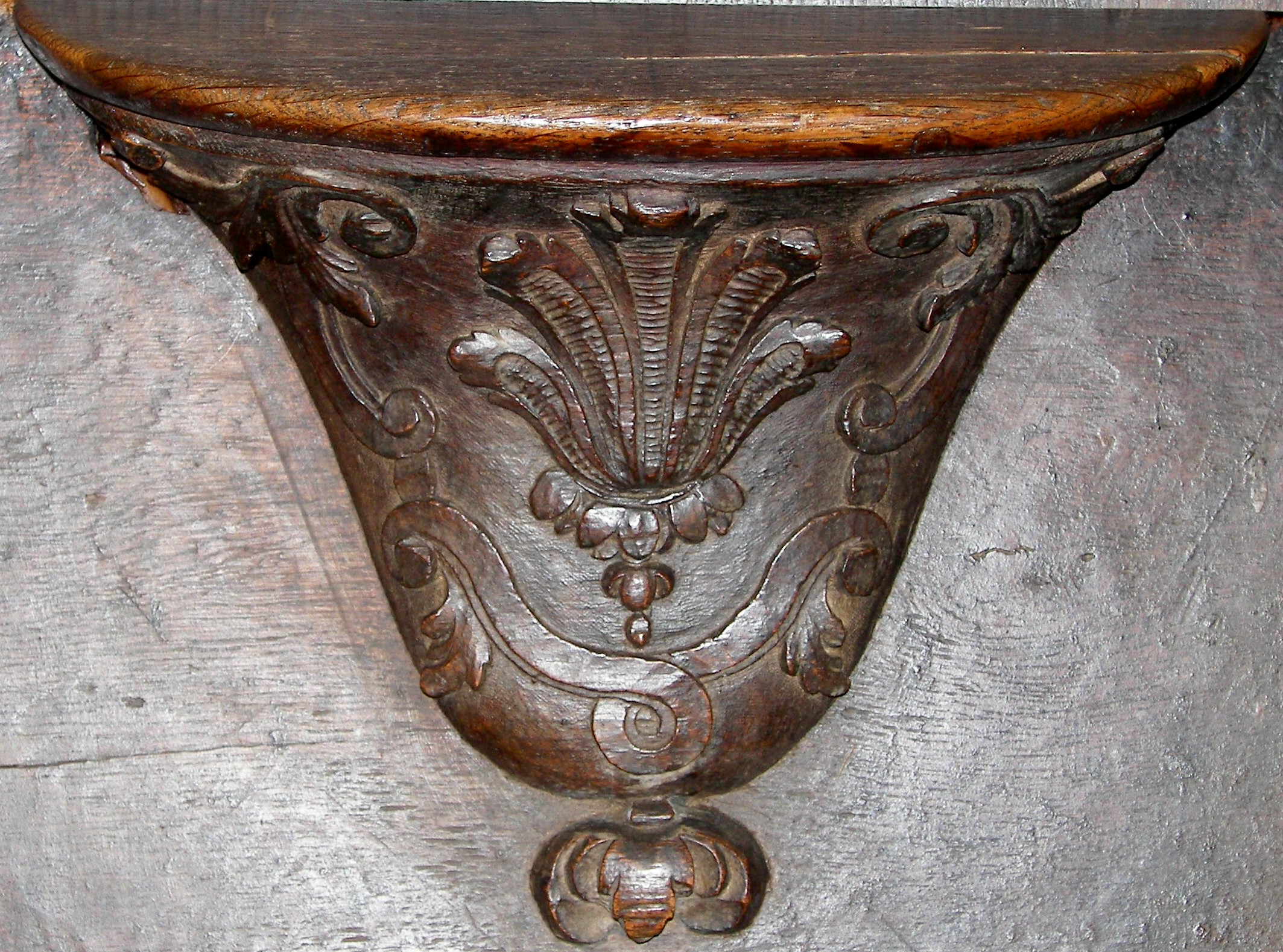
Billom.

- Clermont-Ferrand cathédrale Notre-Dame-de-l'Assomption : belles stalles XVIIIe siècle mais avec un unique simple modèle de miséricordes, tout comme dans la chapelle du baptistère au nord de la nef.
- Clermont-Ferrand église Notre-Dame-du-Port (8 dans le chœur) : figures de diables + (4 ordinaires) dans une chapelle au nord.
- Fournols église Notre-Dame (14).
- Mozac église Saint-Pierre (30) : feuillages, visages grimaçants, animaux fabuleux ou domestiques.

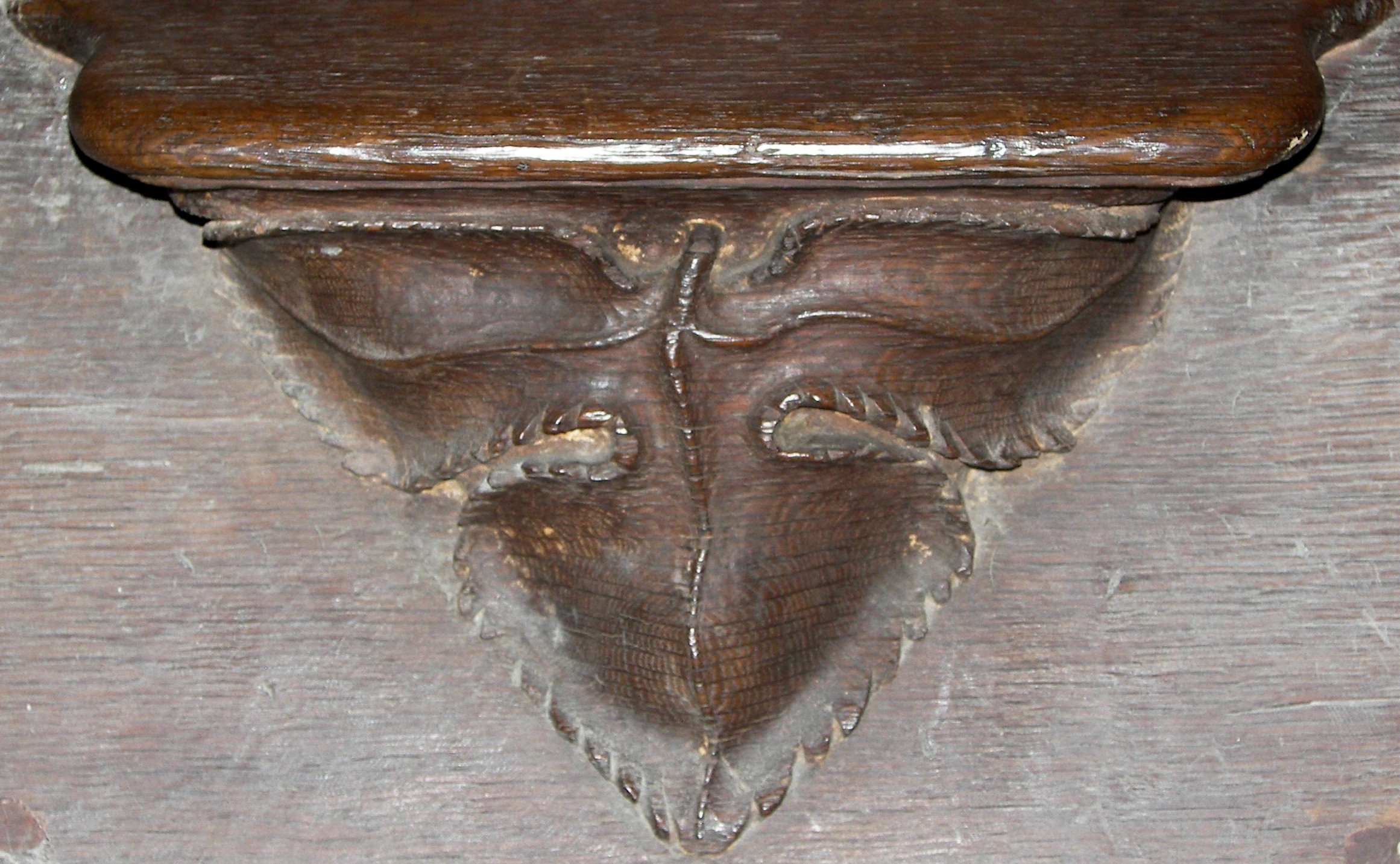
Église
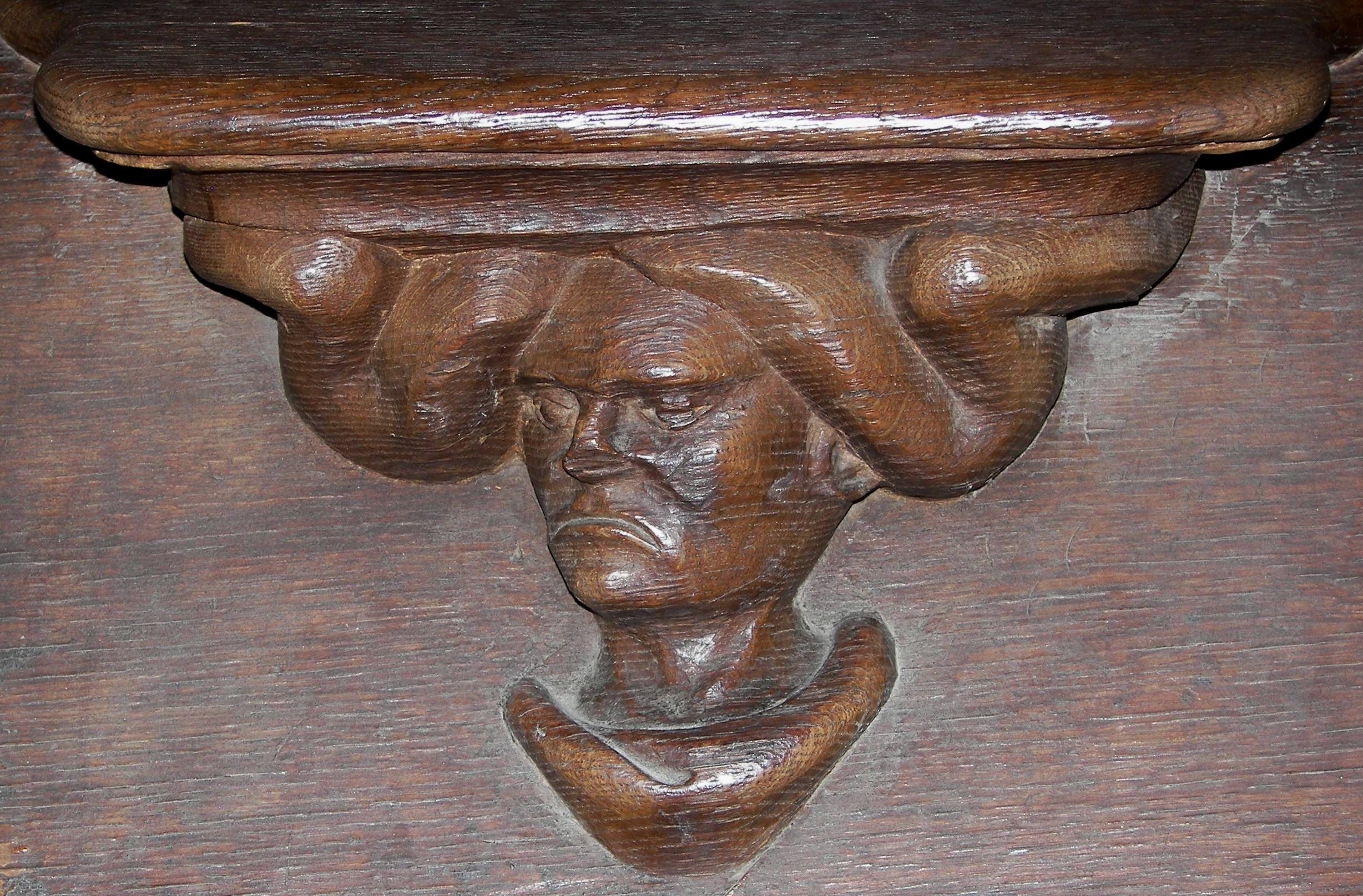
Saint-Pierre
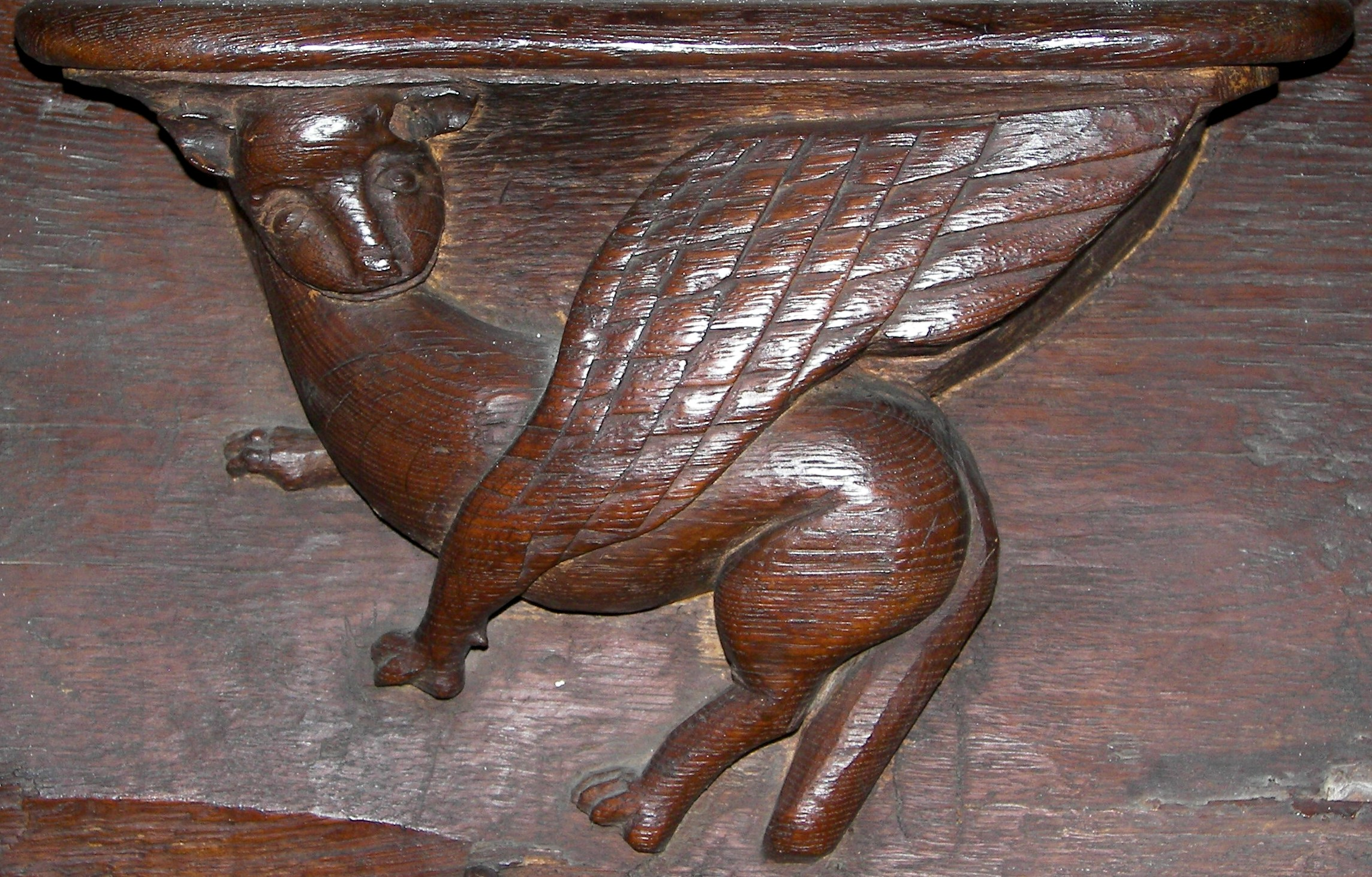
de
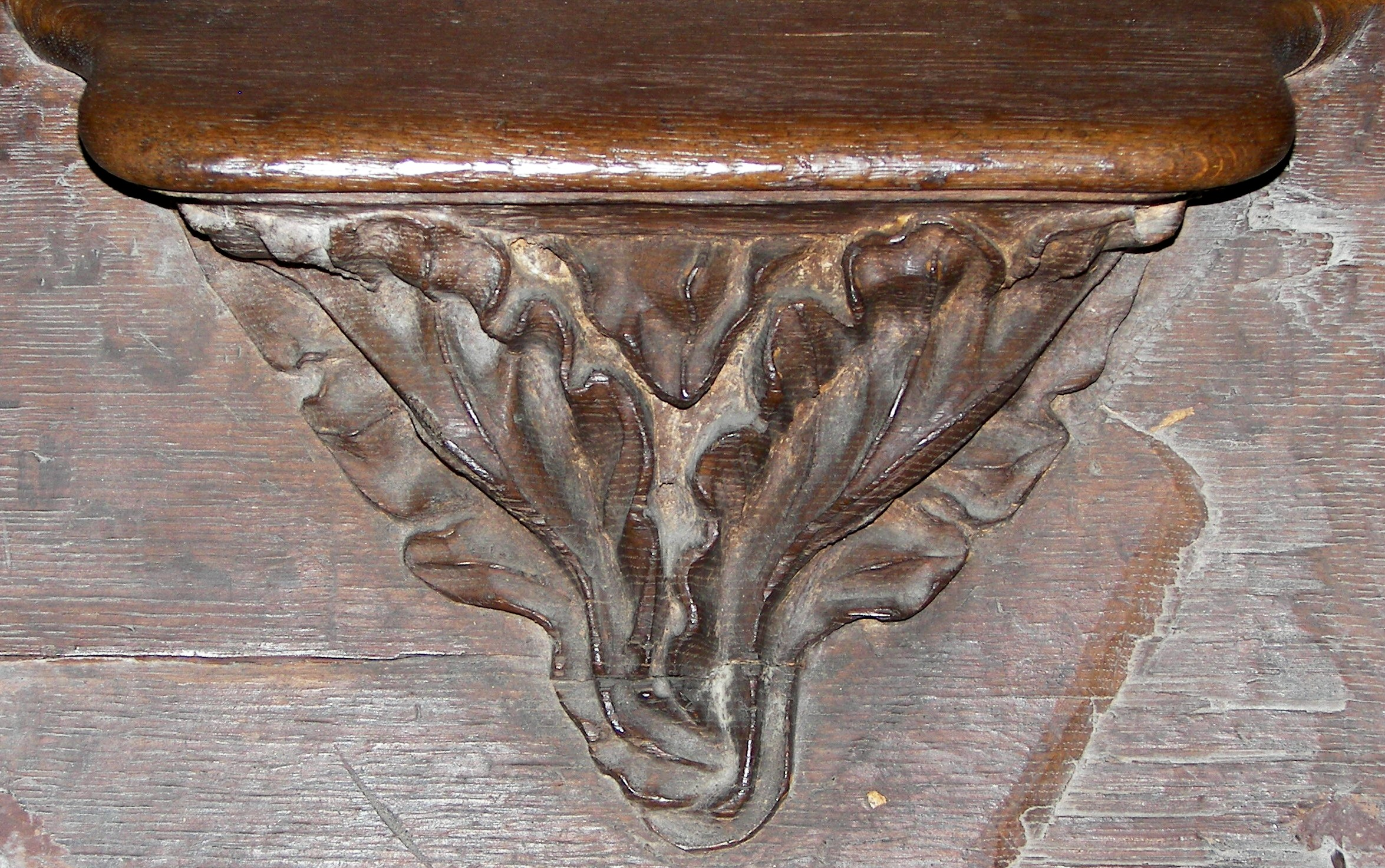
Mozac.

- Riom église Saint-Amable (47) : majorité de faces humaines en partie transformées ou décorées comme masquées, têtes d'anges et d'animaux, cornes d'abondance et vases.
- Saint-Saturnin : église Notre-Dame : têtes d'anges.
- Thiers église Saint-Genès (24) : visages grotesques ou monstrueux, 2 têtes de femmes entourées de livres et lunettes.
- Thiers église Saint-Symphorien du Moutier : curieuses miséricordes "ergonomiques" trilobées.
- Vic-le-Comte église de la Sainte-Chapelle (24) : miséricordes à thème végétal et à cannelures.

### Pyrénées-Atlantiques64
- Bayonne cathédrale Sainte-Marie : dans la chapelle du Saint-Sacrement, ensemble de stalles du XIXe siècle garnies de miséricordes à motifs de feuillages et de fleurs.
- Lescar cathédrale Notre-Dame (56).

### Pyrénées-Orientales66
- Corneilla-de-Conflent église Sainte-Marie (19) : les stalles inaccessibles car réinstallées sur une galerie fragile, ne permettent pas l'accès aux miséricordes.
- Villefranche-de-Conflent église Saint-Jacques (30) : dans des stalles en pin du XVe siècle décrépites, un modèle unique de sculpture à trois étages et assise trilobée.

## R

### Rhône69
- Lyon primatiale Saint-Jean : modèle classique à petit feuillage stylisé (laurier/chêne, etc.).
- Lyon église Saint-Paul : modèle unique en corniche géométrique ornée d'un rameau stylisé.
- Lyon église Saint-Martin-d'Ainay : trois ensembles de quatre stalles de style néo-roman, aux miséricordes à feuilles d'acanthe et à l'assise gravée d'un motif floral.

## S

### Saône-et-Loire71
- Autun cathédrale Saint-Lazare : modèle classique de coquilles, cannelées, rinceaux, acanthes, guirlandes et feuillages stylisés
- Cuisery église Notre-Dame : (42) têtes d'anges, tonnelets et gourdes, masques monstrueux, visages d'hommes généralement grimaçants, une seule femme portant une coiffe, un cœur, une tête de bœuf, un crane et quelques fleurs.

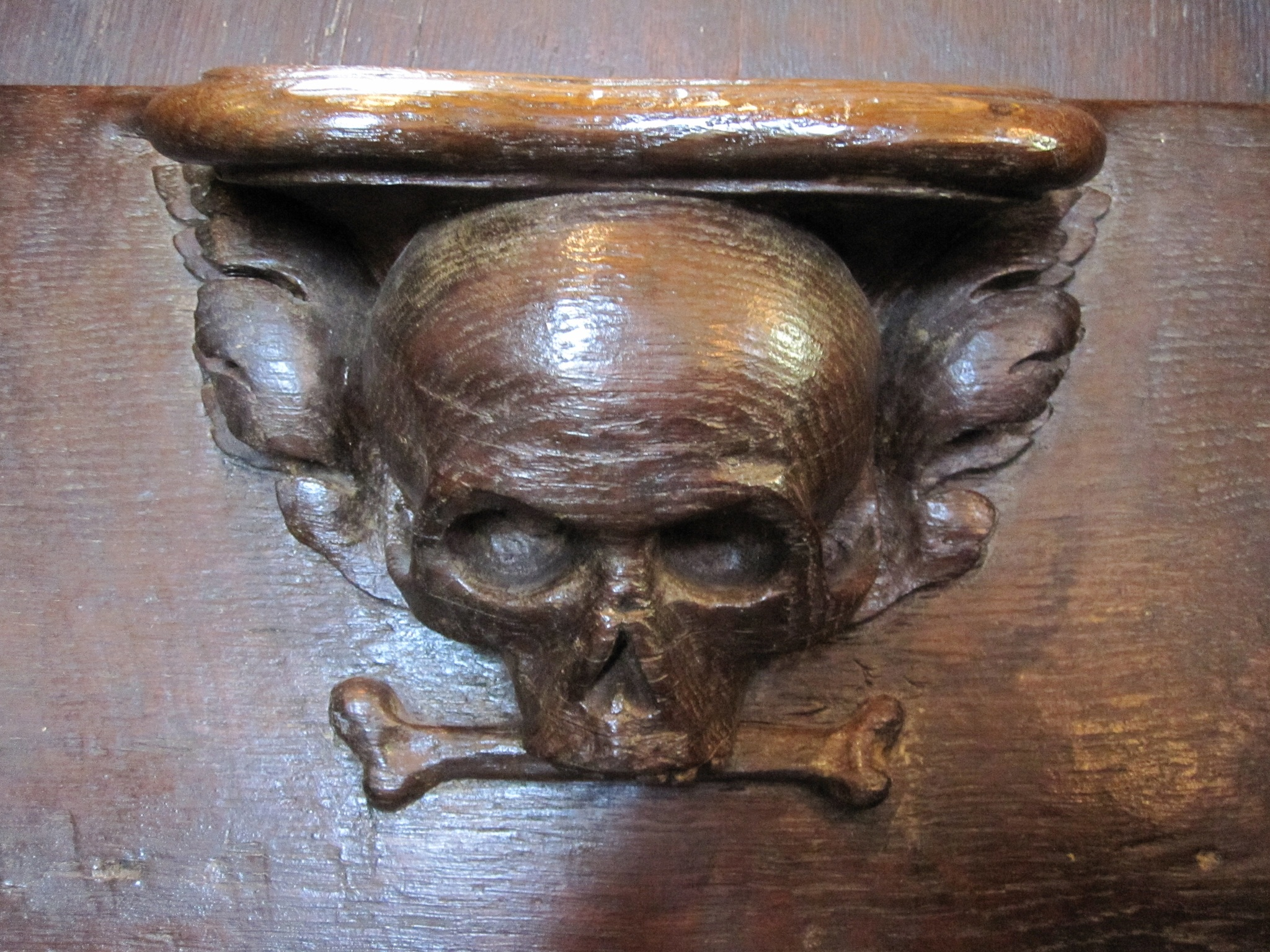
Notre-Dame, Cuisery.
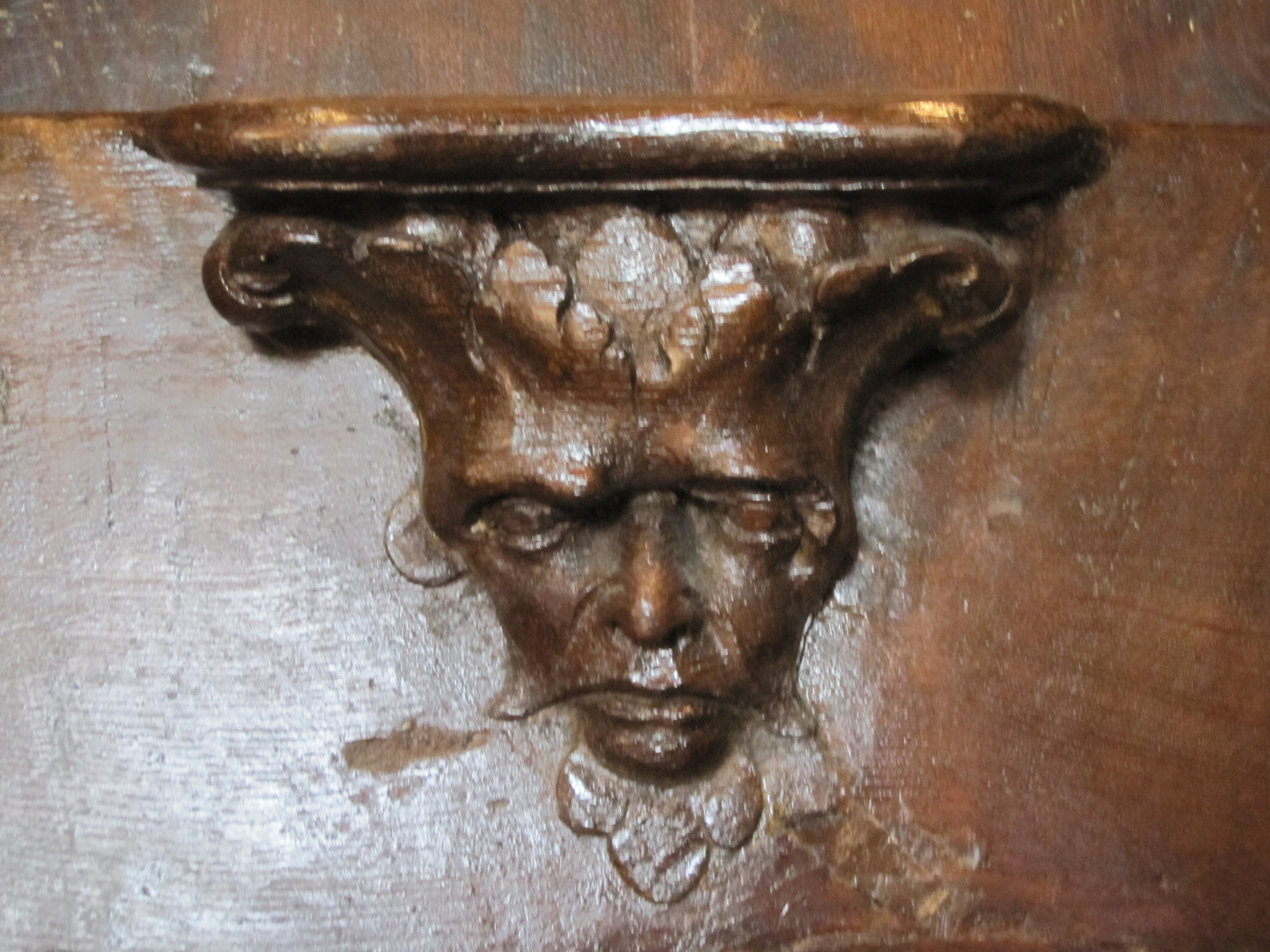
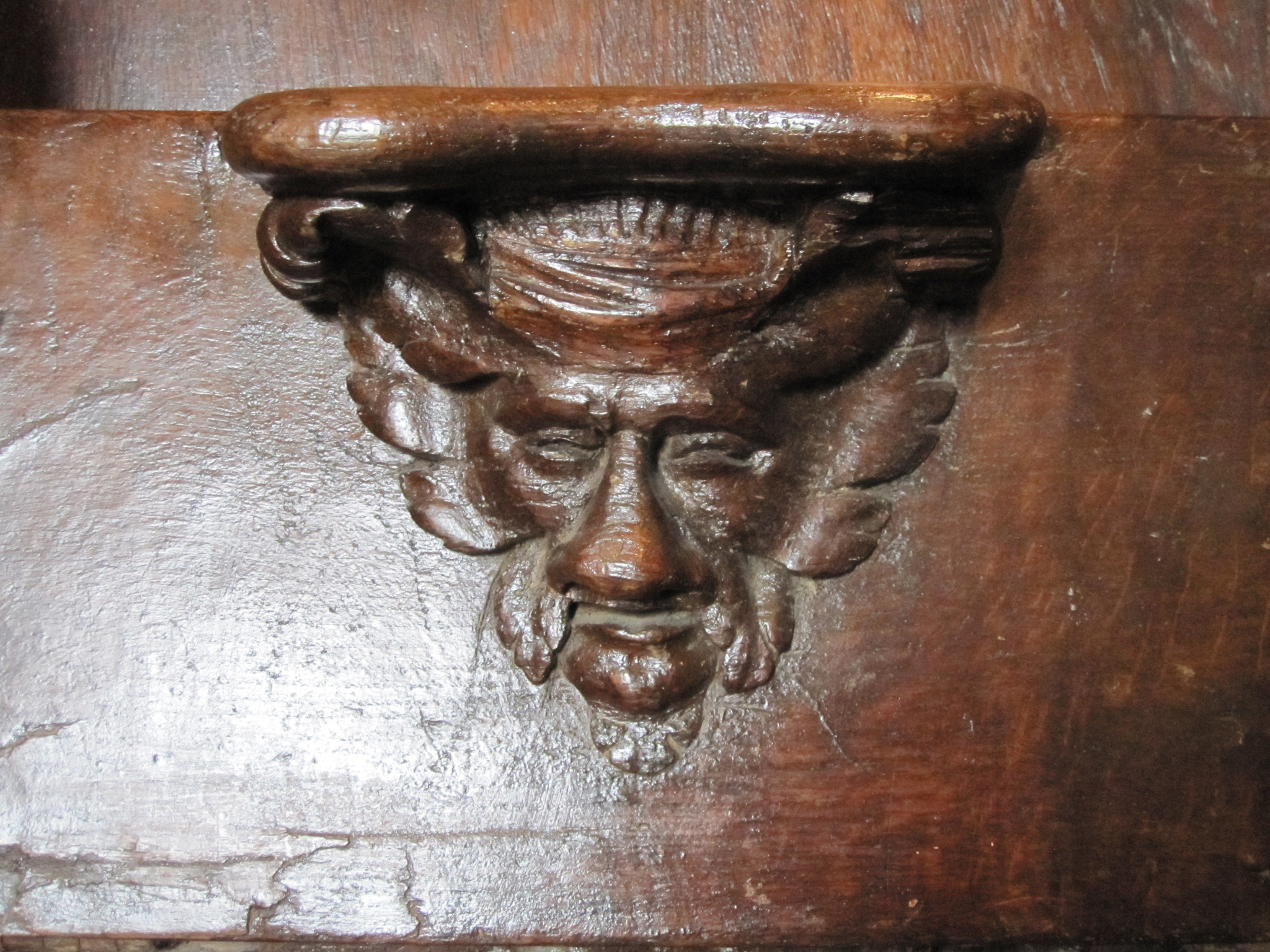

### Sarthe72
- Château-l'Hermitage : église abbatiale Notre-Dame.
- Chenu (14).
- Conlie église Saint-Vigor (25).
- La Flèche église Saint-Thomas : chien couché, animal monstrueux, personnage griffu tenant un phylactère, plusieurs personnages endormis à comparer à celui existant à Villefranche-de-Rouergue.
- Le Mans cathédrale Saint-Julien (31) : série de sculptures de vasques, anges musiciens, animaux au naturel ou fantastiques (salamandre), divers personnages (l'un marchant avec un lion, l'autre méditant sur la mort), visage joufflu.
- Le Mans église Saint-Benoît : feuilles d'acanthe, têtes d'anges et vase.
- Pontvallain église Saint-Pierre-Saint-Paul.
- Précigné église Saint-Pierre.
- René église Saint-Pierre.
- Saint-Calais église Notre-Dame : divers motifs baroques XVIIIe siècle médaillons, tête "rayonnante", coquilles entourées de rinceaux et de volutes. Visage féminin orné de guirlandes et coiffé d'un quartier de lune (Diane ? ).
- Sainte-Cérotte église (28).
- Sillé-le-Guillaume église Notre-Dame.
- Solesmes église Saint-Pierre (21) : seules miséricordes trouvées, dans le chœur de l'église abbatiale mais inaccessibles à la visite.
- Vivoin église Saint-Hyppolyte.

### Savoie73
- Chambéry cathédrale Saint-François-de-Sales : Modèle baroque à coquilles, feuillages stylisés et rinceaux.
- La Léchère église Saint-André de Doucy-en-Tarentaise (12)
- Saint-Jean-de-Maurienne : cathédrale Saint-Jean-Baptiste (81) : outils de charpentiers, symboles religieux (mitre, crosse), compagnonniques (équerre, compas, maillet), animaux domestiques (chien, oie, chat) ou sauvages (ours, mouflon, renard) et divers visages (Maure, moines, bouffon). À signaler une grande similitude (10 motifs) avec les sujets figurant dans le chœur de la collégiale Saint-Ours d'Aoste (Italie).

Miséricordes de la cathédrale Saint-Jean-Baptiste de Saint-Jean-de-Maurienne
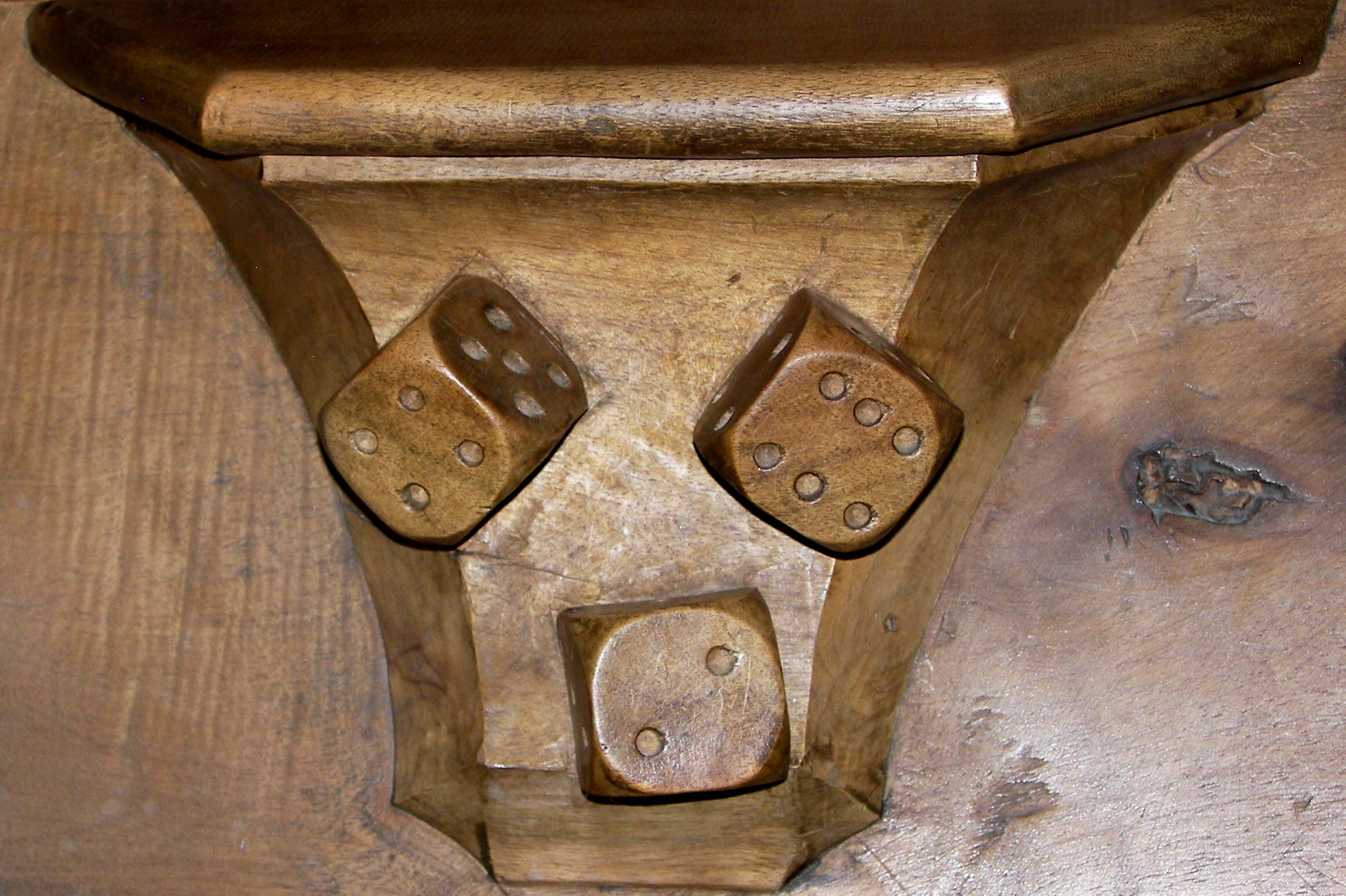
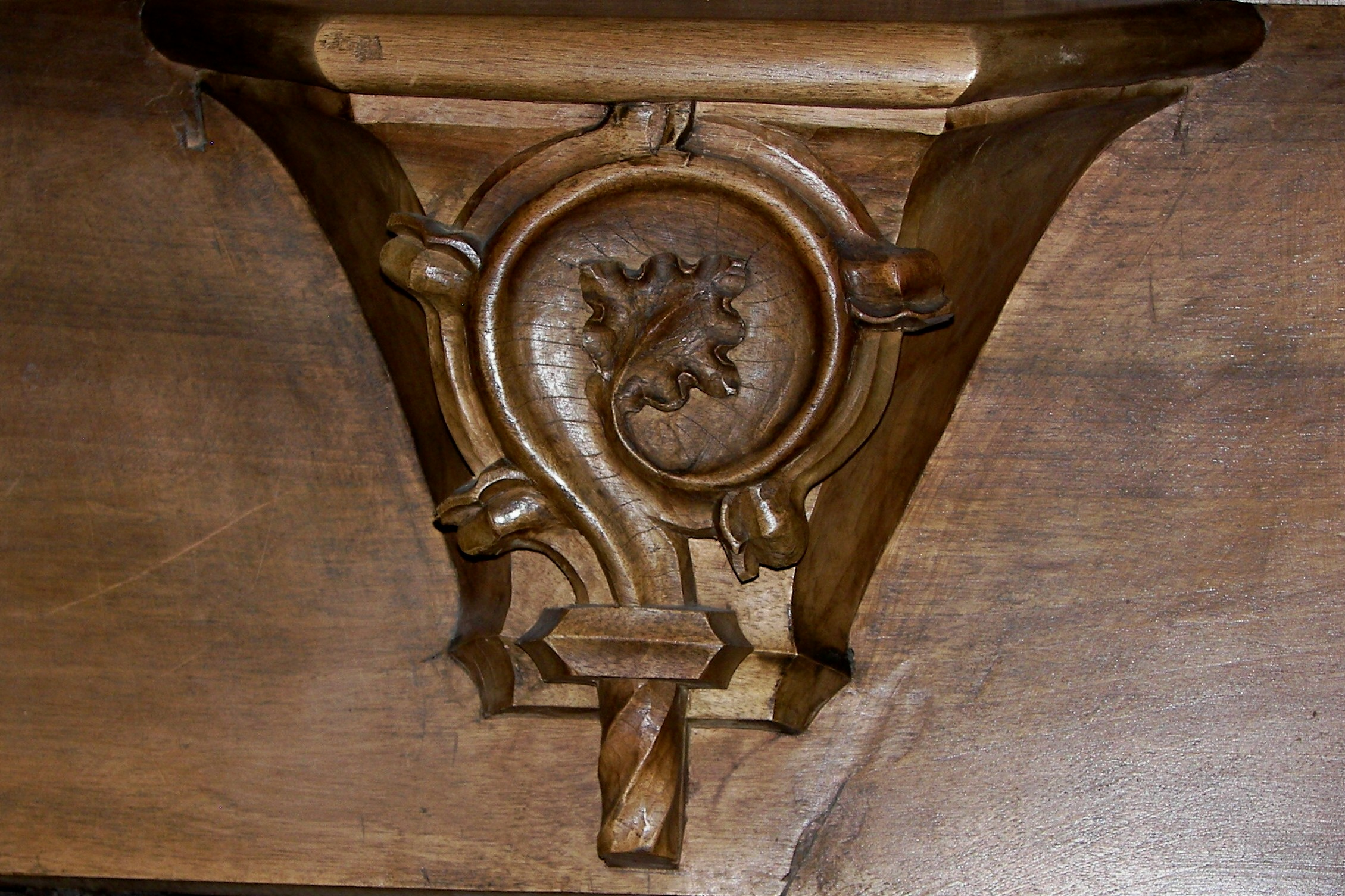
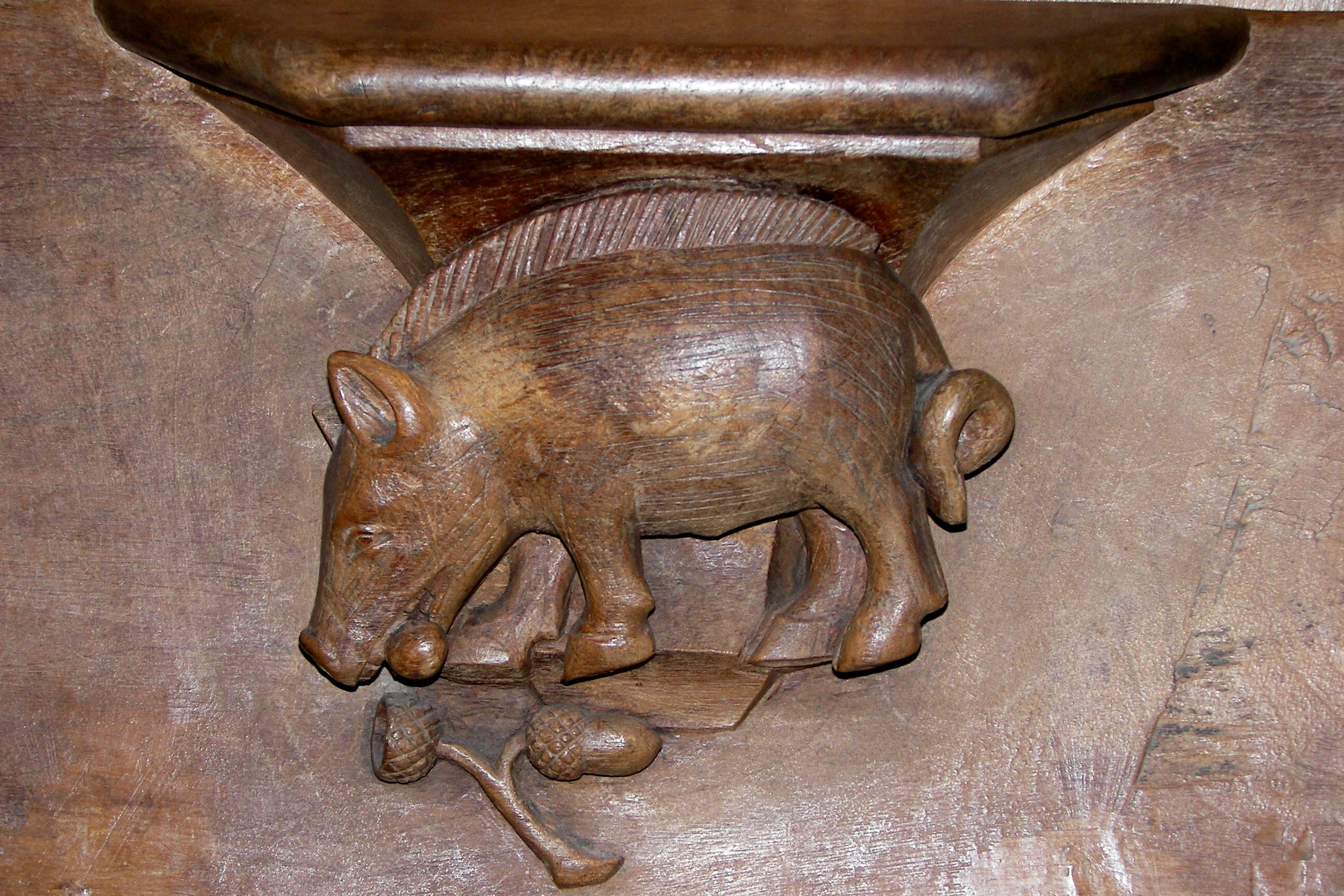
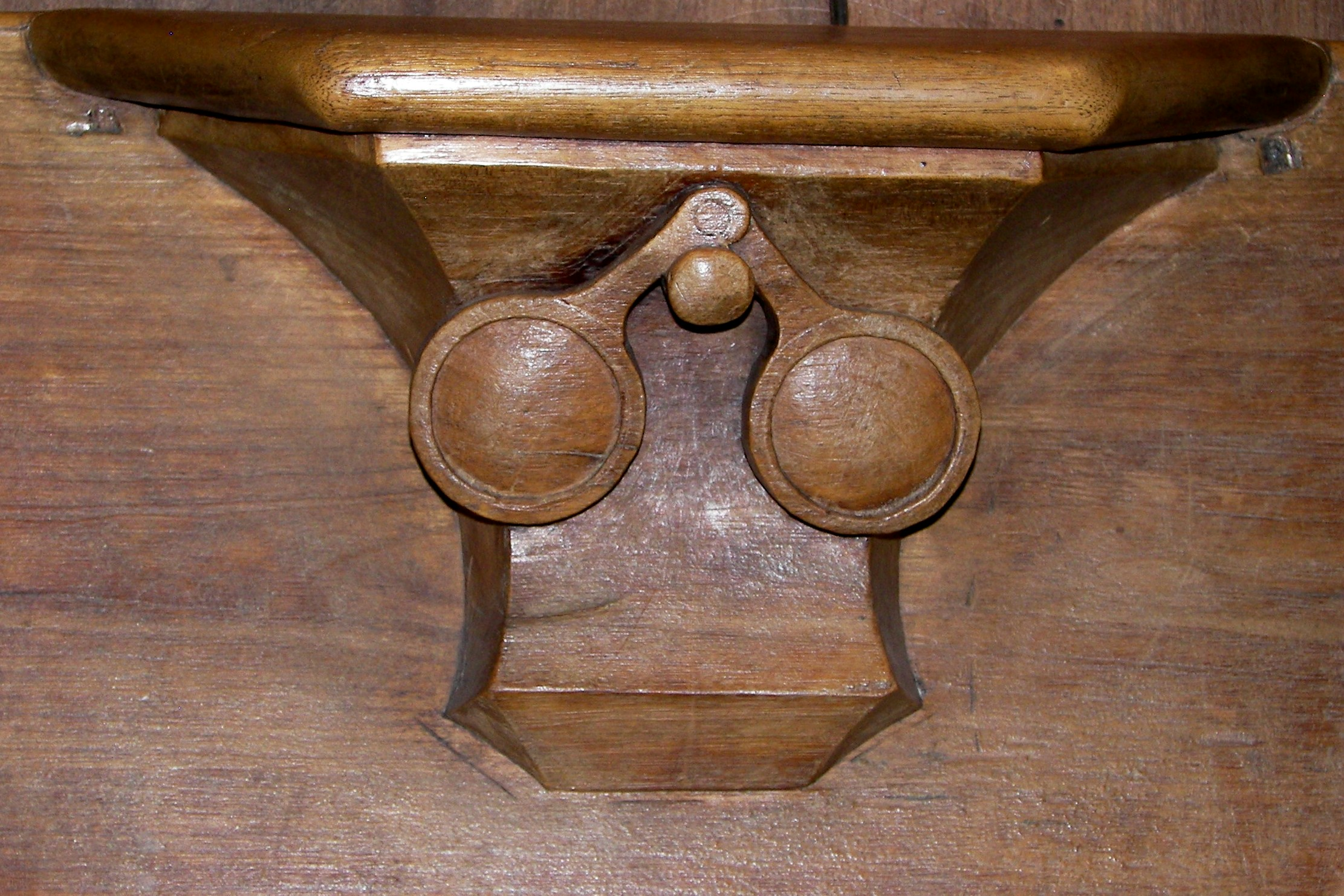
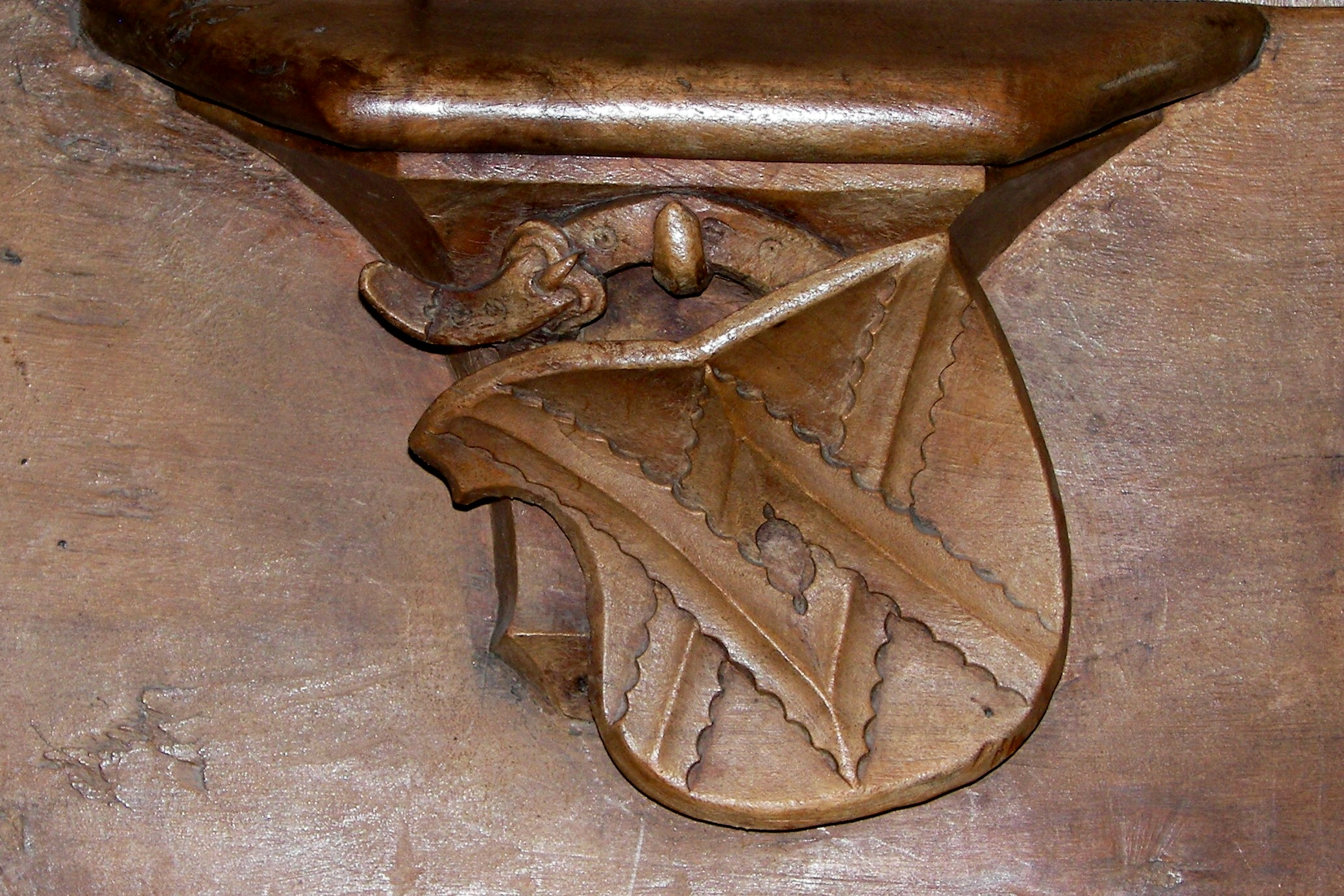
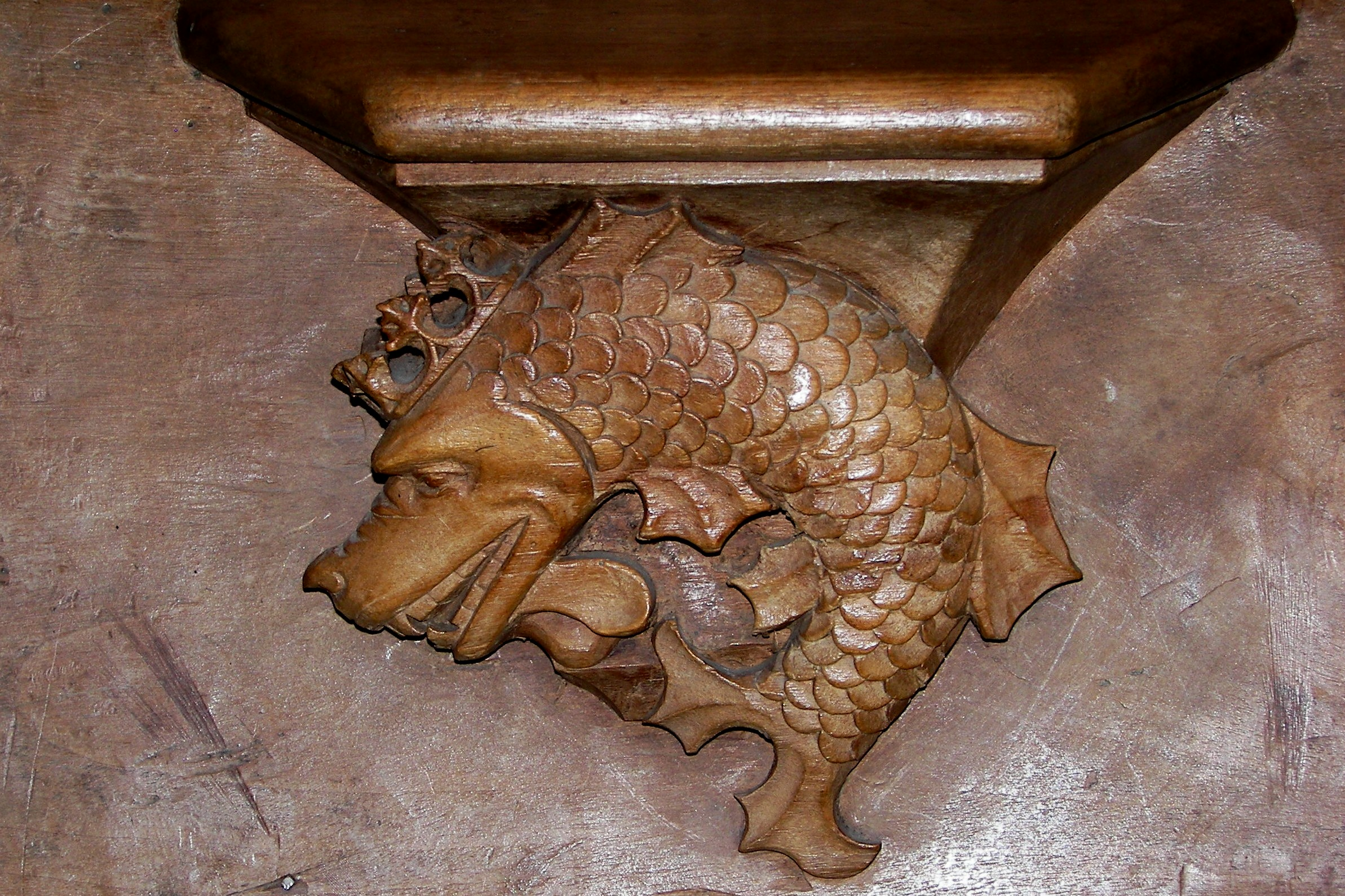
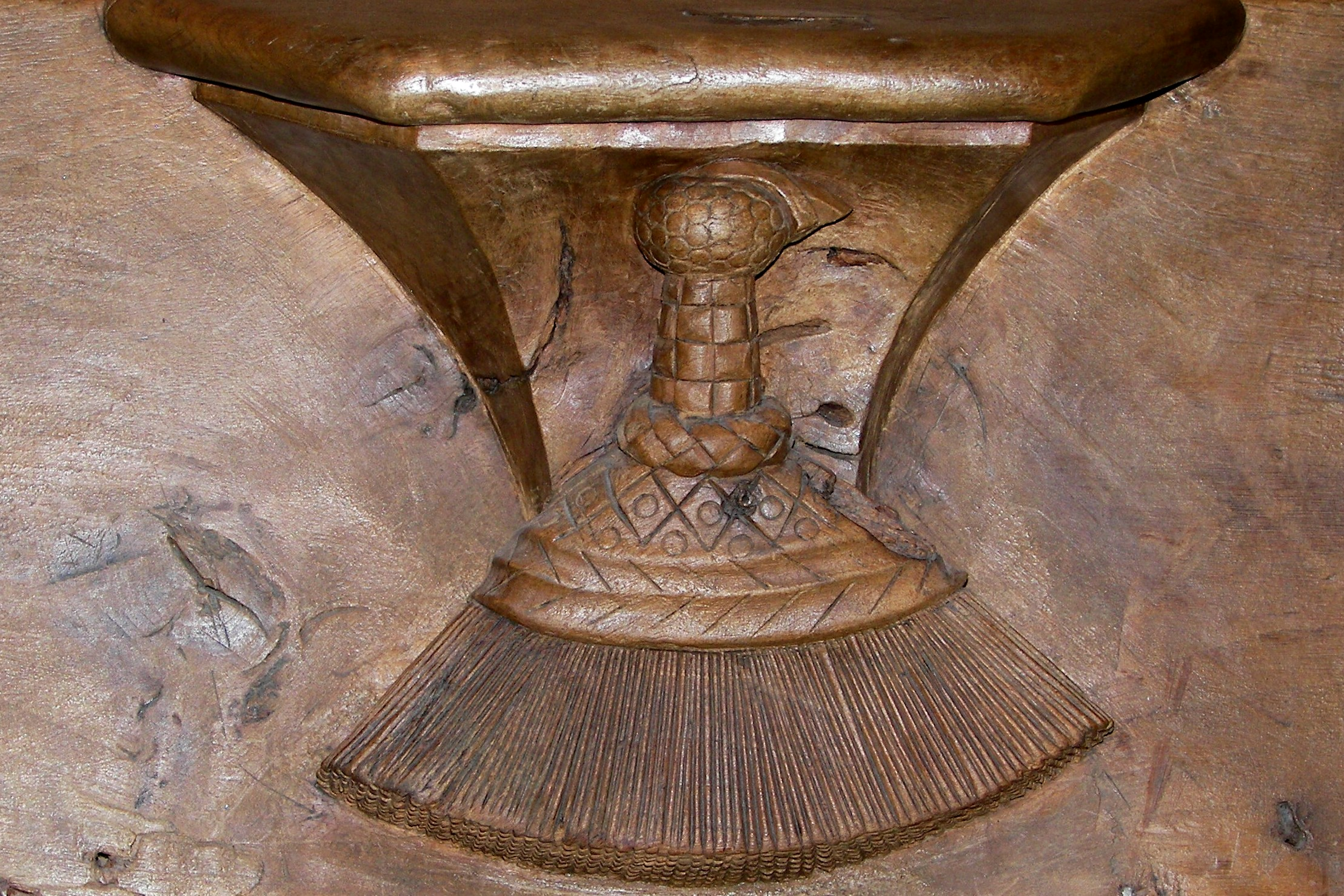

- Yenne (église Notre-Dame) (16) : alternance d'un modèle géométrique simple et de décors végétaux naturels (vigne, platane), visages d'hommes dont un bouffon et rosaces.

### Seine-et-Marne77

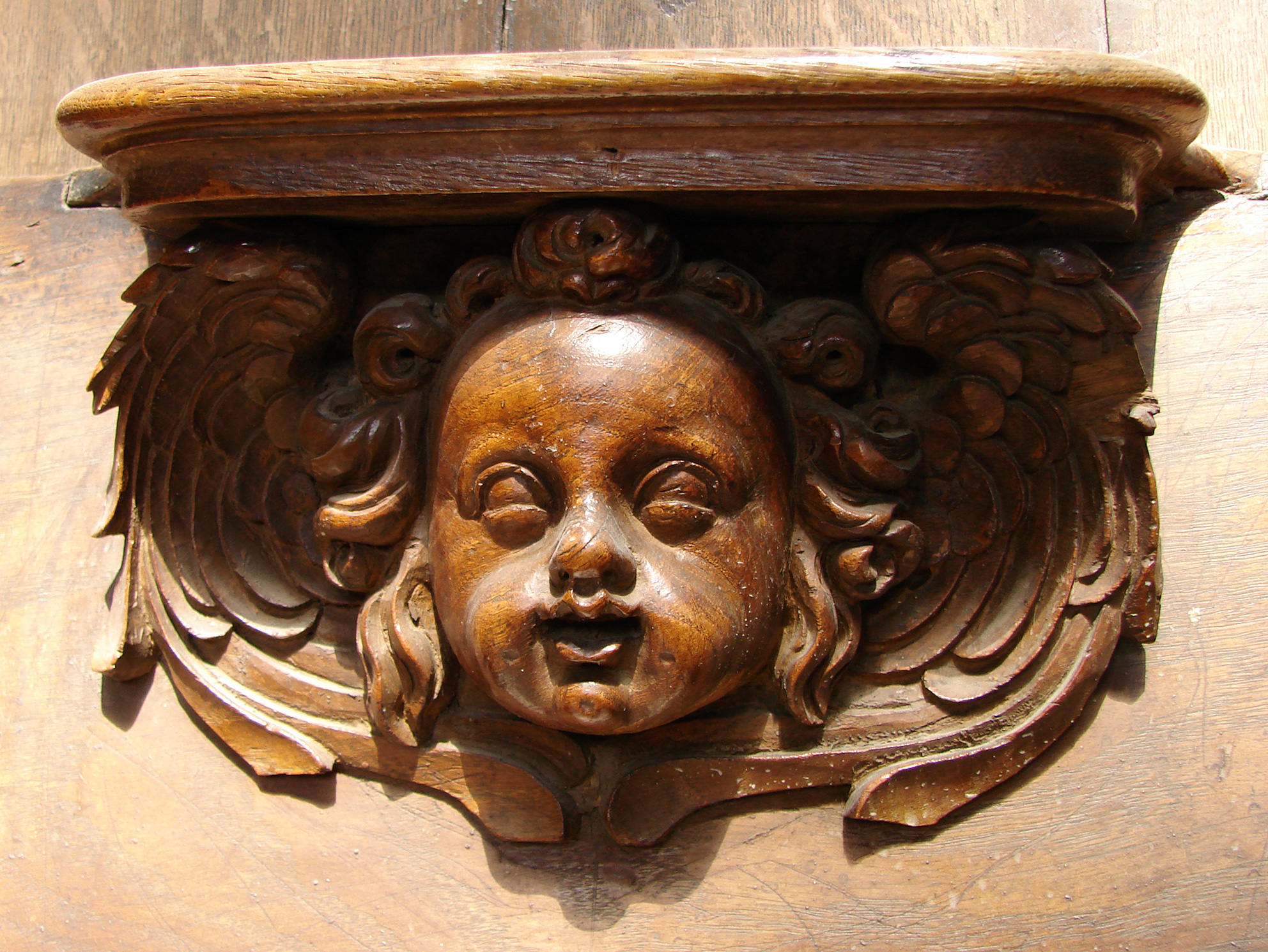
Cathédrale de Meaux.

- Blandy église Saint-Maurice (2) stalles individuelles mobiles aux miséricordes en faces mi-humaines/mi-animales + deux rangées de type ordinaire du XIXe siècle.
- Champeaux collégiale Saint-Martin (54) : montures fantastiques et cavaliers fantaisistes, animaux sauvages, oiseaux et singes, scènes de vie (joueurs de badminton/paysans/personnages), illustrations de proverbes, série d'évocation de l'Ancien Testament, sirène et probables caricatures anticléricales (cochon prêchant à des volatiles). À noter : rats dévorant le monde chrétien, tels que visibles en l'église Sainte-Anne de Gassicourt (78) et à Saint-Maurille aux Ponts-de-Cé (49).
- Château-Landon église : motif en feuilles d'acanthe.
- Meaux cathédrale Saint-Étienne (69) : uniquement des têtes d'anges.
- Soignolles-en-Brie église (17).

### Seine-Maritime76

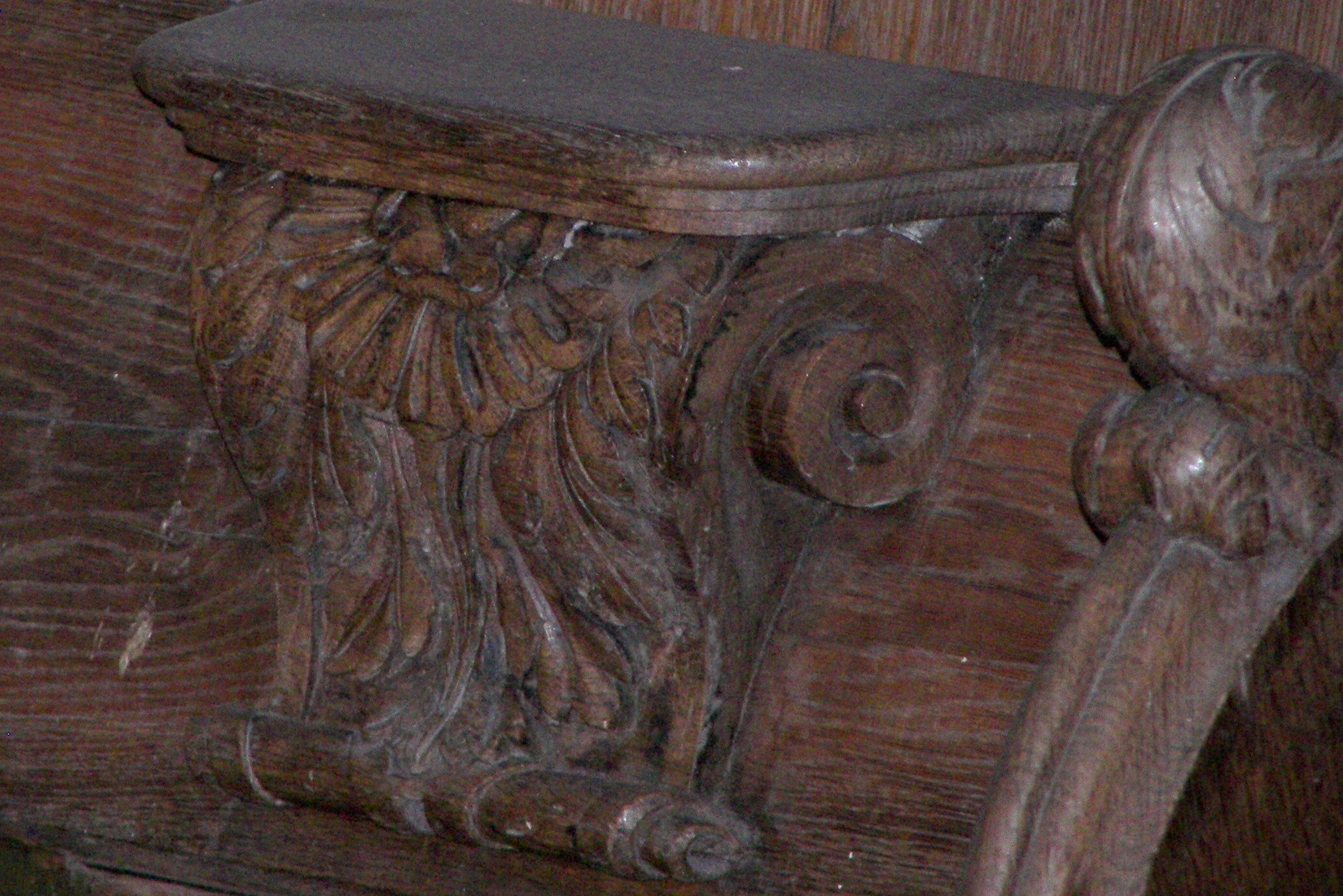
Abbatiale Saint-Ouen de Rouen.

- Angerville-l'Orcher : vases et motifs végétaux.
- Arques-la-Bataille : feuillages.
- Aumale église Saint-Pierre-et-Saint-Paul : feuillages.
- Blainville-Crevon église Saint-Michel-et-le-Notariat (42): nombreux anges et prophètes portant des phylactères, têtes de lion, sirène.
- Boos église Saint-Sauveur (6) : scènes de la vie paysanne, enfant à la trompette chevauchant un faune, homme attablé devant son âtre, Jésus et la Samaritaine.
- Caudebec-en-Caux : corbeilles de fruits, fleurs et visages sur décors végétaux.
- Darnétal église de Carville (40).
- Dieppe église Saint-Jacques : motif végétal.
- Duclair église Saint-Denis (20) : feuillage stylisé, rinceaux et grappes.
- Estouteville-Écalles église (8).
- Eu collégiale Notre-Dame-et-Saint-Laurent : rinceaux.
- Etretat église Notre-Dame : classiques à motif végétal stylisé.
- Forges-les-Eaux : palmes.
- La Mailleraye-sur-Seine chapelle du château (15).
- Lillebonne .
- Montivilliers abbaye : palmes, acanthes, fleurs des champs et rinceaux. Curieux strapontins en avant des stalles.
- Pavilly église Notre-Dame (8).
- Préaux église (6).
- Rouen cathédrale Notre-Dame (66): animaux fantastiques, métiers et scènes de la vie courante, guerriers, joueurs et musiciens, épisodes de la légende de Samson.

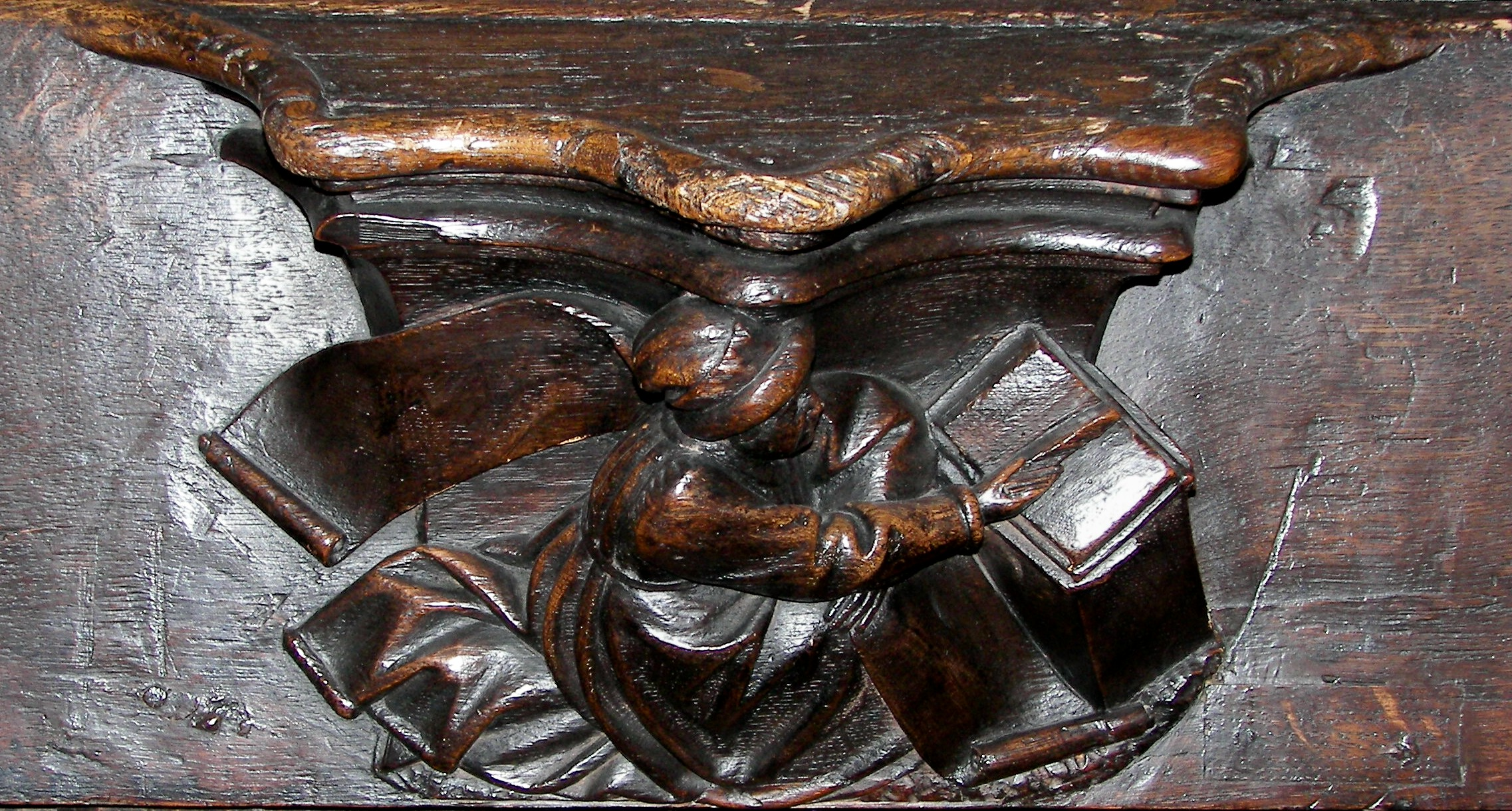
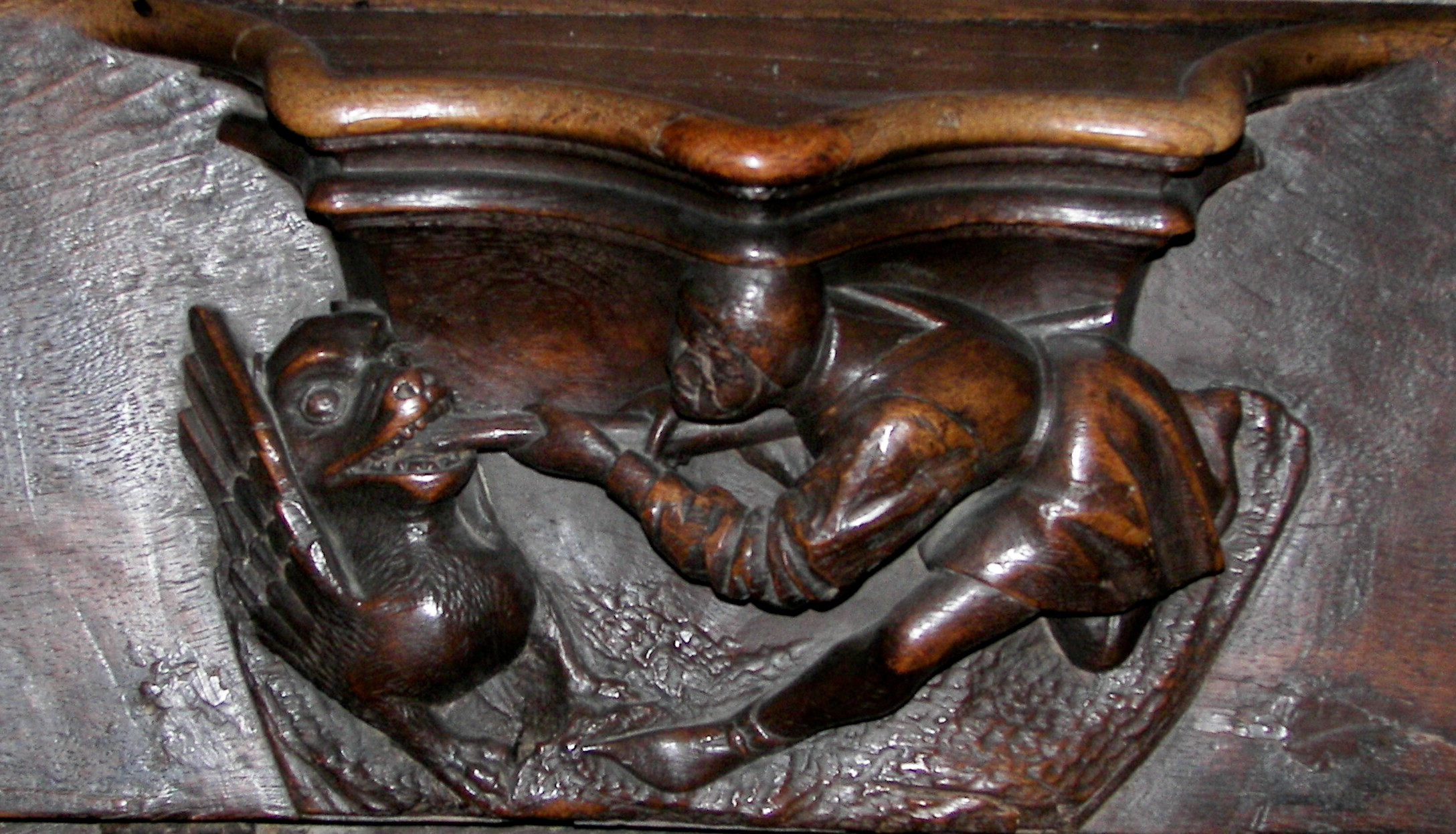
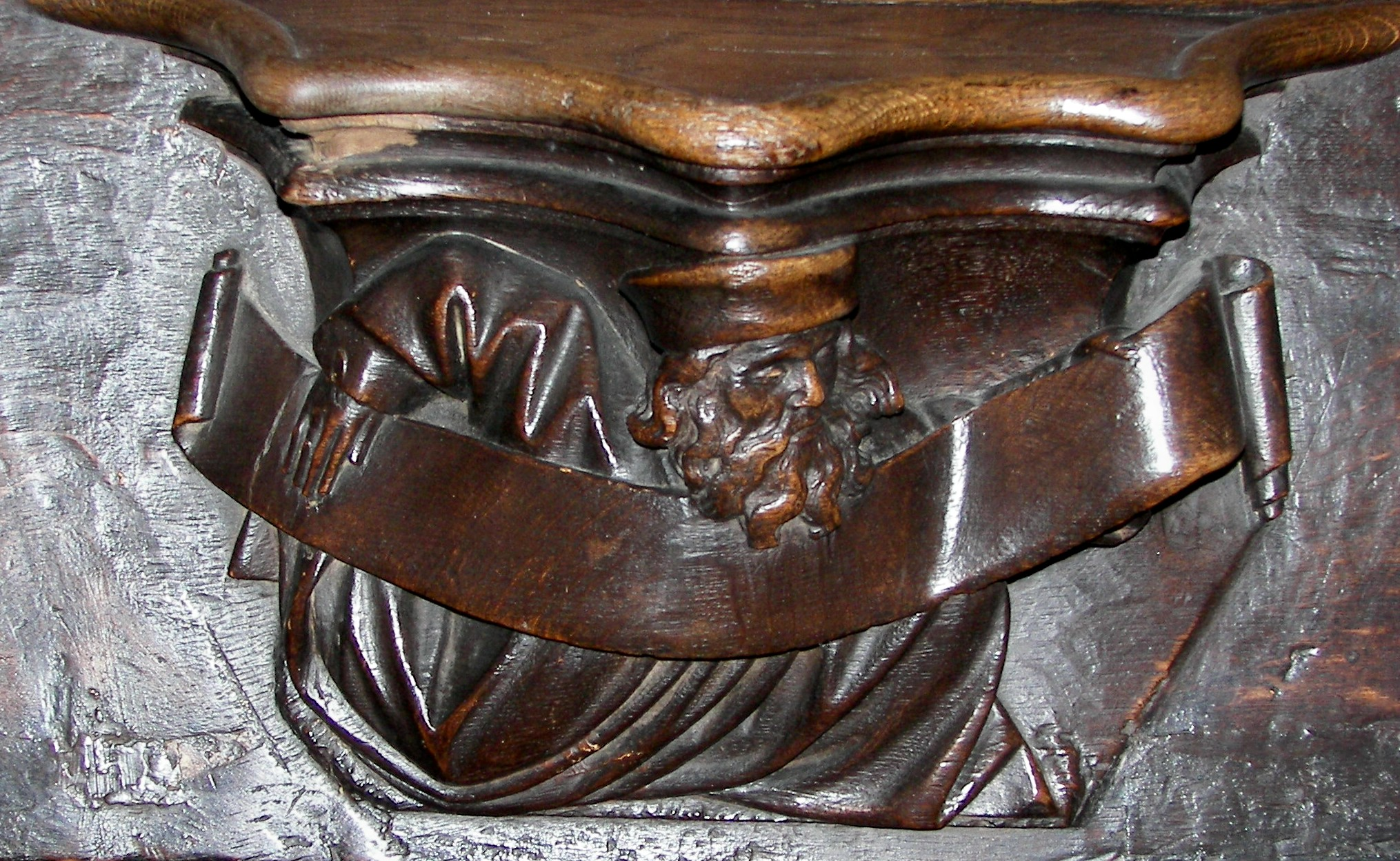
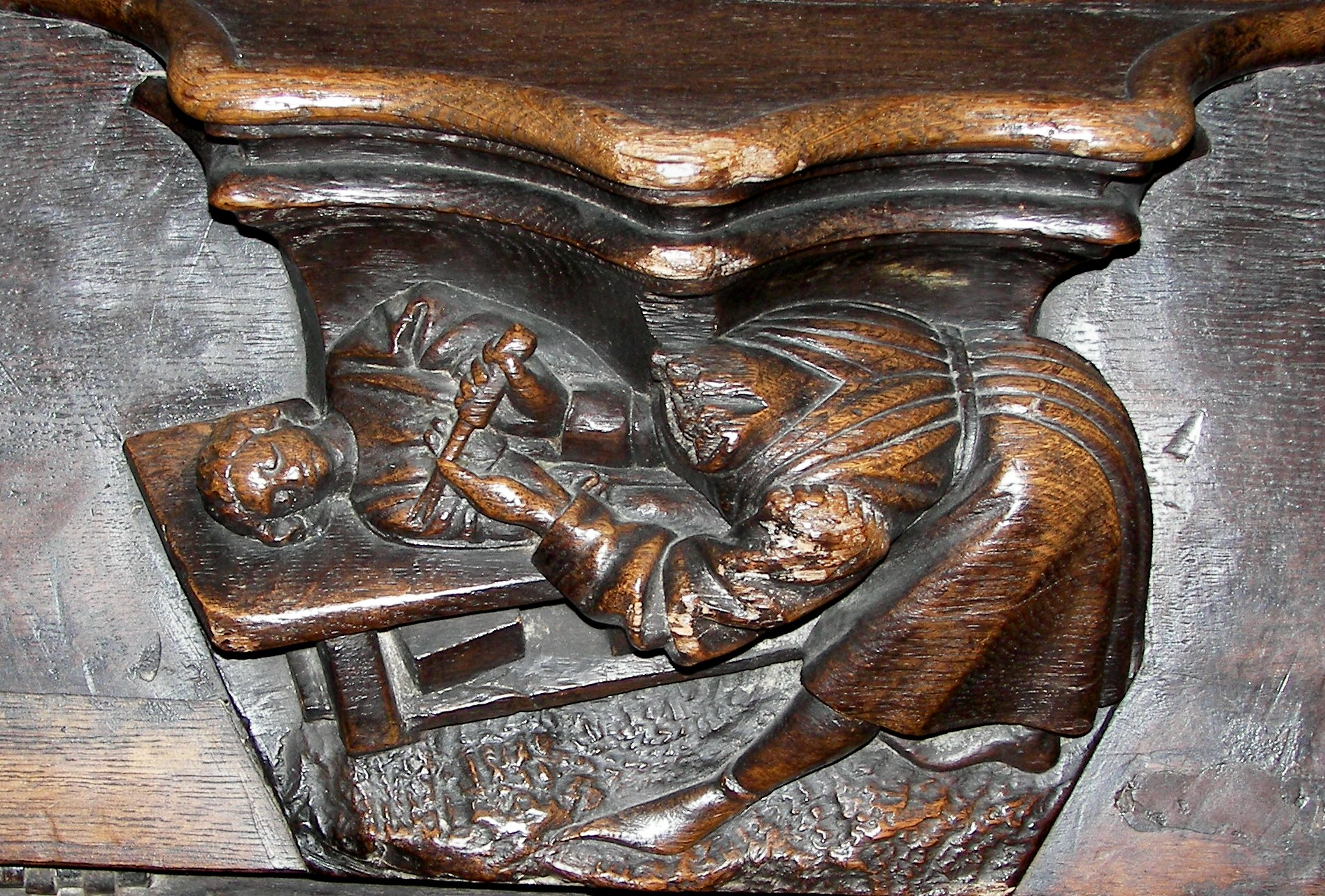
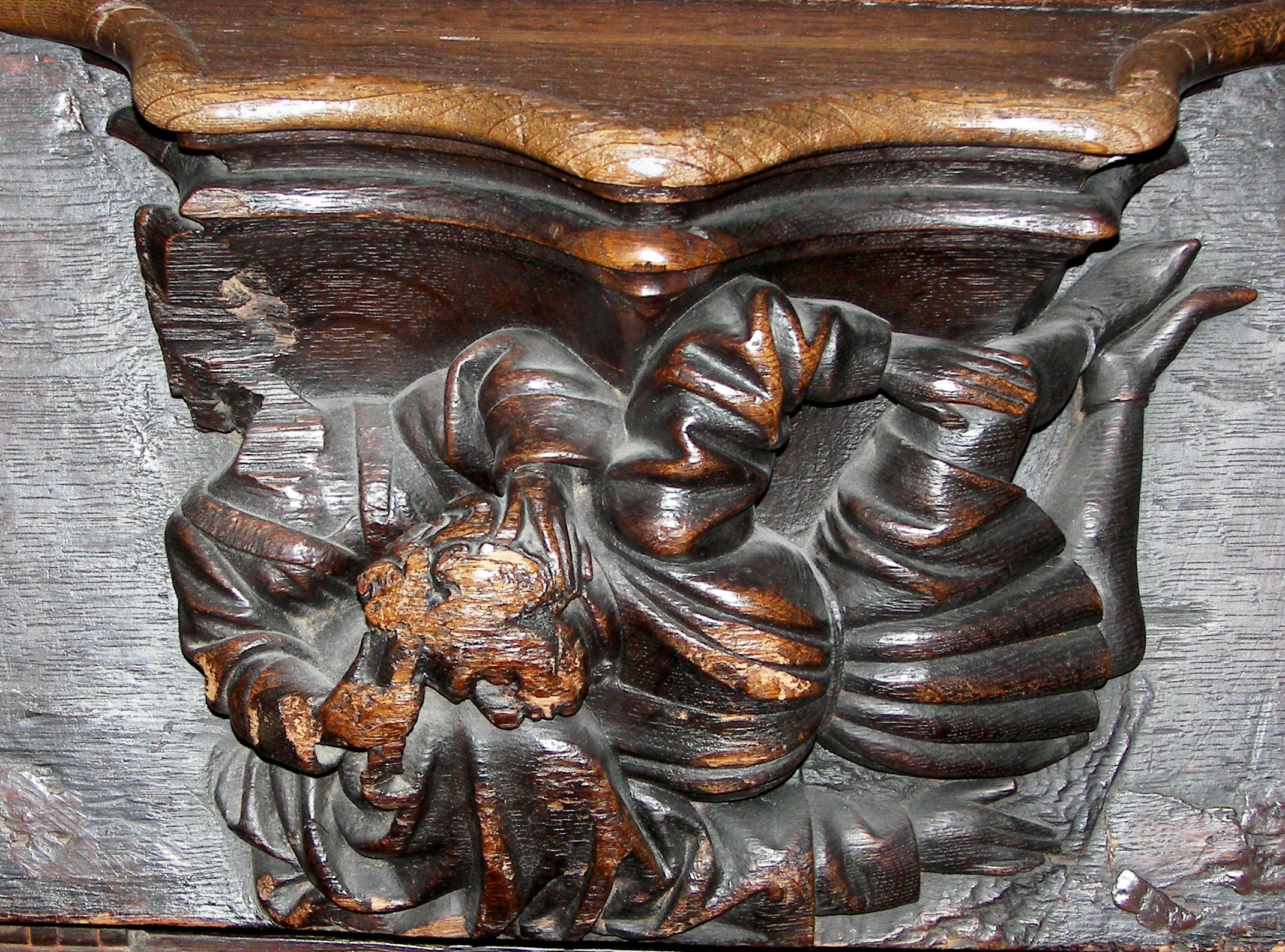
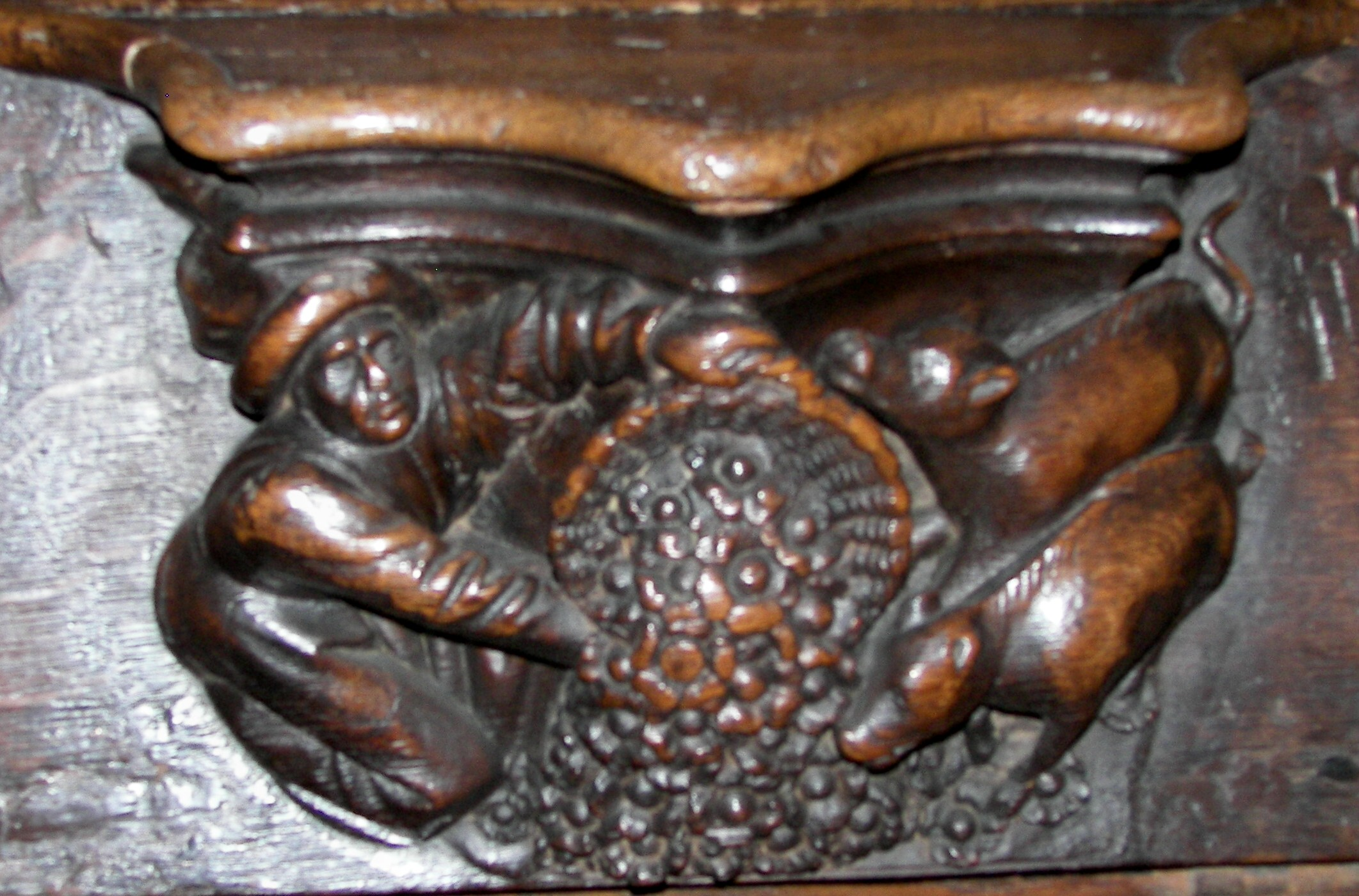
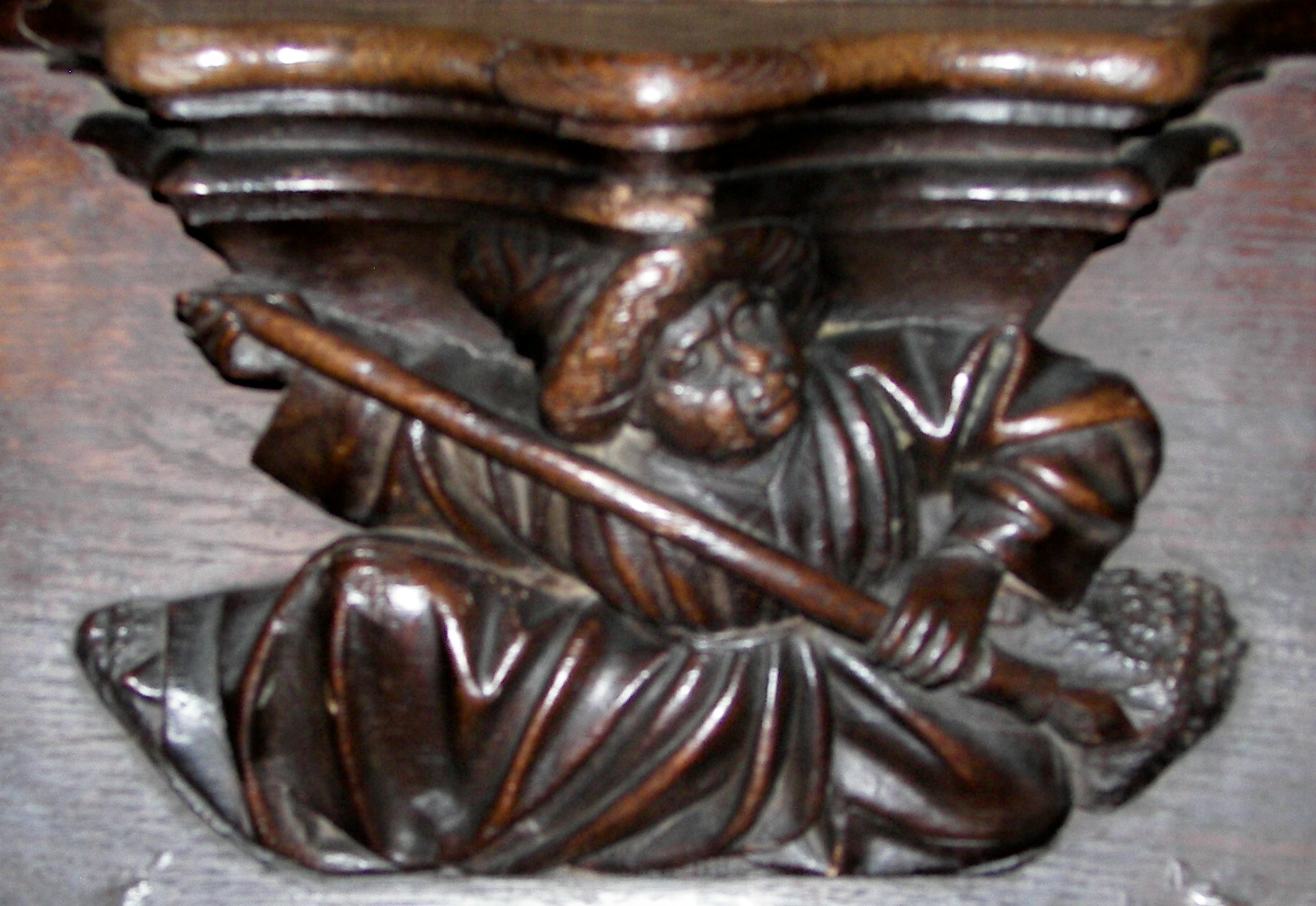
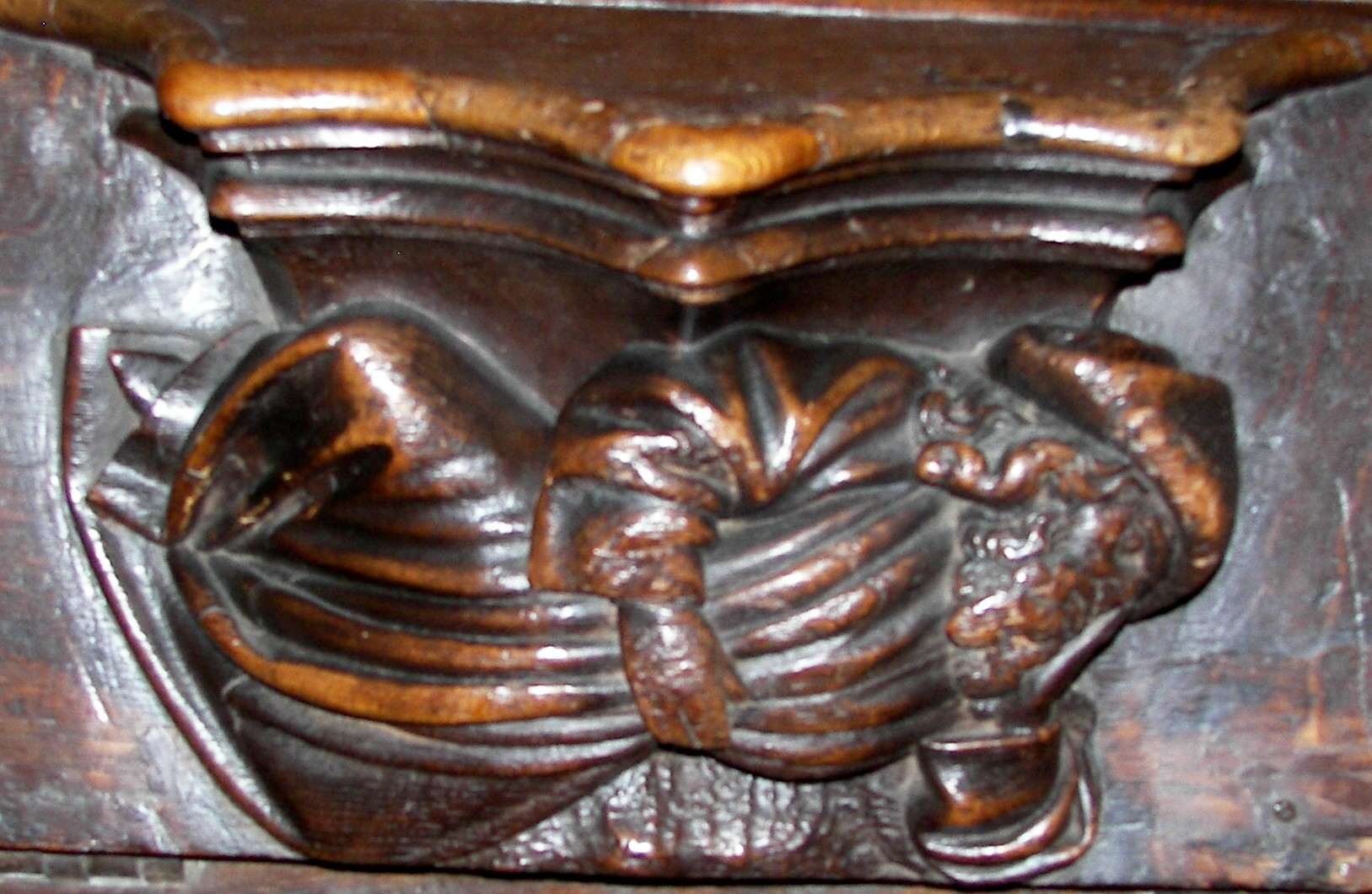

- Rouen abbatiale Saint-Ouen : ensemble de stalles au seul modèle de miséricorde classique.
- Rouen église Saint-Vivien (55).
- Rouen Musée d'Antiquités (2).
- Saint-Jacques-sur-Darnétal église Saint-Jacques (32) : modèle unique feuillage classique (XVIIIe siècle).
- Saint-Jean-de-la-Neuville église Saint-Jean (13).
- Sassetot-le-Mauconduit modèle classique en vase "à côtes" + une décorée de feuilles d'acanthe datée 1716.
- Le Tréport église Saint-Jacques : végétaux et animaux fantastiques (reptiles ? )

### Seine-Saint-Denis93

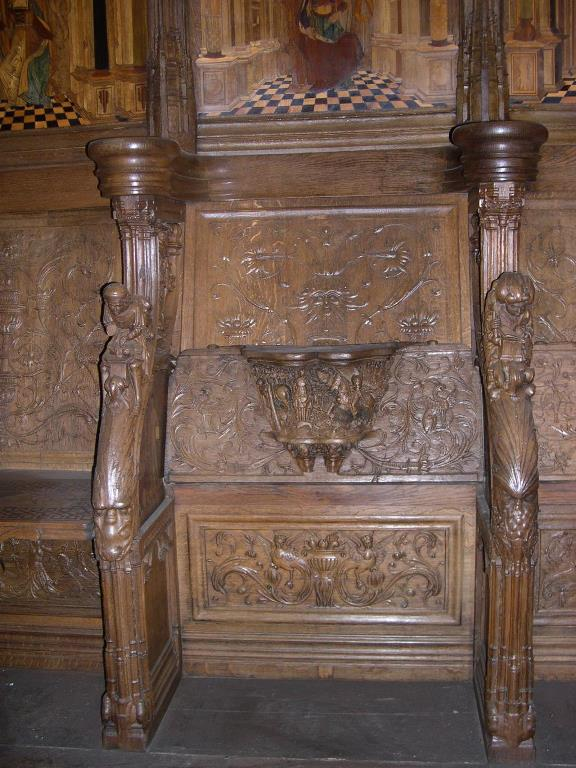
Cathédrale Saint-Denis.

- Saint-Denis cathédrale : 13 originaires du château de Gaillon (Eure) : scènes de chasse, sirènes des deux genres, vouivre, acrobaties et angelots.

### Somme80
- Abbeville cathédrale : motif classique à feuilles d'acanthe.
- Amiens cathédrale Notre-Dame (110) : ensemble de miséricordes représentant l'ancien testament.

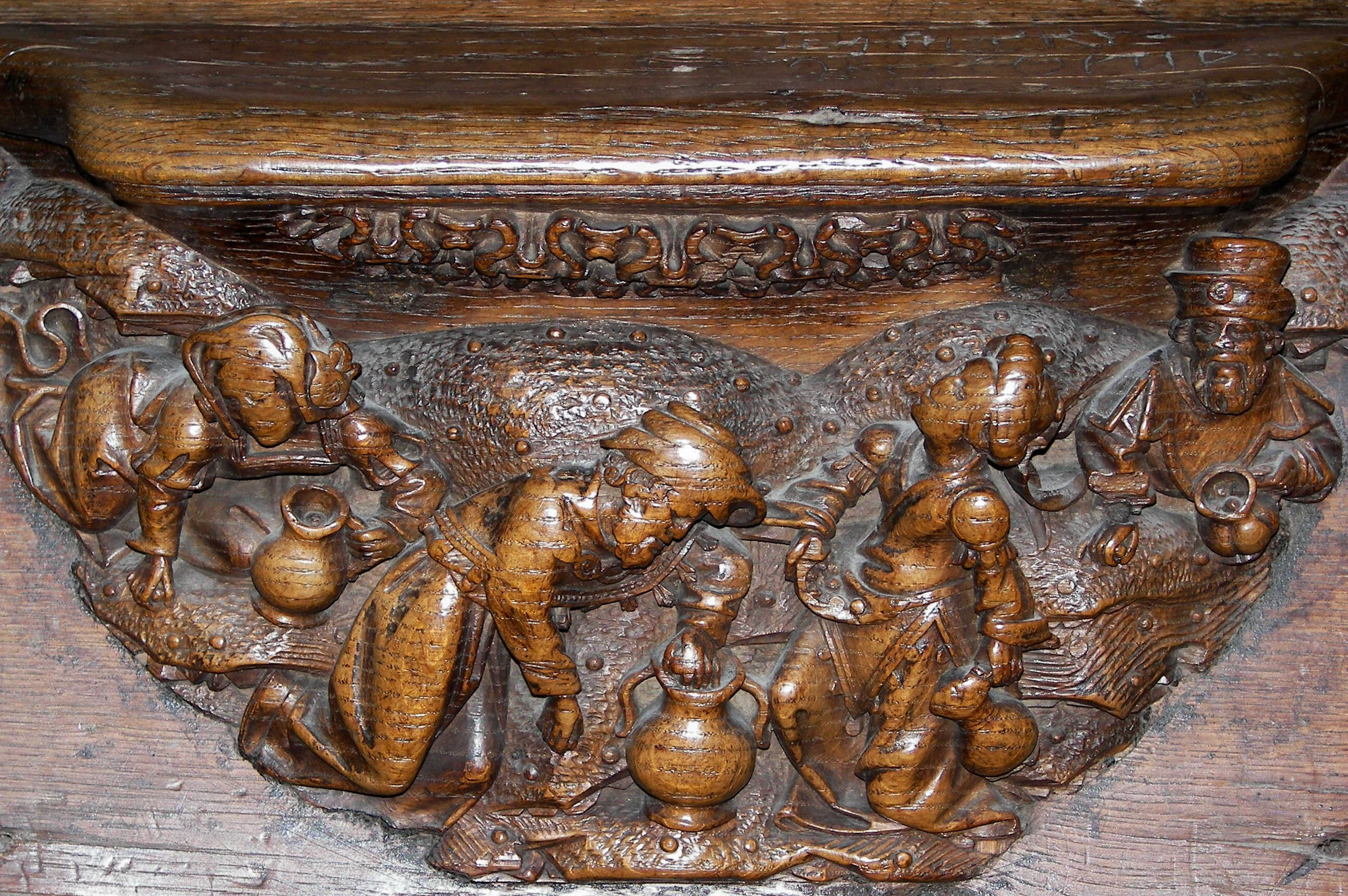
La manne céleste.
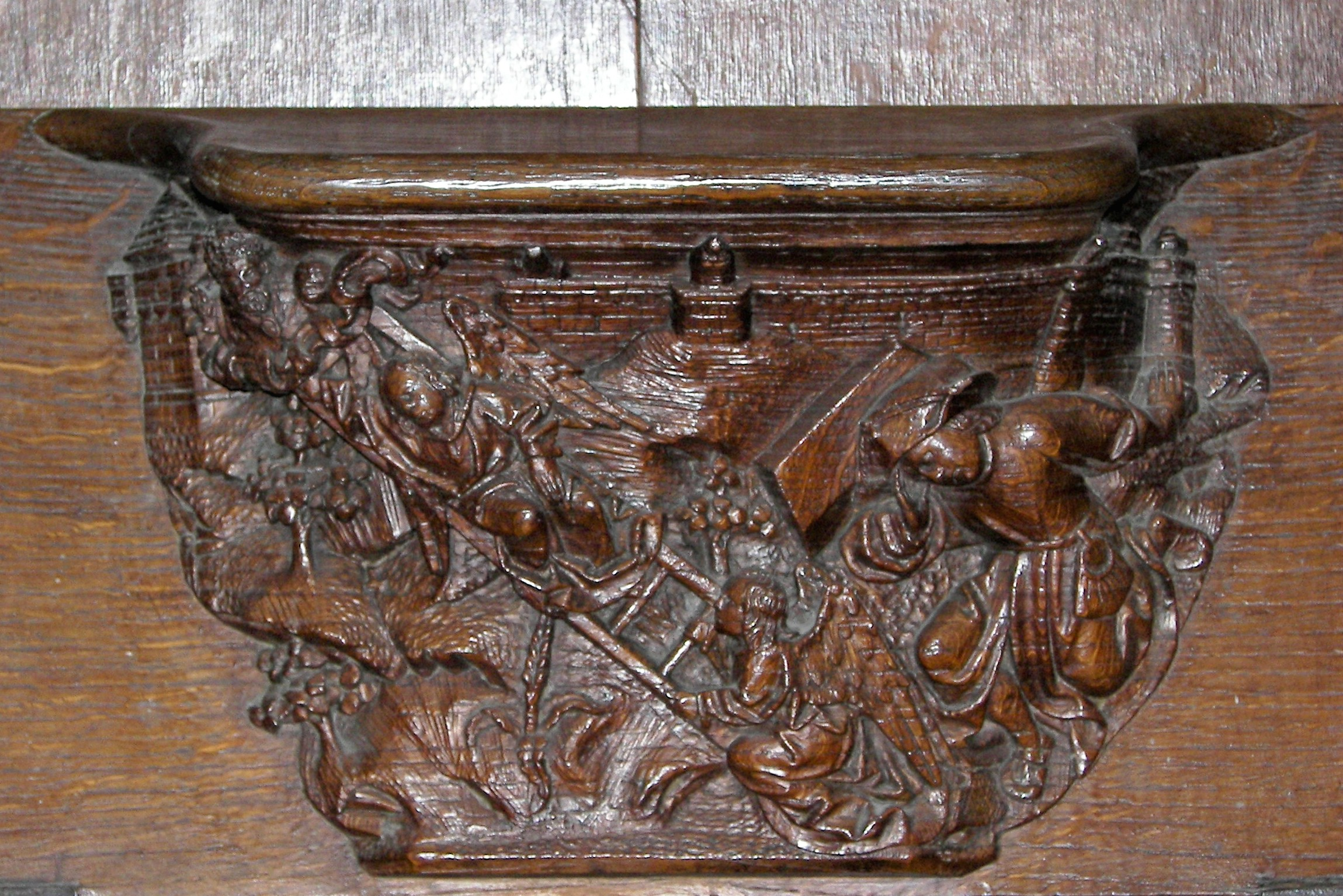
Le songe de Jacob.
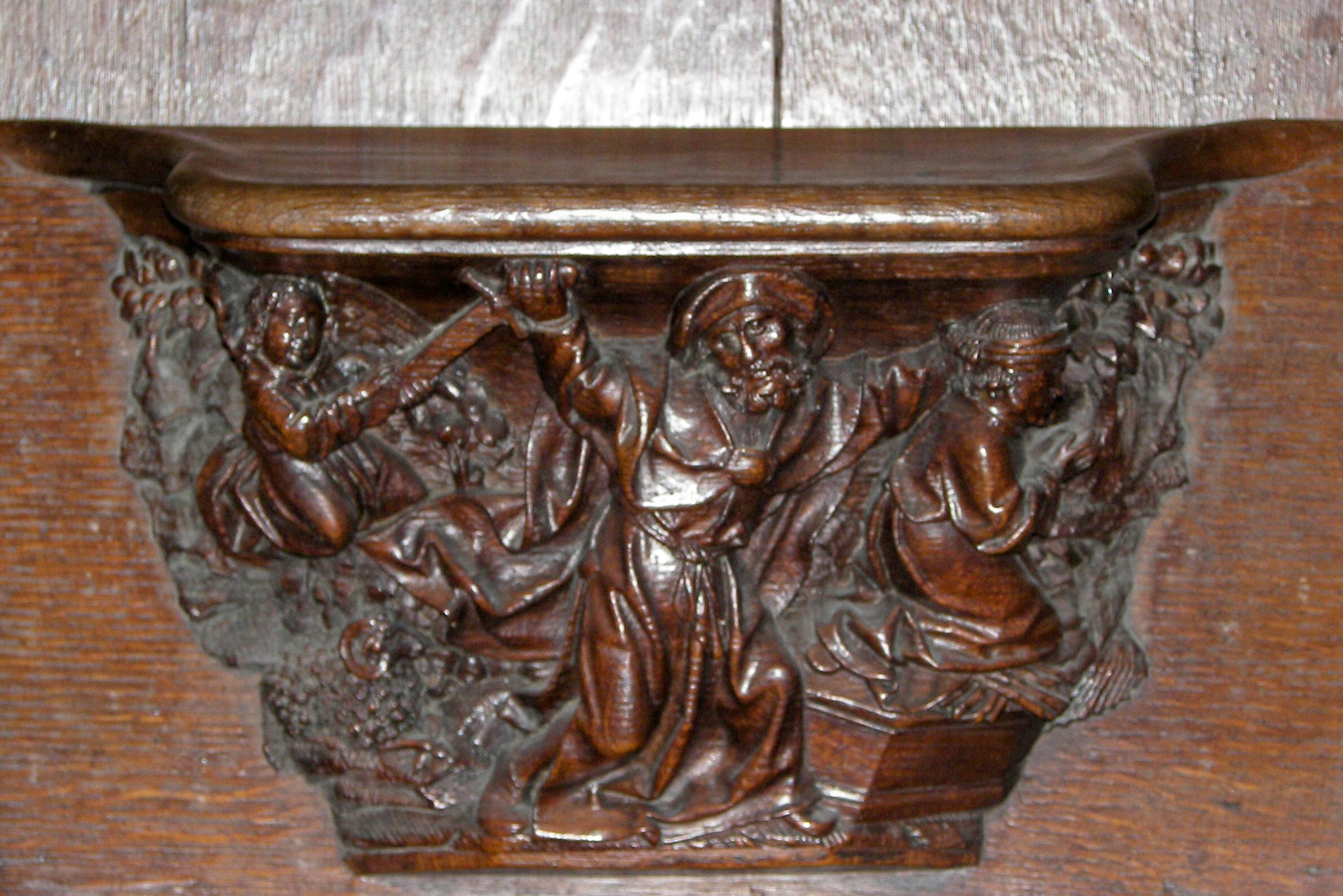
Le sacrifice d'Abraham.
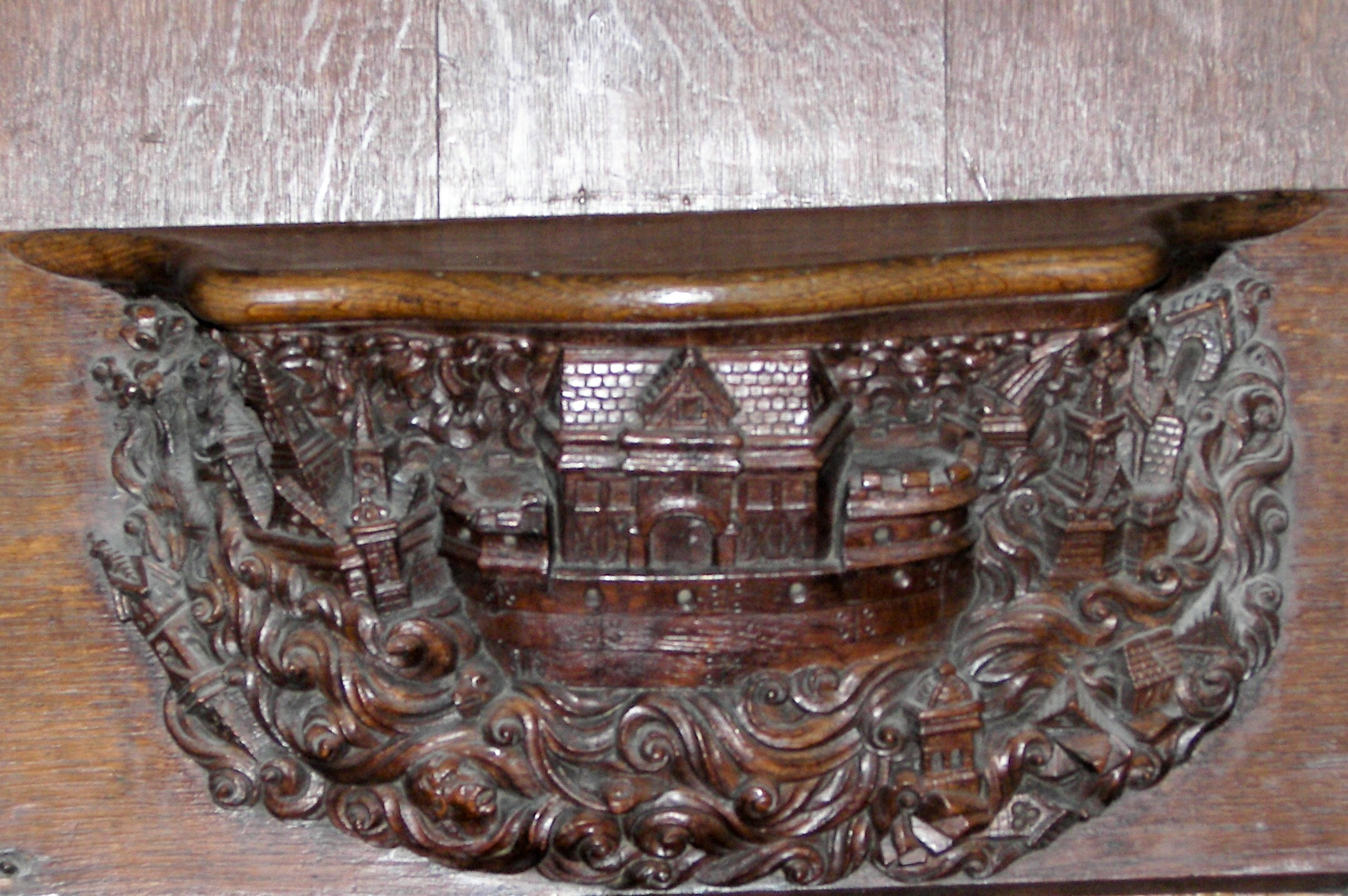
Le déluge et l'arche de Noé.
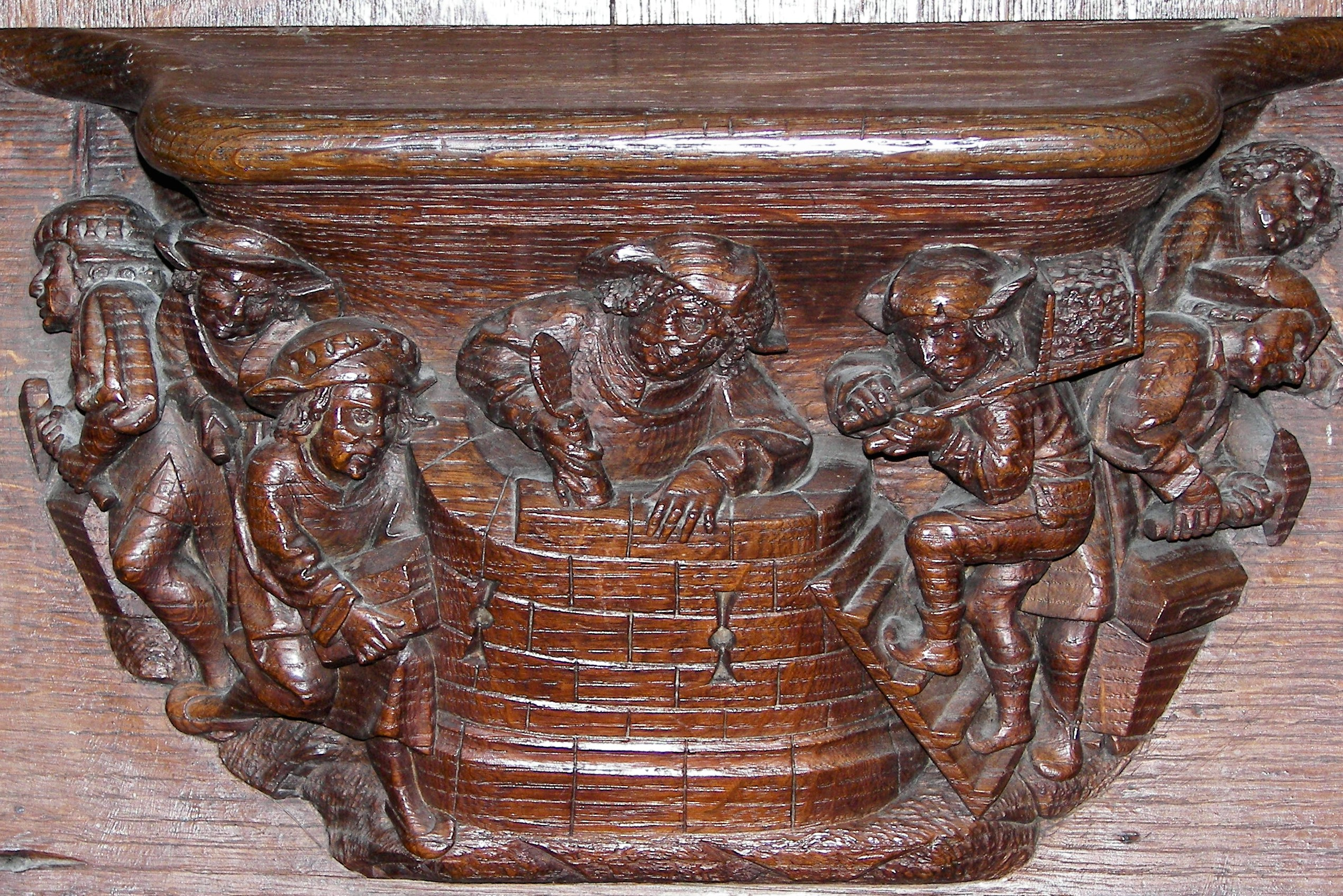
La tour de Babel.
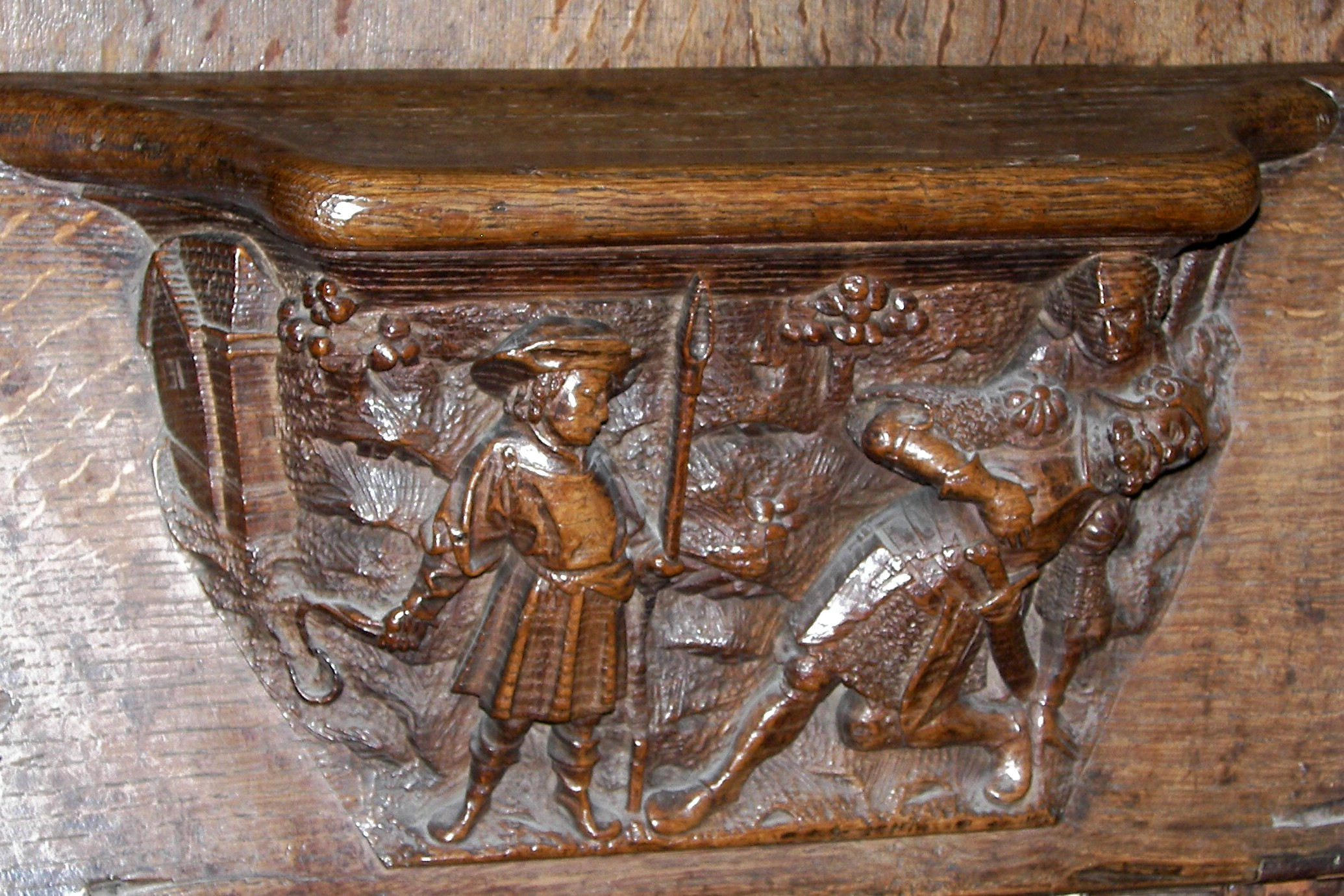
David et Goliath.
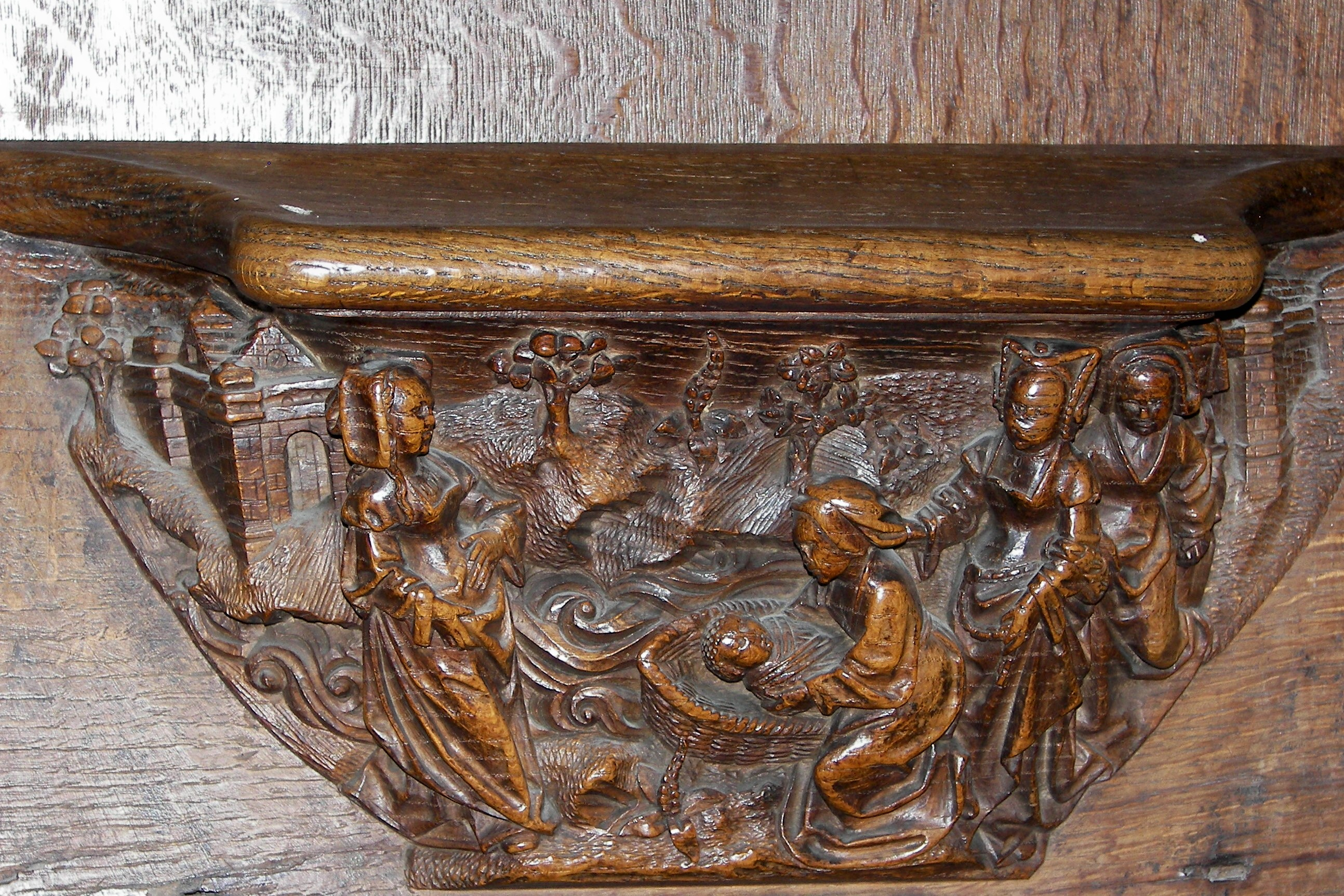
Moïse dans son berceau sur le Nil.
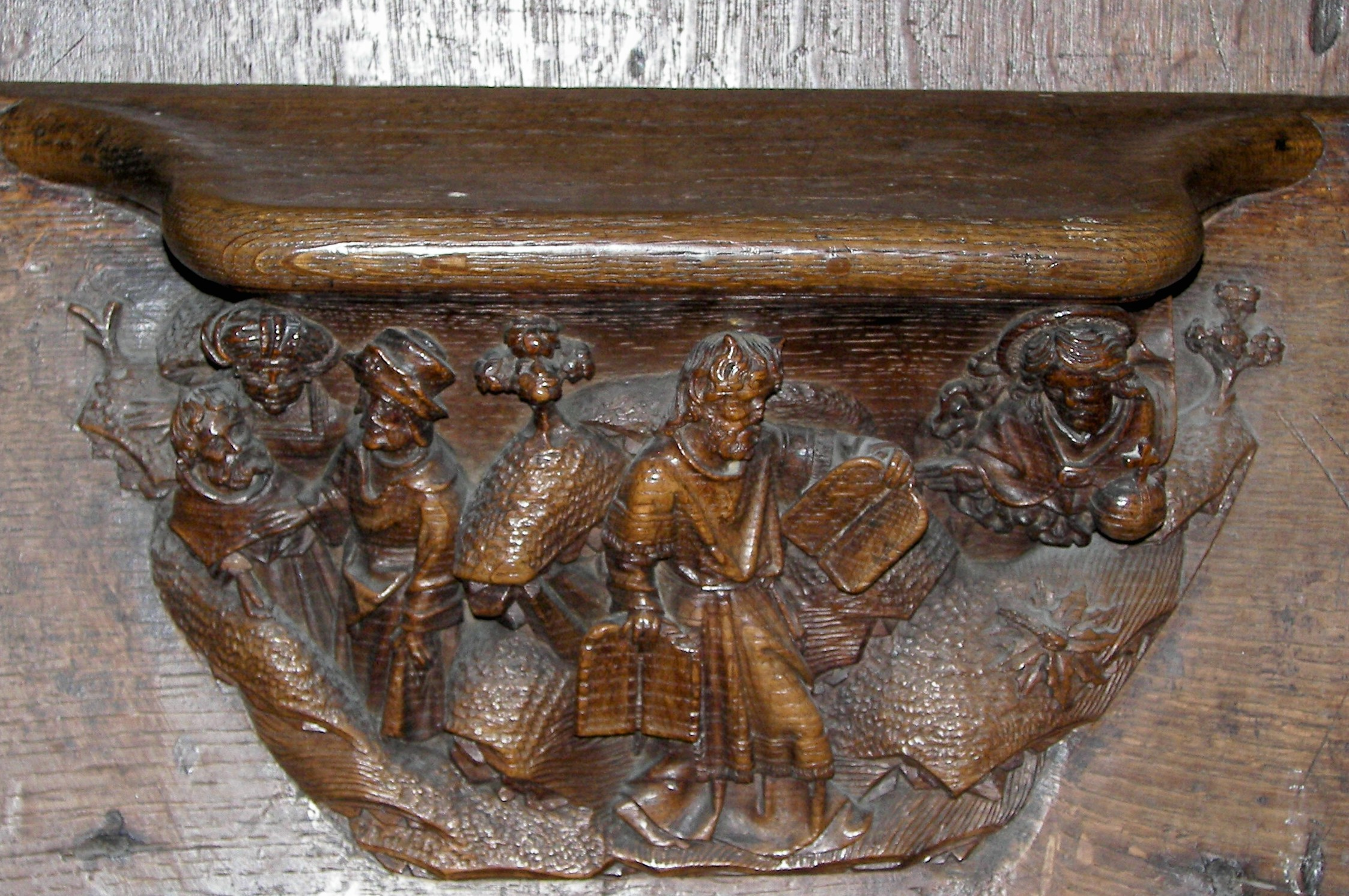
Moïse et les tables de la Loi.
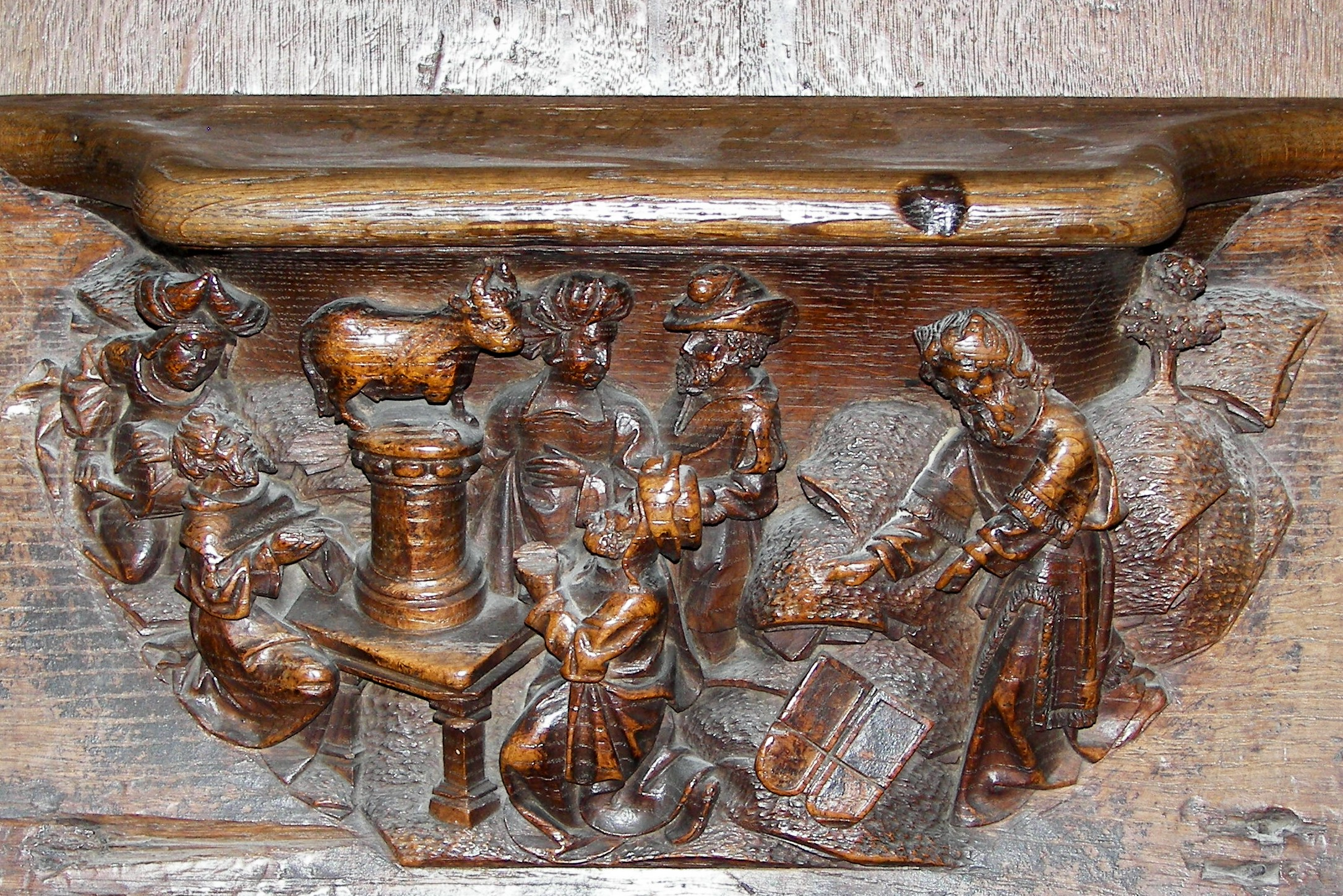
L'adoration du veau d'or.
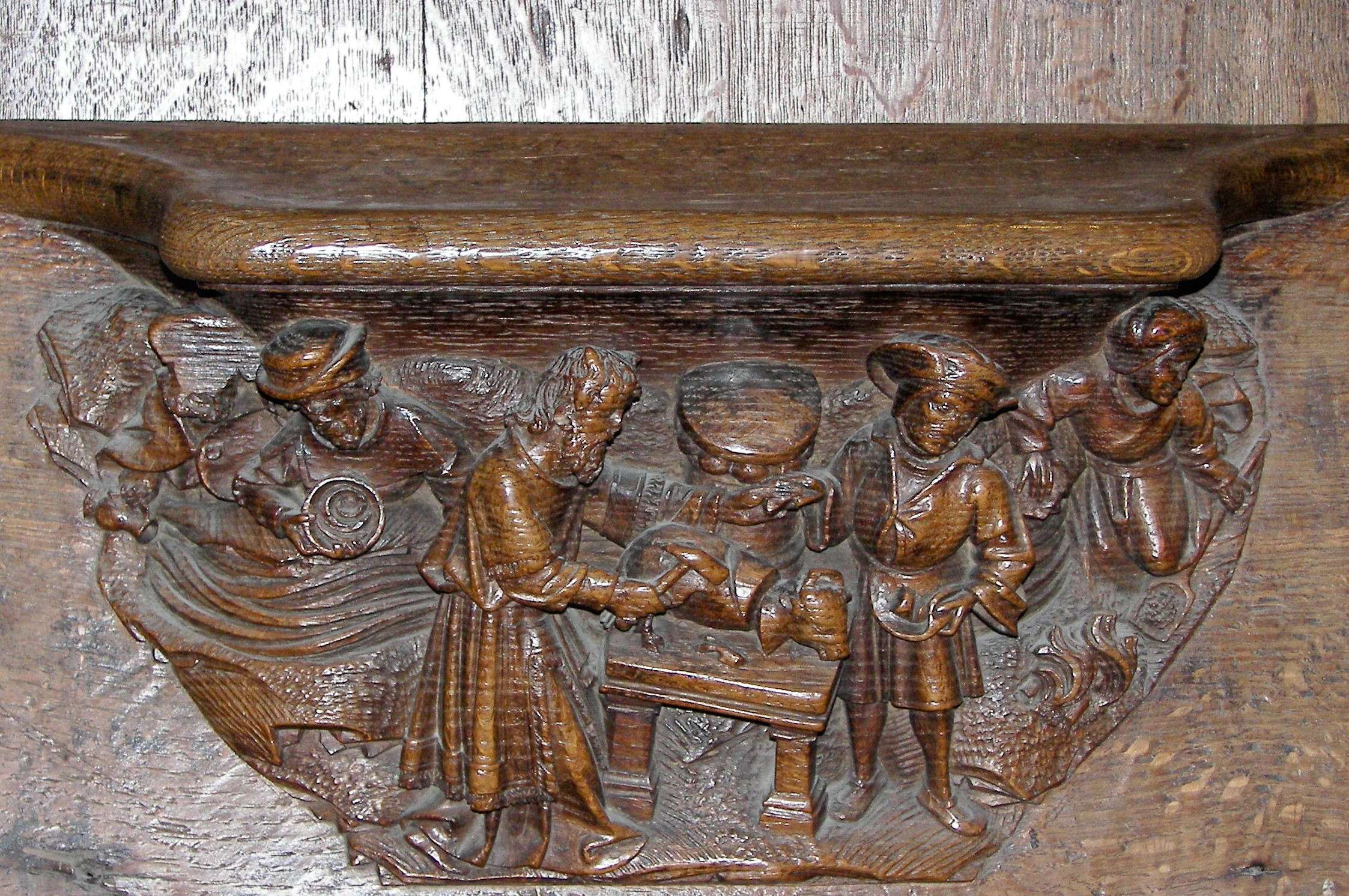
Destruction de l'idole du veau d'or.

- Amiens église Saint-Leu (12) : vases fleuris, têtes d'angelot, oiseaux fantastiques.
- Argoules abbaye de Valloires : motif rocaille.
- Bellancourt église (14) : motif unique
- Ham église abbatiale Notre-Dame : modèle unique de feuilles d'acanthe.
- Le Crotoy église : motifs végétaux.
- Pendé église (16) : visages d'anges remplacés, lorsqu'ils sont manquants par des miséricordes modernes.
- Péronne église Saint-Jean-Baptiste (10) : modèle unique classique d'un médaillon circulaire rayonnant sous des rinceaux.
- Rue église Saint-Wulphy (13) : entrelacs de végétaux, visage d'homme barbu, rosace gravée "FAIT 1850" + chapelle du Saint-Esprit (2) : motif à feuilles d'acanthe.
- Saint-Riquier abbatiale : unique modèle classique à feuilles d'acanthe.
- Saint-Riquier : Hôtel-Dieu (chapelle Saint-Nicolas) : unique modèle en console à la base cannelée surmontant un petit motif de feuillage stylisé.

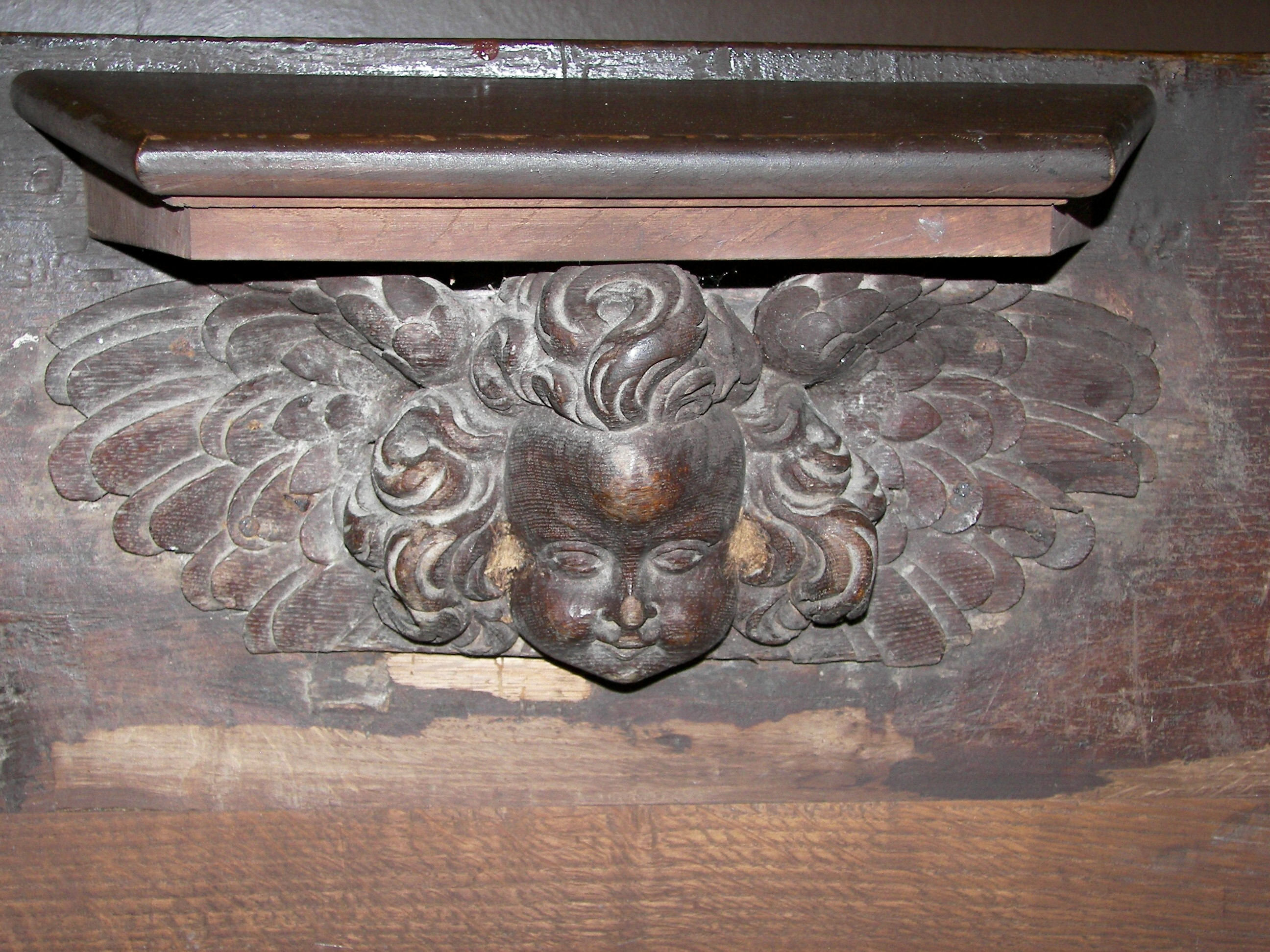
Église de Pendé
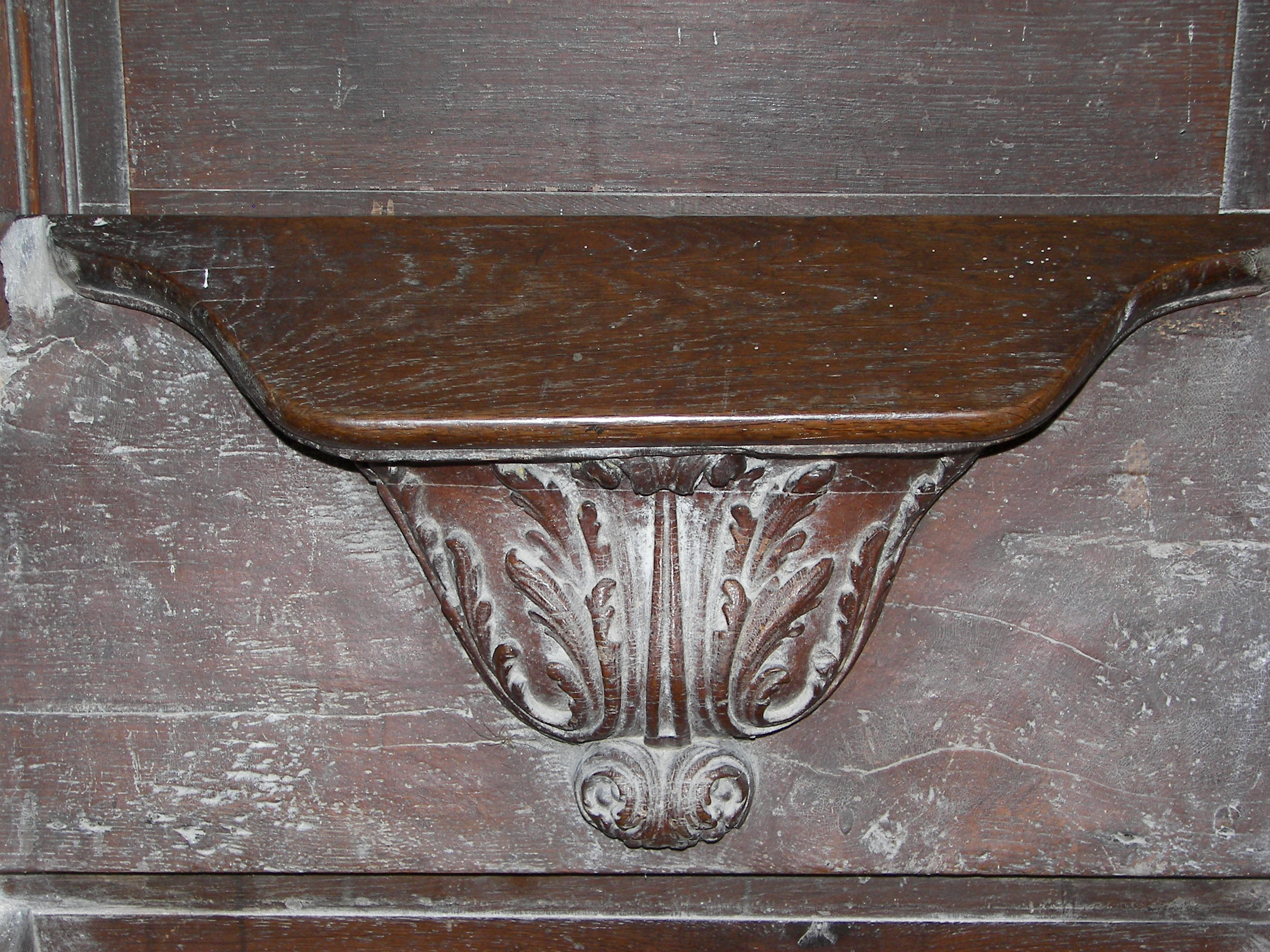
Rue (chapelle du Saint-Esprit).
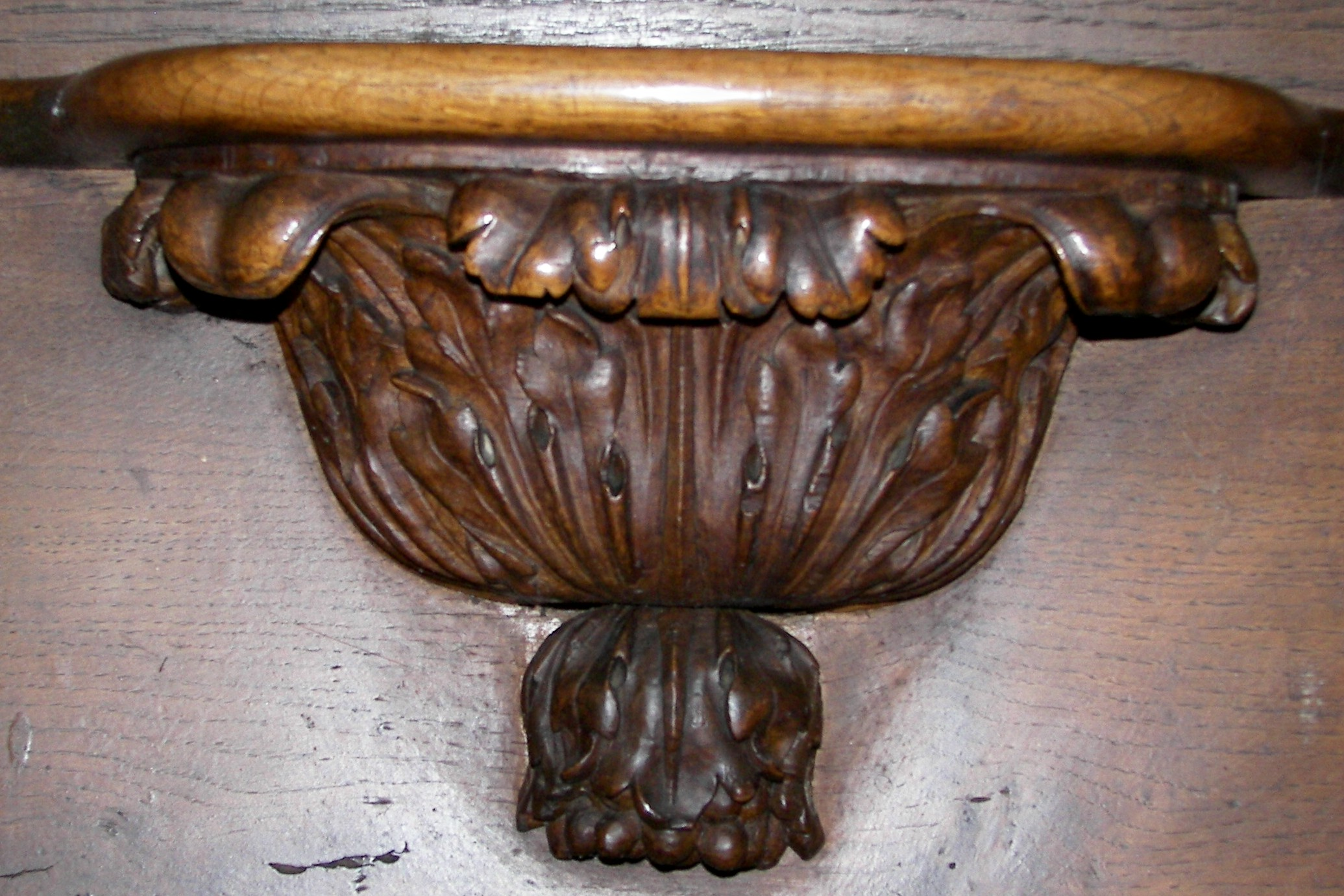
Saint-Riquier (abbaye).
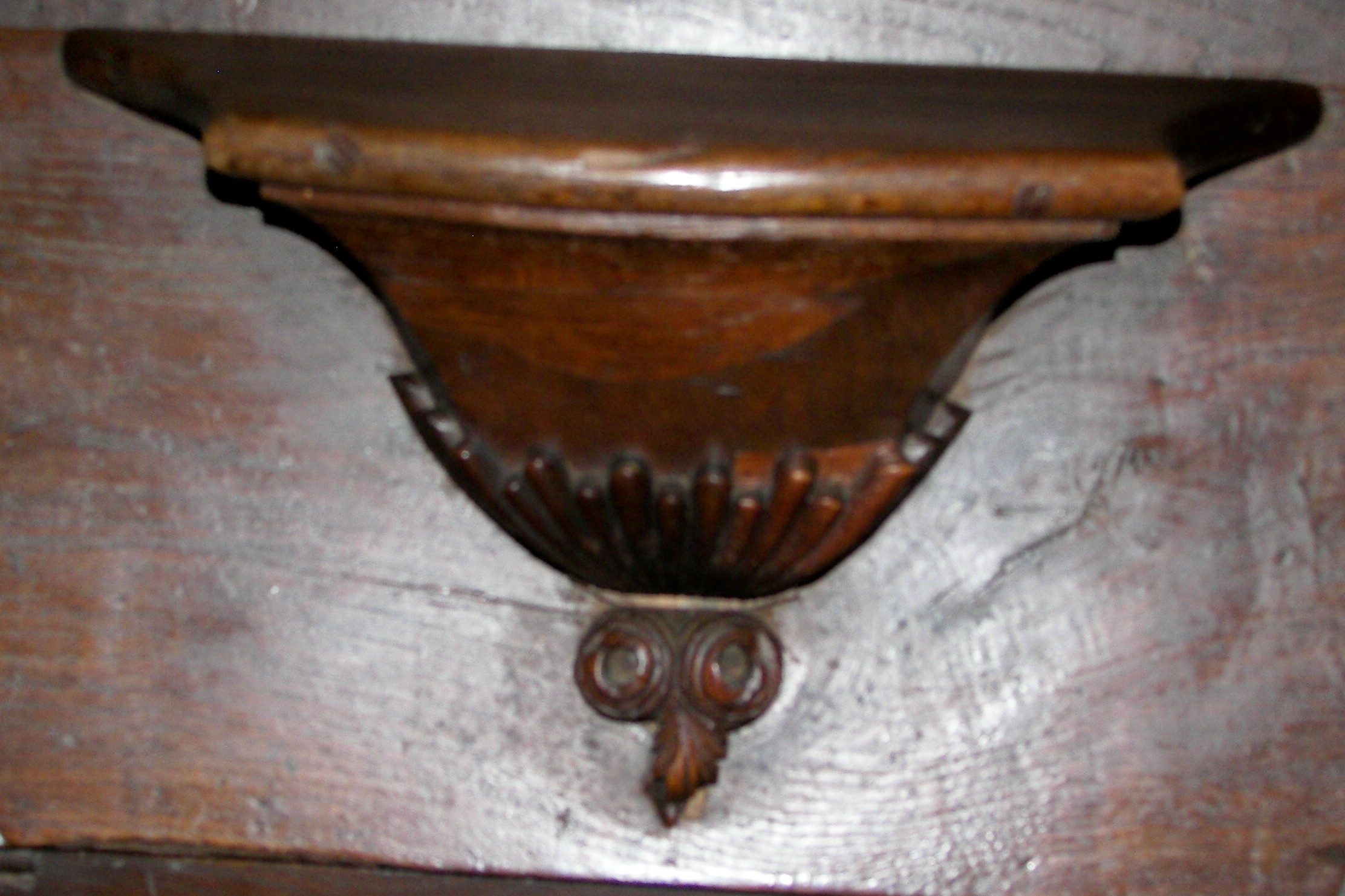
Saint-Riquier (chapelle de l'Hôtel Dieu).

- Saint-Valéry-sur-Somme église Saint-Martin : motif unique de feuilles et grapillons de lierre.

## T

### Tarn81

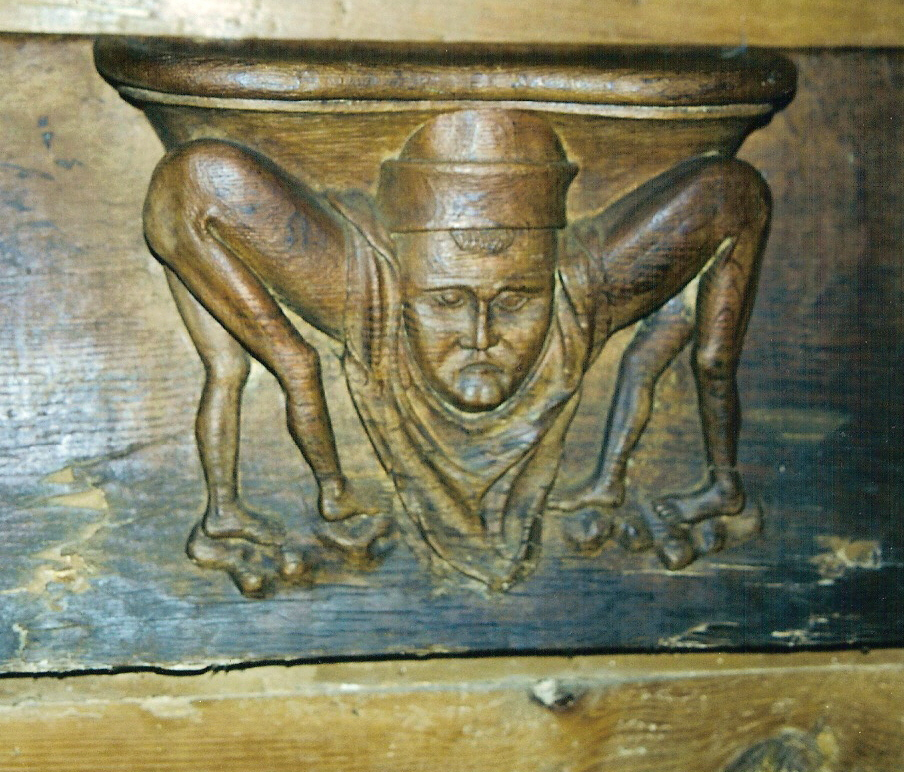
Église de Puycelsi.

- Albi cathédrale Sainte-Cécile : (120).
- Monestiés chapelle Saint-Jacques de l'Hôpital (23).
- Puycelsi : personnage monstrueux à quatre pattes.

### Tarn-et-Garonne82
- Castelsarrasin prieuré Saint-Sauveur (39, provenant de l'abbaye de Belleperche).
- Cordes-Tolosannes église Saint-Nicolas de la Grave.
- Lachapelle église (6).
- Lauzerte : sculptures grossières de visages grotesques ou monstrueux.
- Moissac église Saint-Pierre (114).
- Montpezat-de-Quercy collégiale Saint-Martin (25).
- Nègrepelisse église Saint-Pierre-ès-Liens (9).

## V

### Val-d'Oise95

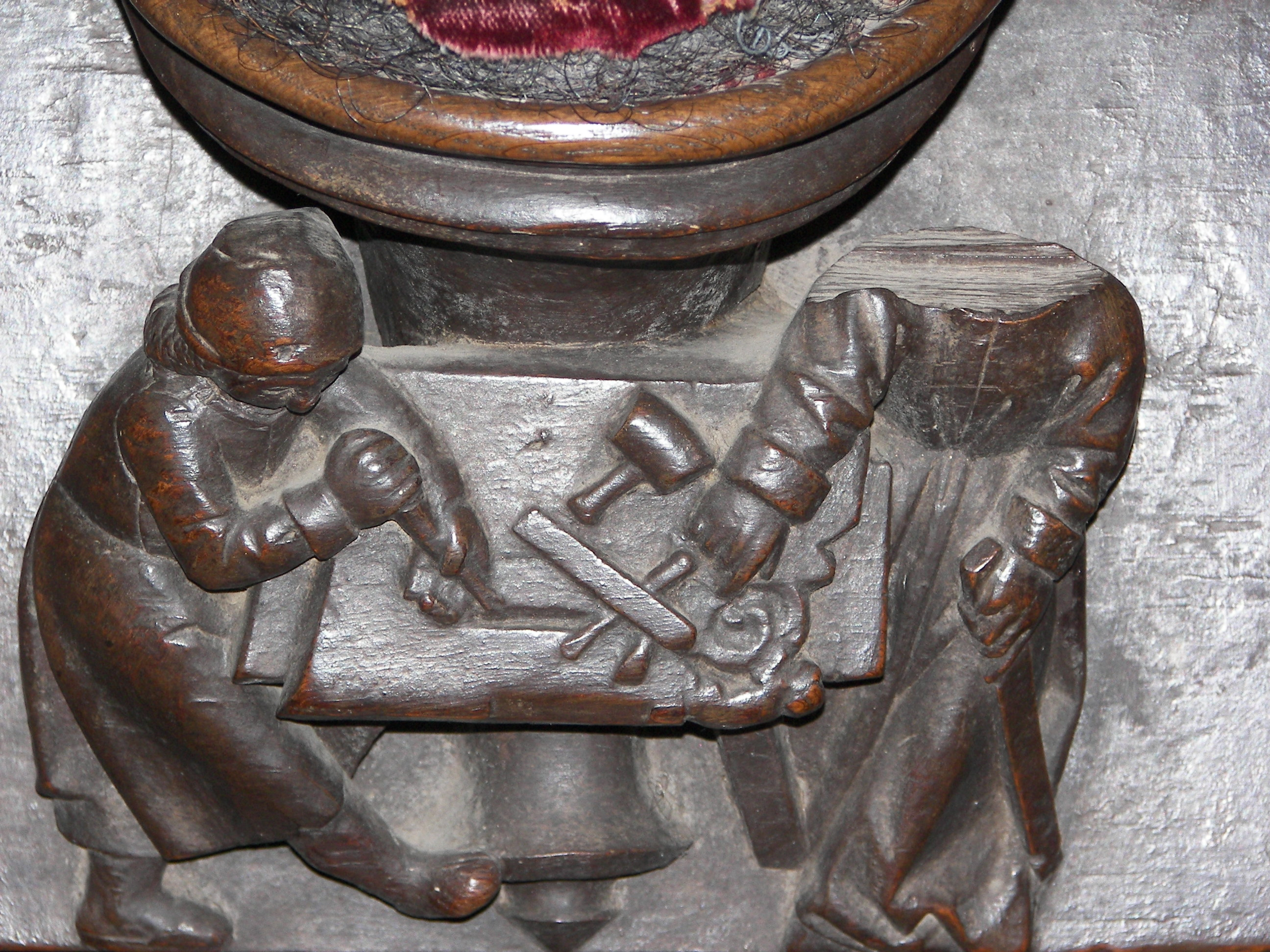
L'Isle-Adam.

Domont église Sainte-Marie-Madeleine (2).
- Fontenay-en-Parisis église Saint-Aquilin (15, provenant de l'abbaye de Saint-Victor).
- Grisy-les-Plâtres église Saint-Caprais (6).
- La Roche-Guyon église Saint-Samson : motifs décoratifs végétaux de style Renaissance ornés de volutes et de rinceaux, angelot.
- L'Isle-Adam église Saint-Martin (6) : scènes de combats entre chasseurs (?) fauves ou animaux fantastiques, artisans, Compaspé chevauchant Aristote (comme à Rouen et Montbenoît). Ces stalles proviennent de l'église Saint-Seurin à Bordeaux.
- Magny-en-Vexin église Notre-Dame (12) : au nord de la nef, petites miséricordes du XIXe siècle aux motifs de feuillages et de fruits, incluant quelques visages humains + un ange.
- Marines église Saint-Remi (10): deux ensembles de 4 stalles aux miséricordes en forme de vase aux décors de végétaux stylisés, plus deux cathèdres aux miséricordes sculptées de feuilles d'acanthe.

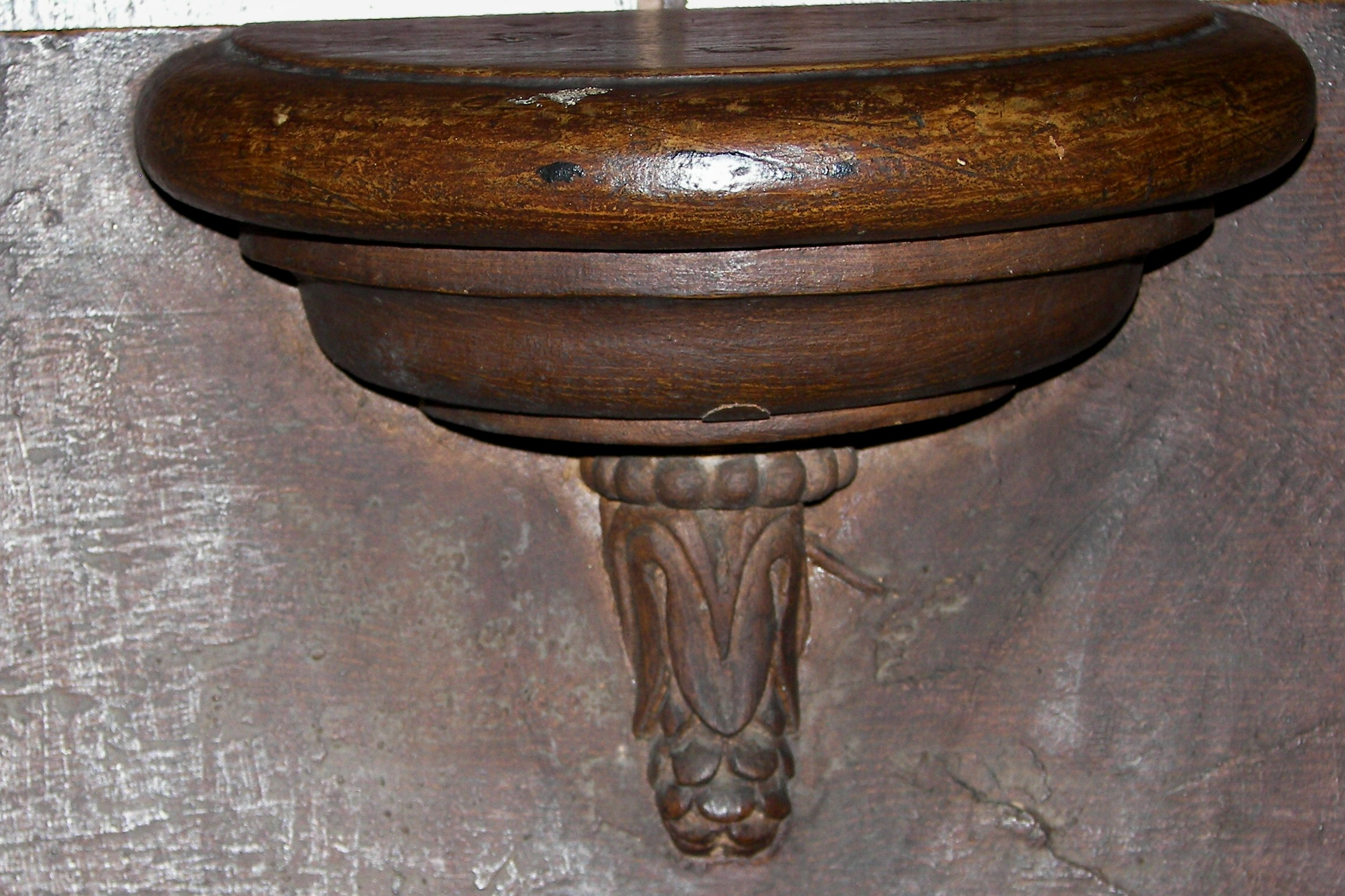
Église
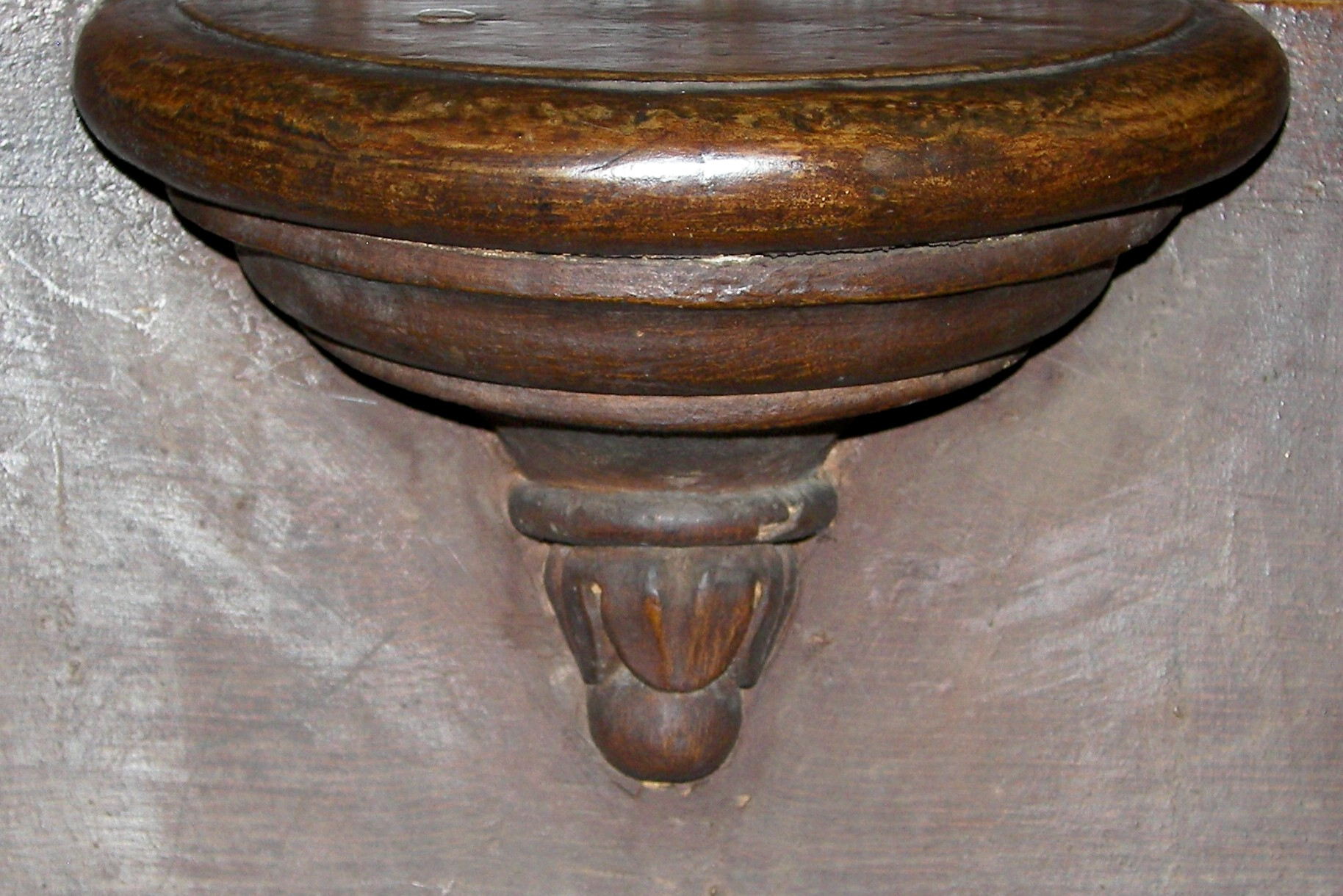
Saint-Rémi
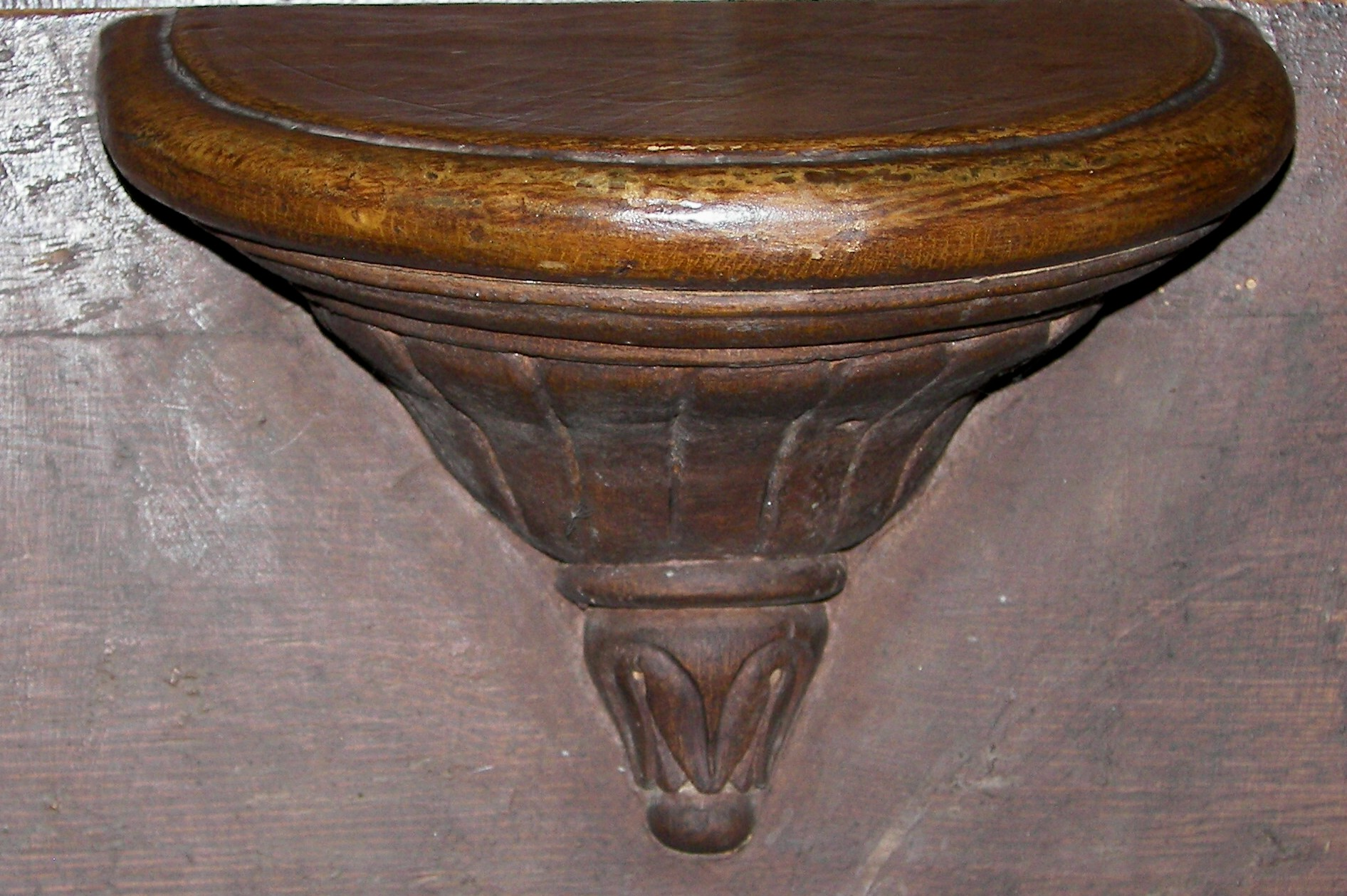
de
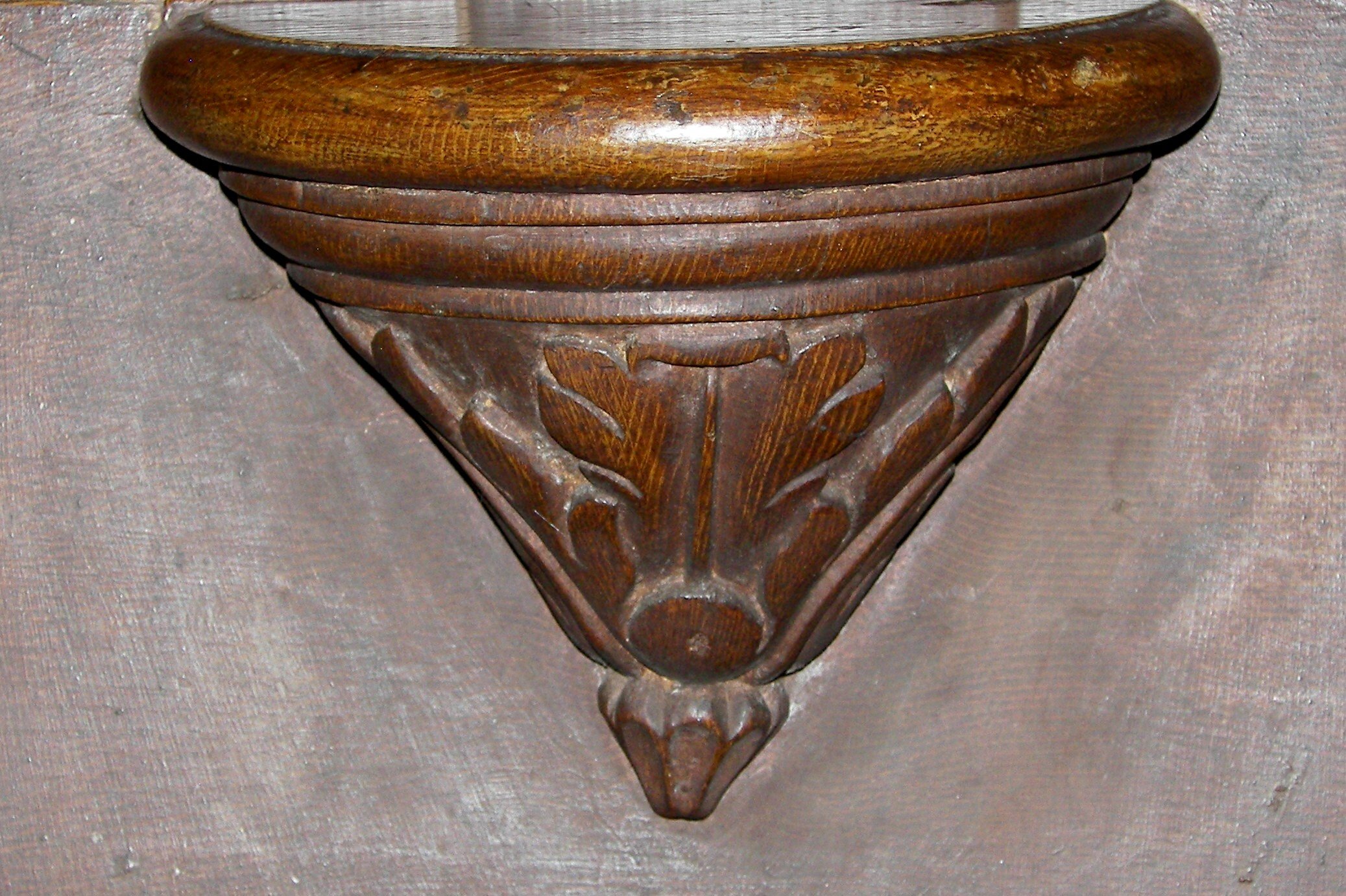
Marines
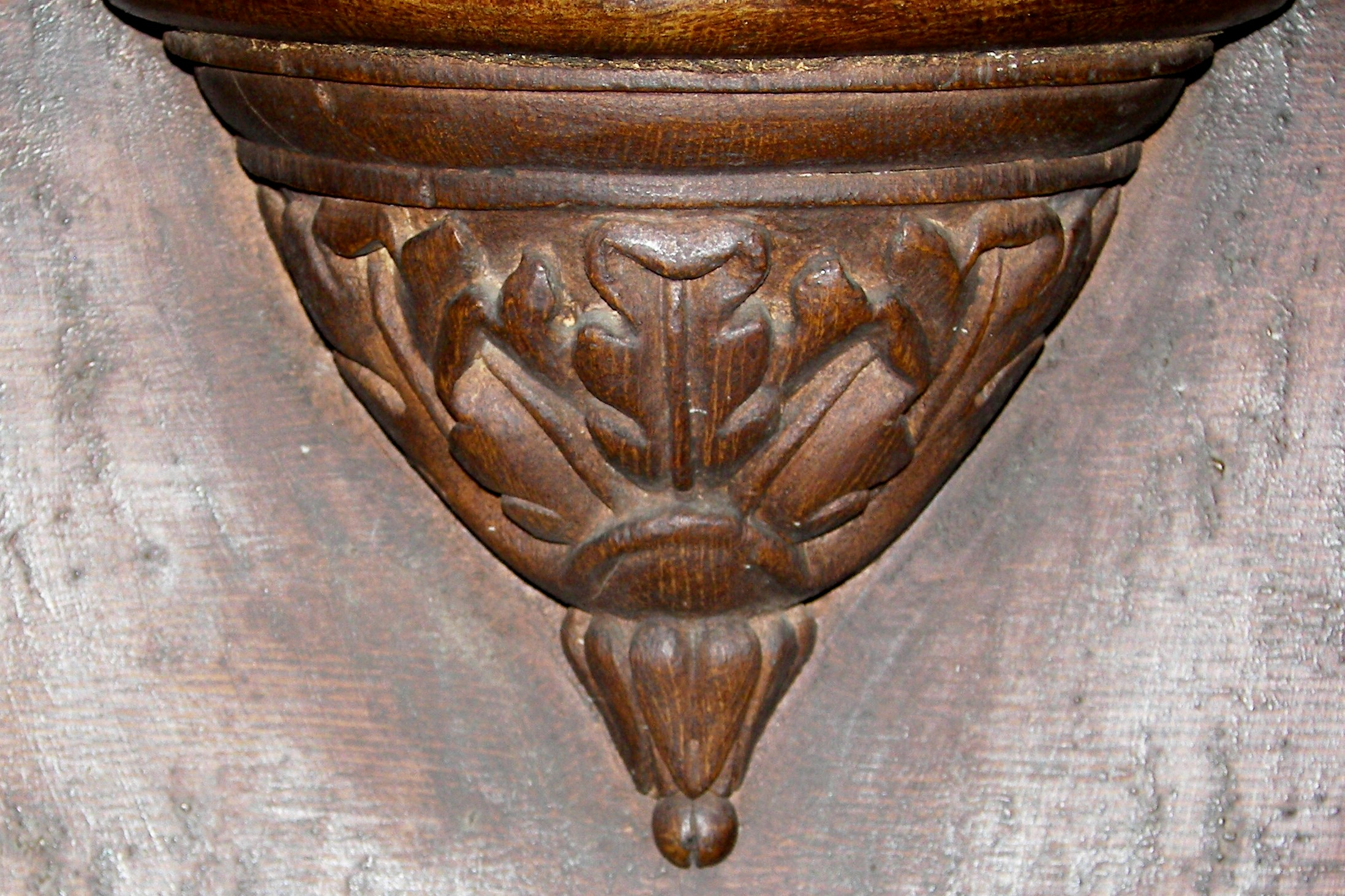
(Val d'Oise).
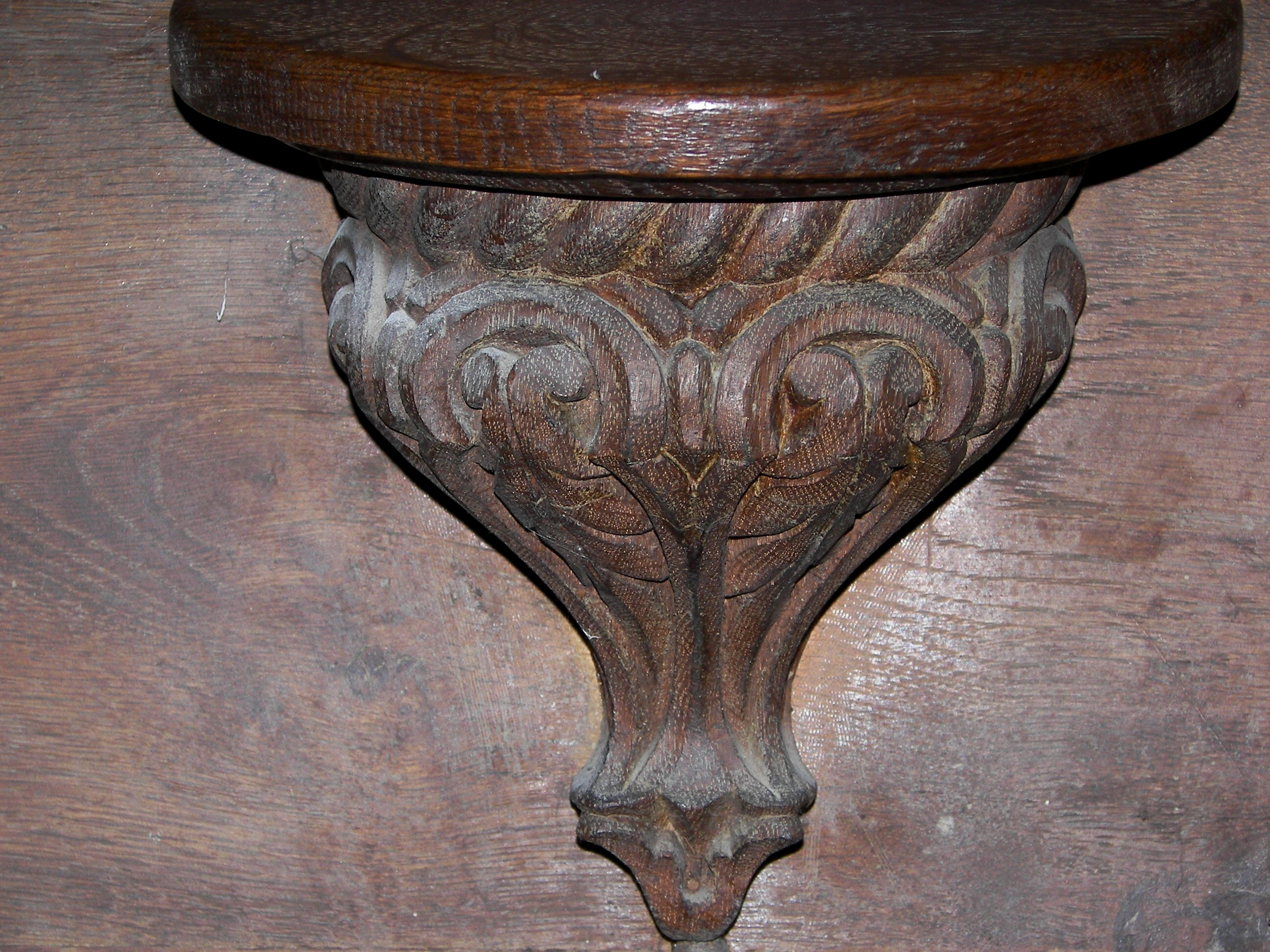
Miséricorde des cathèdres.

- Montmorency collégiale Saint-Martin.
- Presles église Saint-Germain-l'Auxerrois (6) : illustration de proverbe, Scènes de vie quotidienne et rurale.
- Pontoise cathédrale Saint-Maclou : modèle unique de coquille Saint-Jacques.

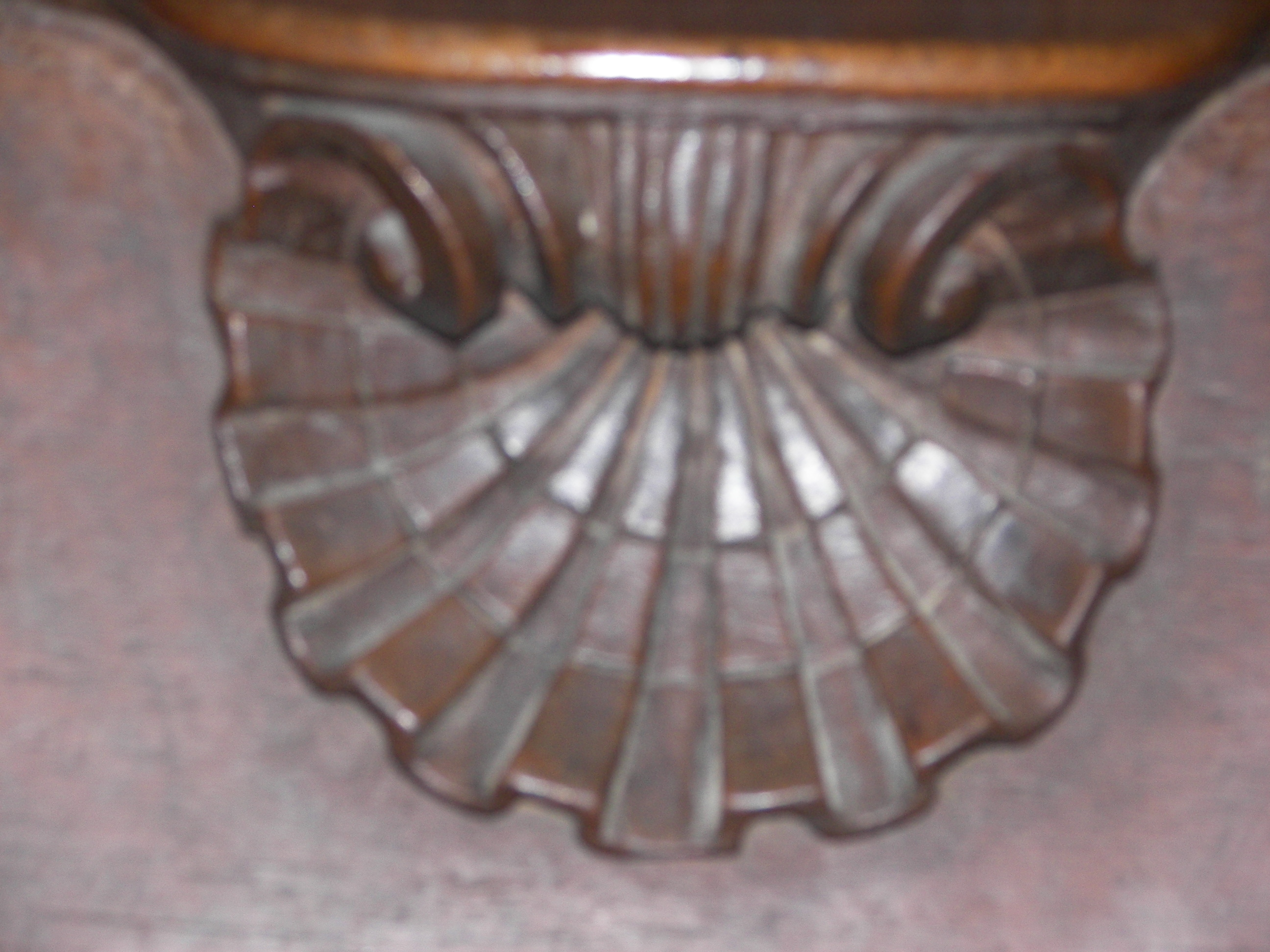
Pontoise : cathédrale Saint-Maclou.

- Pontoise église Notre-Dame : simple en boule au fond de la nef. Dans le chœur, provenant de l'abbaye de Monbuisson, un seul modèle de style baroque avec coquille et volutes.
- Royaumont abbaye.
- Saint-Clair-sur-Epte église : feuilles d'acanthe.
- Soisy-sous-Montmorency église (3) + mairie (3).

### Var83
- Barjols collégiale Notre-dame-de-l'Assomption (16).
- Sainte-Maxime église (10) : motifs géométriques et végétaux.
- Saint-Maximin-la-Sainte-Baume basilique Sainte-Marie-Madeleine (94) : modèle unique baroque à feuilles d'acanthe.

### Vaucluse84
- Avignon église Saint-Pierre (40) : du même modèle simple à décoration géométrique.
- L'Isle-sur-Sorgue collégiale Notre-Dame-des-Anges : modèle unique à motif géométrique.

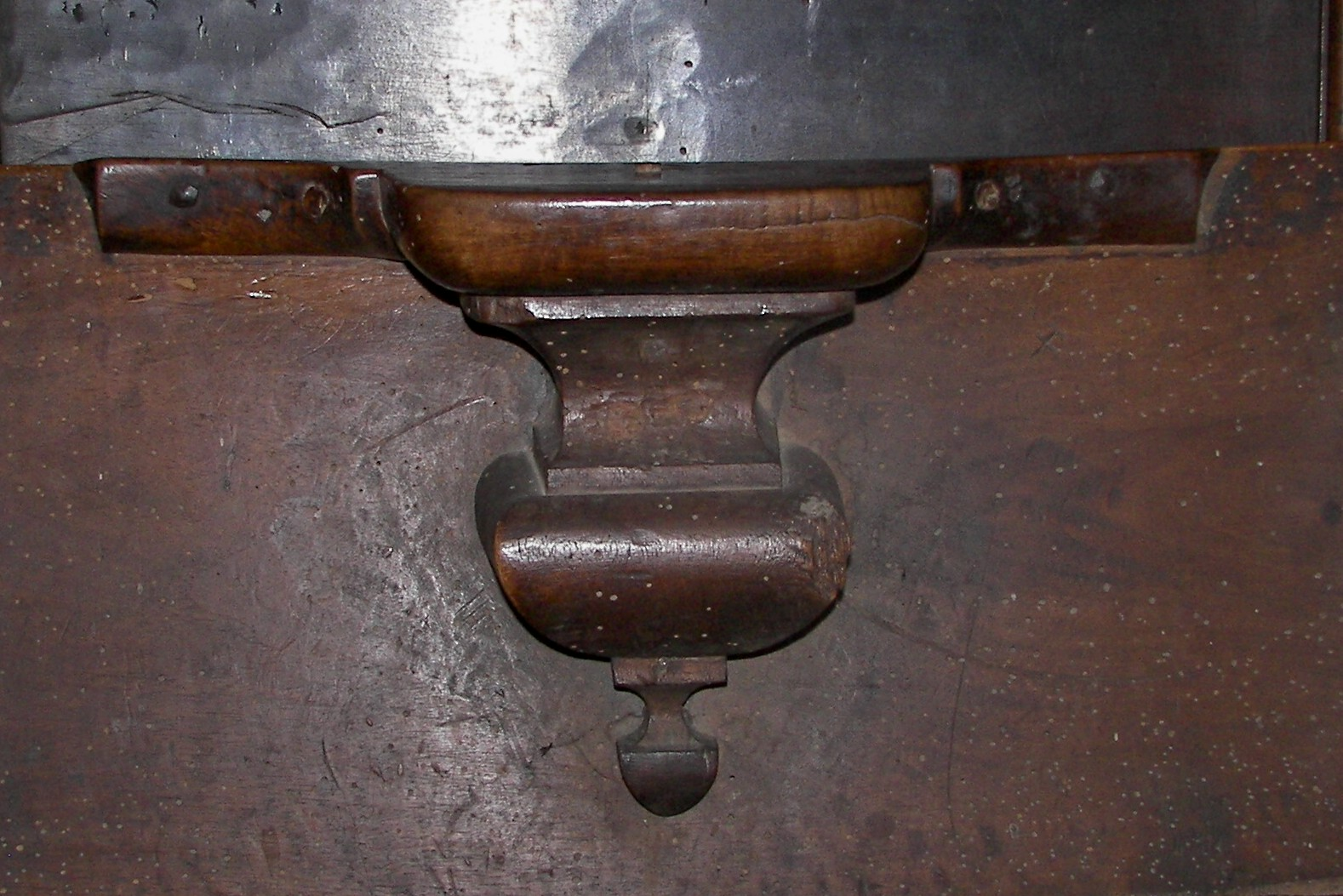
Collégiale de L'Isle-sur-Sorgue.
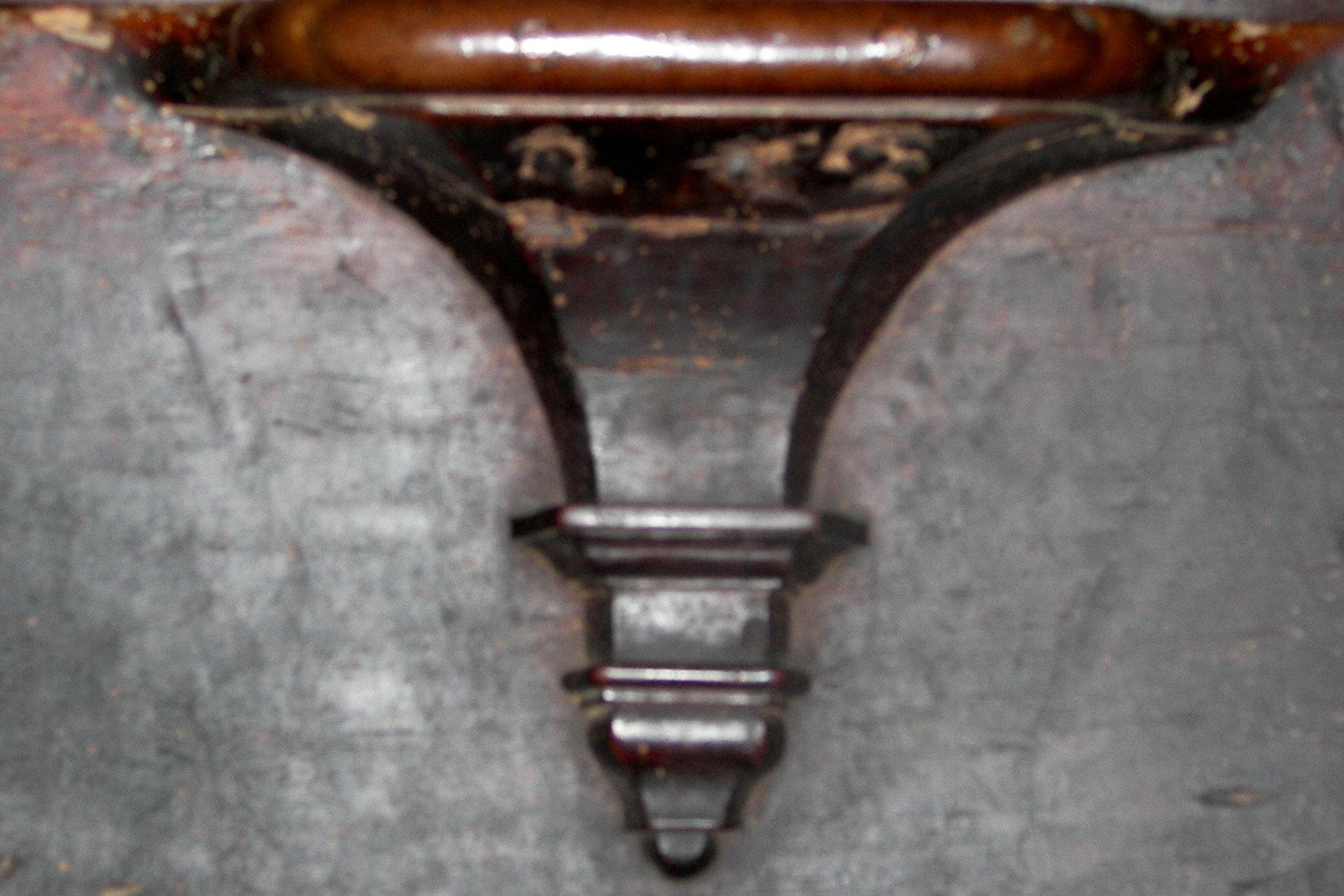
Église Saint-Pierre d'Avignon.

### Vendée85
- Luçon cathédrale Notre-Dame-de-l'Assomption : modèle unique baroque à feuilles d'acanthe.

### Vienne86
- Iteuil église (8).
- Mirebeau église Saint-André (6).
- Nouaillé-Maupertuis abbatiale Notre-Dame-et-Saint-Julien (60) : représentations de feuillages stylisés.
- Poitiers cathédrale Saint-Pierre (58) : dans le chœur, petits motifs végétaux et visages monstrueux. Dans la nef, deux bancs de cinq stalles, comportant des masques grimaçants et des têtes de lions appartenant au même ensemble que les stalles du chœur de l'église Sainte-Radegonde voisine.

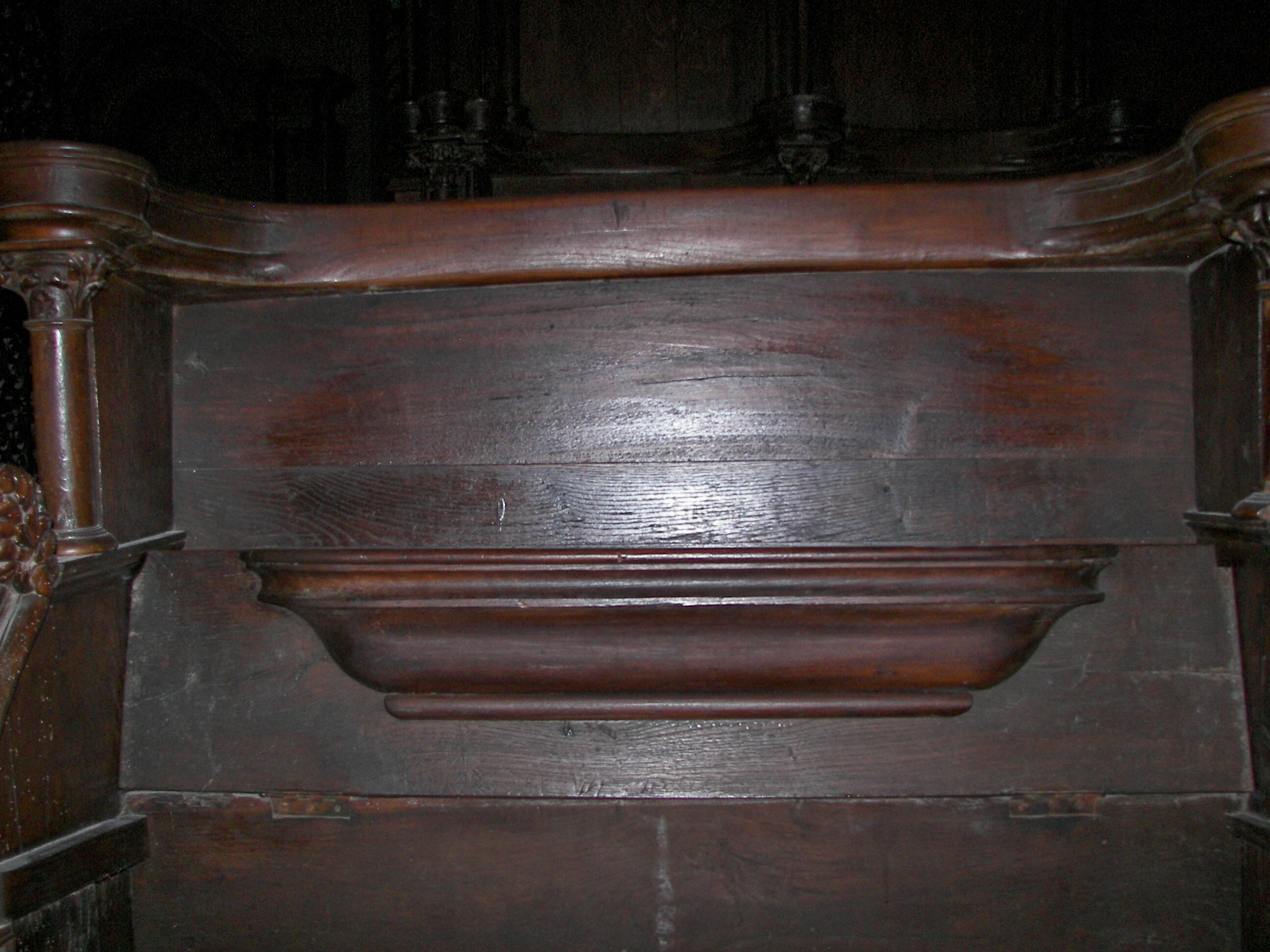
Curieuse miséricorde "double".
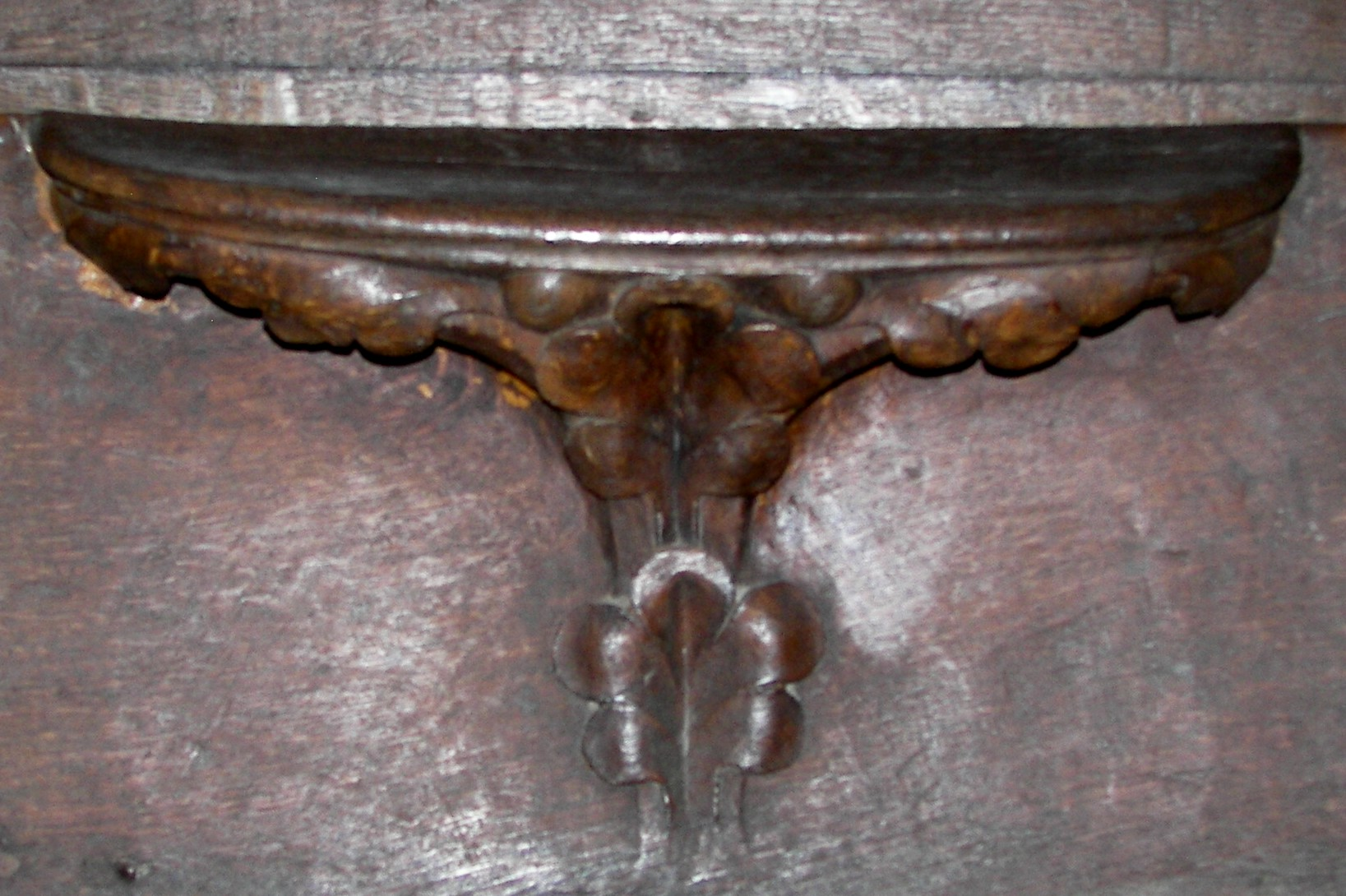
Miséricordes du chœur de
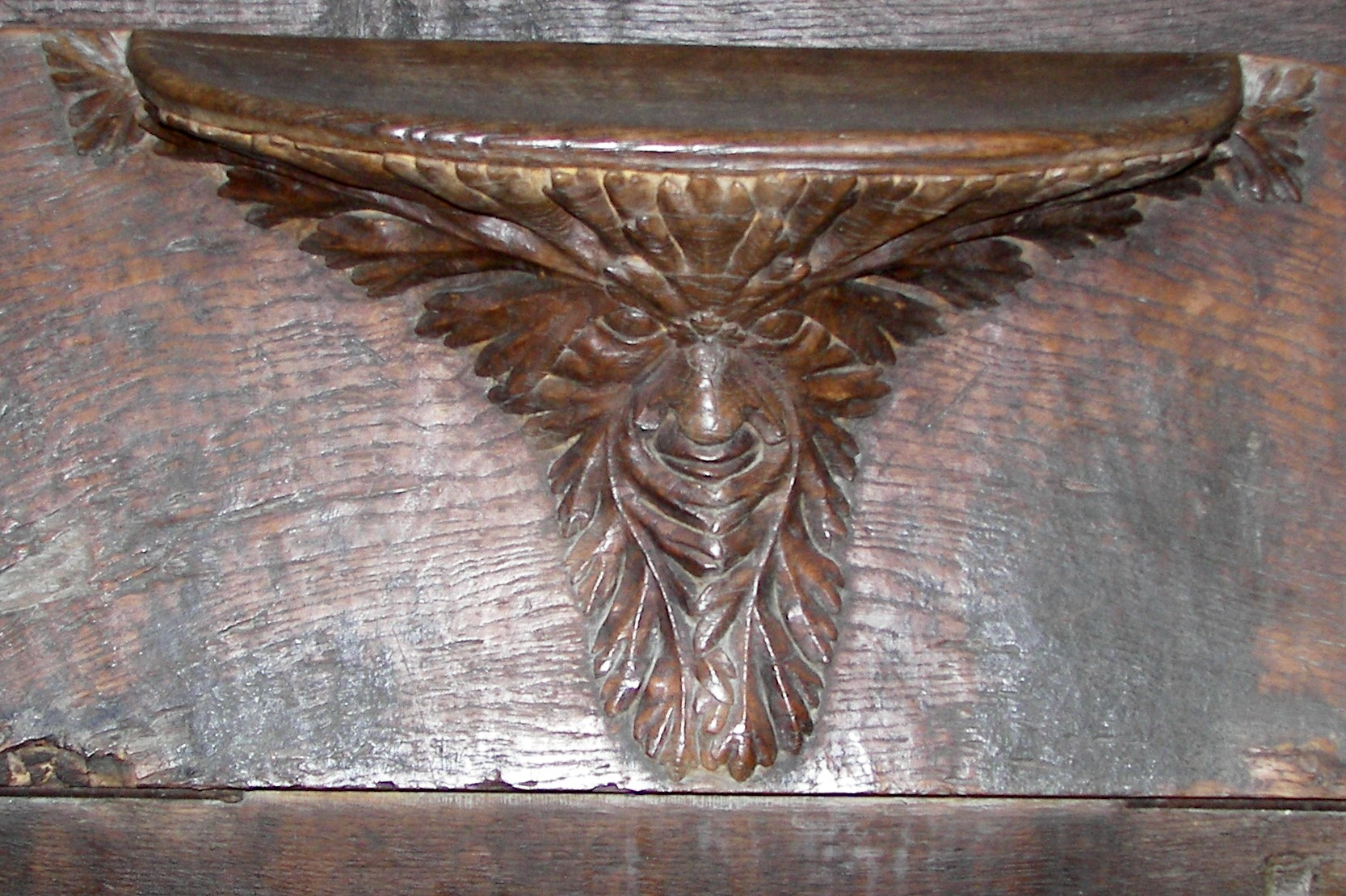
la cathédrale de Poitiers.
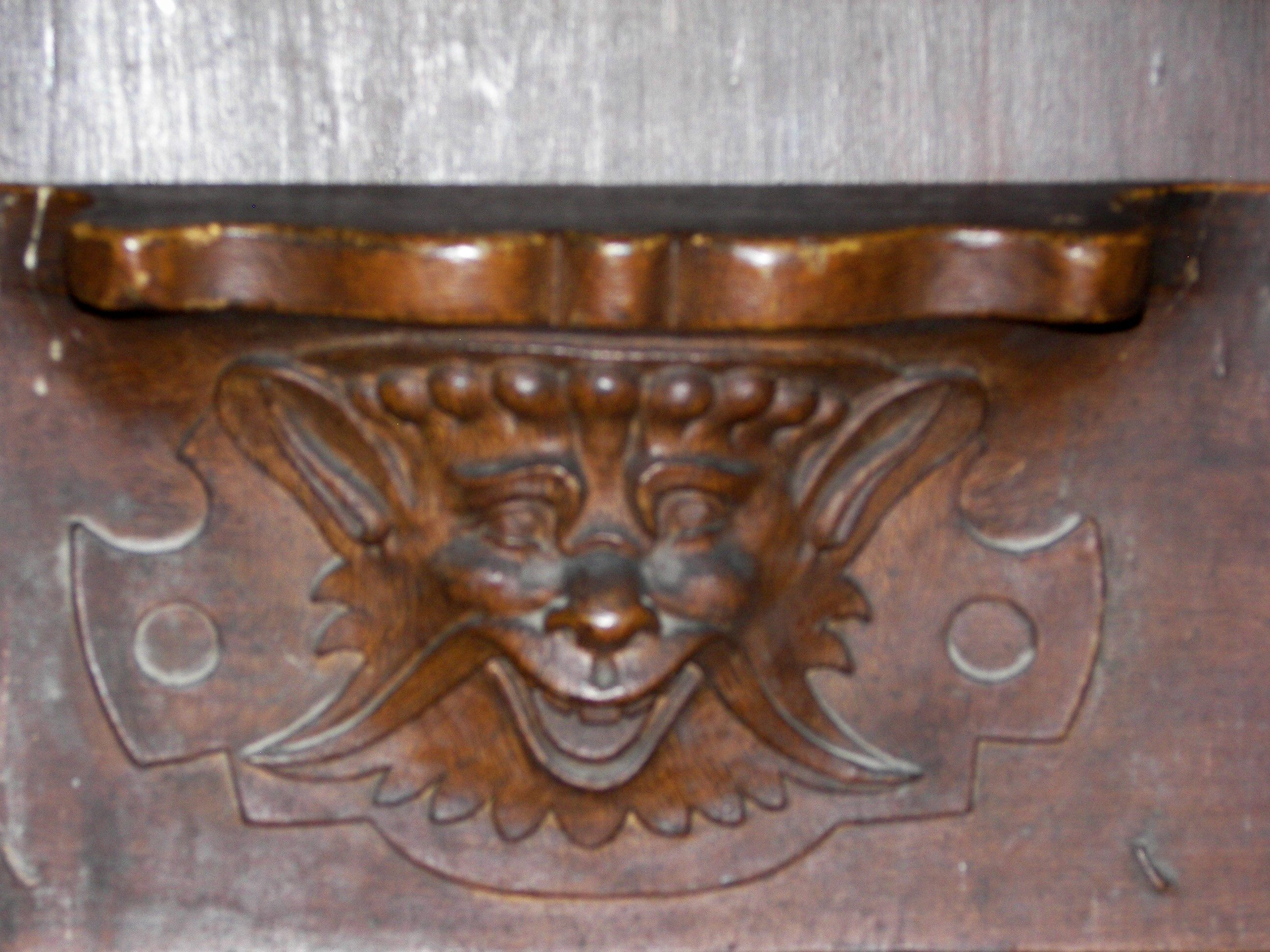
Miséricordes de la nef
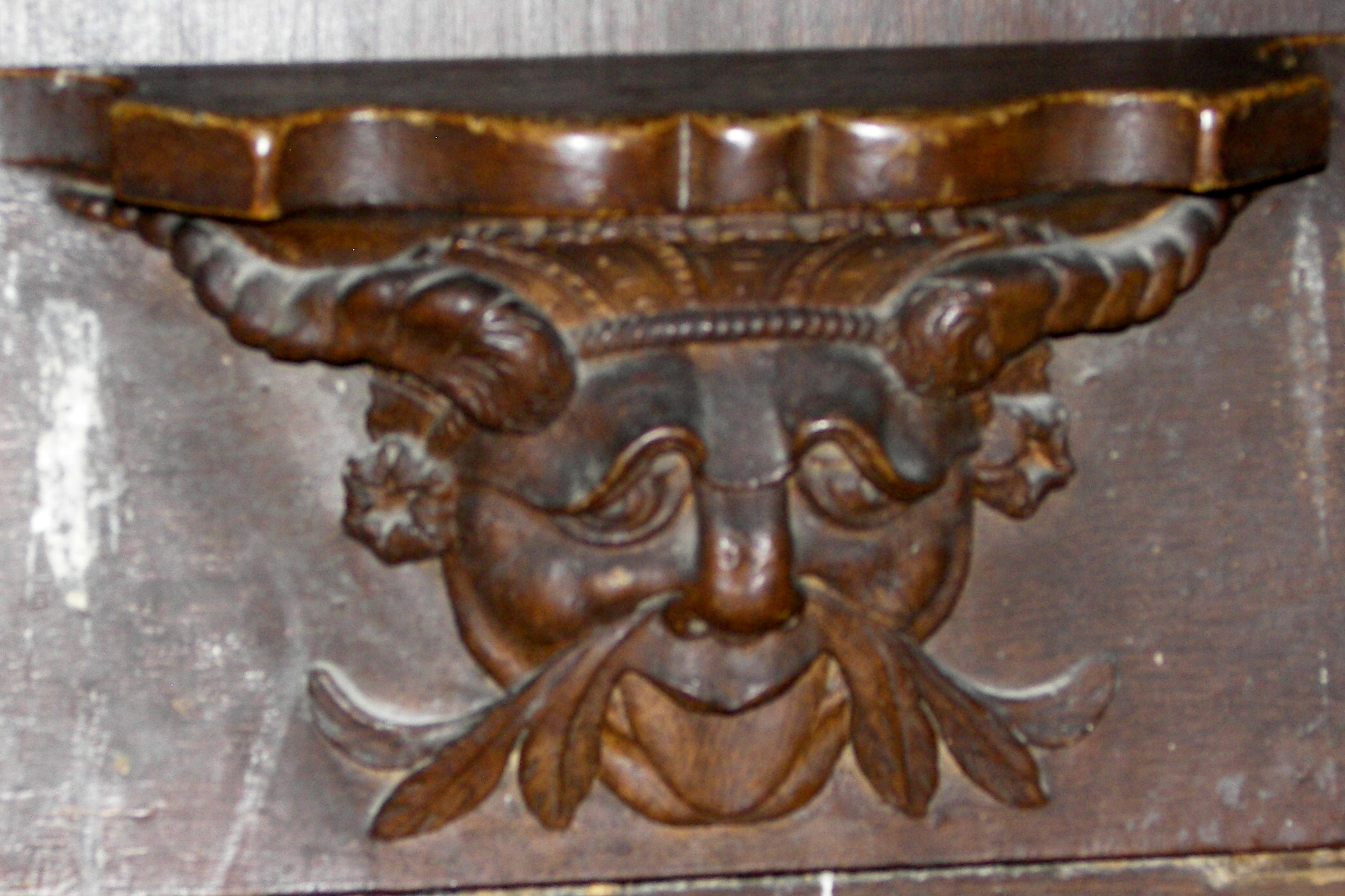
de la cathédrale Saint-Pierre
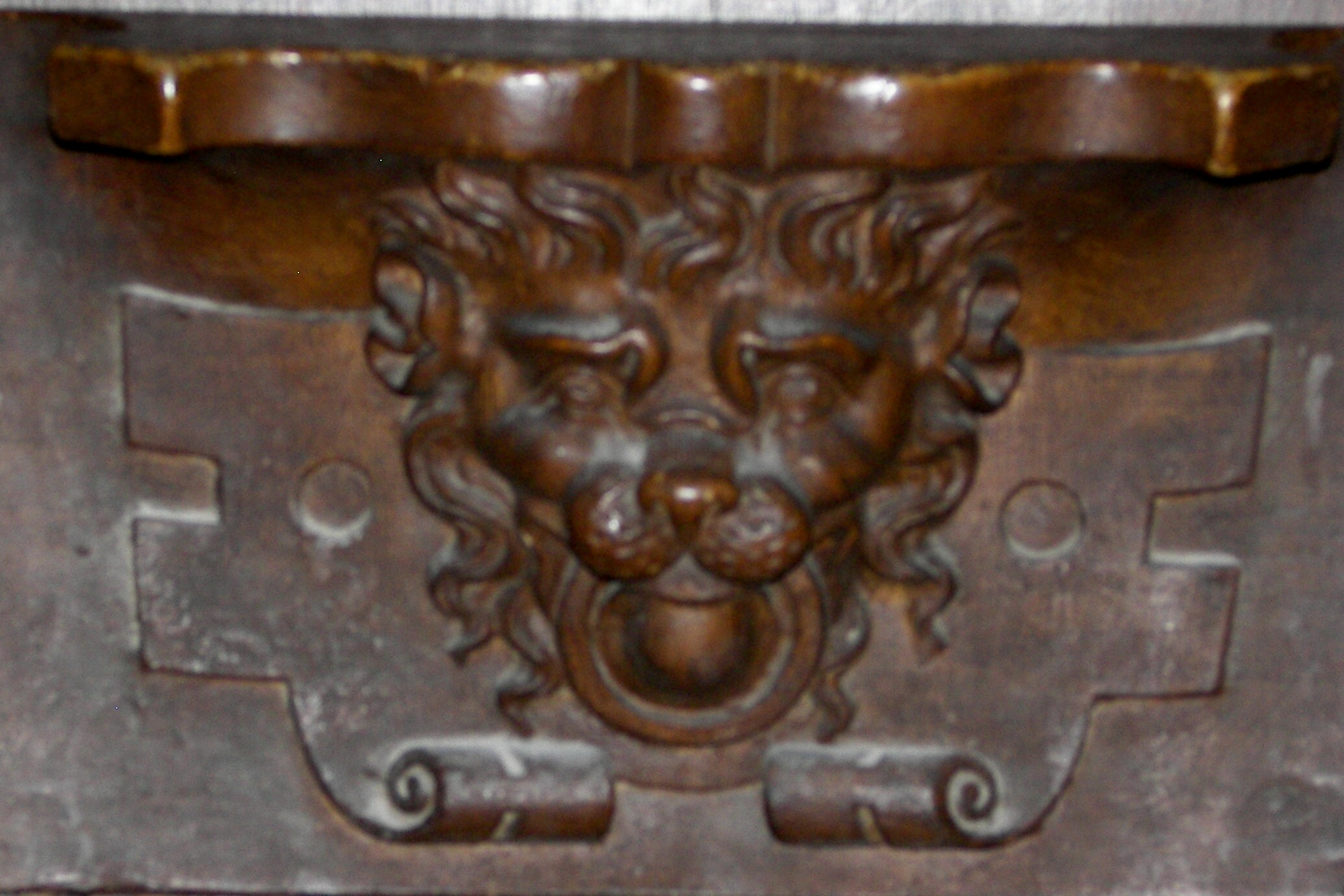
de Poitiers.

- Poitiers église Sainte-Radegonde (16) : masques grotesques, visages humains et d'anges, têtes de lions et un rapace.
- Saint-Savin : têtes d'anges du XVIIIe siècle.

### Vosges88
- Moyenmoutier abbatiale Saint-Hydulphe (36) : têtes d'anges parfois aux visages d'hommes moustachus, grimaçants, pourvus de cornes etc., quelques portraits féminins. À noter : une miséricorde endommagée par le feu.
- Raon-l'Étape, église Saint-Luc.
- Remiremont abbatiale Saint-Pierre : miséricordes baroques de style rocaille.

## Y

### Yonne89

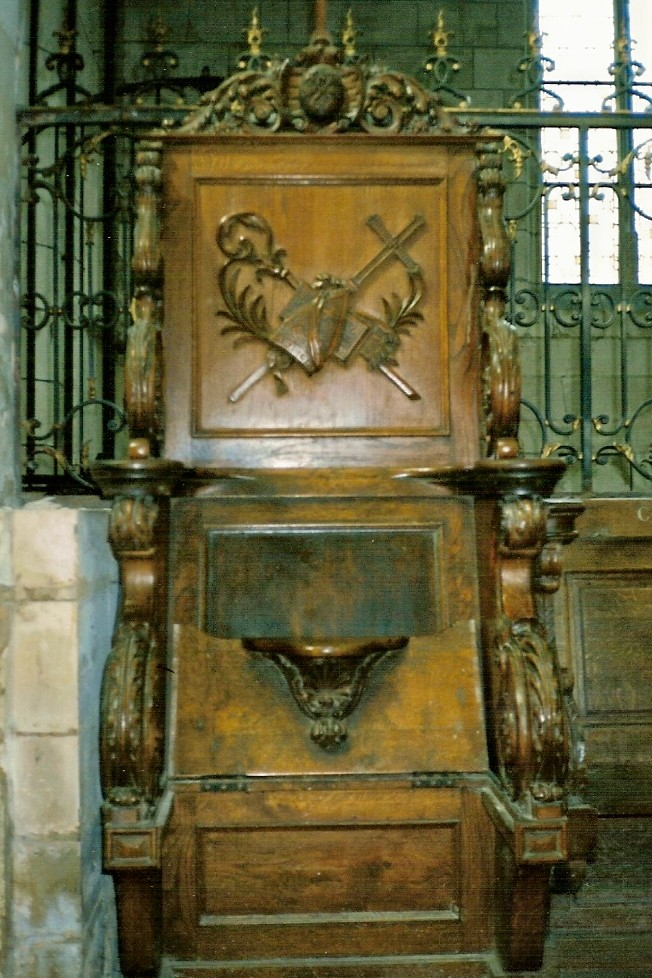
Église Saint-Pierre (Auxerre).

- Auxerre cathédrale Saint-Étienne (89) têtes d'anges, feuillages, visages grimaçants et, fait plus rare, scènes du Nouveau Testament :

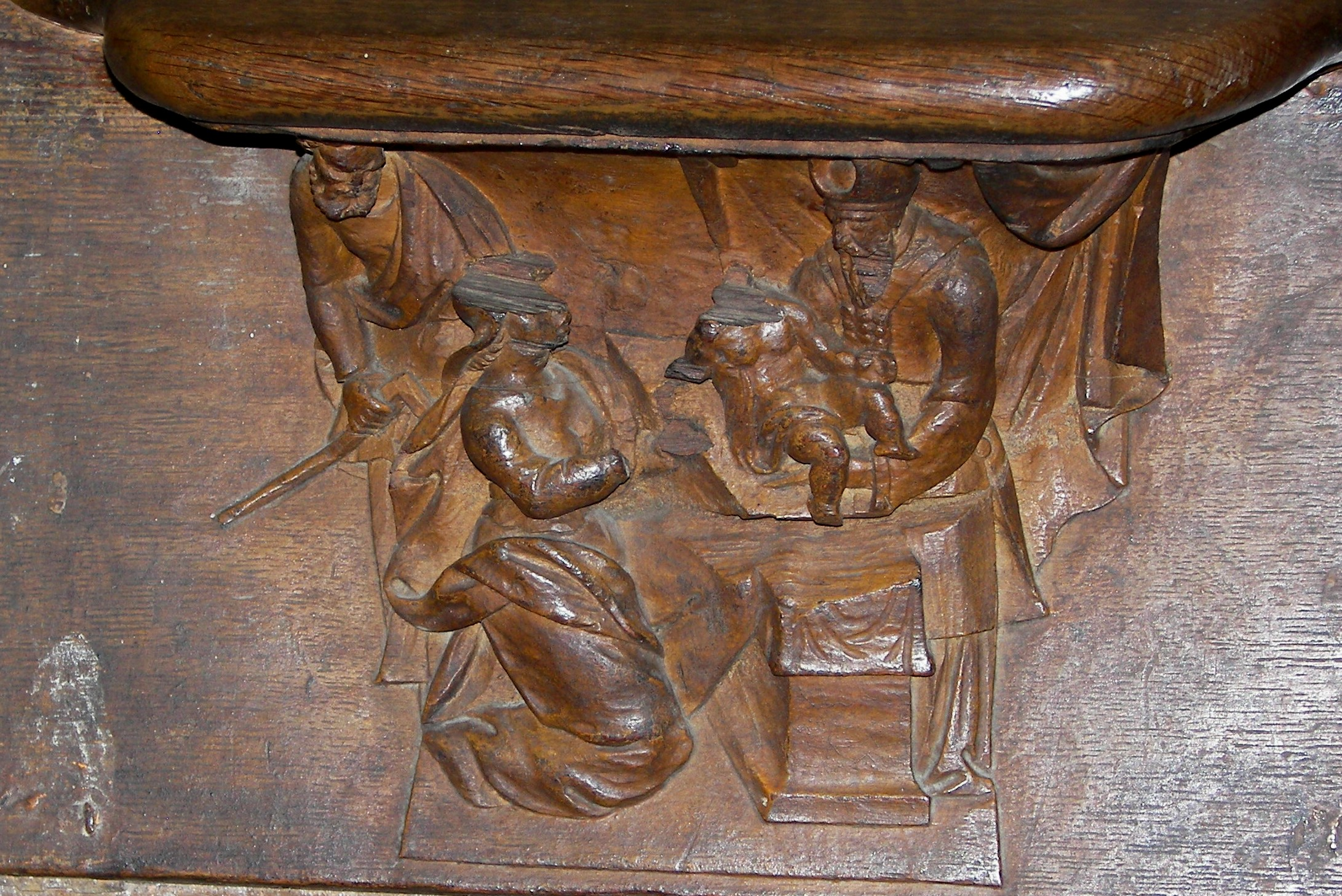
Présentation de Jésus au temple.
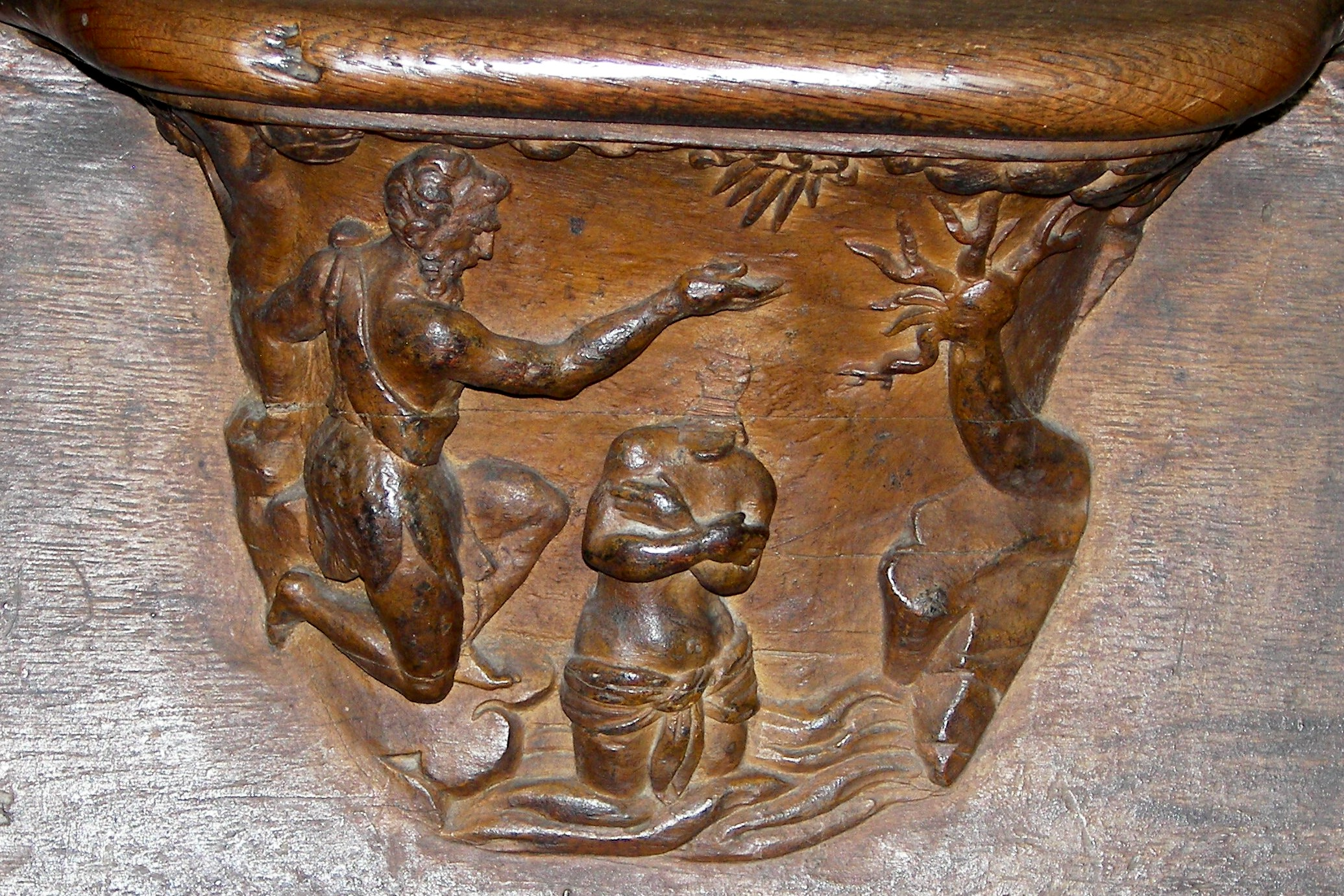
Baptême de Jésus.
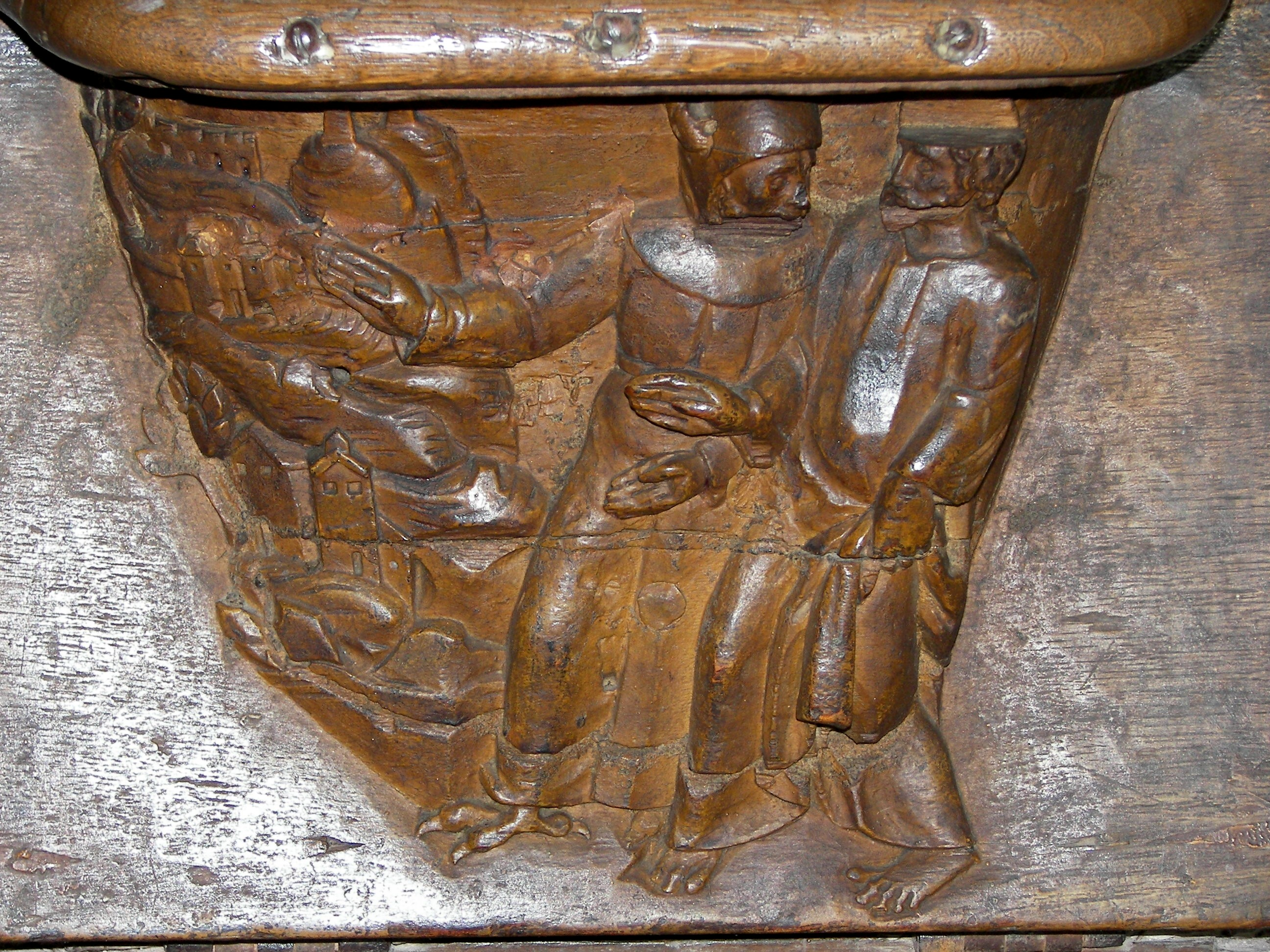
Tentation du Christ.
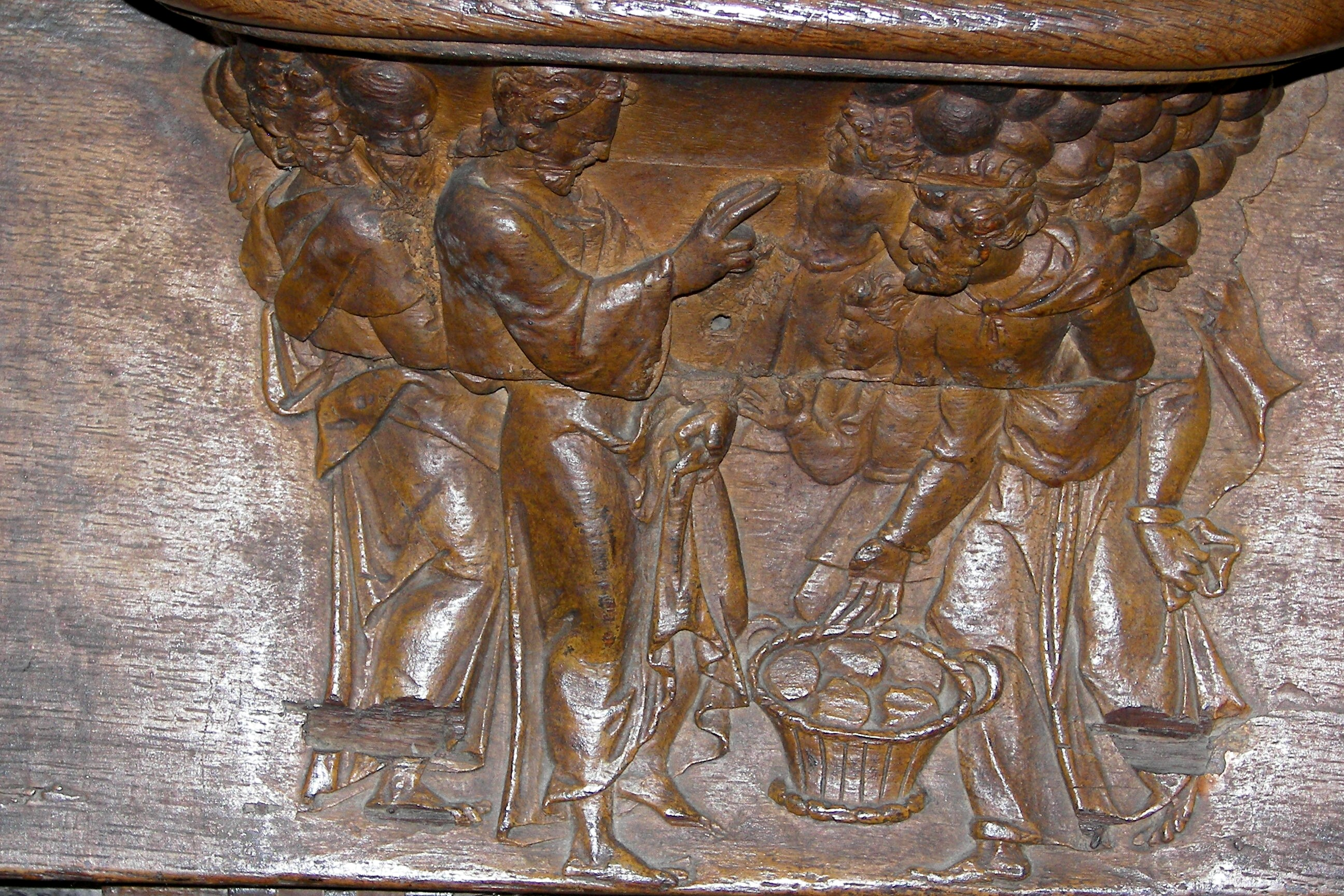
Multiplication des pains.
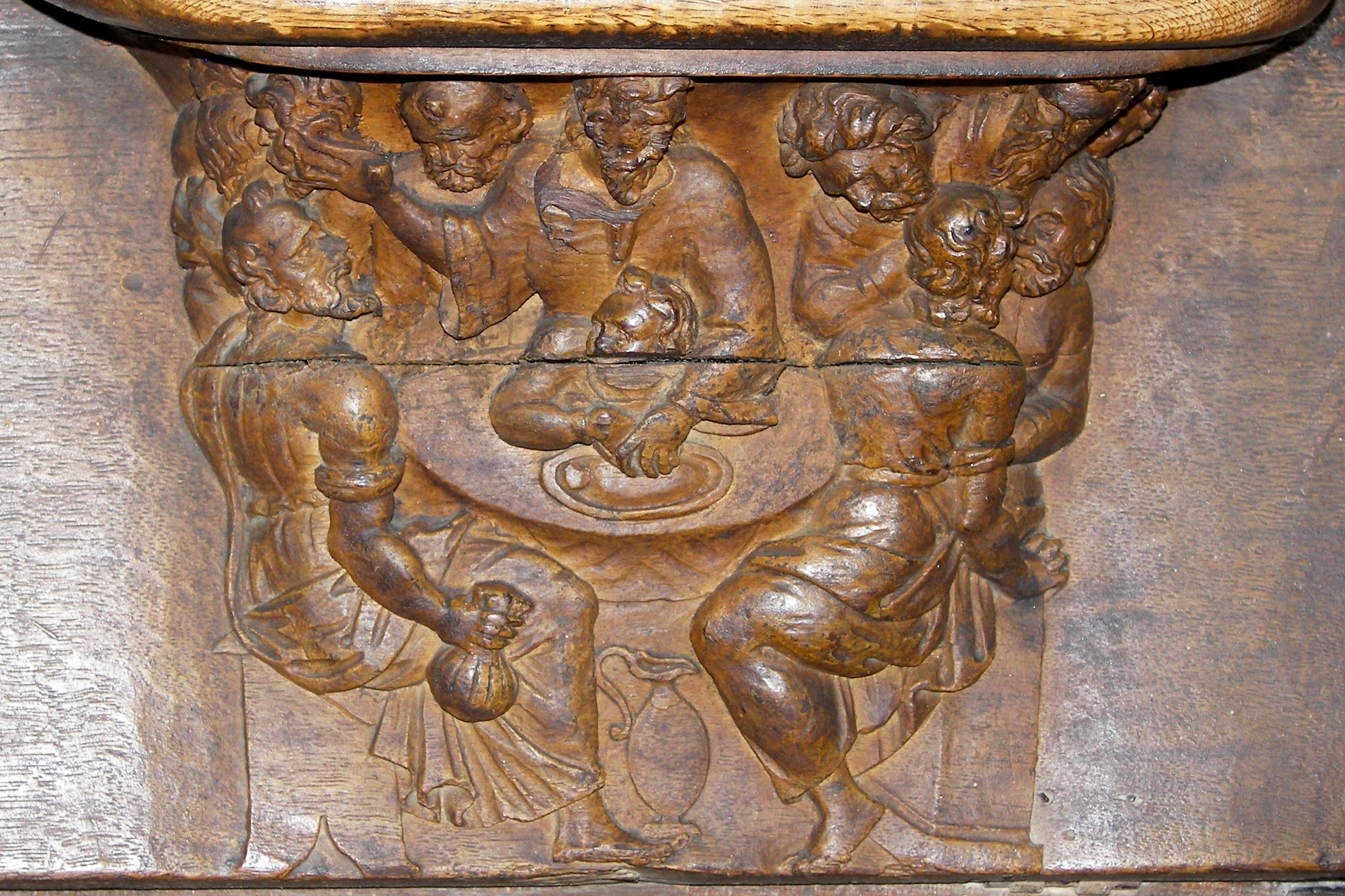
La Cène.
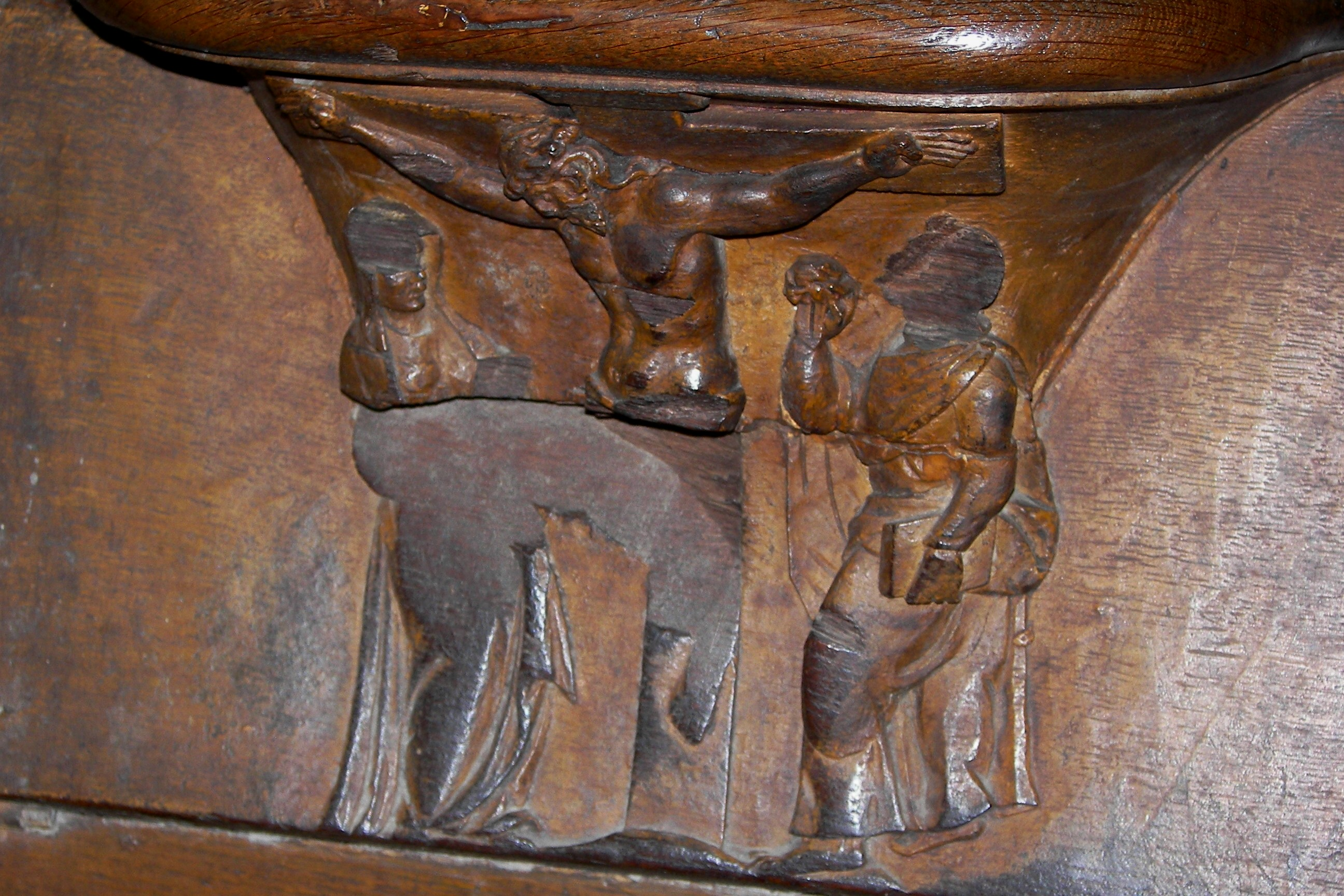
La Crucifixion.

- Auxerre église Saint-Pierre (1) : siège « épiscopal » à motif végétal + dossier orné d'une crosse, croix et mitre.
- Auxerre église abbatiale Saint-Germain : modèle unique de simple forme géométrique.
- Avallon collégiale Saint-Lazare : alternance d'un visage masculin fantastique et de vases baroques.
- Dixmont église Saint-Gervais-Saint-Protais
- Joux-la-Ville église Notre-Dame-de-la-Nativité (10) : 4 baroques à thème végétal dans le chœur et dans la nef, ensemble de 6 visages d'anges, d'êtres fantastiques ou de personnages grimaçants, ayant la particularité d'avoir été sculptés dans l'épaisseur de l'assise des stalles.
- Montréal église Notre-Dame (26): exécutées entre 1530 et 1550 par les frères Rigolley de Nuit-sous-Ravières, elles représentent des masques fantastiques, des anges, des têtes d'animaux (béliers, lions, oiseaux) ainsi que des saynètes ou des paysages. À noter, la beauté des jouées et des panneaux des parcloses des stalles.
- Noyers-sur-Serein église paroissiale Notre-Dame (11) : motif végétal, hommes au travail (laboureur, menuisier), têtes d'anges, cheval, êtres fantastiques.
- Pontigny église abbatiale de l'Assomption : feuilles d'acanthe.
- Saint-Fargeau église Saint-Ferréol (7) : ornées de feuillage ou têtes humaines à chapeaux.
- Saint-Florentin église (38): visages naïfs ou fantastiques, masques grotesques, vasques cannelées ou à décors floraux.
- Sainte-Pallaye église (10) : originaires de la toute proche abbaye de Reigny, elles alternent motifs végétaux stylisés et personnages (bouffon, enfant et volatile, homme munis d'un sac ou d'un bâton).

- Vermenton abbaye de Reigny (4) : dans la chapelle privée des propriétaires, une cathèdre à la miséricorde baroque à rinceaux et assise cannelée, plus un ensemble de 3 stalles aux dossiers néo-gothiques à claire-voie et miséricordes simples en feuillages stylisés.
- Vézelay basilique Sainte-Marie-Madeleine : visages d'ecclésiastiques, de bouffon, de femmes et d'hommes, têtes d'animaux domestiques ou sauvages (vache, bouc, chien, lion, coq, éléphant, hibou et aigle bicéphale, deux scènes domestiques.

### Yvelines78
- Dampierre-en-Yvelines église Notre-Dame (28).
- Jouy-en-Josas église Saint-Martin.
- Lévis-Saint-Nom église abbatiale Notre-Dame-de-la-Roche (30).
- Magny-les-Hameaux église Saint-Germain (6).
- Mantes-la-Jolie église Sainte-Anne de Gassicourt (30) : feuillages, scènes de la vie quotidienne, animaux domestiques et fantastiques, caricature de la papauté et « la chrétienté rongée par des rats » (protestants ? ) (voir scène similaire à l'église Saint-Maurille/Les Ponts-de-Cé/49).

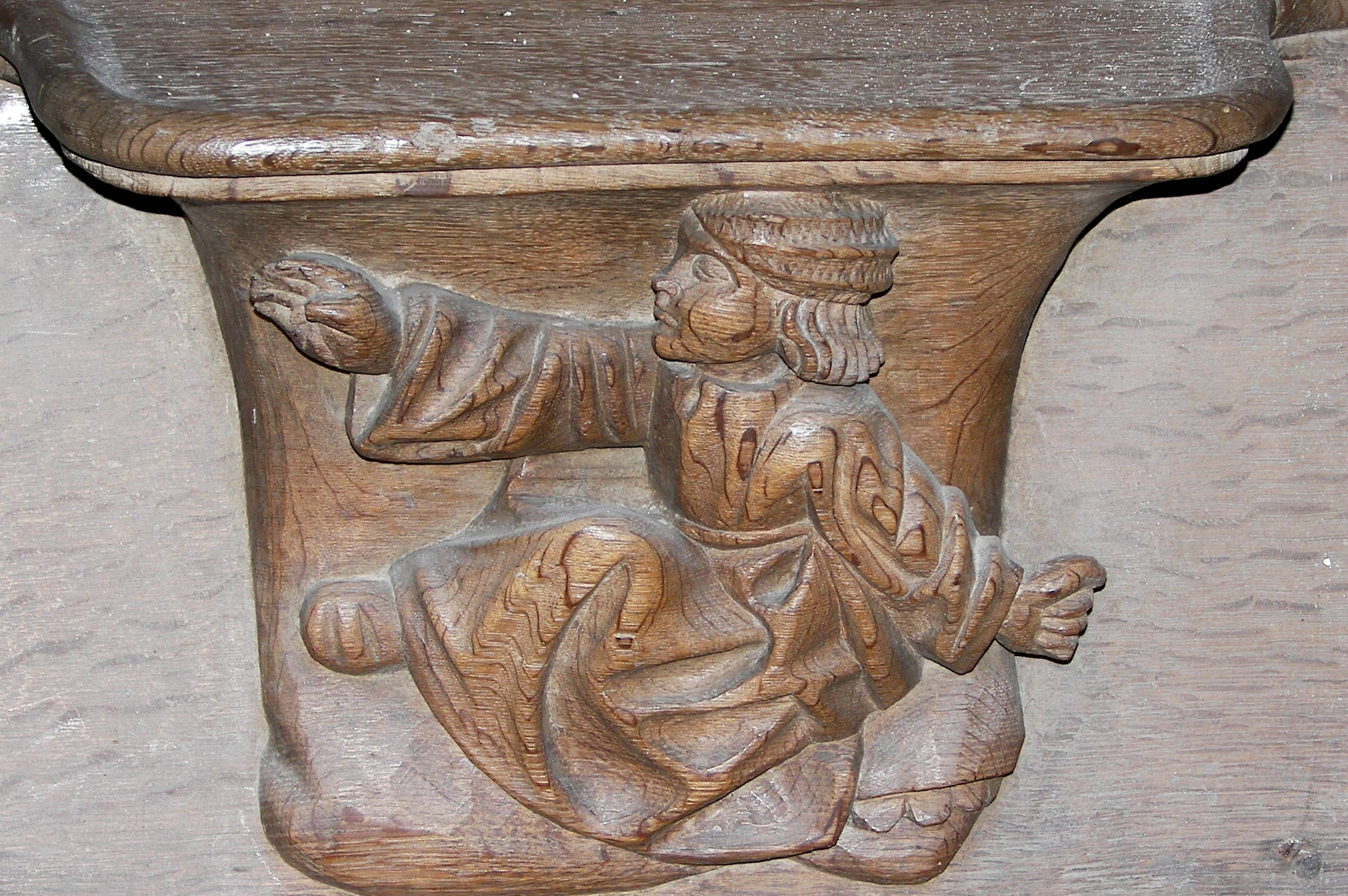
Église
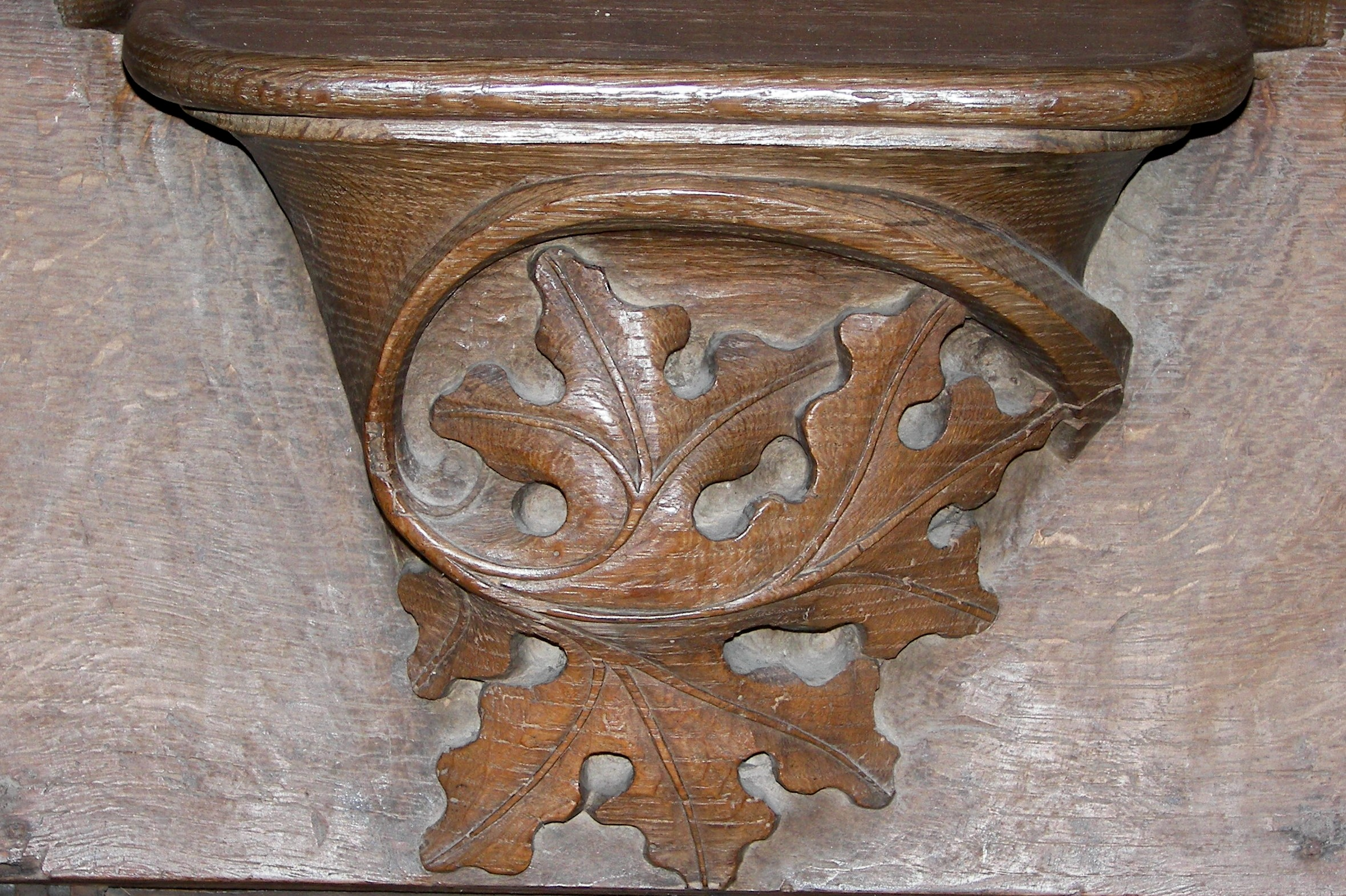
Sainte-Anne de Gassicourt
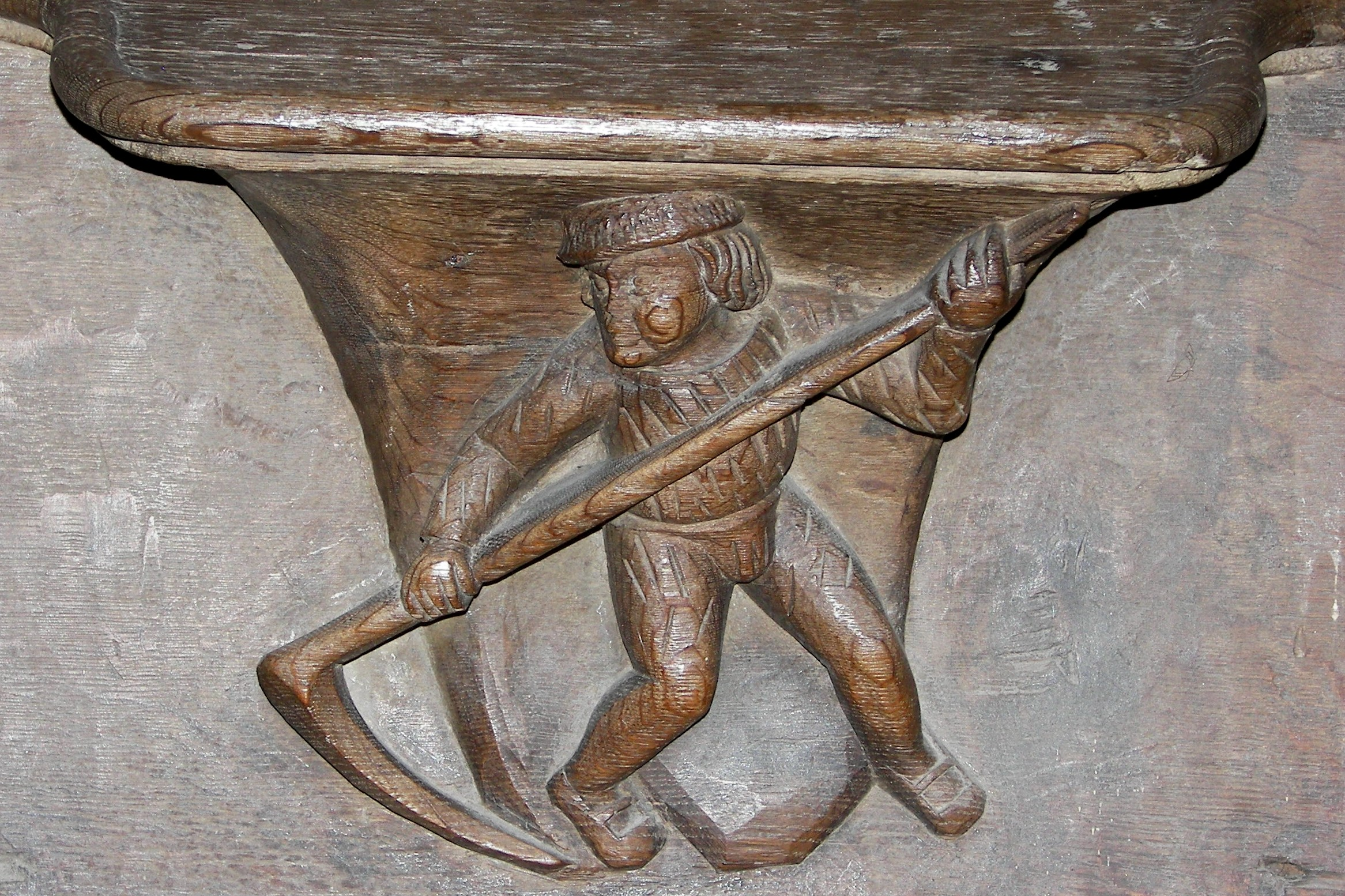
à Mantes-la-Jolie.